# Parc national de Kaeng Krachan
Le parc national de Kaeng Krachan ou simplement Kaeng Krachan (en thaï : อุทยานแห่งชาติ แก่งกระจาน) est le plus grand parc national de Thaïlande : il couvre une superficie de 2 914 km2, c'est-à-dire qu'il est légèrement plus vaste que l'île de la Réunion et qu'il est grand comme la moitié d'un département français de taille moyenne tel Les Vosges. Il a été créé en 1981.
Le complexe des forêts de Kaeng Krachan qui inclut le parc national de Kaeng Krachan, le parc national de Kui Buri, le parc national de Chaloem Phrakiat Thai Prachan et le sanctuaire de faune de Mae Nam Phachi est inscrit sur la liste du patrimoine mondial de l'UNESCO depuis le 26 juillet 2021,.

Cet immense parc est situé dans la province de Phetchaburi (districts de Nong Ya Phong, Kaeng Krachan et Tha Yang) et dans la province de Prachuap Khiri Khan (district de Hua Hin), près de la ville-district de Hua Hin. Il est dans la zone frontalière avec la Birmanie et jouxtant la réserve naturelle de Tanintharyi (réserve naturelle du Tenasserim) (située de l'autre côté de la frontière en Birmanie).

Localisation
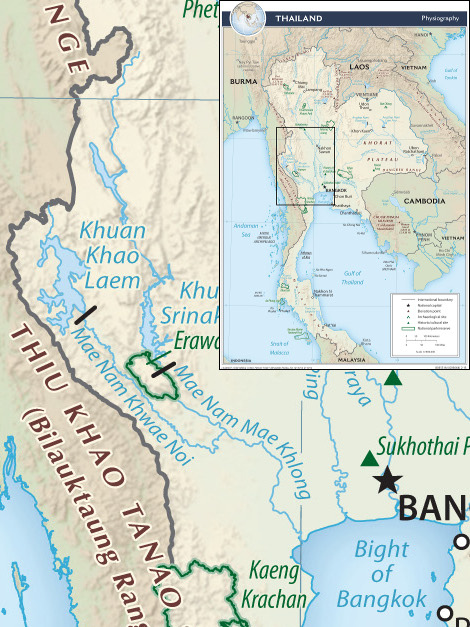
Au centre, parc national d'Erawan et au sud, parc national de Kaeng Krachan
Province de Phetchaburi
Districts de l'ouest Nong Ya Phong (3), Kaeng Krachan (8) et Tha Yang (5)
Province de Prachuap Khiri Khan
District du nord Hua Hin (7)

## Climat
Le climat est sous l'influence des vents de la mousson du Nord-Est et Sud-Ouest.
Il y a les trois saisons communes en Thaïlande :
- la saison des pluies commence mi-mai et se termine à la mi-octobre : le vent de la mousson venant du Sud-Ouest, chaud et très humide après son passage au-dessus de la mer d'Andaman apporte beaucoup de pluie ;
- la saison froide commence mi-octobre et se termine à la mi-février : le vent change et vient du Nord-Est, apportant de l'air frais de la Chine continentale ;
- et la saison sèche et chaude commence mi-février et se termine à la mi-mai.

## Paysages
Cette région est constituée de montagnes granitiques et calcaires avec des sommets à près de 1 200 m d'altitude : le second sommet de Kaeng Krachan, le pic Panoen Thun, sommet accessible par un sentier, culmine à 1 207 m ; le plus haut sommet est le Khao Nga-gnan Nik Yuak Tong qui s'élève à 1 513 m au-dessus de la mer. L'altitude moyenne est d'environ 500 m.
Le fleuve Petchaburi et la rivière Pranburi ont leurs sources dans le parc national de Kaeng Krachan et il y a aussi quelques belles cascades à admirer, dont la cascade de Pala-U sur 15 niveaux.

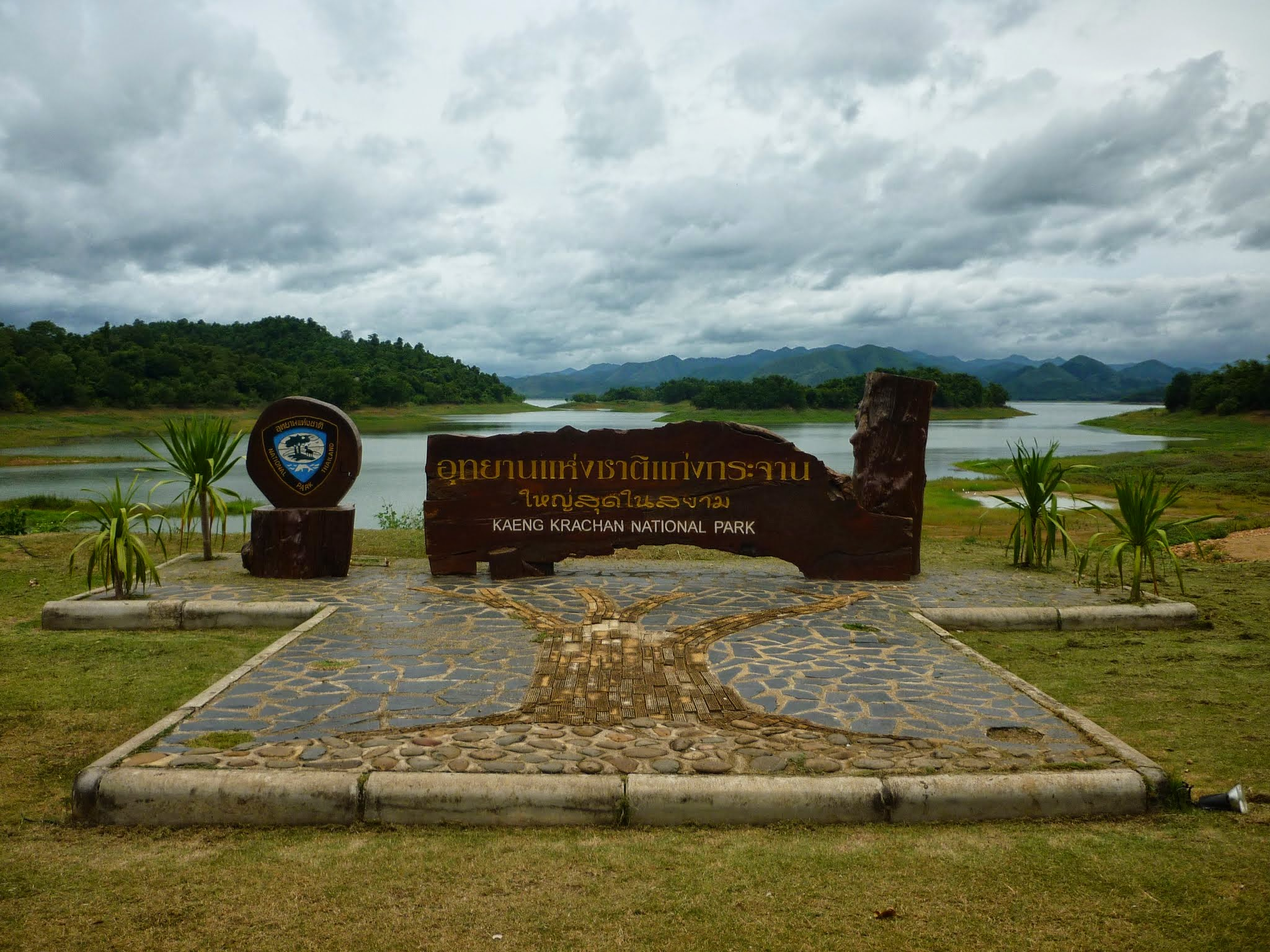
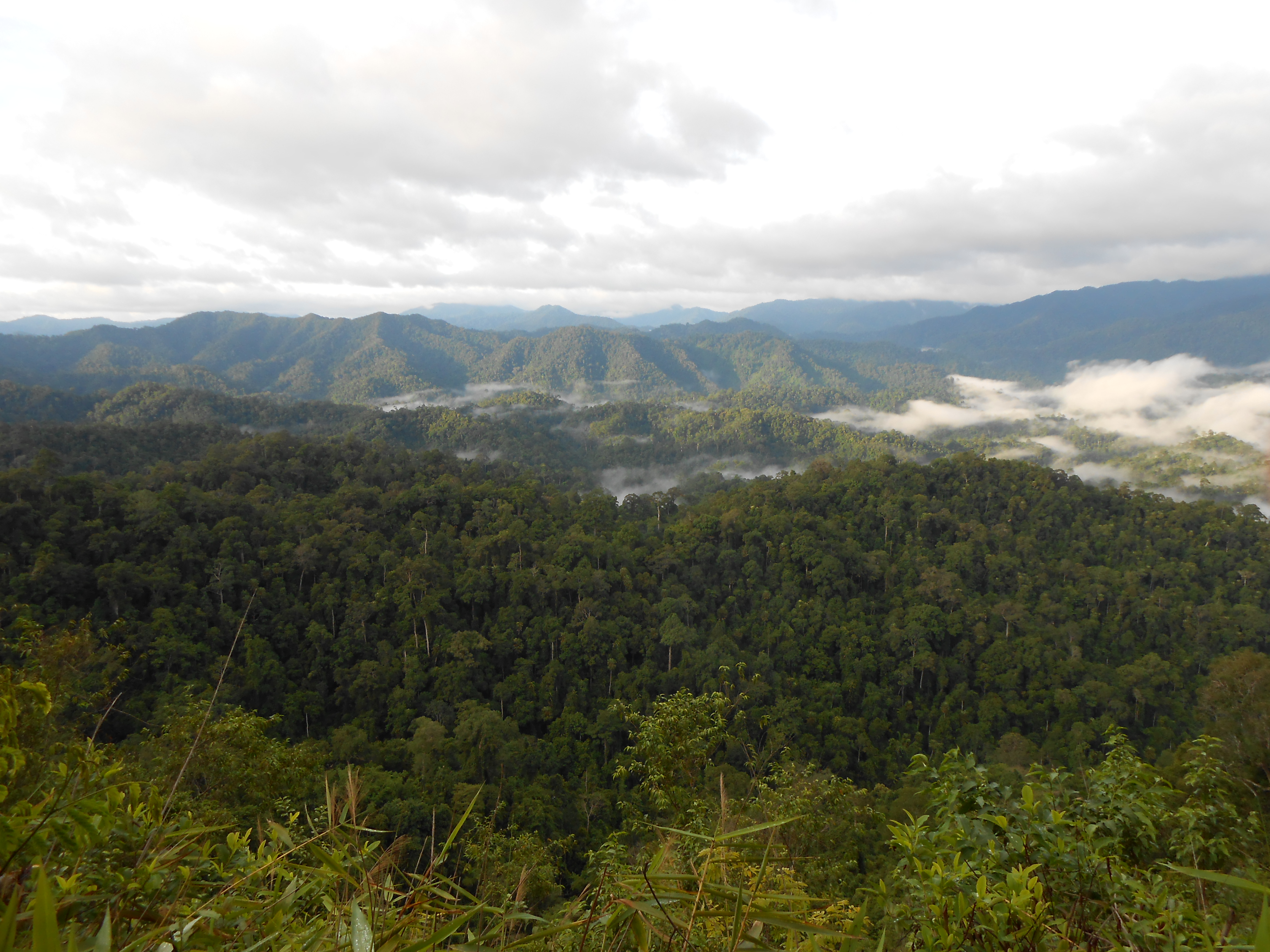
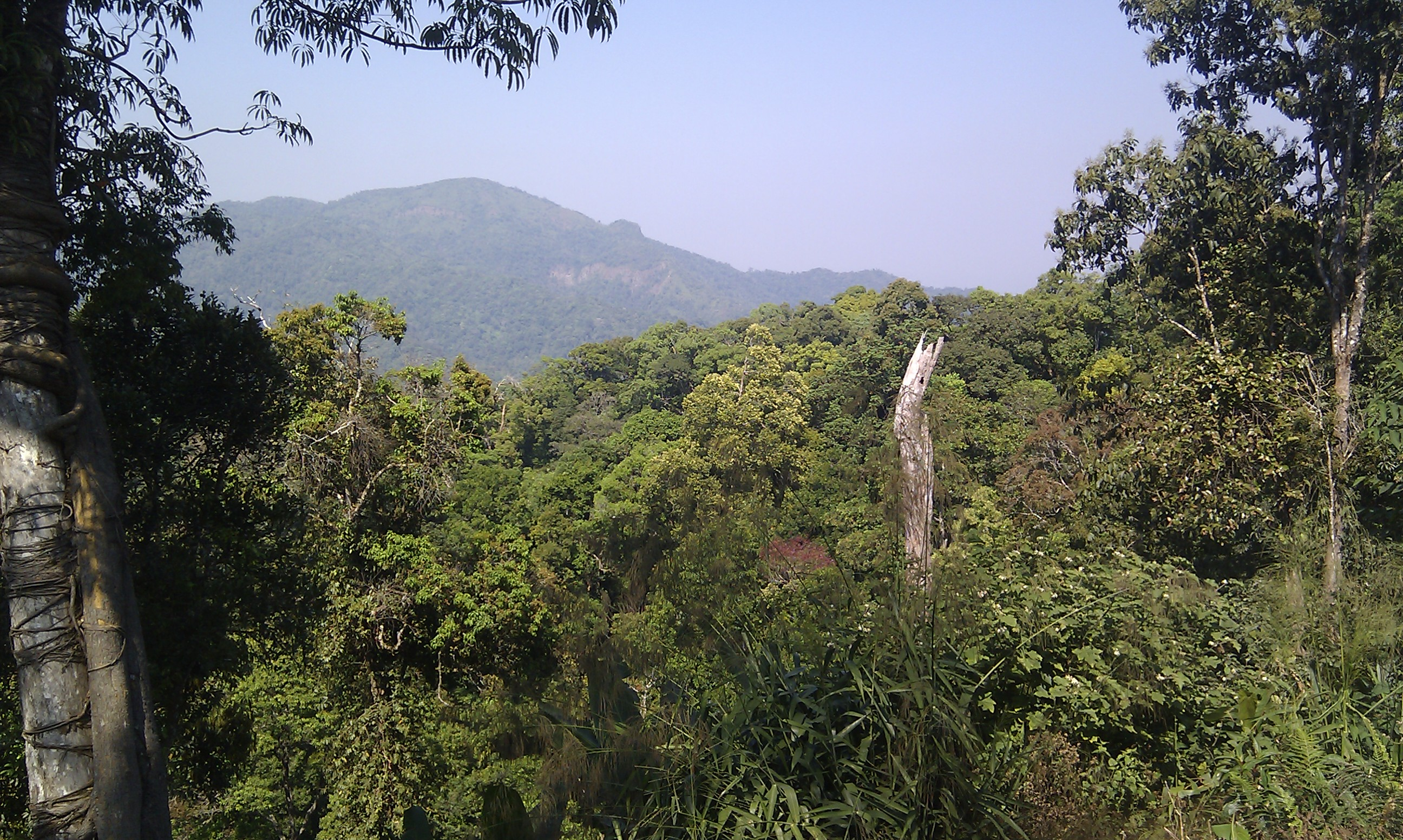
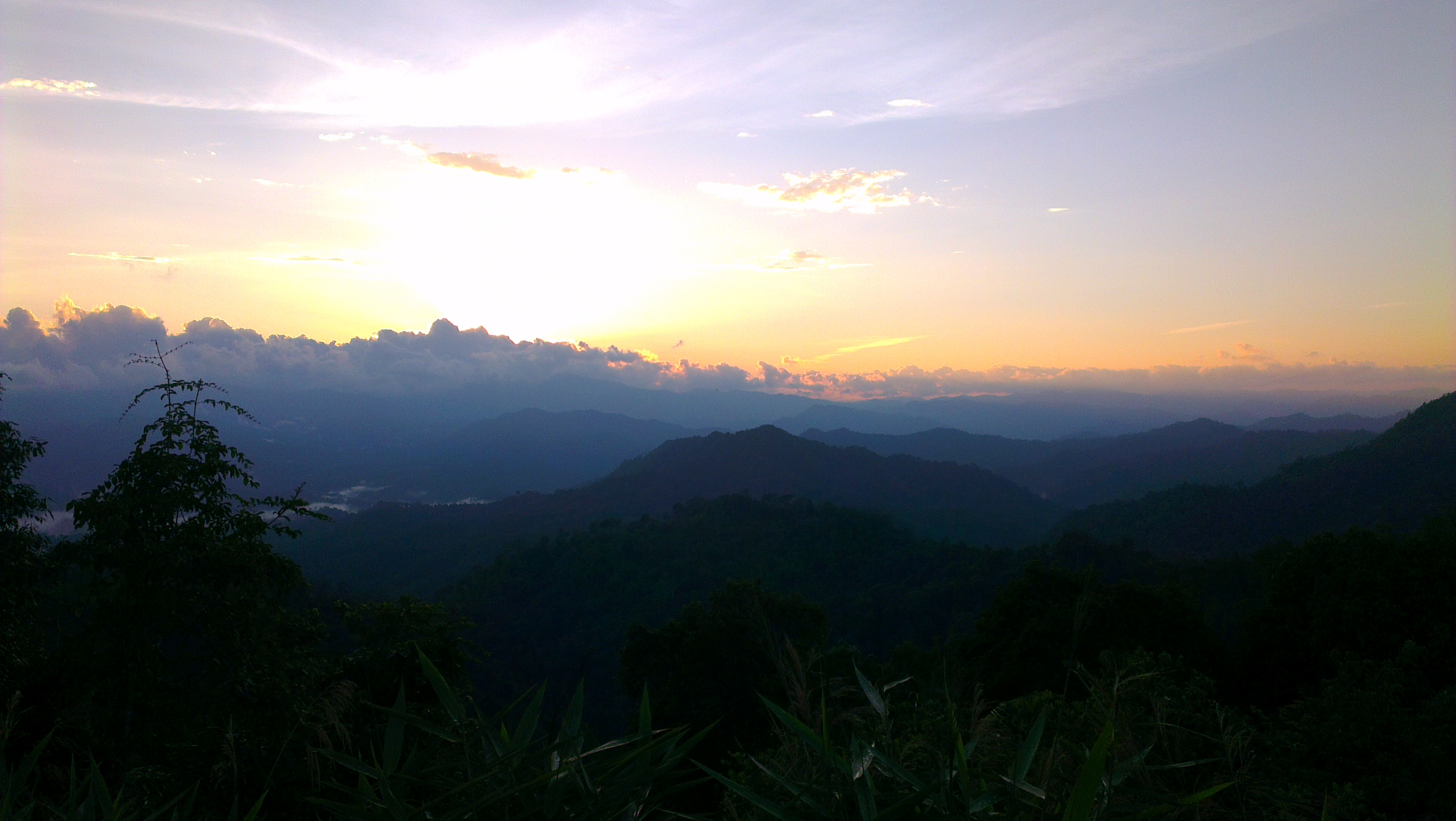
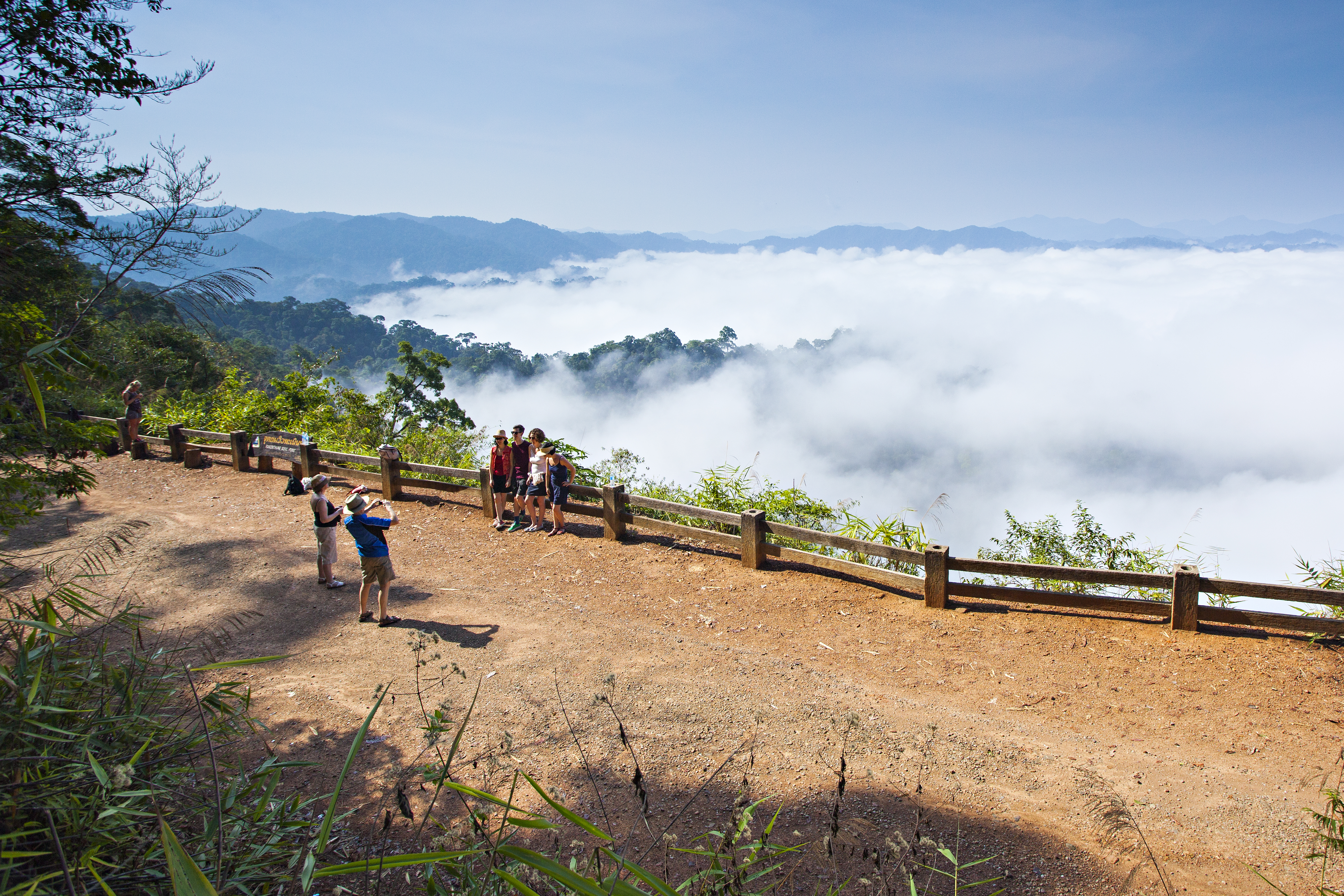
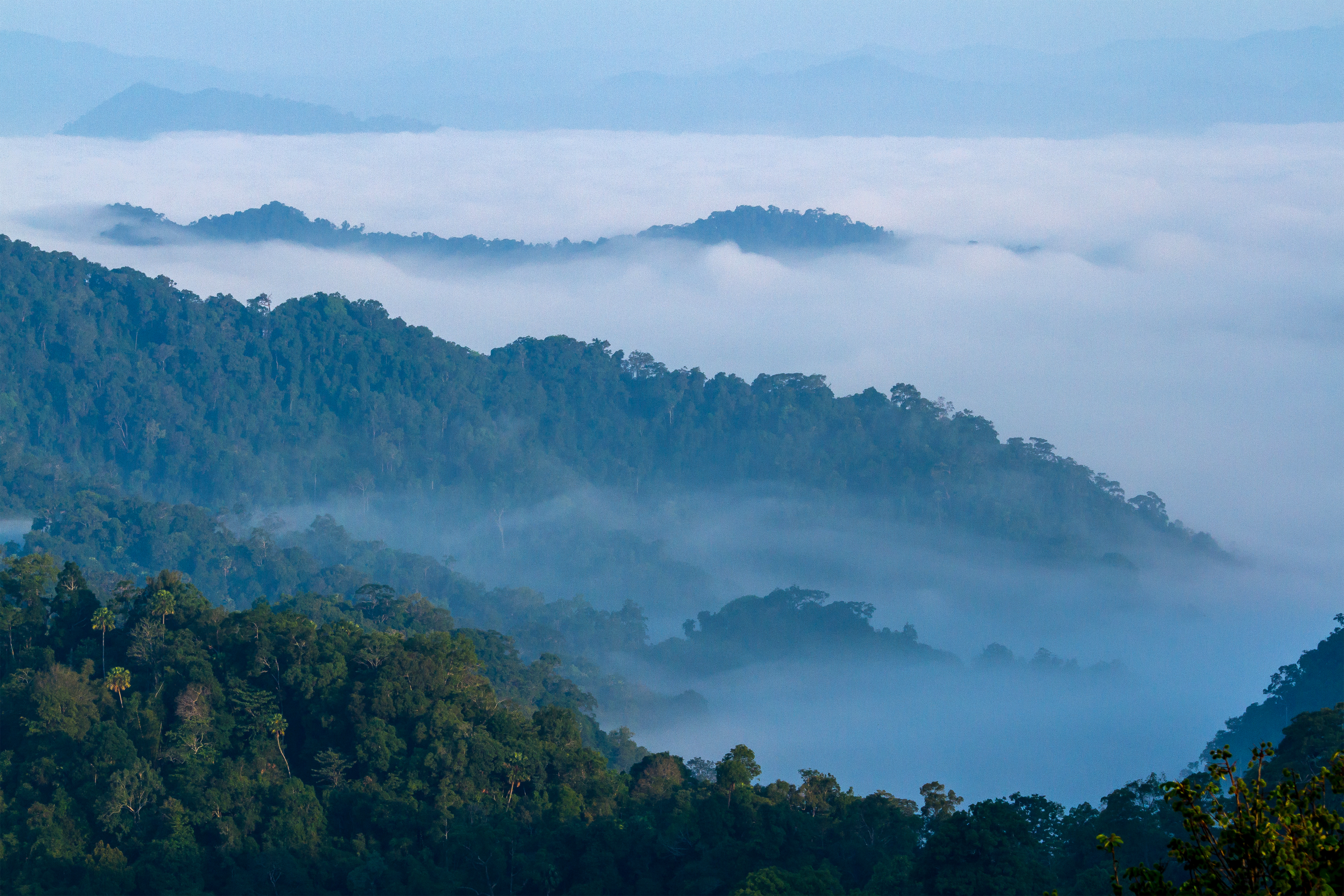
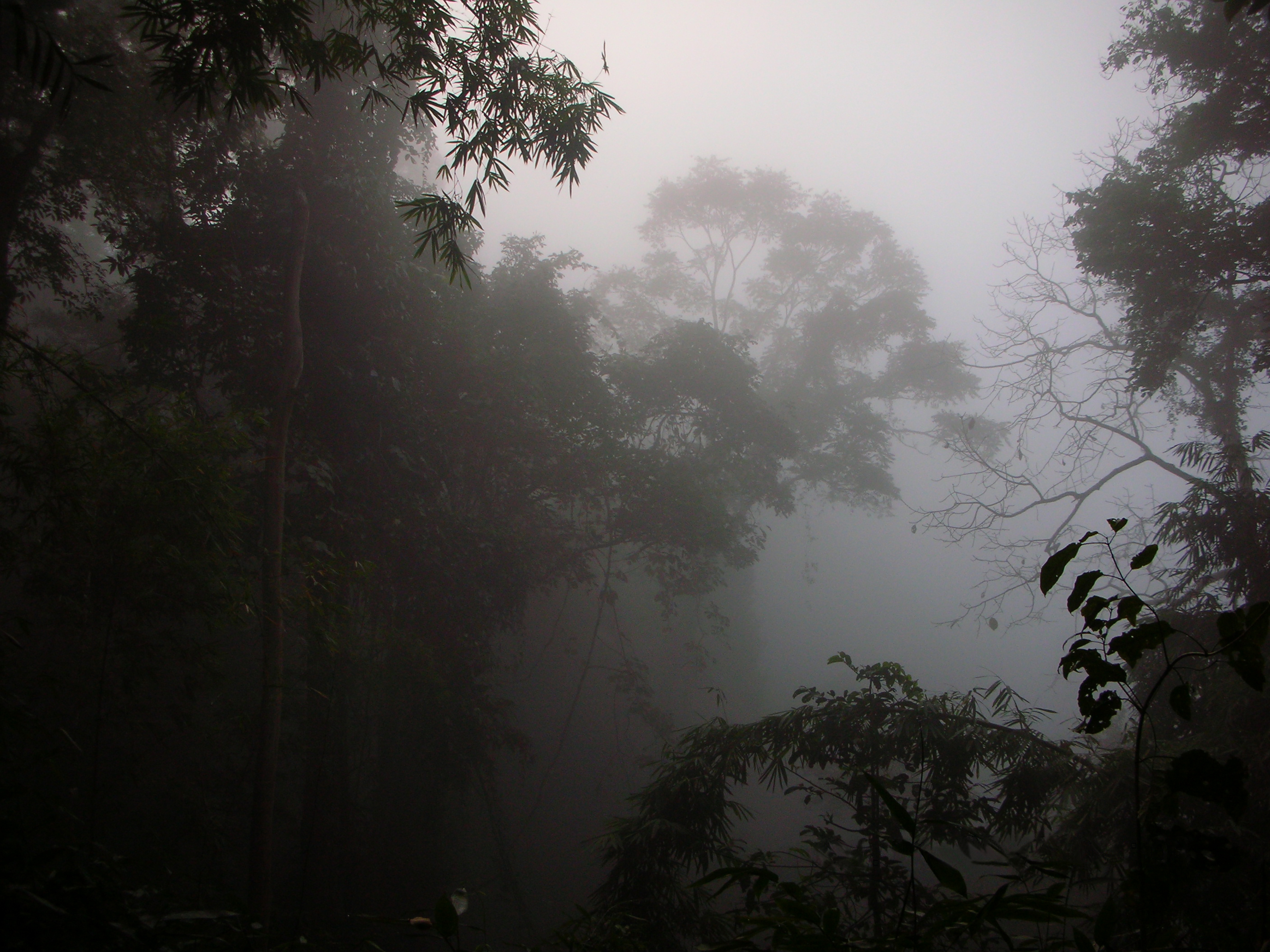
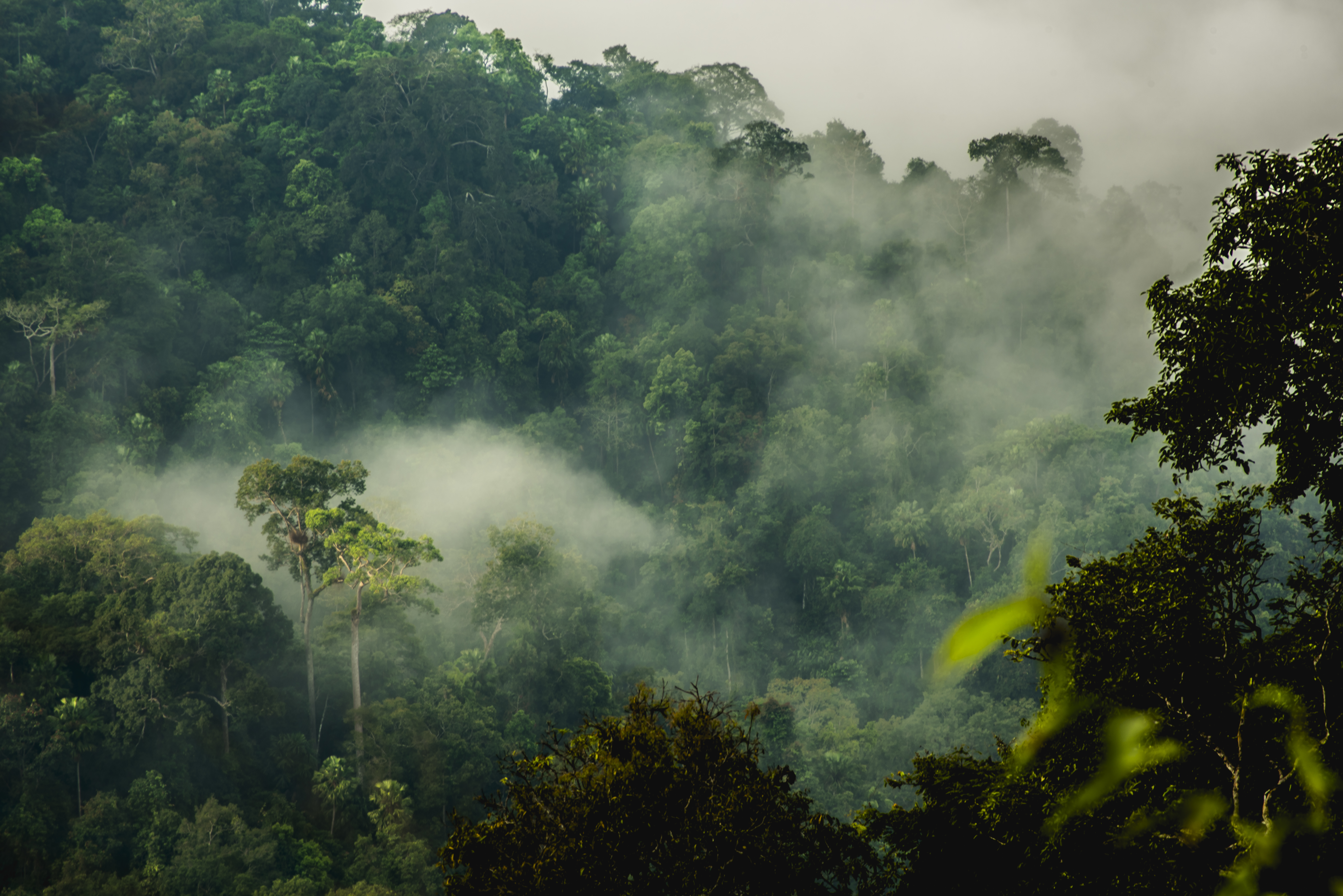
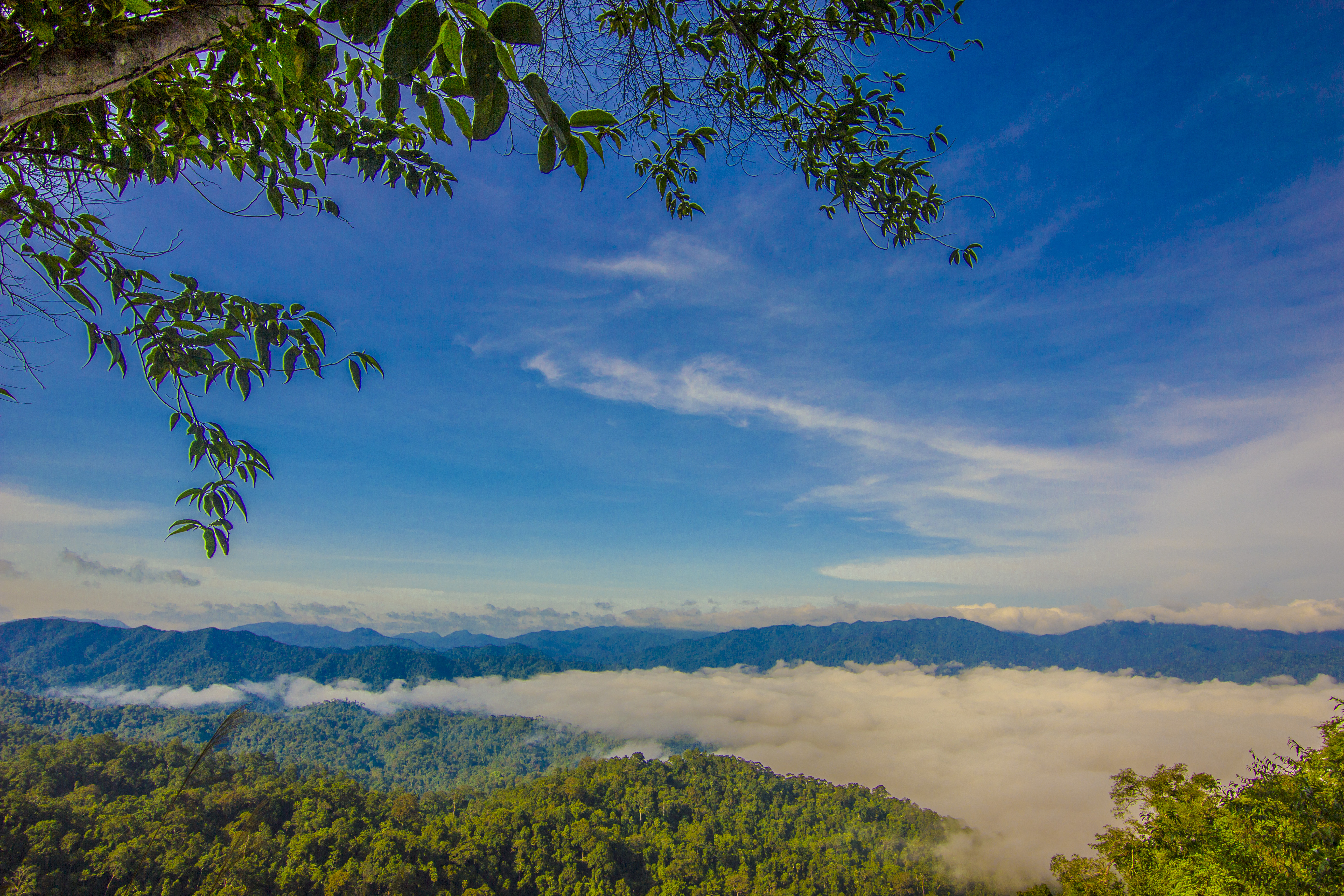
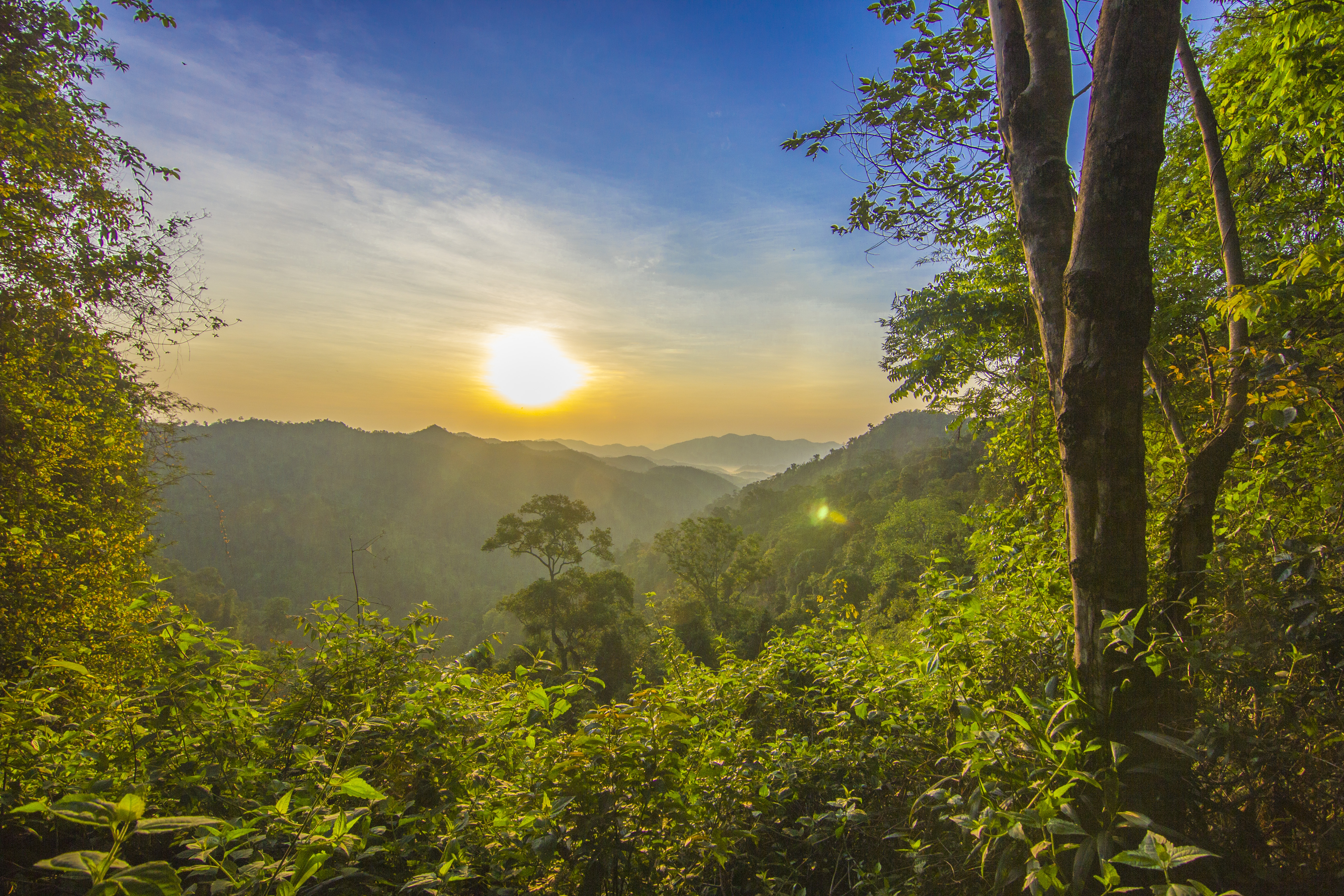
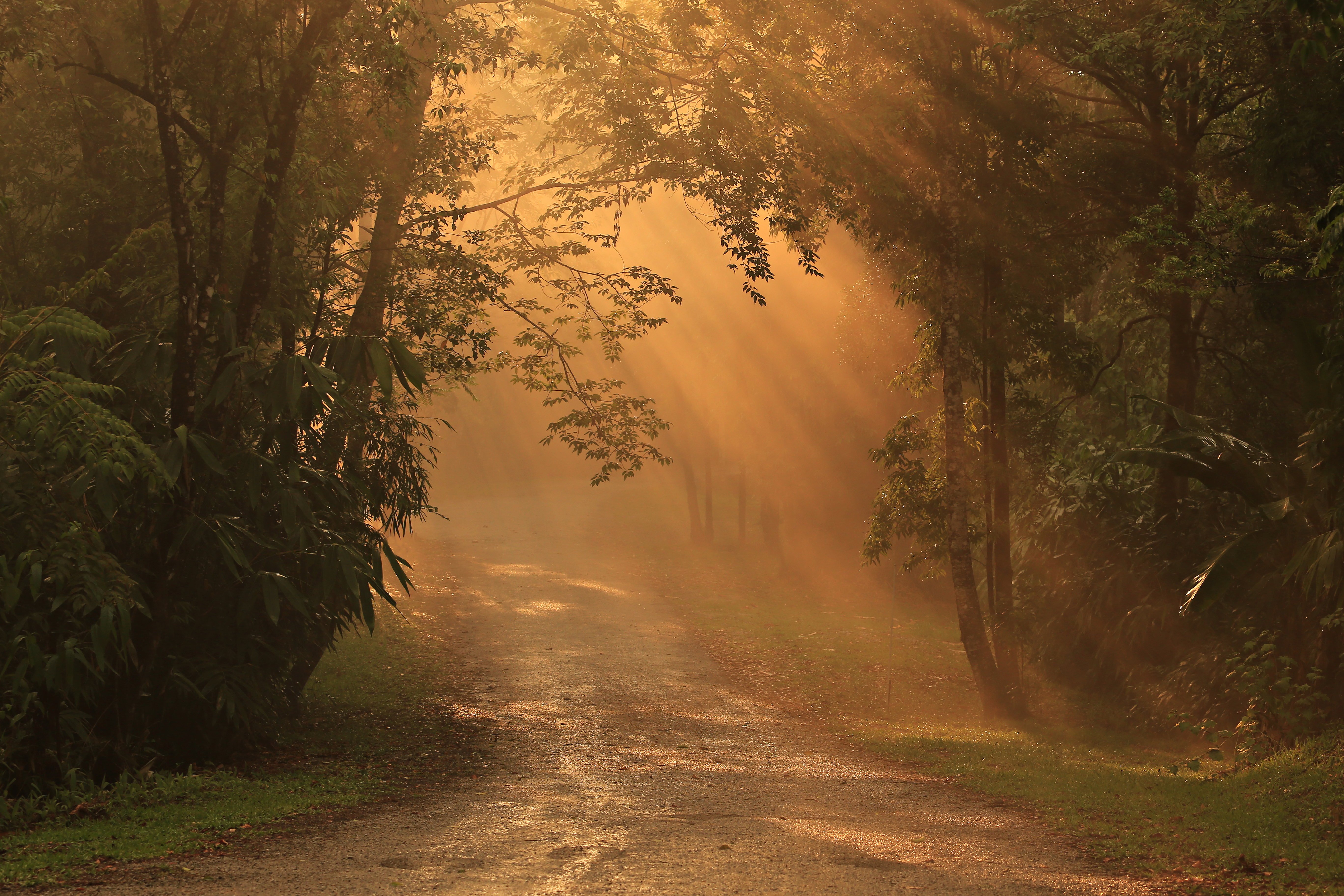
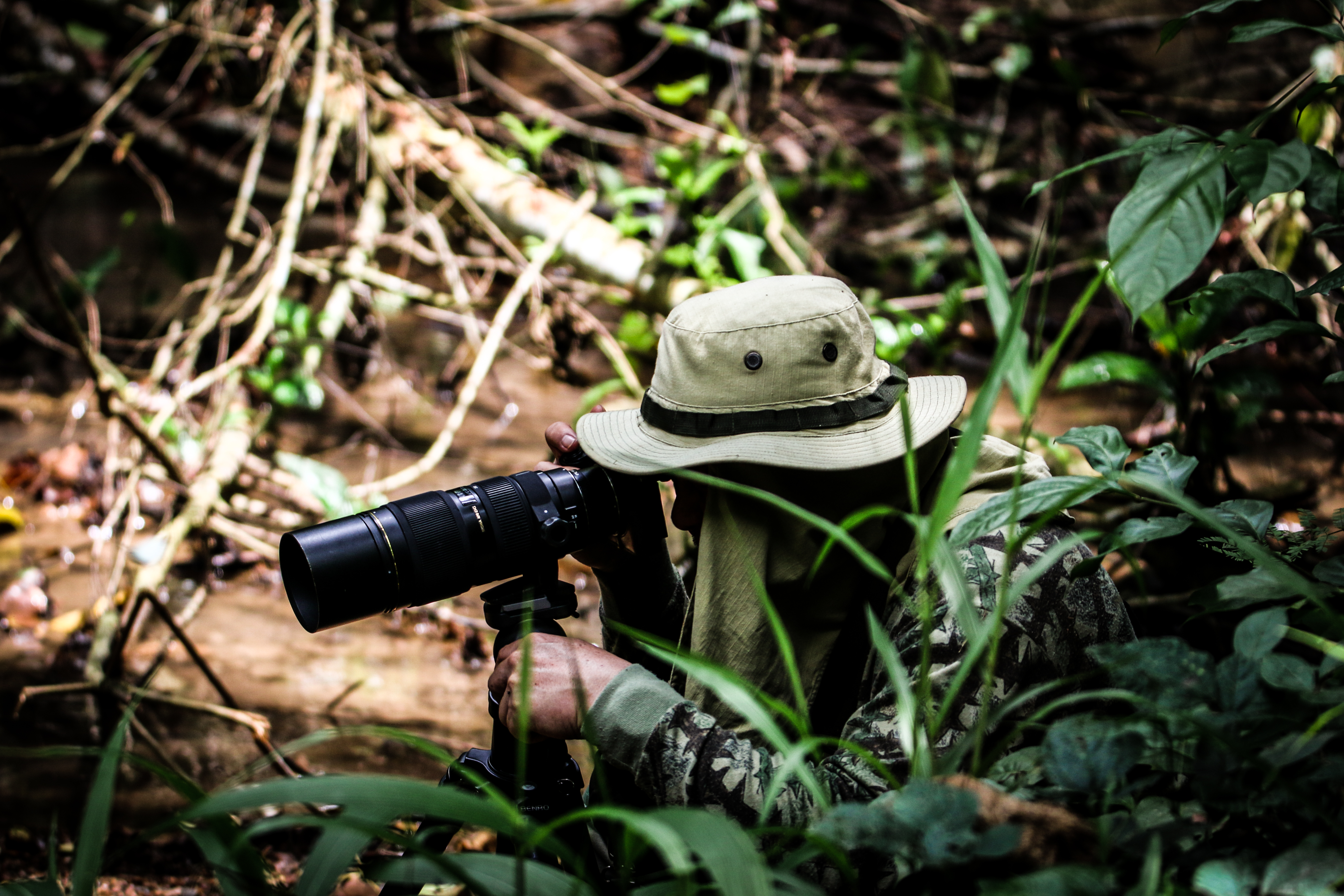
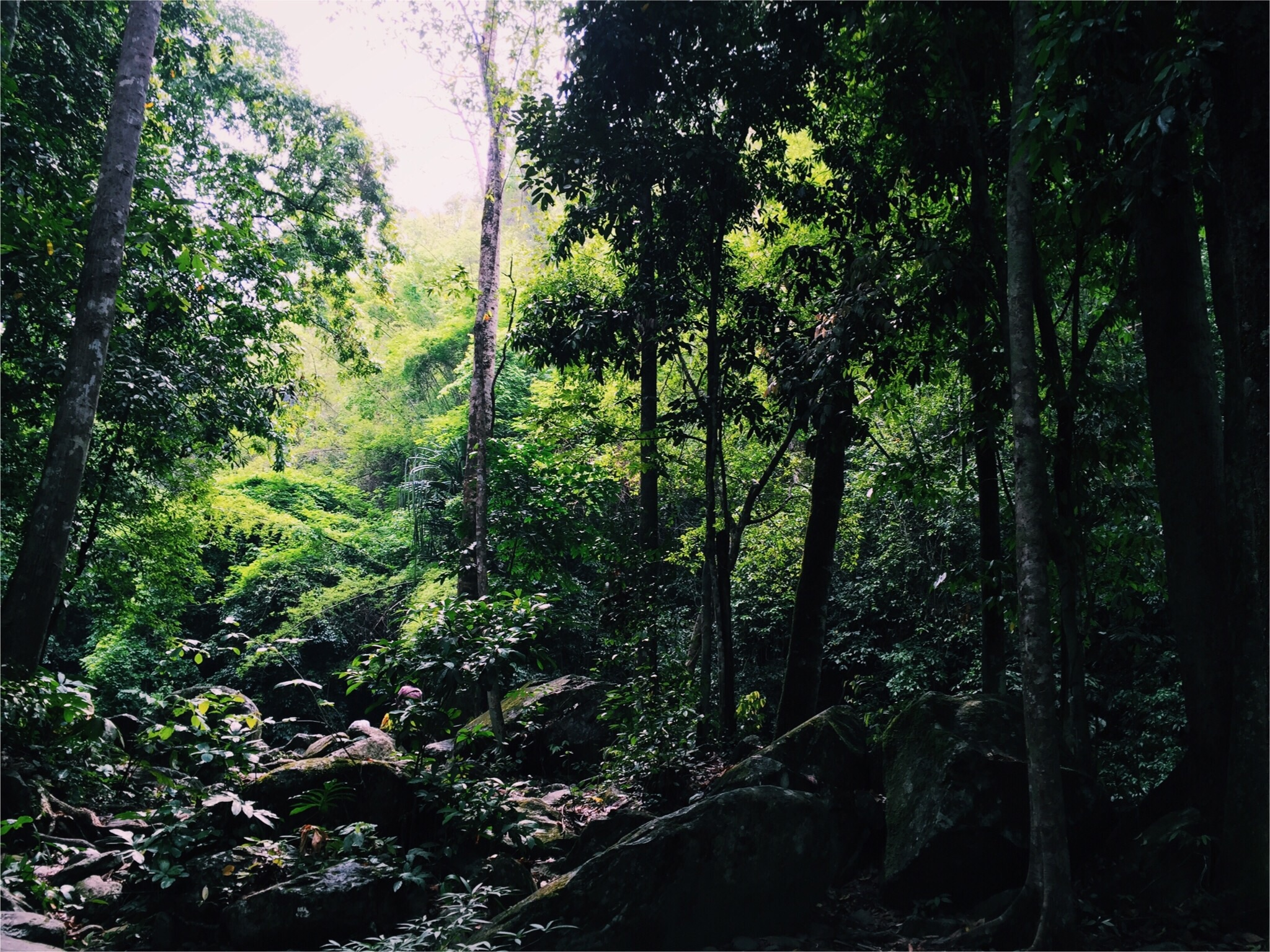
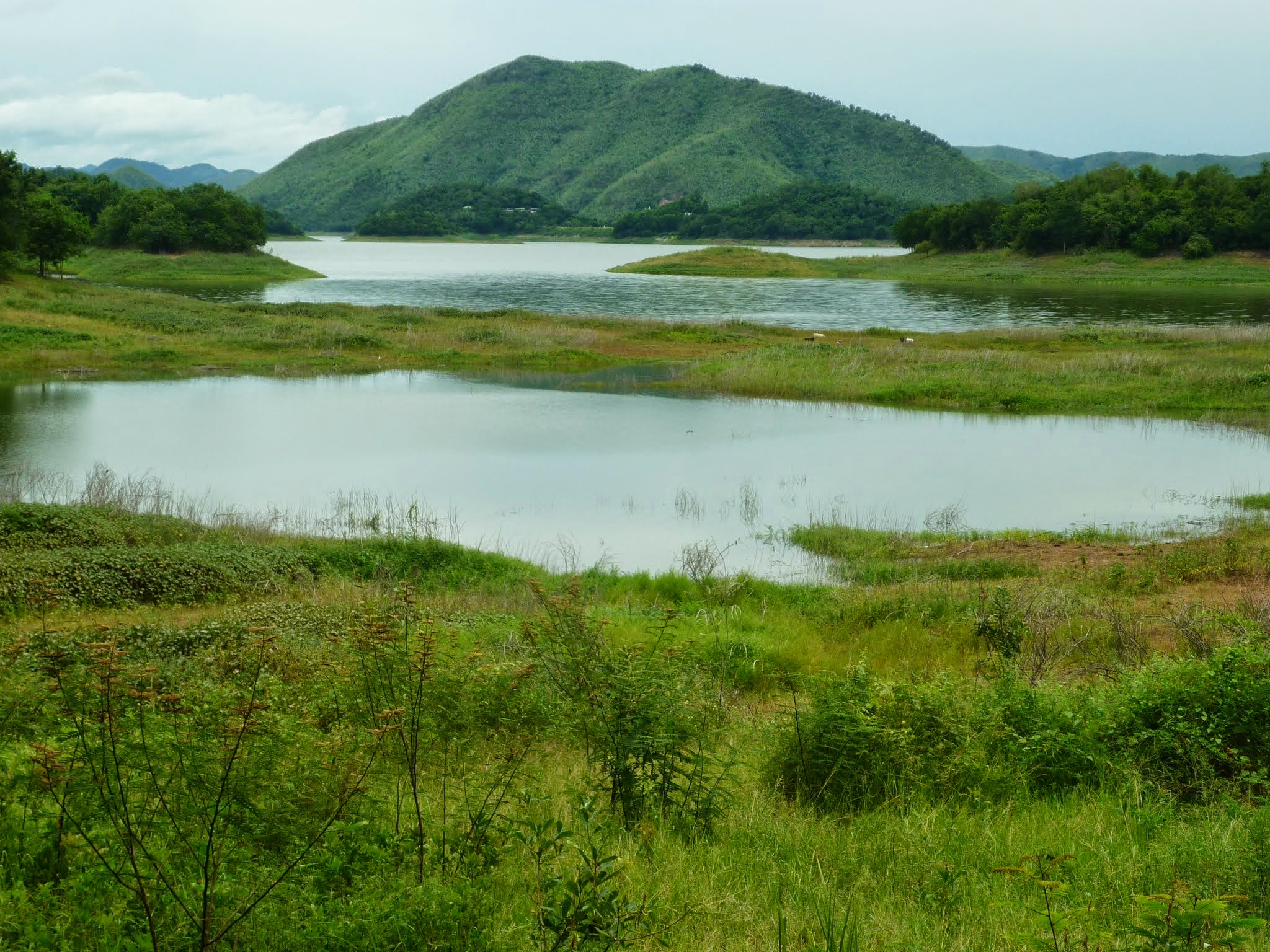
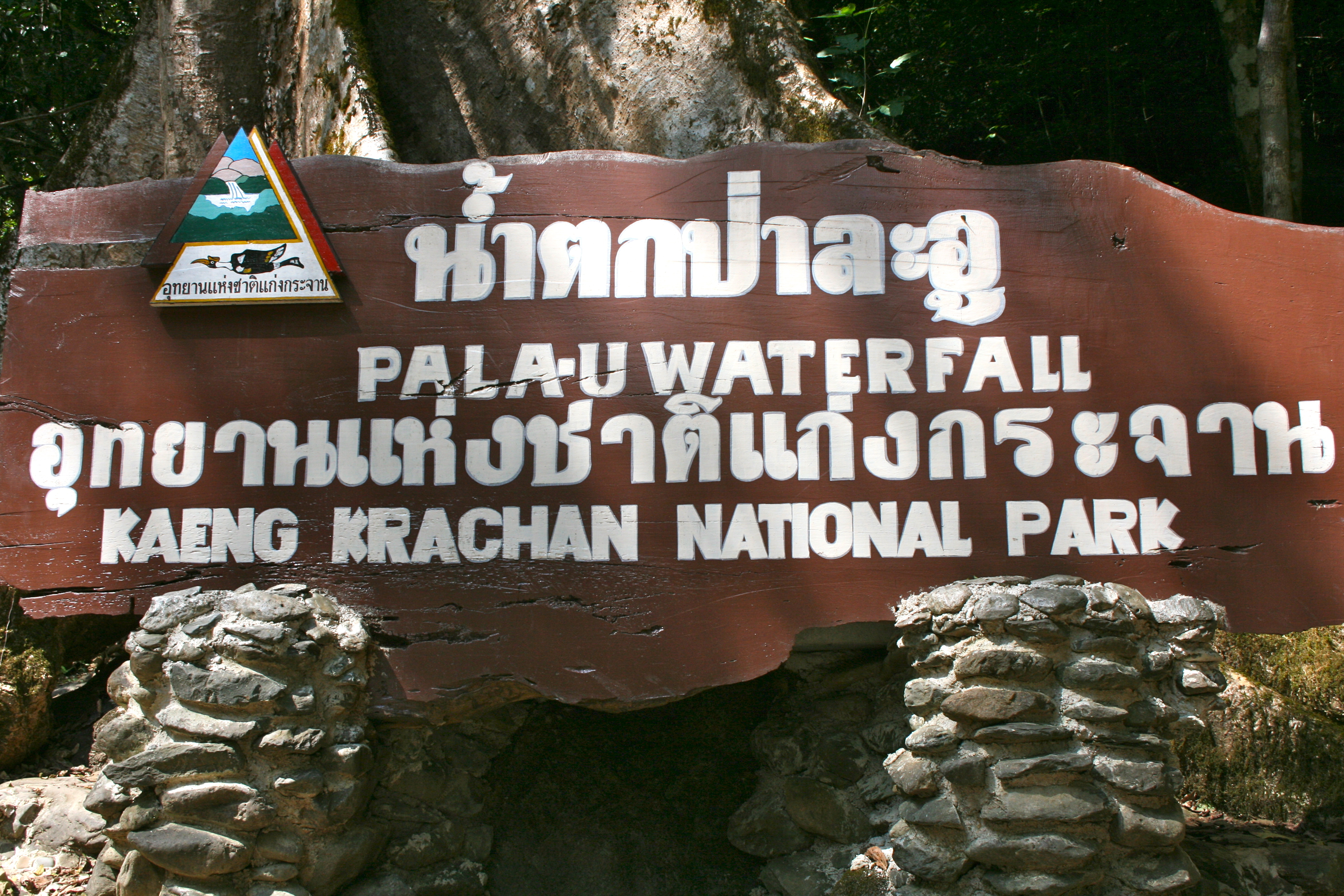
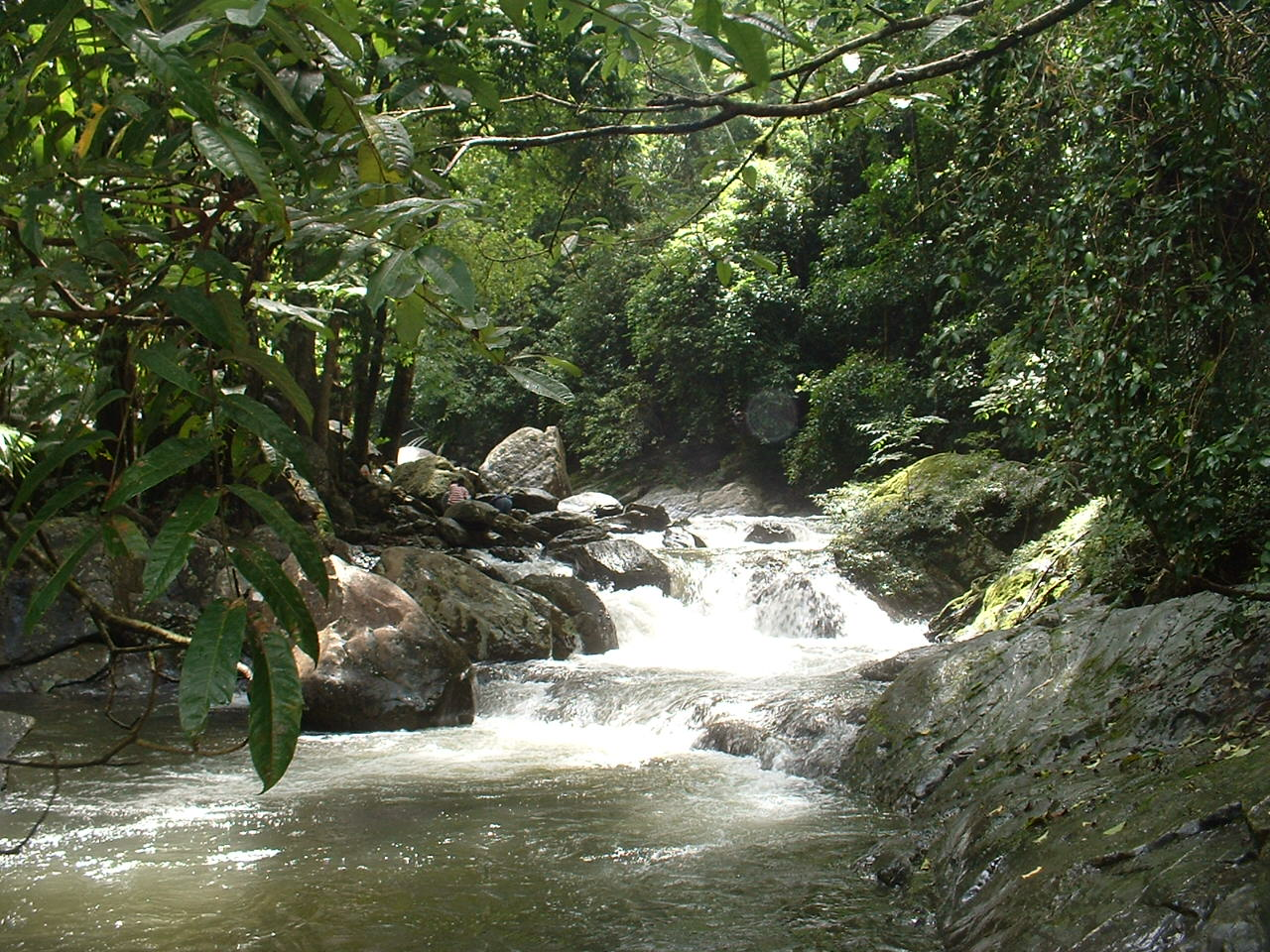
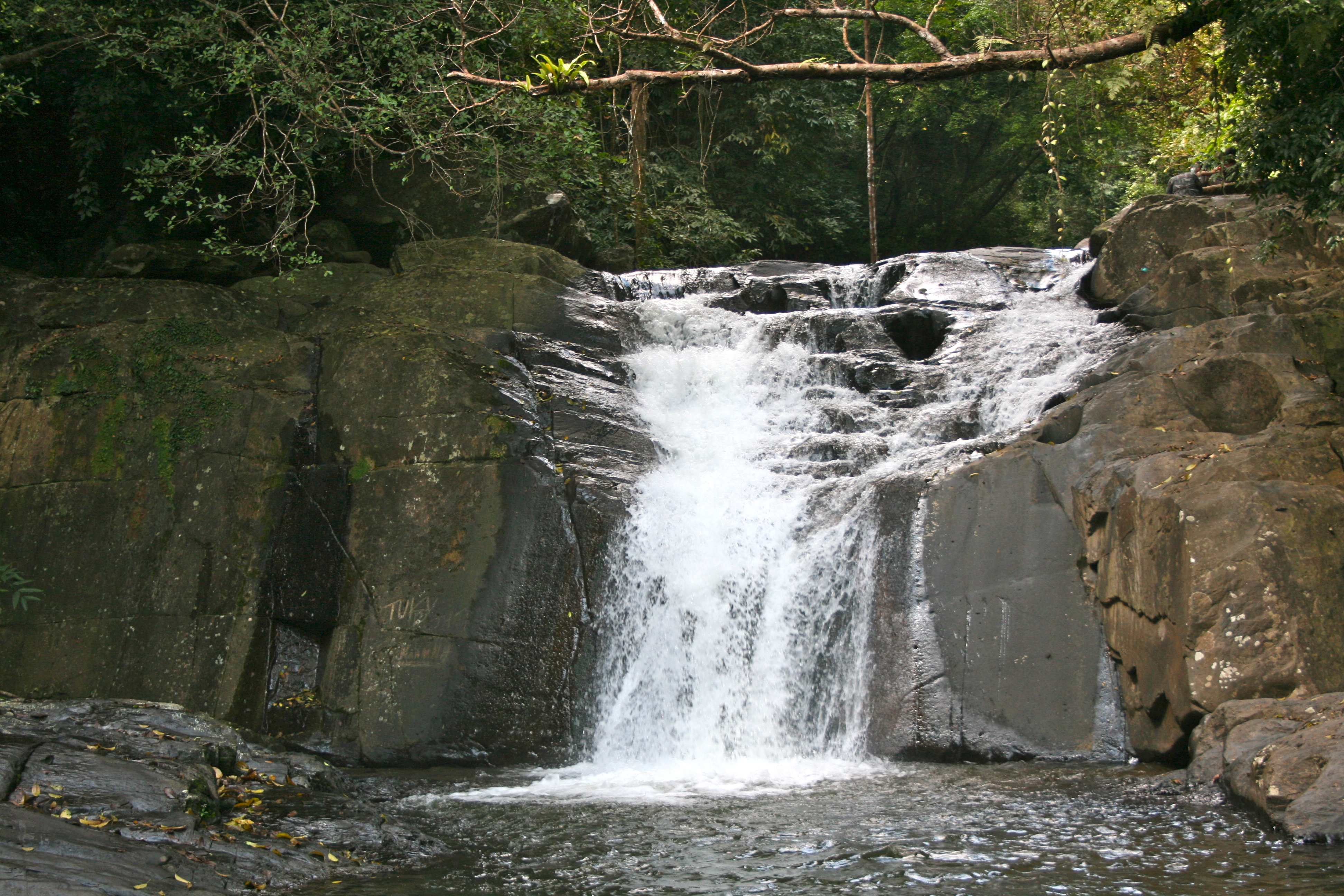
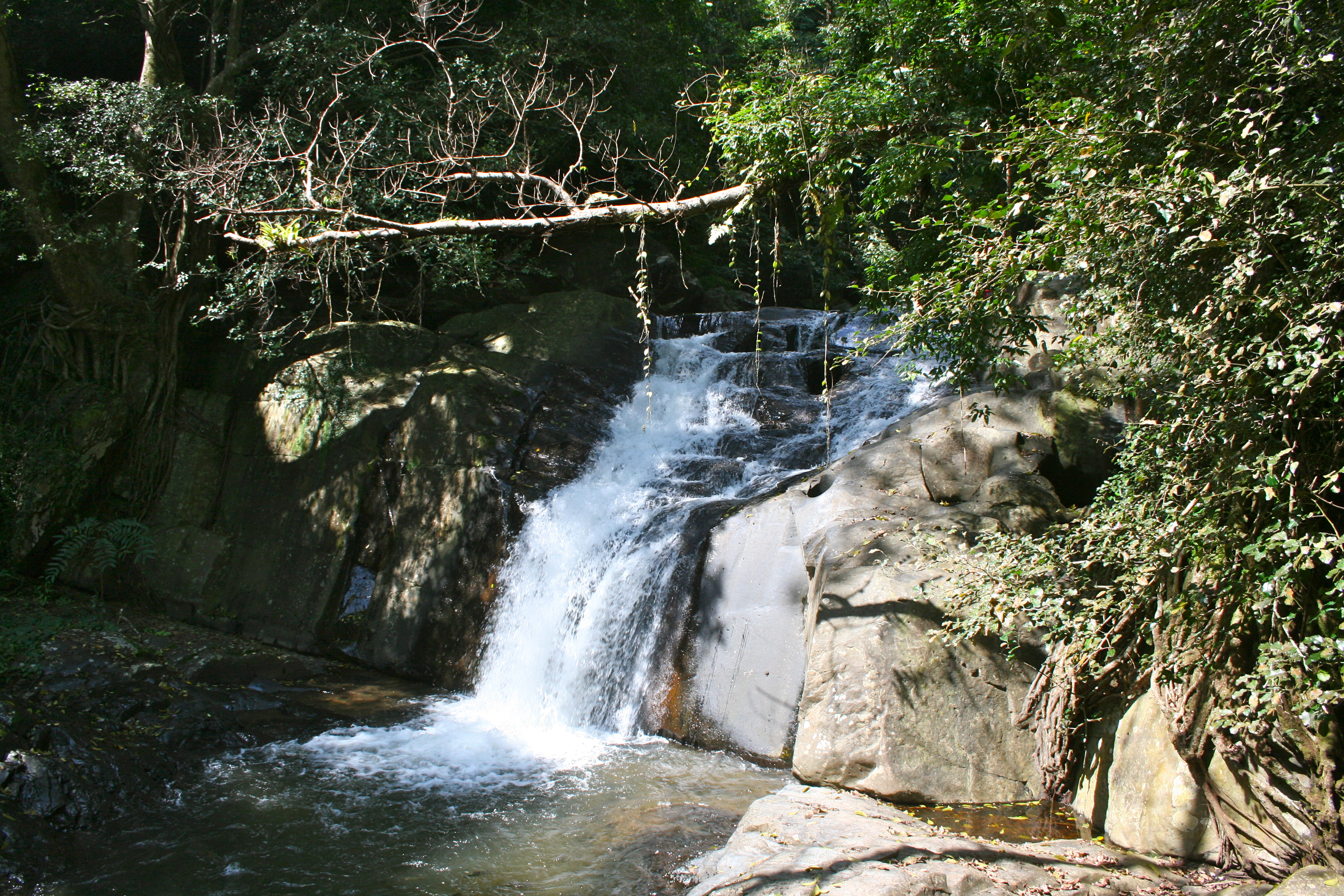
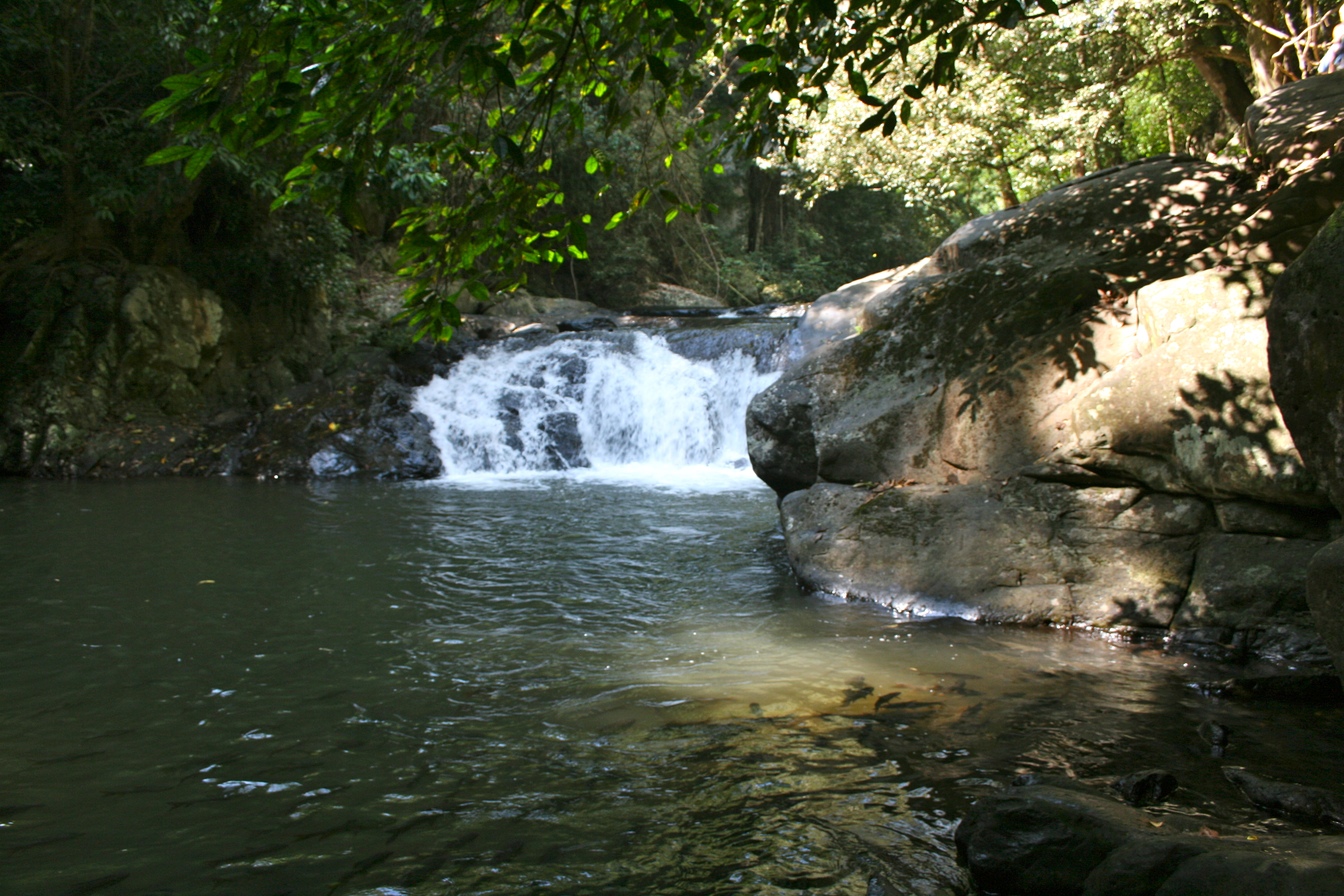
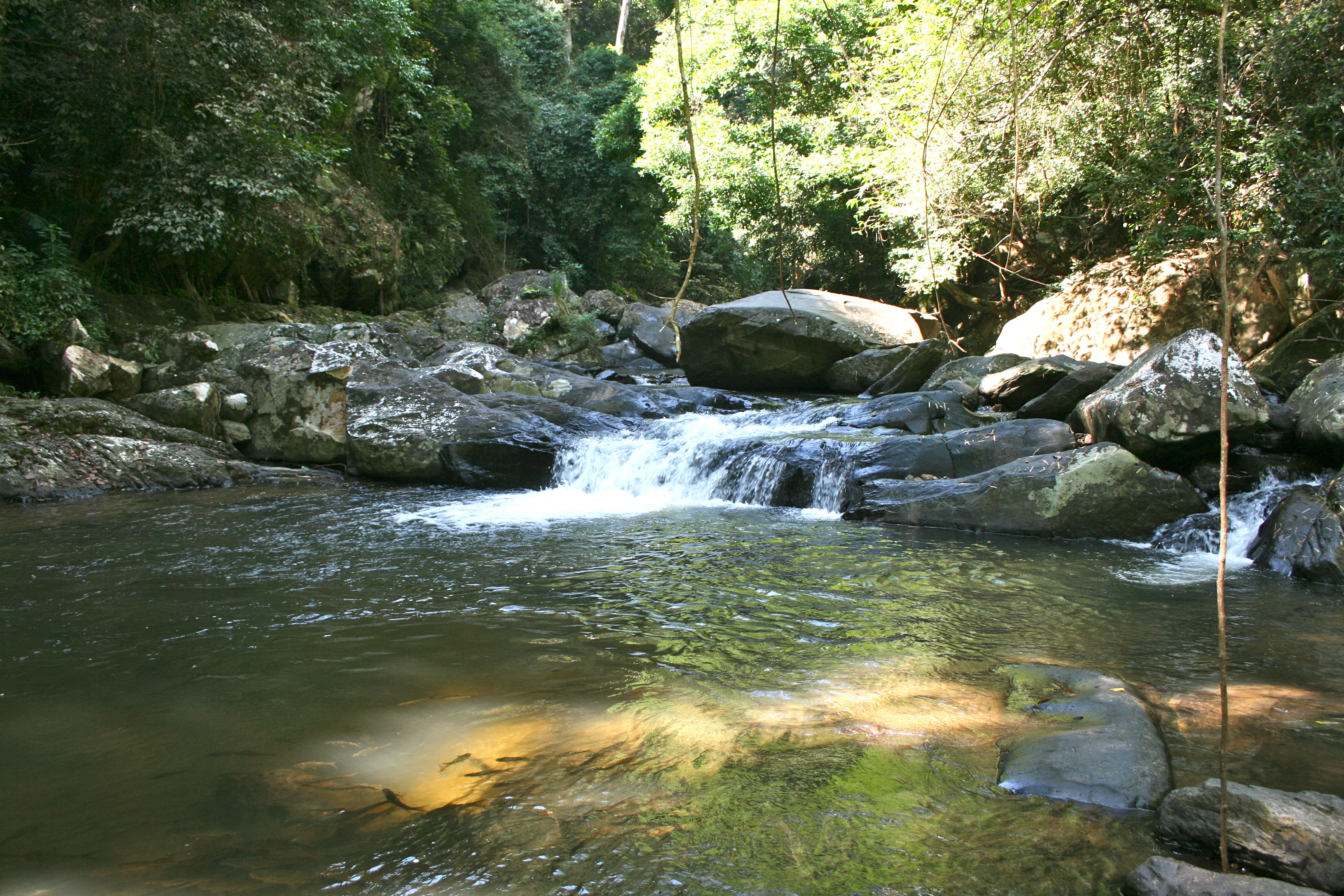
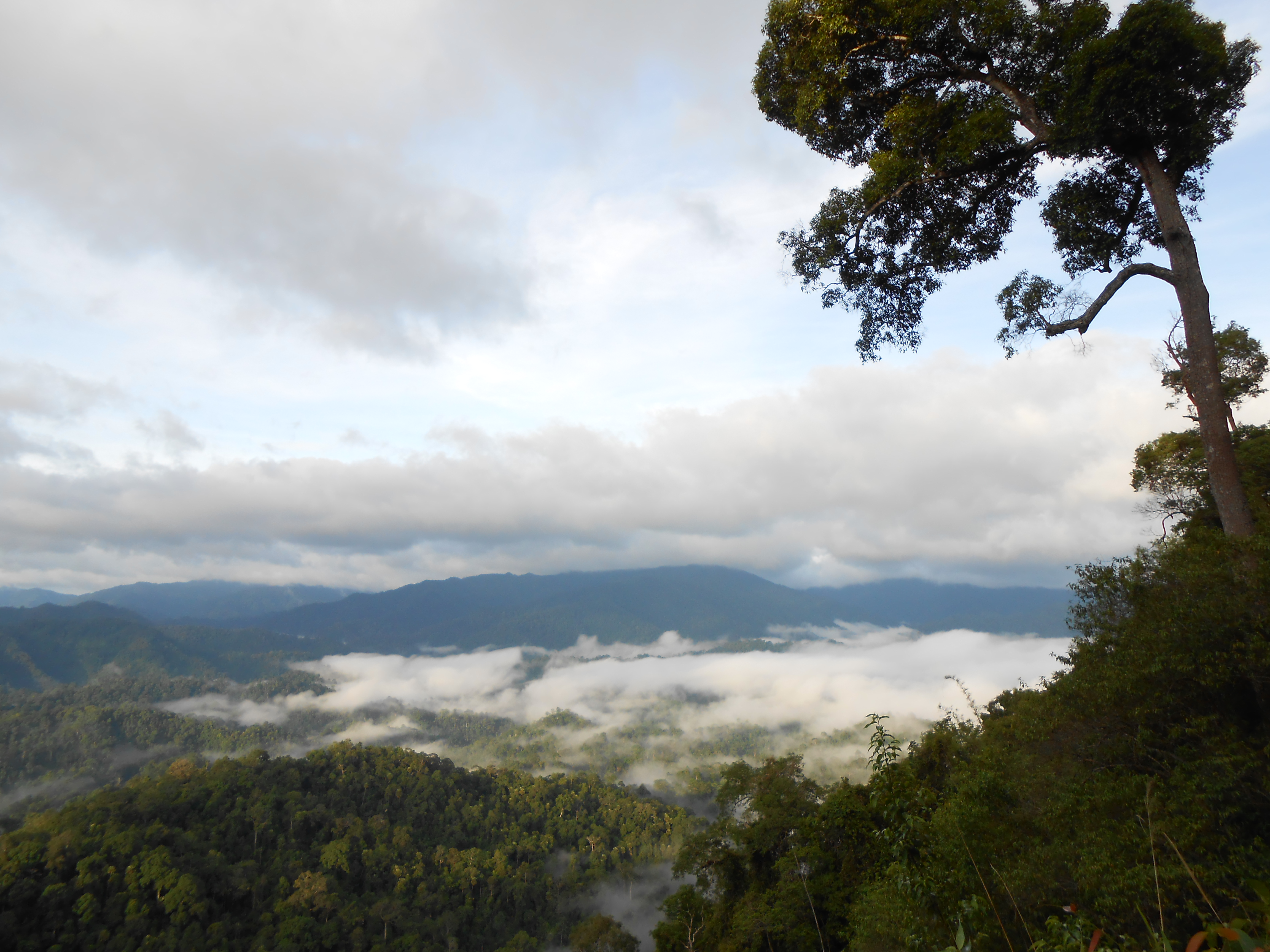
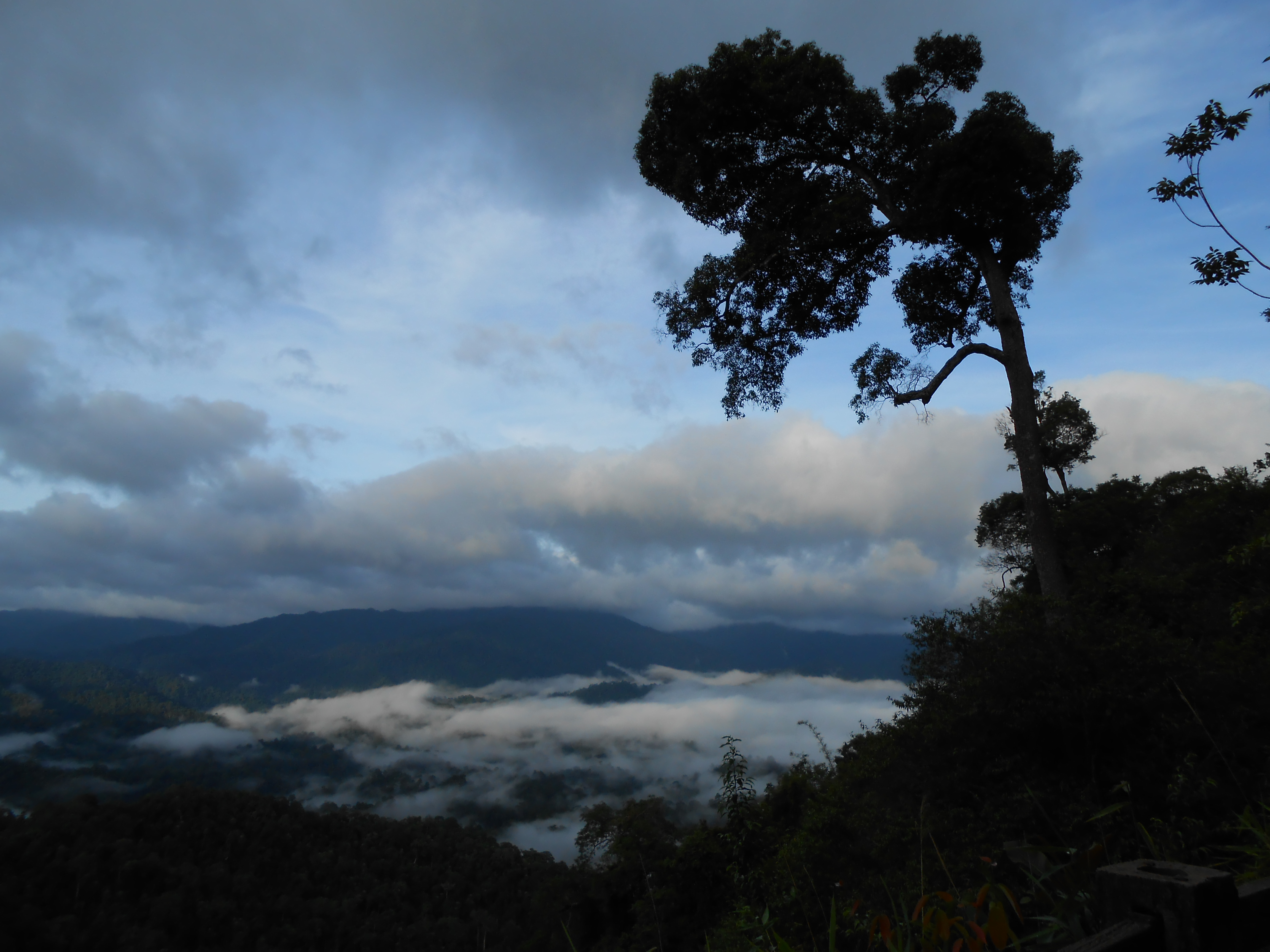
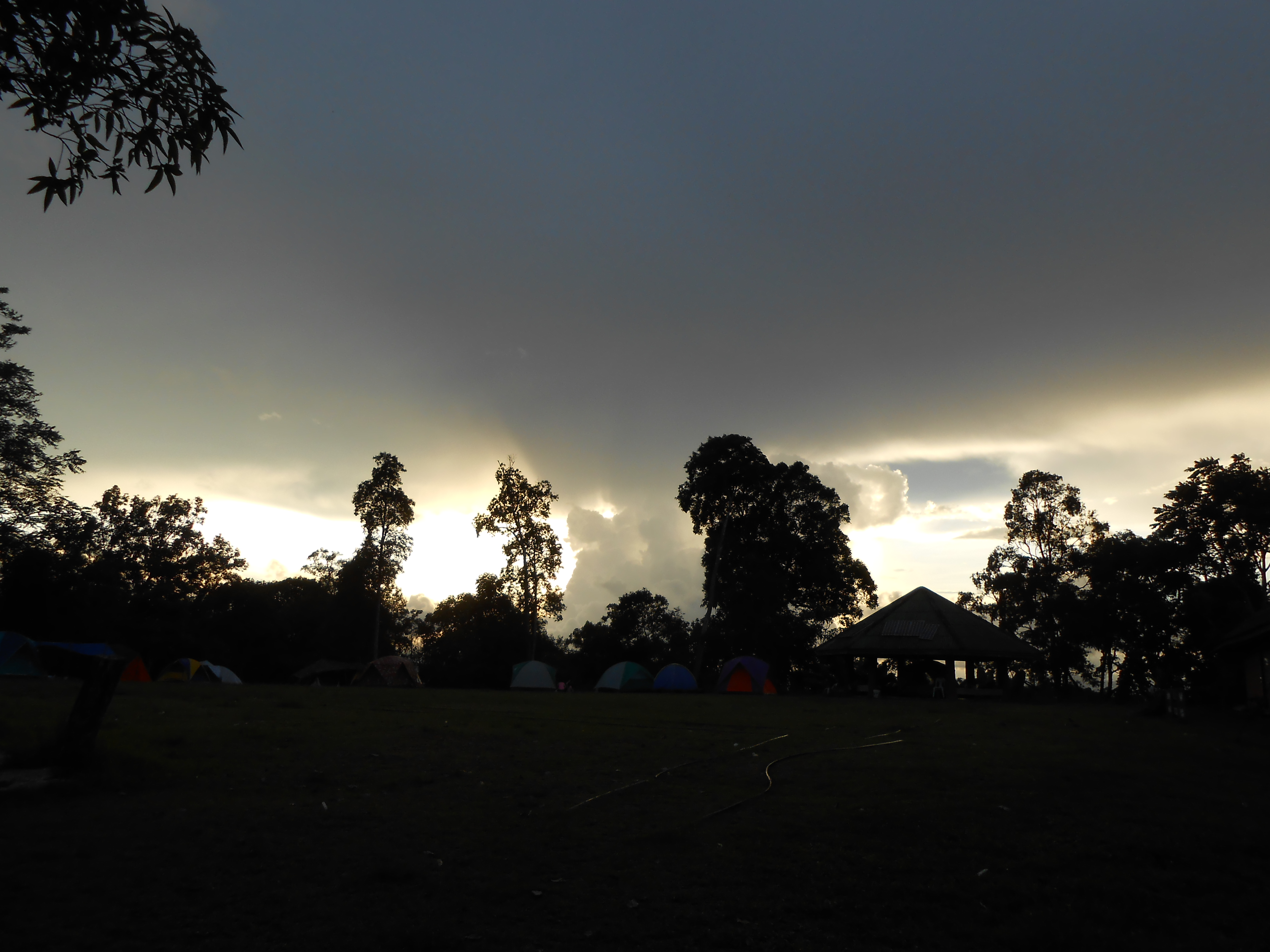

## Flore
La végétation des forêts est étagée, constituée de plusieurs strates.
Le parc national de Kaeng Krachan est constitué principalement de forêts tropicales humides (près de 80 %). On y trouve de très nombreuses espèces d'arbres, d'arbustes, lianes et plantes herbacées :
- dans la strate arborée supérieure (appelée canopée) poussent des grands arbres de la famille des Dipterocarpaceae (Hopea helferi, Hopea odorata, …), Meliaceae (Toona ciliata ou cèdre rouge d'Australie ou Acajou indien…), Tetramelaceae (Tetrameles nudiflora…), Rubiaceae (nauclea orientalis…), Simaroubaceae (Ailanthus triphysa…), Salicaceae (Homalium longifolium…) et Myristicaceae (Knema austrosiamensis, Knema conica, Knema furfuracea, Knema globularia….) etc.
- dans la strate arborée poussent des arbres de la famille des Annonaceae (Pseuduvaria rugosa et Mitrephora winitii), Fabaceae (Archidendron pauciflorum, Archidendron jiringa, Gymnocladus burmanicus et Parkia speciosa), Gnetaceae (Gnetum gnemon), Rhizophoraceae (Carallia brachiata) et Phyllanthaceae (Baccaurea ramiflora) etc.
- dans la strate arbustive poussent des arbustes et des lianes de la famille des Malvaceae (Grewia laevigata) (arbuste), Annonaceae (Artabotrys), Acanthaceae (Thunbergia fragrans, Thunbergia hossei et Thunbergia laurifolia), Apocynaceae[9], des palmiers Borassodendron machadonis etc.
- dans la strate herbacée se trouvent parfois des herbes urticantes de la famille des Urticaceae (qui inclut les orties) (Poikilospermum etc.), des plantes grimpantes de la famille des Cucurbitaceae (Trichosanthes phosenae) etc.

Le parc national de Kaeng Krachan est constitué aussi d'un peu de forêts tropicales sèches (près de 20 %). On y trouve :
- dans la strate arborée supérieure (la canopée) poussent des grands arbres de la famille des Fabaceae (légumineuses aux légumes comestibles pour les êtres humains…) (Afzelia xylocarpa, Pterocarpus macrocarpus et autres) et Sterculiaceae (Pterocymbium tinctorium) etc.
- dans la strate arborée poussent des arbres de la famille des Bombacaceae (famille dont fait aussi partie le durian) (Bombax anceps), des Clusiaceae (Cratoxylum cochinchinense), Euphorbiaceae (Cleistanthus sumatranus, Drypetes assamica), Magnoliaceae (Magnolia mediocris et Magnolia gustavii), Moraceae (Streblus asper) et d'autres ;
- dans la strate arbustive il y a des arbustes de la famille des Ochnaceae (Ochna integerrima), Liliaceae (dragonnier de Cochinchine)…
- dans la strate herbacée il y a par exemple des Euphorbia antiquorum.

On peut admirer aussi de nombreuses variétés d'orchidées : Vanilla pilifera (liane), Pholidota longibulba, Dendrobium lindleyi, Paphiopedilum appelée couramment sabot de Vénus…

## Faune
Le parc national de Khaeng Krachan abrite près d'un millier d'espèces d'animaux remarquables, parmi lesquelles 57 espèces de mammifères, environ 500 espèces d'oiseaux (461 ou 529), plus de 100 espèces de reptiles, 43 espèces d'amphibiens, 34 espèces de poissons, de très nombreux insectes, fourmis, vers et près de 300 espèces de papillons.

### 57 espèces de mammifères
On peut voir à Khaeng Krachan de nombreux mammifères :
- On trouve des espèces de mammifères en danger ou vulnérables :
  - des primates : gibbon à mains blanches ; macaque à face rouge, macaque crabier (ou macaque à longue queue) et macaque à queue de cochon du Nord ; semnopithèque obscur et semnopithèque malais ; loris lent ;
  - des carnivores : dhole (ou chien sauvage) ; chat-ours (binturong) et civette palmiste à trois bandes ;blaireau à gorge blanche et loutre à pelage lisse ;  tigre d'Indochine[11],[12],[13], panthère (ou léopard) dont panthère noire[14], panthère nébuleuse, chat marbré, chat pêcheur (chat viverrin), chat de Temminck et chaus ;
  - des mangeurs de miel et insectivores : ours noir d'Asie et ours des cocotiers (ours malais)
  - des herbivores dont des ongulés : éléphant d'Asie[15] ; sambar, muntjac de Fea (ou cerf muntjac de Tenasserim) ; saro d'Indochine[16], gaur[17],[18] et banteng ; tapir de Malaisie ;
  - des rongeurs : petinomys setosus (écureuil volant de Temminck)…

Mammifères en danger ou vulnérables
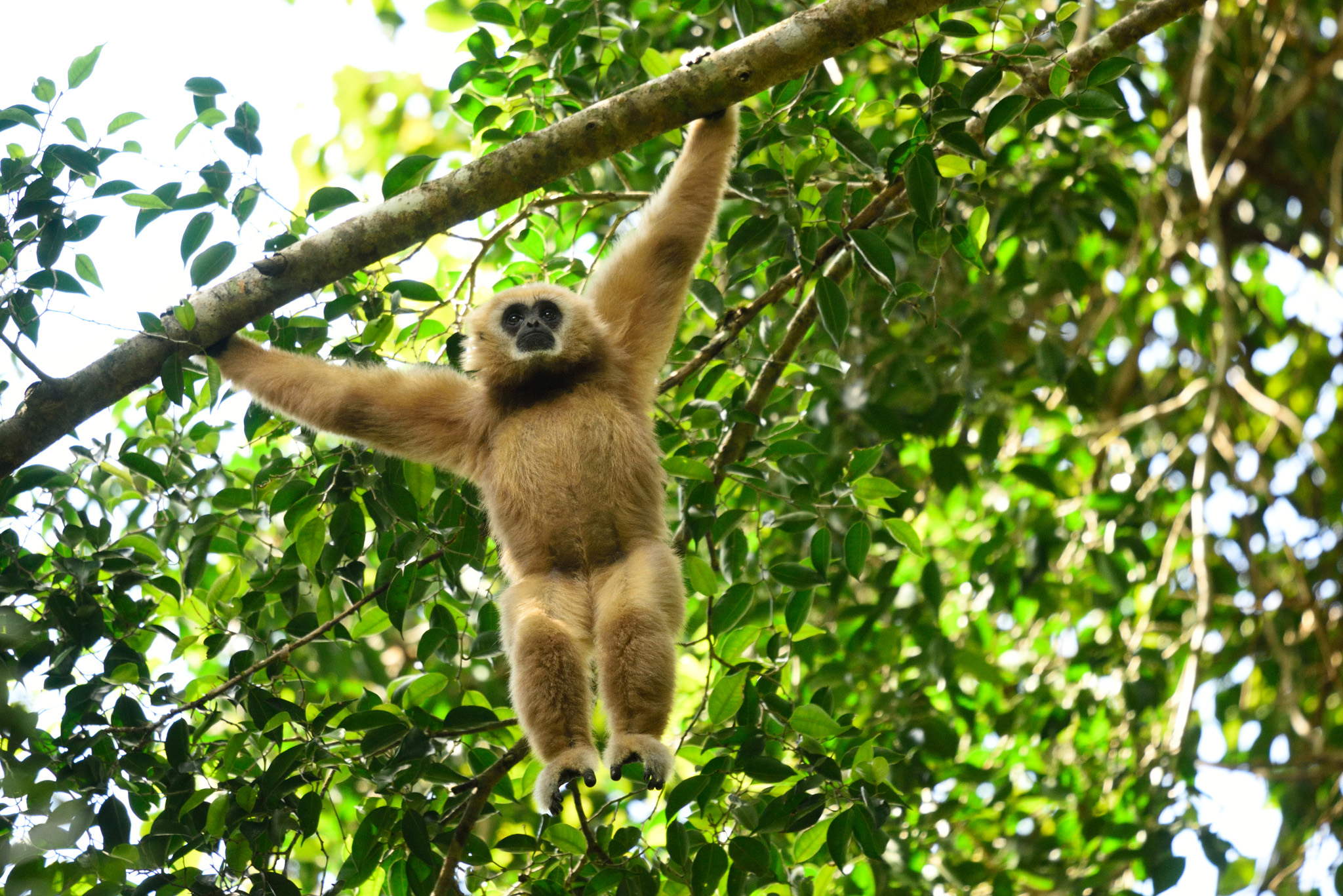
Gibbon à mains blanches
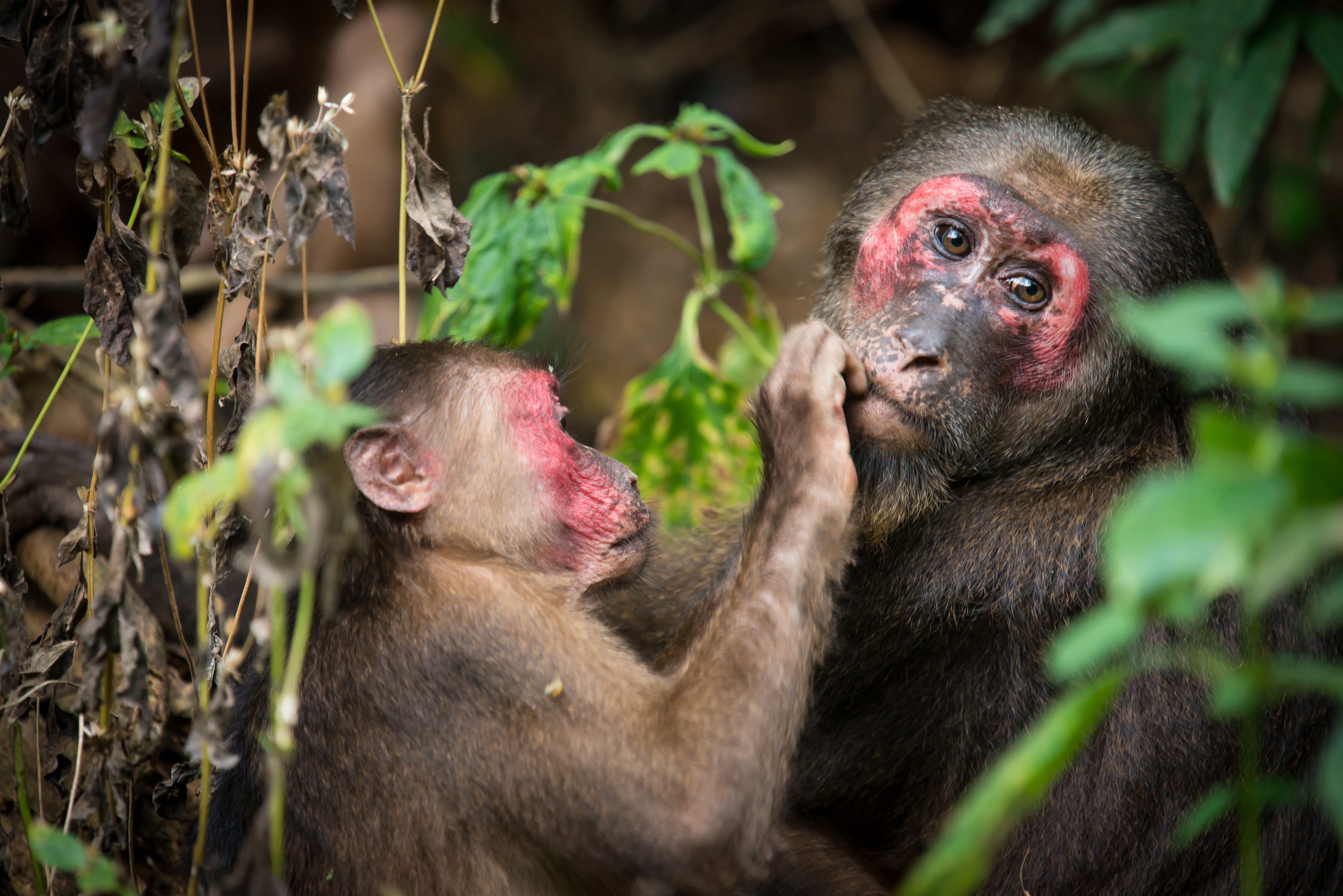
Macaques à face rouge
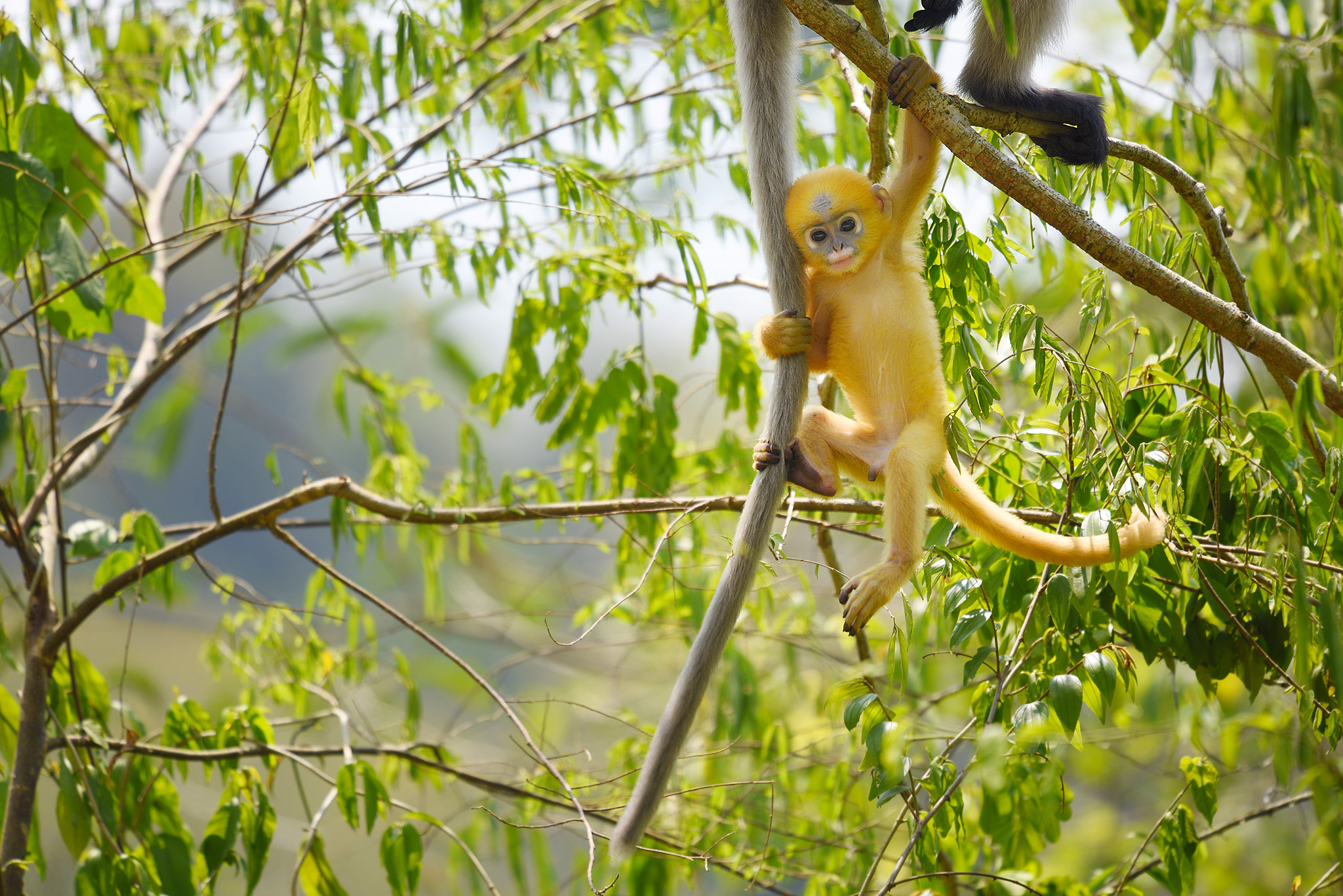
Semnopithèque obscur jeune
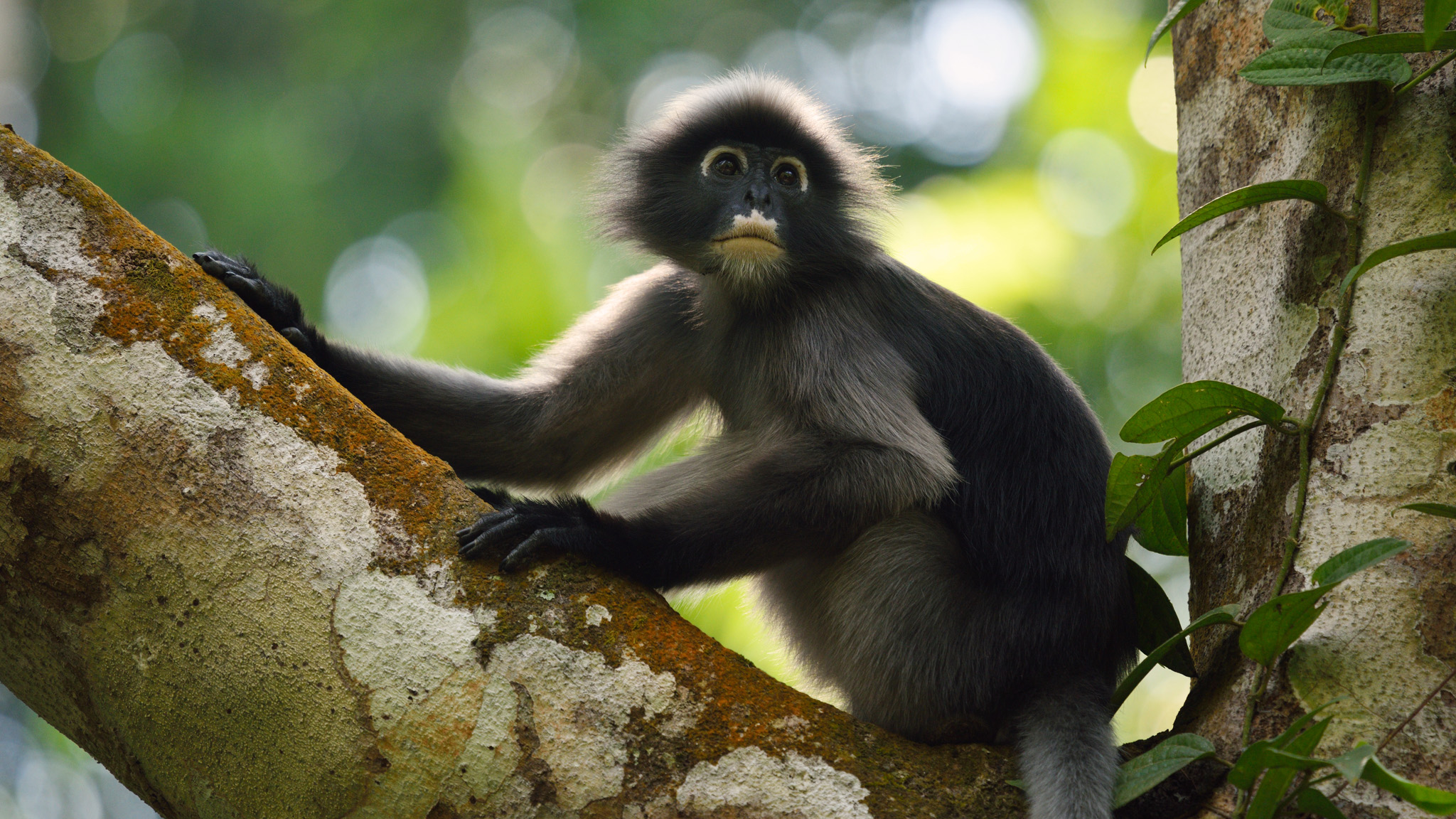
Semnopithèque obscur adulte
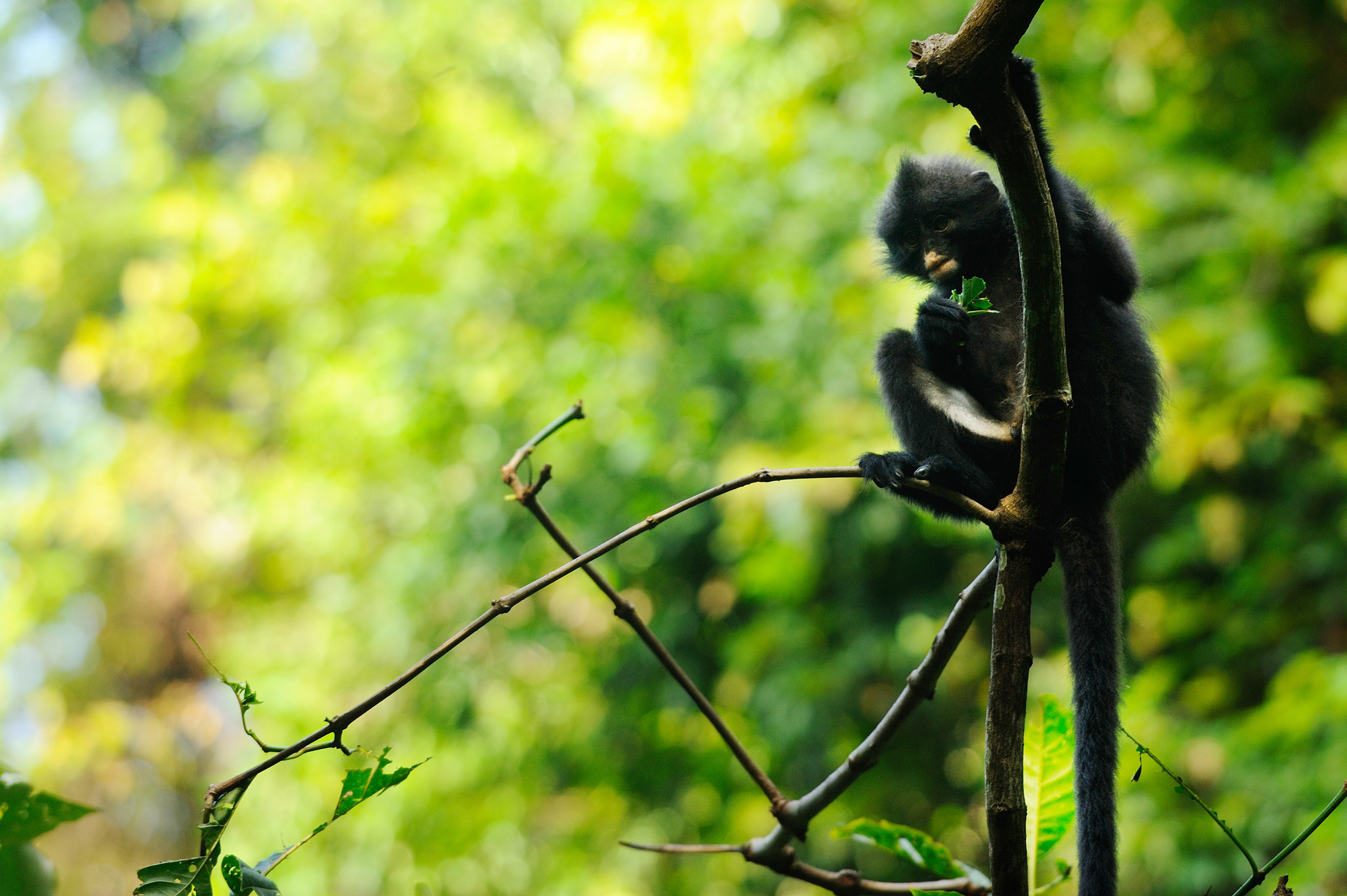
Semnopithèque malais
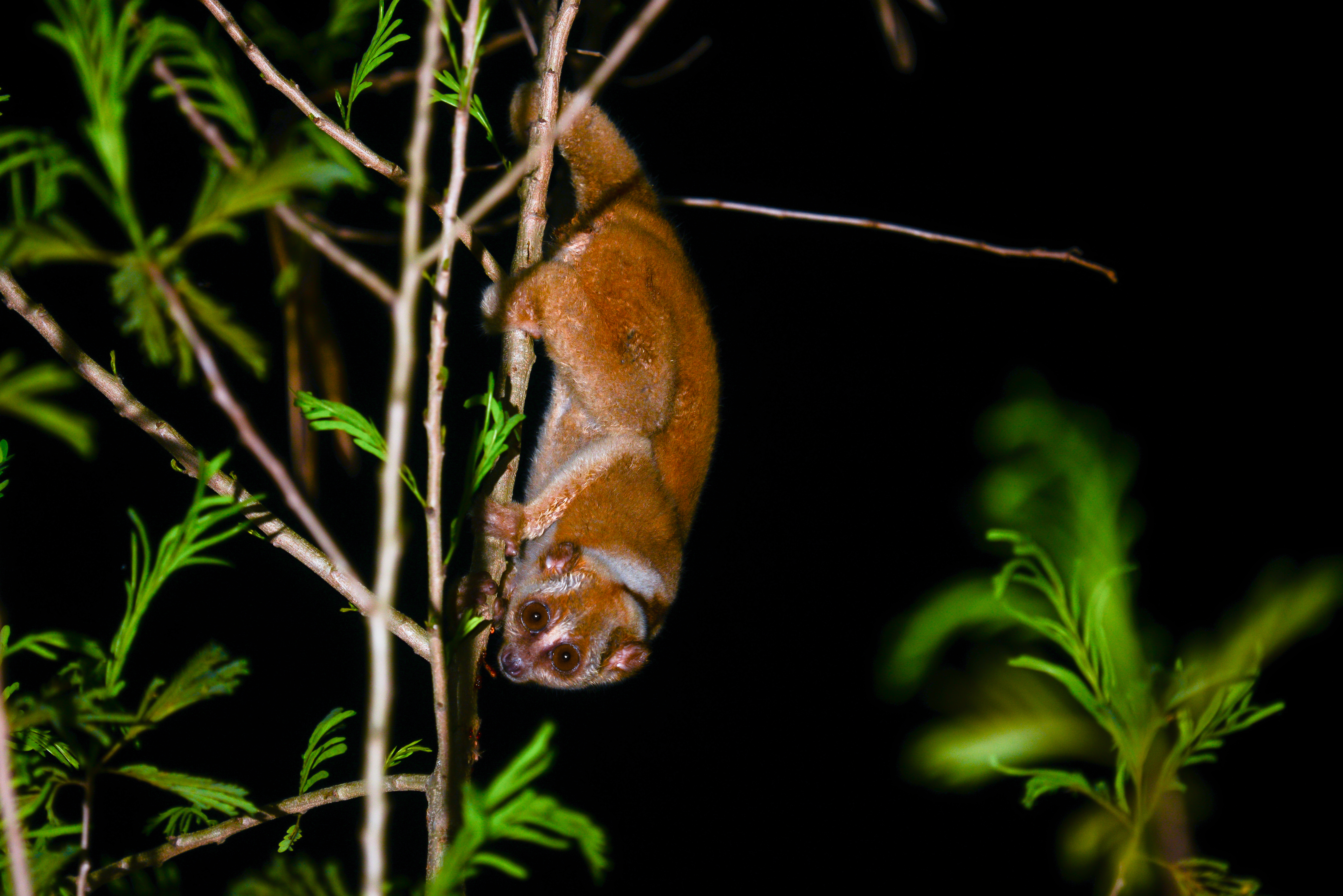
Loris lent
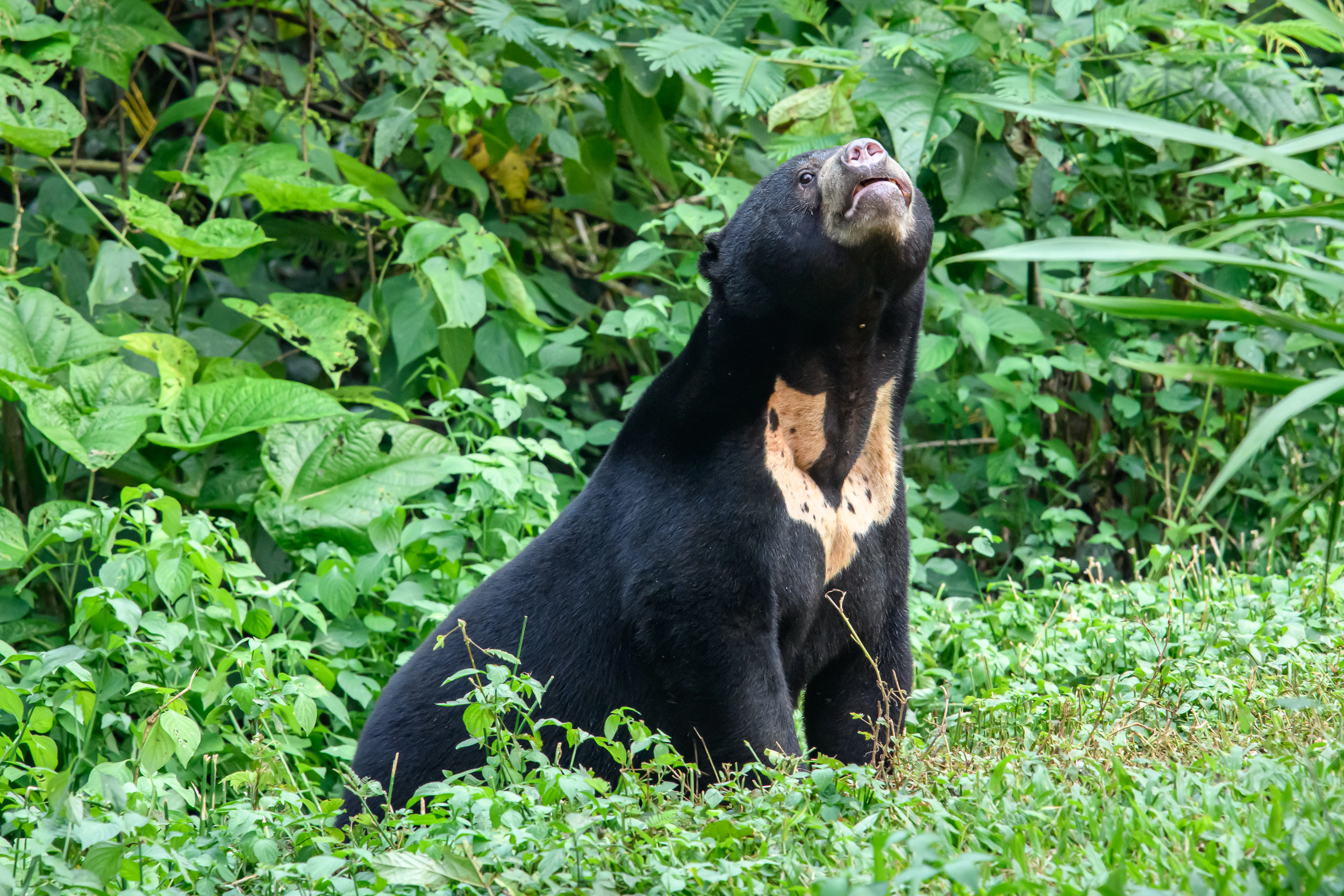
Ours des cocotiers
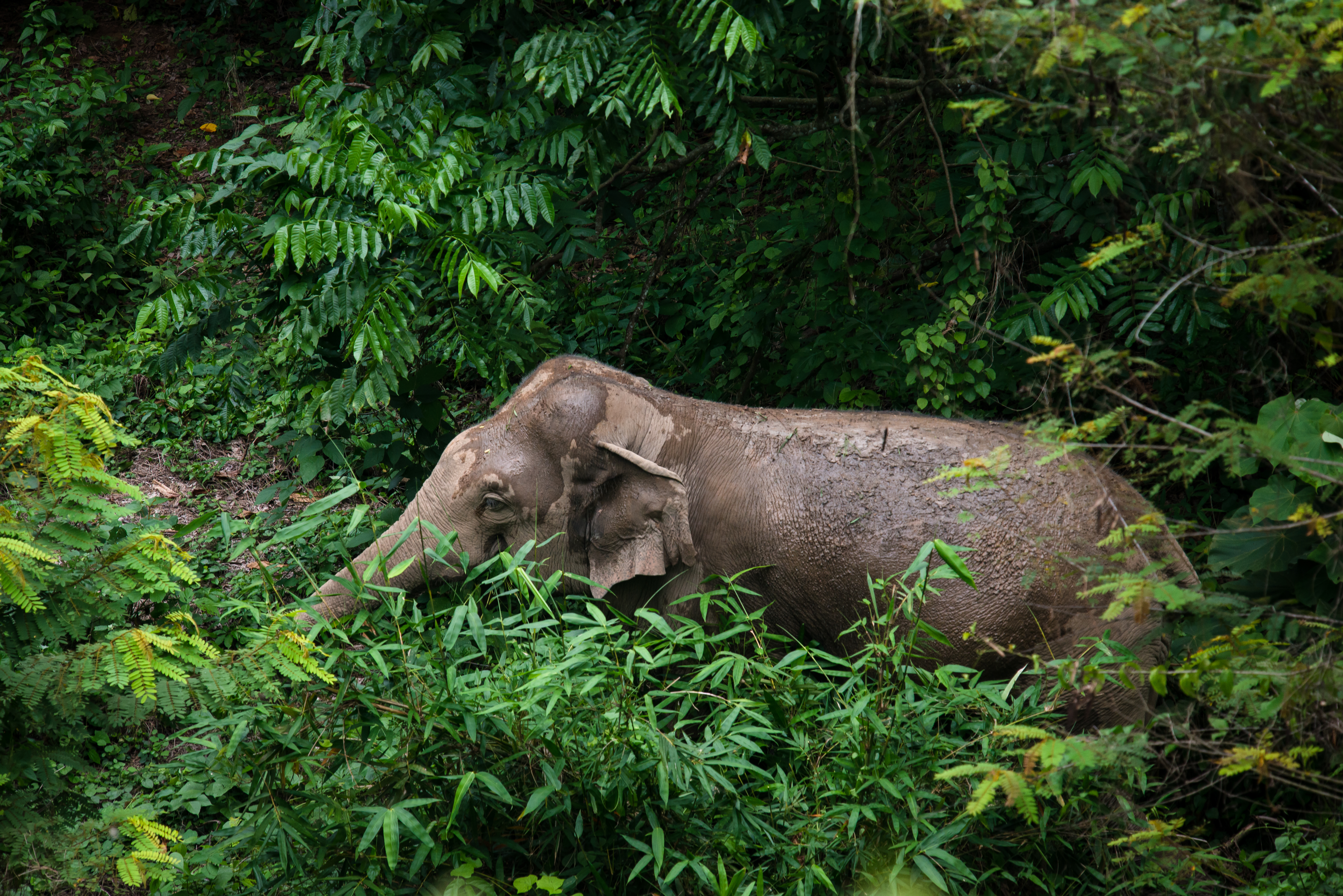
Éléphant d'Asie
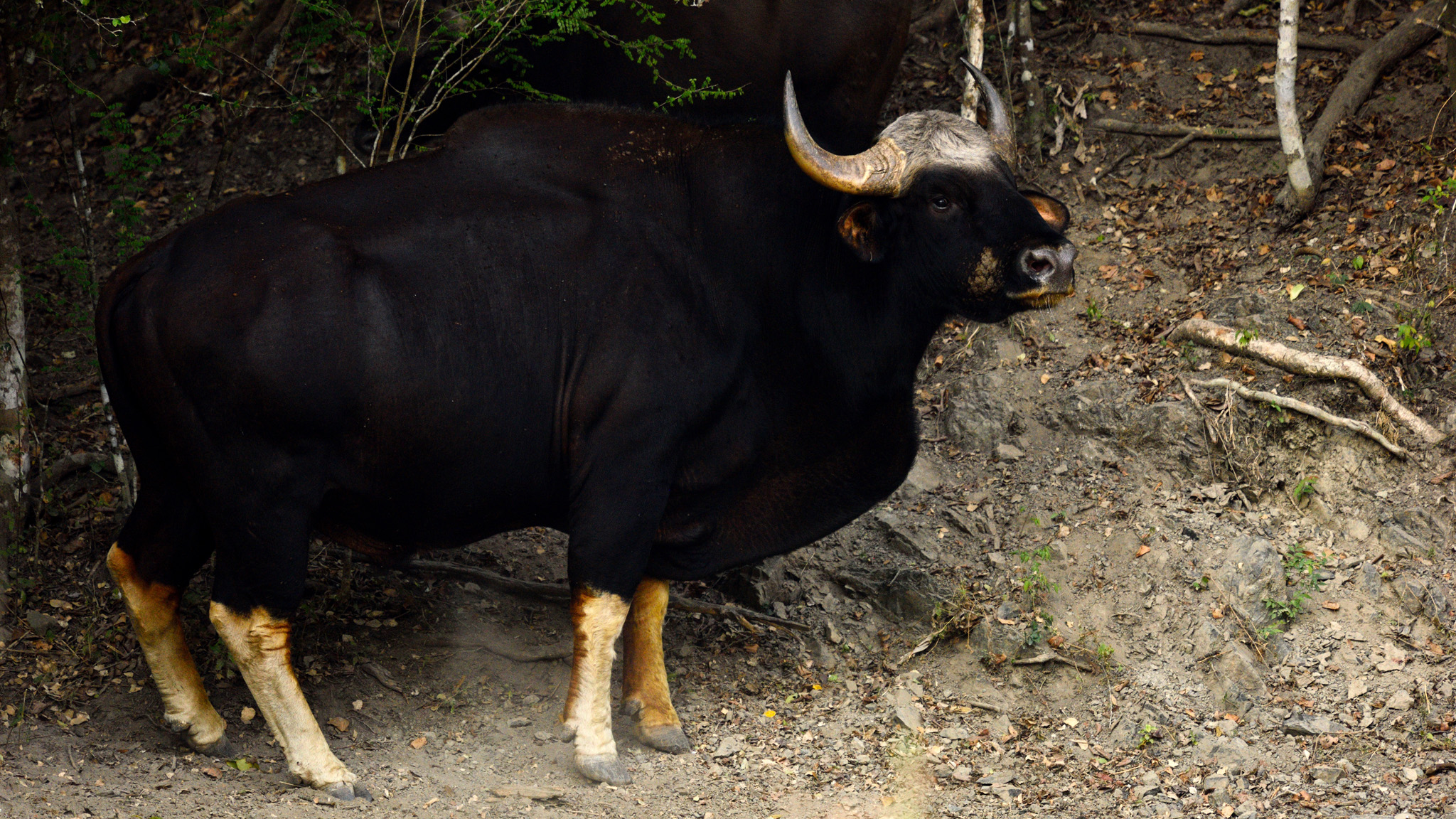
Gaur

- On trouve de plus facilement des espèces de mammifères courantes :
  - des carnivores : chacal doré ; grande civette d'Inde, civette masquée, civette palmiste à bandes, civette palmiste hermaphrodite et civette à bande (linsang rayé) ; mangouste de Java et mangouste mangeuse de crabes ; chat-léopard du Bengale ; martre à gorge jaune ;
  - des omnivores : sanglier (cochon sauvage) ; grand gymnure
  - des herbivores dont des ongulés : petit-cerf souris (ou petit chevrotain malais) et cerf aboyeur (muntjac indien) ; et des lièvres du Siam ;
  - des insectivores : toupaye de Belanger, Pangolin javanais ;
  - des rongeurs : écureuil géant oriental, écureuil callosciurus caniceps, écureuil de Finlayson, écureuil volant hylopetes spadiceus, écureuil des palmiers et écureuil rayé de l'Himalaya (tamiops mcclellandii) ; écureuil dremomys rufigenis ; rat noir ; petit rat des bambous et rat des bambous rhizomys pruinosus ; rat géant à longue queue (leopoldamys sabanus) ;
  - des porcs-épics : athérure malais et porc-épic de Malaisie
  - des chauves-souris insectivores ou frugivores : cynopterus brachyotis et cynopterus sphinx, eonycteris spelaea, hesperoptenus (chauve-souris de Blanford et chauve-souris de Tickell), hipposideros armiger et hipposideros pomona, grand macroglosse, petit faux vampire megaderma spasma, megaerops ecaudatus, rhinolophe (ou chauve-souris fer à cheval) (rhinolophus acuminatus, rhinolophus affinis, rhinolophus coelophyllus, rhinolophus francisi, rhinolophus luctus, rhinolophus malayanus, rhinolophus pusillus et rhinolophus yunanensis) et roussette de Leschenault.

Mammifères courants
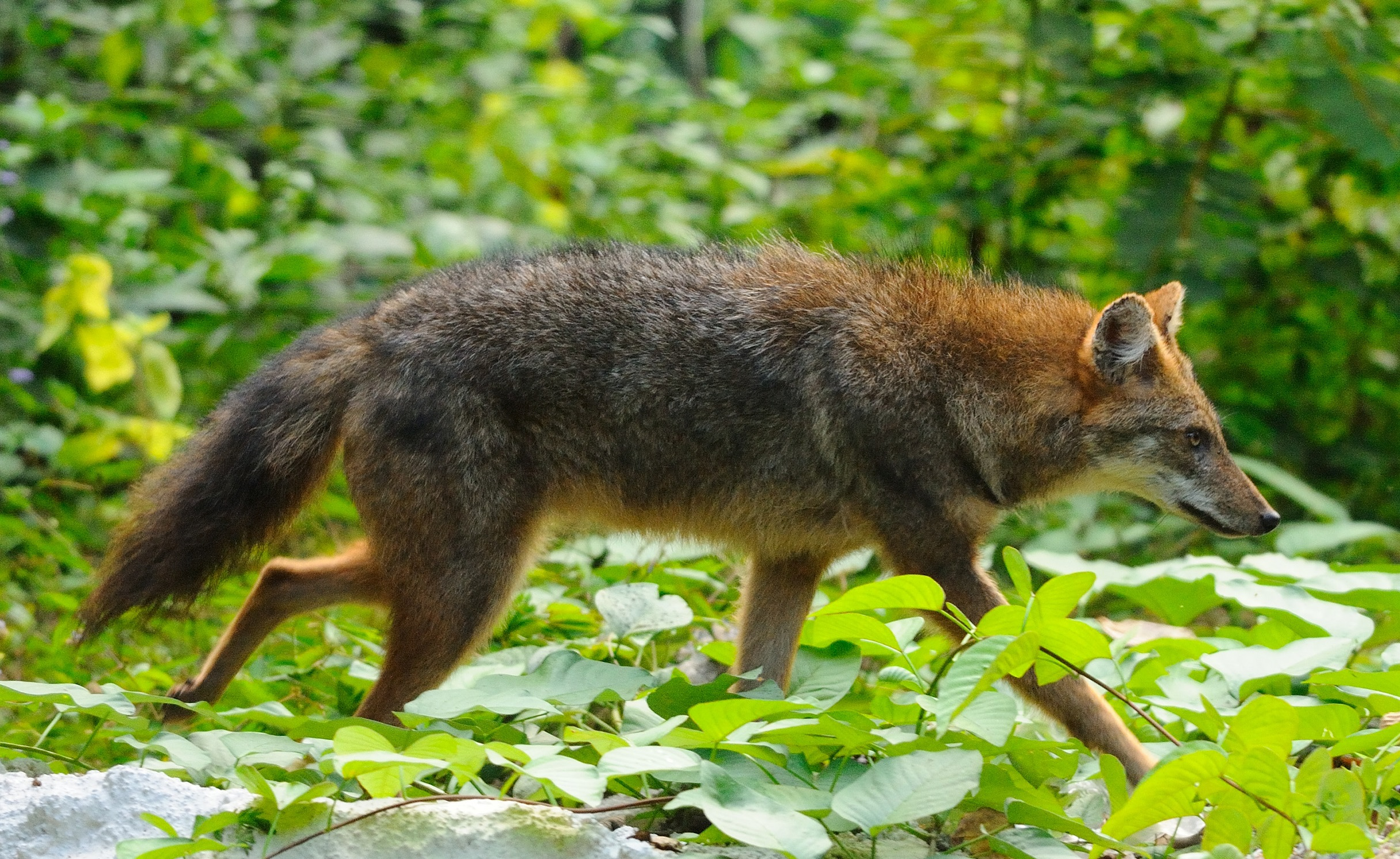
Chacal doré
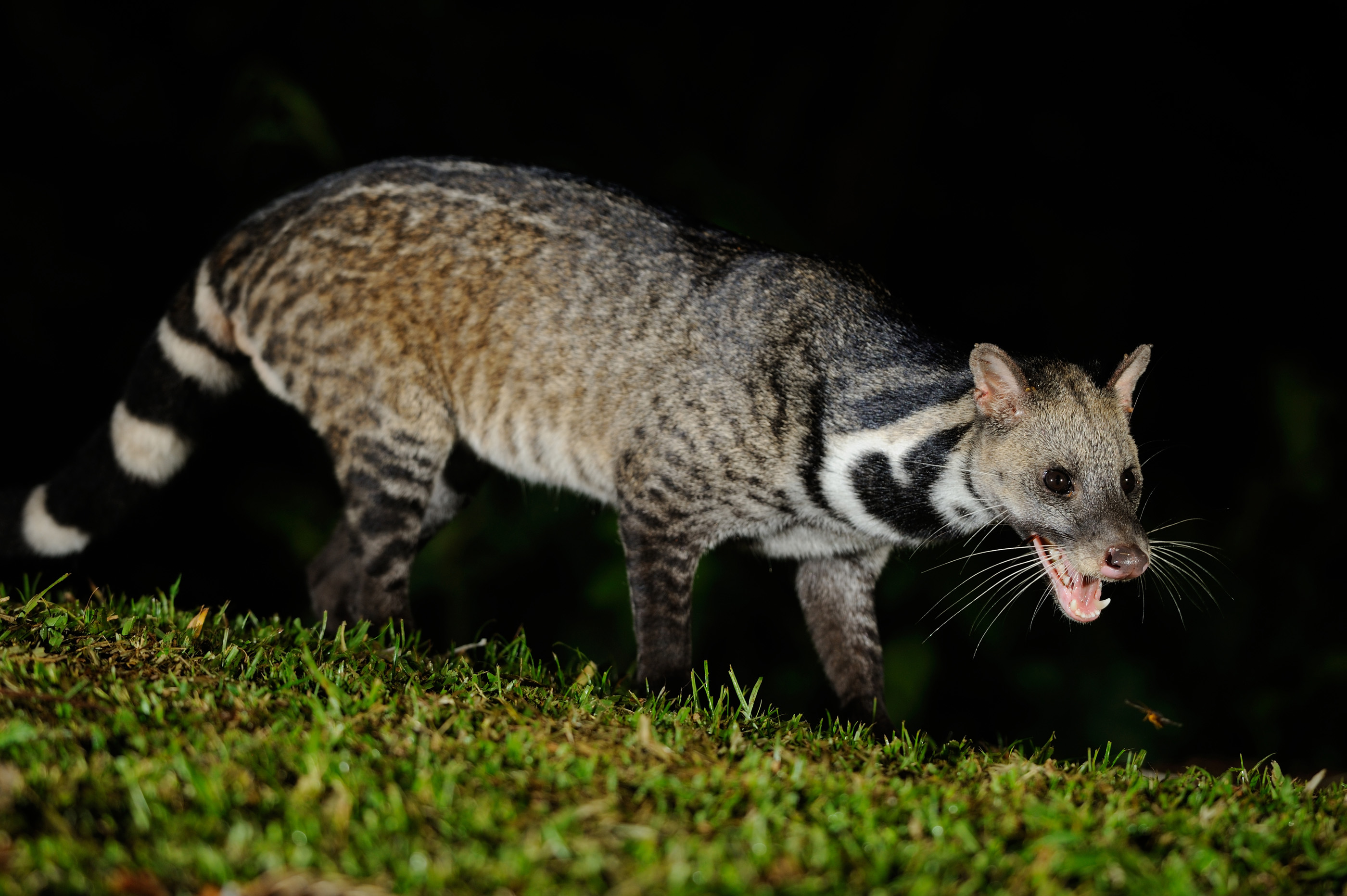
Grande civette d'Inde
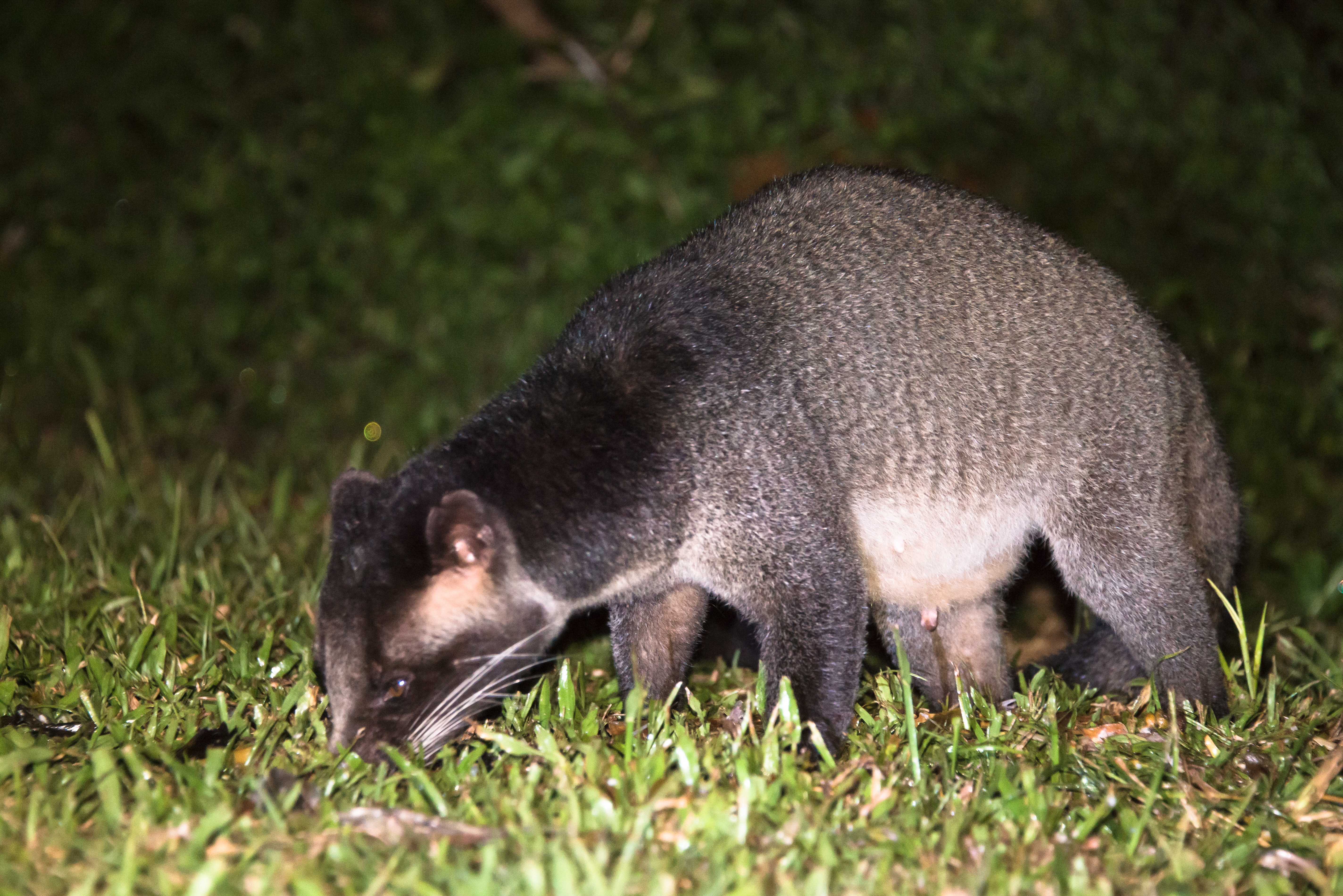
Civette masquée
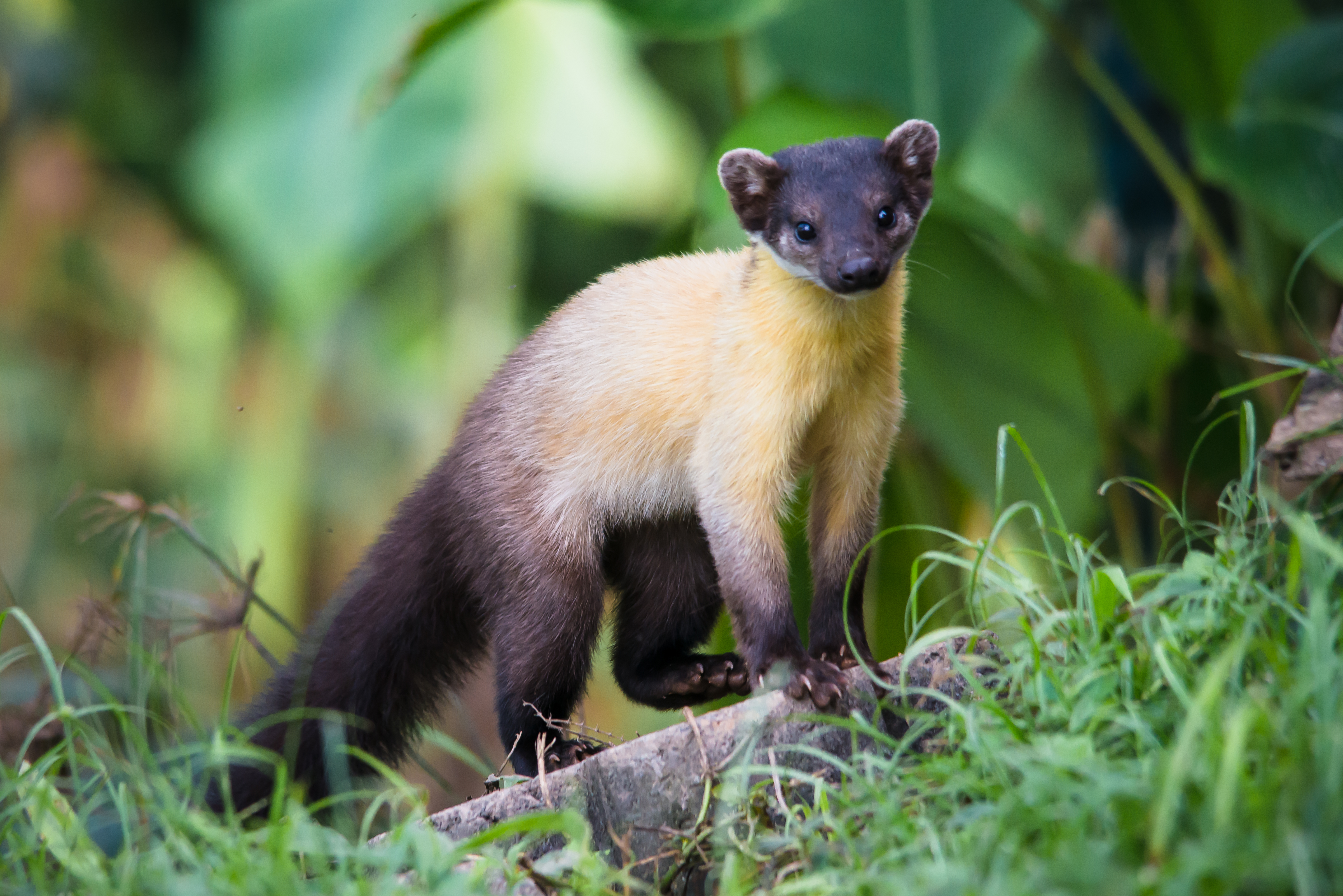
Martre à ventre jaune
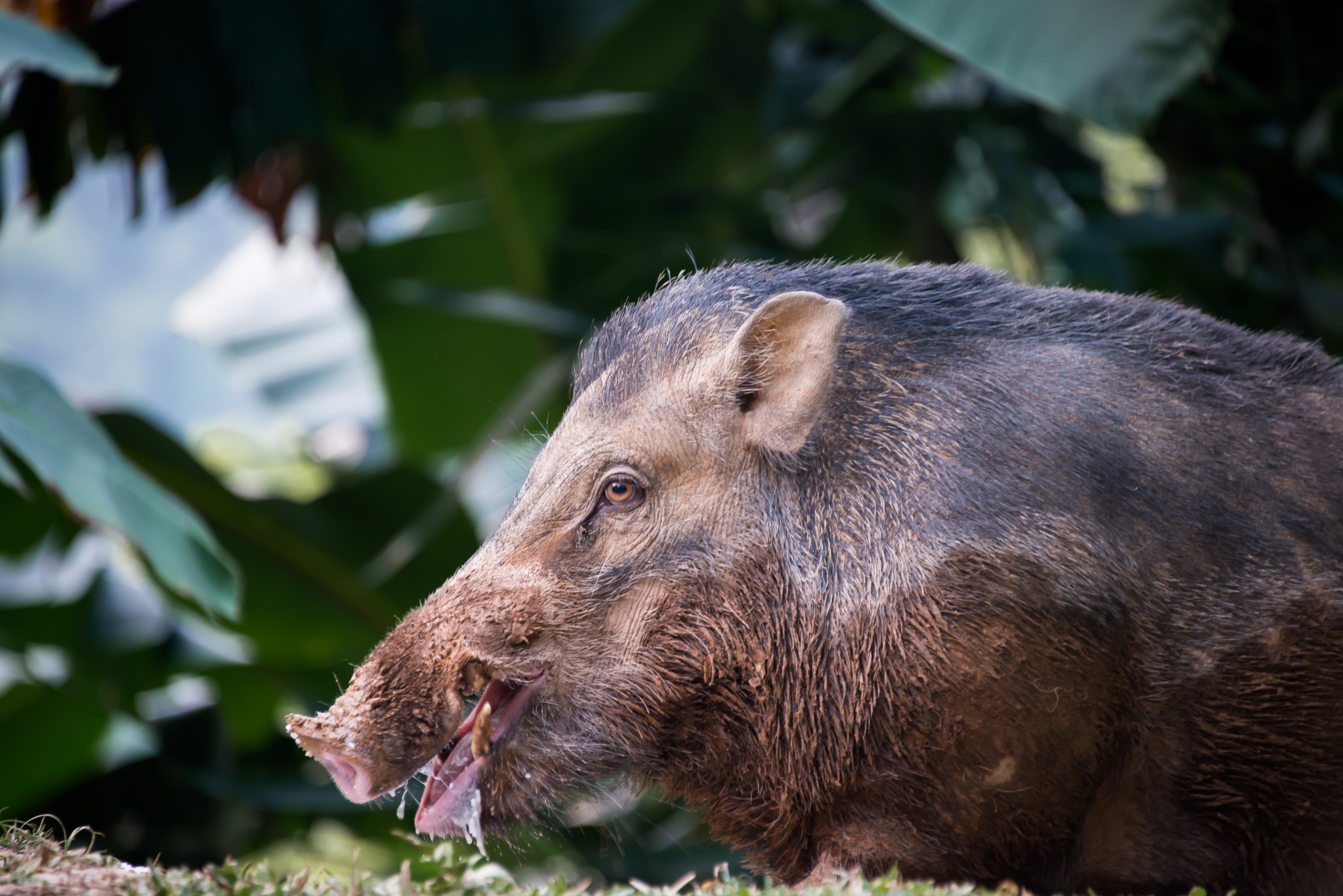
Sanglier (cochon sauvage)
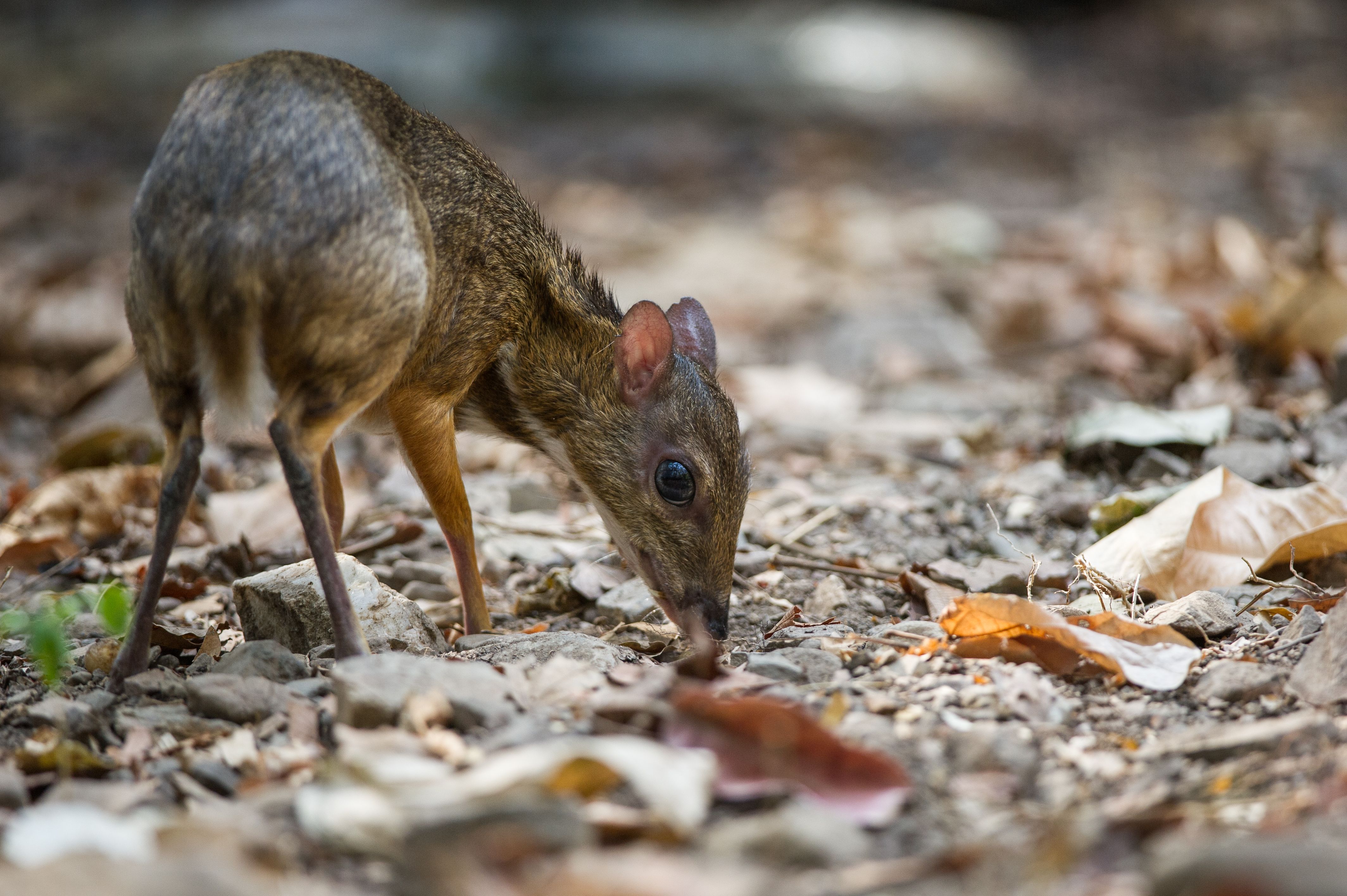
Tragulus Kanchil (Petit cerf-souris)
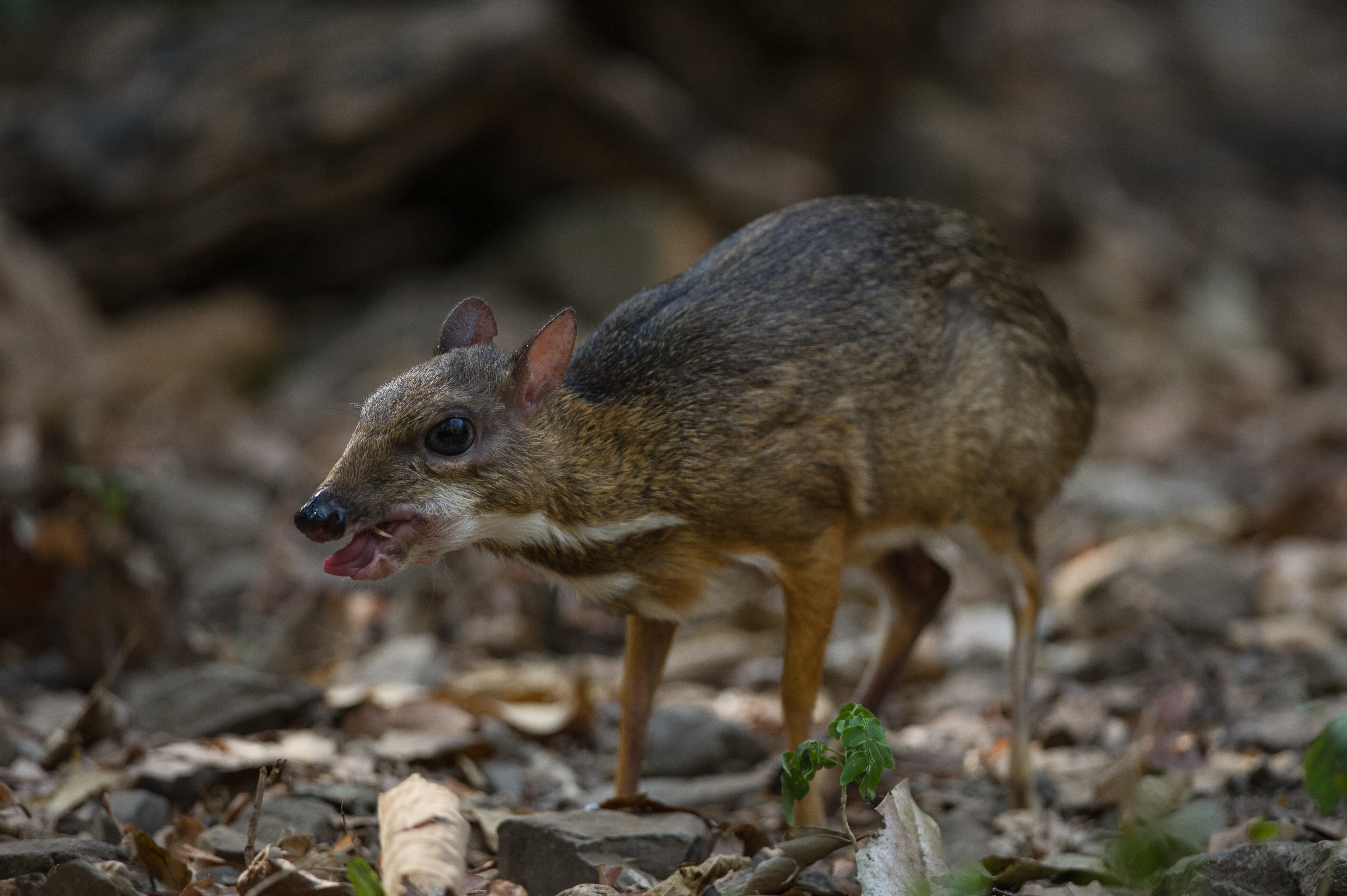
Petit cerf-souris (petit chevrotain malais)
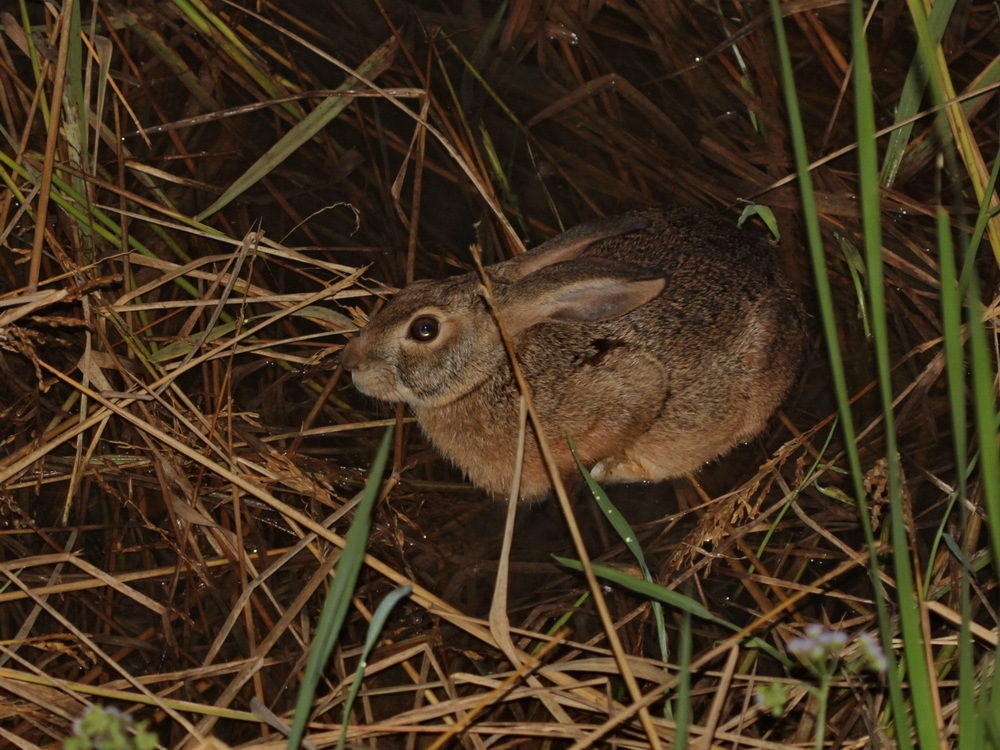
Lièvre du Siam
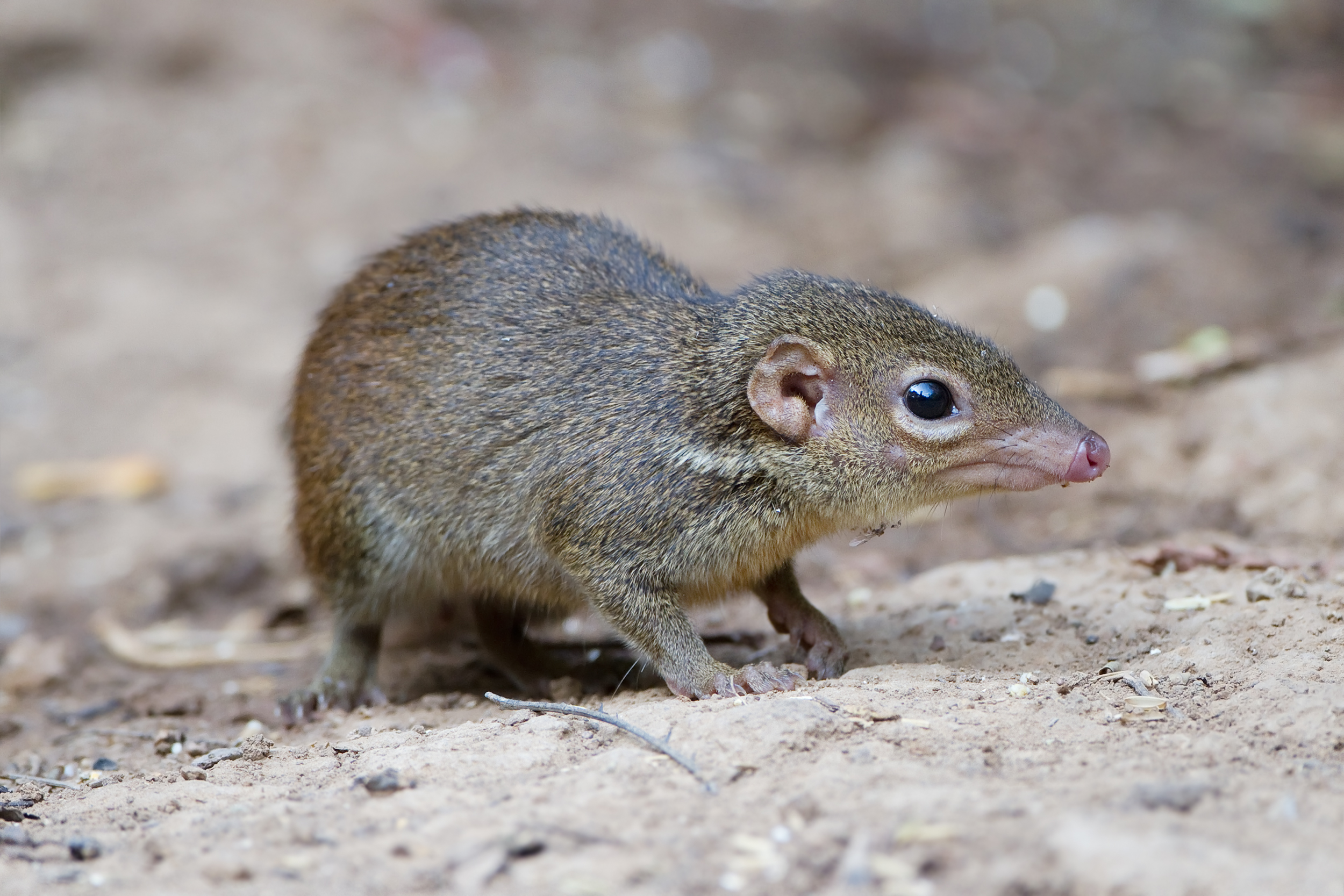
Toupaye de Belanger
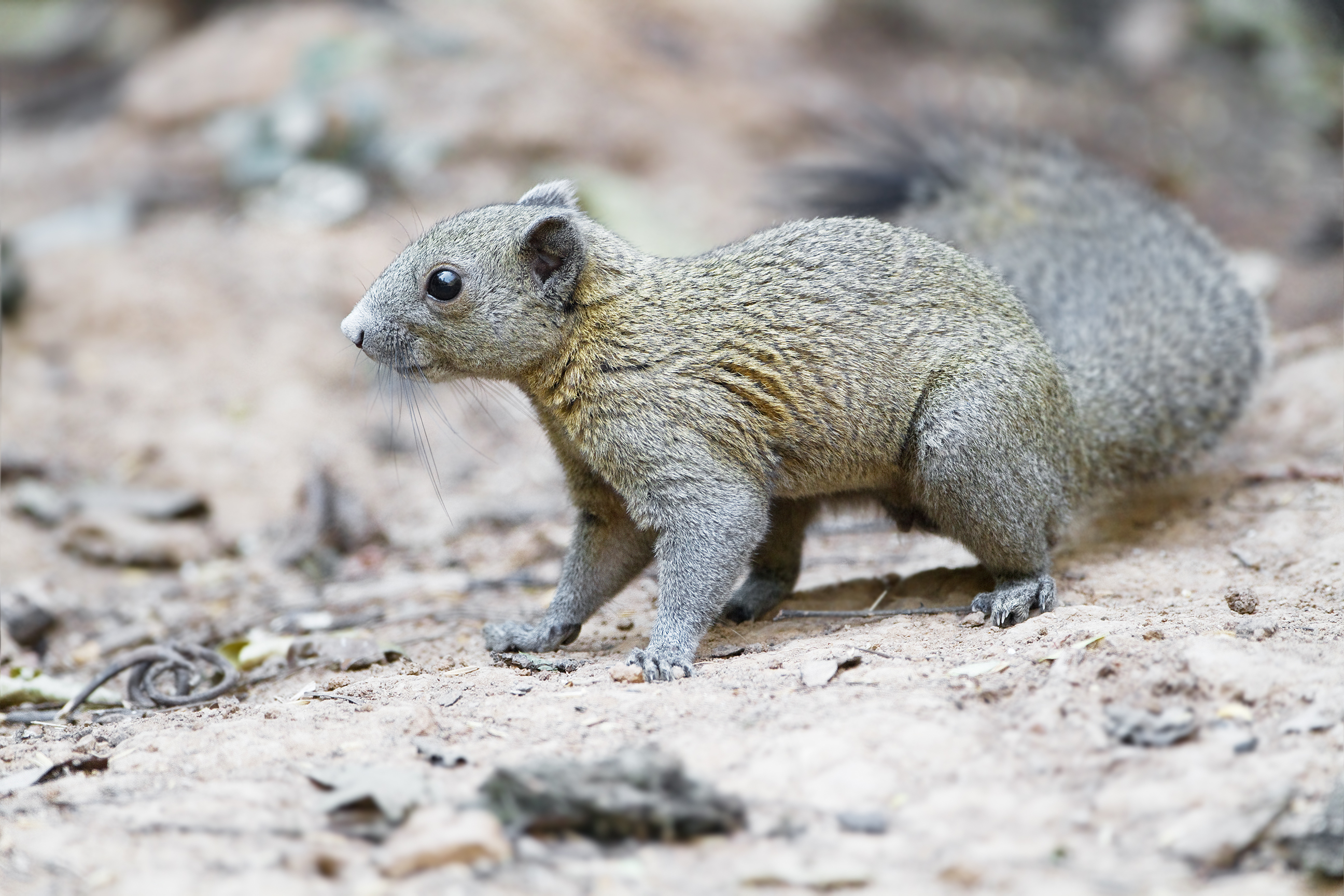
Écureuil Callosciurus caniceps caniceps
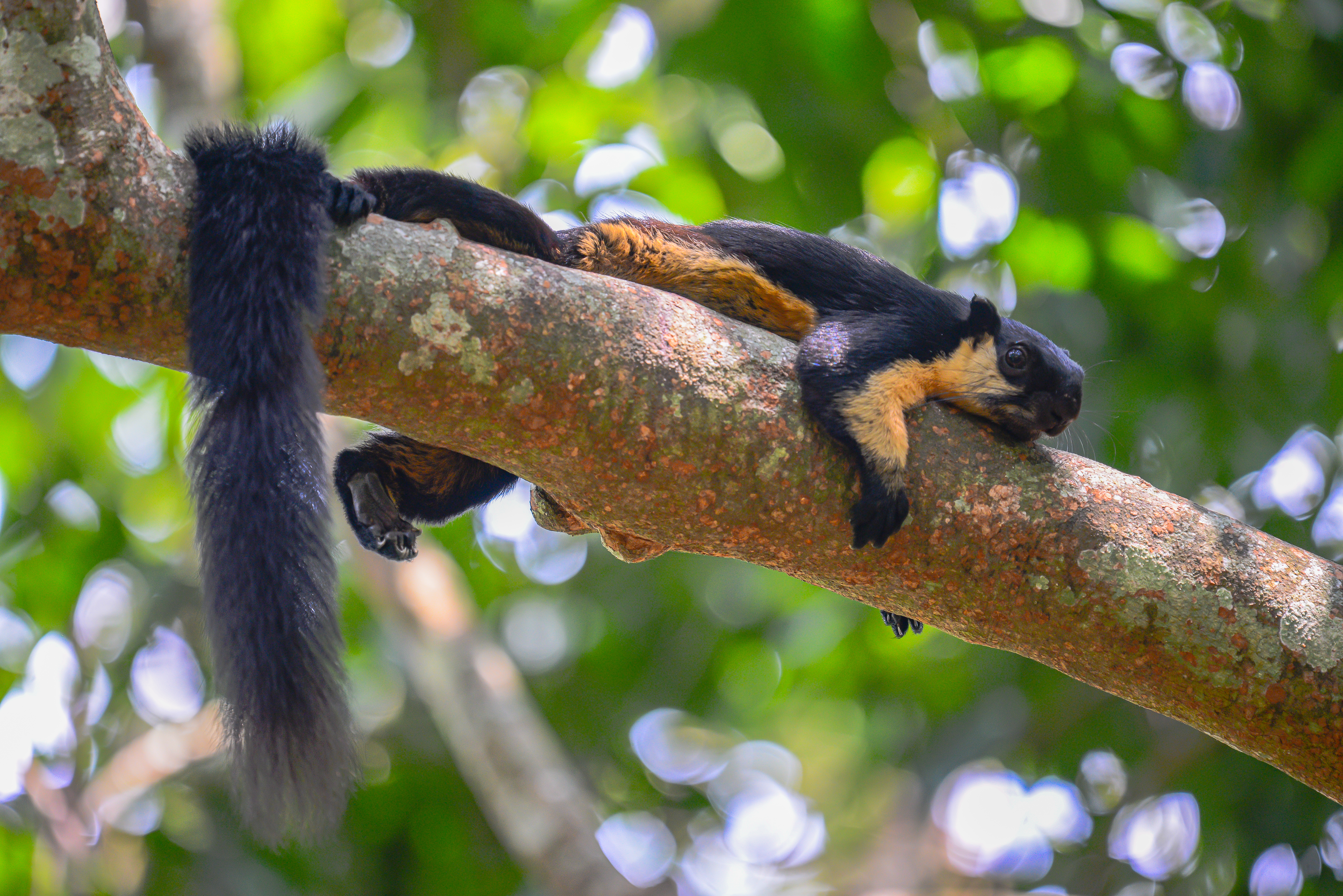
Écureuil géant oriental
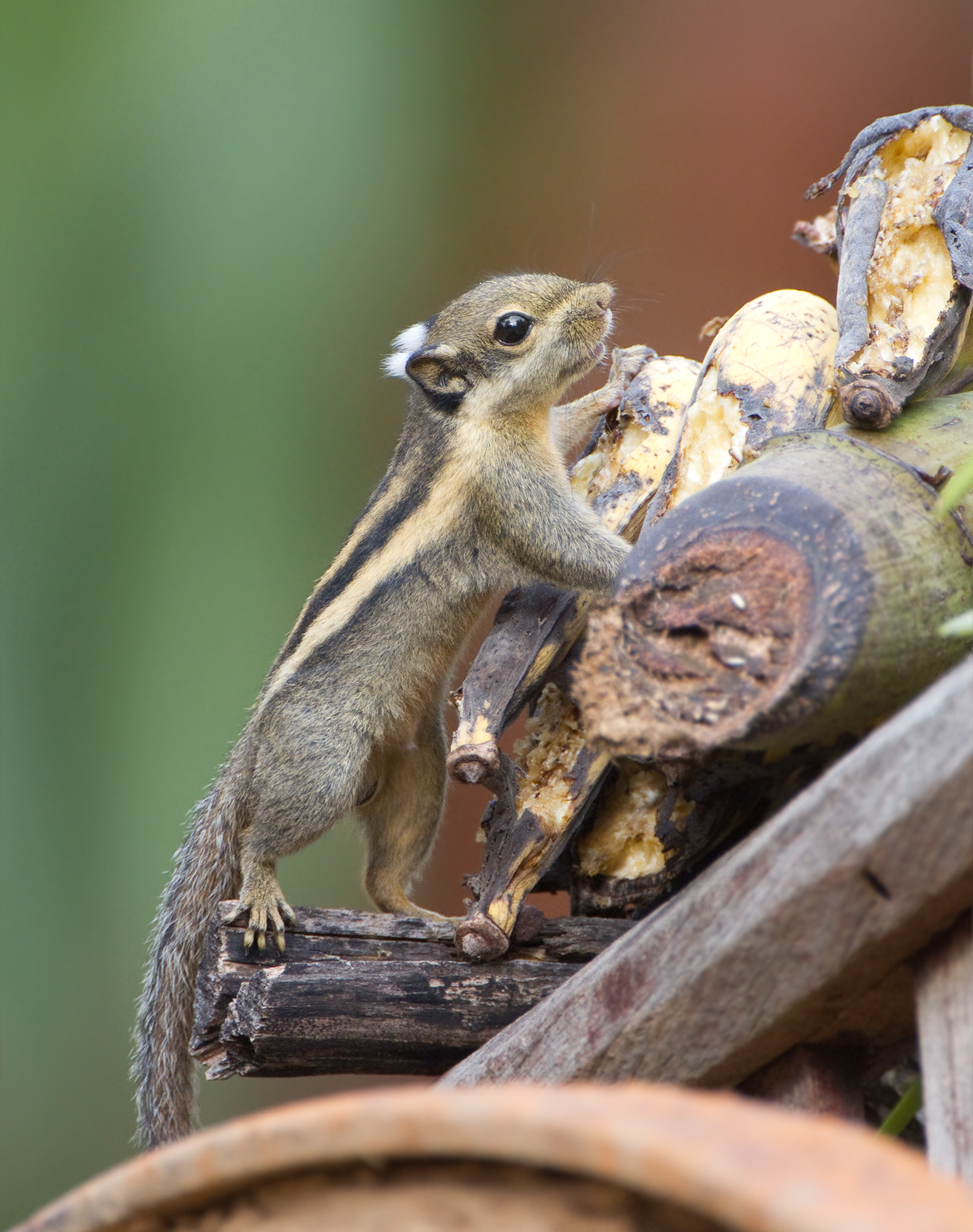
Écureuil rayé de l'Himalaya
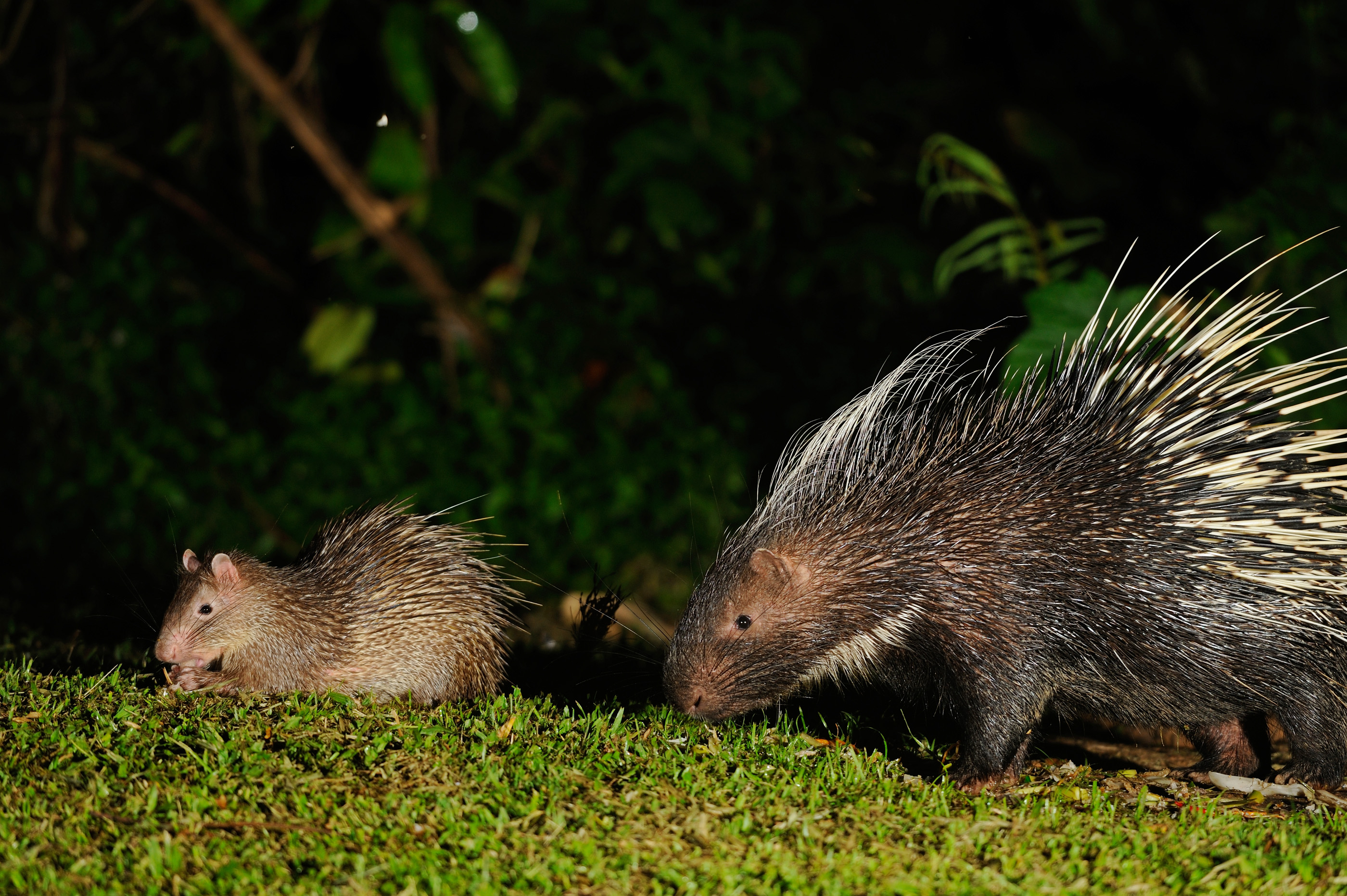
Porc-épic Athérure malais et porc-épic de Malaisie

### Près de 500 espèces d'oiseaux
Le parc national de Kaeng Krachan est célèbre pour sa très grande biodiversité en oiseaux, : on peut apercevoir de 30 à 50 oiseaux différents en une journée d'observation, souvent très colorés et aux chants très variés. Certains de ces oiseaux vivent toute l'année à Kaeng Krachan ; d'autres sont des oiseaux migrateurs qui ne sont que de passage pendant quelques jours ou quelques semaines.

#### Des oiseaux passereaux
Il y a plus d'une centaines d'espèces d'oiseaux passereaux, généralement de taille petite ou moyenne et souvent oiseaux chanteurs :
- 7 espèces d'eurylaimes : eurylaime à capuchon, eurylaime de Gould, eurylaime corydon, eurylaime de Horsfield, eurylaime psittacin, eurylaime rouge et noir … ;
- 6 espèces de brèves : brève à ailes bleues, brève à capuchon, brève bleue … ;

Eurylaimes et Brèves
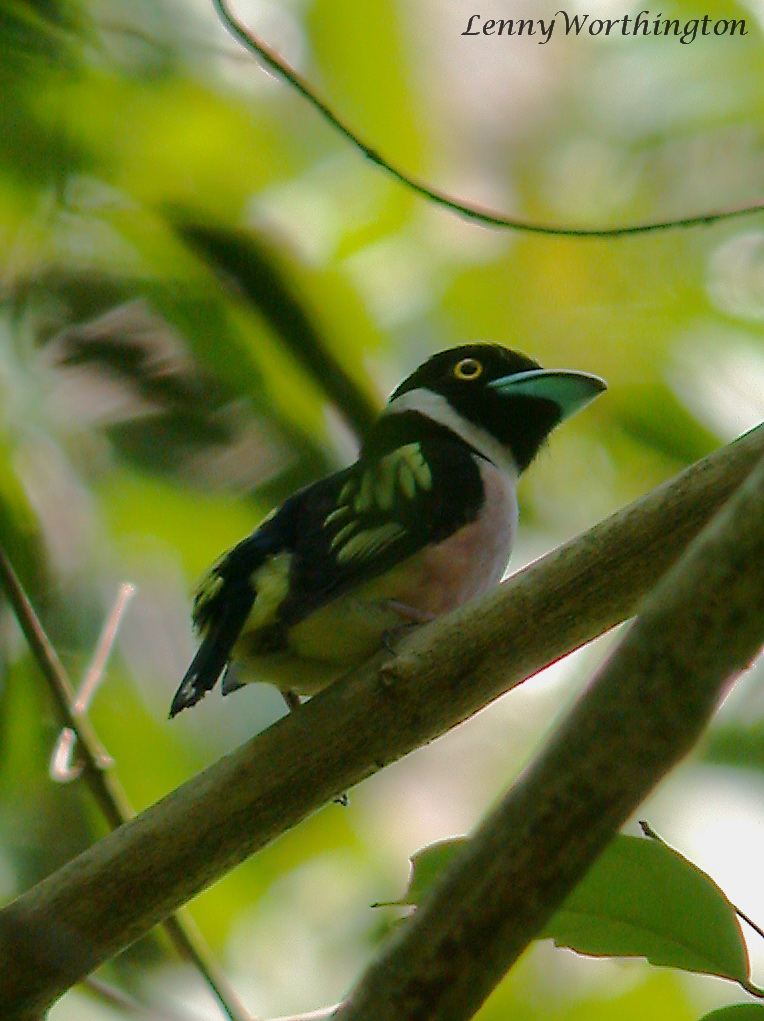
Eurylaime à capuchon
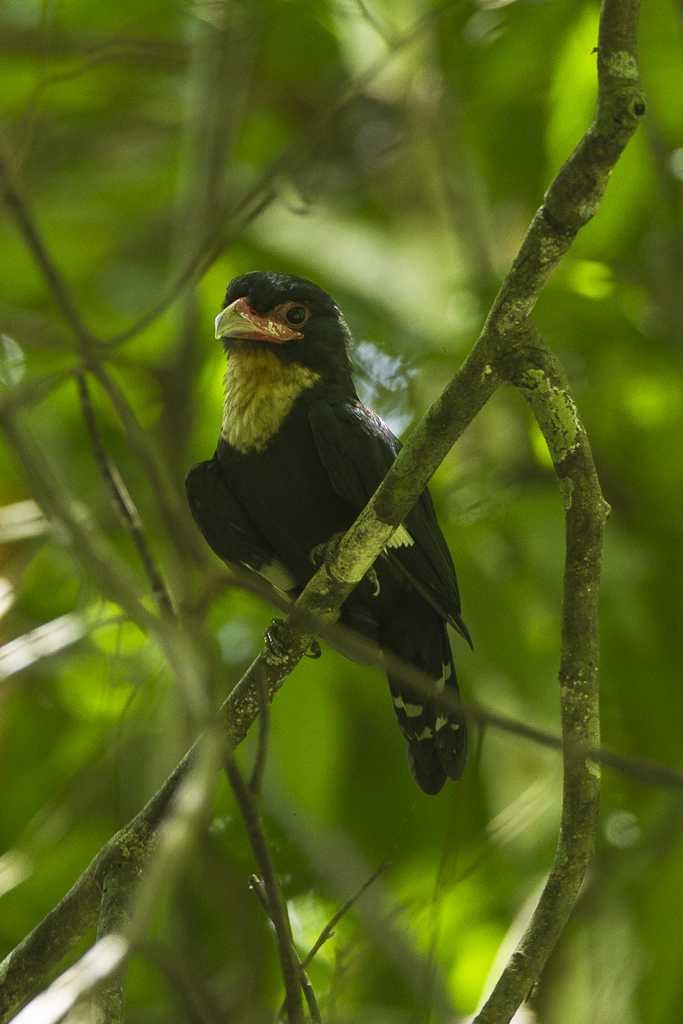
Eurylaime corydon
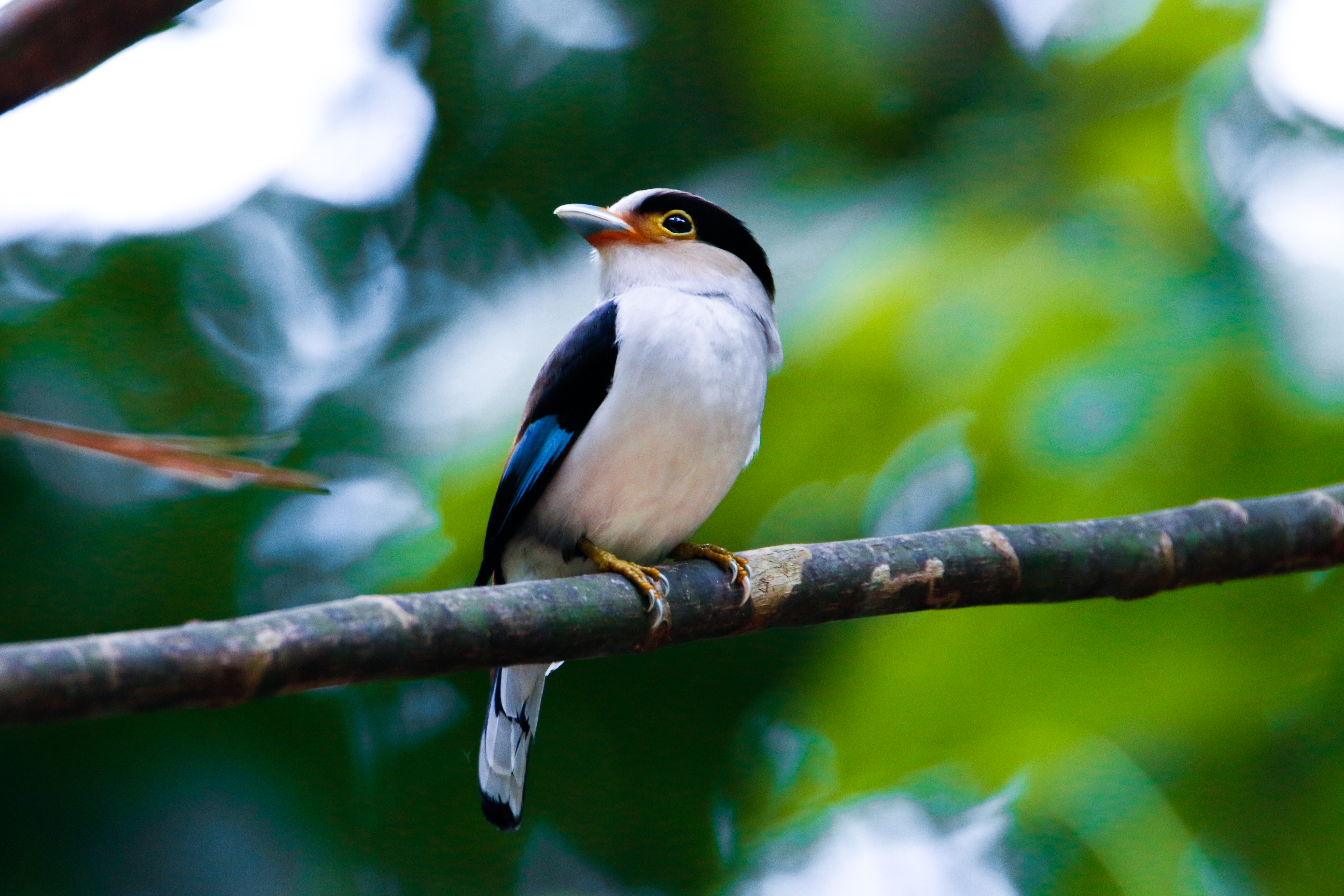
Eurylaime de Gould
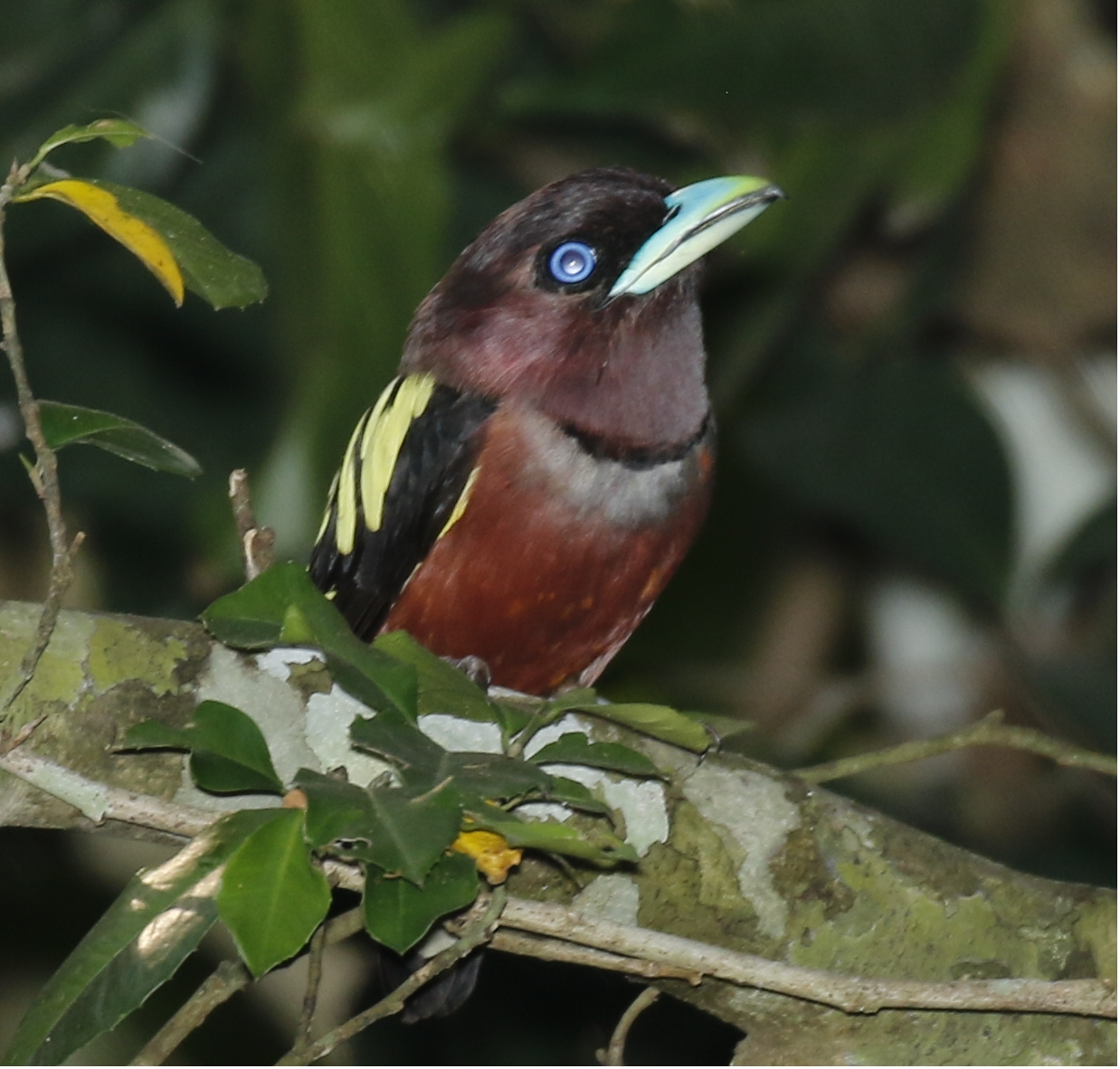
Eurylaime de Horsfield
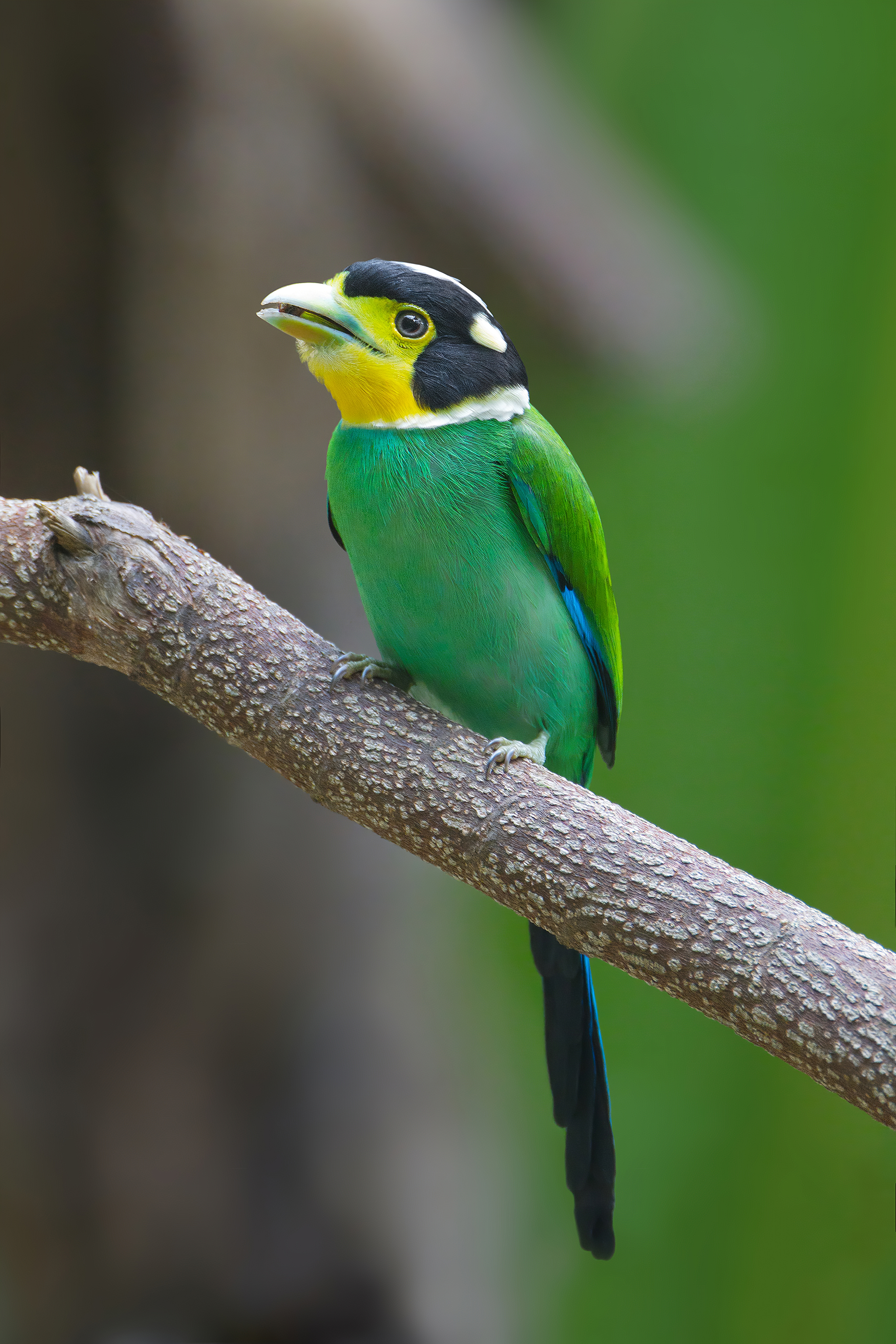
Eurylaime psittacin
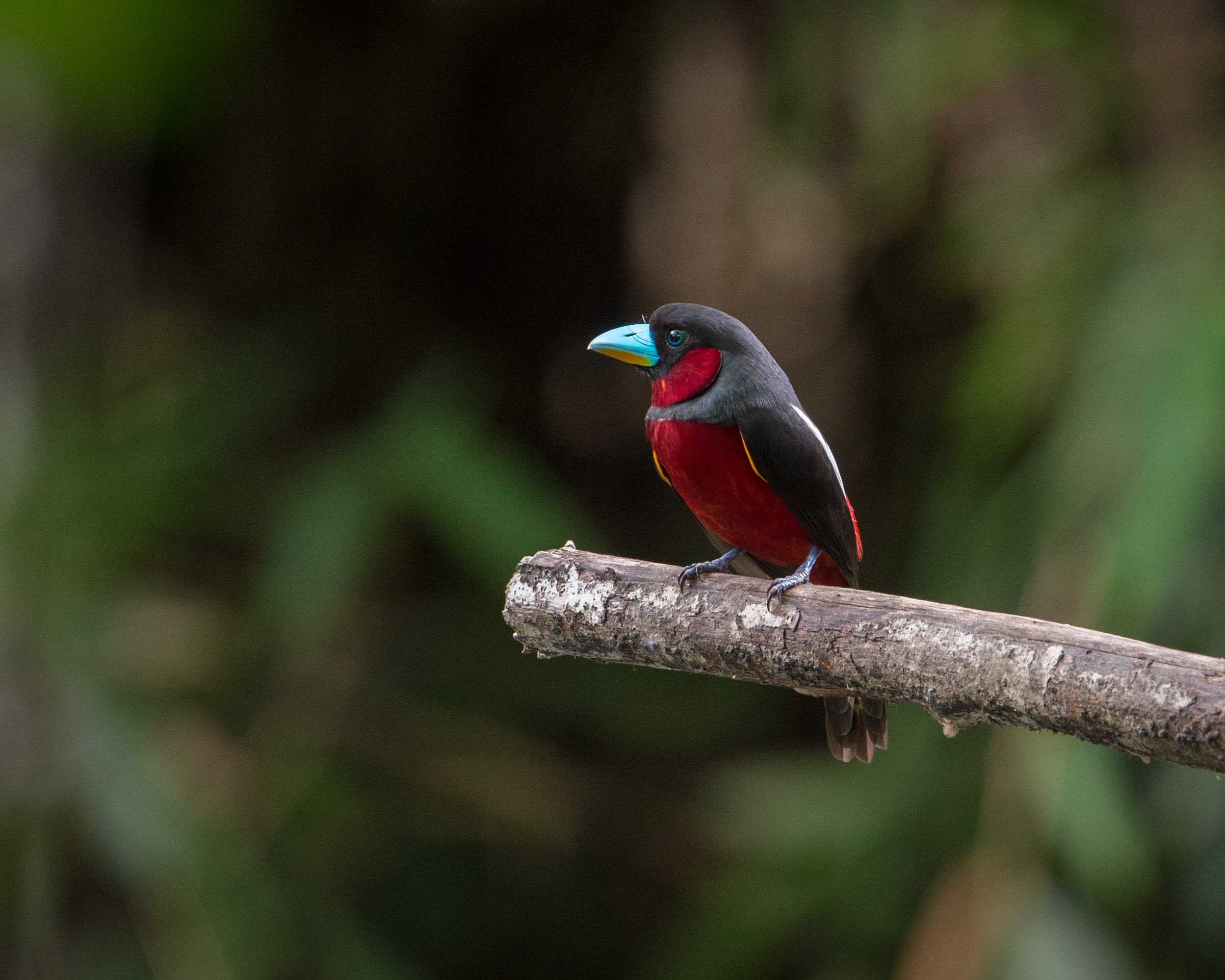
Eurylaime rouge et noir
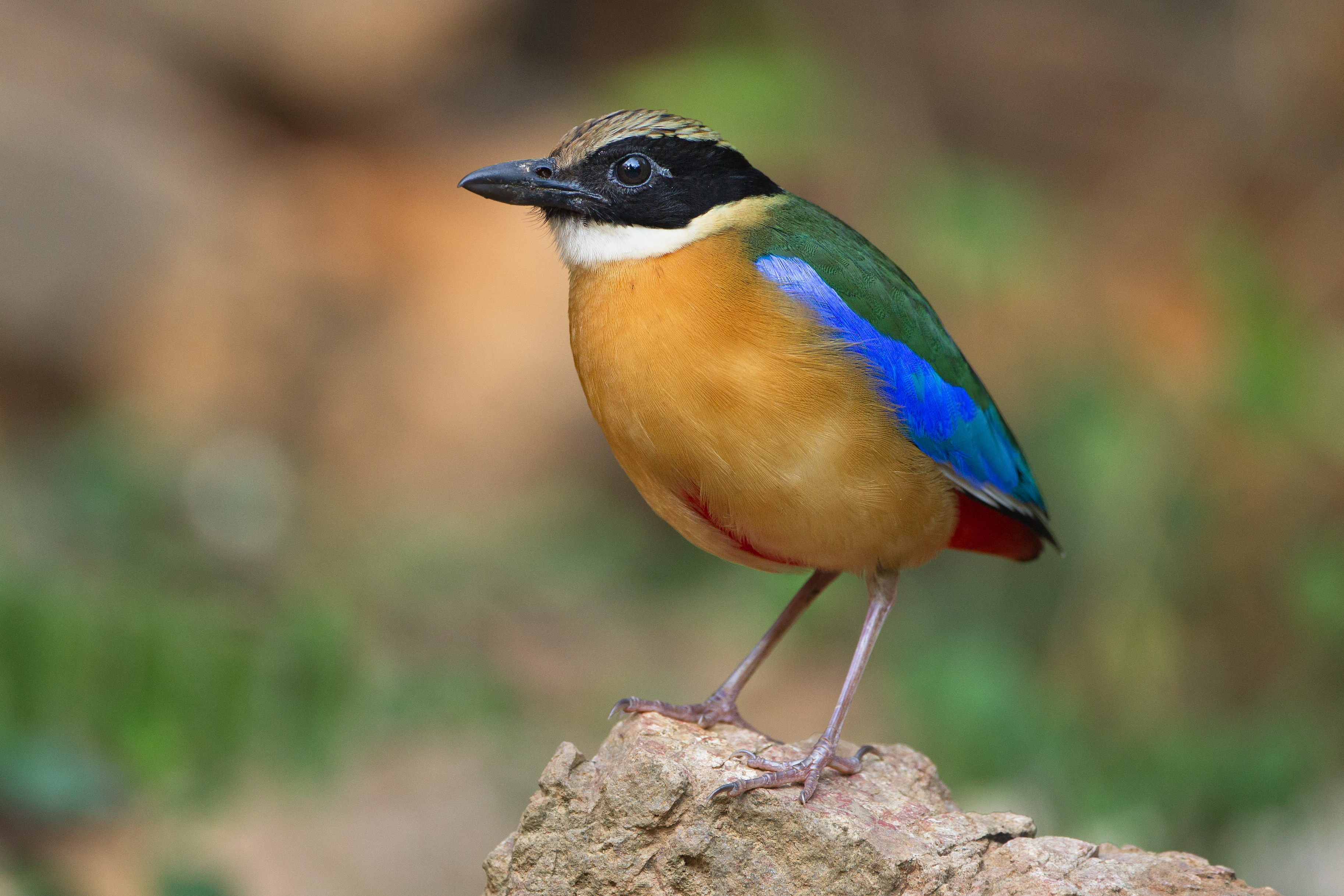
Brève à ailes bleues
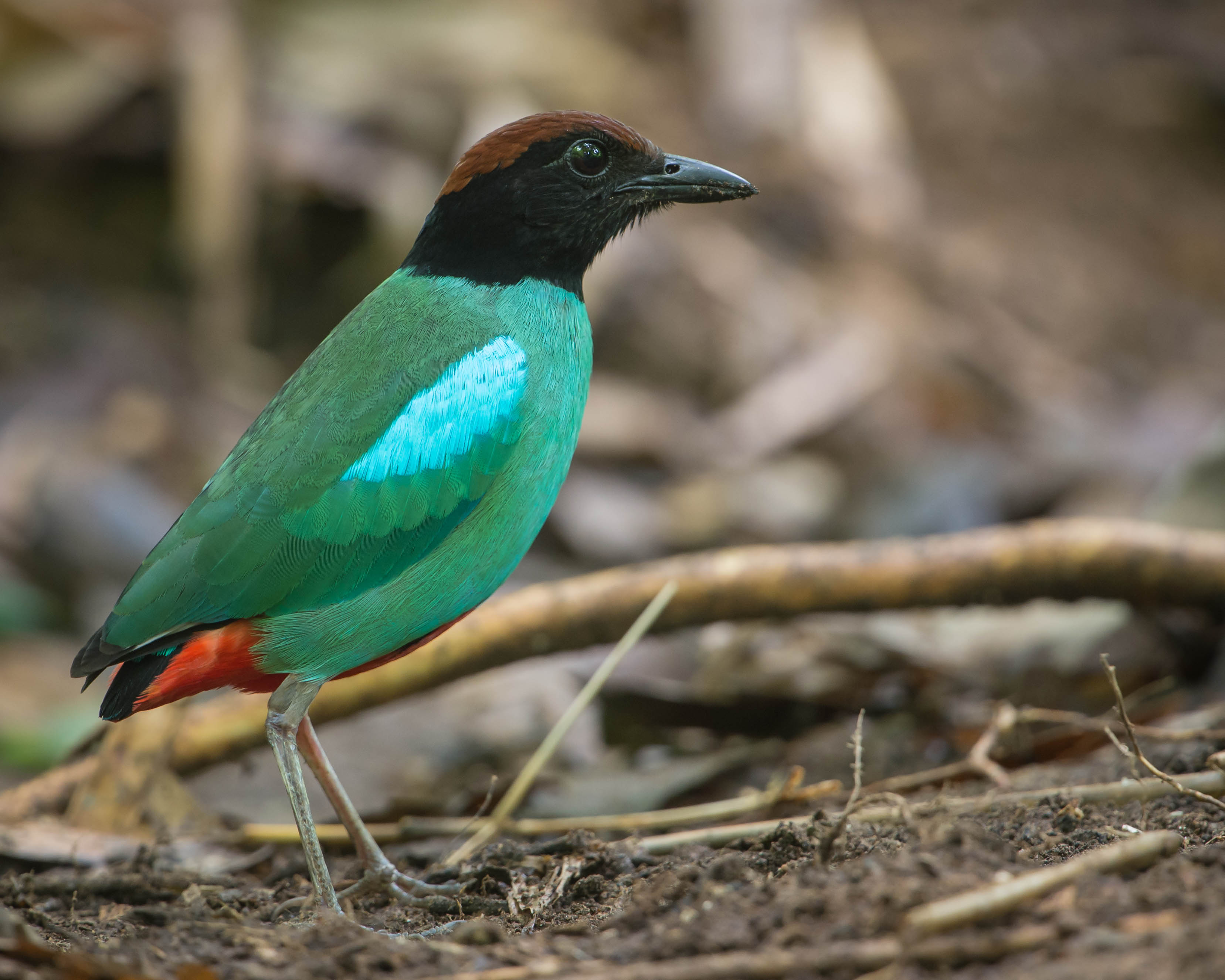
Brève à capuchon
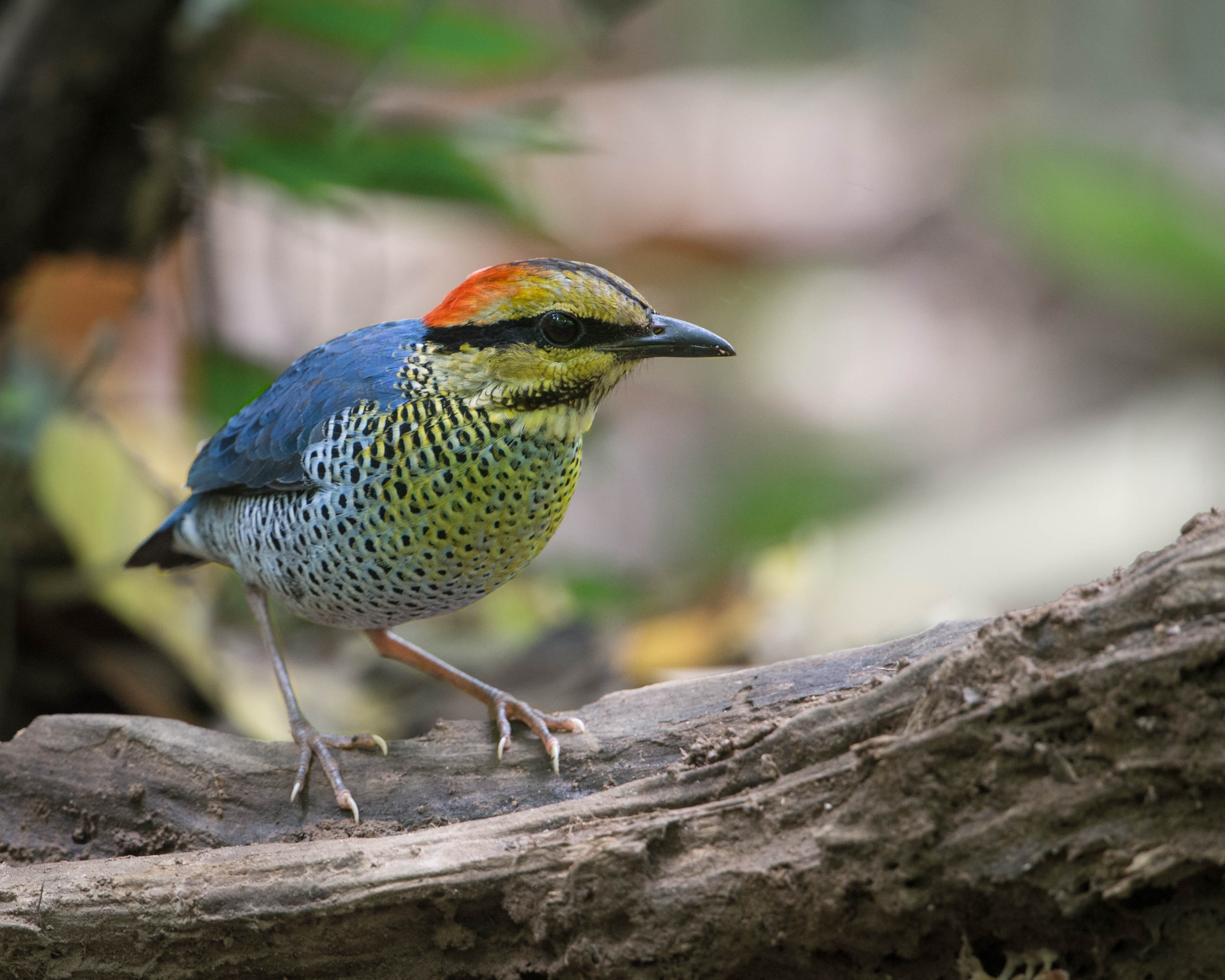
Brève bleue

- 18 espèces de bulbuls : bulbul à ailes vertes, bulbul à huppe noire, bulbul à tête noire, bulbul aux yeux rouges, bulbul de Blanford, bulbul de Finlayson, bulbul flavescent … ;
- 5 espèces de verdins : verdin barbe-bleue, verdin à front d'or… ;

Bulbuls et Verdins
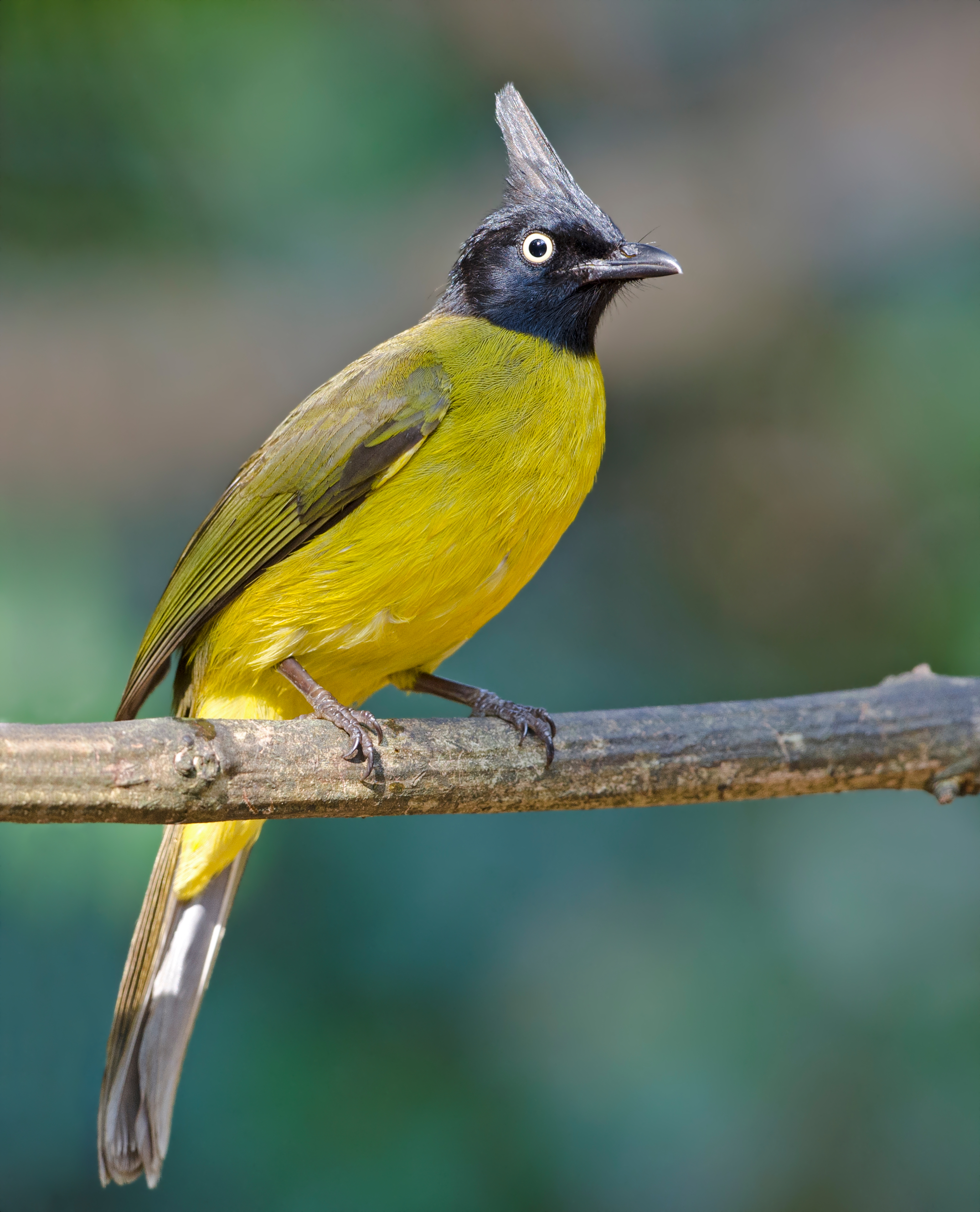
Bulbul à huppe noire
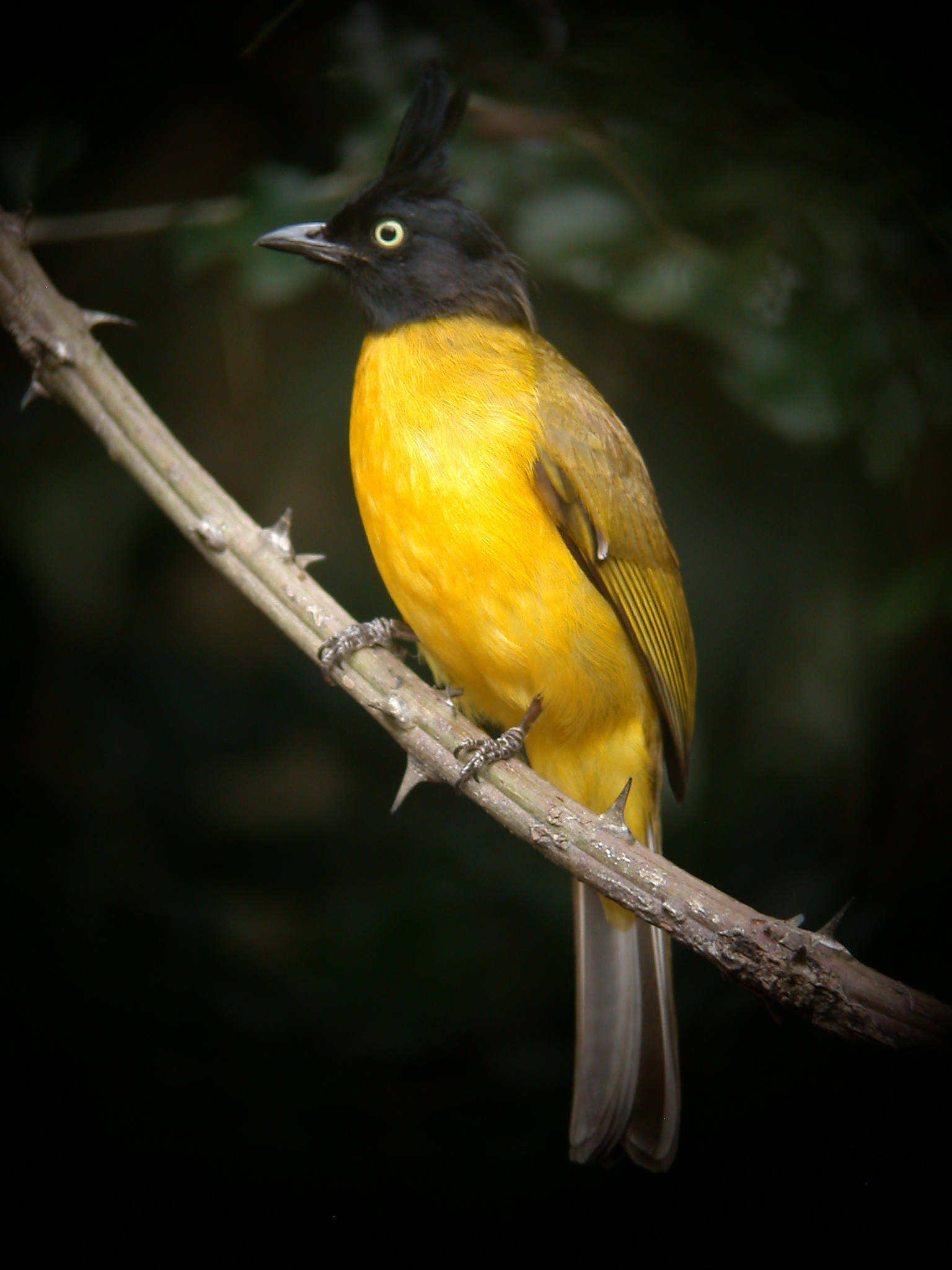
Bulbul à tête noire
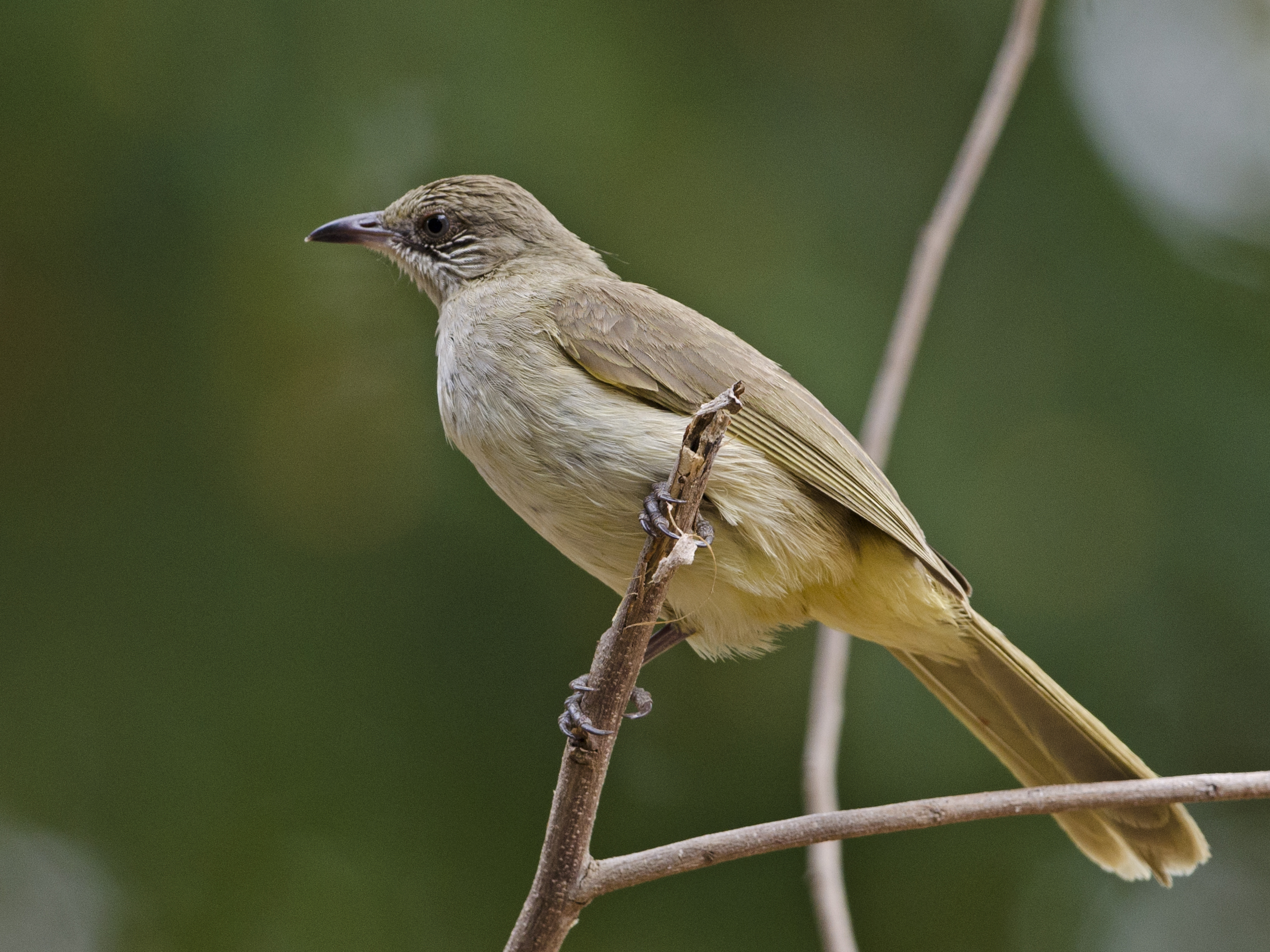
Bulbul de Conrad
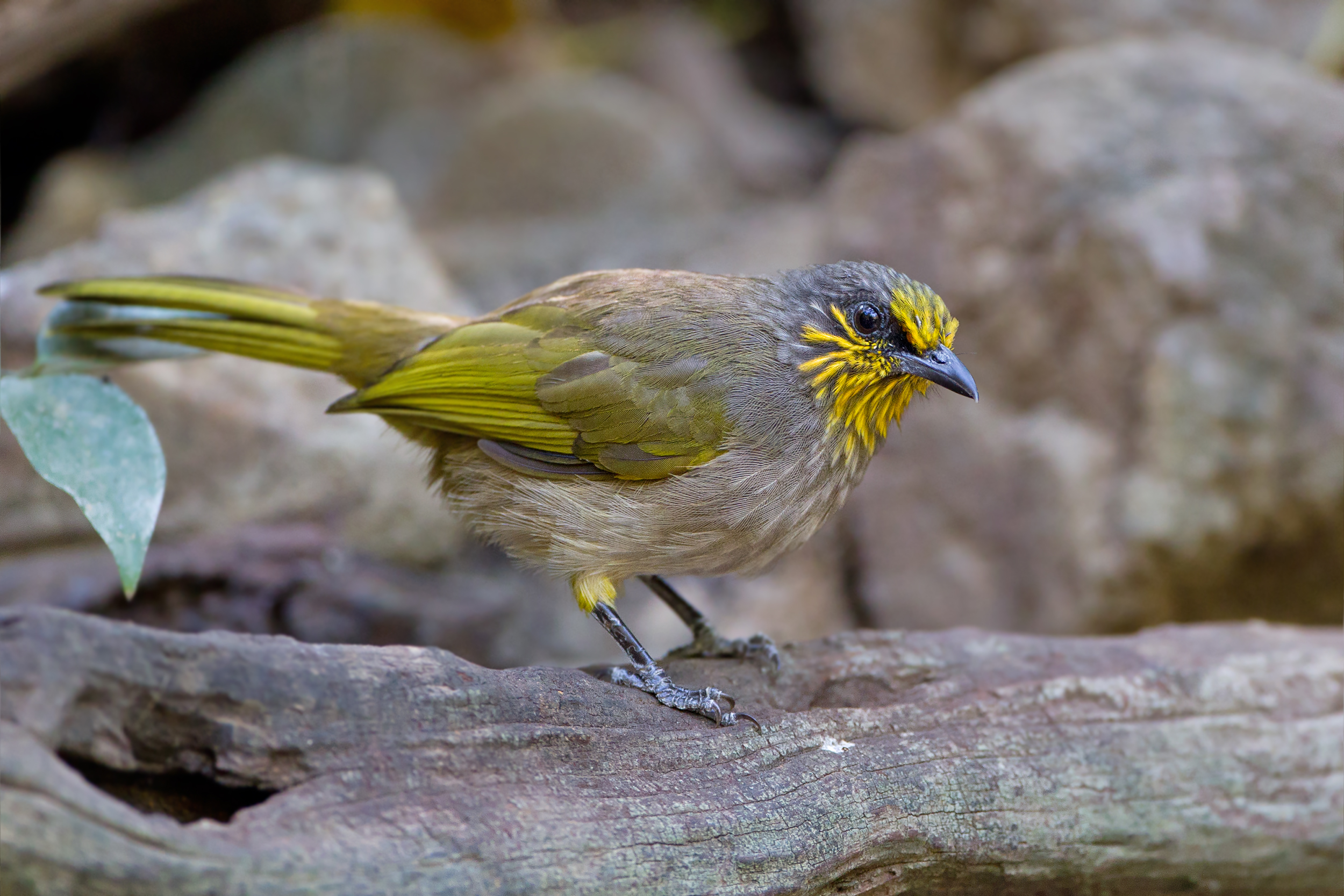
Bulbul de Finlayson
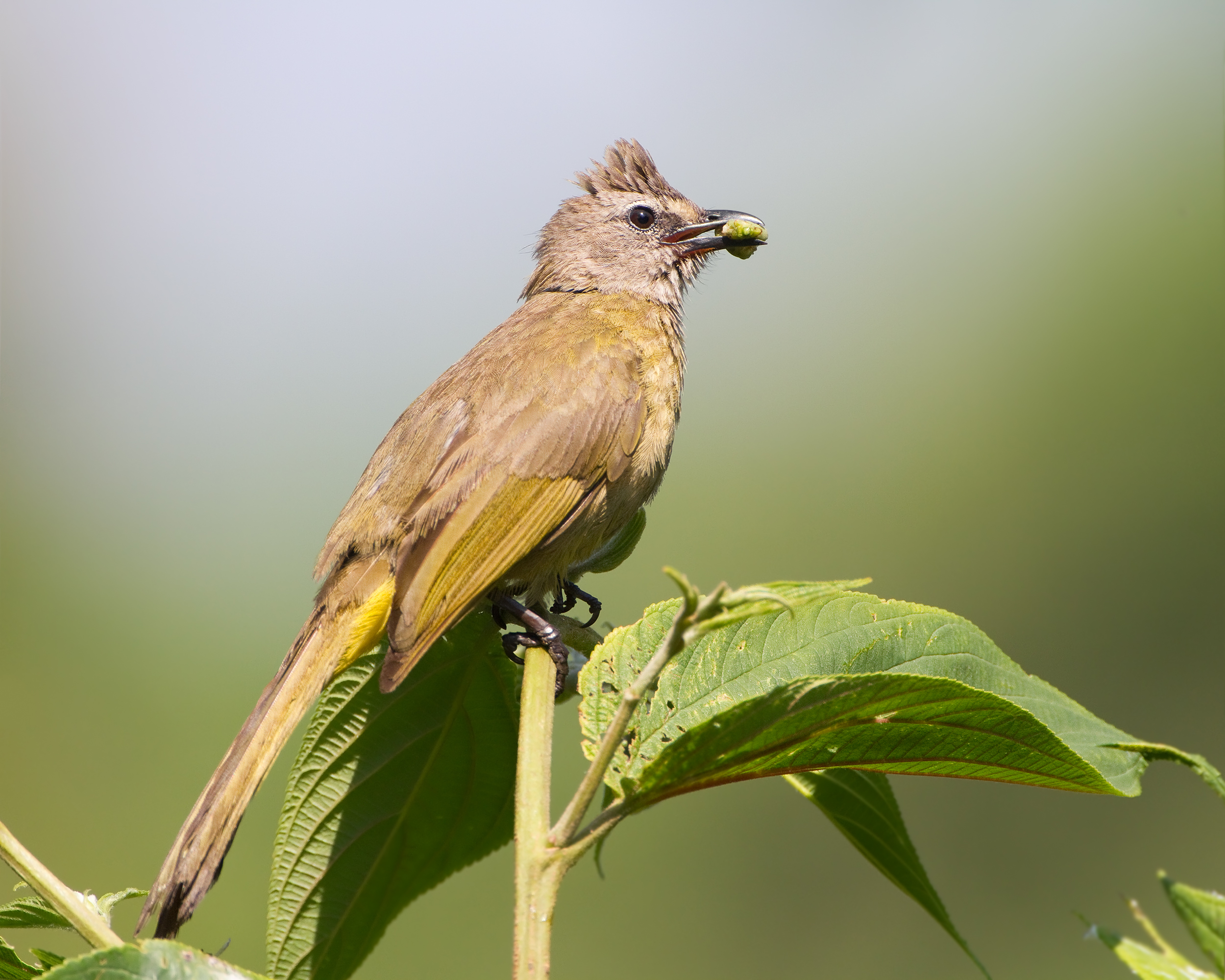
Bulbul flavescent
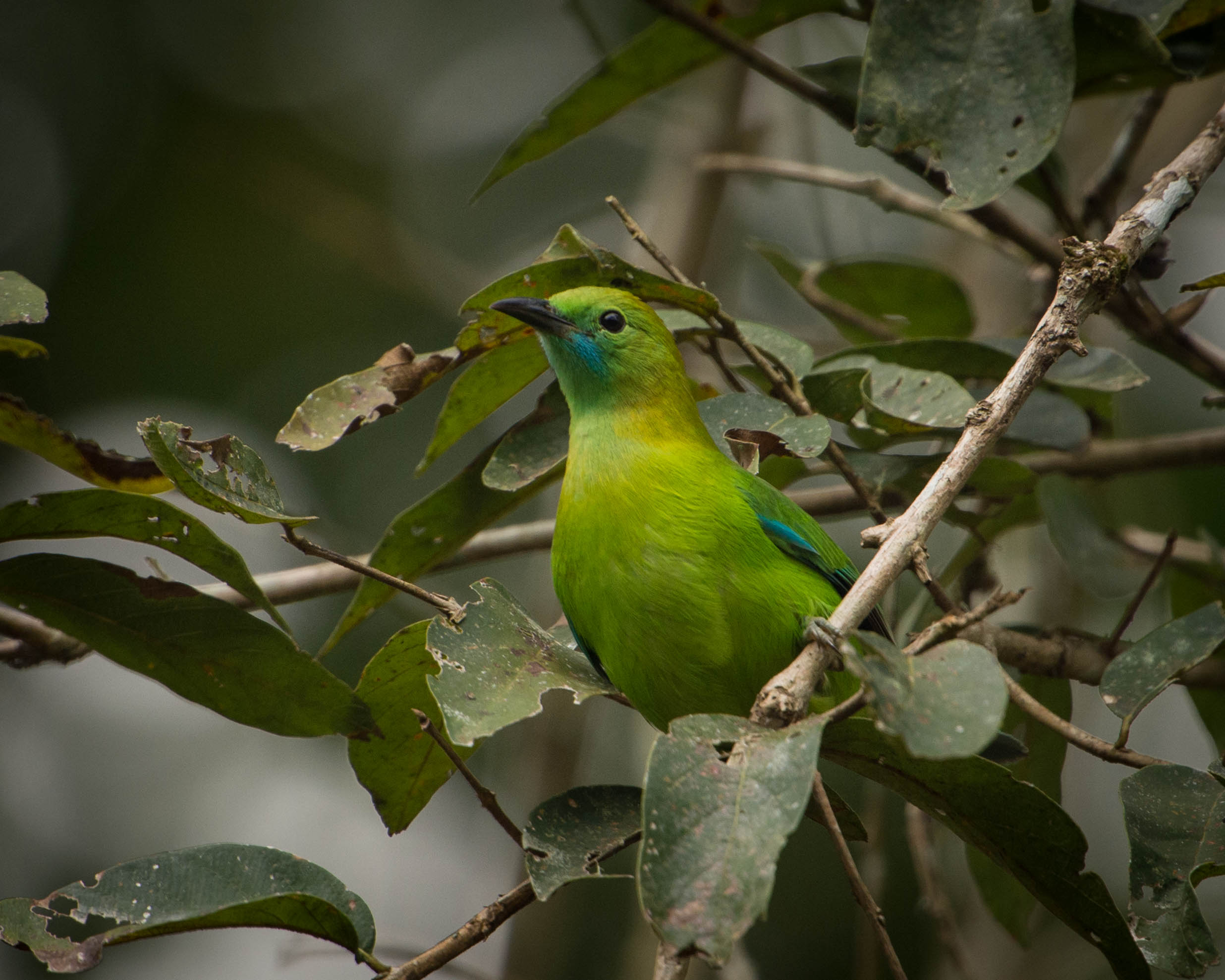
Verdin barbe-bleue (femelle)
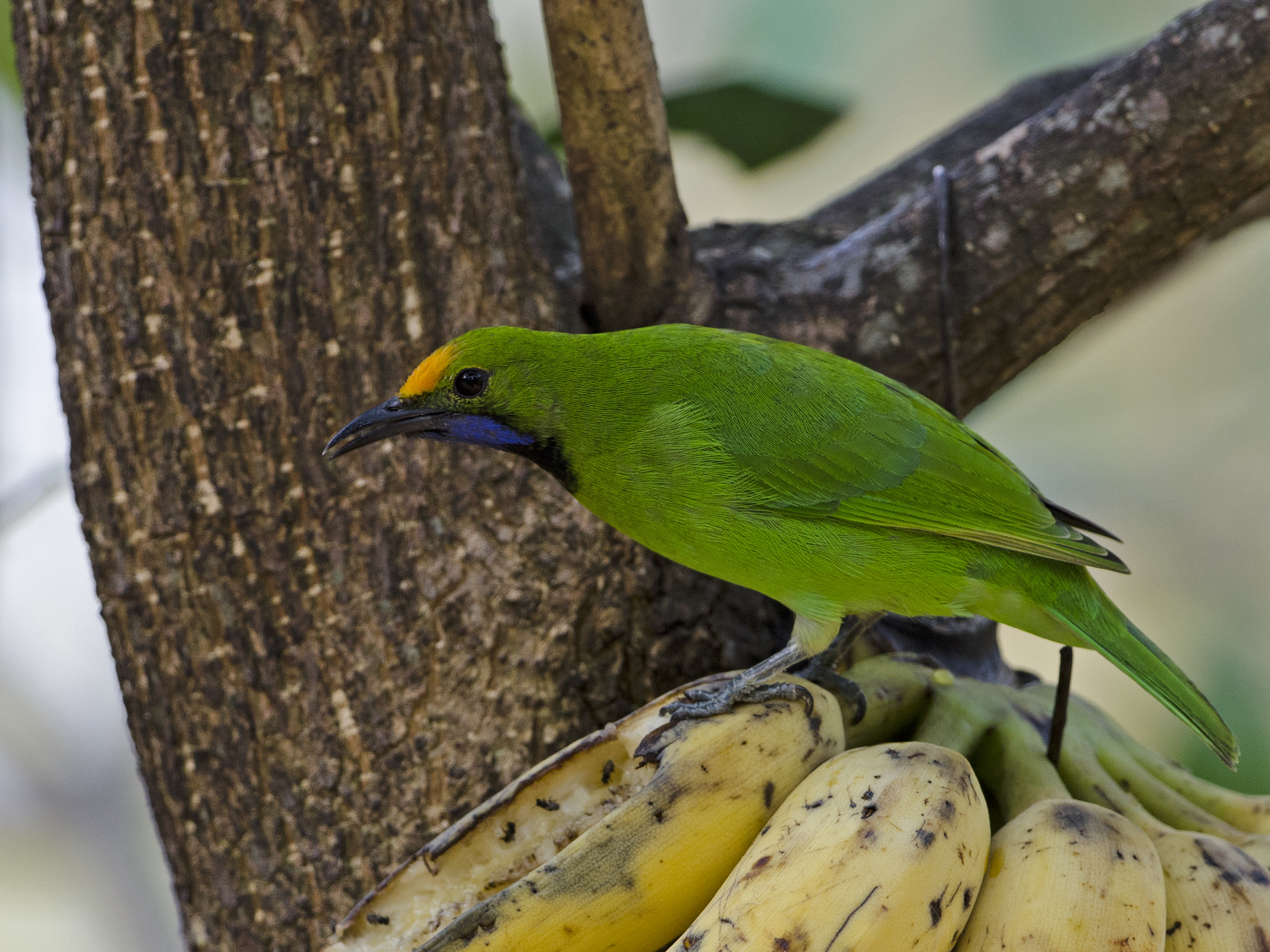
Verdin à front d'or

- 39 espèces de "preneurs de mouches" : gobemouche à menton bleu cyornis rubecoloides, gobemouche de Tickell, gobemouche du Yunnan, gobemouche bleuâtre, gobemouche brun, gobemouche de Sibérie, gobemouche nain, gobemouche à croupion jaune, gobemouche vert-de-gris, rossignol bleu, shama à croupion blanc (merle shama) …

Gobemouches, rossignol bleu et shama
Gobemouche de Tickell mâle
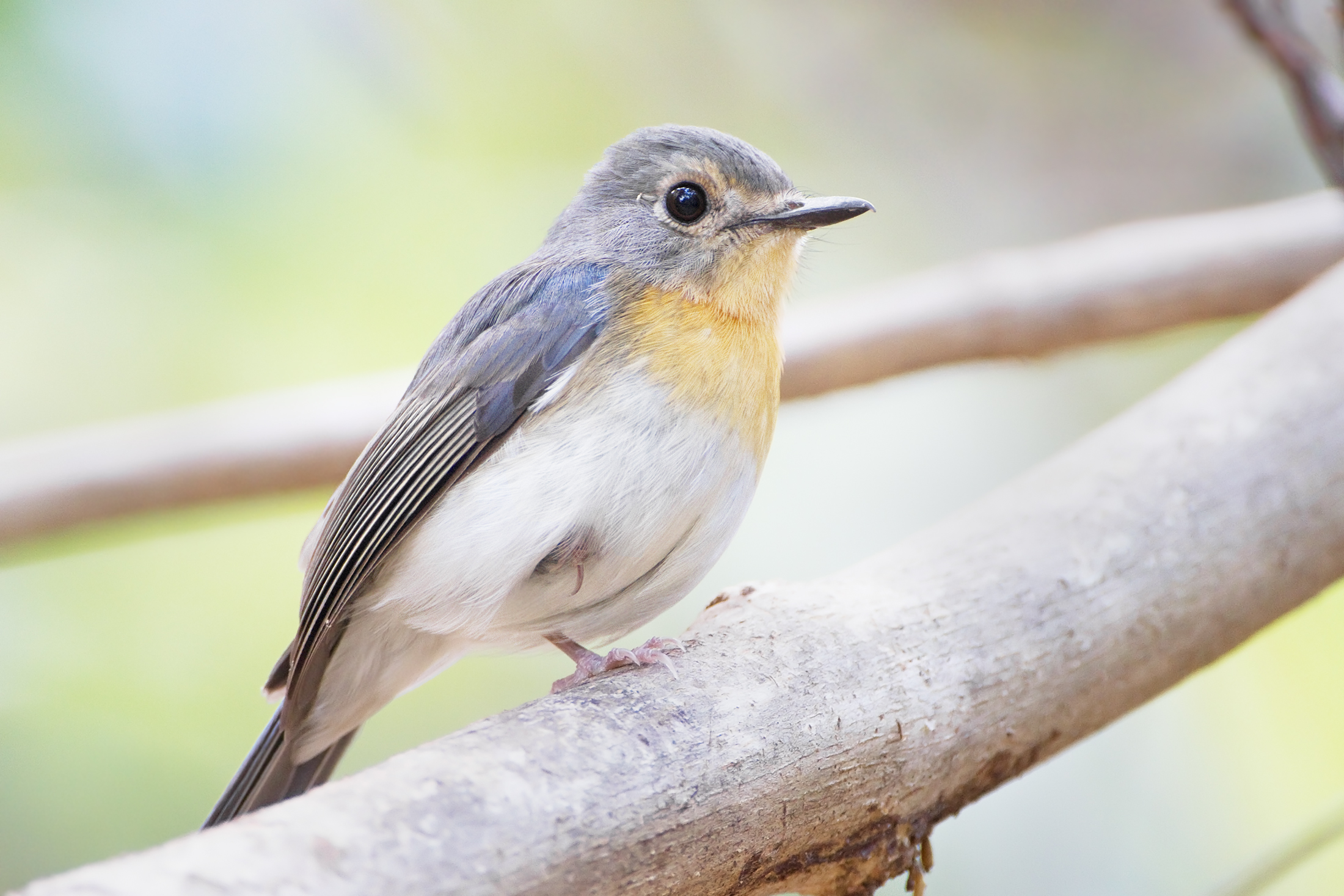
Gobemouche de Tickell femelle
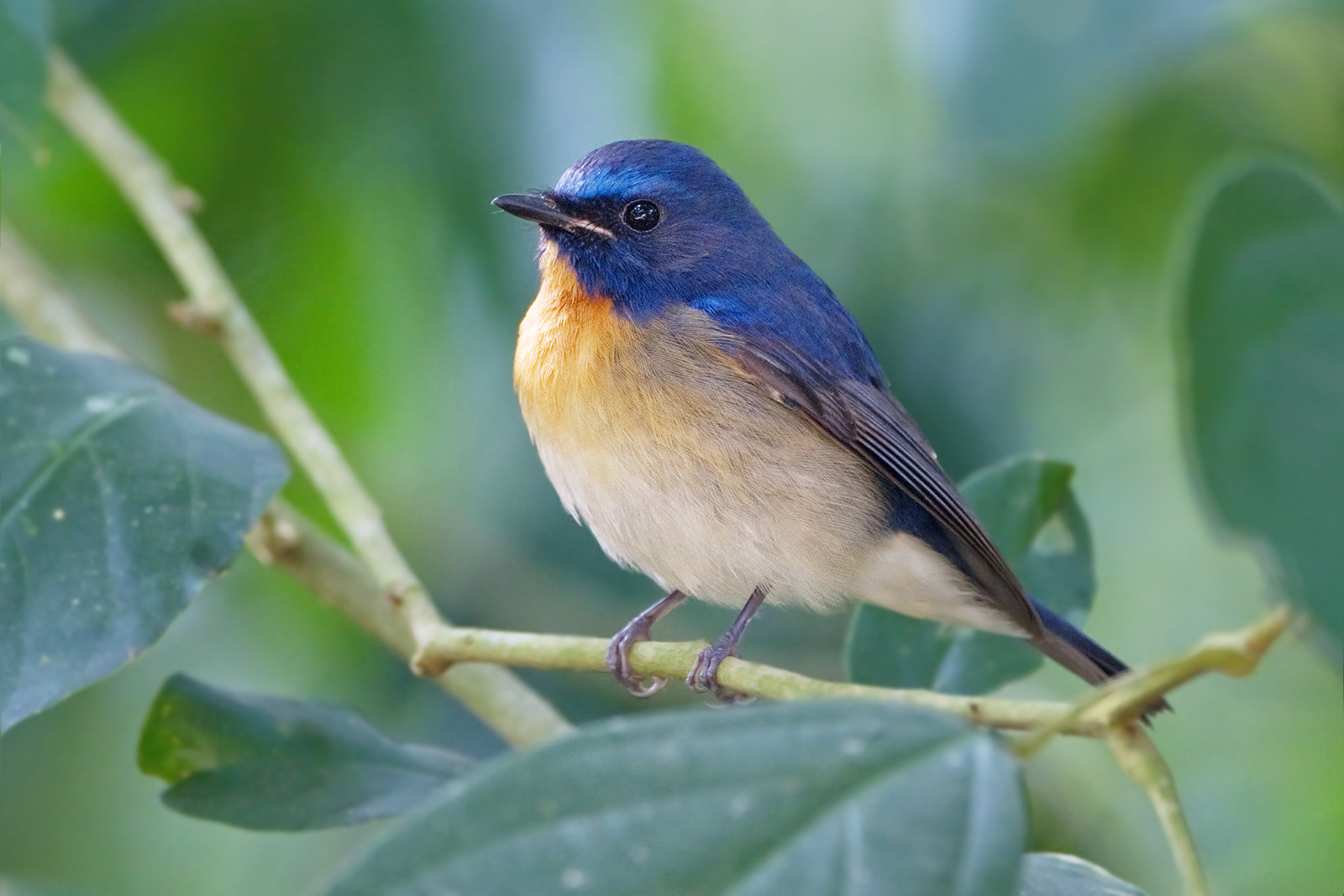
Gobemouche du Yunnan
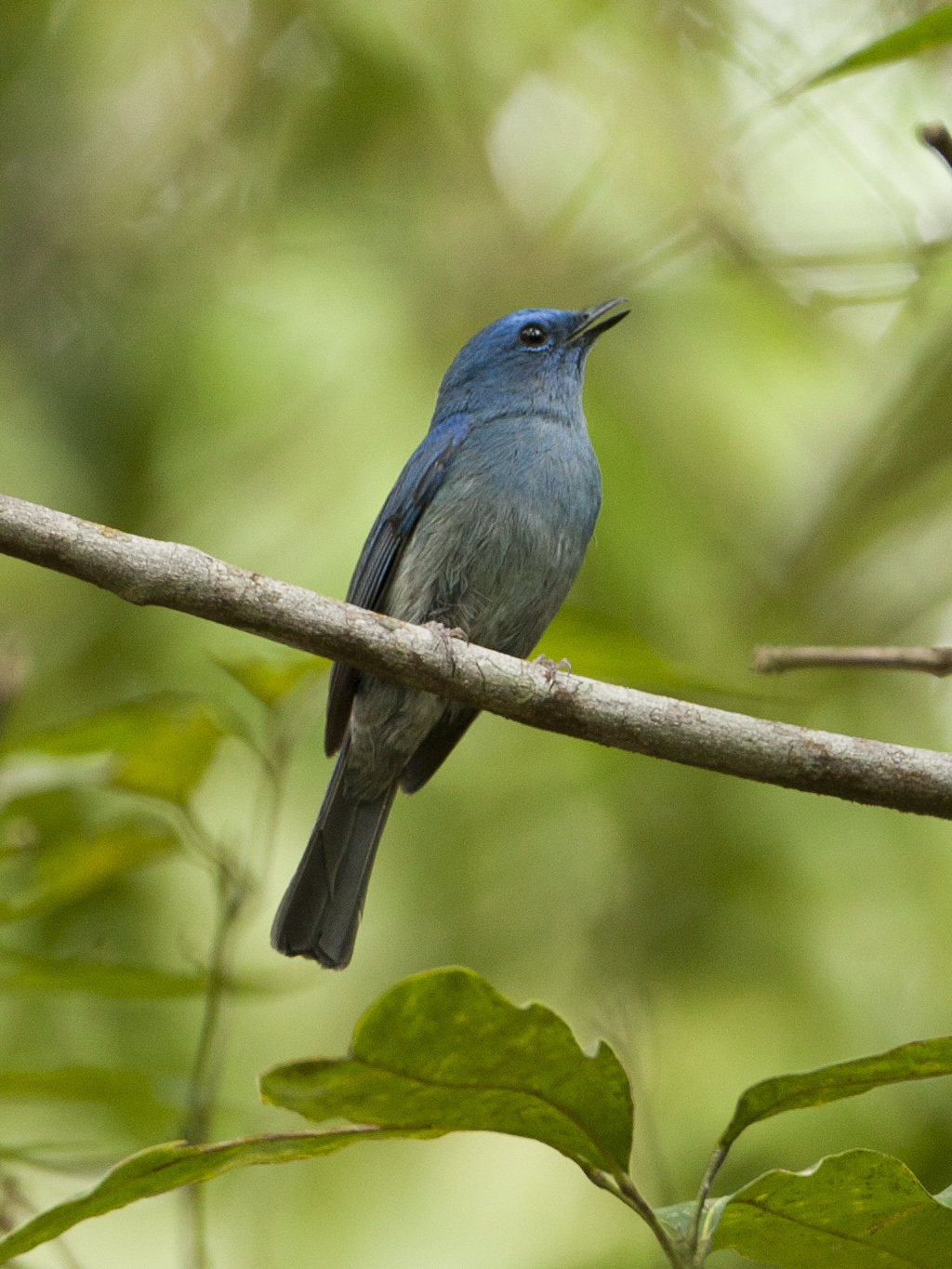
Gobemouche bleuâtre
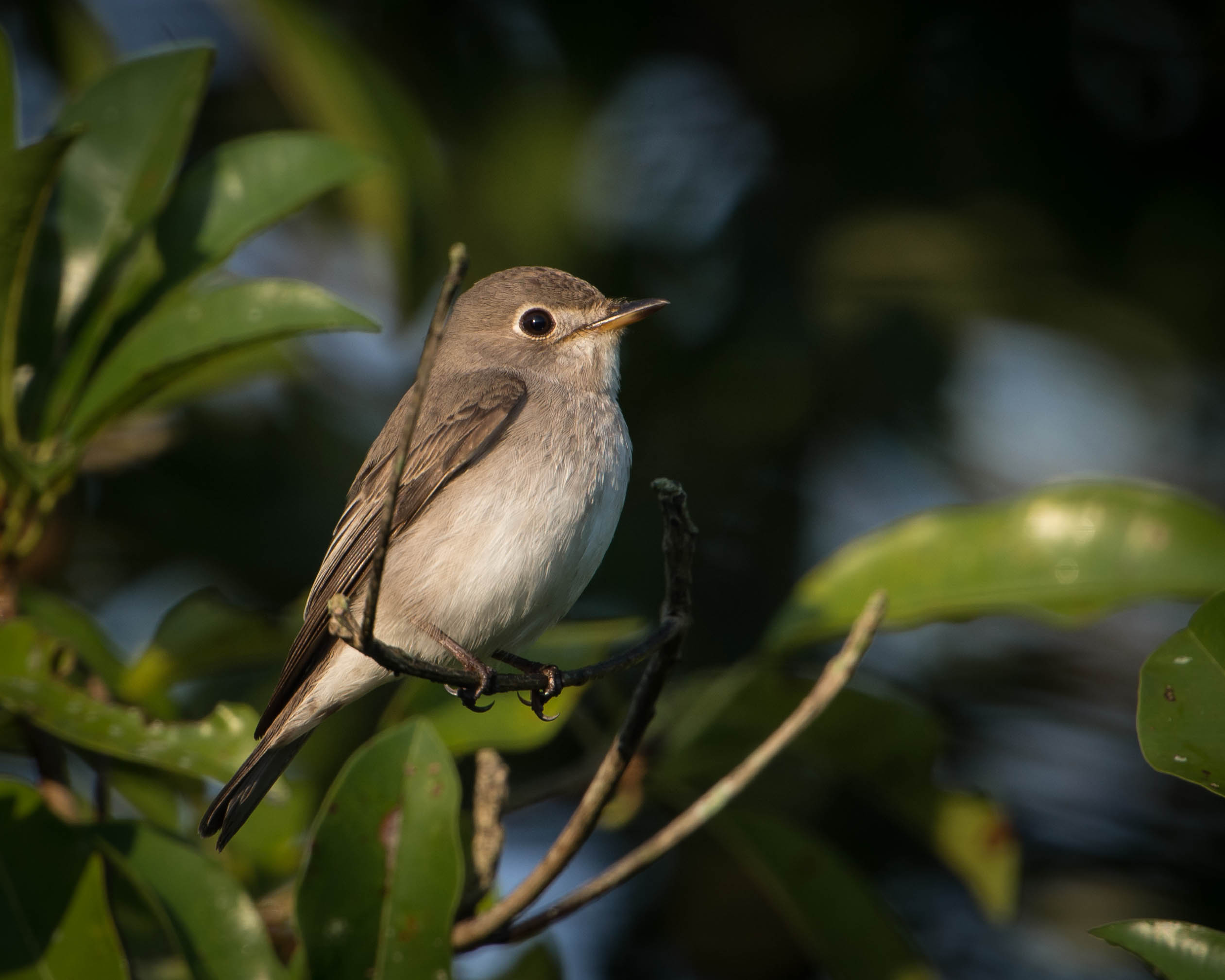
Gobemouche brun
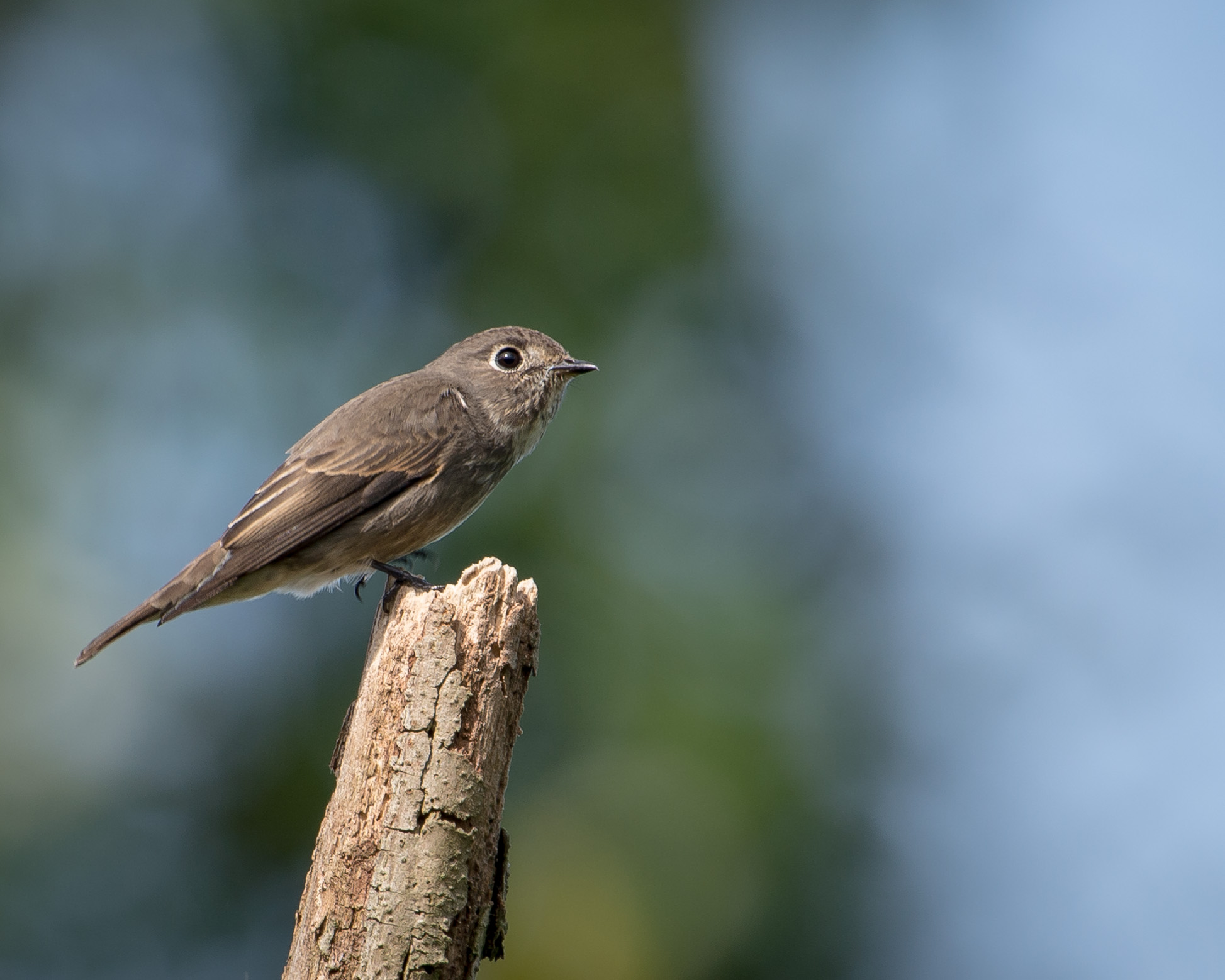
Gobemouche de Sibérie
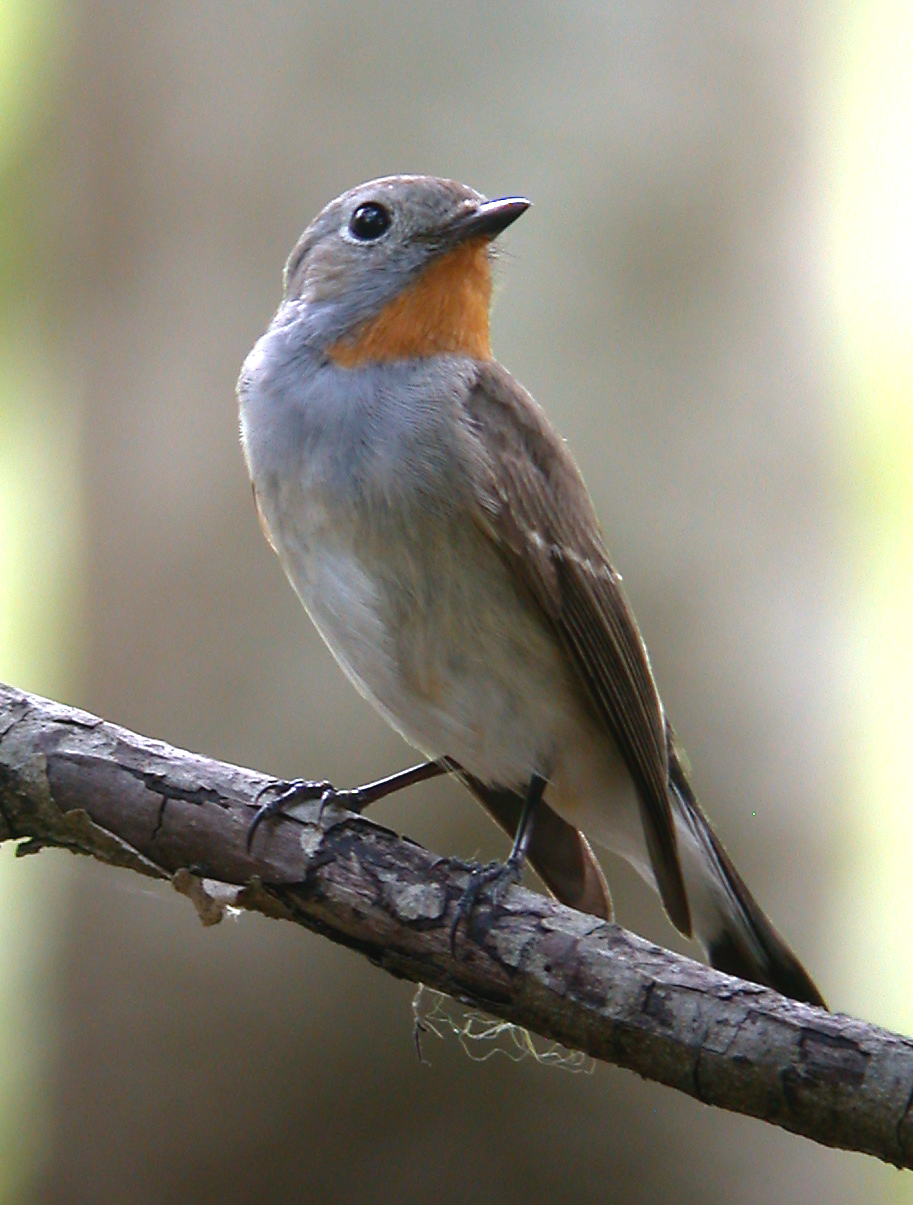
Gobemouche nain
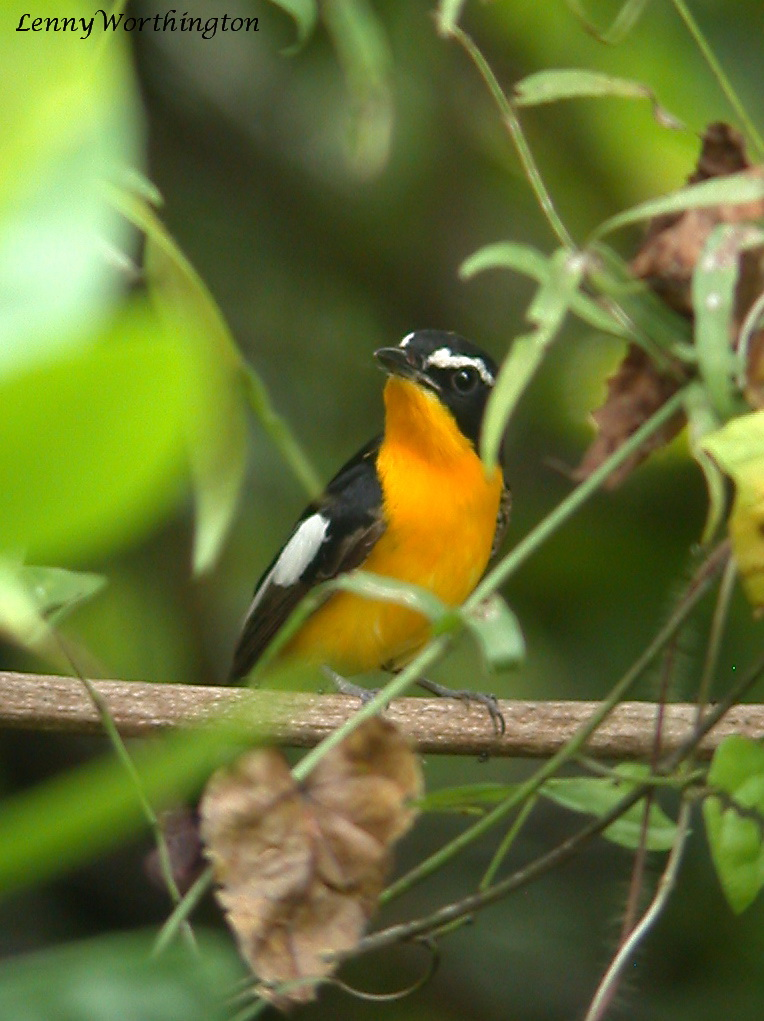
Gobemouche à croupion jaune
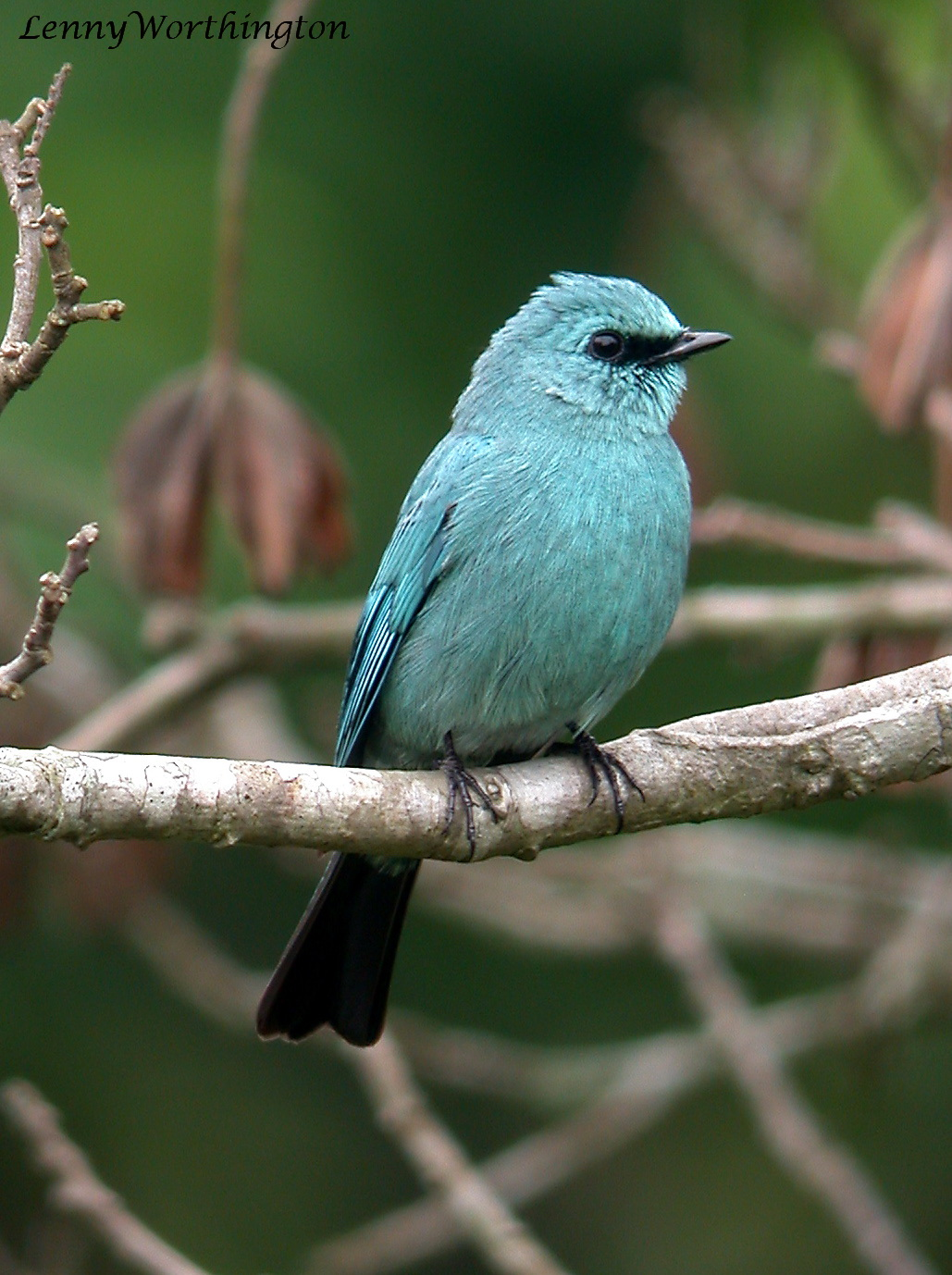
Gobemouche vert-de-gris
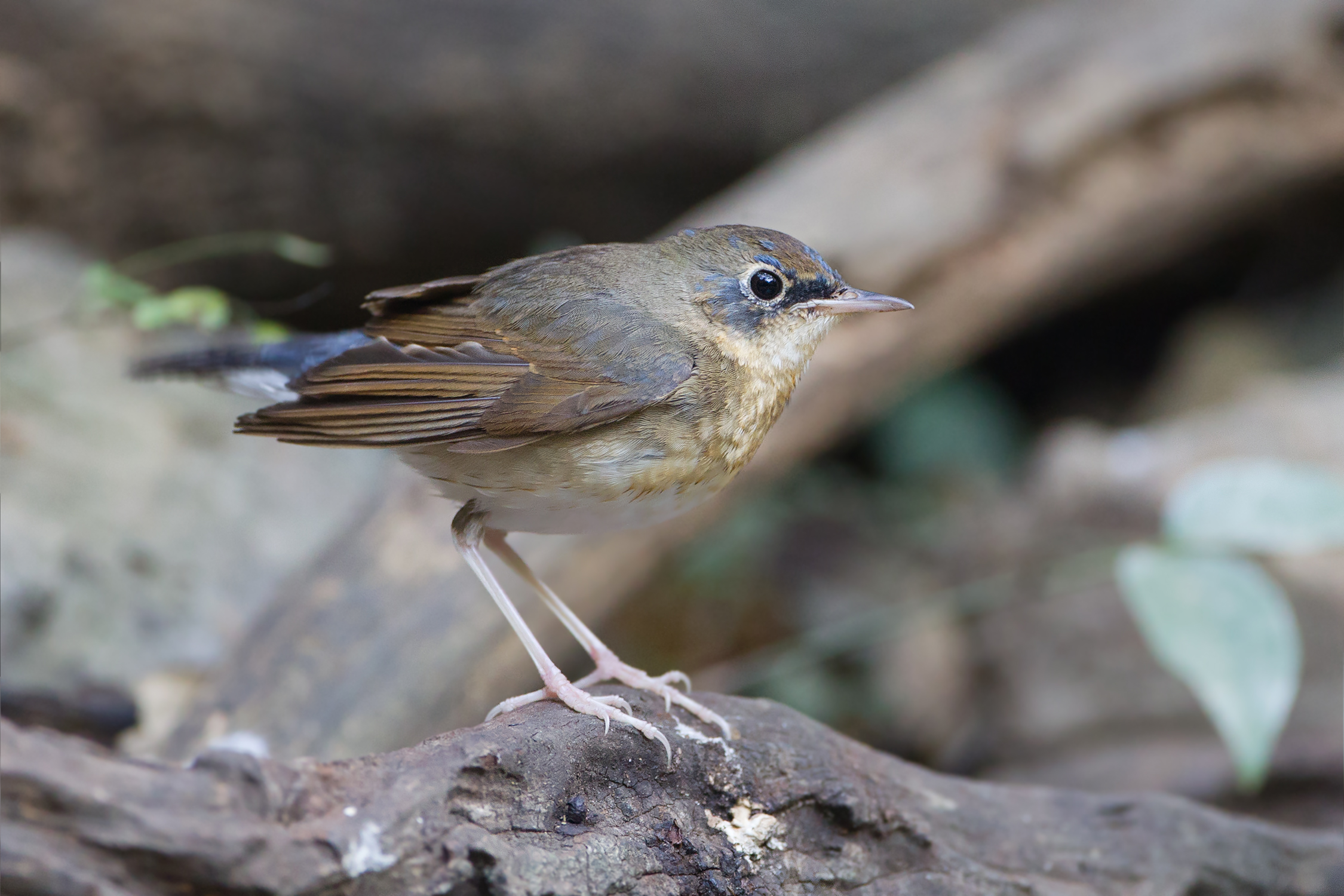
Oisillon de rosignol bleu
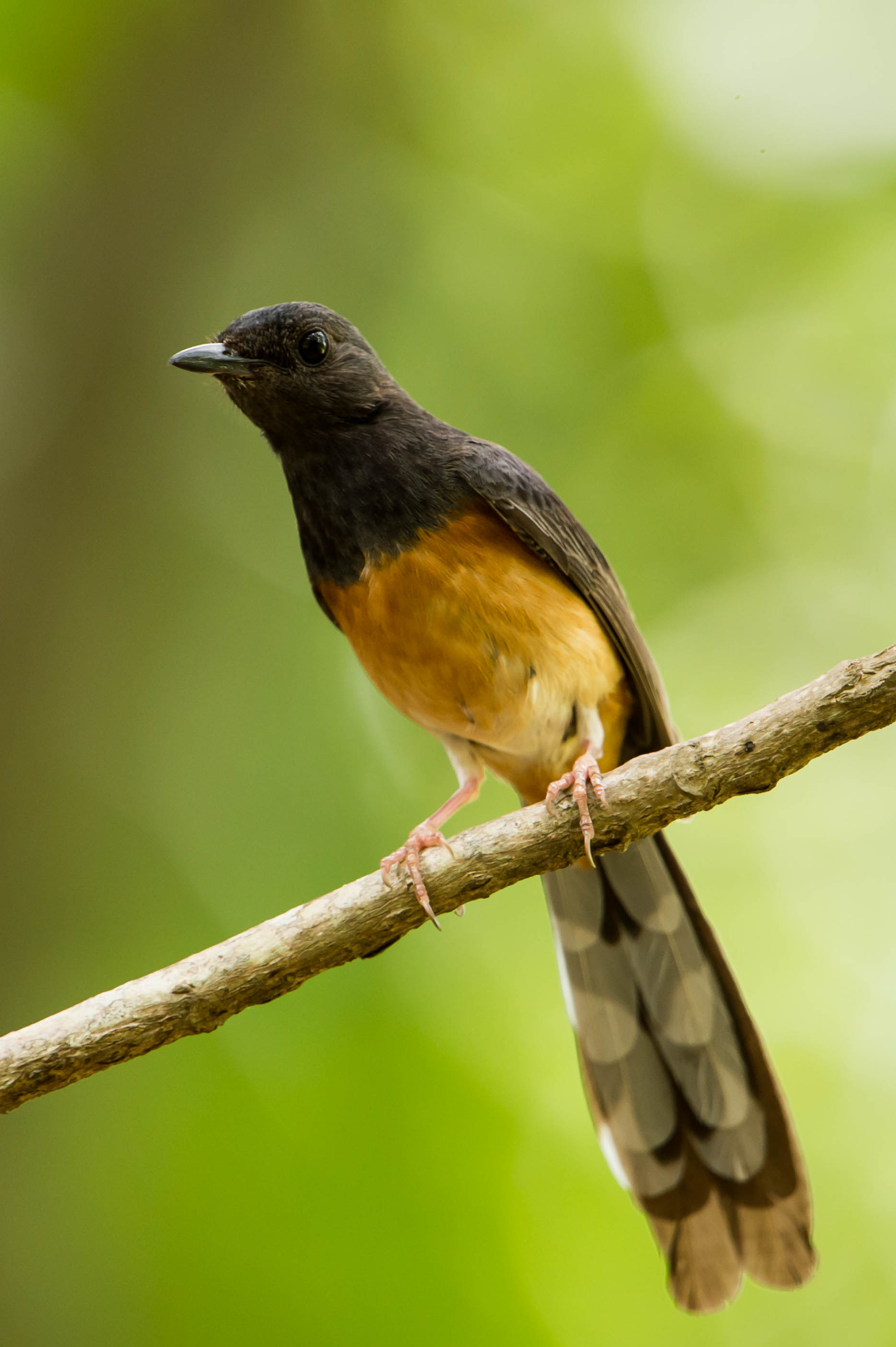
Shama à croupion blanc

- 7 espèces de garrulaxes : garrulaxe à collier, garrulaxe à plastron, garrulaxe à huppe blanche… ;
- 14 espèces de nectariniidés : souimanga à dos vert, souimanga à joues rubis, grand arachnothère … ;
- 7 espèces de dicéidés : dicée à bec épais, dicée à dos rouge … ;

Garrulaxes, Nectariniidés et Dicées
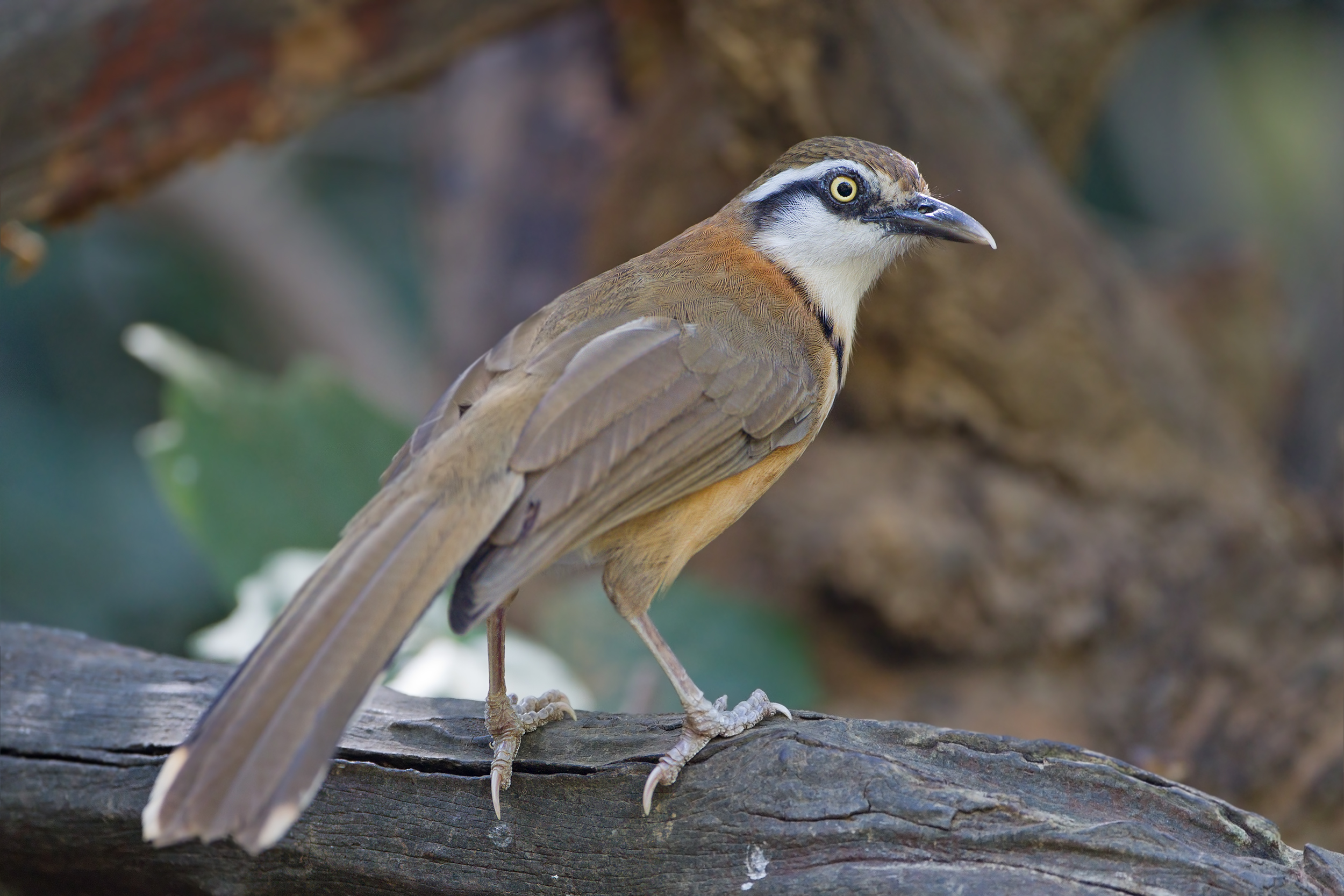
Garrulaxe à collier
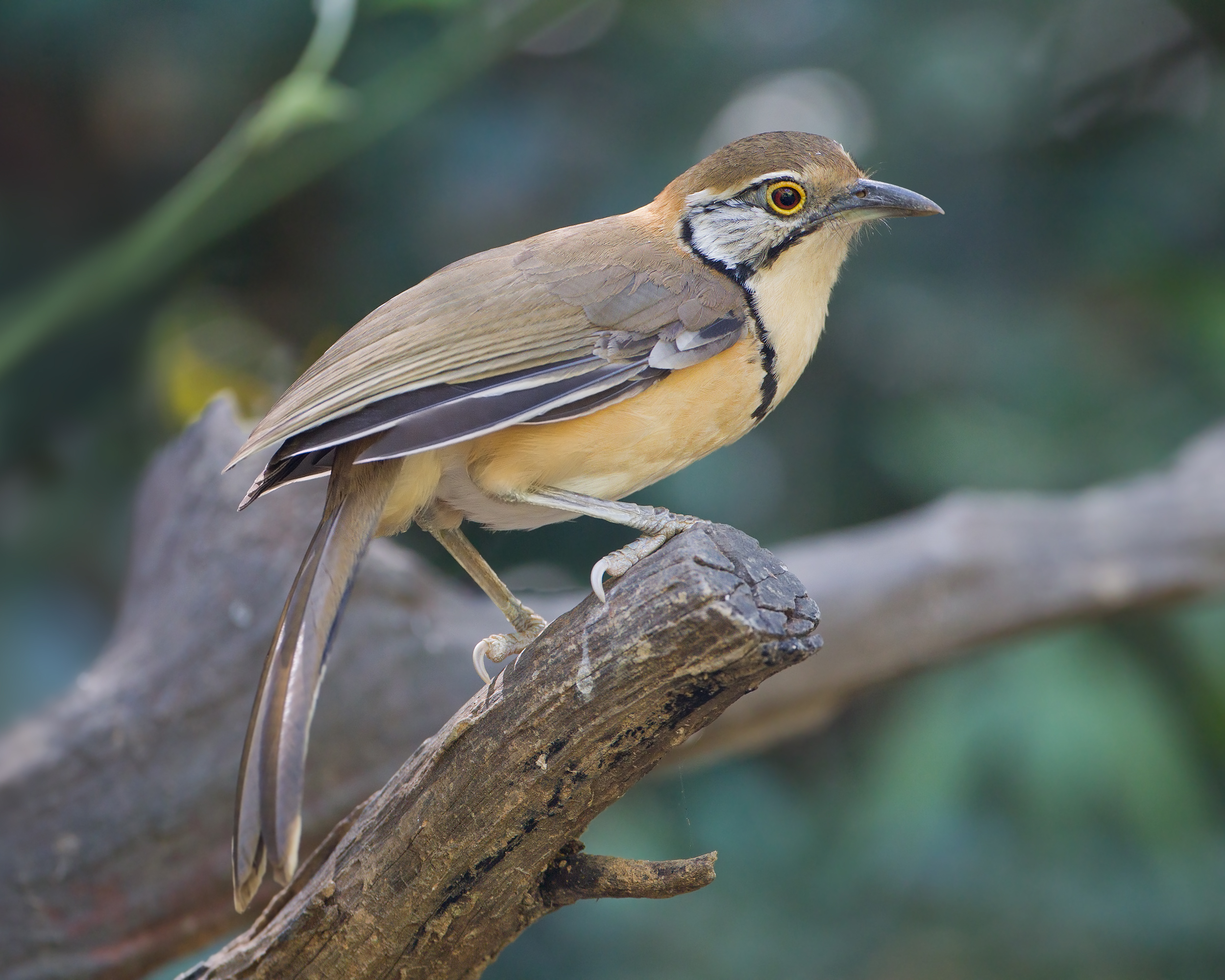
Garrulaxe à plastron
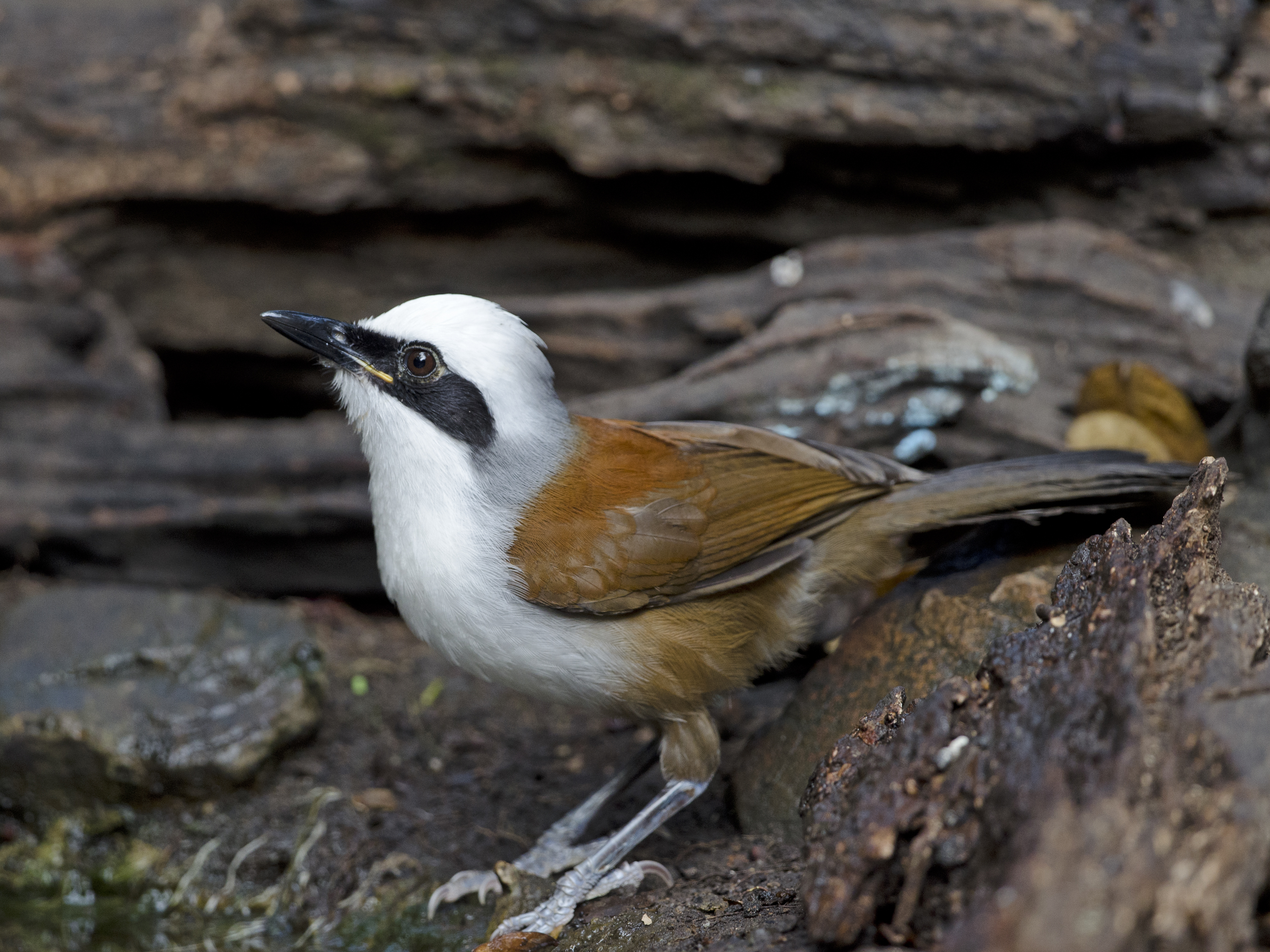
Garrulaxe à huppe blanche
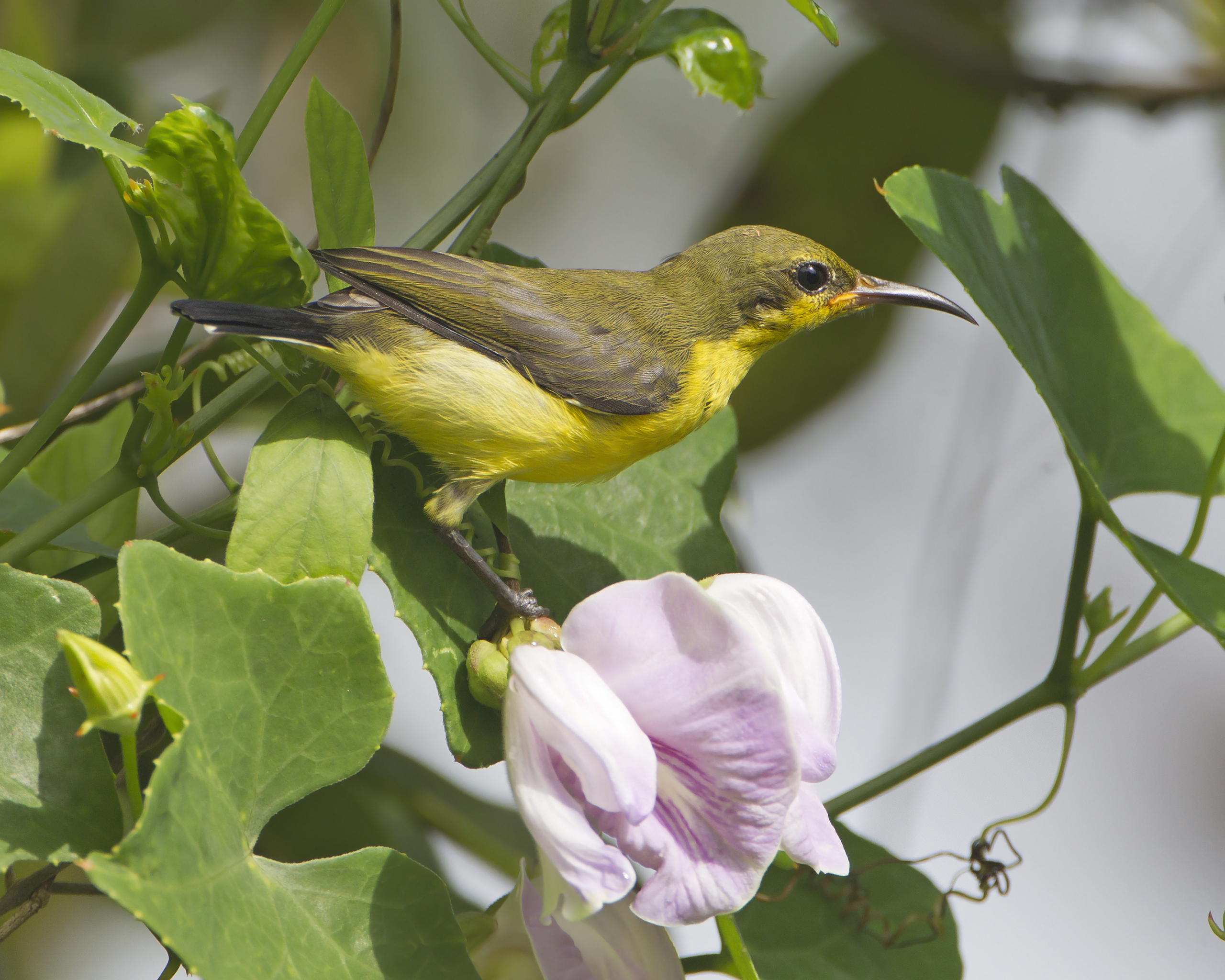
Souimanga à dos vert
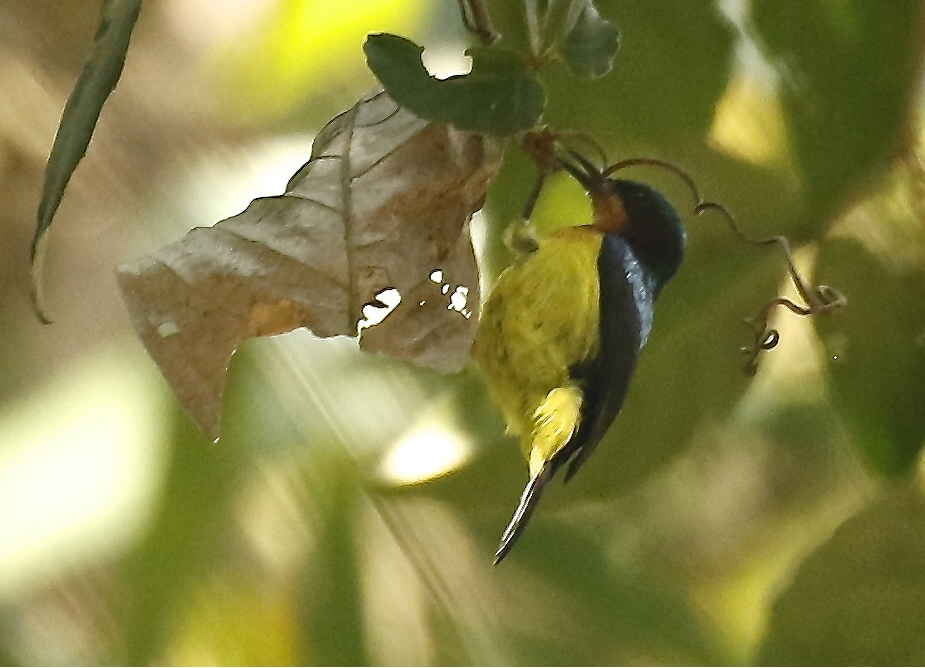
Souimanga à joues rubis
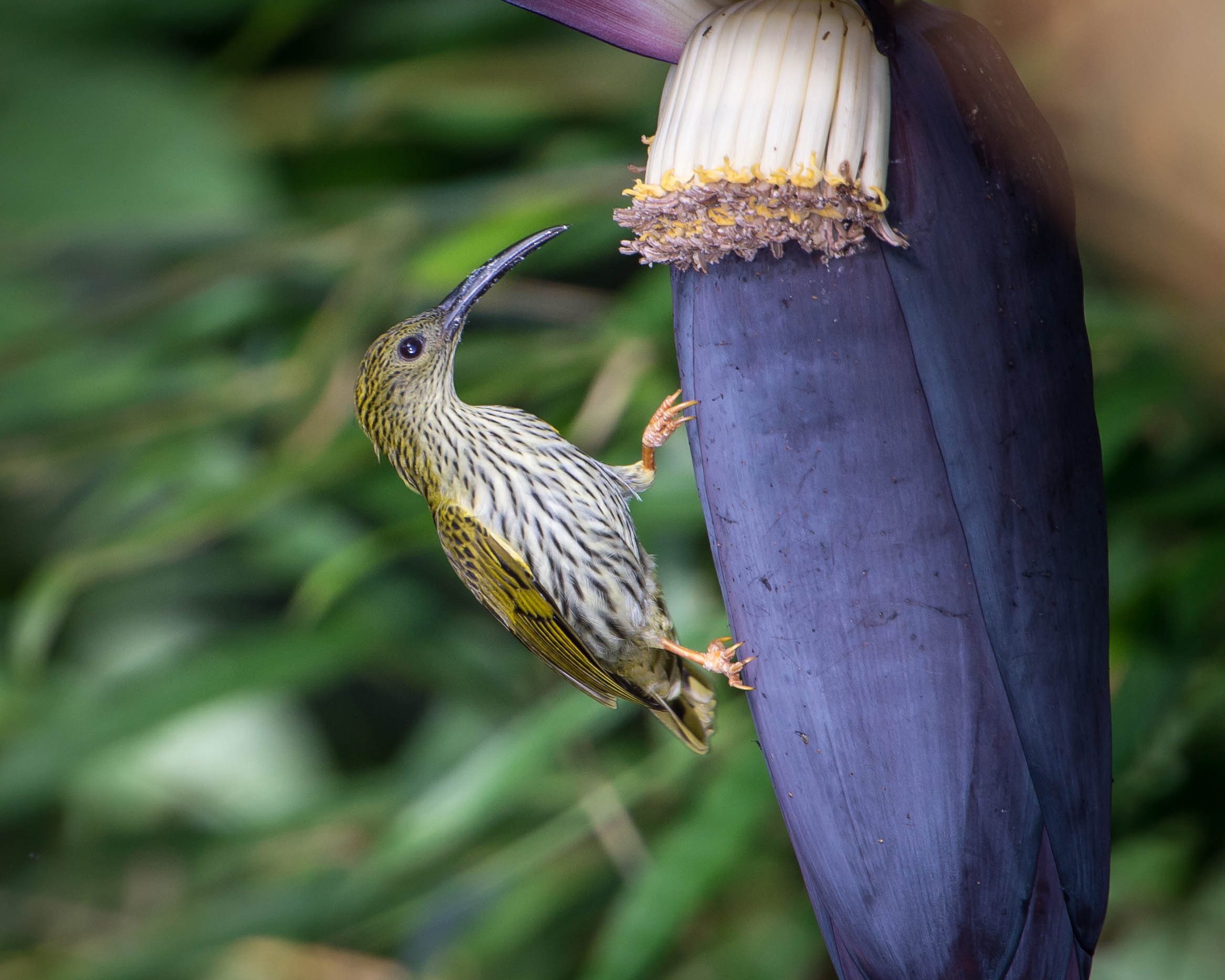
Grand arachnothère
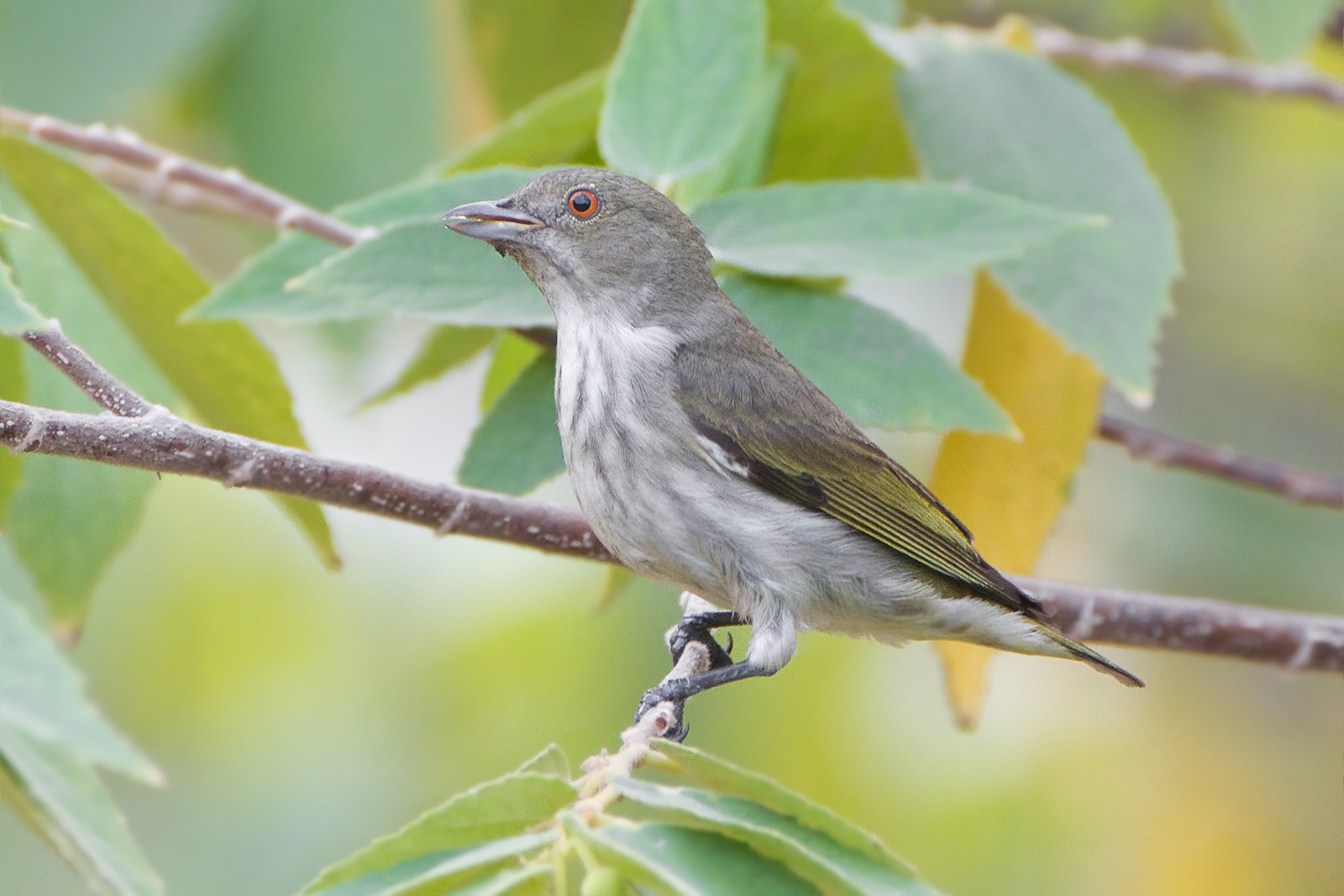
Dicée à bec épais
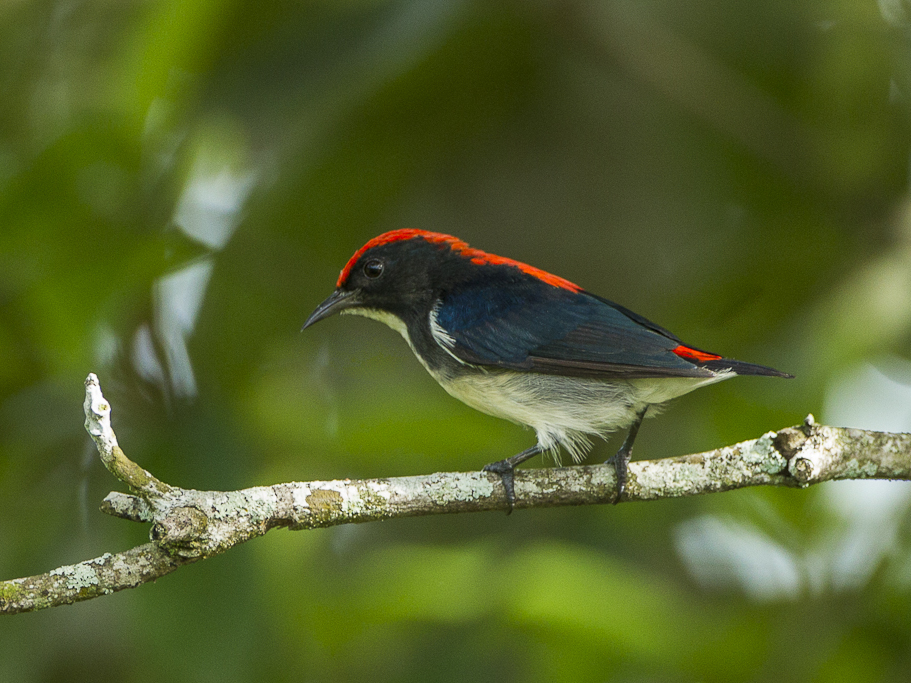
Dicée à dos rouge

- 7 espèces de drongos : drongo à crinière, drongo à rames, drongo cendré … ;
- 11 espèces de corneilles, corbeaux et apparentés : corbeau de Levaillant, pie à raquettes (témia bronzée), pie grise (témia de Swinhoe), pirolle verte, témia temnure … ;

Drongos, Corbeaux, Pies et Pirolles
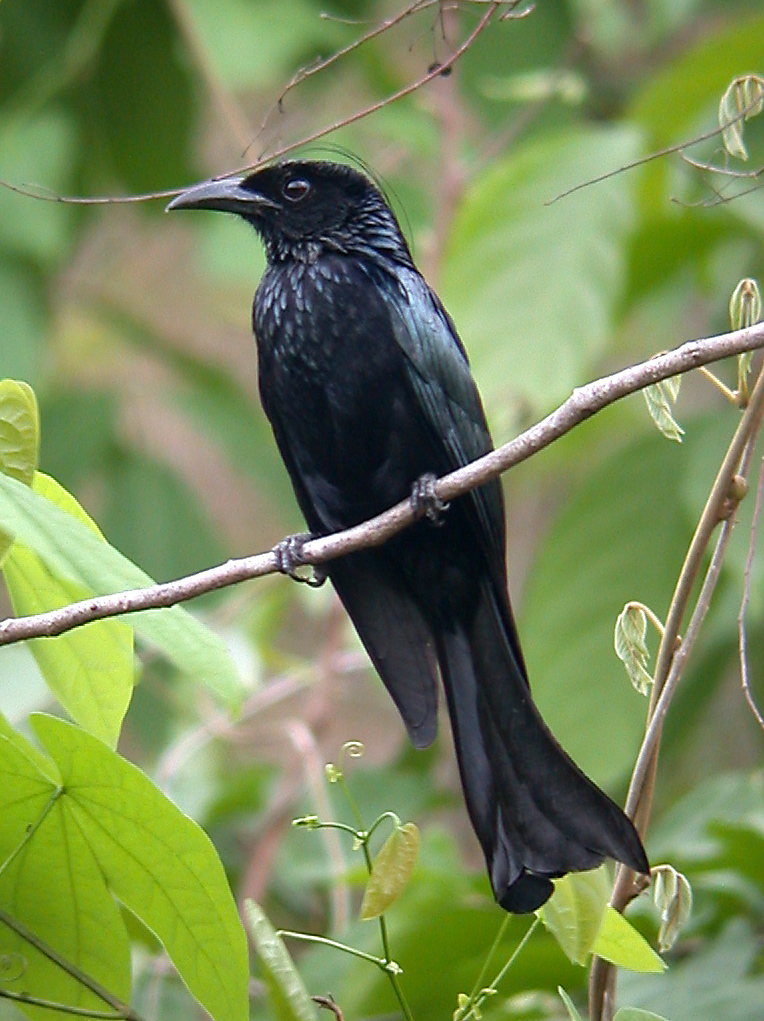
Drongo à crinière
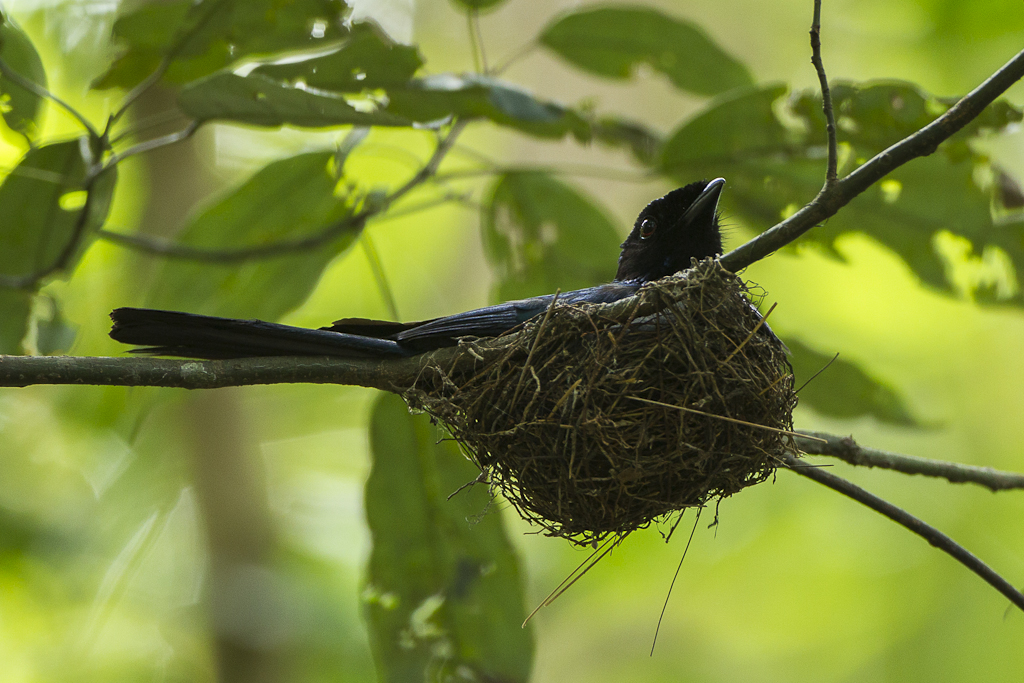
Drongo à rames
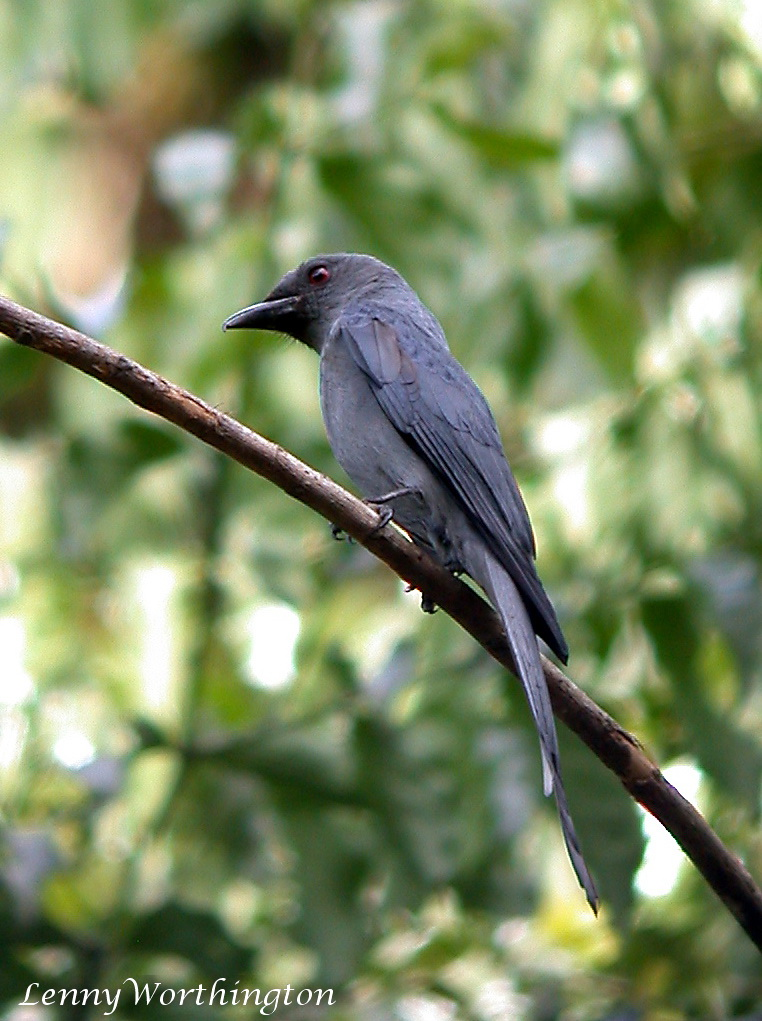
Drongo cendré
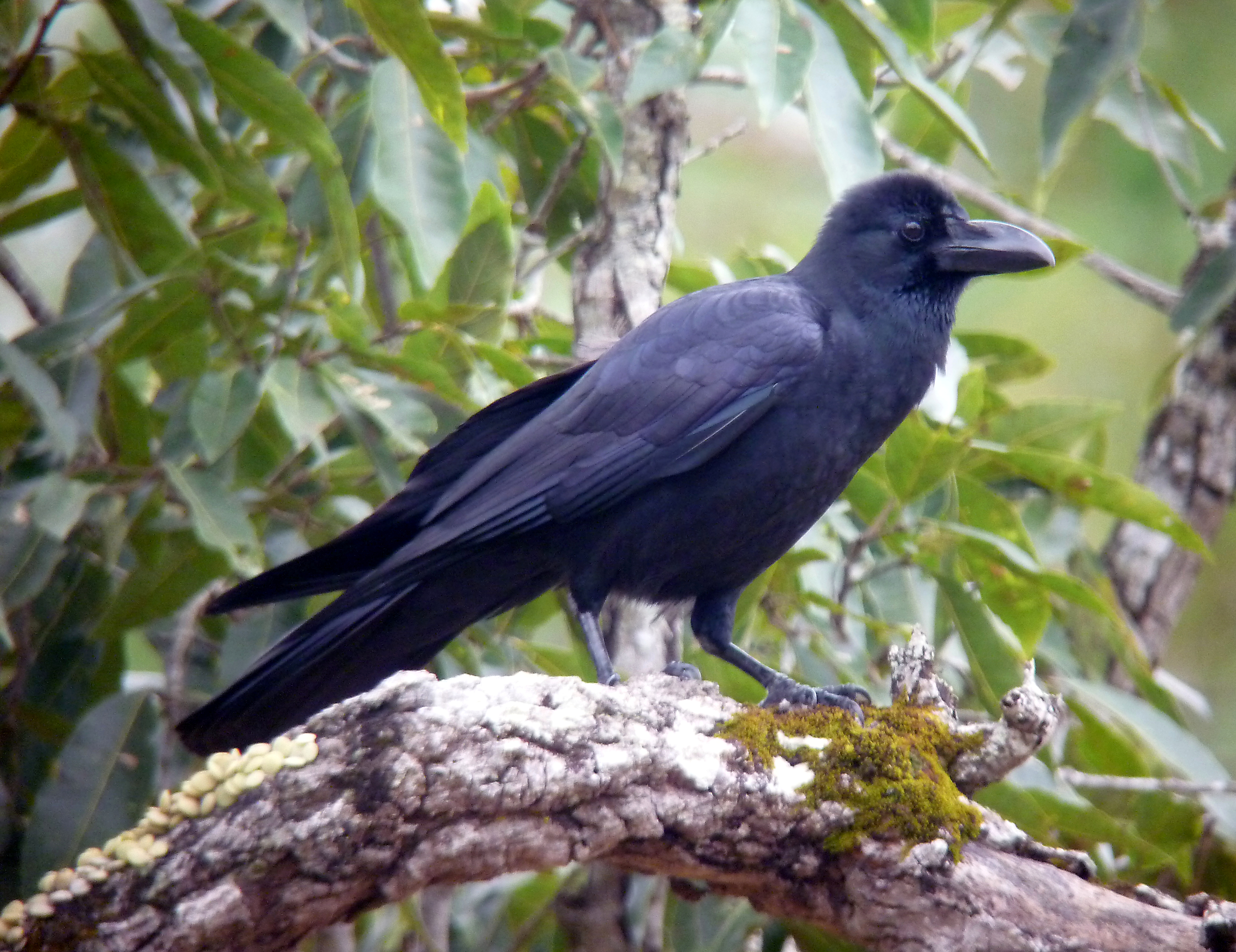
Corbeau de Levaillant
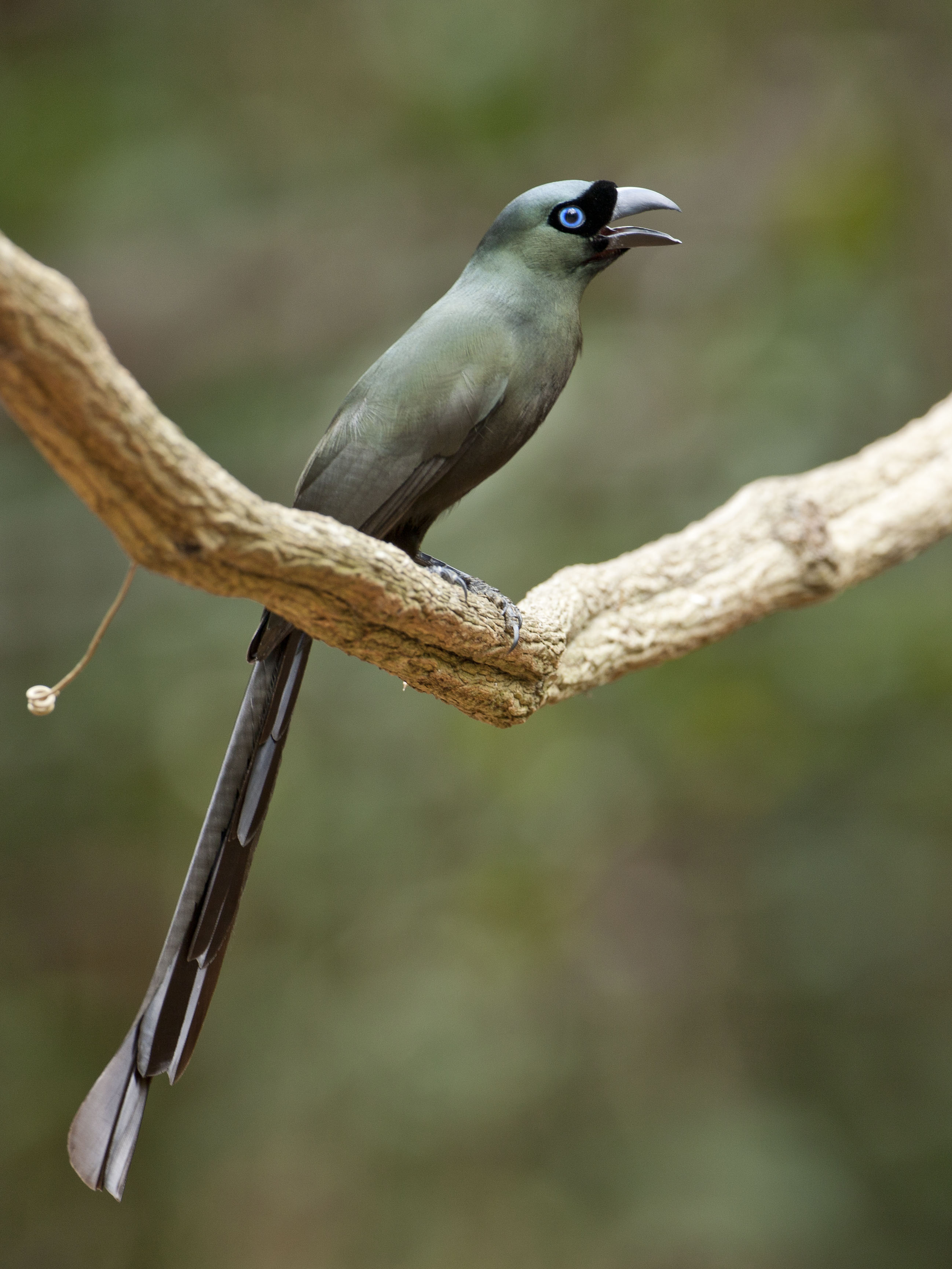
Pie à raquettes (témia bronzée)
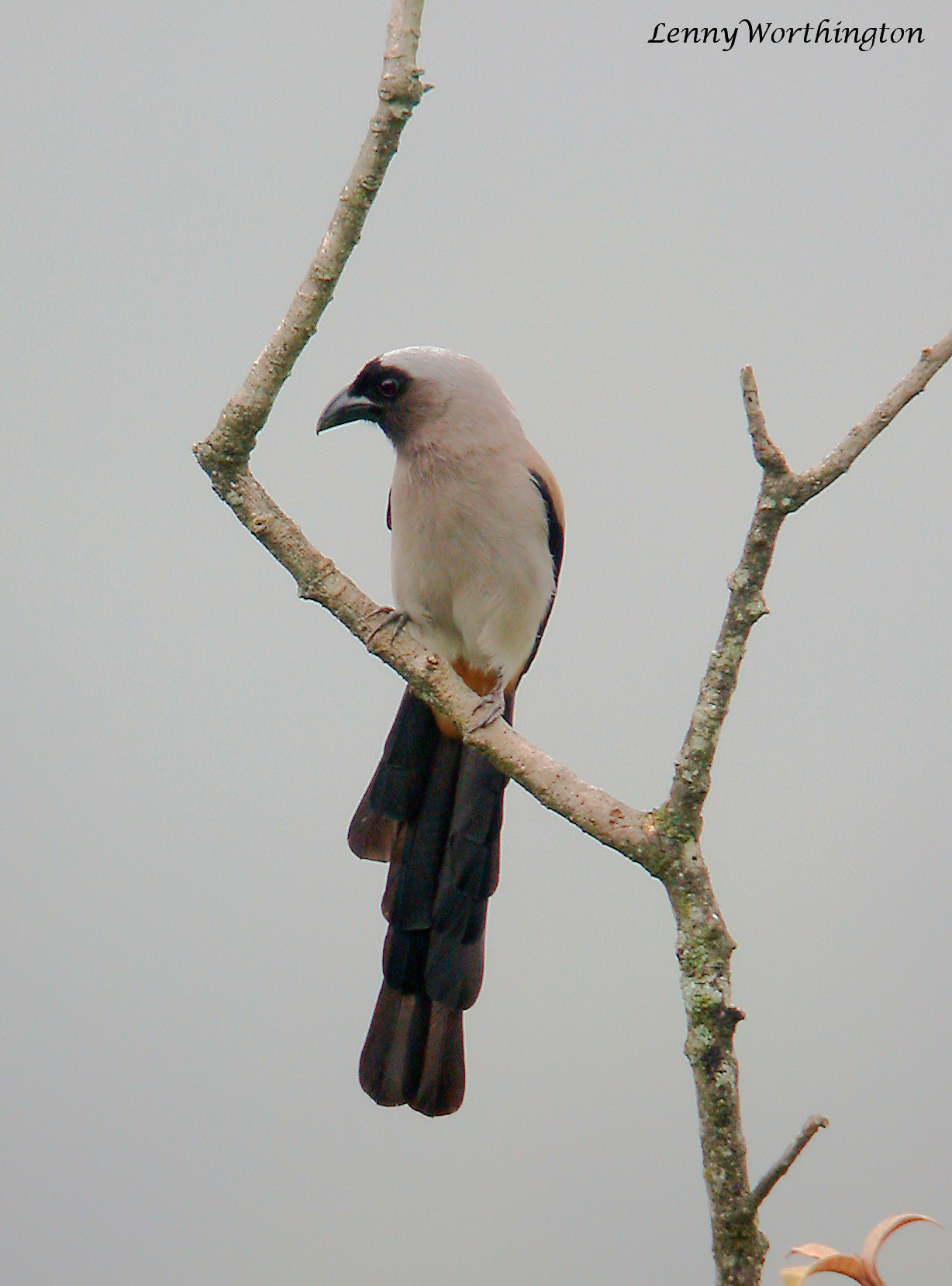
Pie grise (témia de Swinhoe)
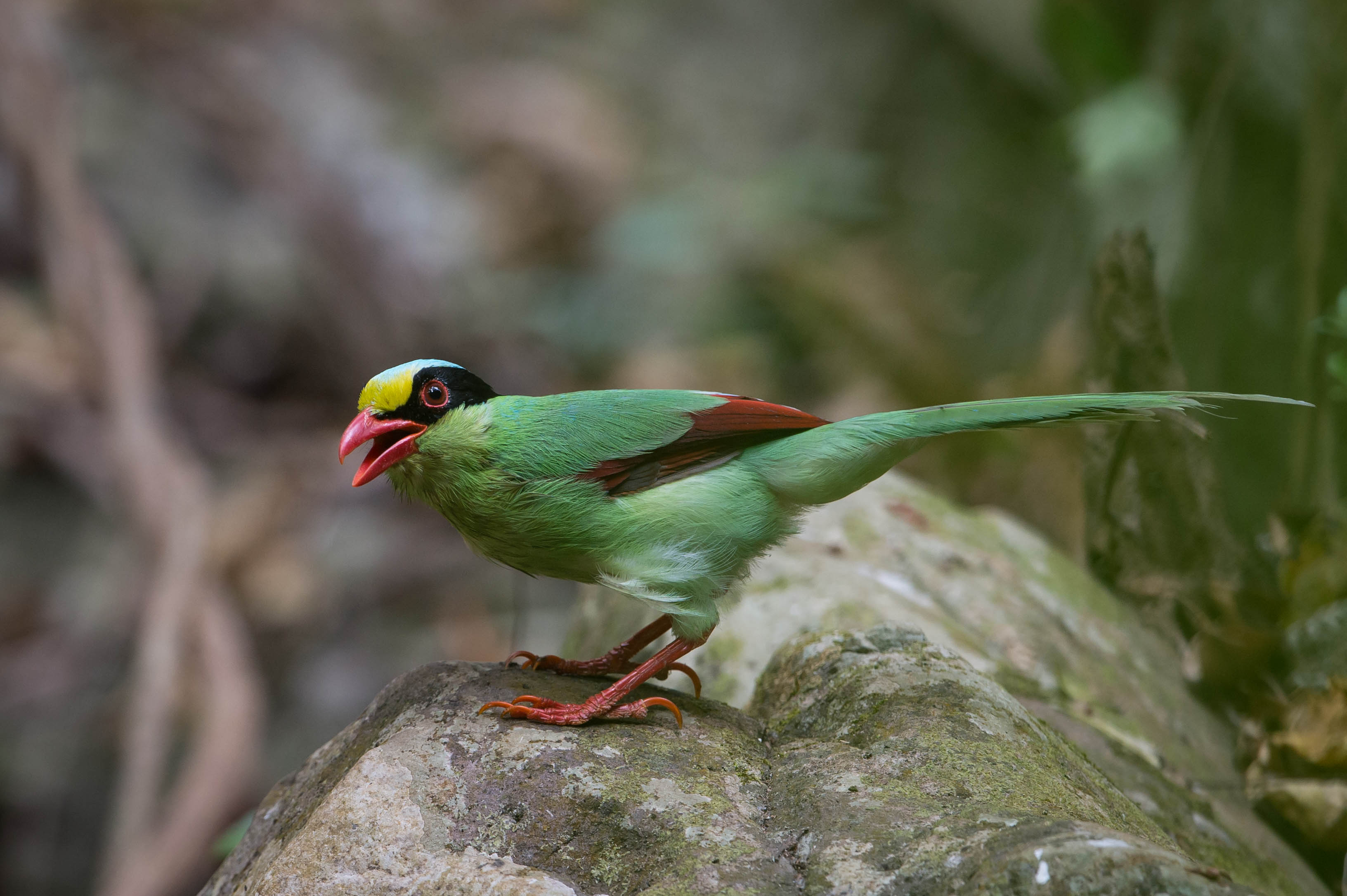
Pirolle verte

- et aussi d'autres espèces diverses : bergeronnette de forêt ; pipit à gorge rousse ; monticole merle-bleu ; couturière à longue queue et couturière à col noir ; prinia de Hodgson ; pouillot à pattes claires ; akalat à poitrine tachetée ; tchitrec azuré (gobemouche monarque azuré) ;  pomatorhin à tête ardoise ; timalie à gorge striée ; alcippe à joues brunes ; mésange sultane ; irène vierge ; diamant quadricolore ; mainate couronné ampeliceps coronatus etc.

Oiseaux passereaux divers
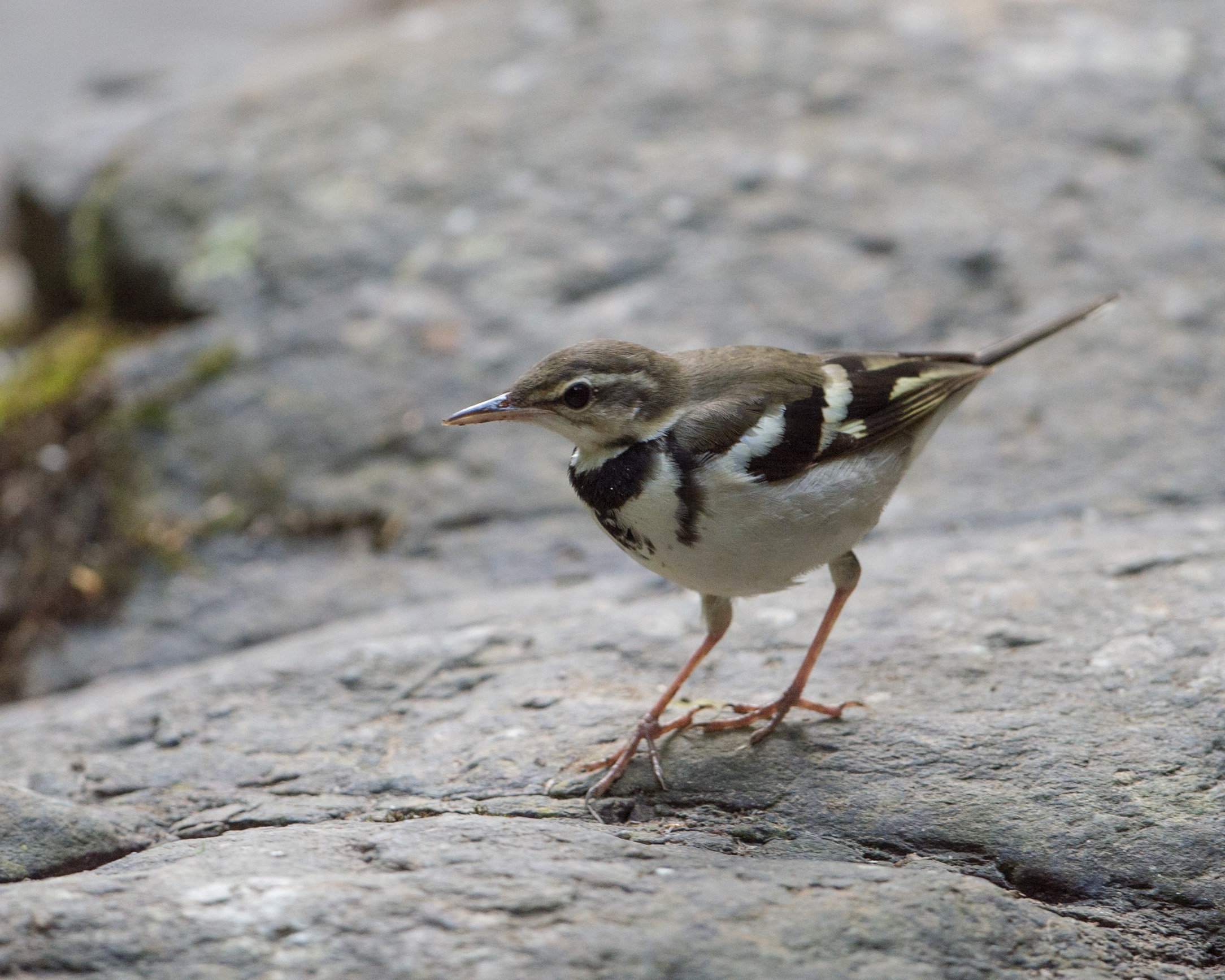
Bergeronnette de forêt
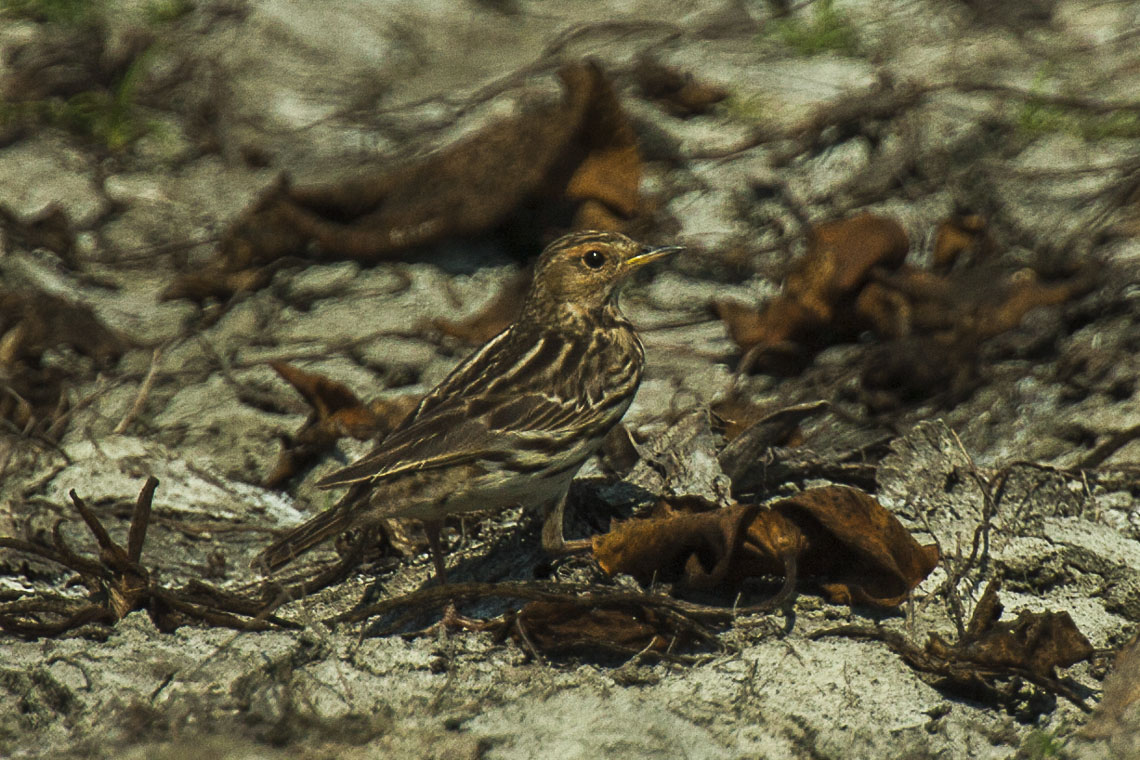
Pipit à gorge rousse
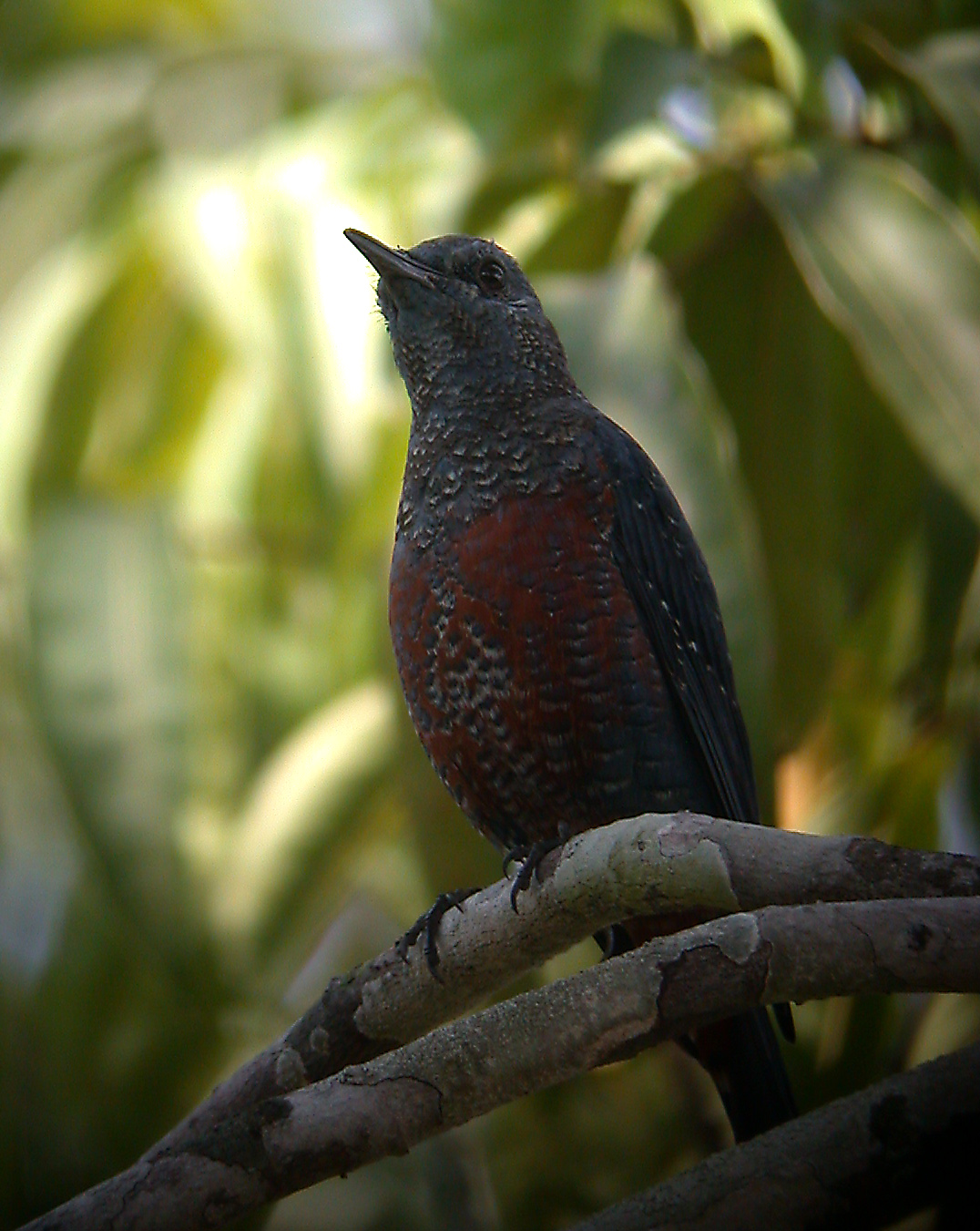
Monticole merle-bleu mâle
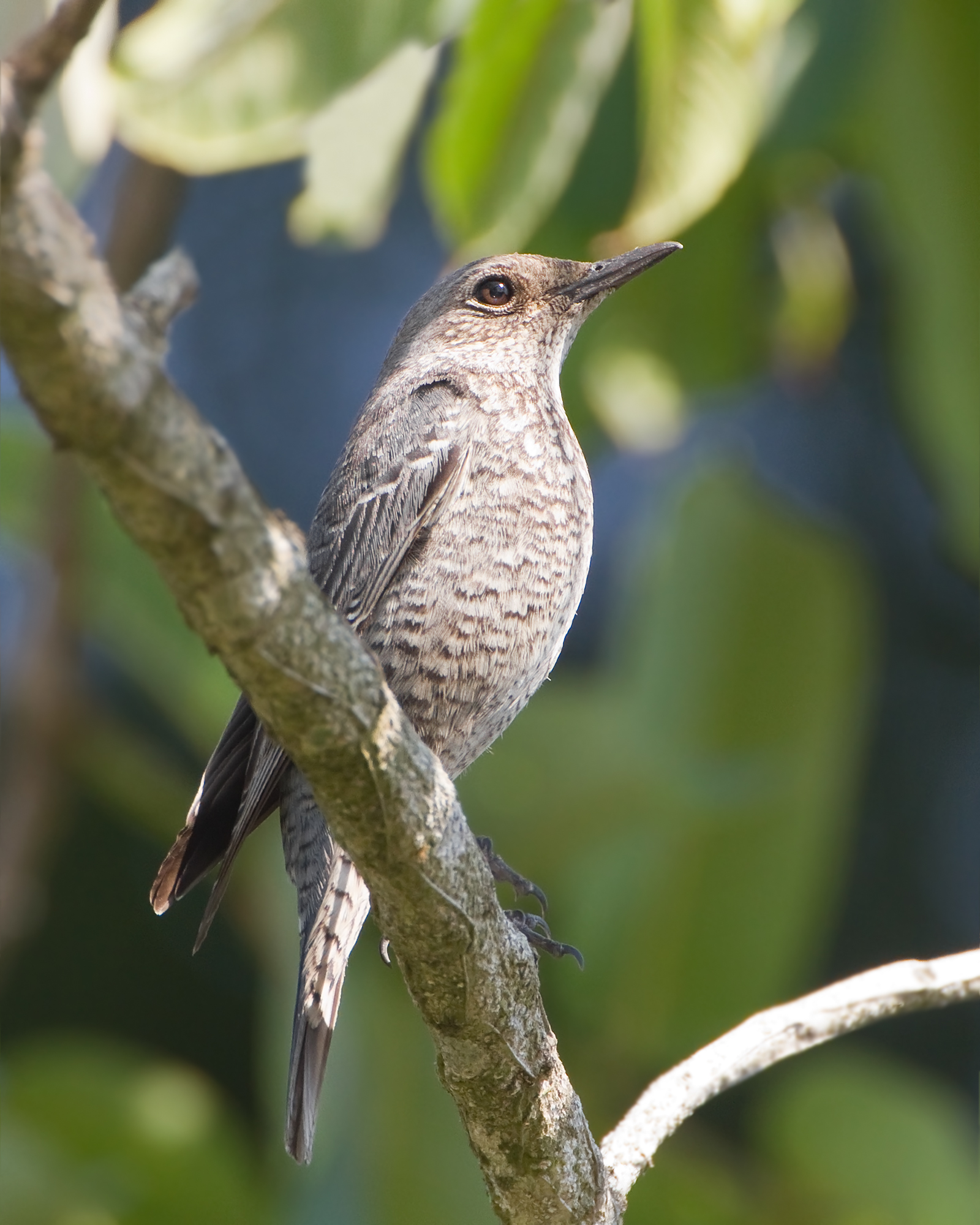
Monticole merle-bleu femelle
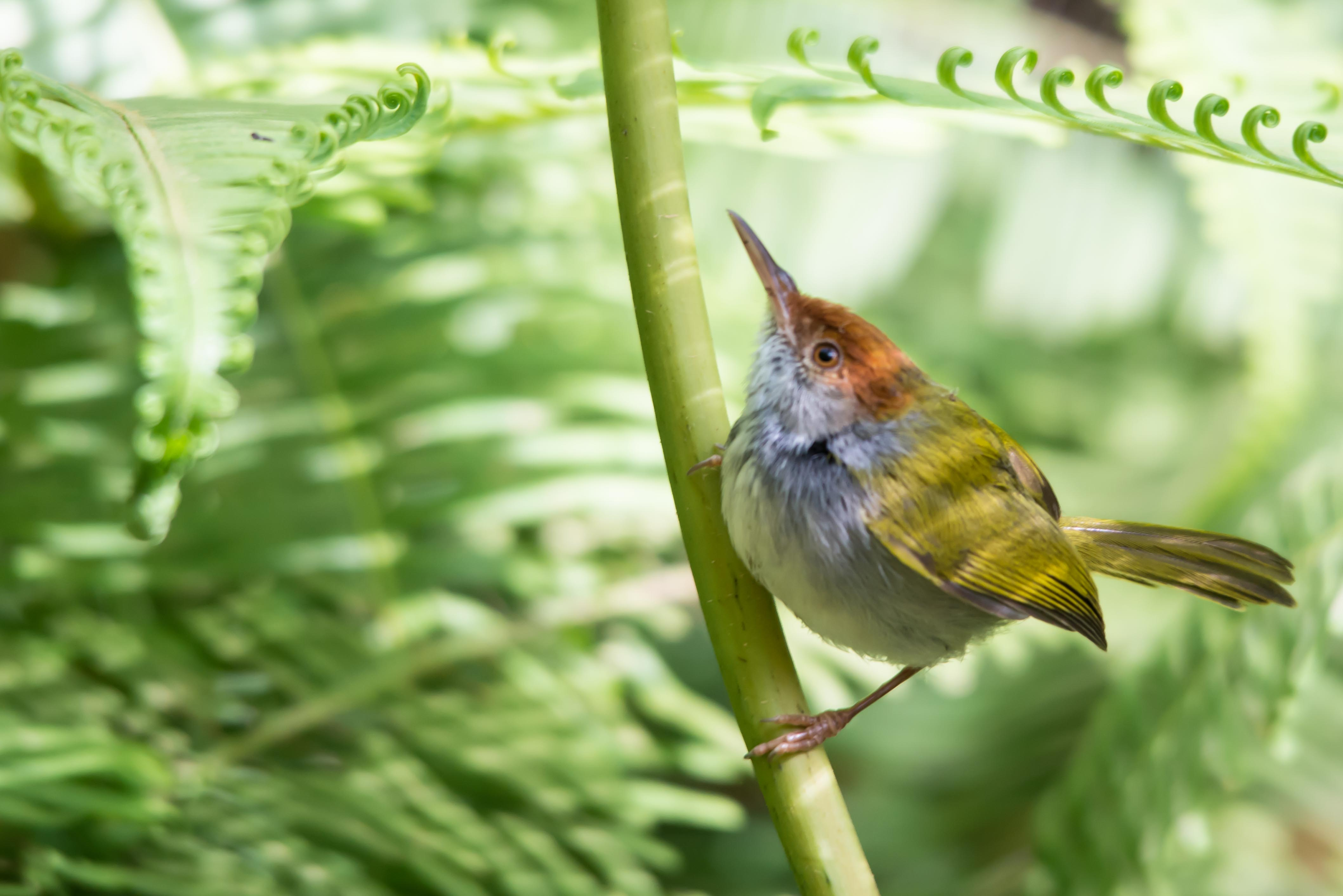
Couturière à col noir
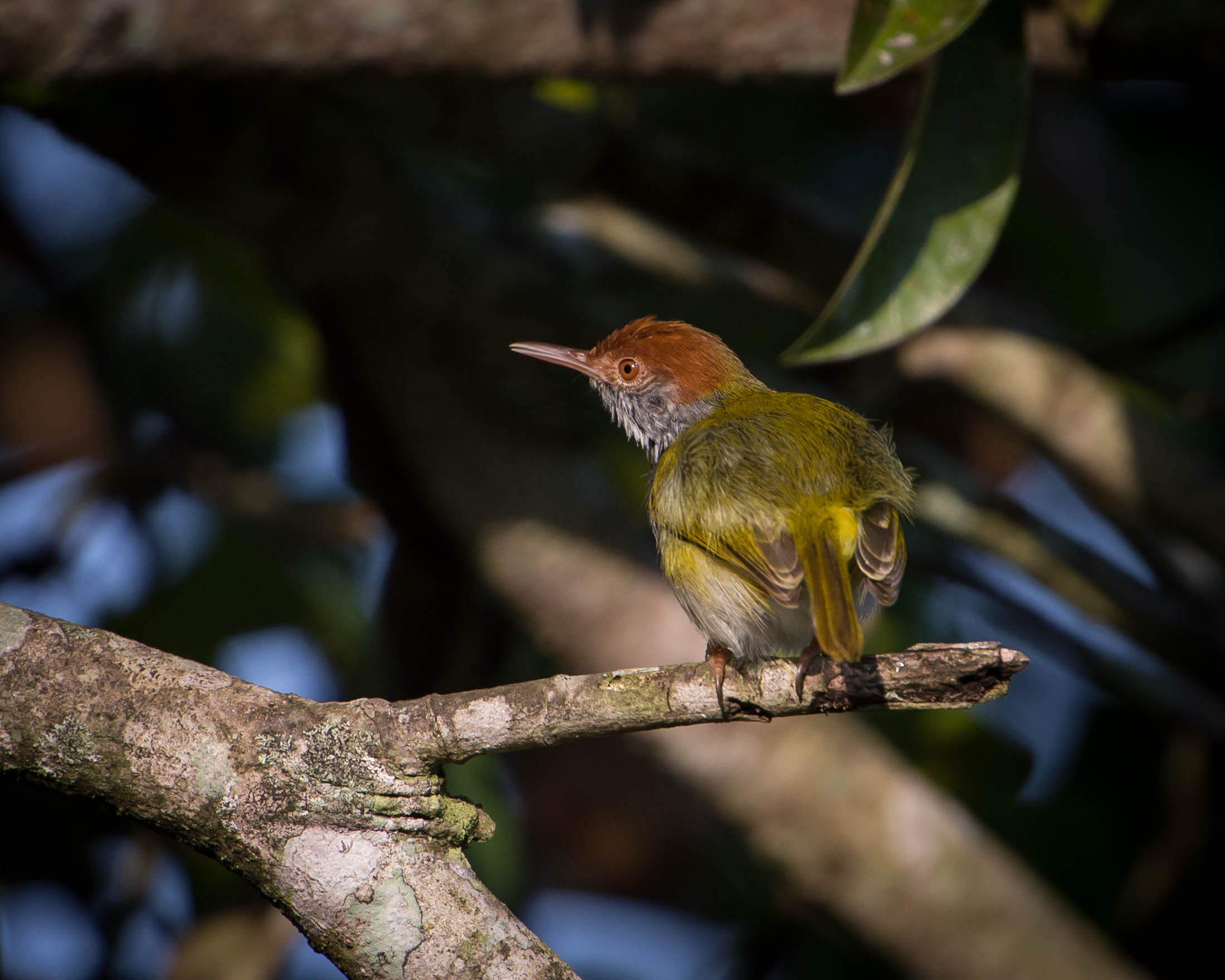
Couturière à longue queue
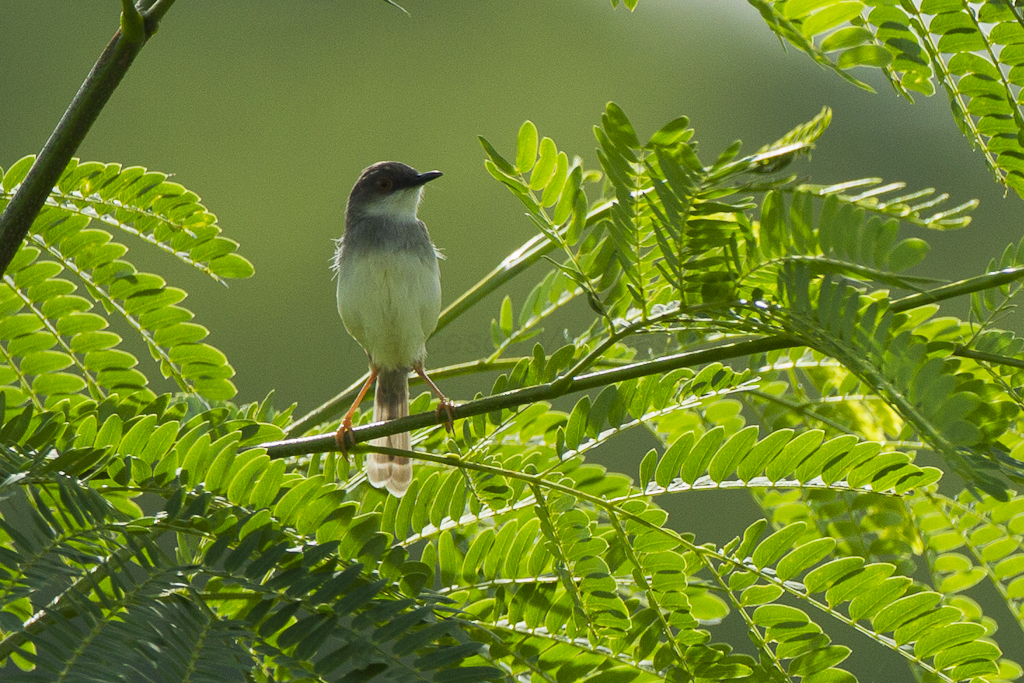
Prinia de Hodgson
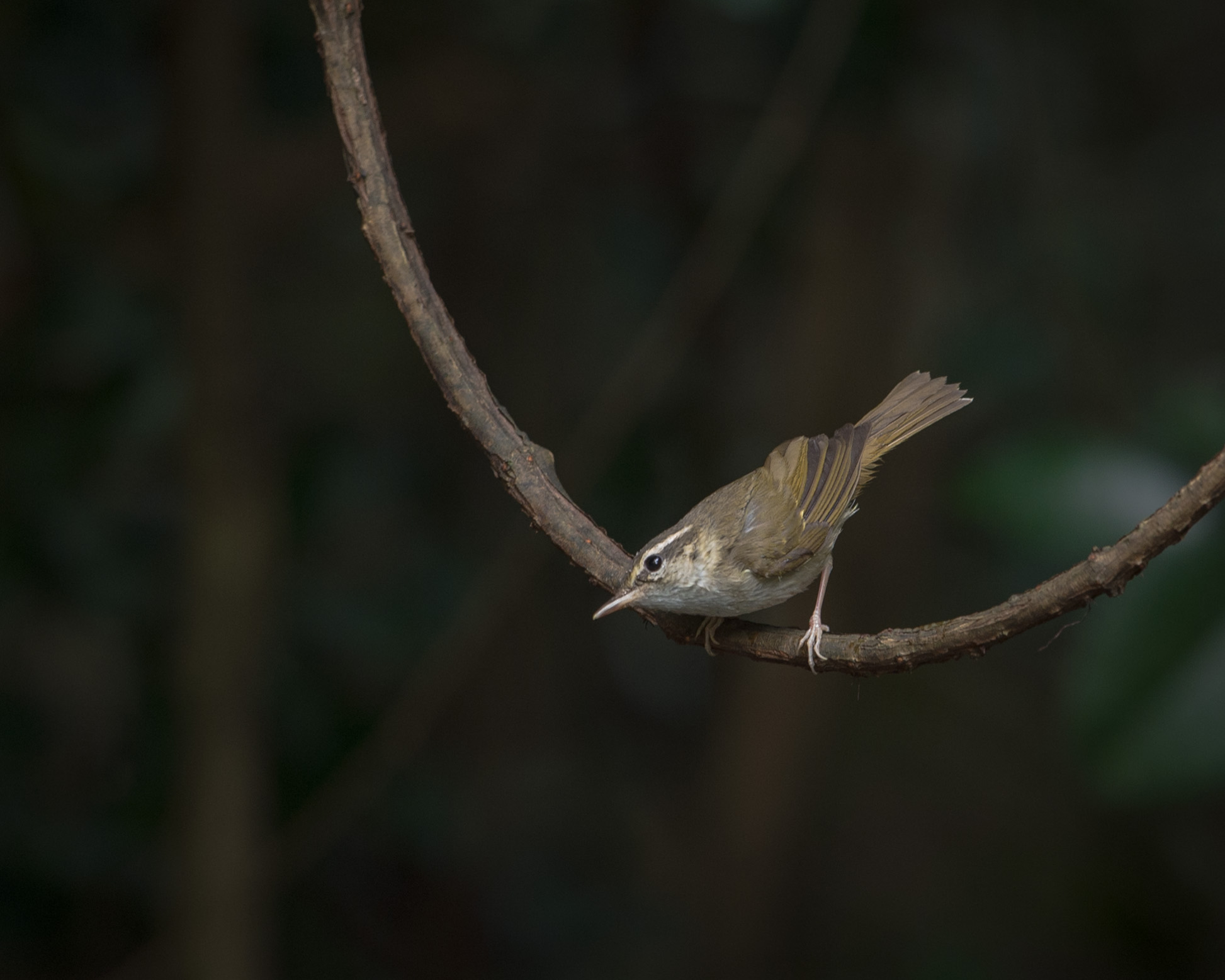
Pouillot à pattes claires
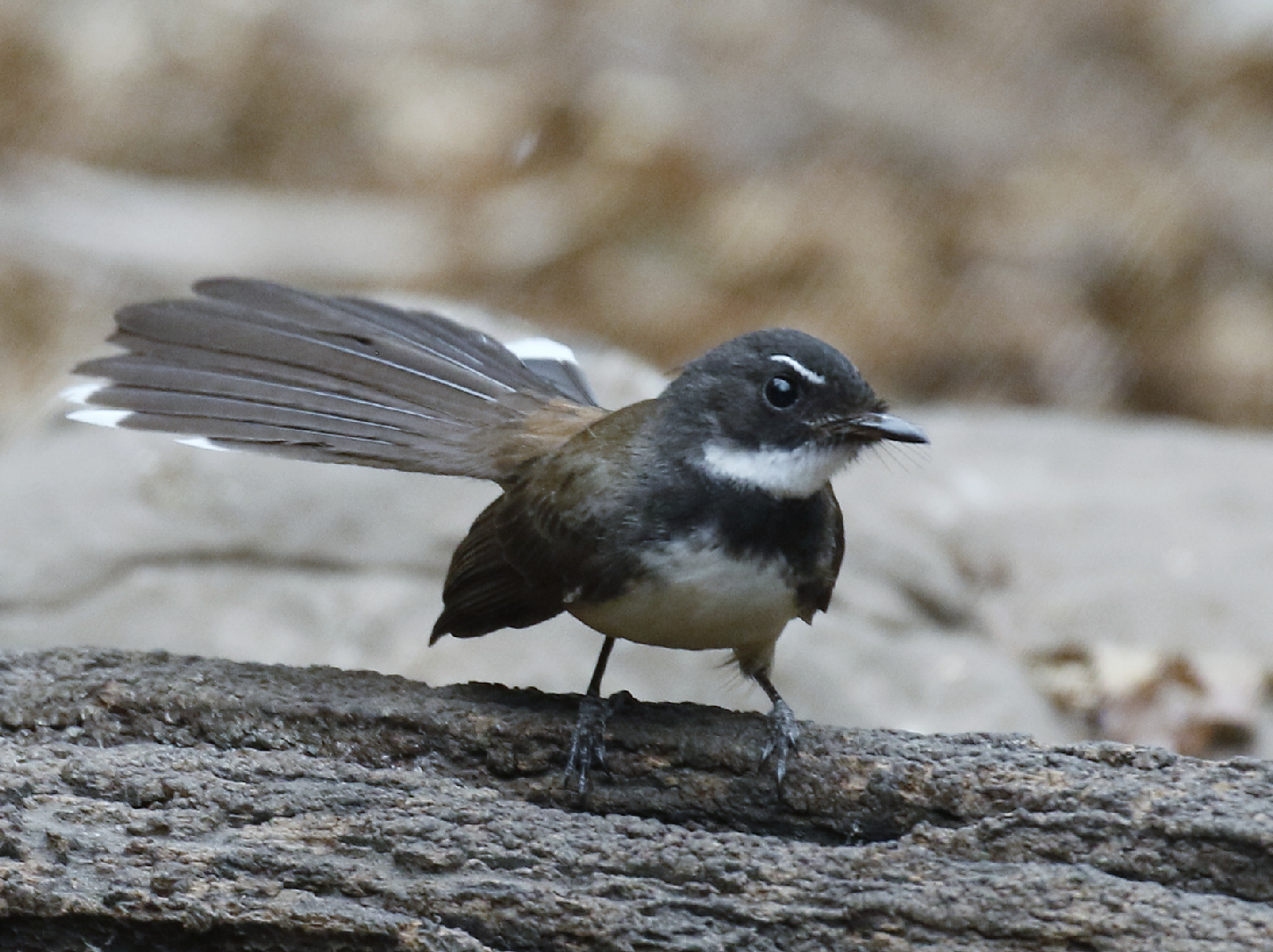
Rhipidure pie
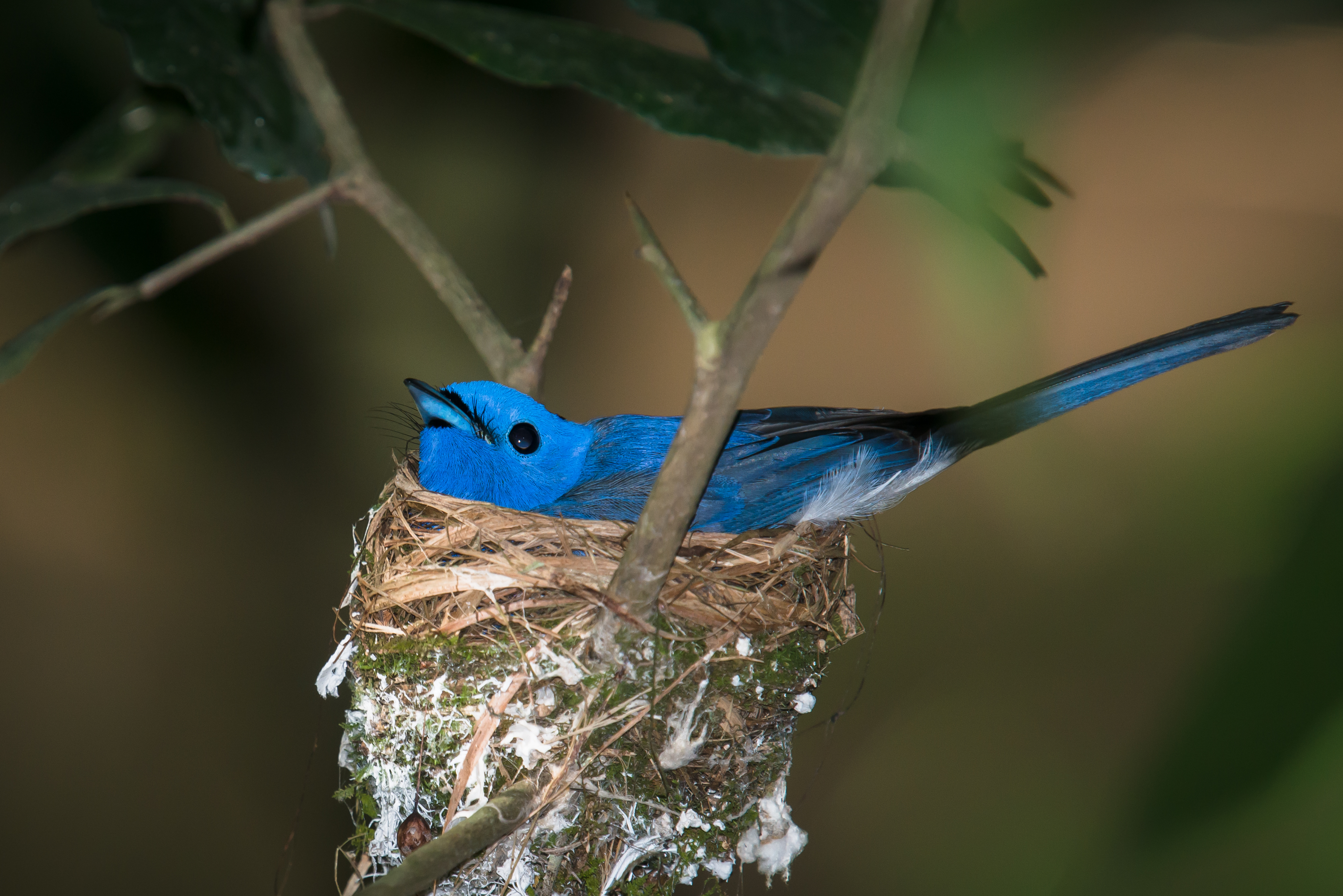
Tchitrec azuré mâle (gobemouche monarque azuré)
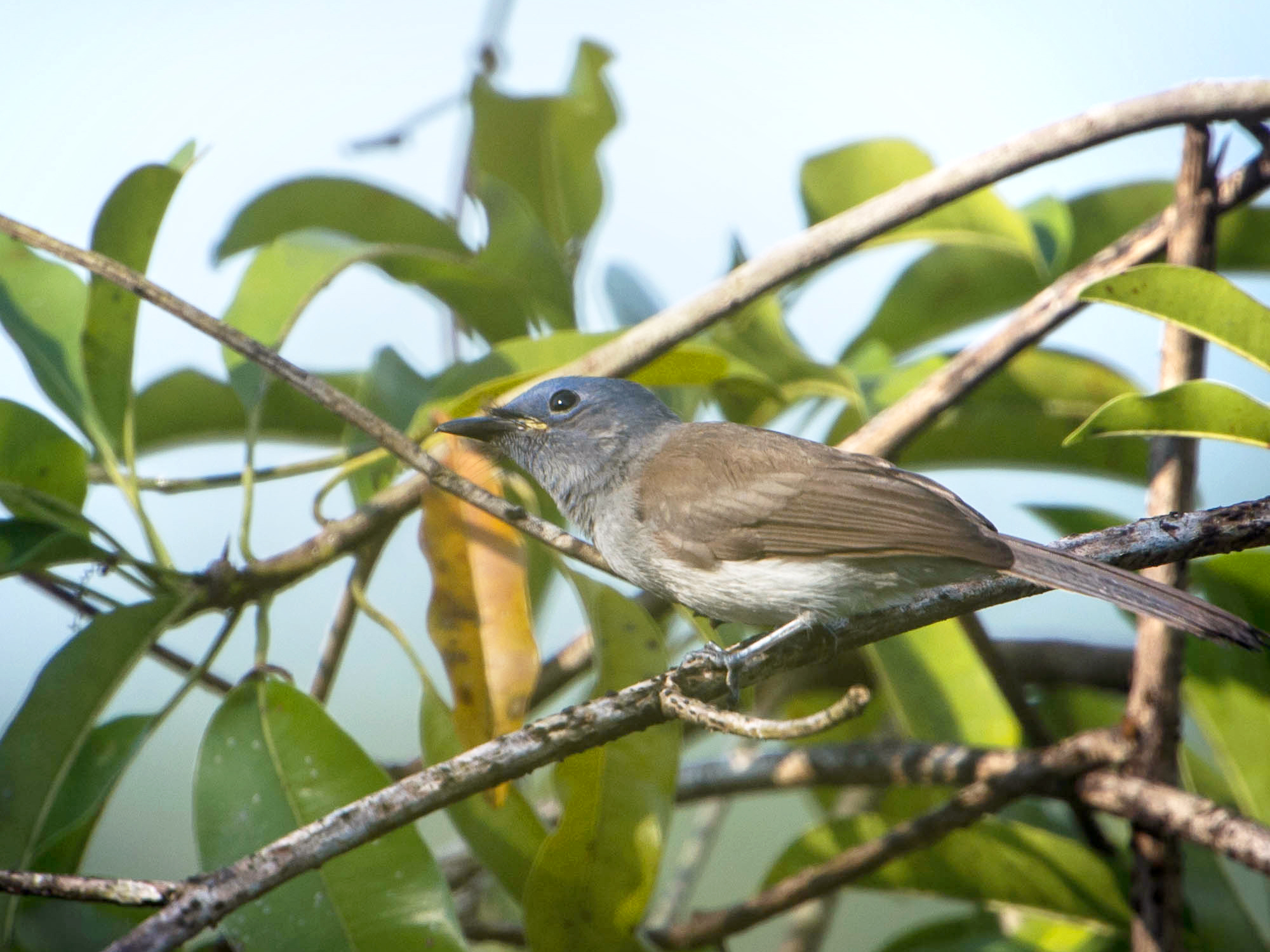
Tchitrec azuré femelle (gobemouche monarque azuré)
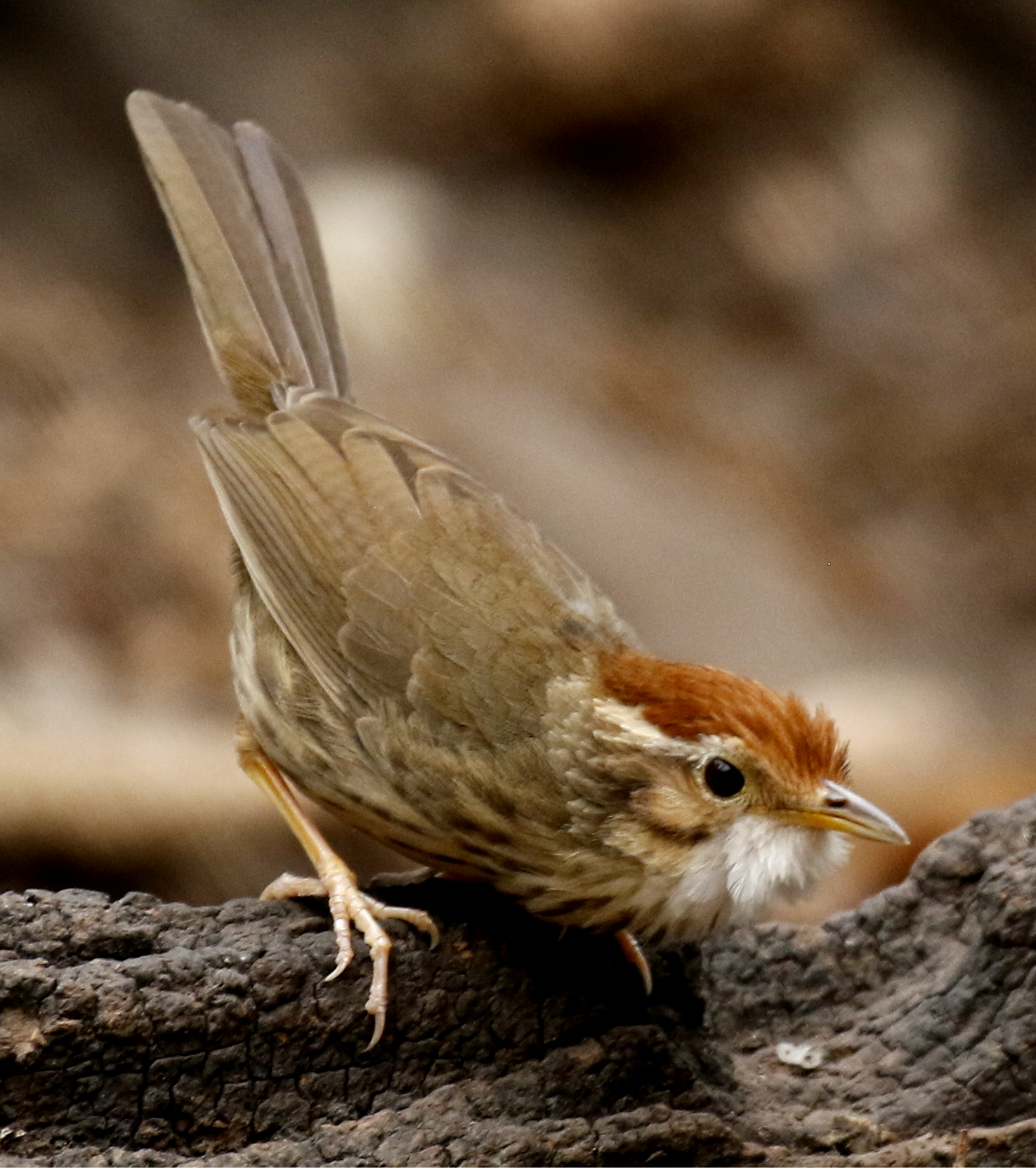
Akalat à poitrine tachetée
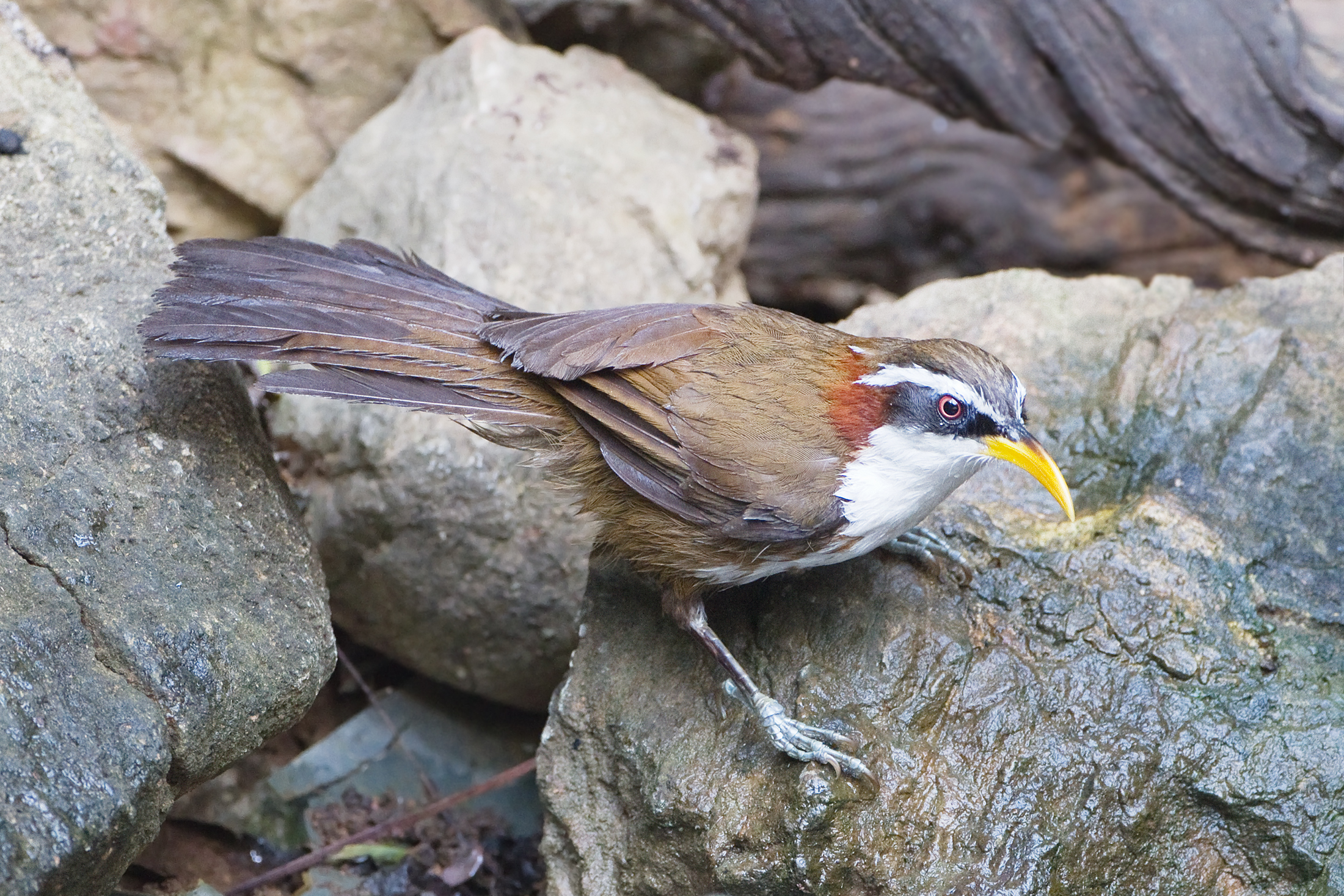
Pomatorhin à tête ardoise
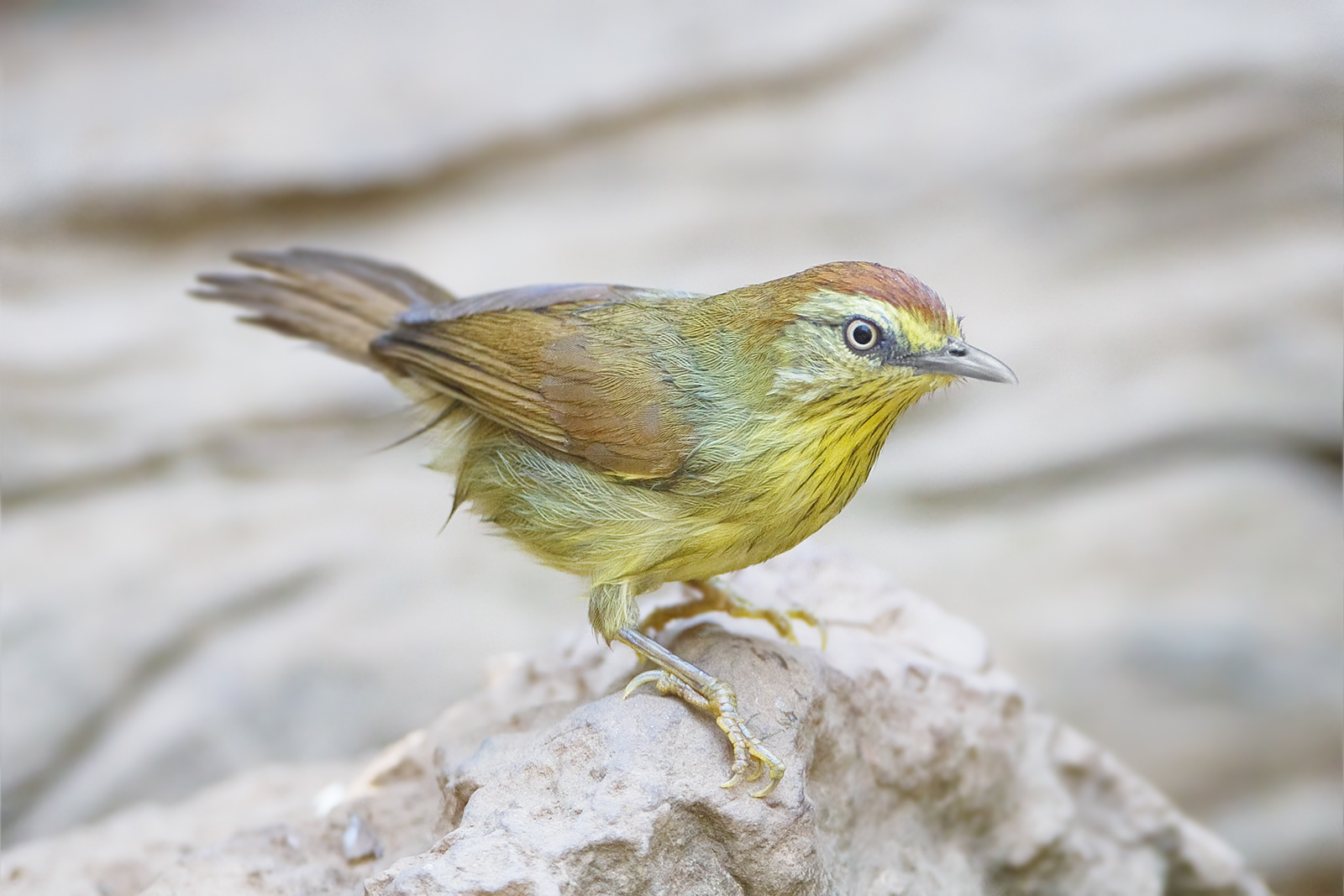
Timalie à gorge striée
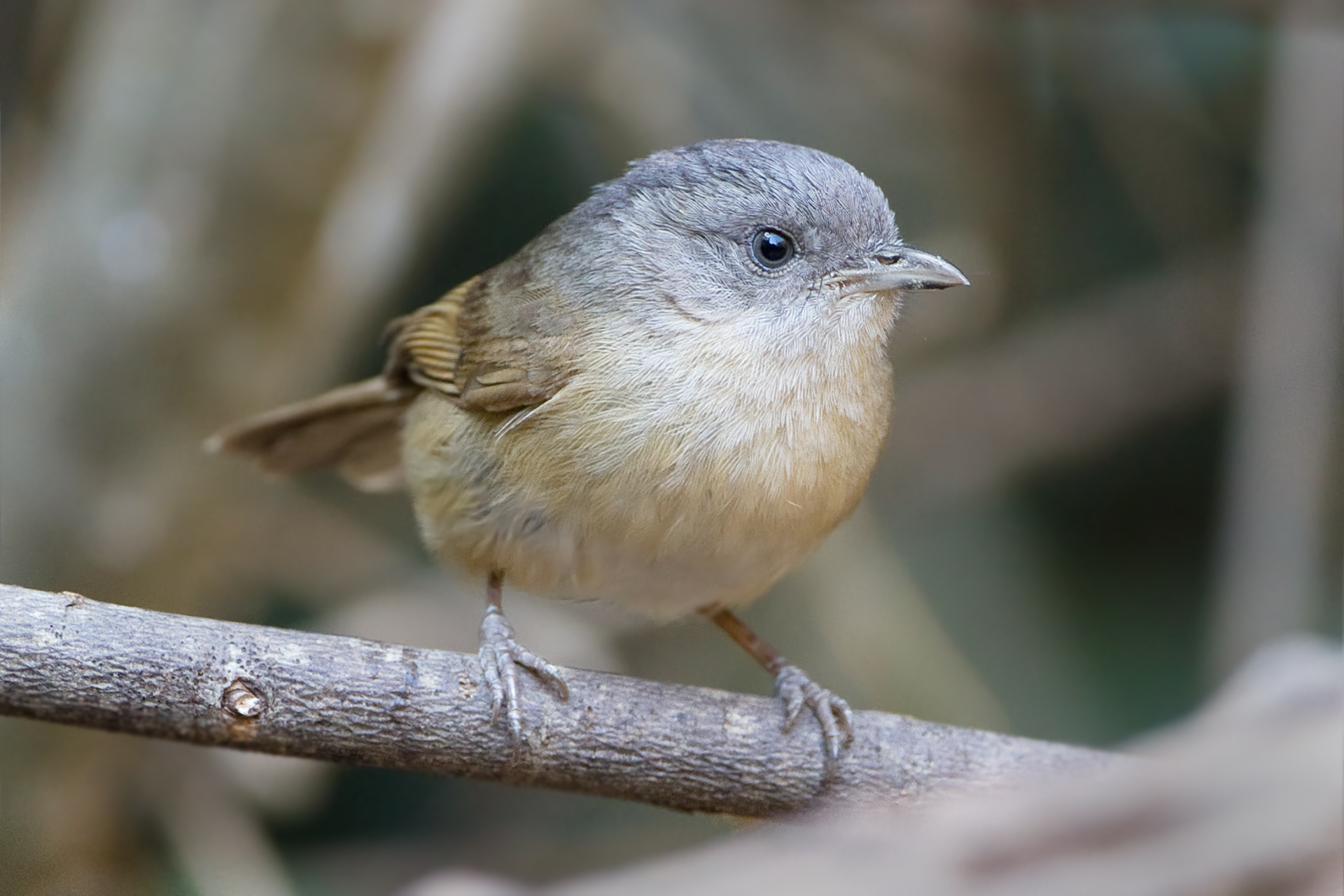
Alcippe à joues brunes
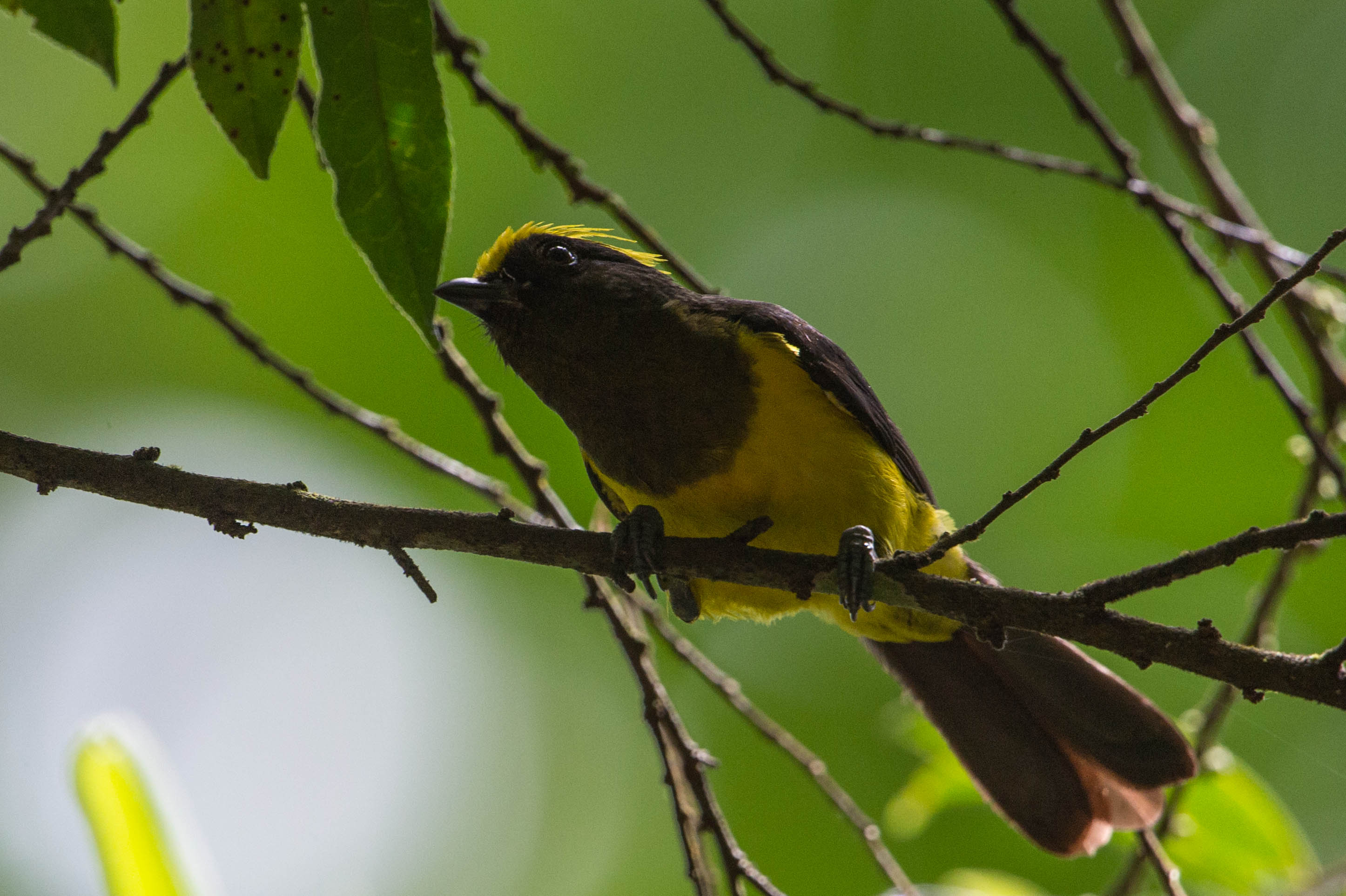
Mésange sultane
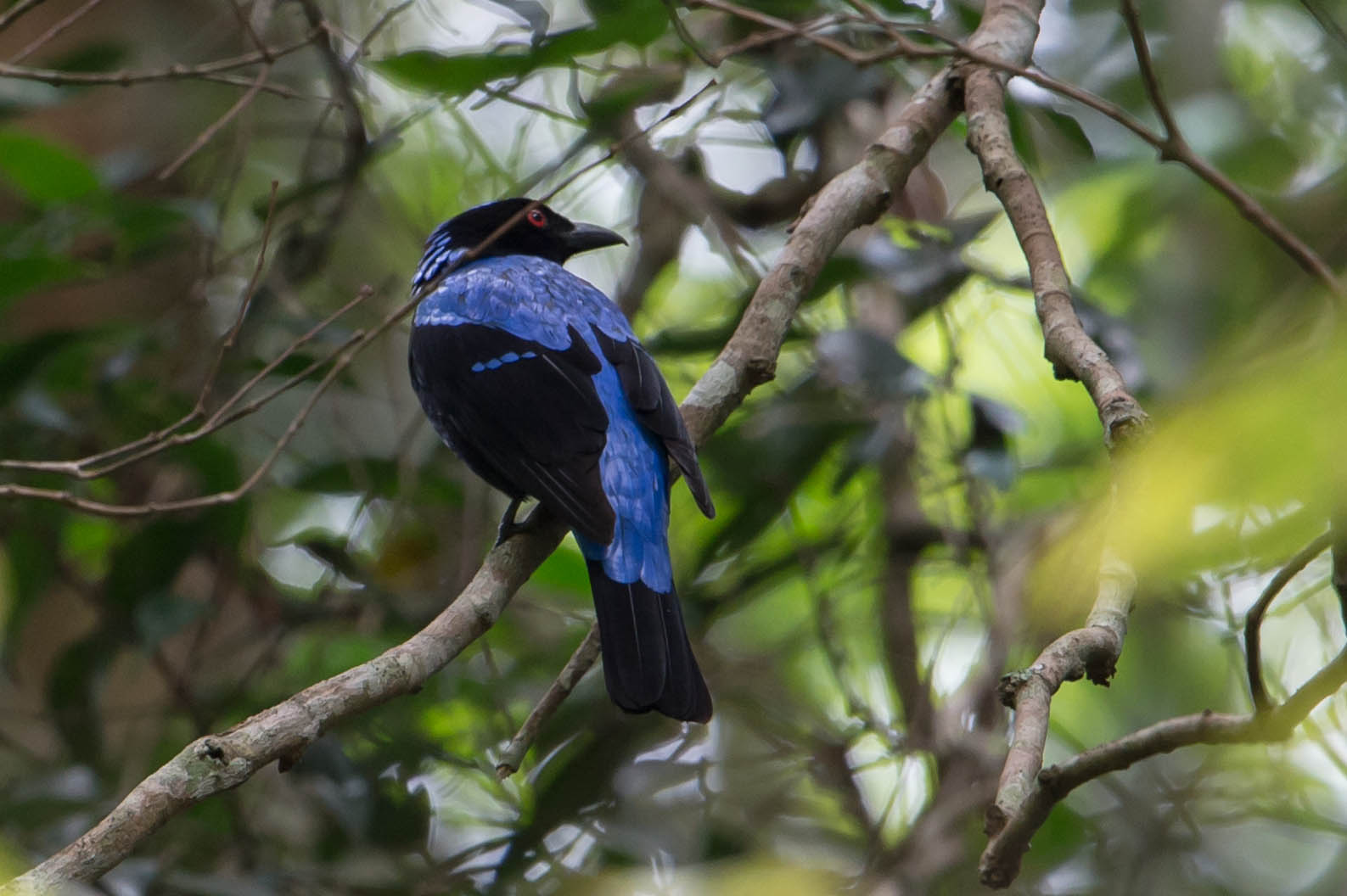
Irène vierge
Diamant quadricolore

#### Des oiseaux non passereaux
Il y a aussi plus d'une centaine d'espèces d'oiseaux non passereaux, généralement de taille moyenne ou grande :
- 16 espèces d'échassiers ardeidés : blongios de Schrenck, crabier chinois… ;
- 27 espèces de rapaces diurnes : aigle montagnard, autour huppé, busautour à joues grises, faucon aldrovandin … ;

Ardeidés et Rapaces diurnes
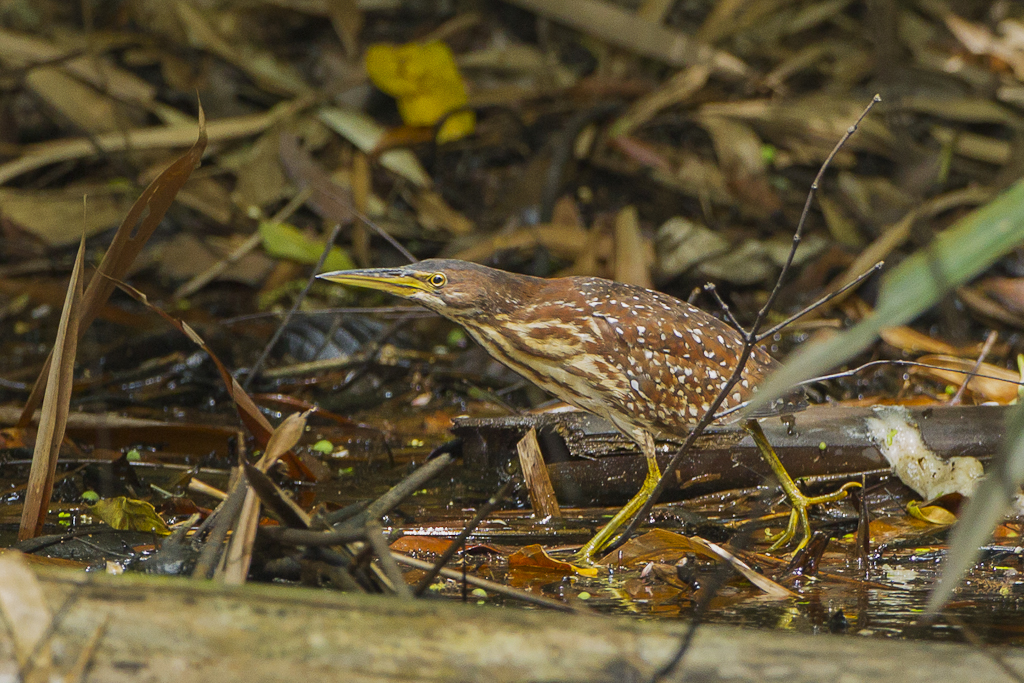
Blongios de Schrenck
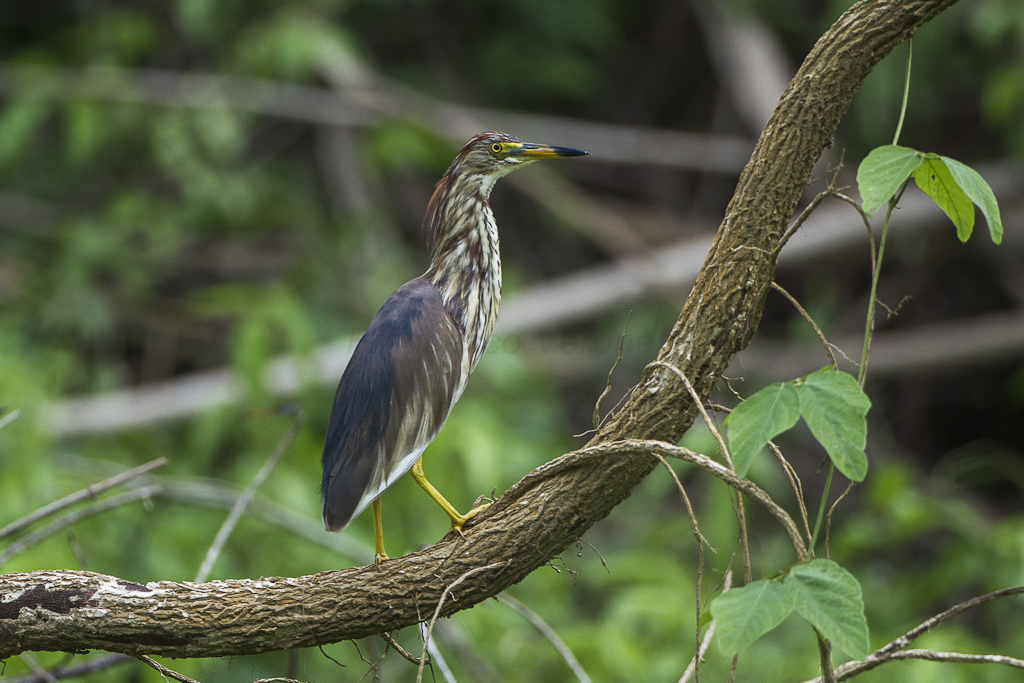
Crabier chinois
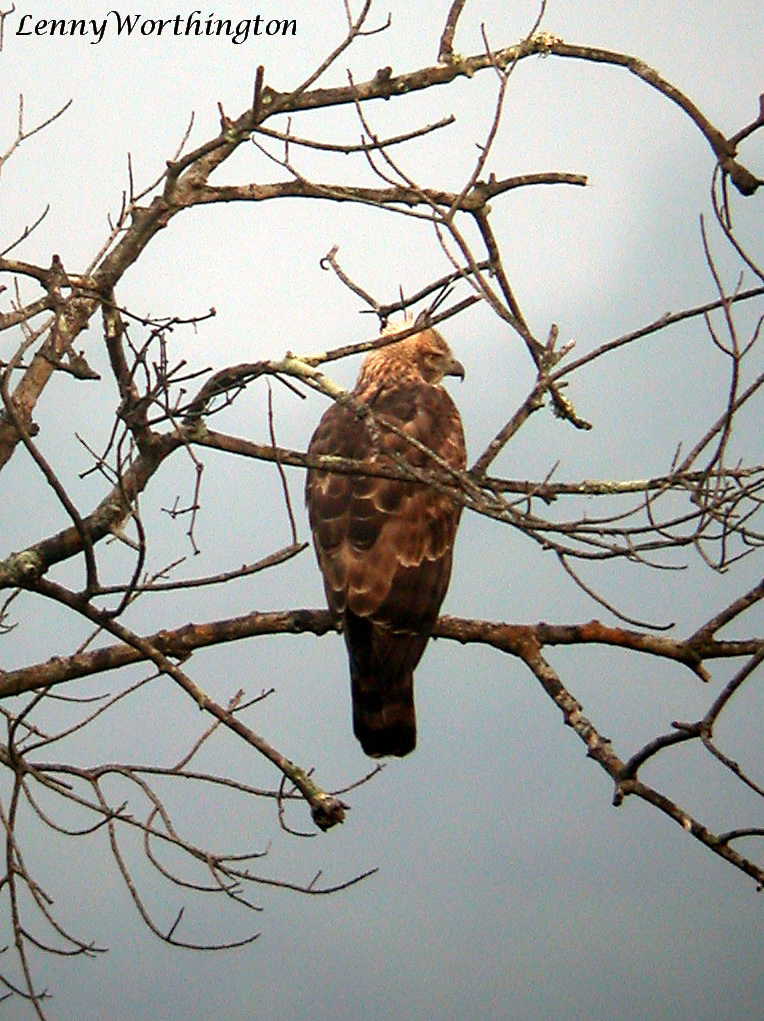
Aigle montagnard
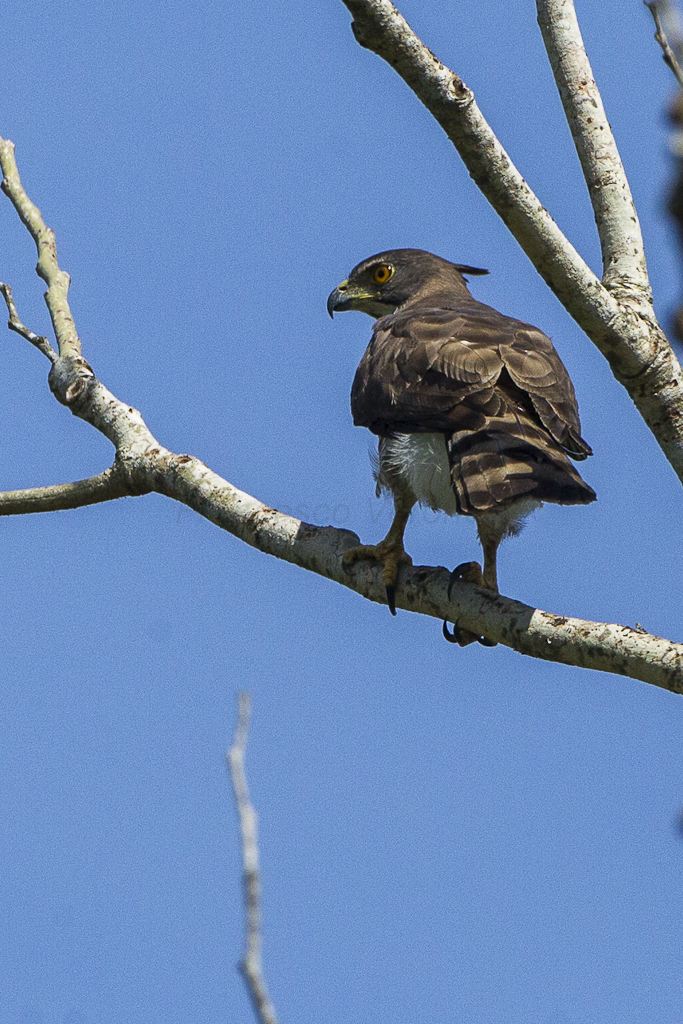
Autour huppé
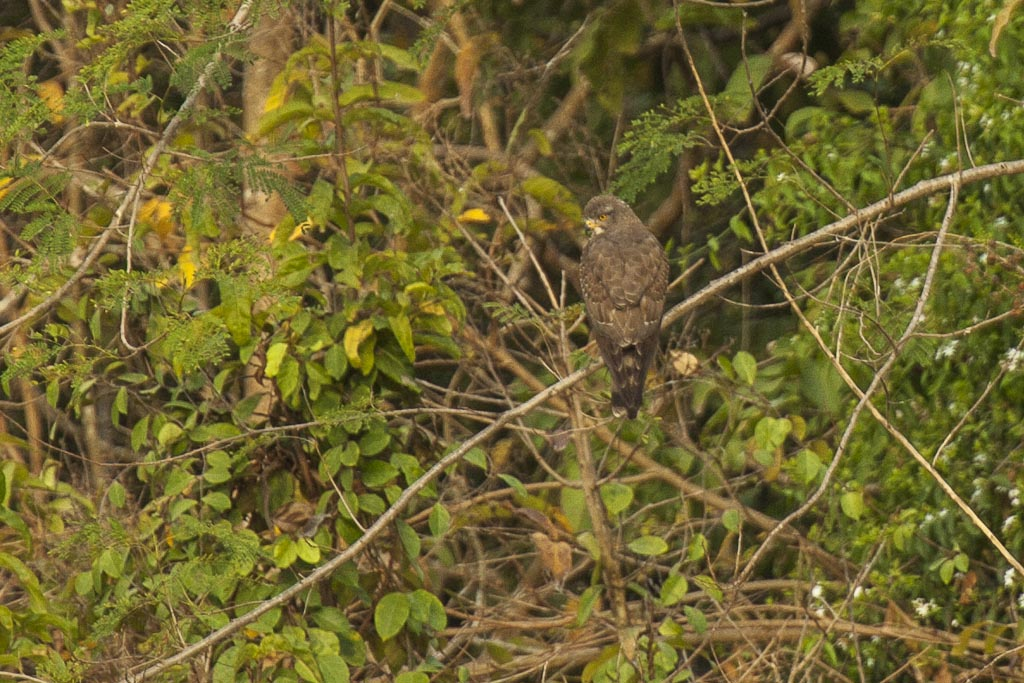
Busautour à joues grises
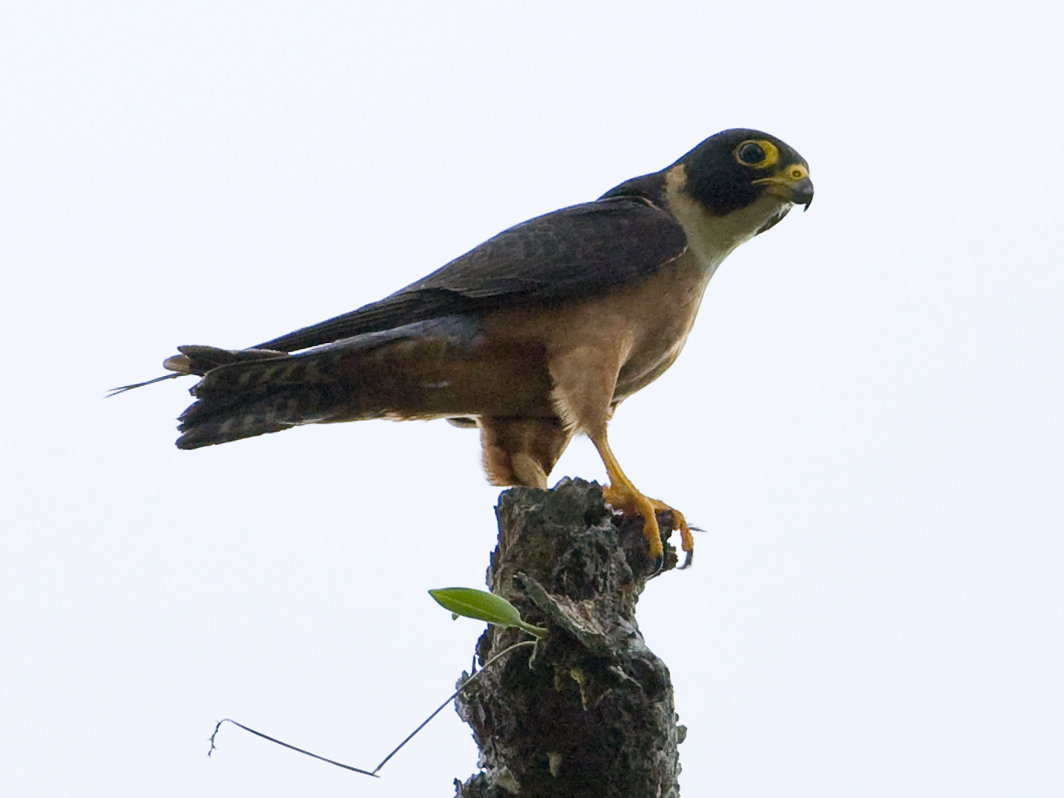
Faucon aldrovandin

- 11 espèces d'oiseaux gallinacés : coq bankiva (coq sauvage), éperonnier chinquis, faisan argenté, faisan leucomèle, torquéole à poitrine brune et torquéole des bois … ;

Gallinacés
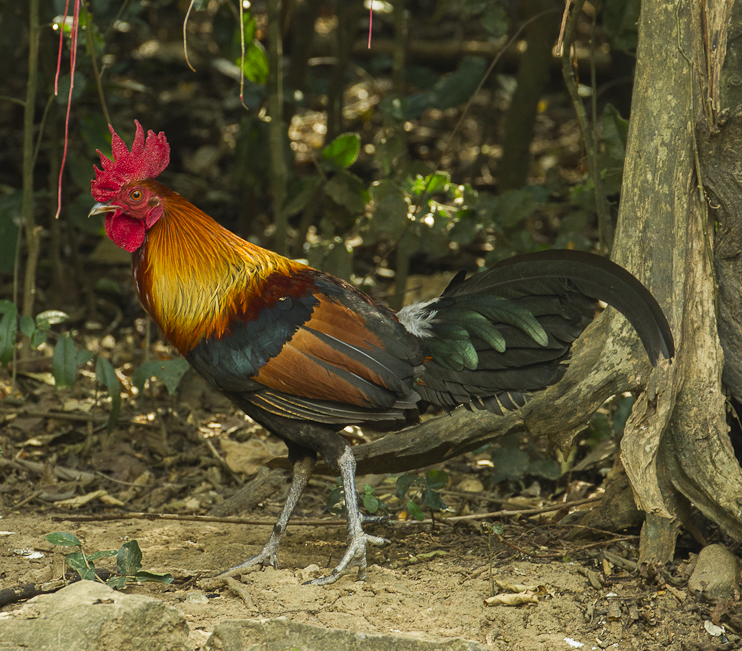
Coq sauvage (mâle) (coq bankiva)
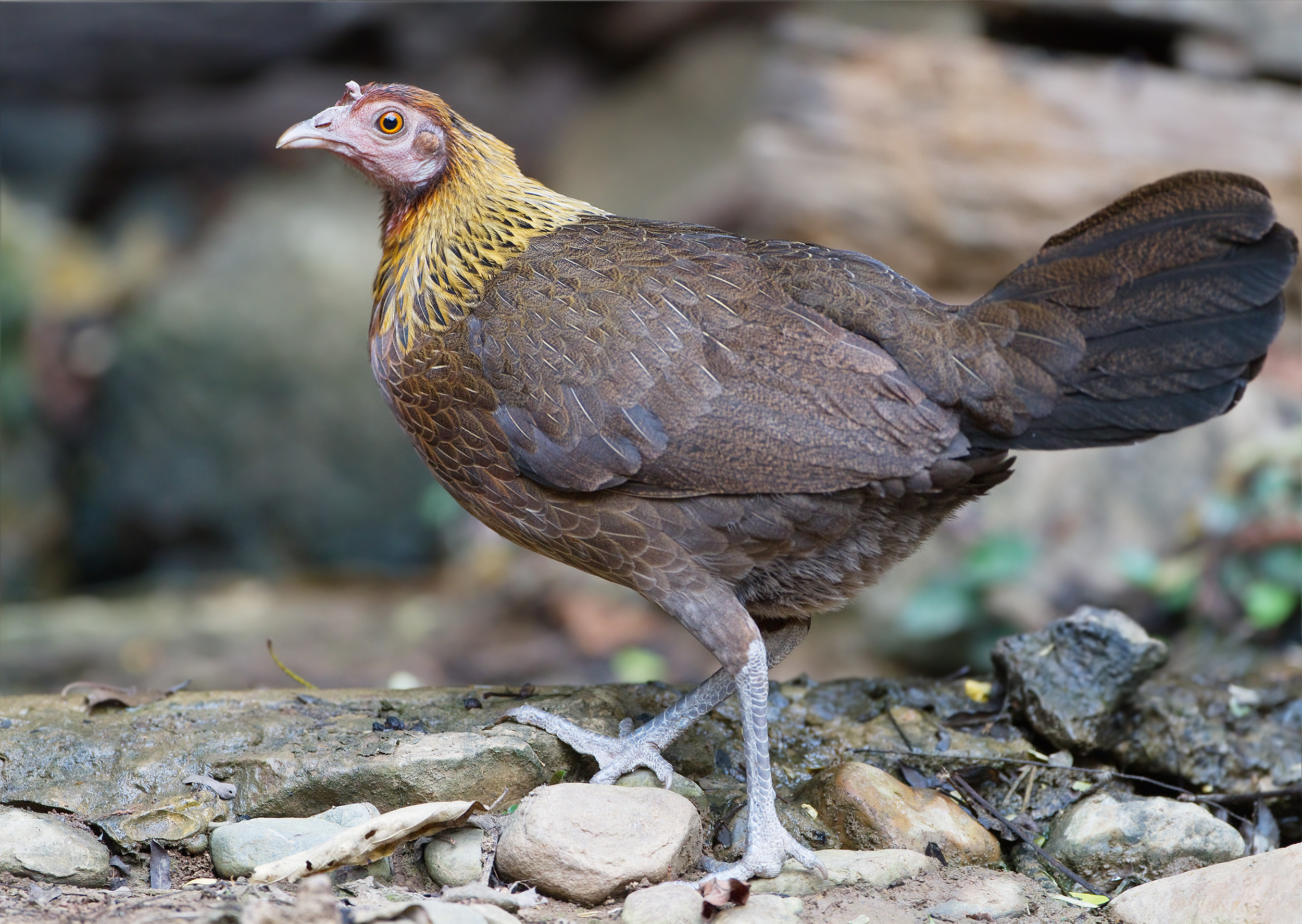
Poule sauvage (femelle)
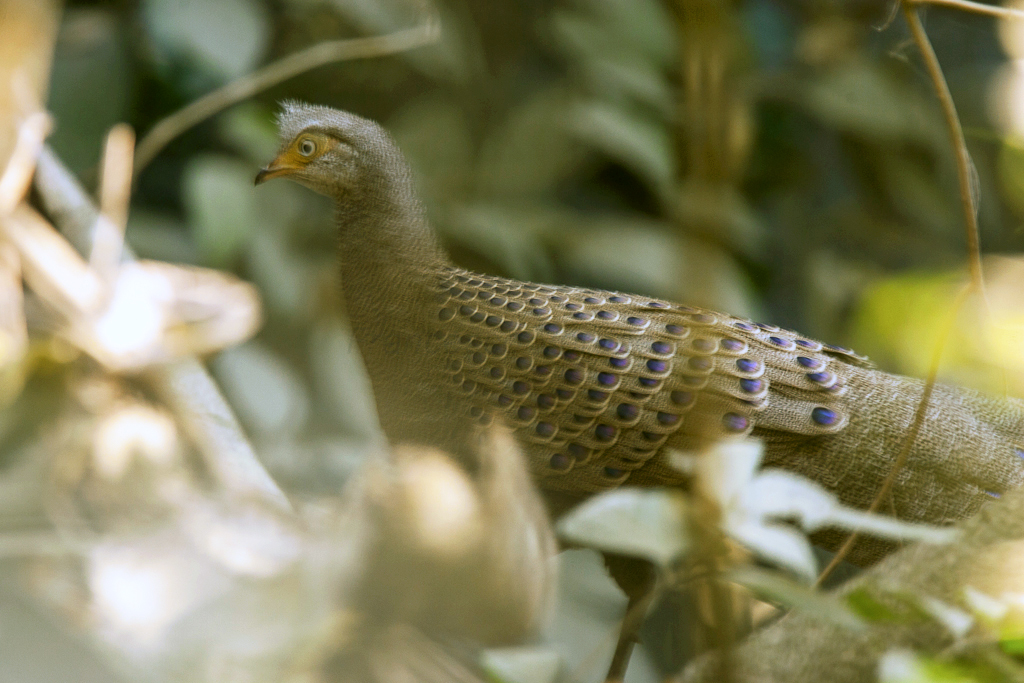
Éperonnier chinquis
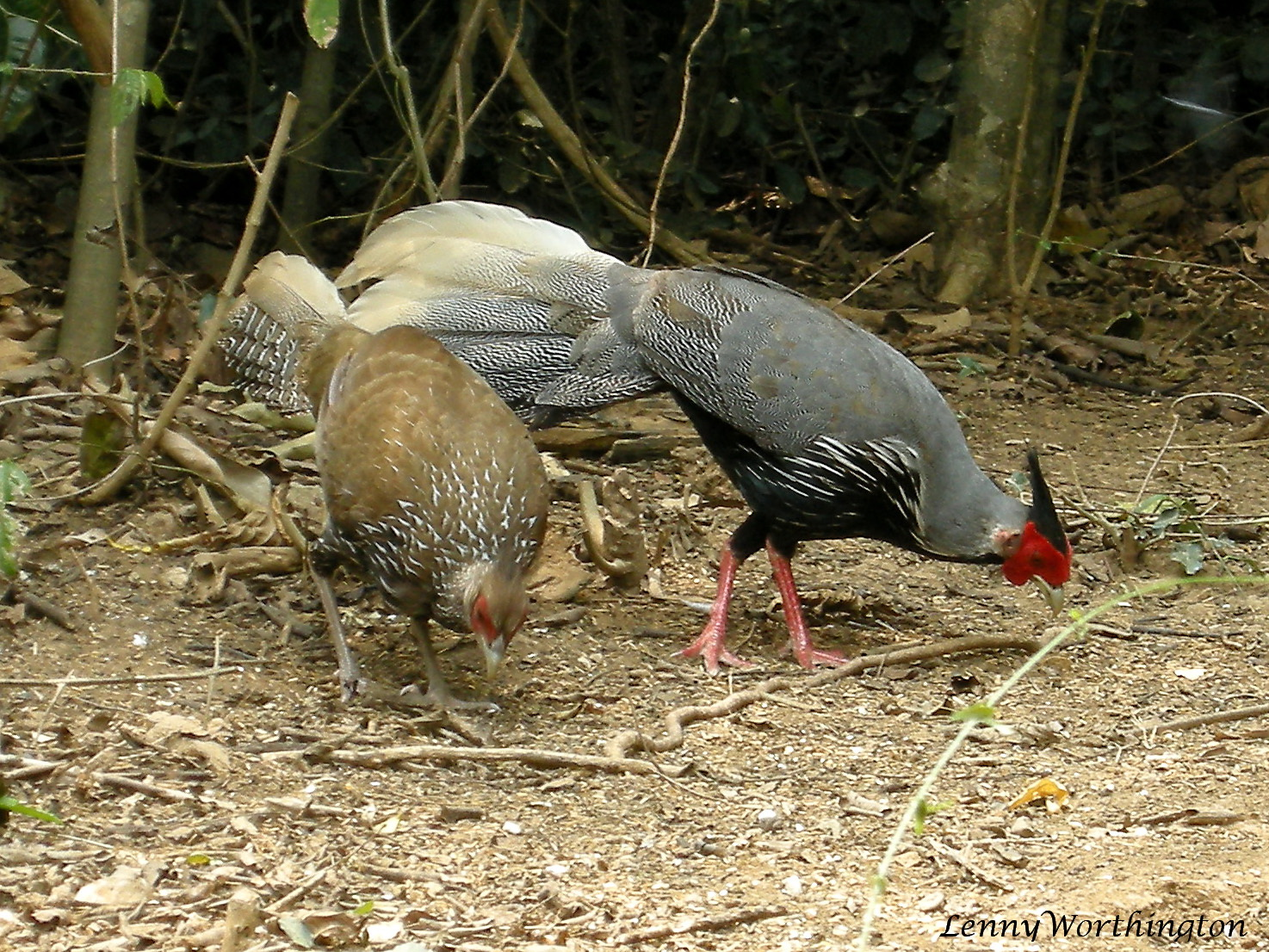
Faisans argentés femelle et mâle
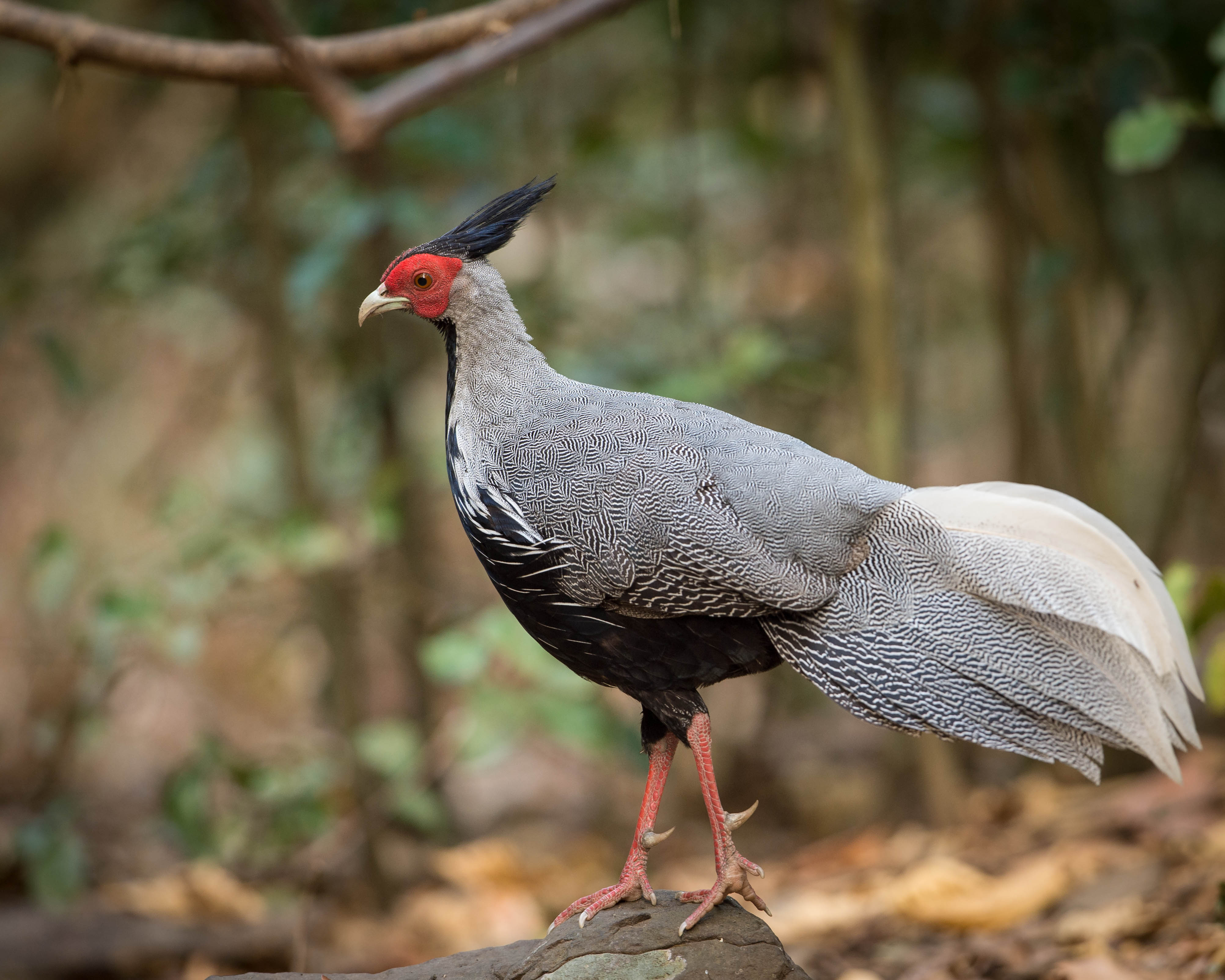
Faisan leucomèle
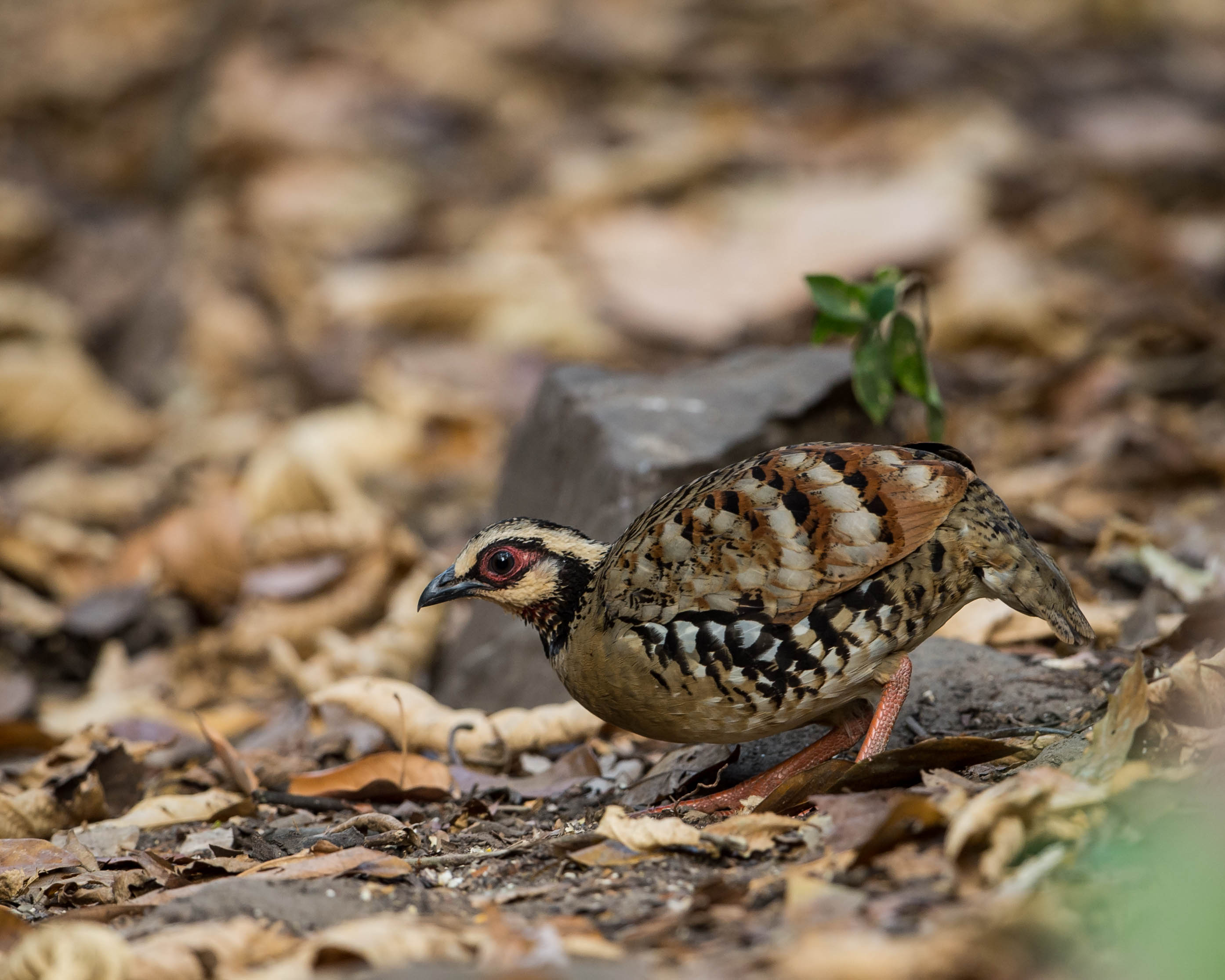
Torquéole à poitrine brune
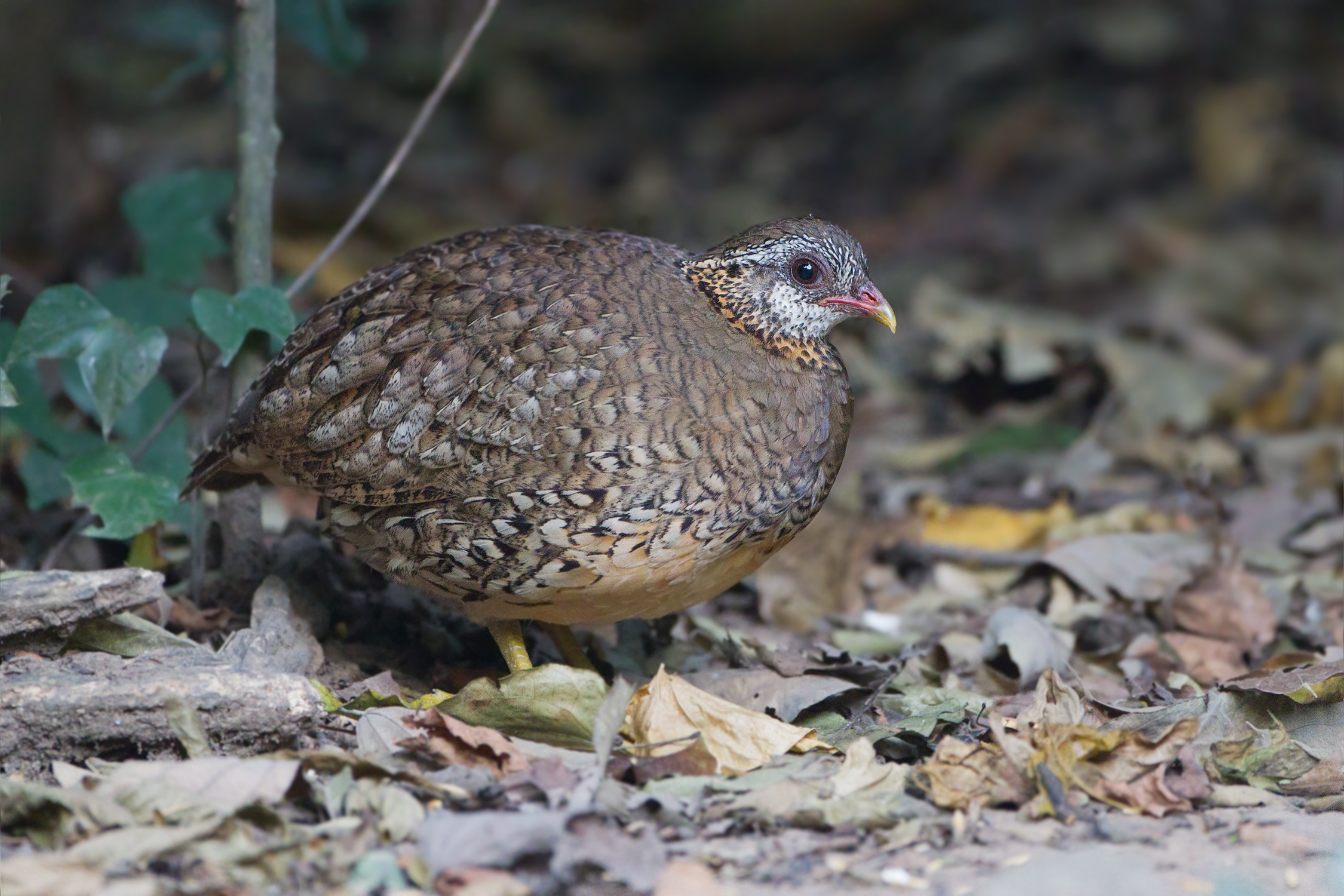
Torquéole des bois

- 17 espèces de pigeons et apparentés : colombar à gros bec, colombine turvert, phasianelle à tête rousse … ;
- 20 espèces de coucous : coucou à collier (coucou-geai de Coromandel), coucou de l'Himalaya, grand coucal, grand malcoha (malcoha sombre), malcoha javanais et malcoha rouverdin … ;

Pigeons et apparentés, Coucous et apparentés
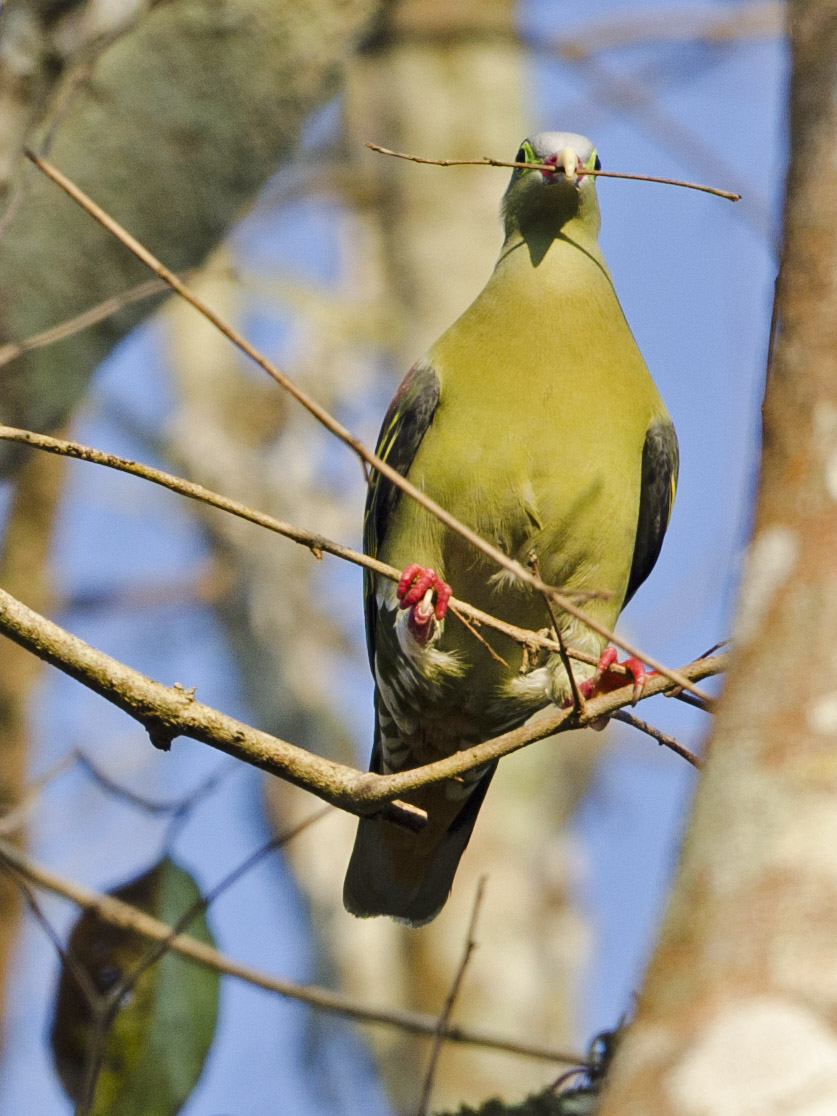
Colombar à gros bec
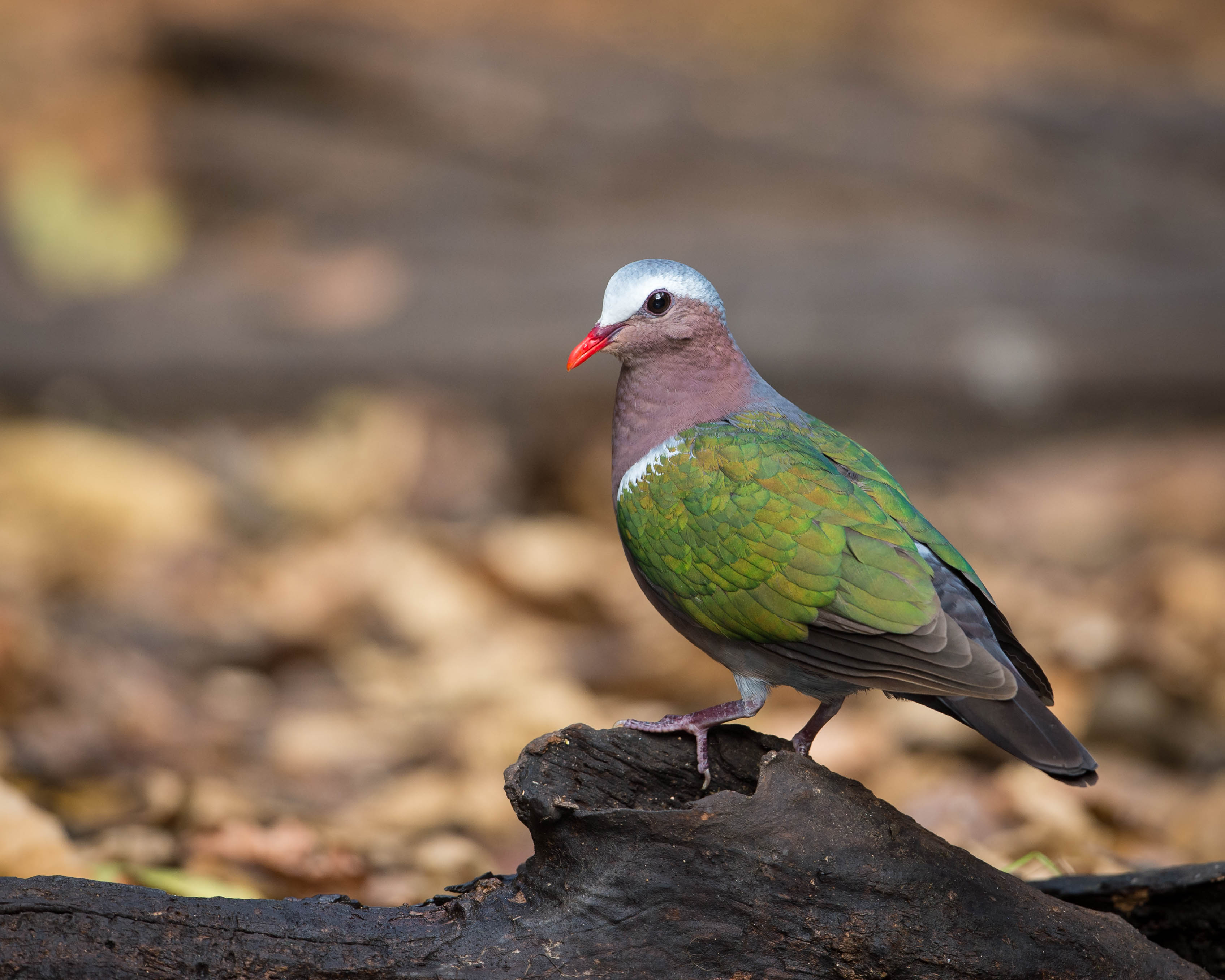
Colombine turvert
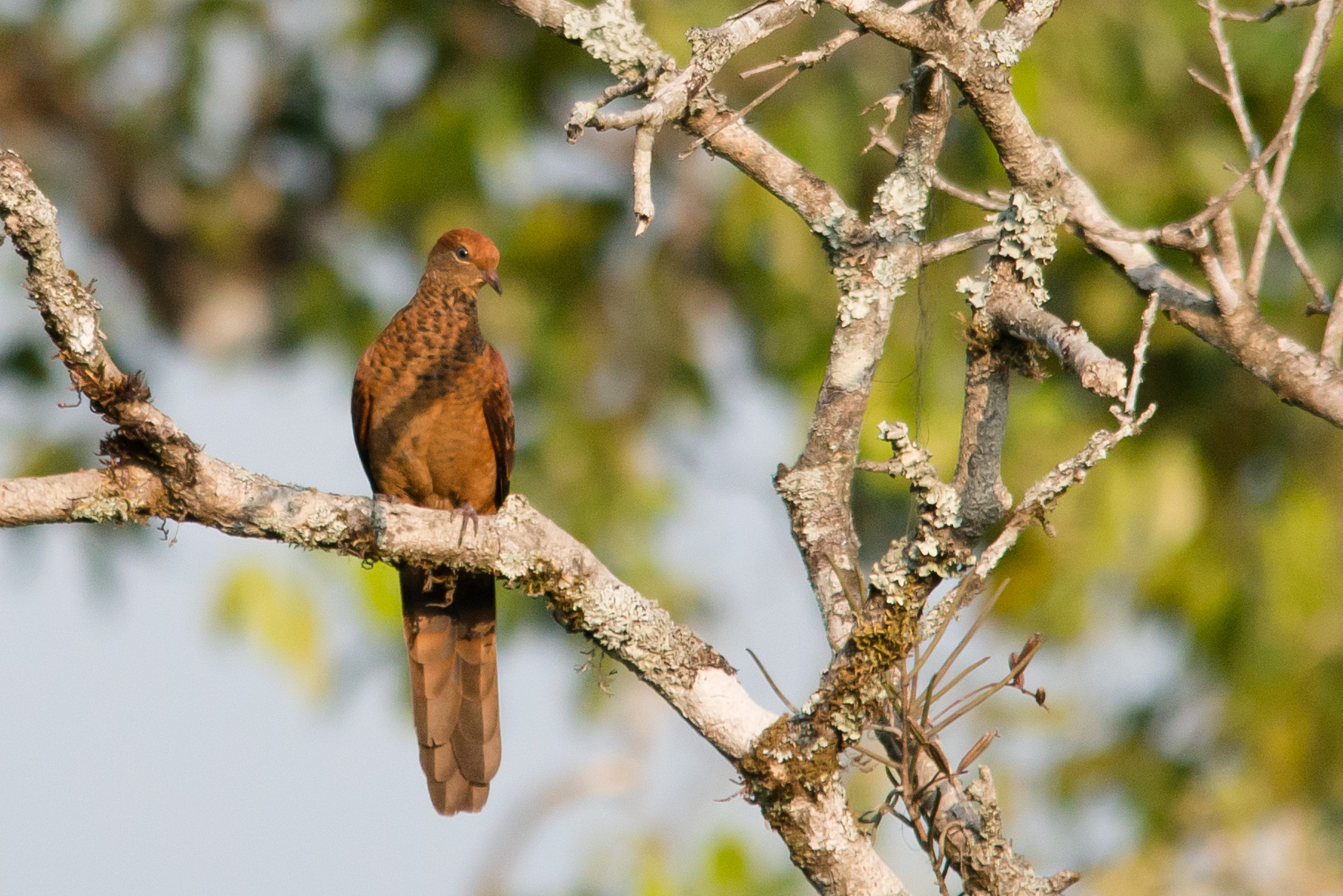
Phasianelle à tête rousse
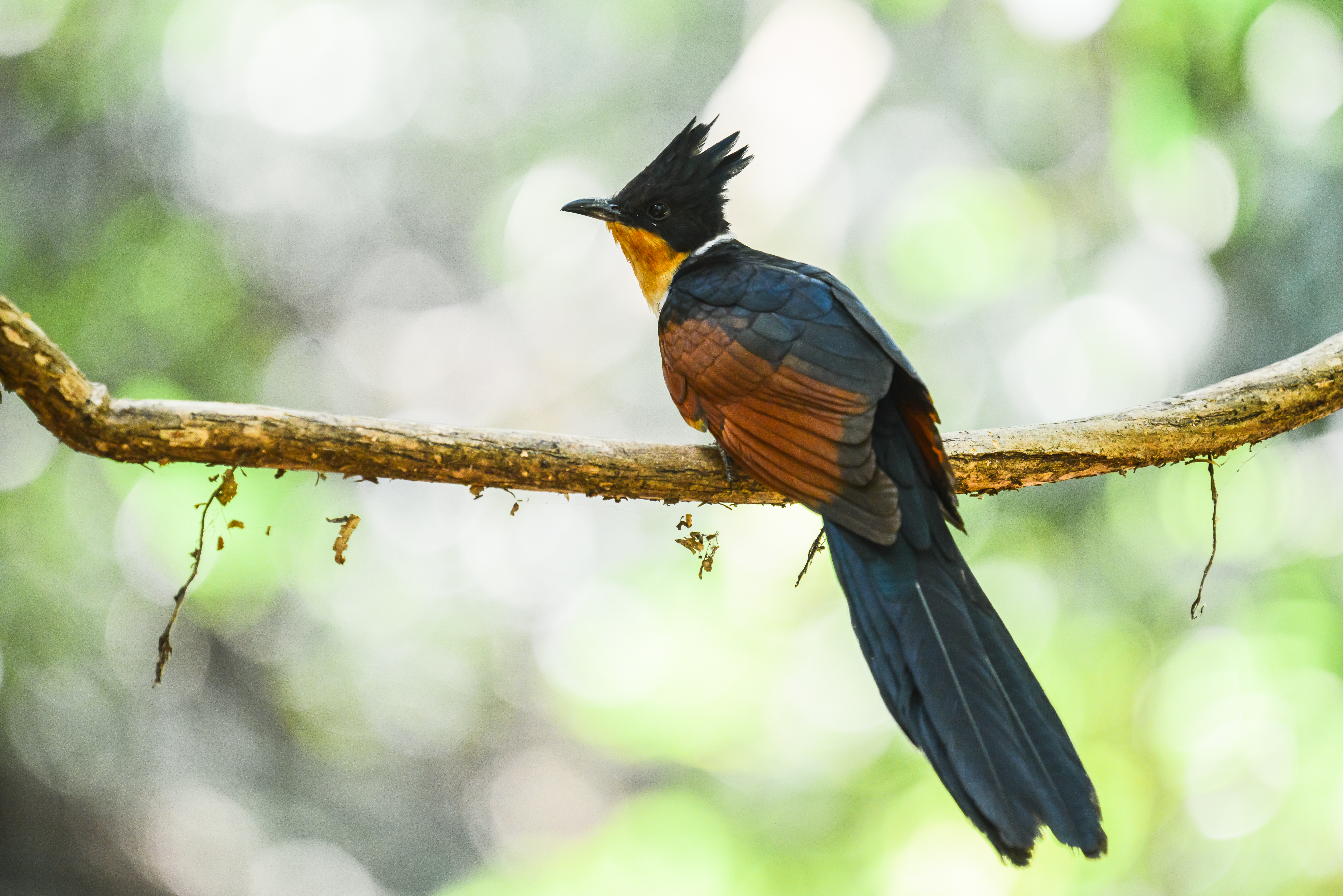
Coucou à collier (coucou-geai de Coromandel)
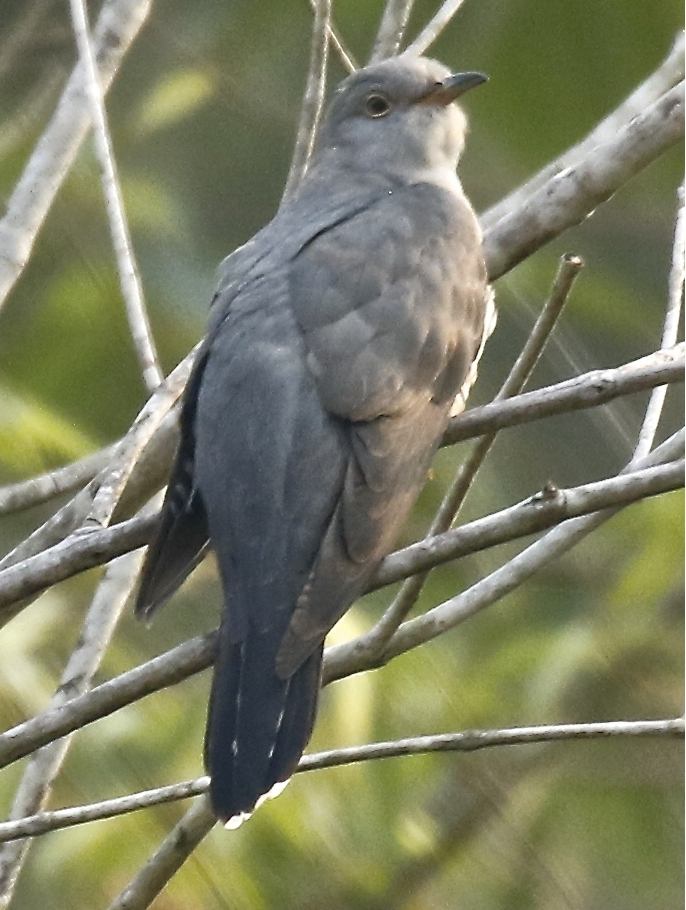
Coucou de l'Himalaya
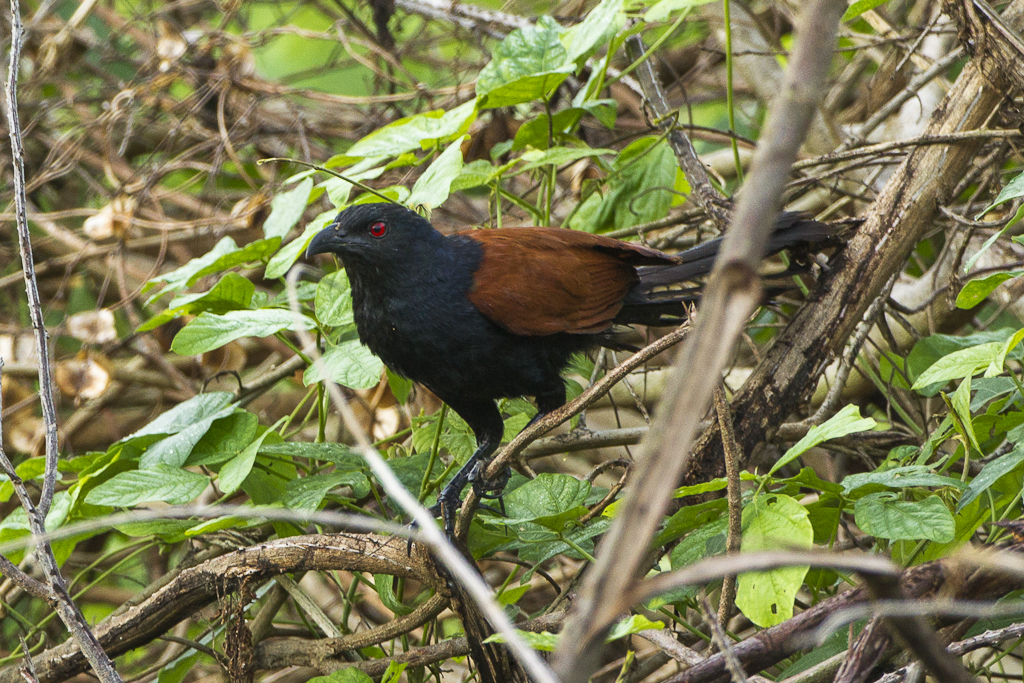
Grand coucal
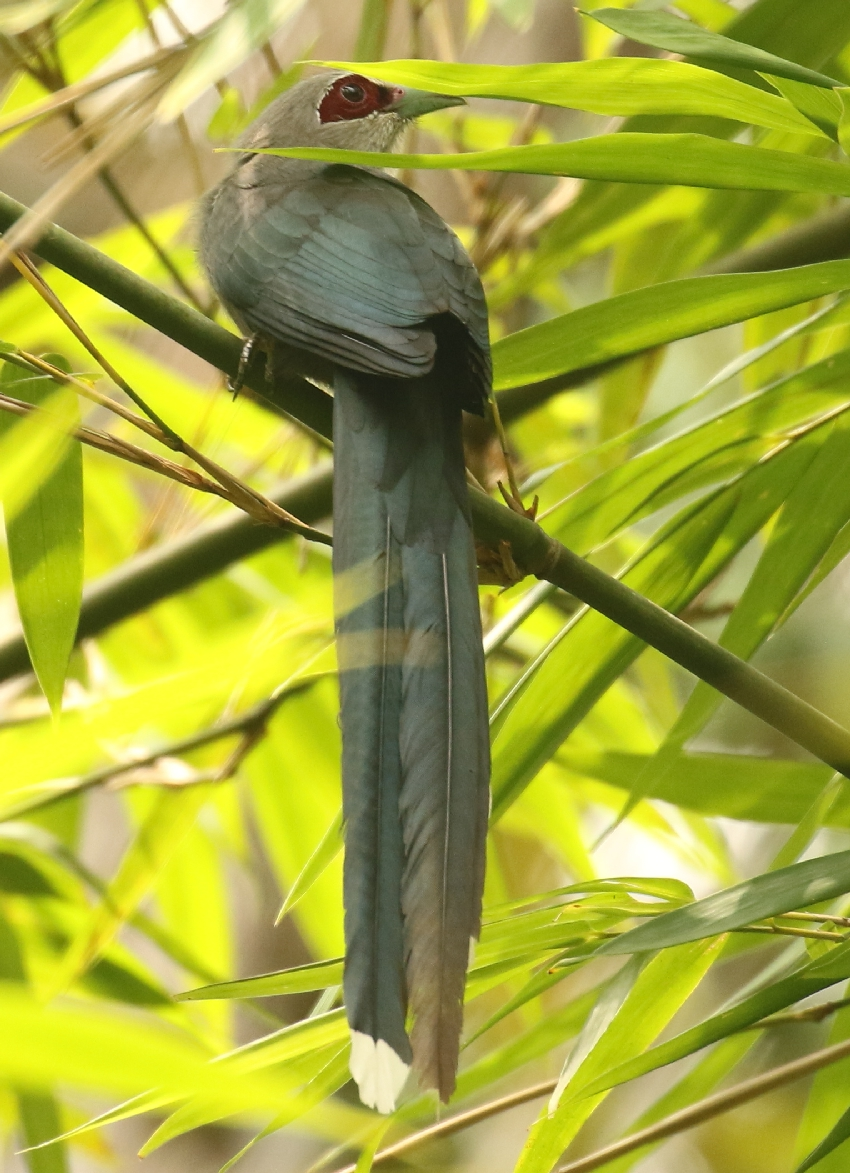
Grand malcoha (malcoha sombre)

- 13 espèces de rapaces nocturnes : ninoxe hirsute (chouette à aiguillons), petit-duc à front blanc, petit-duc d'Orient, phodile calong … ;
- 4 espèces d'engoulevents : engoulevent de Horsfield, engoulevent indien, engoulevent jotaka, engoulevent oreillard … ;

Rapaces nocturnes et Engoulevents
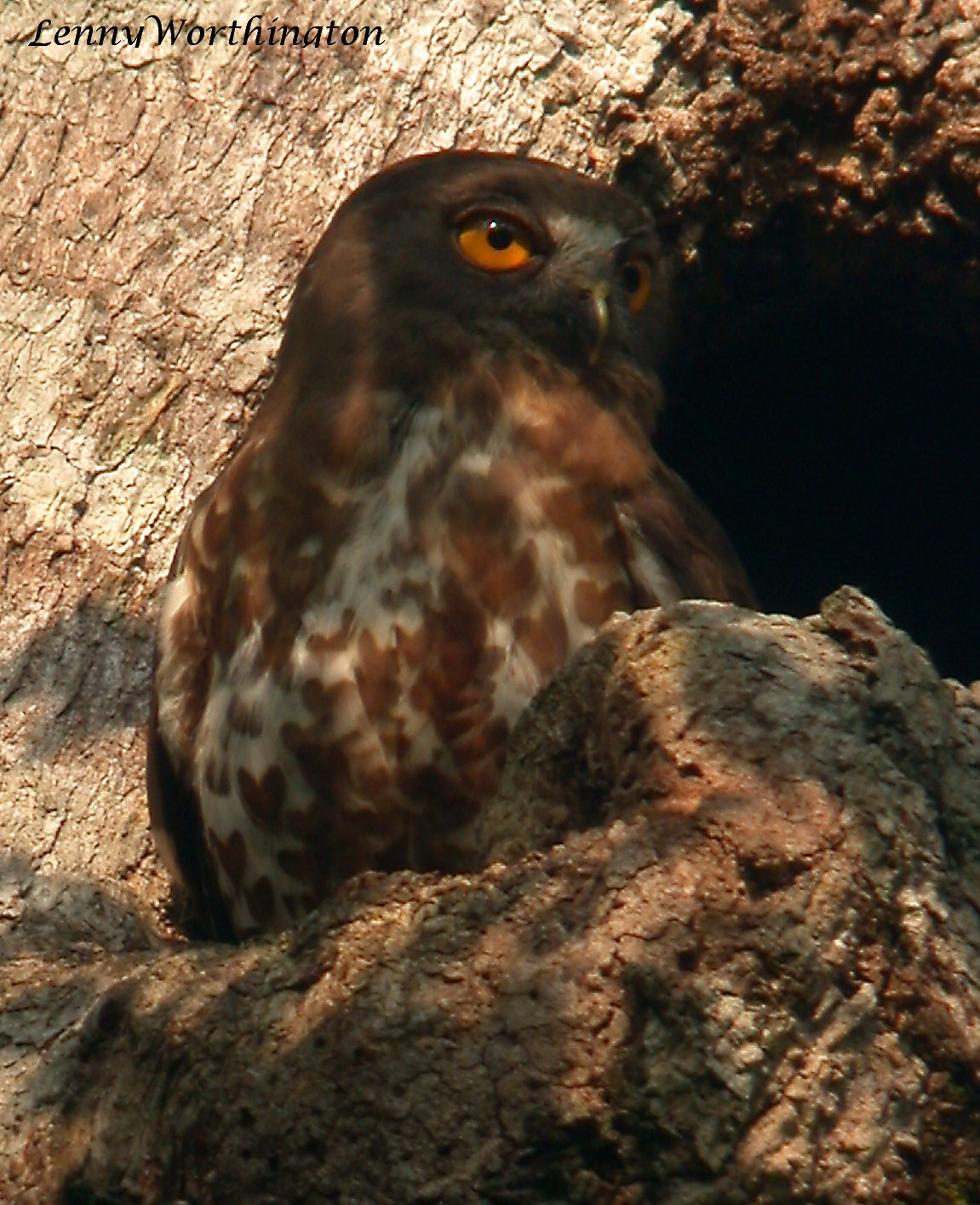
Ninoxe hirsute (chouette à aiguillons)
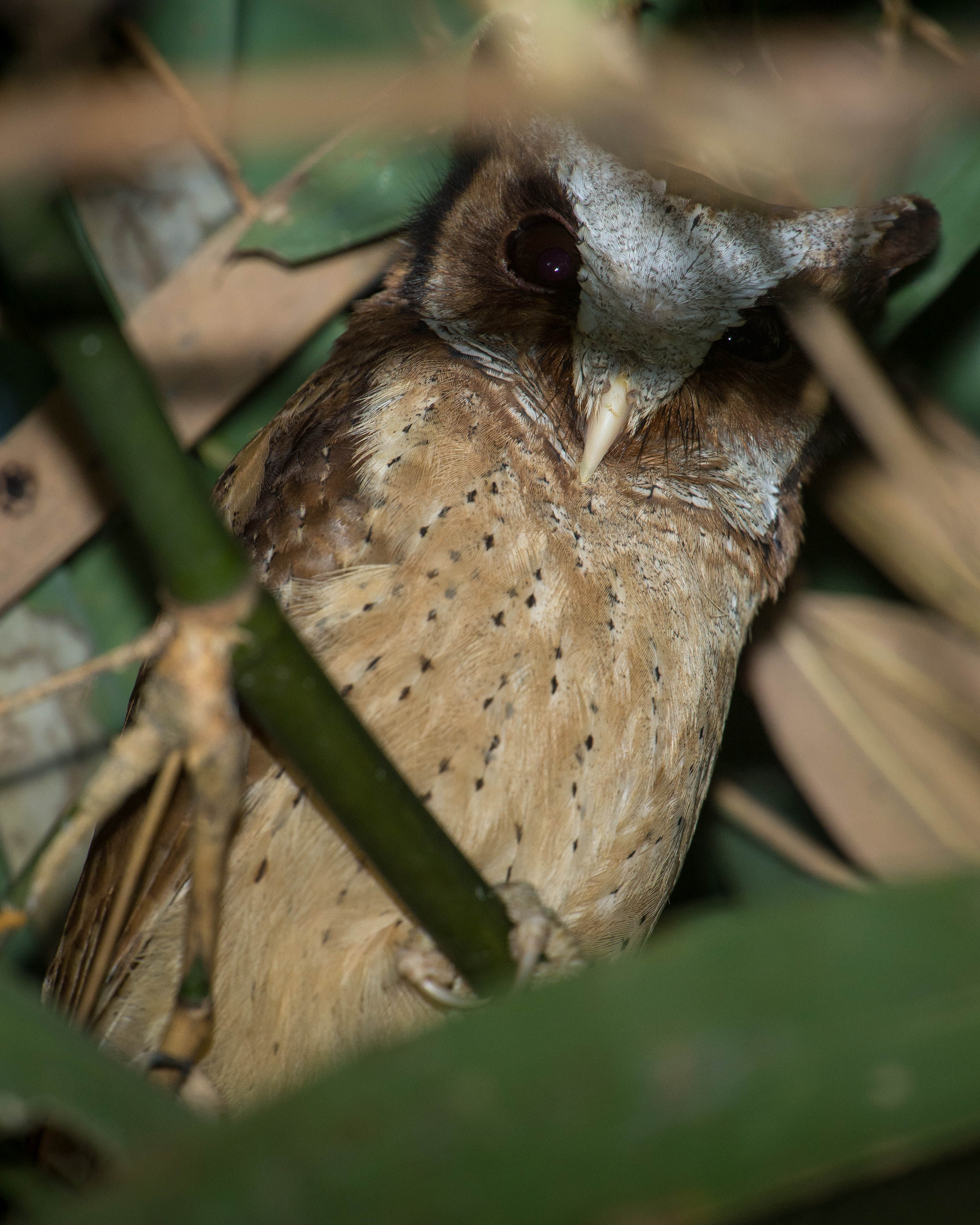
Petit-duc à front blanc
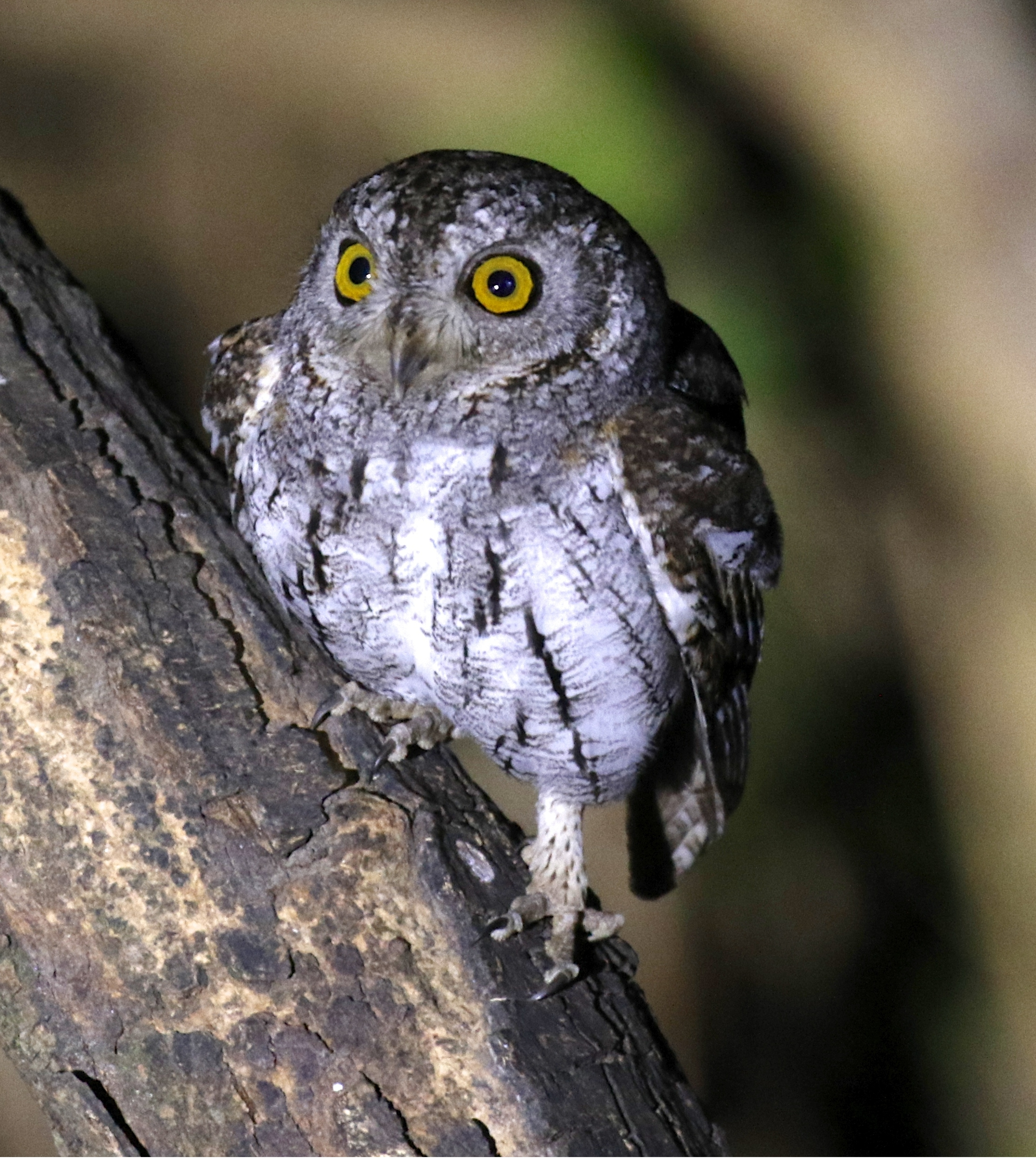
Petit-duc d'Orient
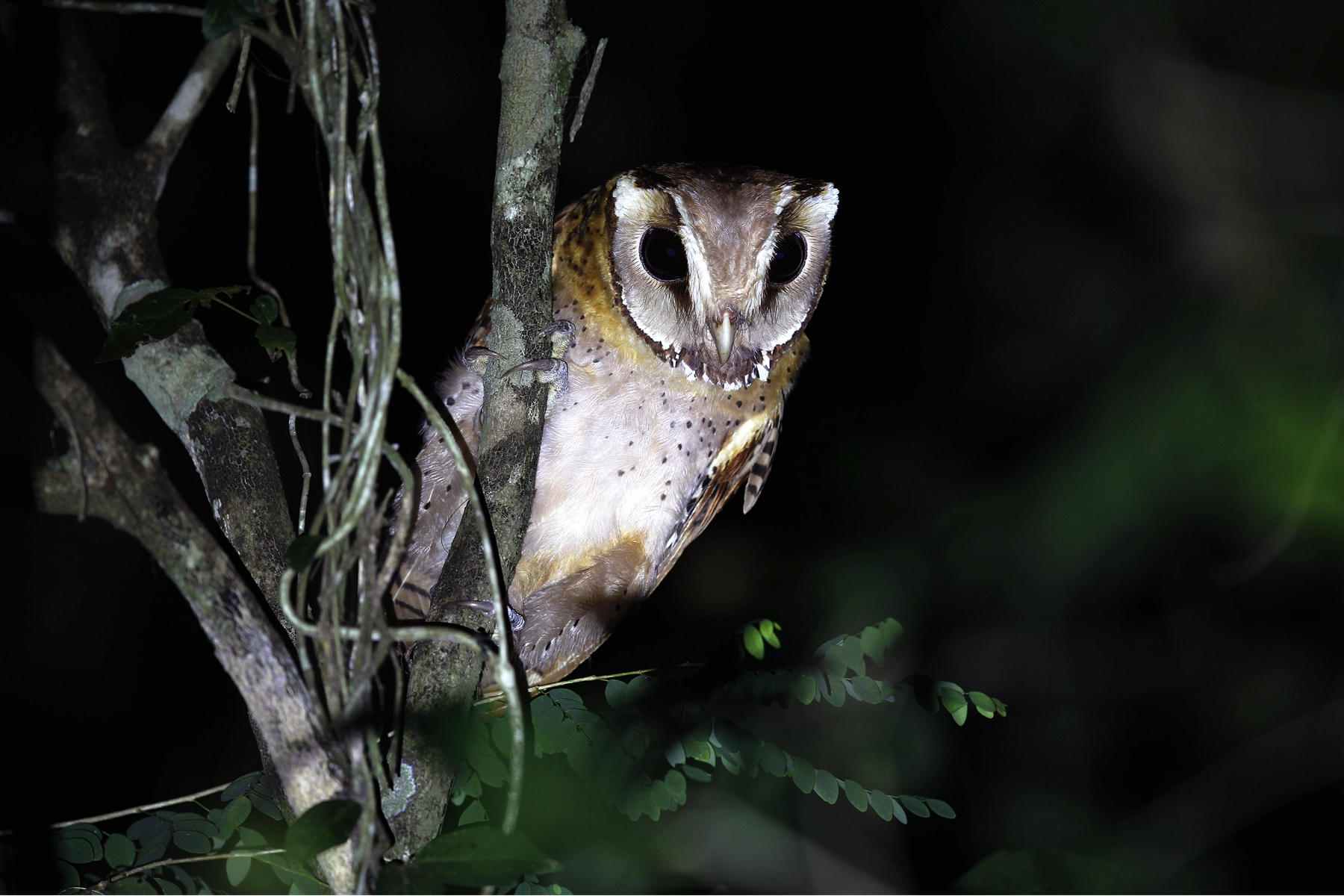
Phodile calong
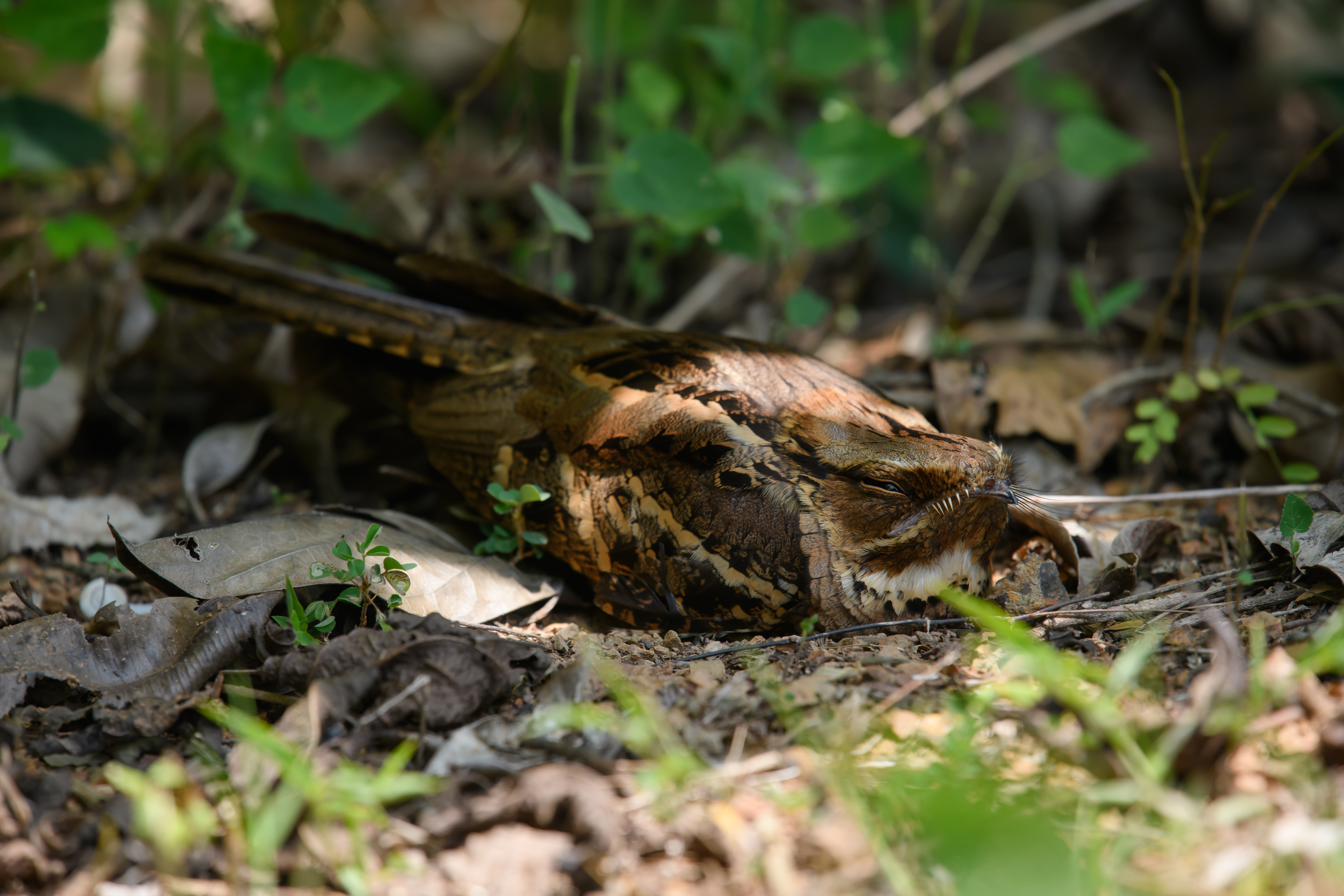
Engoulevent de Horsfield
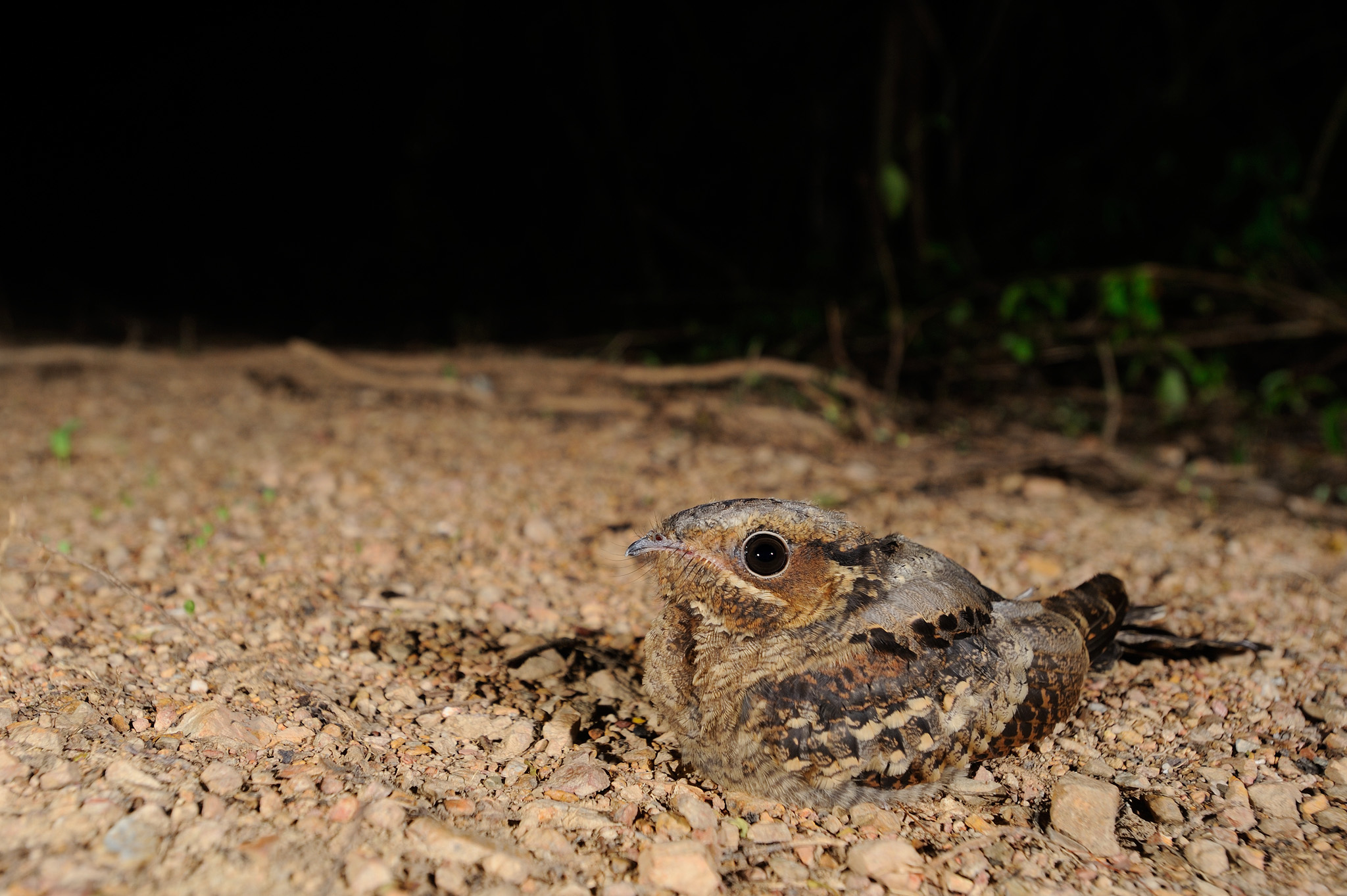
Engoulevent indien
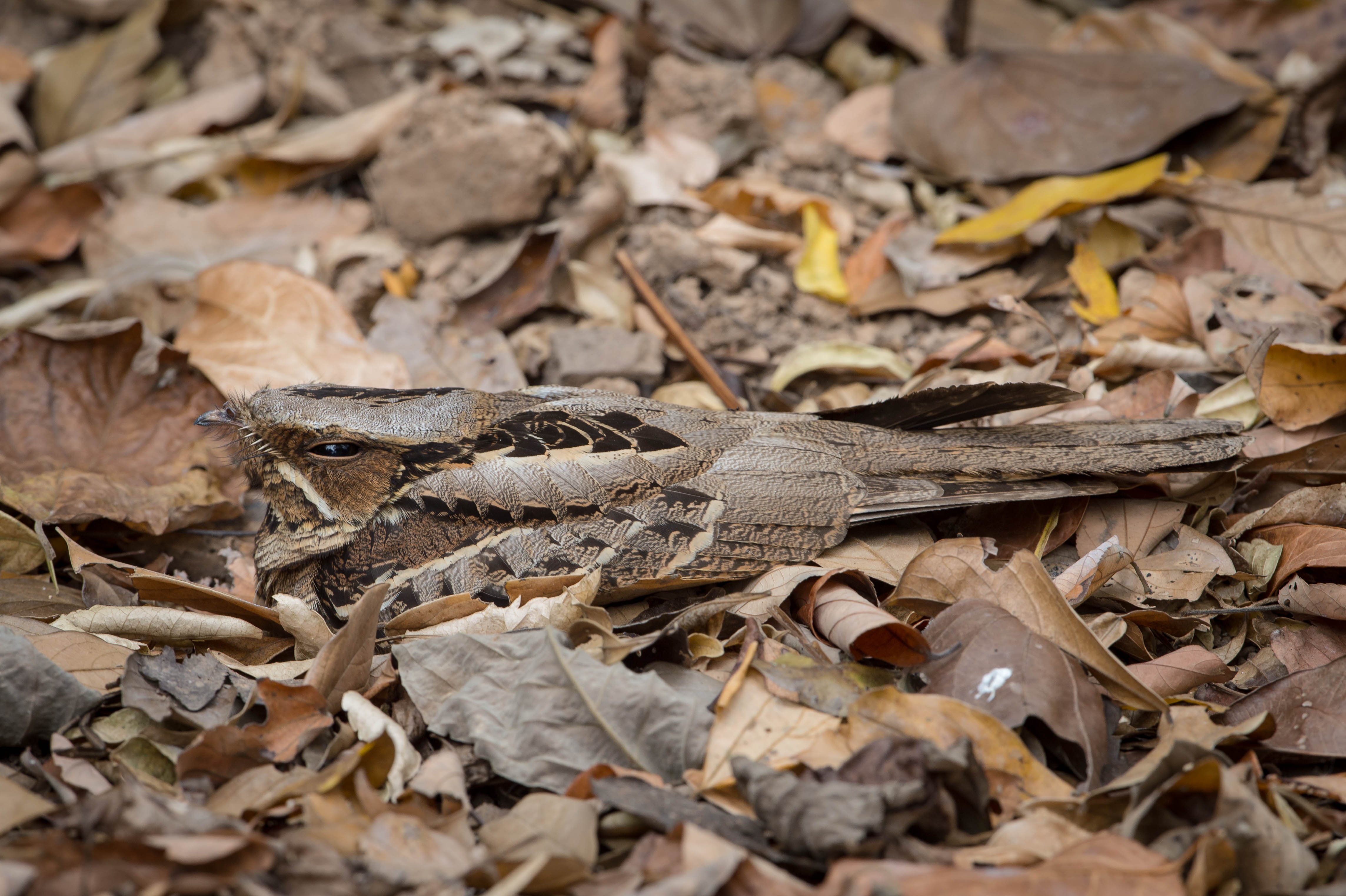
Engoulevent Jotaka

- 13 espèces de martins-pêcheurs et martins-chasseurs : martin-chasseur de Smyrne, martin-chasseur mignon, martin-chasseur violet ; martin-pêcheur pourpré … ;

Martins-chasseurs et martins-pêcheurs
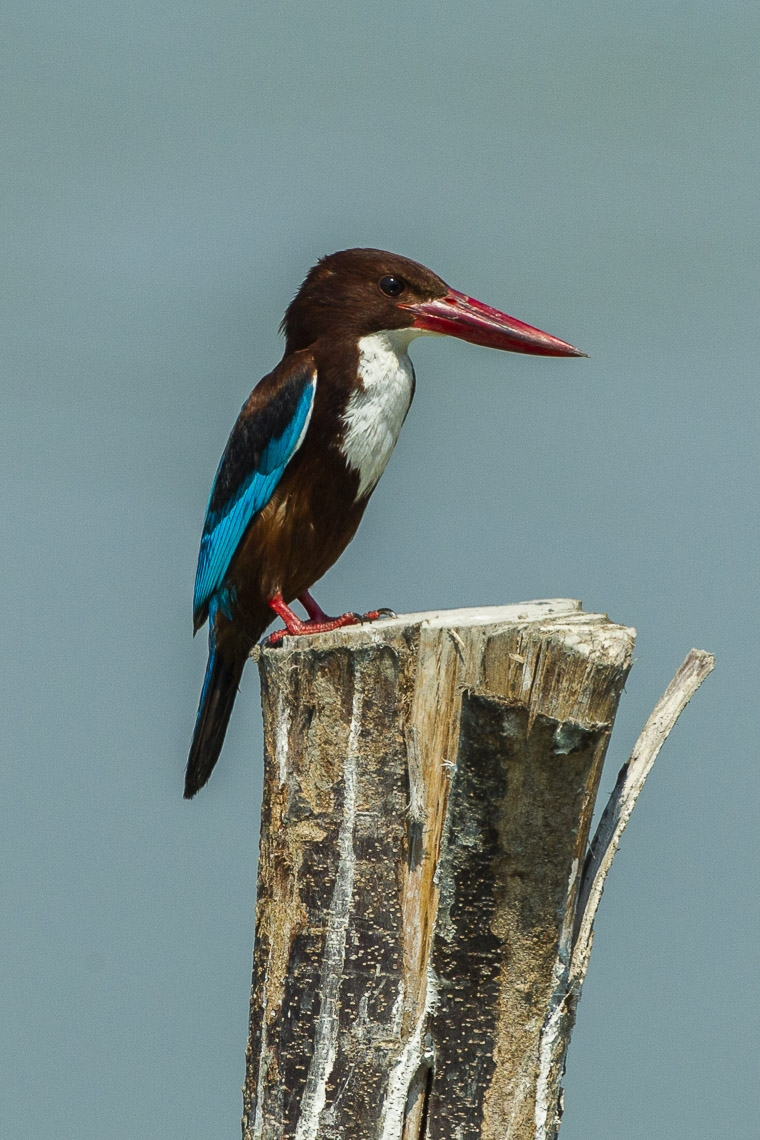
Martin-chasseur de Smyrne
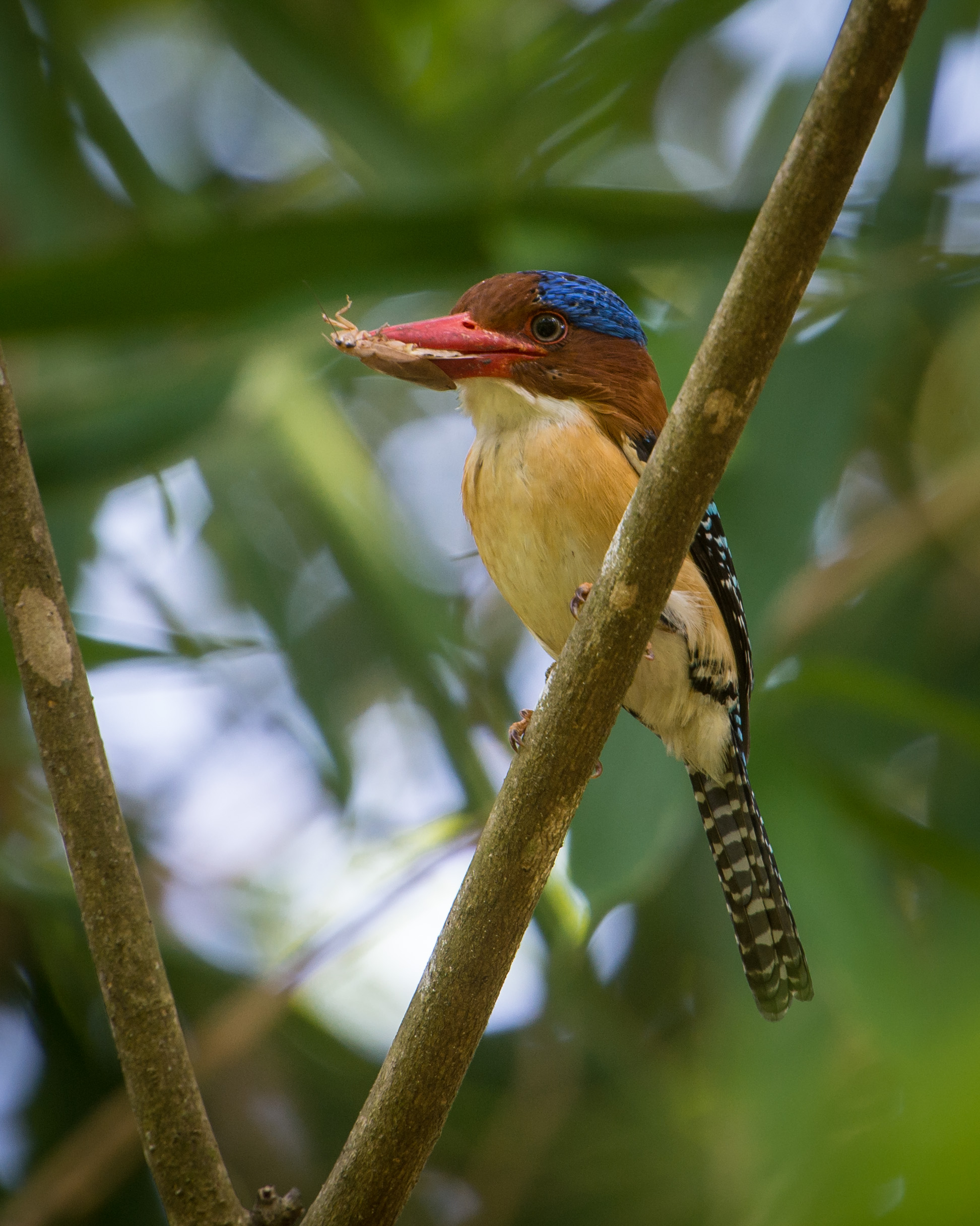
Martin-chasseur mignon (mâle)
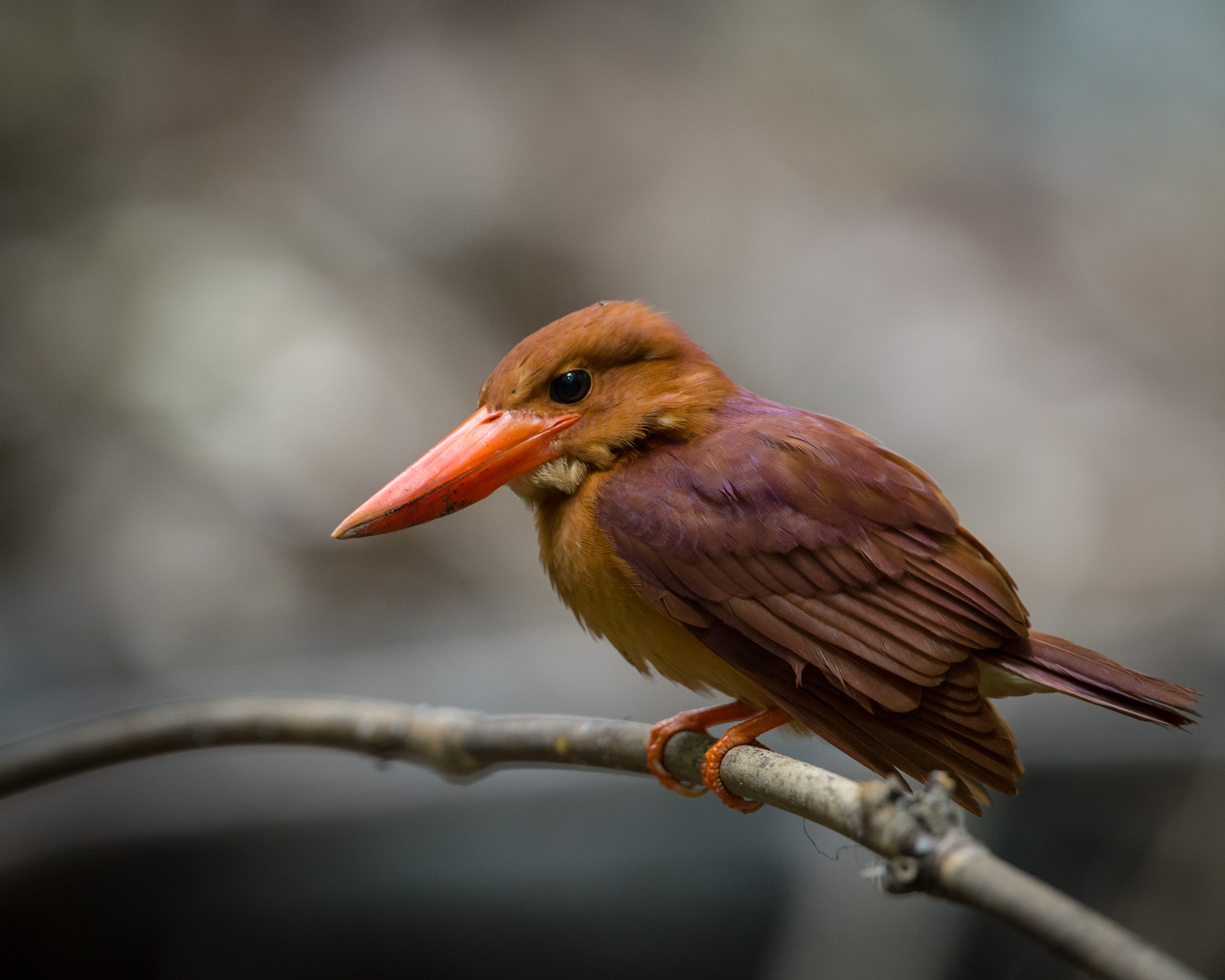
Martin-chasseur violet
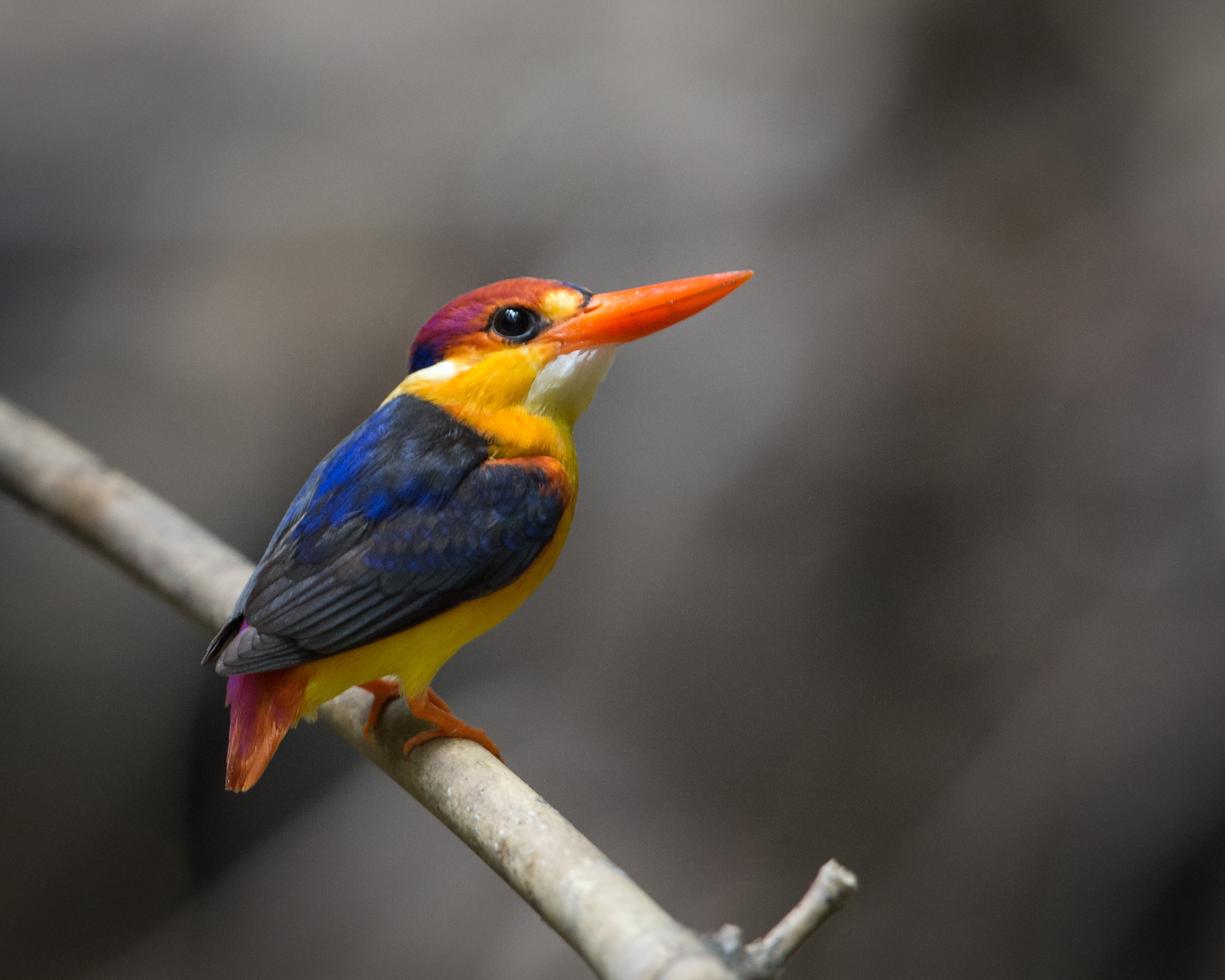
Martin-pêcheur pourpré

- 6 espèces de guêpiers : guêpier à barbe bleue, guêpier à fraise, guêpier de Leschenault … ;
- 7 espèces de calaos : calao bicorne, calao brun, calao pie … ;
- 9 espèces de barbus : barbu à plastron rouge, barbu géant, barbu grivelé, barbu rayé …

Guêpiers, Calaos et Barbus
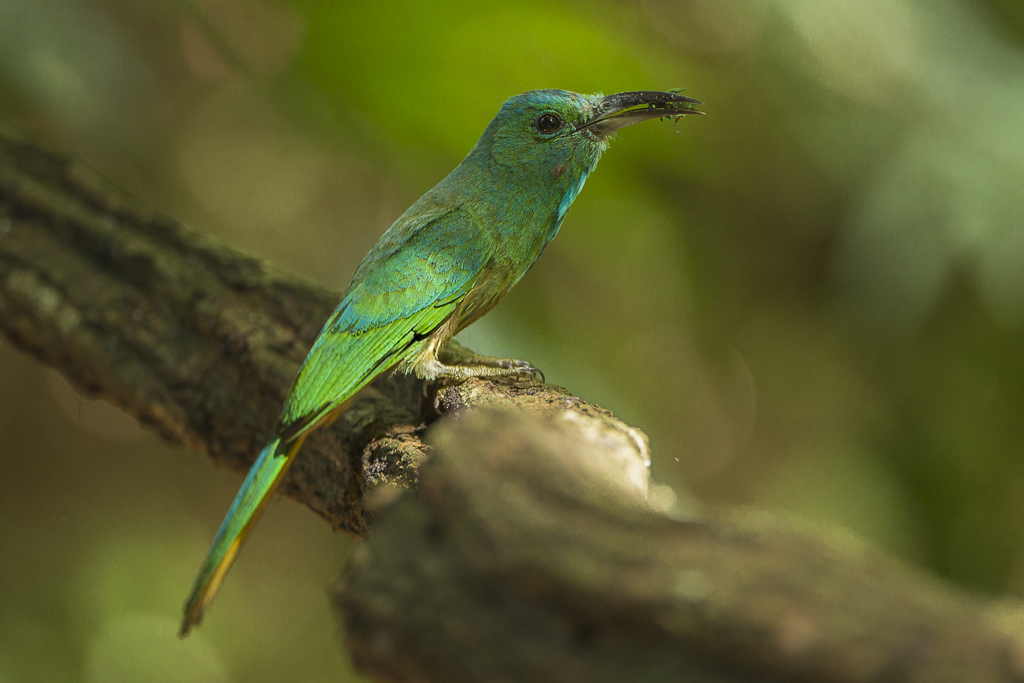
Guêpier à barbe bleue
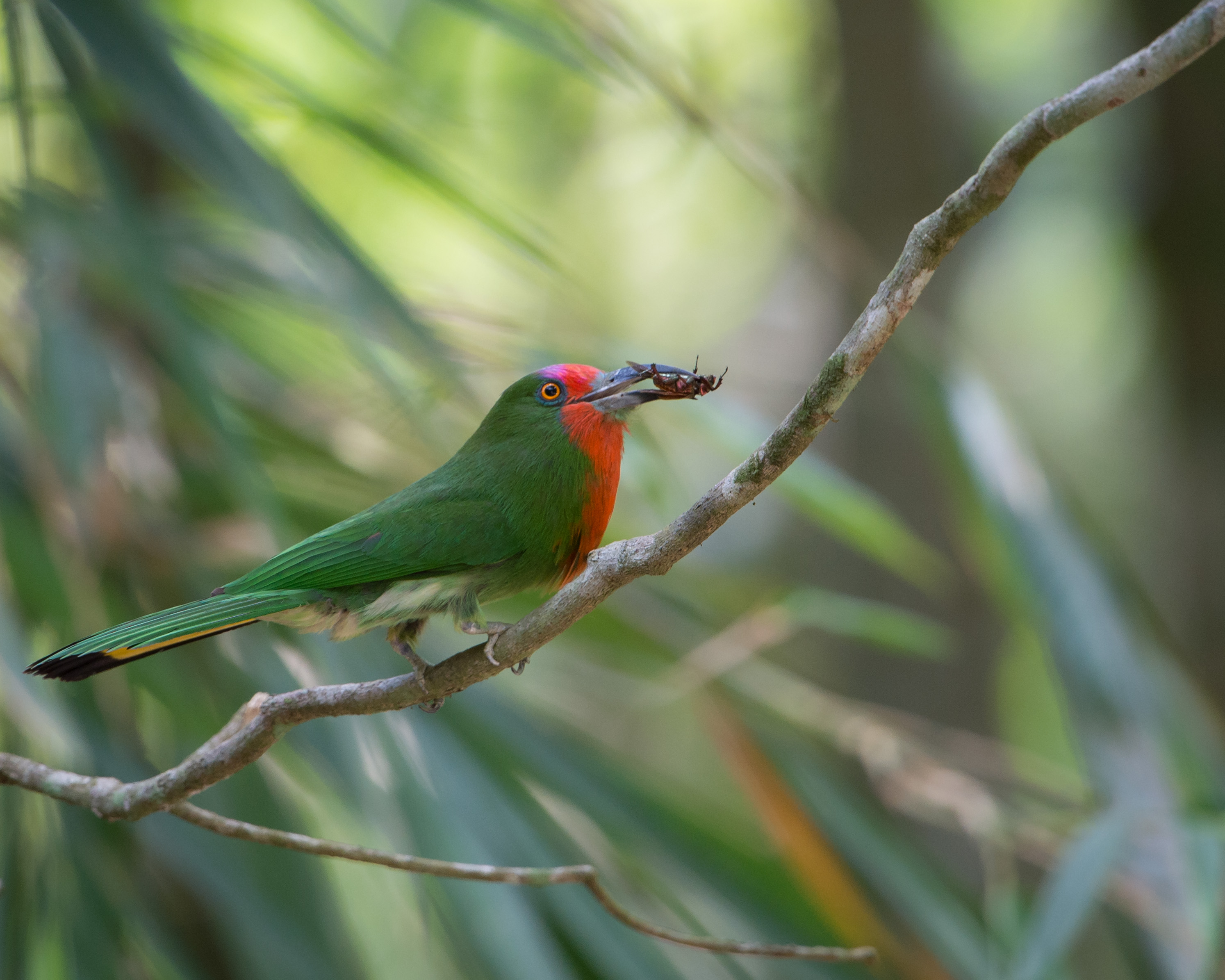
Guêpier à fraise (femelle)
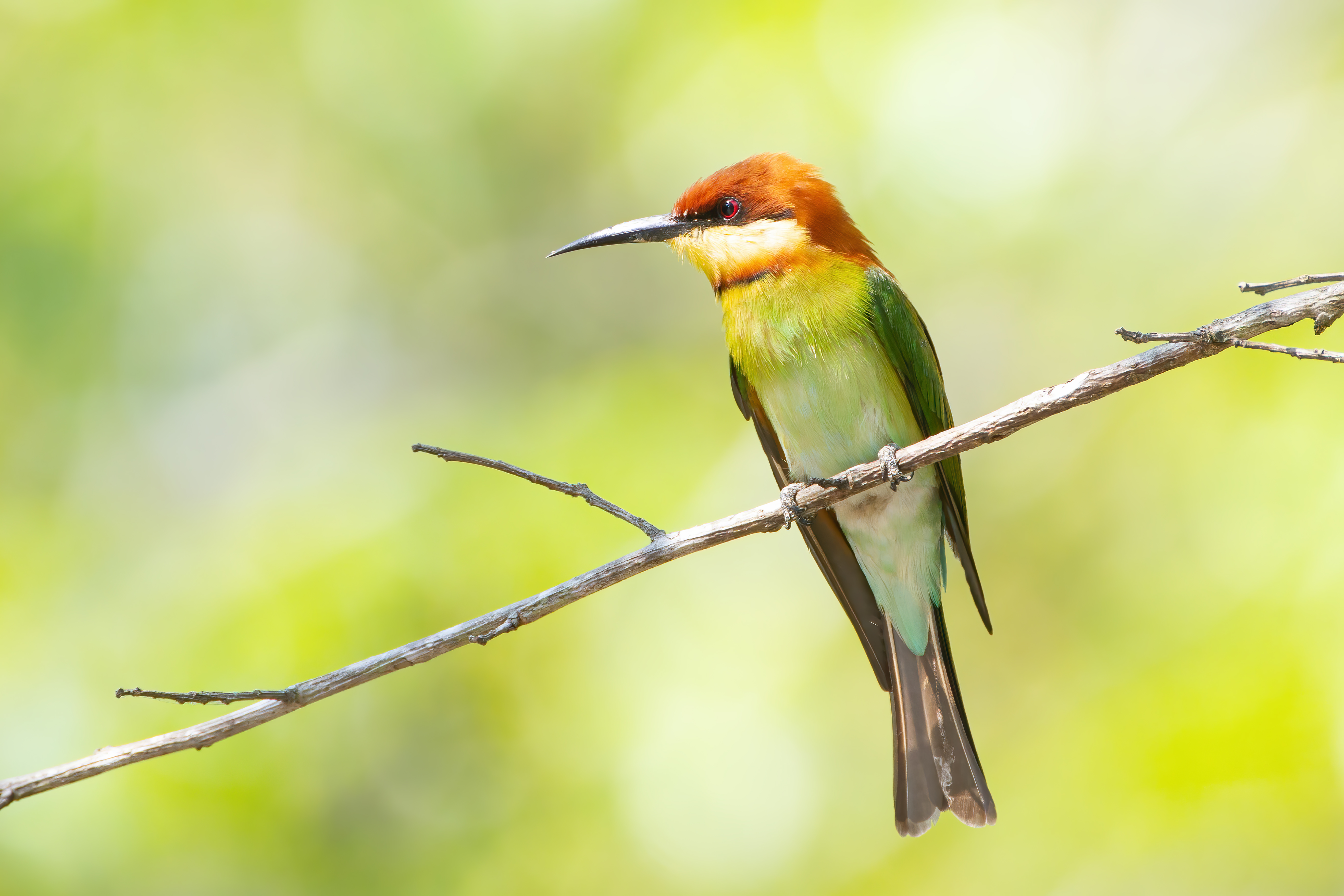
Guêpier de Leschenault
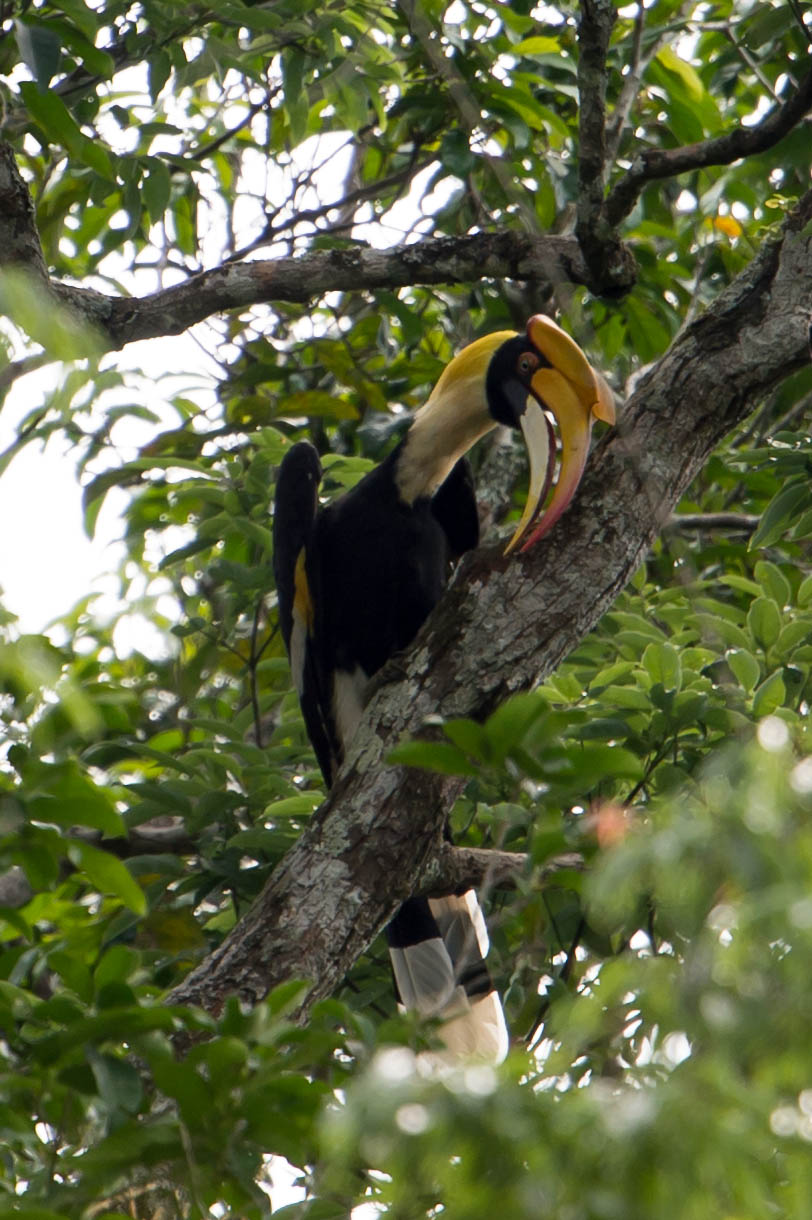
Calao bicorne
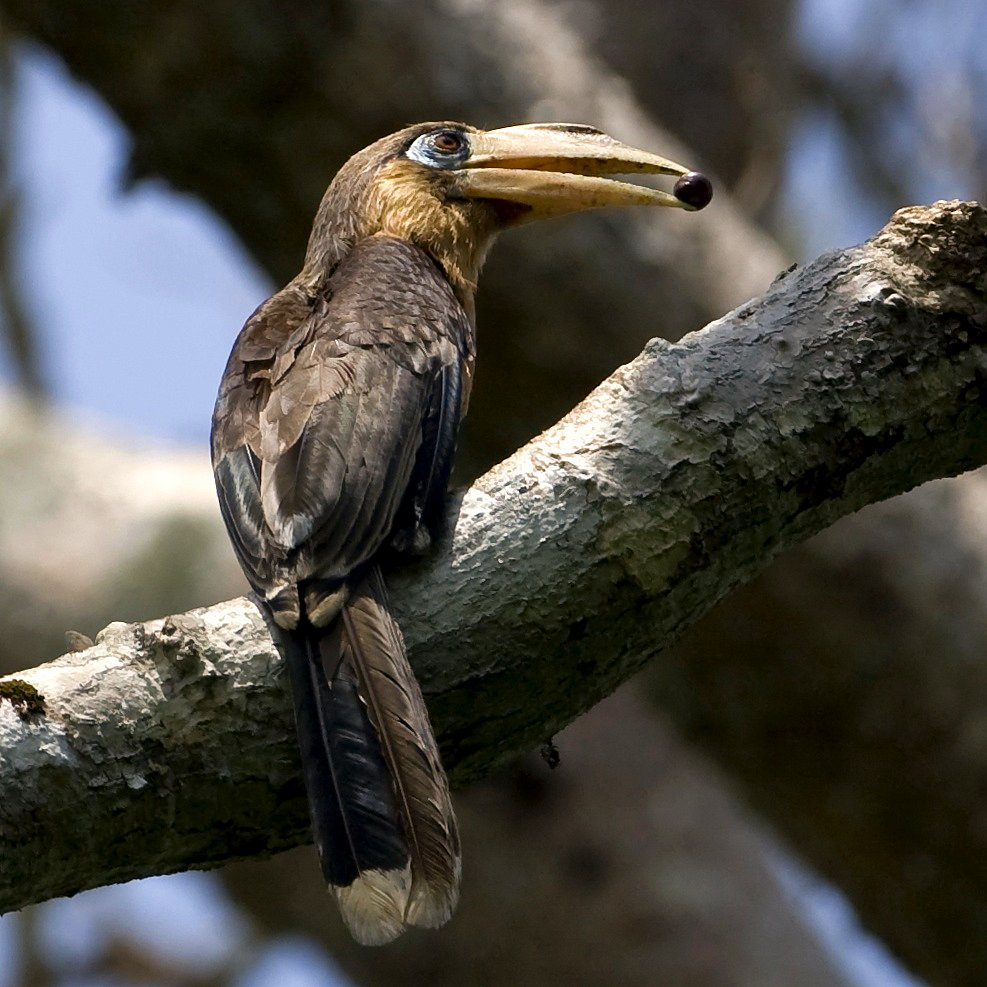
Calao brun
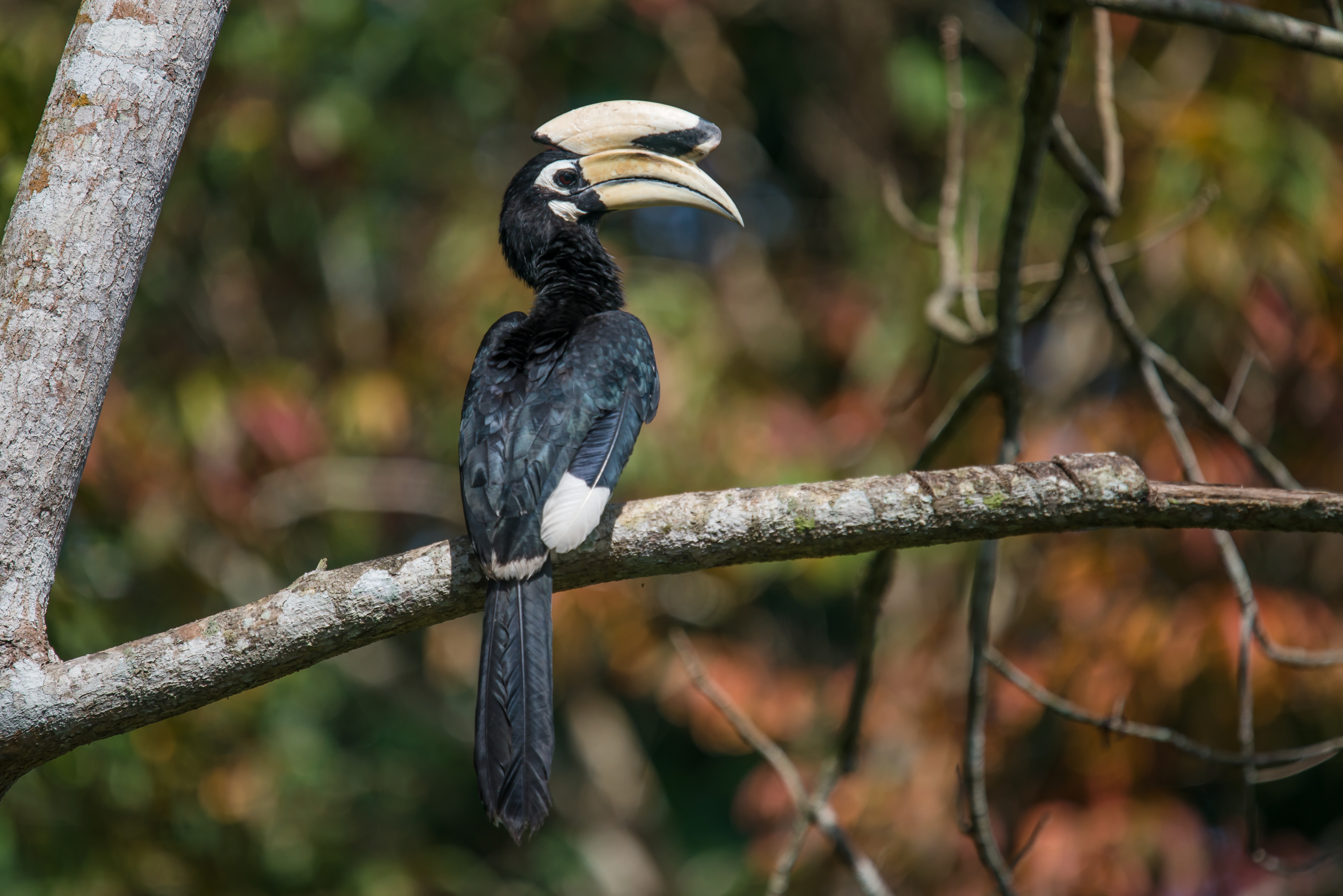
Calao pie
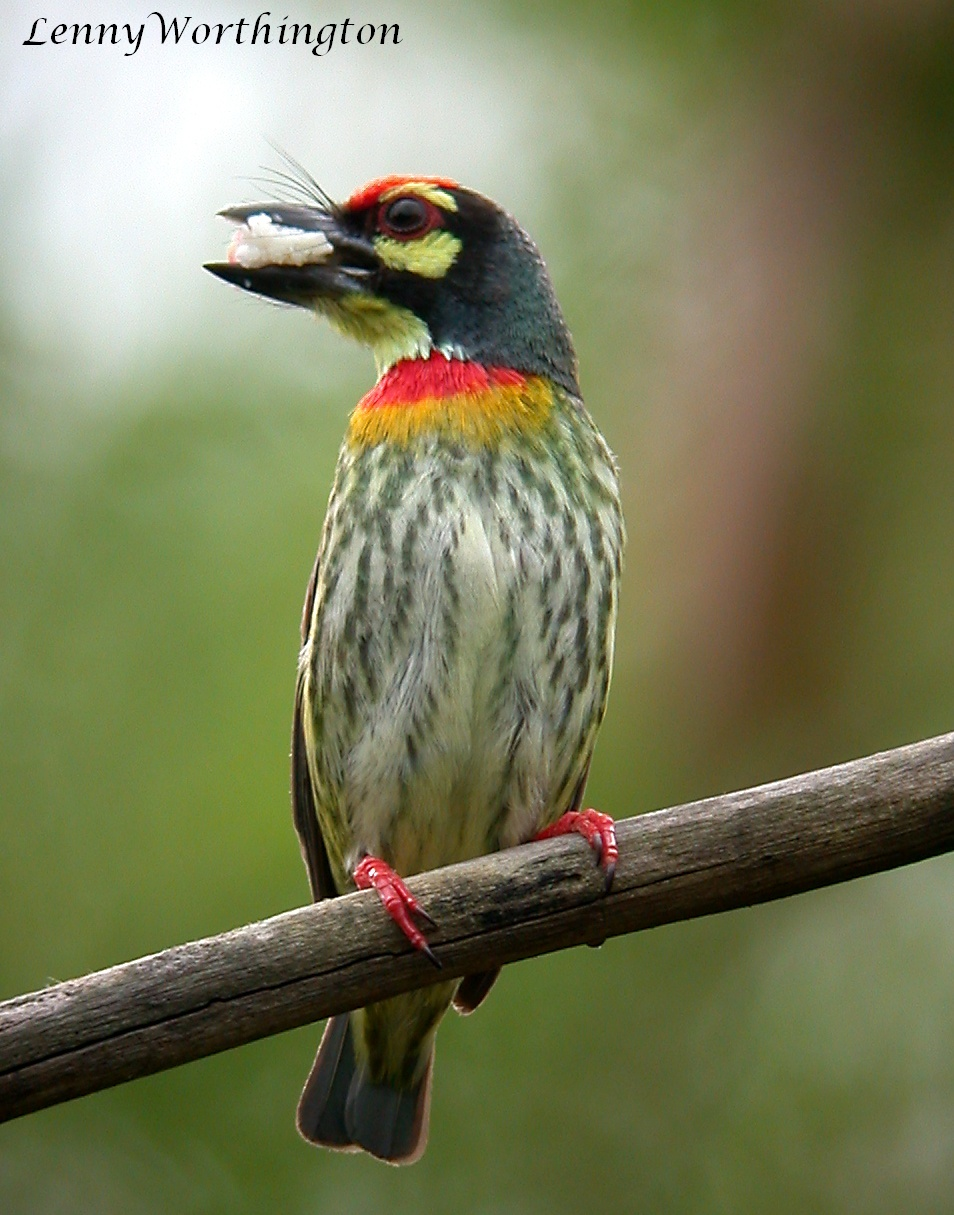
Barbu à plastron rouge
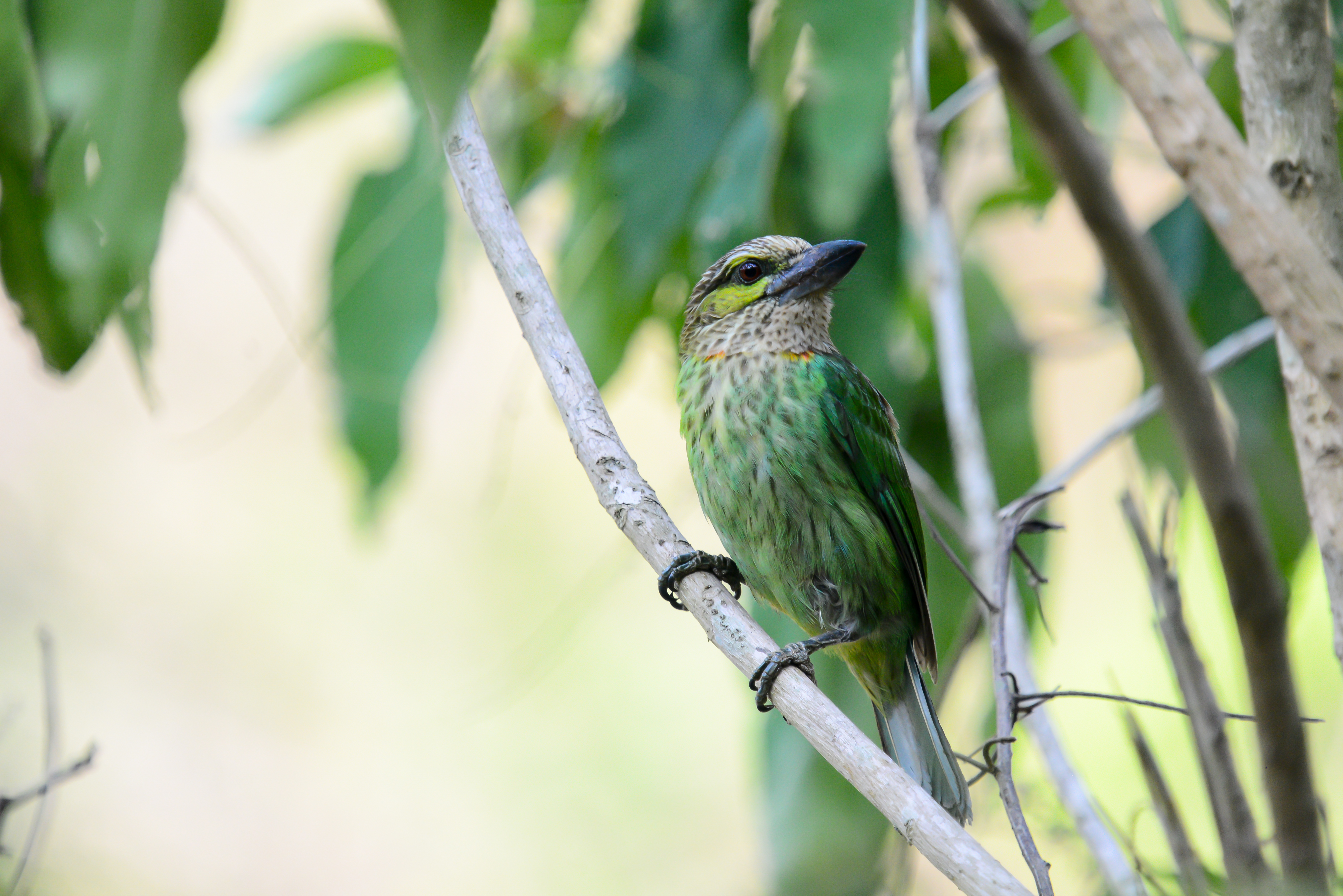
Barbu grivelé
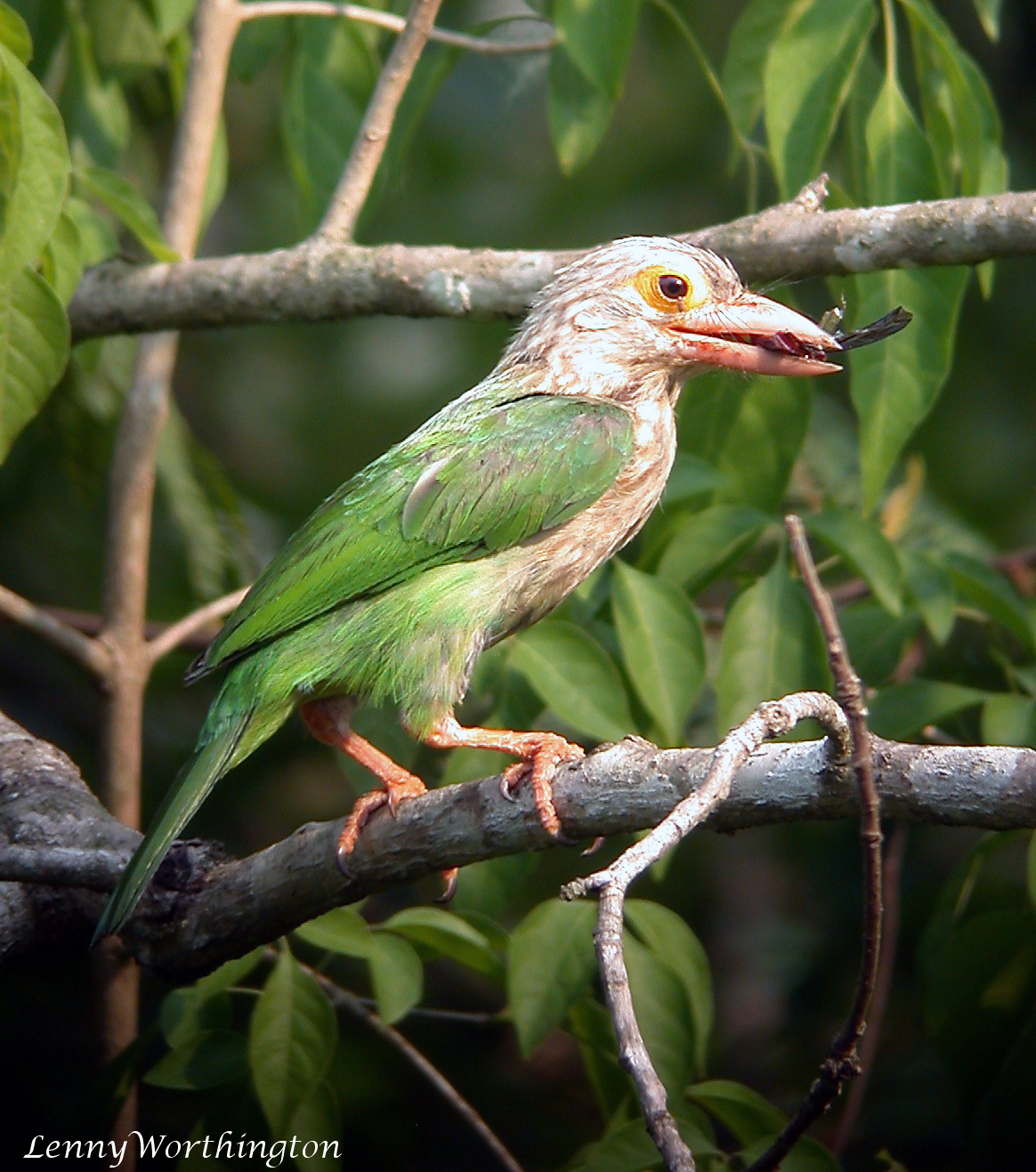
Barbu rayé

- 27 espèces de pics : pic à dos rouge, pic à nuque jaune, pic à tête noire, pic canente, pic cendré, pic médiastin, pic strihup … ;

Pics
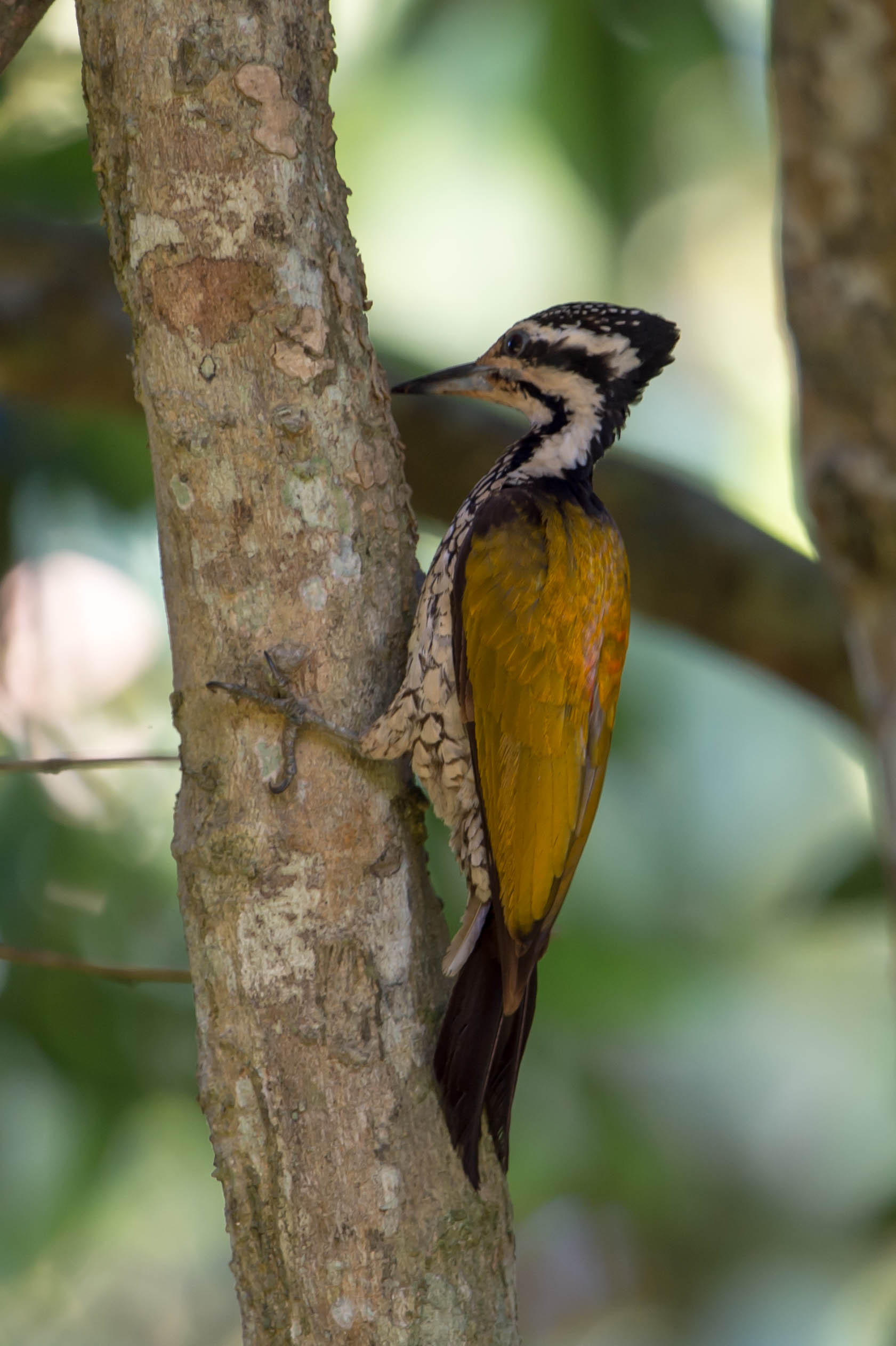
Pic à dos rouge (femelle)
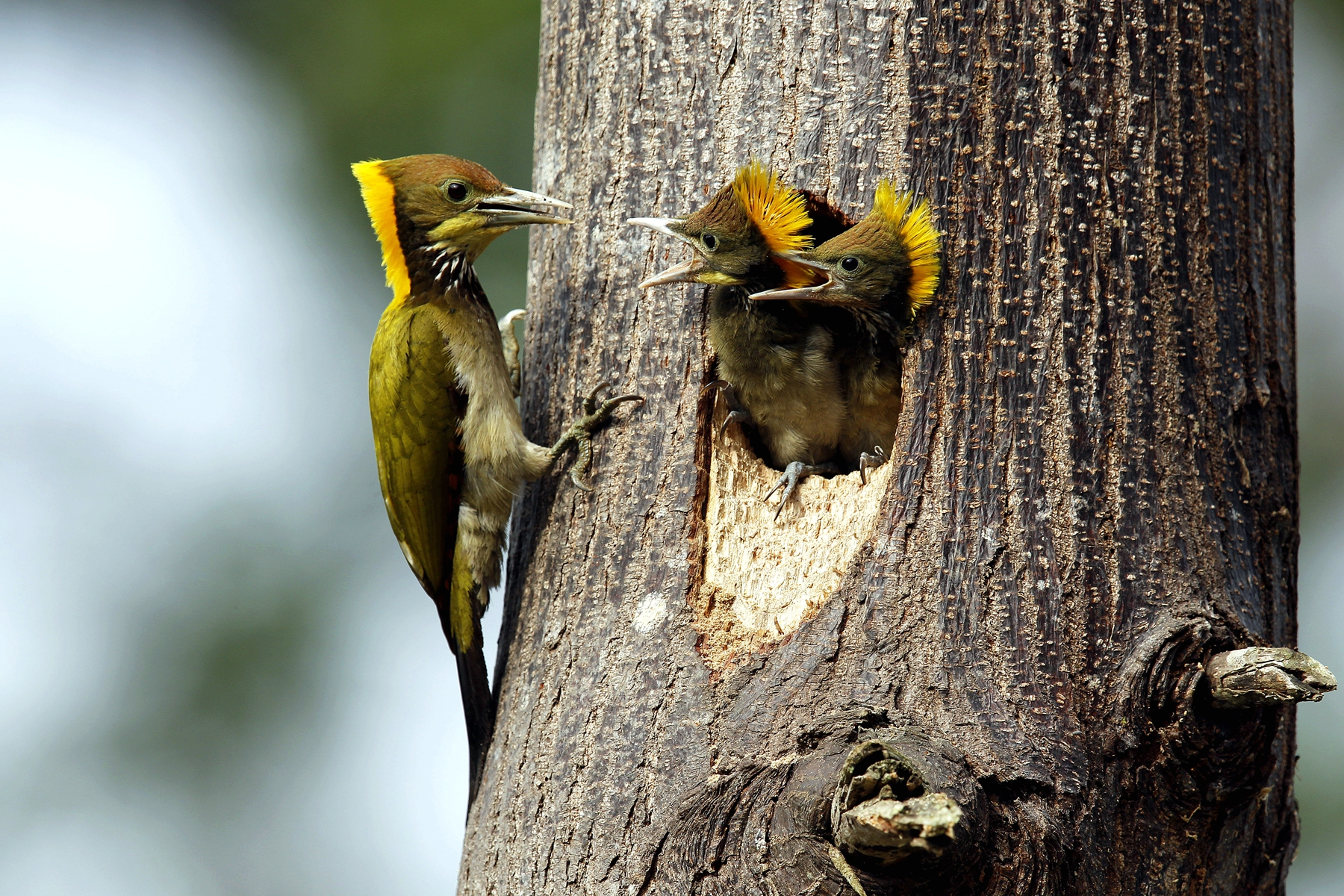
Pics à nuque jaune
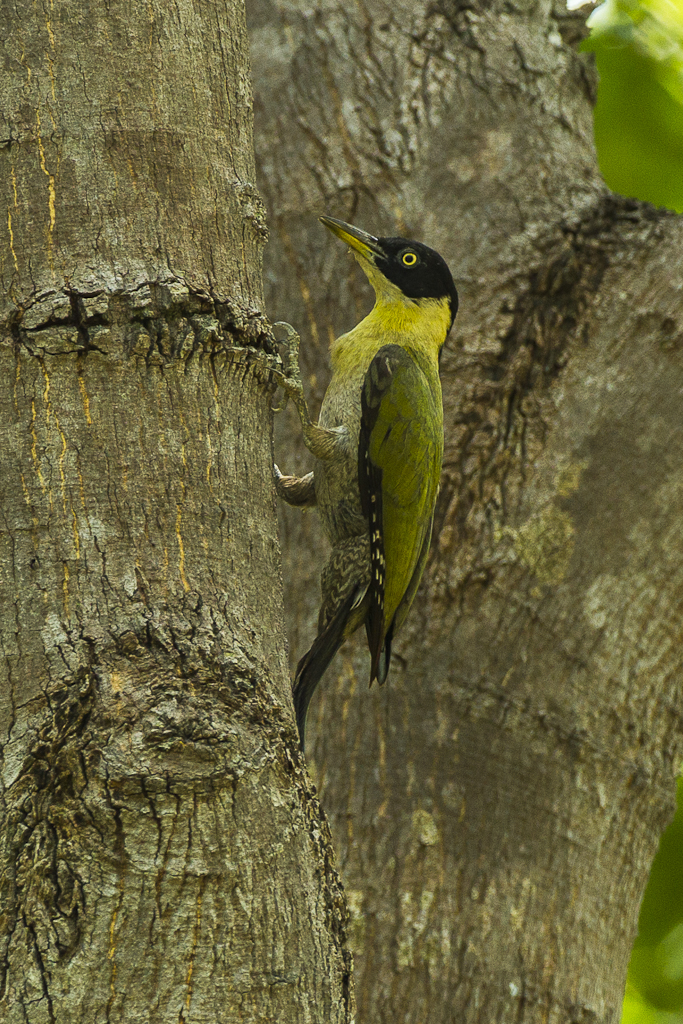
Pic à tête noire
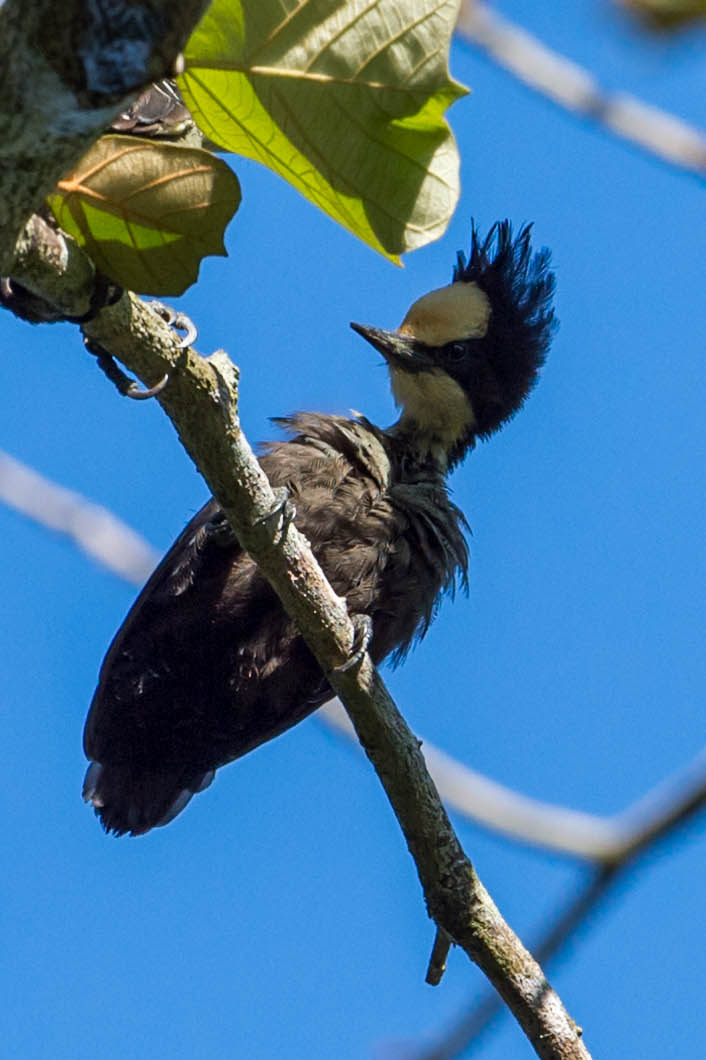
Pic canente (femelle)
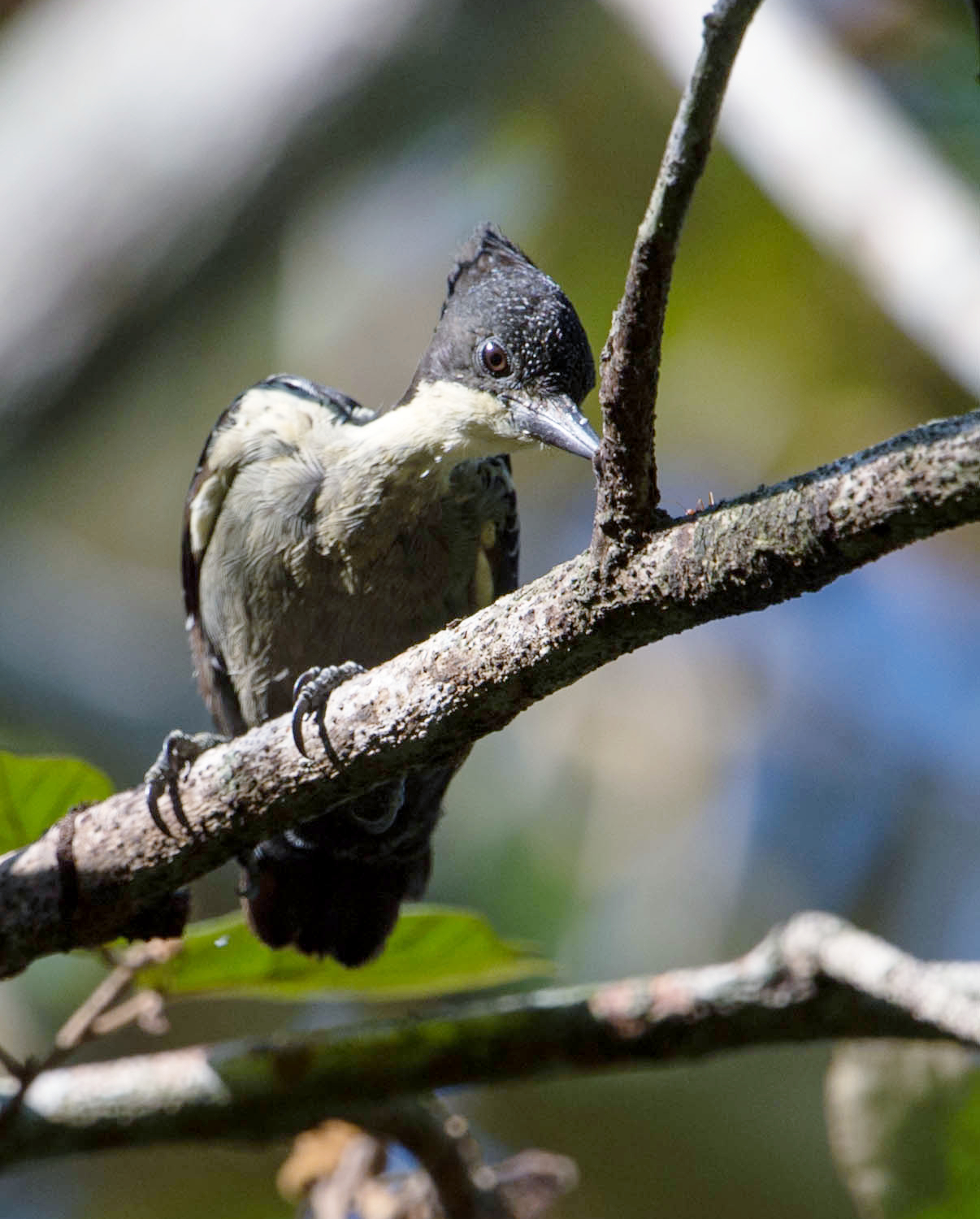
Pic canente (mâle)
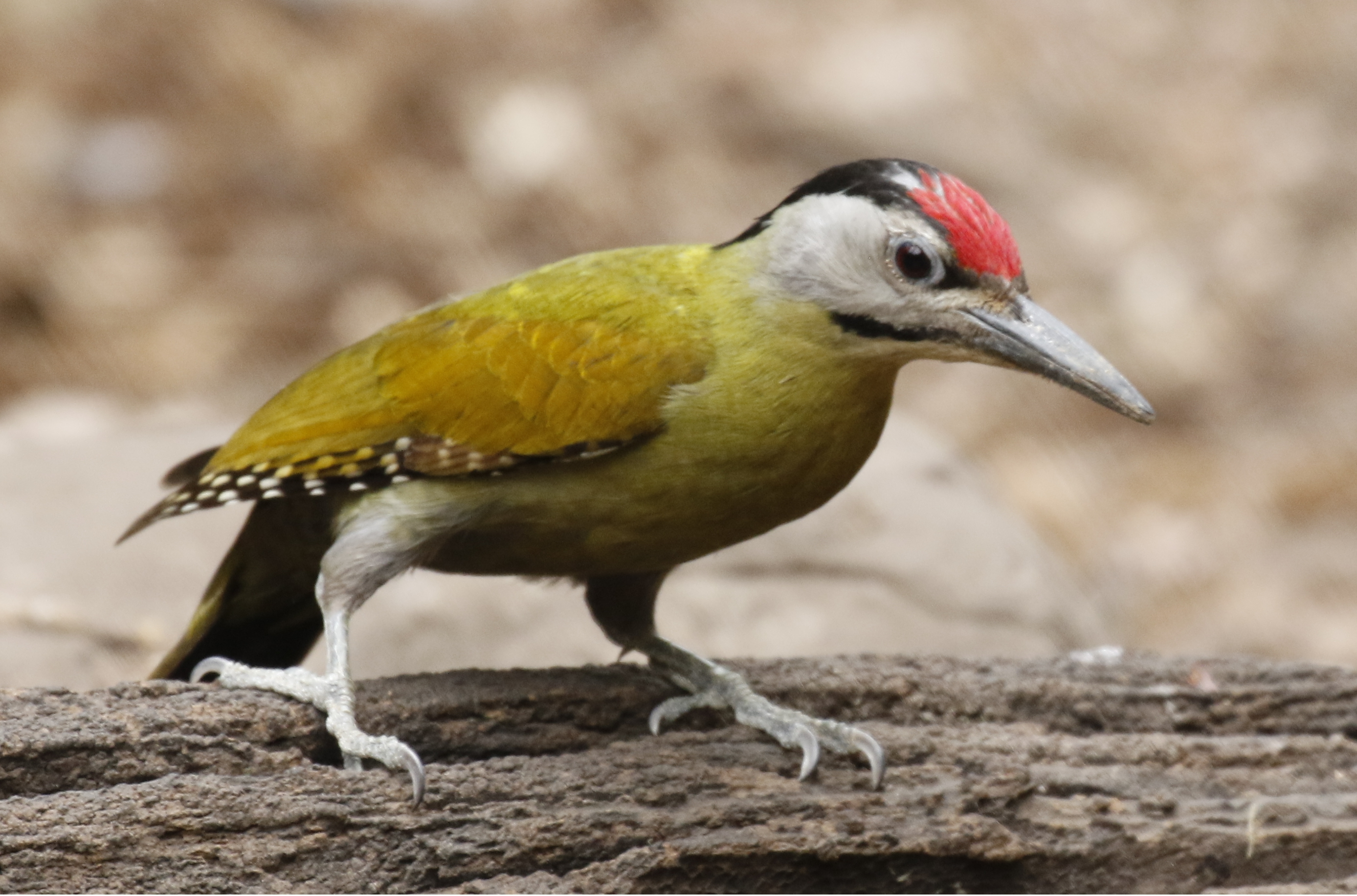
Pic cendré
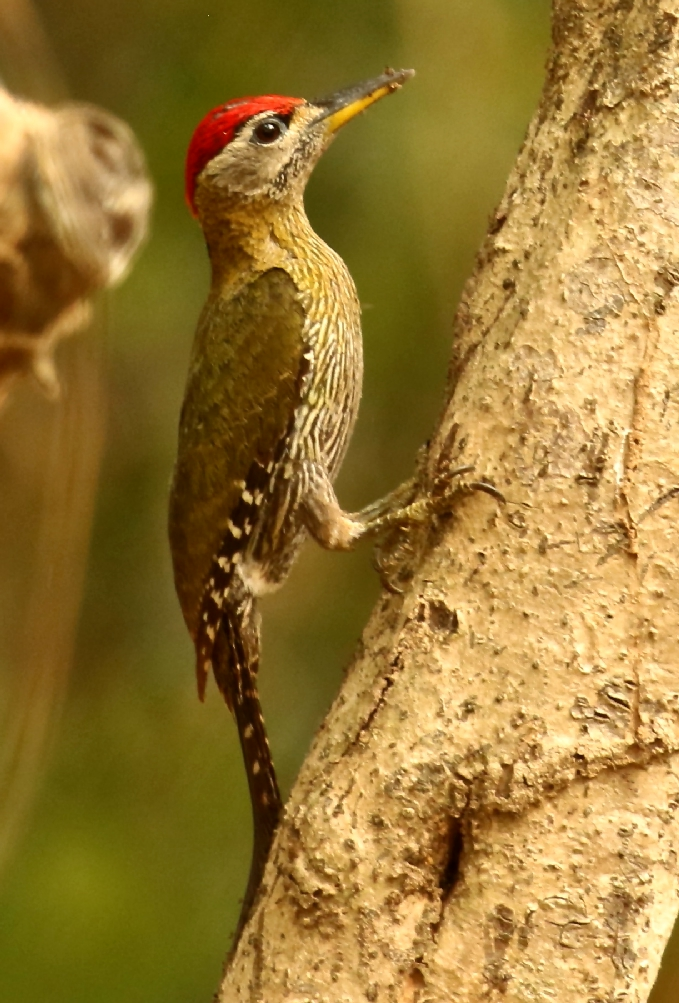
Pic médiastin
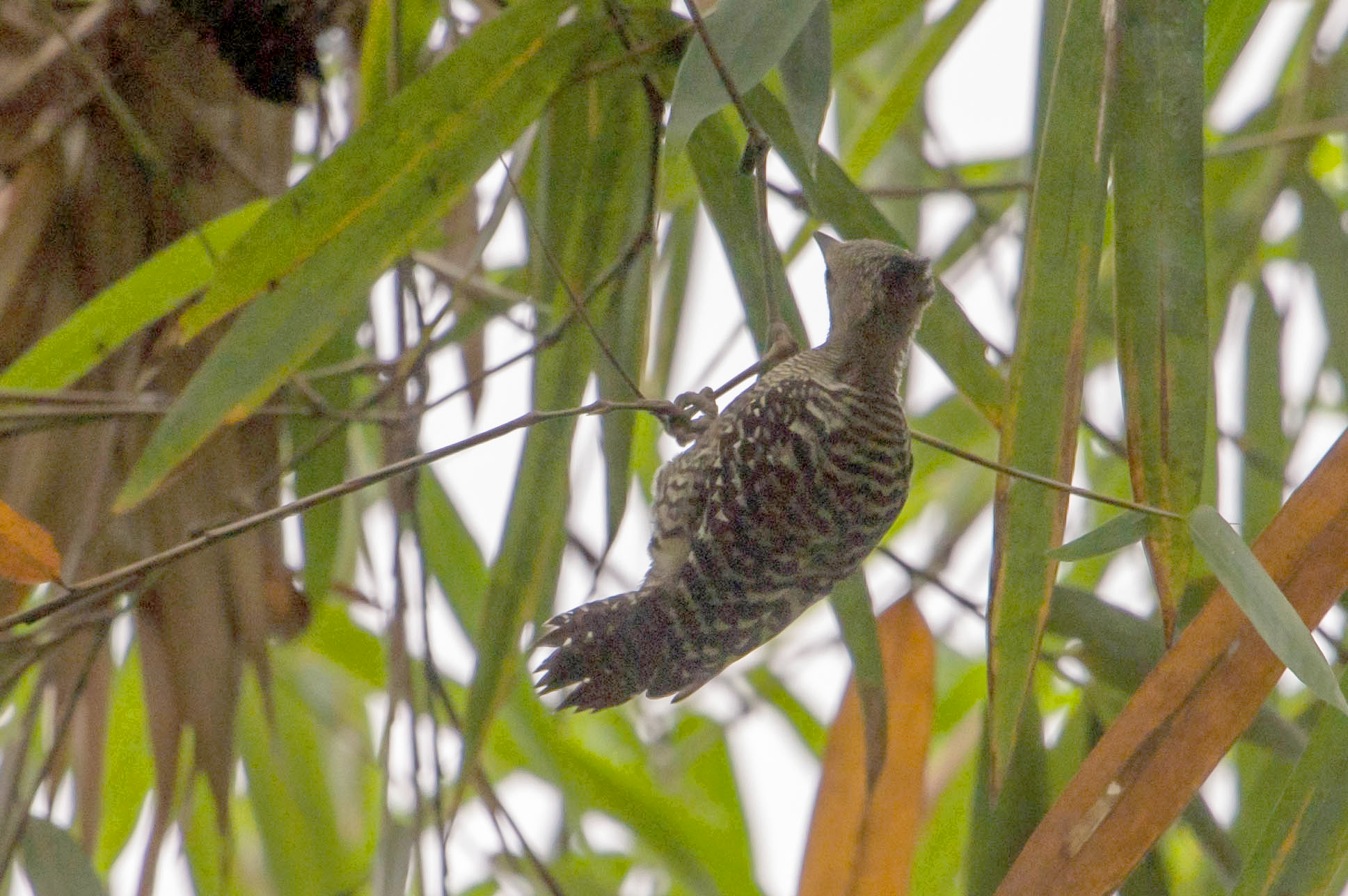
Pic strihup

- et encore d'autres espèces : râle à poitrine blanche ; jacana bronzé (jacana indien) ; échasse blanche ;  vanneau indien ; loricule des Indes (coryllis vernal) ; trogon à poitrine jaune ; rollier indochinois (coracias affinis) et rolle oriental etc.

Oiseaux non passereaux divers
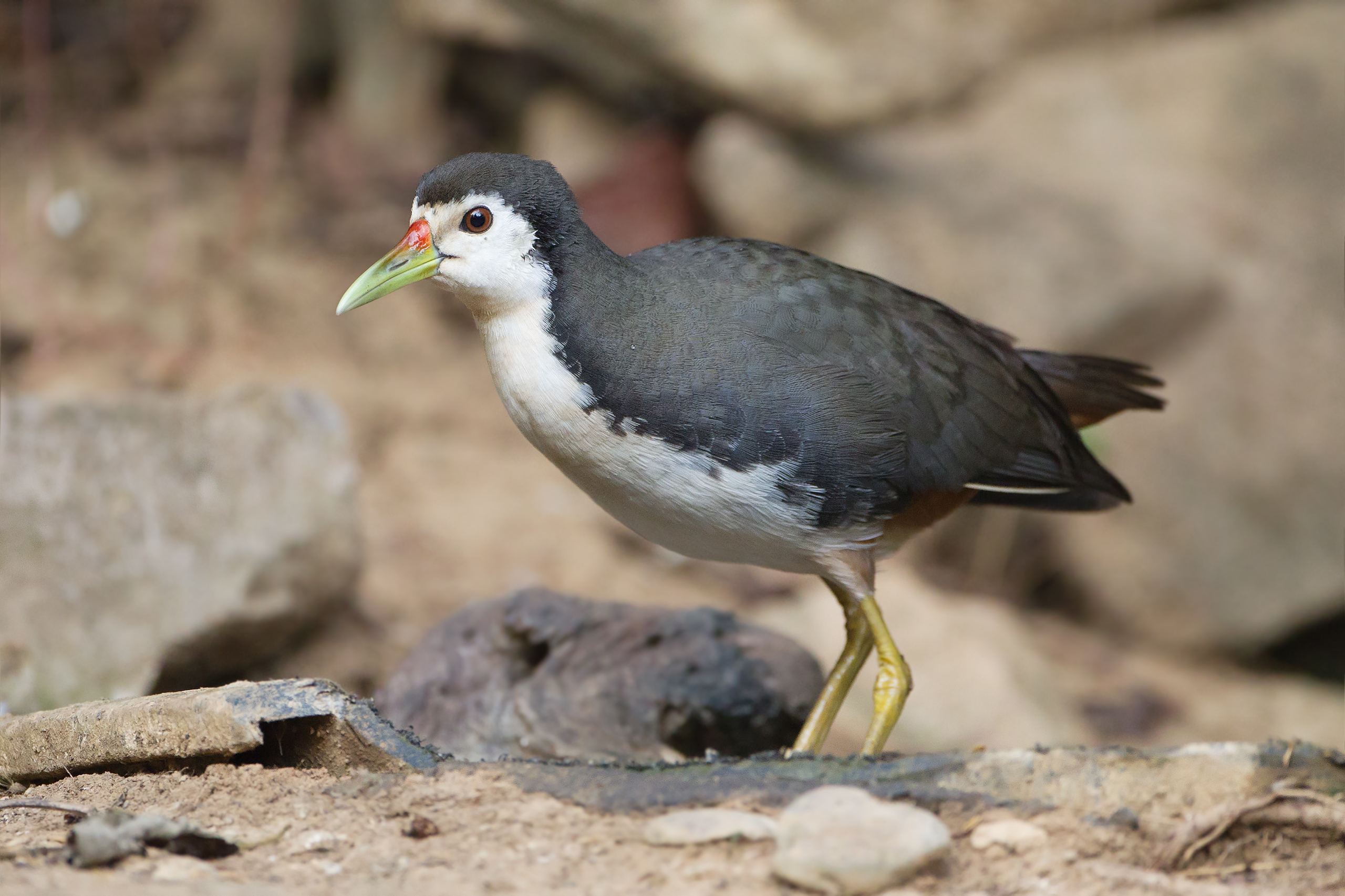
Râle à poitrine blanche
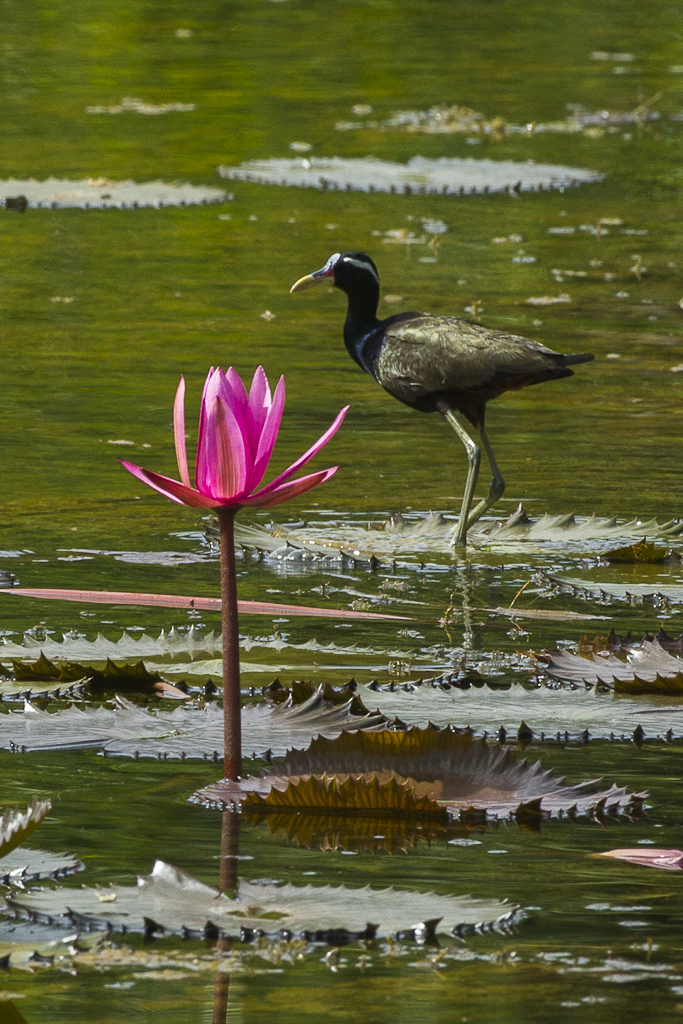
Jacana bronzé (jacana indien)
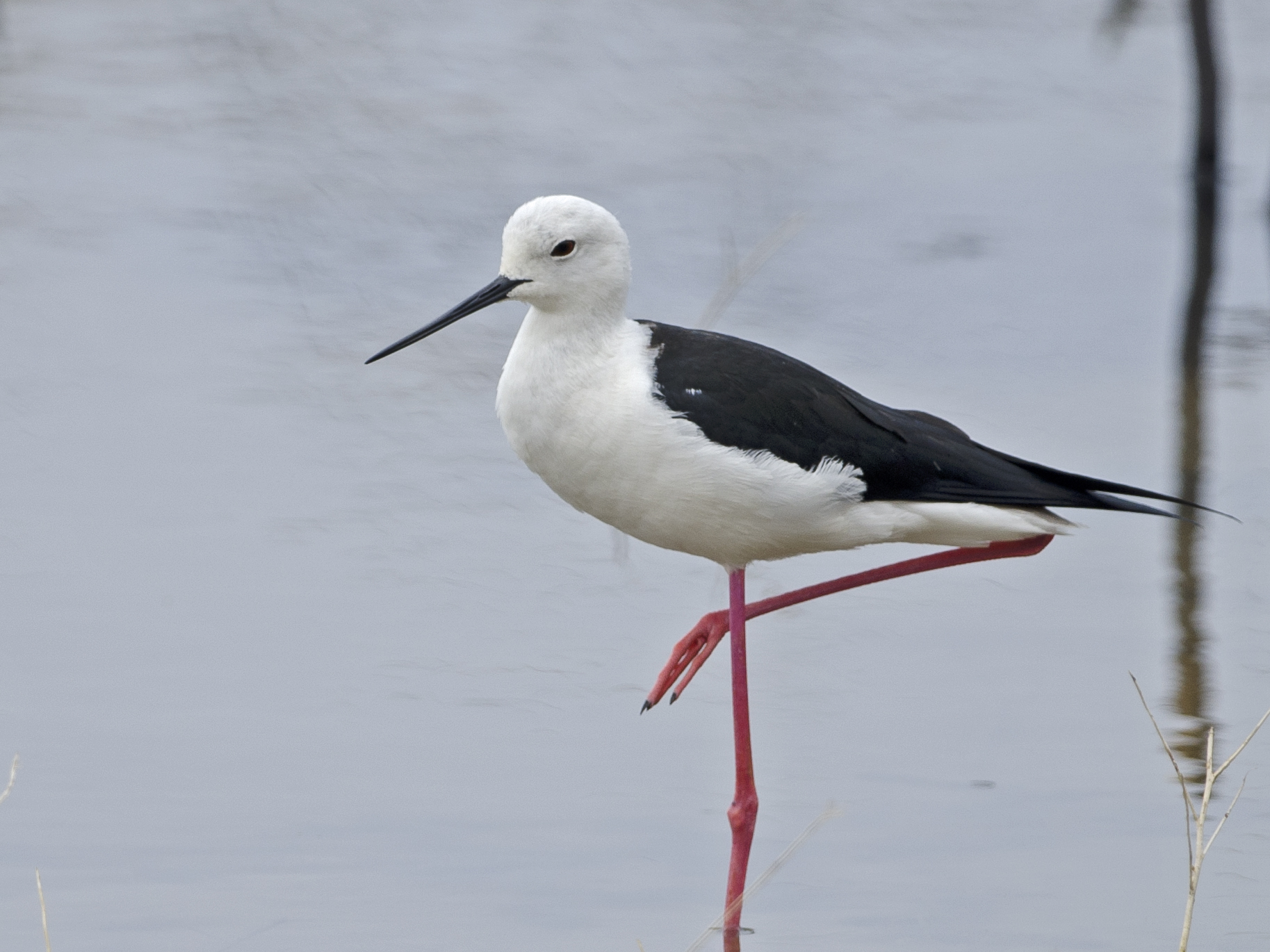
Échasse blanche
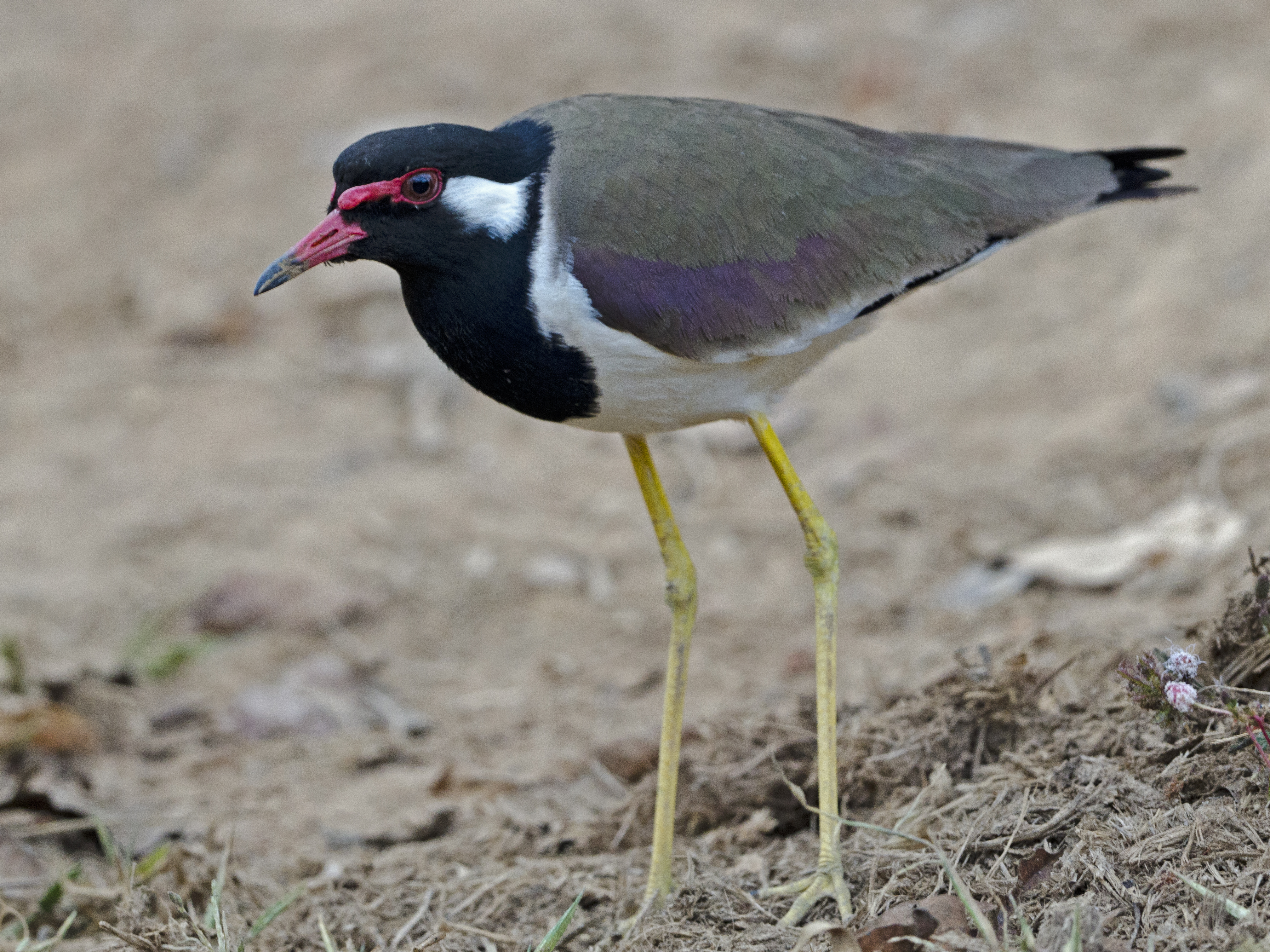
Vanneau indien
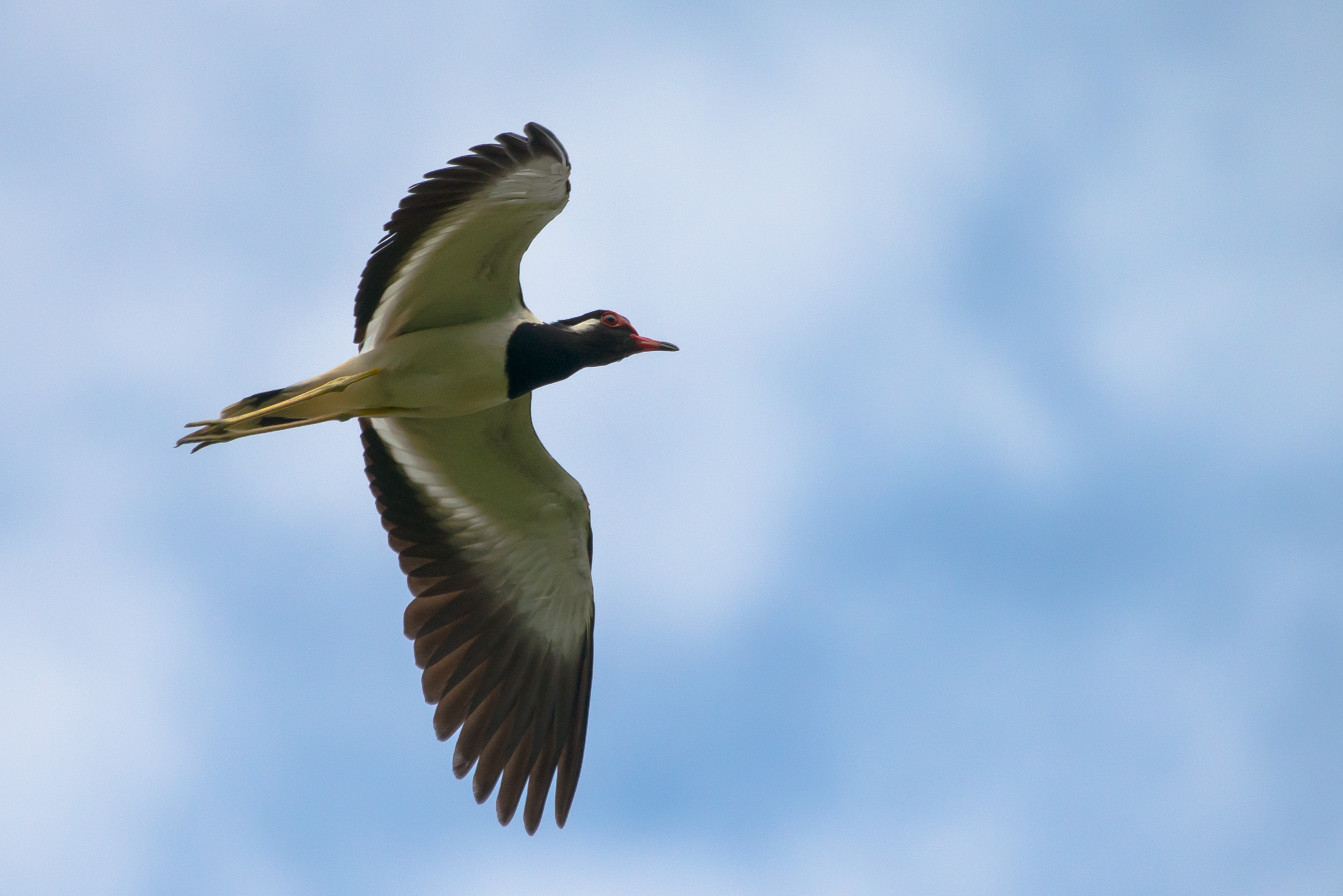
Vanneau indien en vol
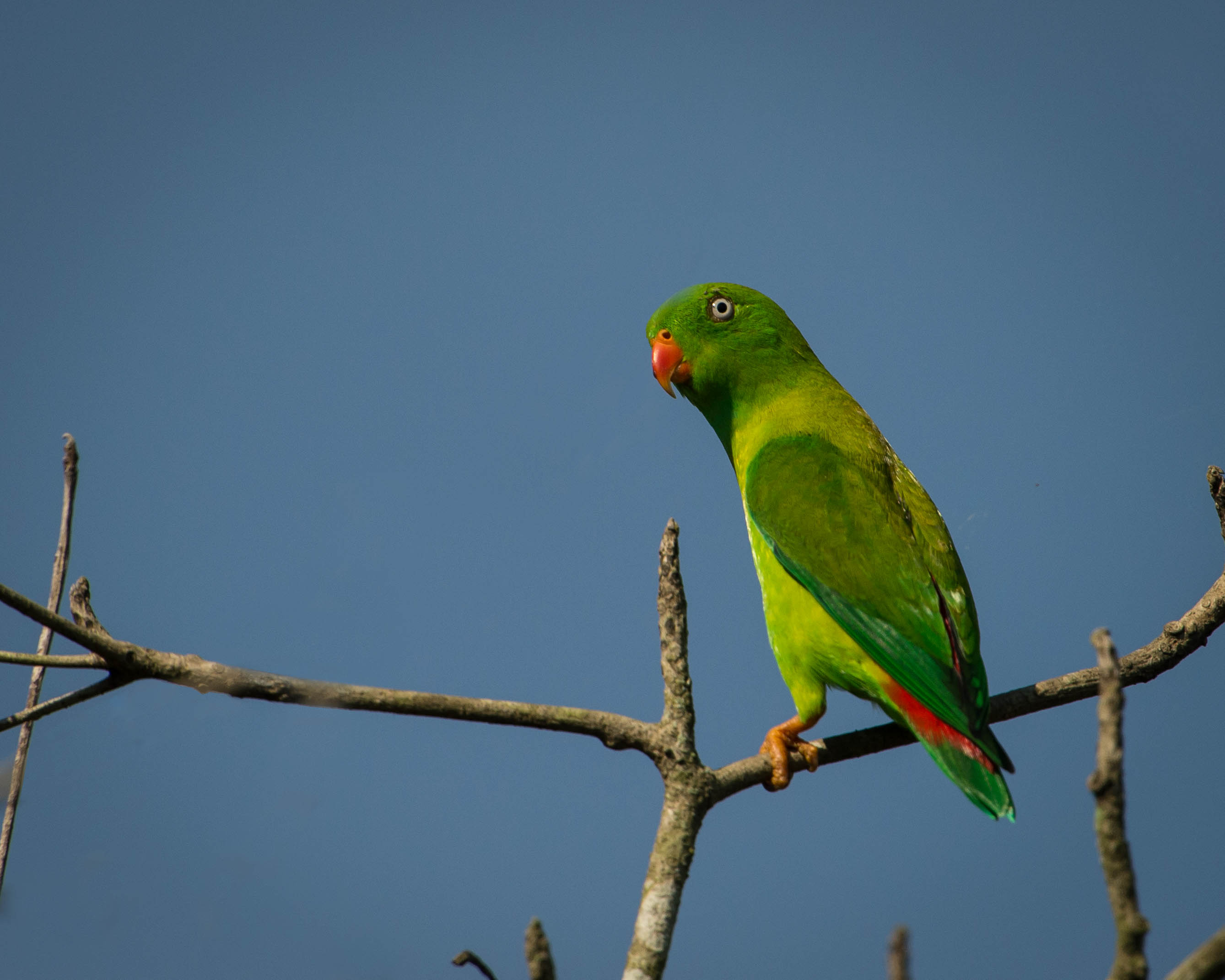
Loricule des Indes (Coryllis vernal)
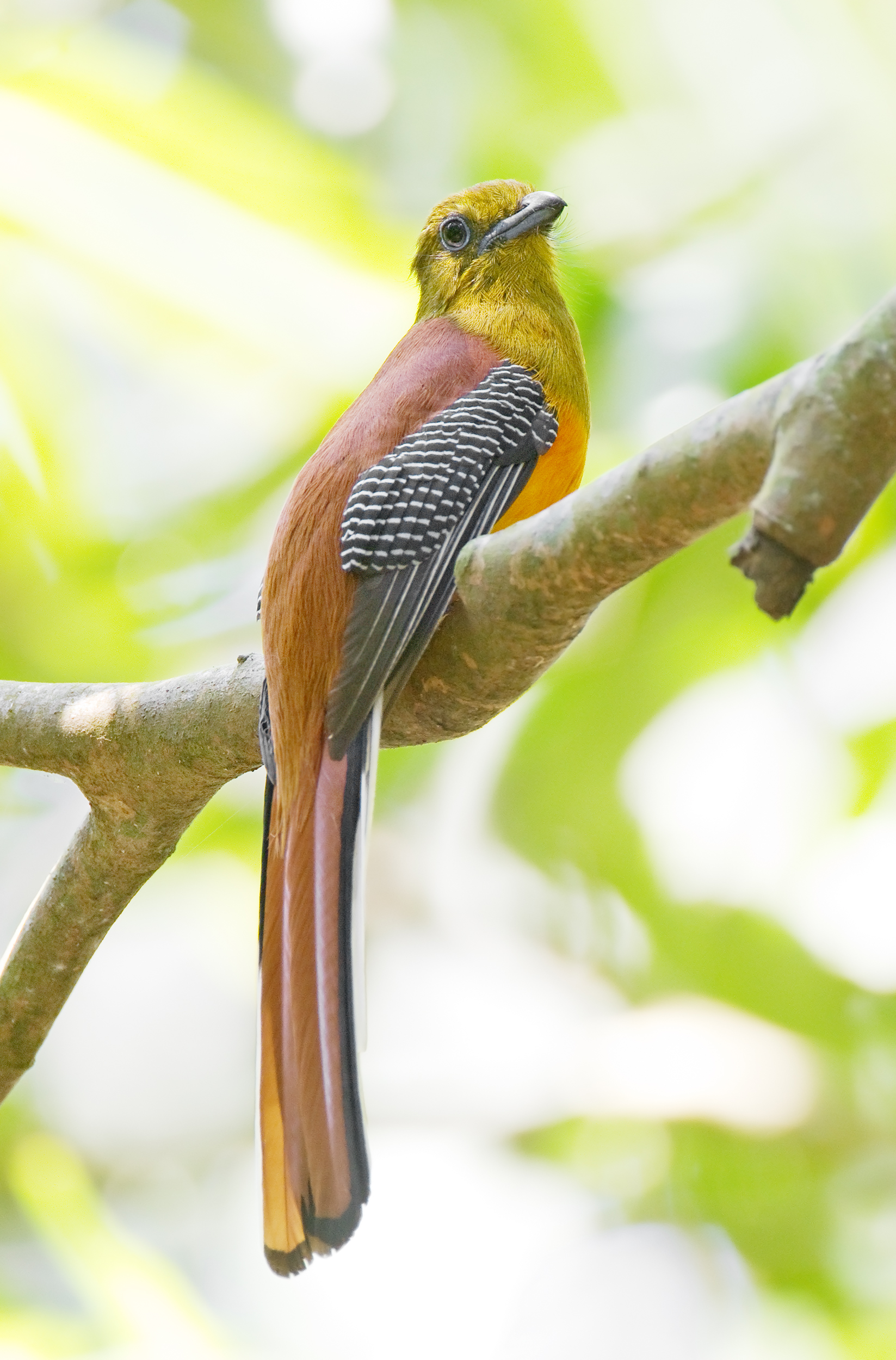
Trogon à poitrine jaune
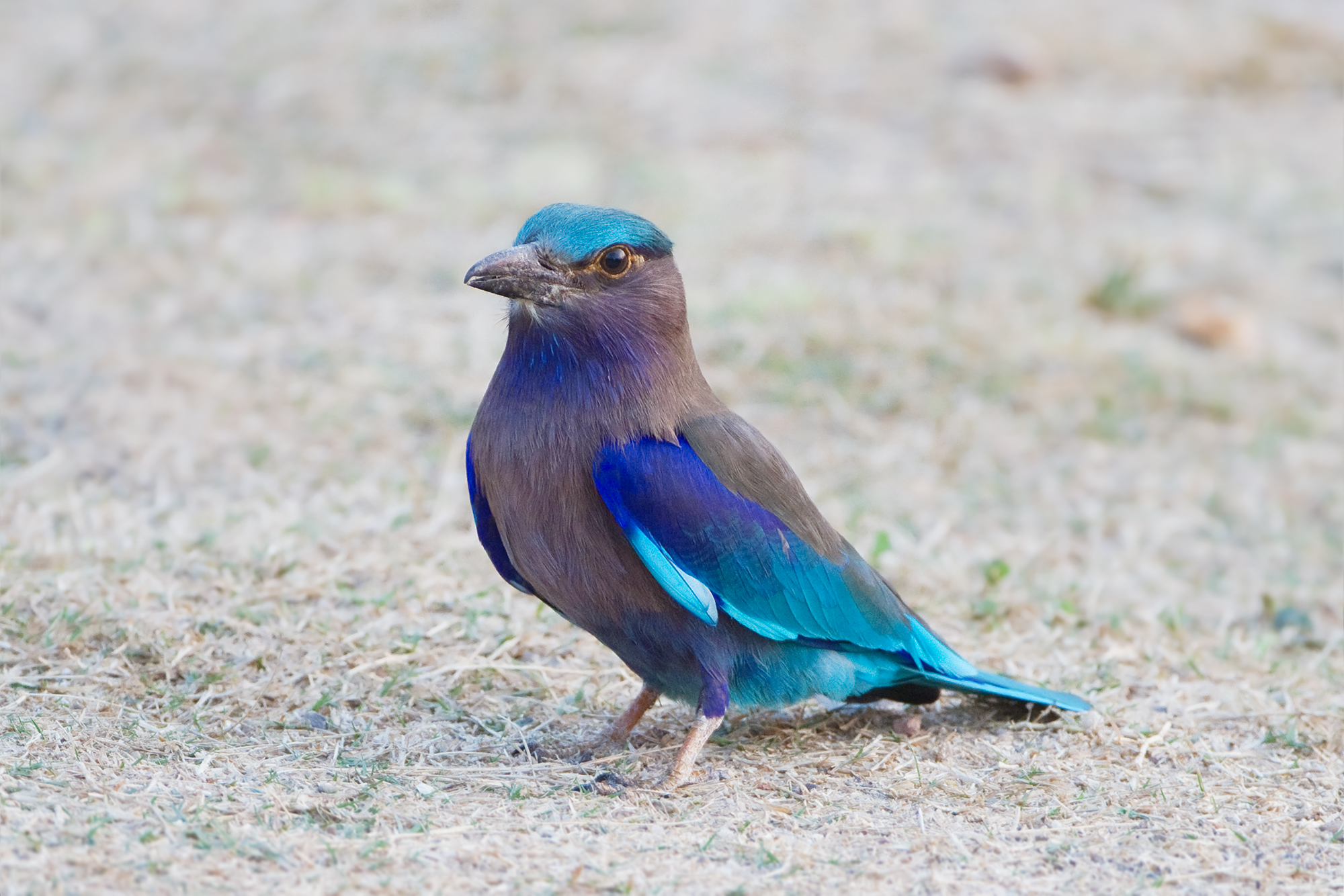
Rollier indochinois (coracias affinis)
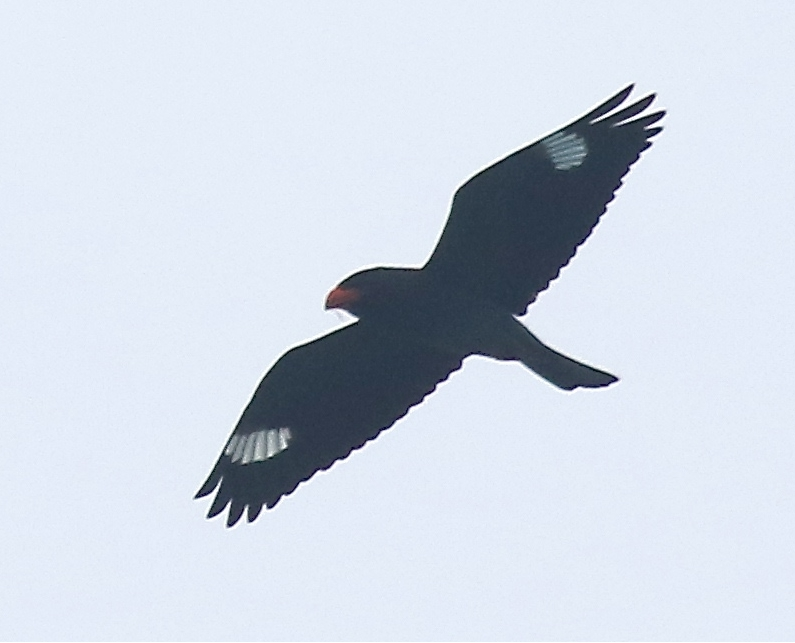
Rolle oriental en vol

### Plus de 100 espèces de reptiles
On dénombre plus d'une centaine d'espèces de reptiles :

#### 7 espèces de tortues
On trouve 7 espèces de tortues : cuora amboinensis, cyclemys oldhamii ; Trionyx de Malaisie dogania subplana ; emyde noire des marais ; tortue asiatique géante des marais heosemys grandis ; tortue à tête jaune et tortue géante manouria emys (tortue brune).

Tortues
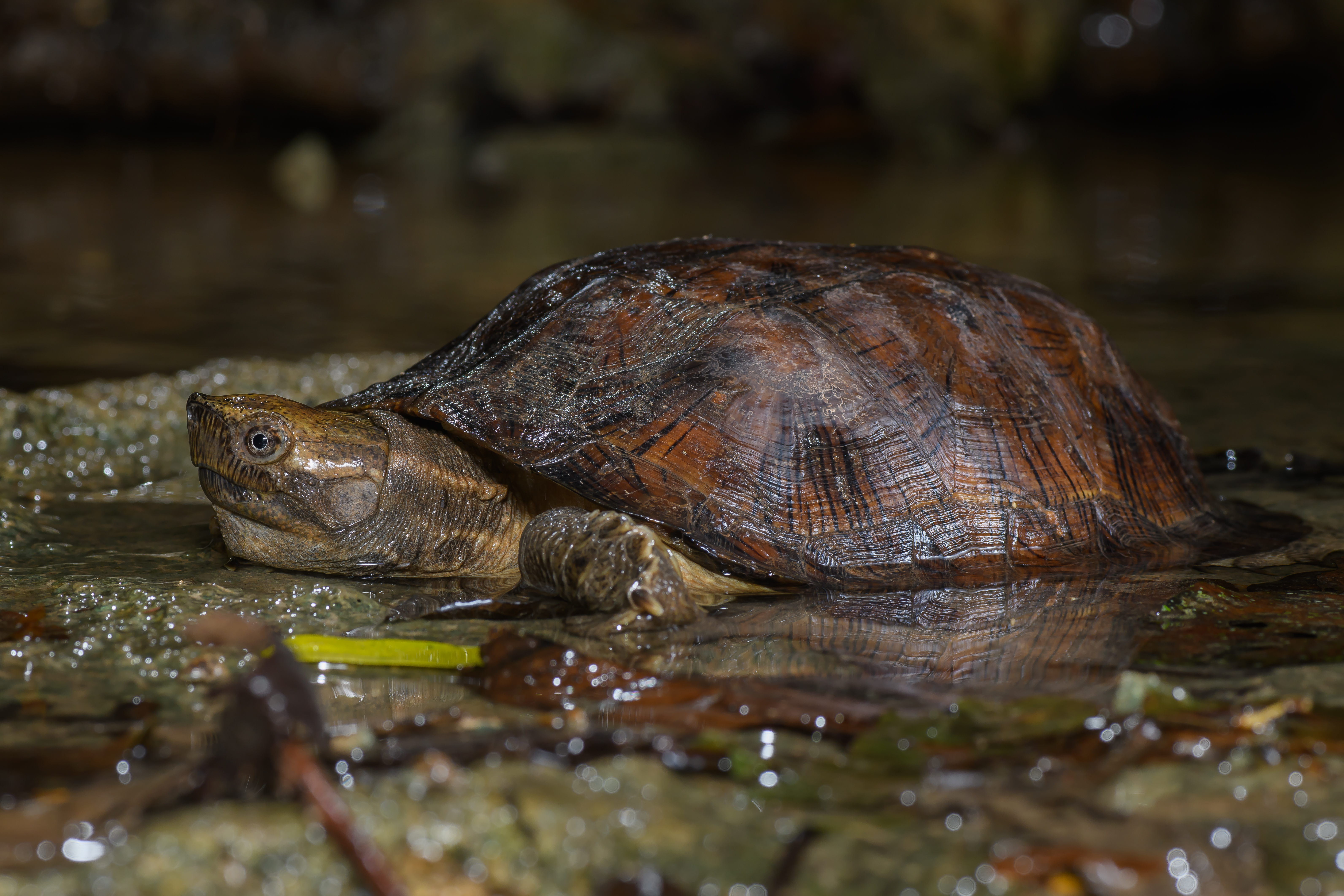
Cyclemys oldhamii
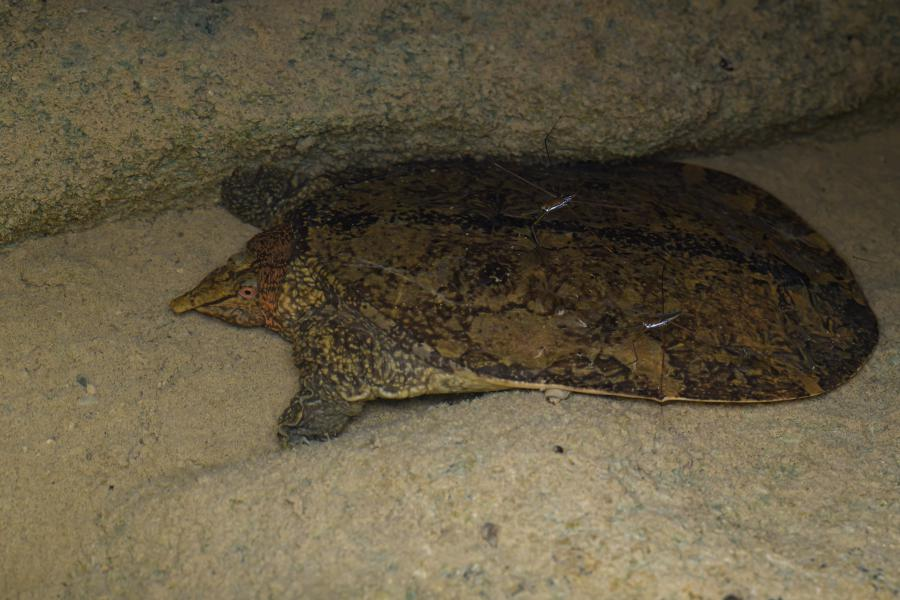
Dogania subplana
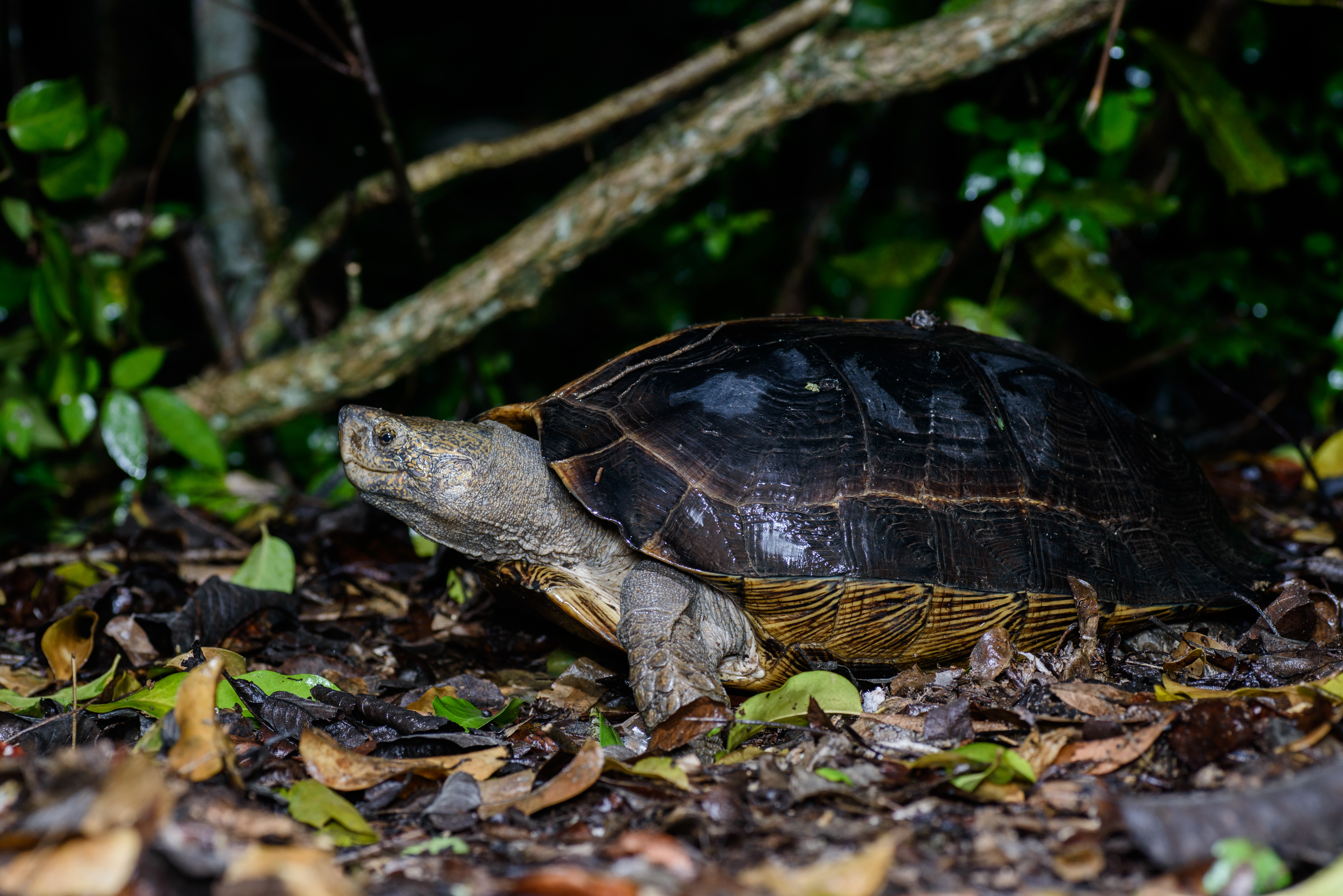
Heosemys grandis
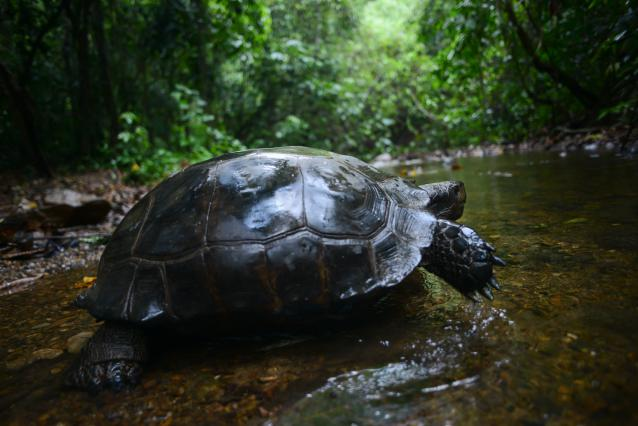
Manouria emys

#### 39 espèces de lézards
Il y a 39 espèces de lézards : acanthosaure de Boulenger (acanthosaura crucigera) ; bronchocela burmana ; calotes emma ; dasia olivacea ; gecko tokay et gecko dixonius siamensis …

Lézards
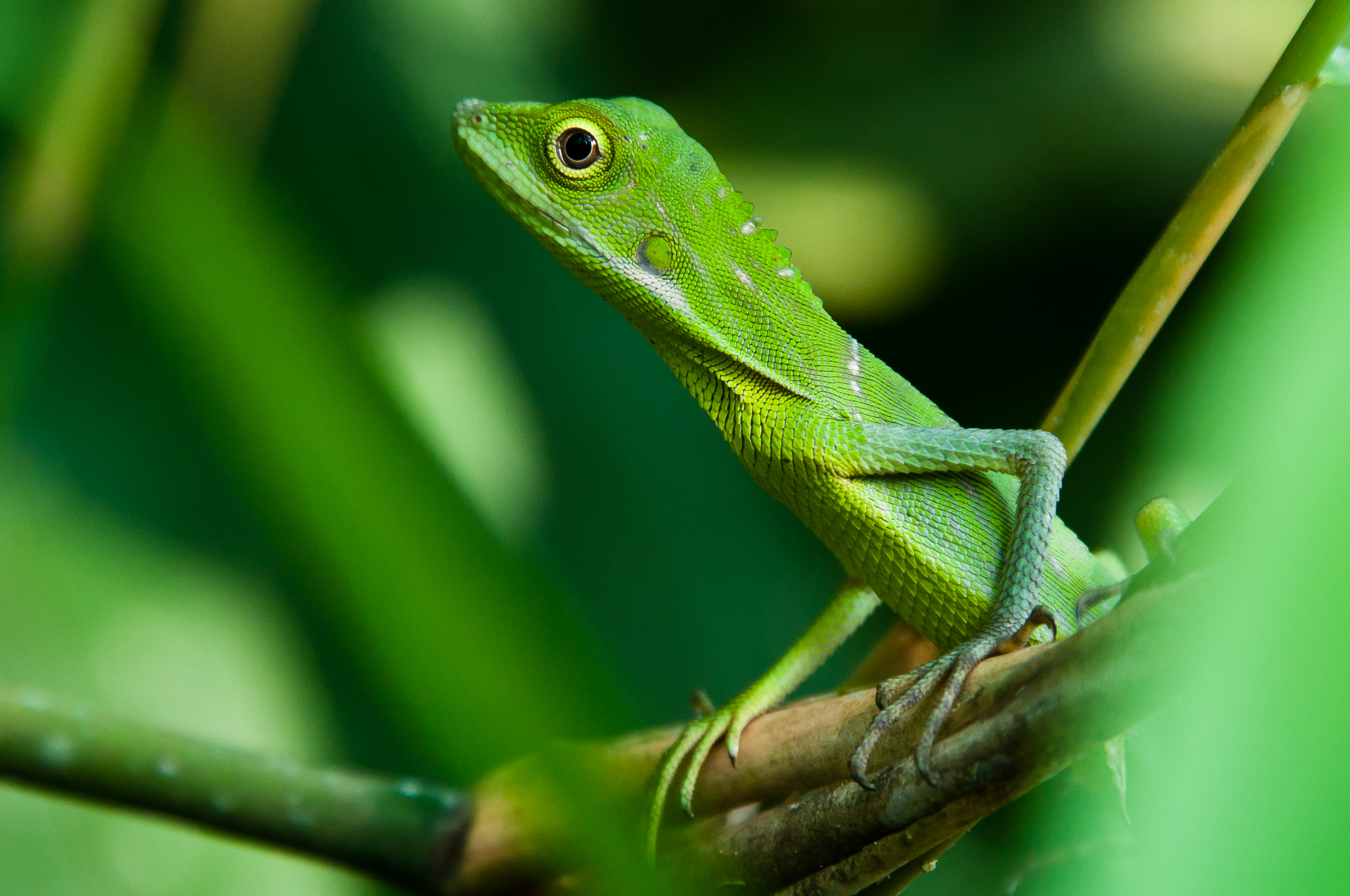
Bronchocela burmana
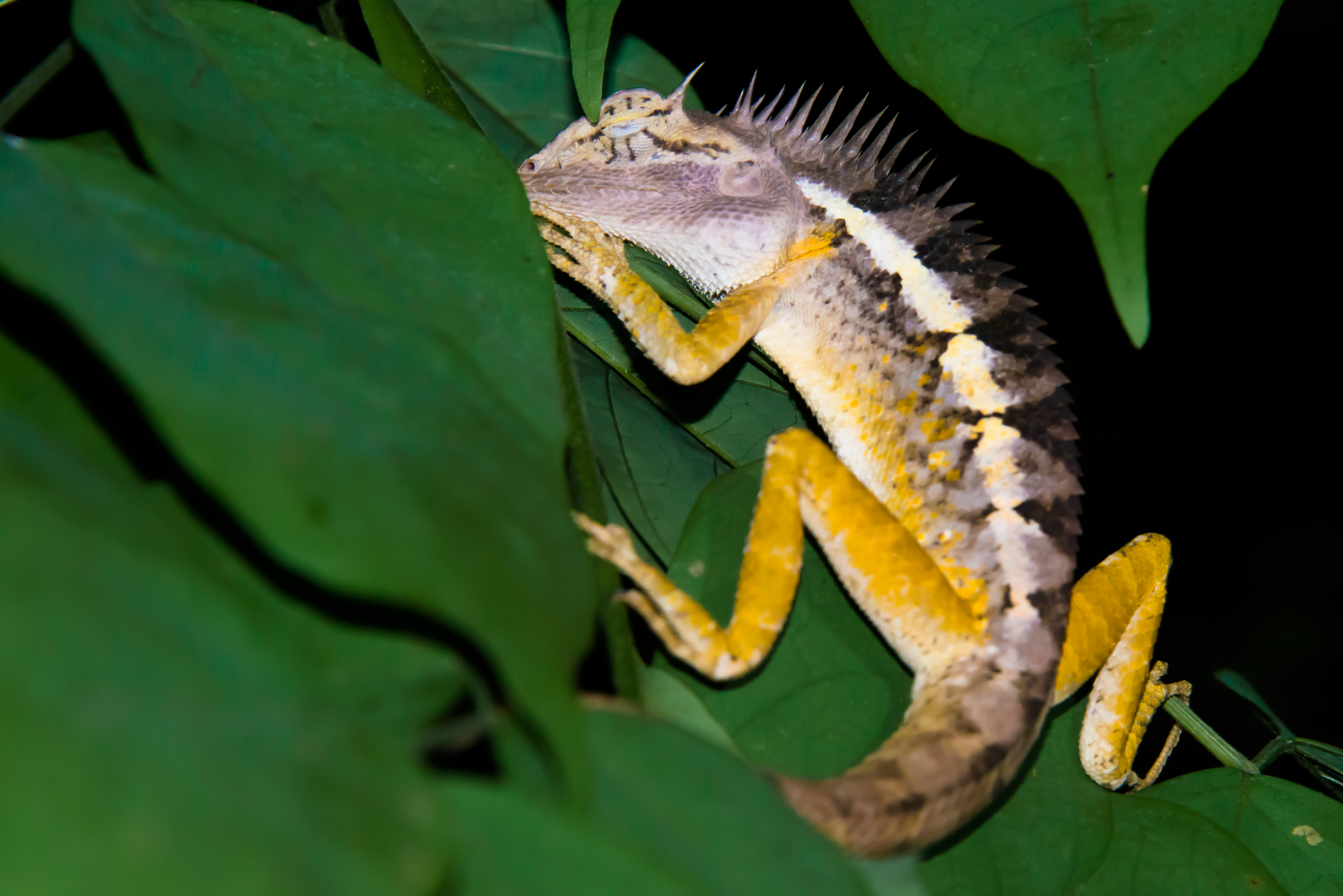
Calotes emma
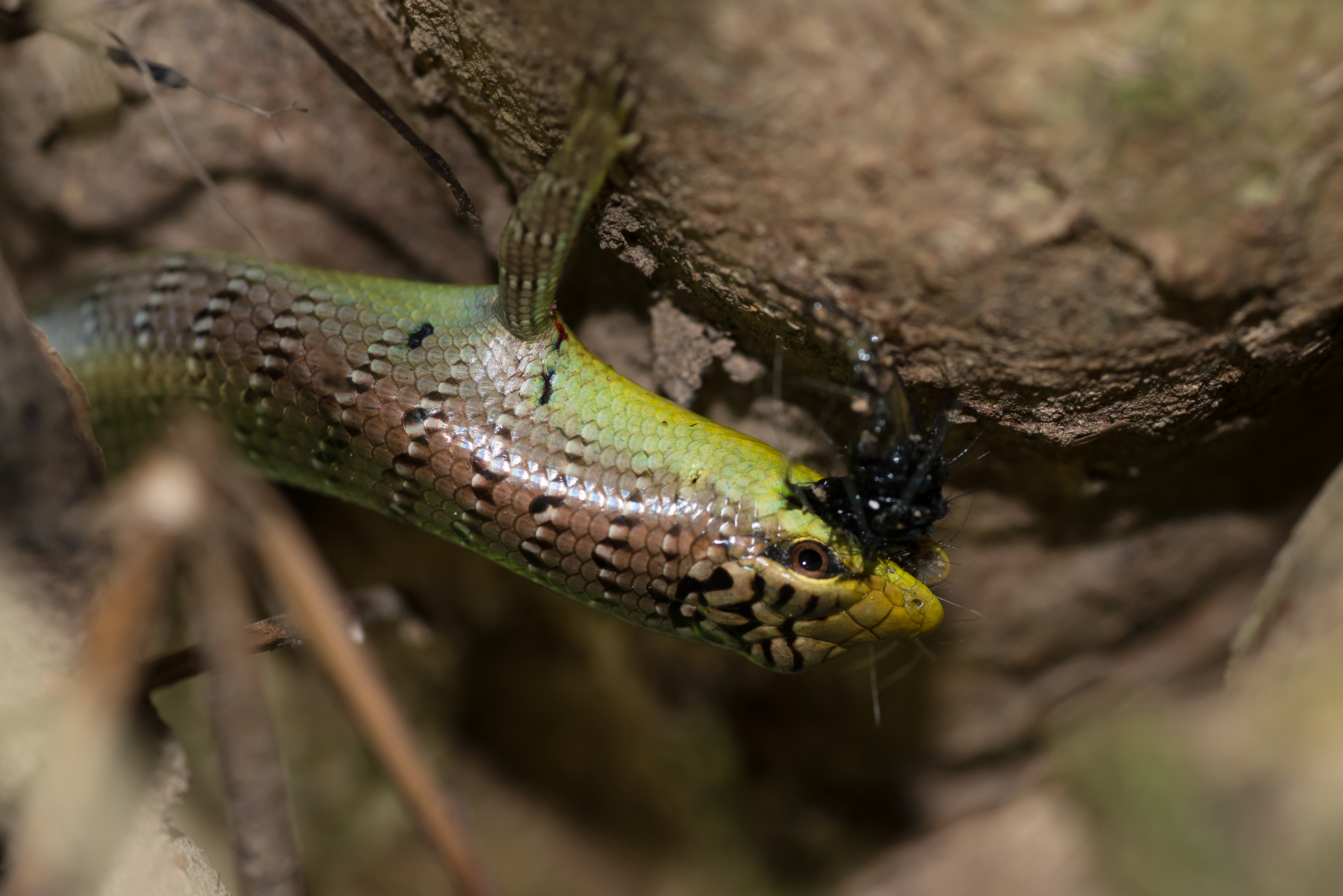
Dasia olivacea
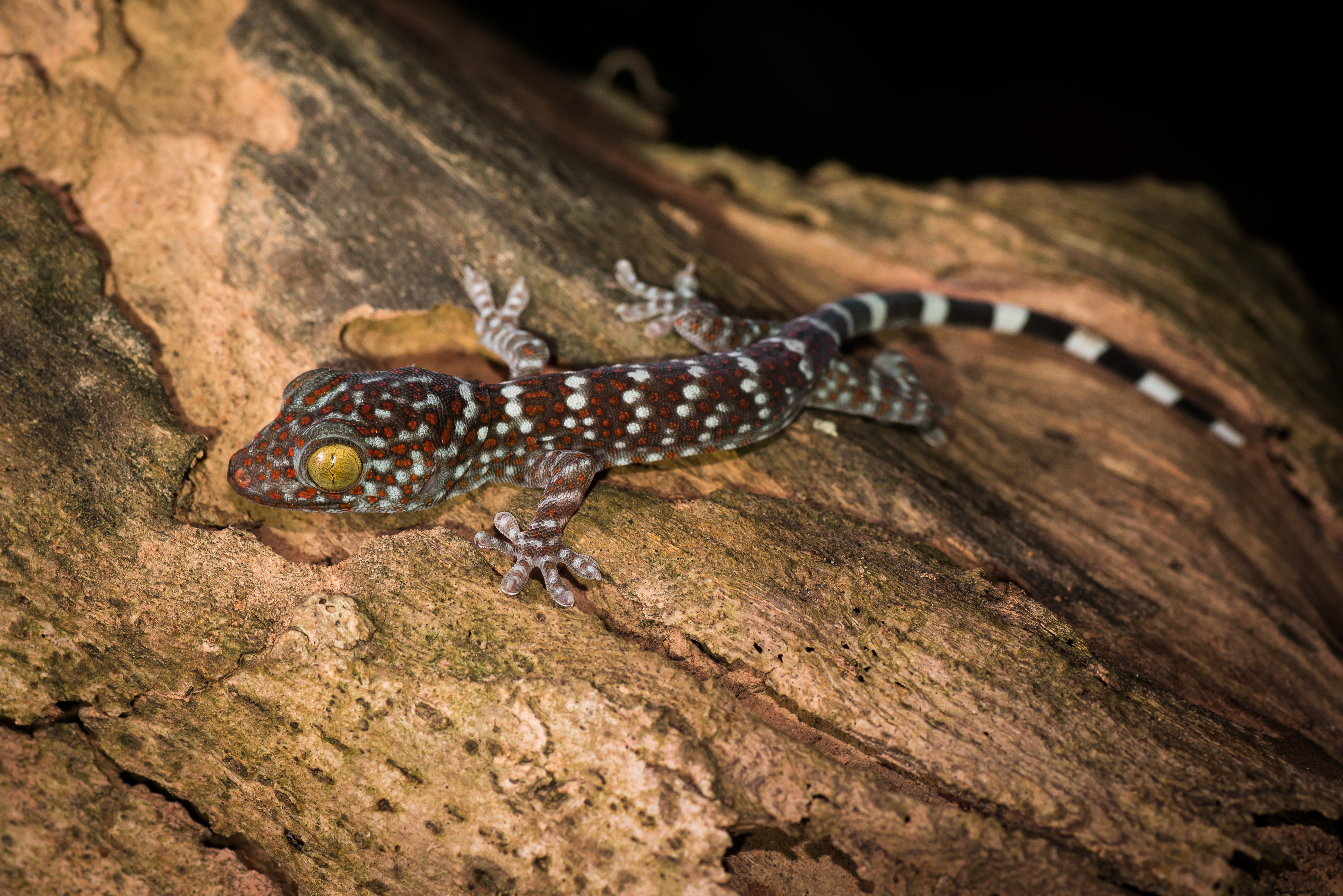
Gecko tokay
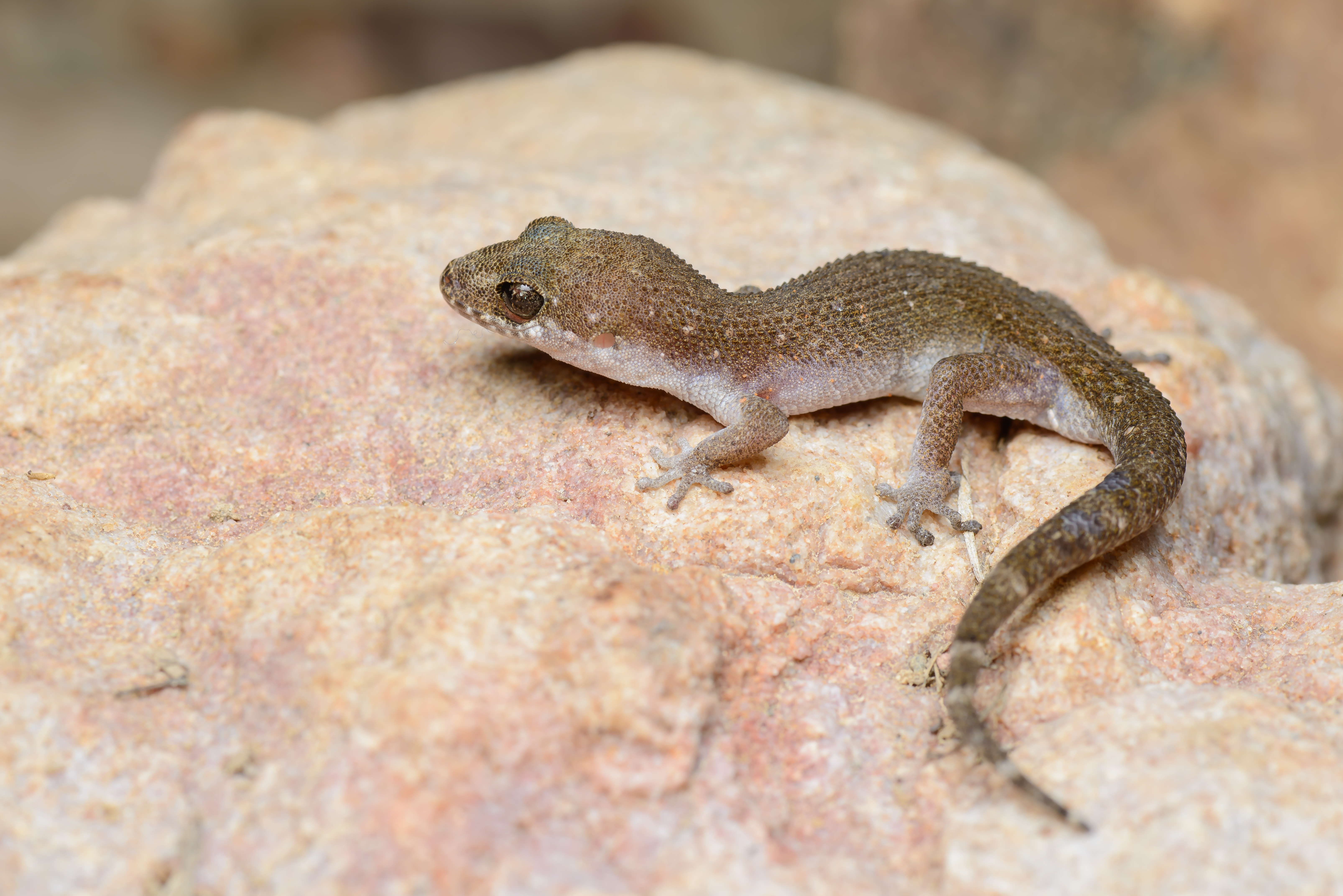
Gecko Dixonius siamensis

#### 1 espèce de crocodiles
On peut exceptionnellement voir quelques très rares crocodiles du Siam,,,.

#### 70 espèces de serpents
Soixante-dix espèces de serpents ont été recensées :
- famille des colubridae : serpent liane nasique ahaetulla nasuta et ahaetulla prasina ; serpent vert aux yeux de chat boiga cynea, boiga multomaculata et serpent chat du Siam boiga siamensis ; couleuvres volantes chrysopelea ornata, chrysopelea paradisi et chrysopelea pelias ; coelognathus flavilineatus et coelognathus radiatus ; dendrelaphis nigroserratus, dendrelaphis subocularis et dendrelaphis pictus ; serpent ratier à queue rouge ou serpent des mangroves gonyosoma oxycephalum ; lycodon davisonii ou dryocalamus davisonii, lycodon capucinus, lycodon laoensis, lycodon subannulatus ou dryocalamus subannulatus et lycodon subcinctus malulatus ; oligodon huahin et oligodon fasciolatus ; psammodynastes pulverulentus ...

Colubridae
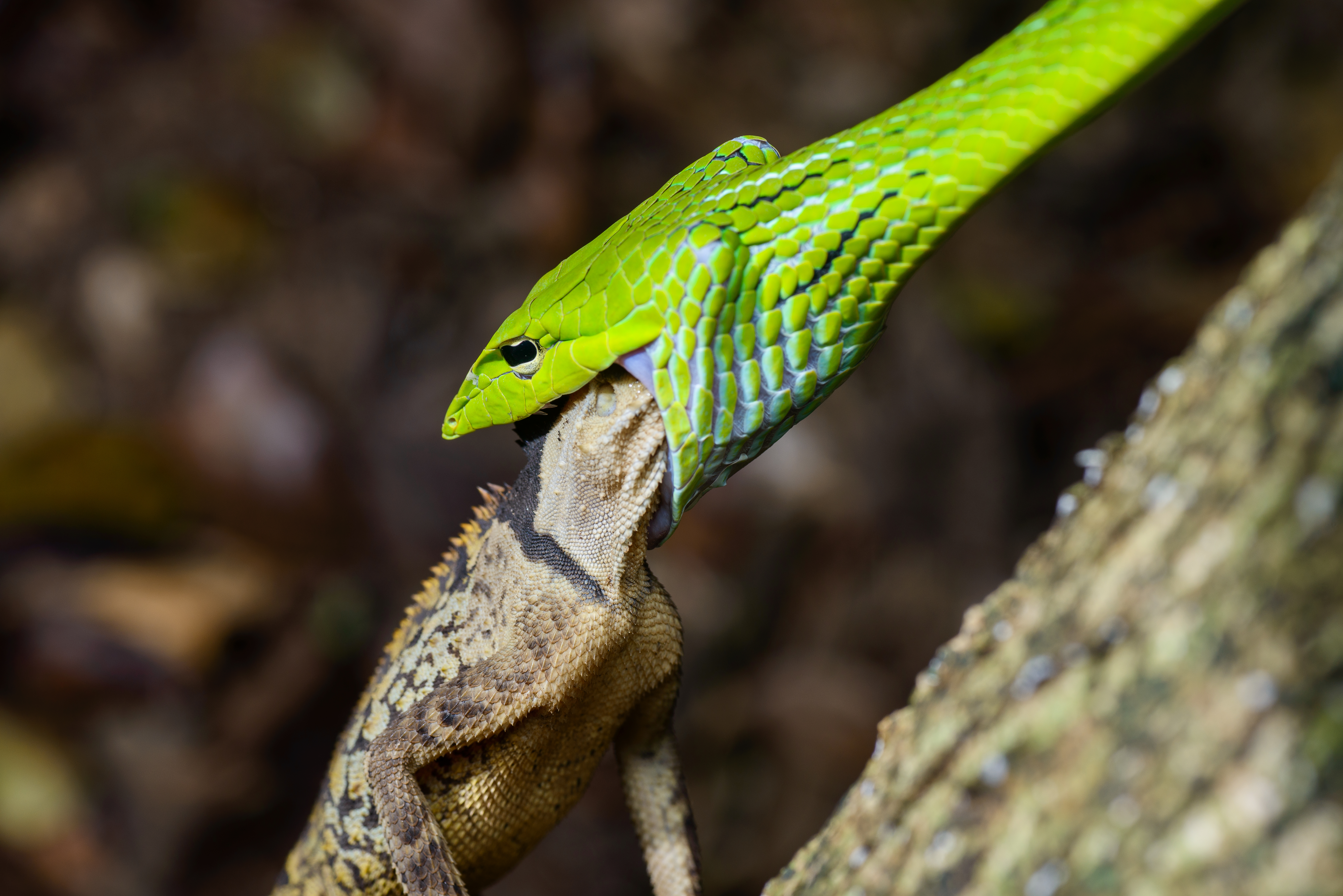
Serpent liane Ahaetulla prasina avalant un acanthosaure
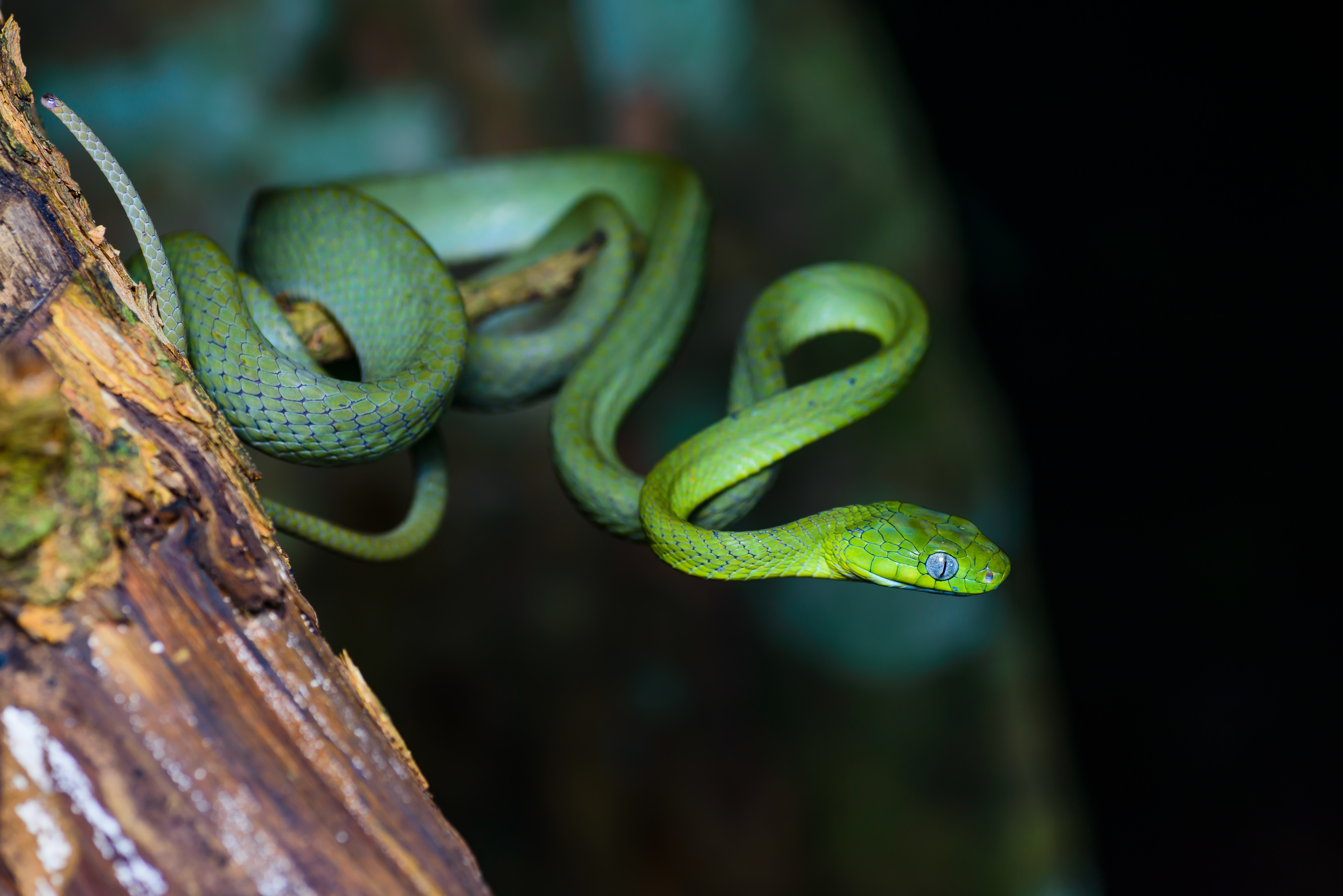
Serpent vert aux yeux de chat Boiga cynea
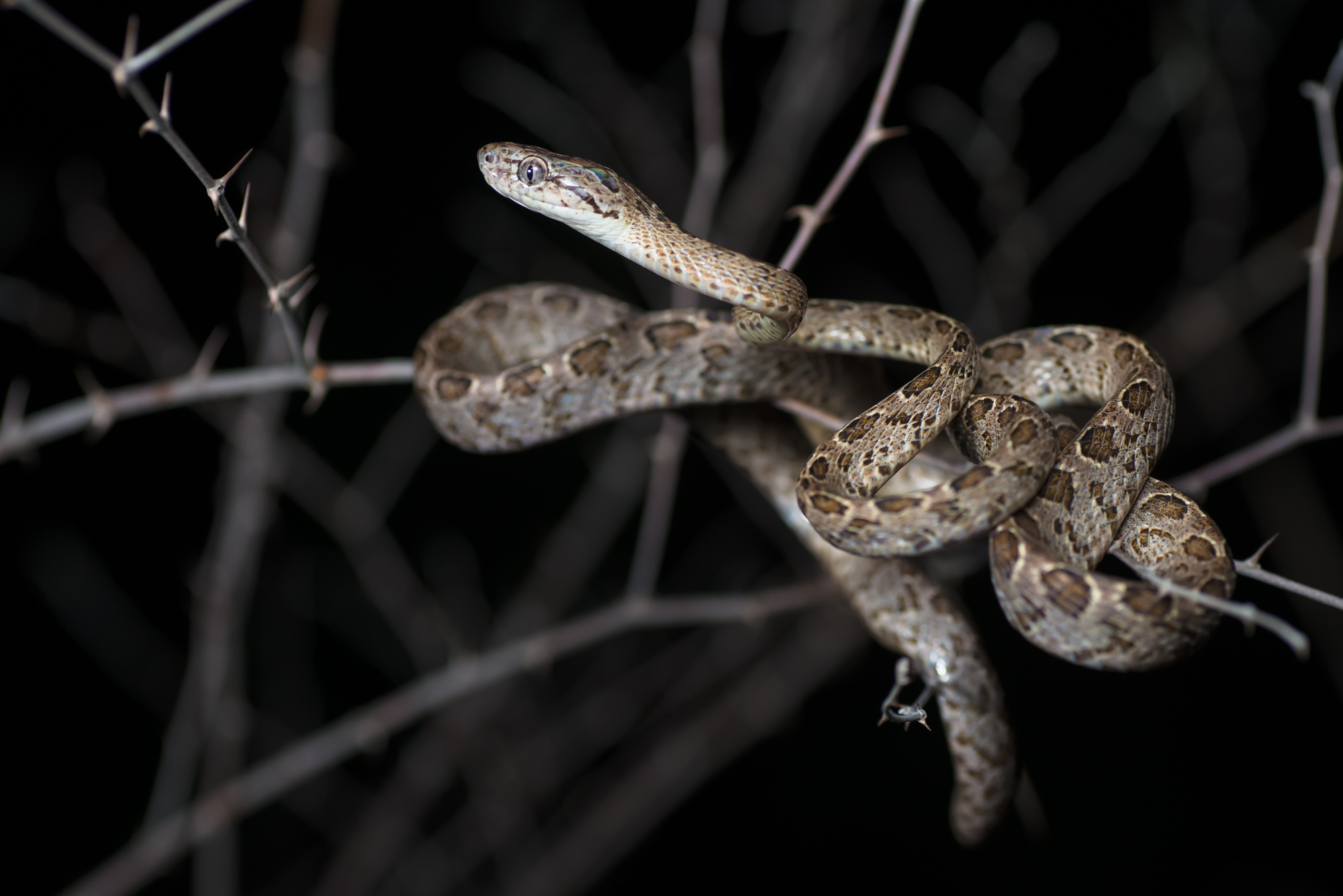
Boiga multomaculata
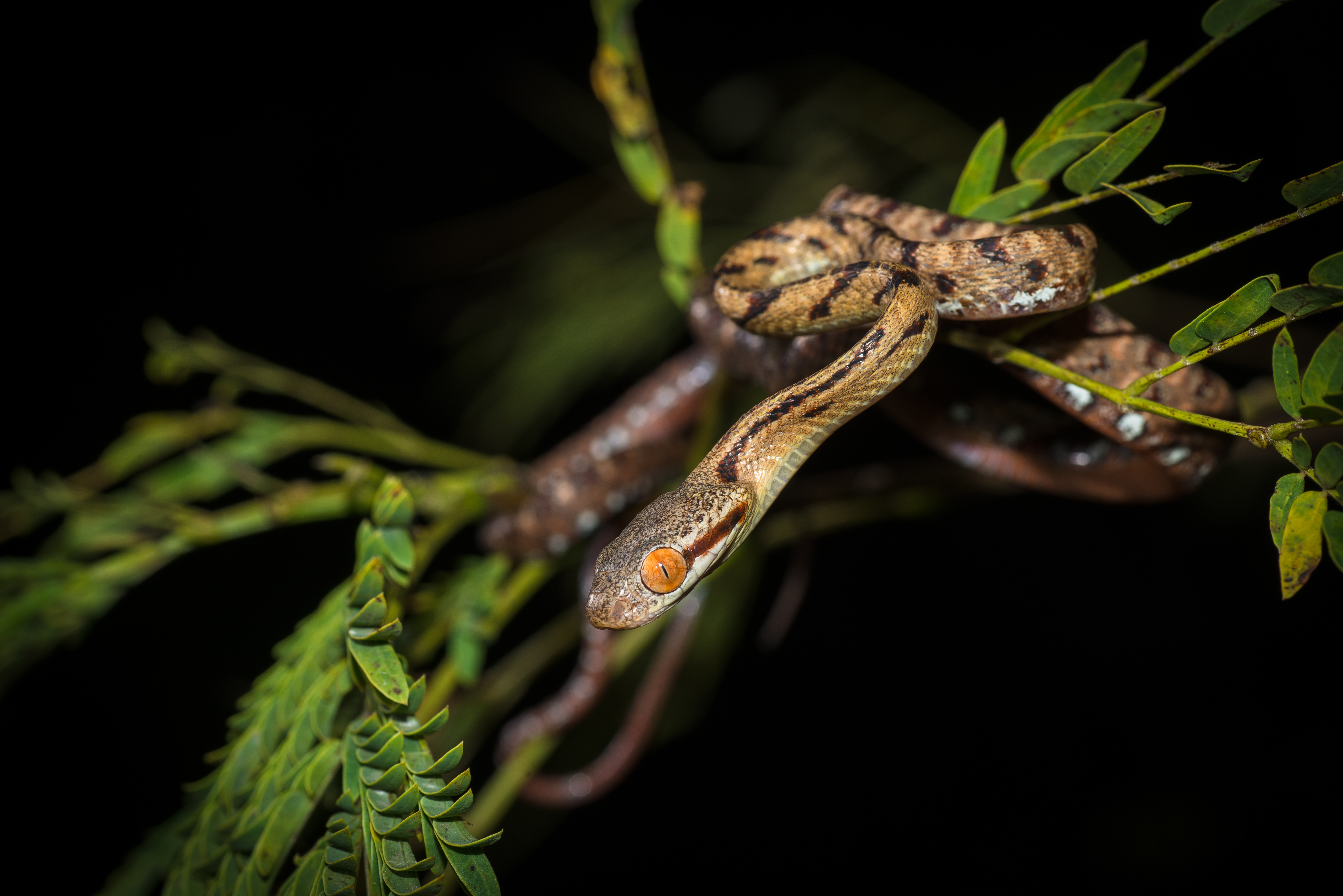
Serpent chat du Siam Boiga siamensis
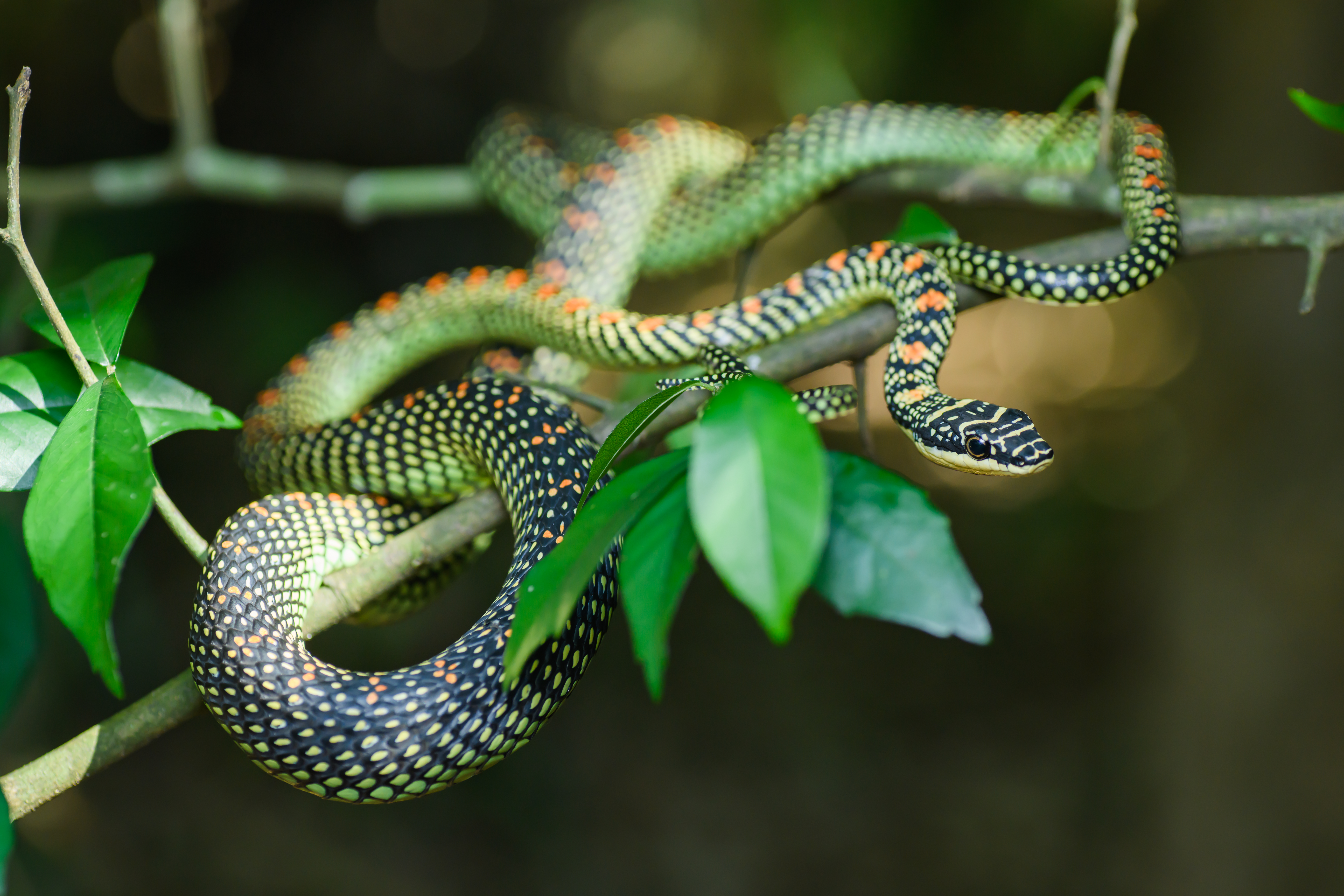
Couleuvre volante Chrysopelea paradisi
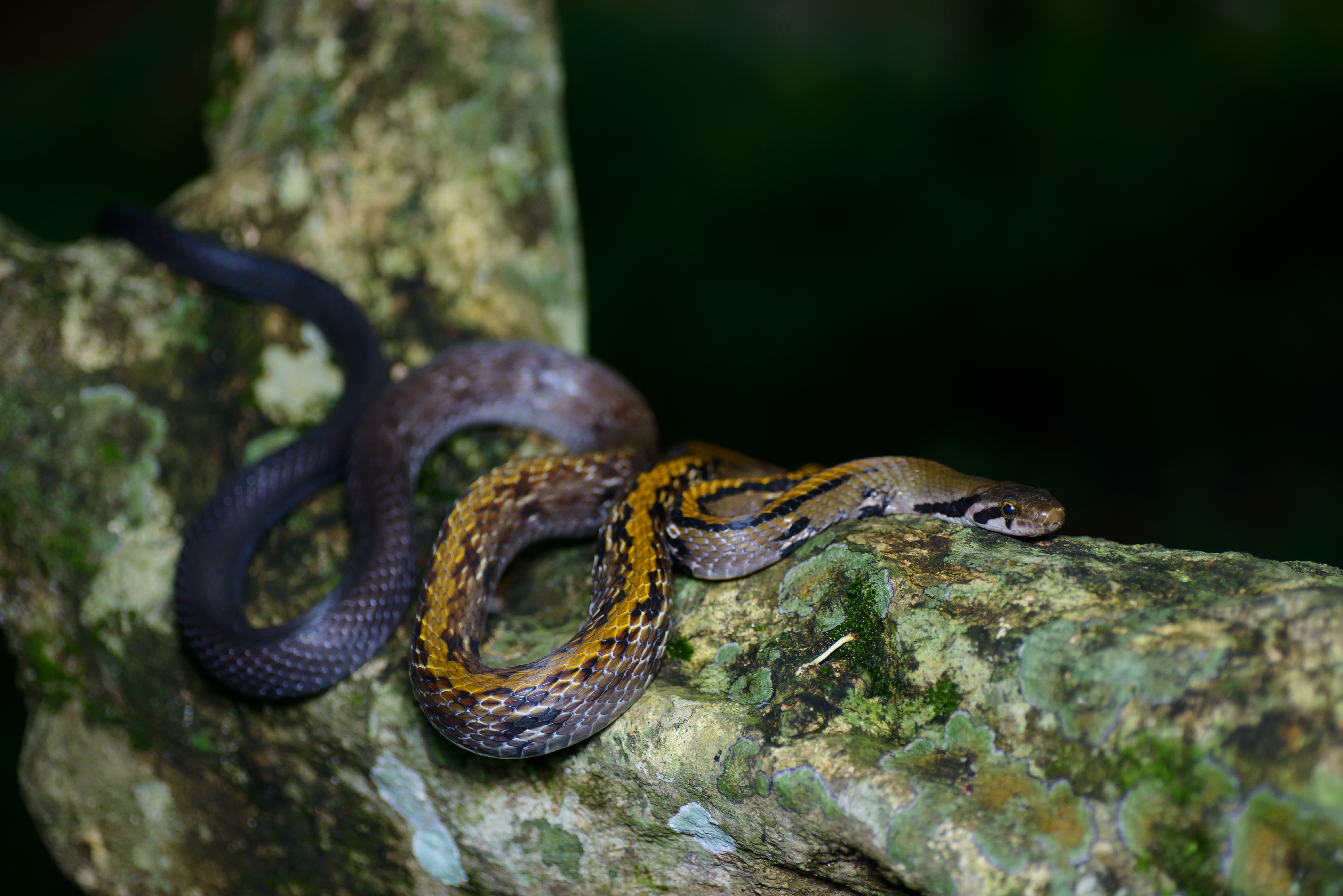
Coelognathus flavolineatus
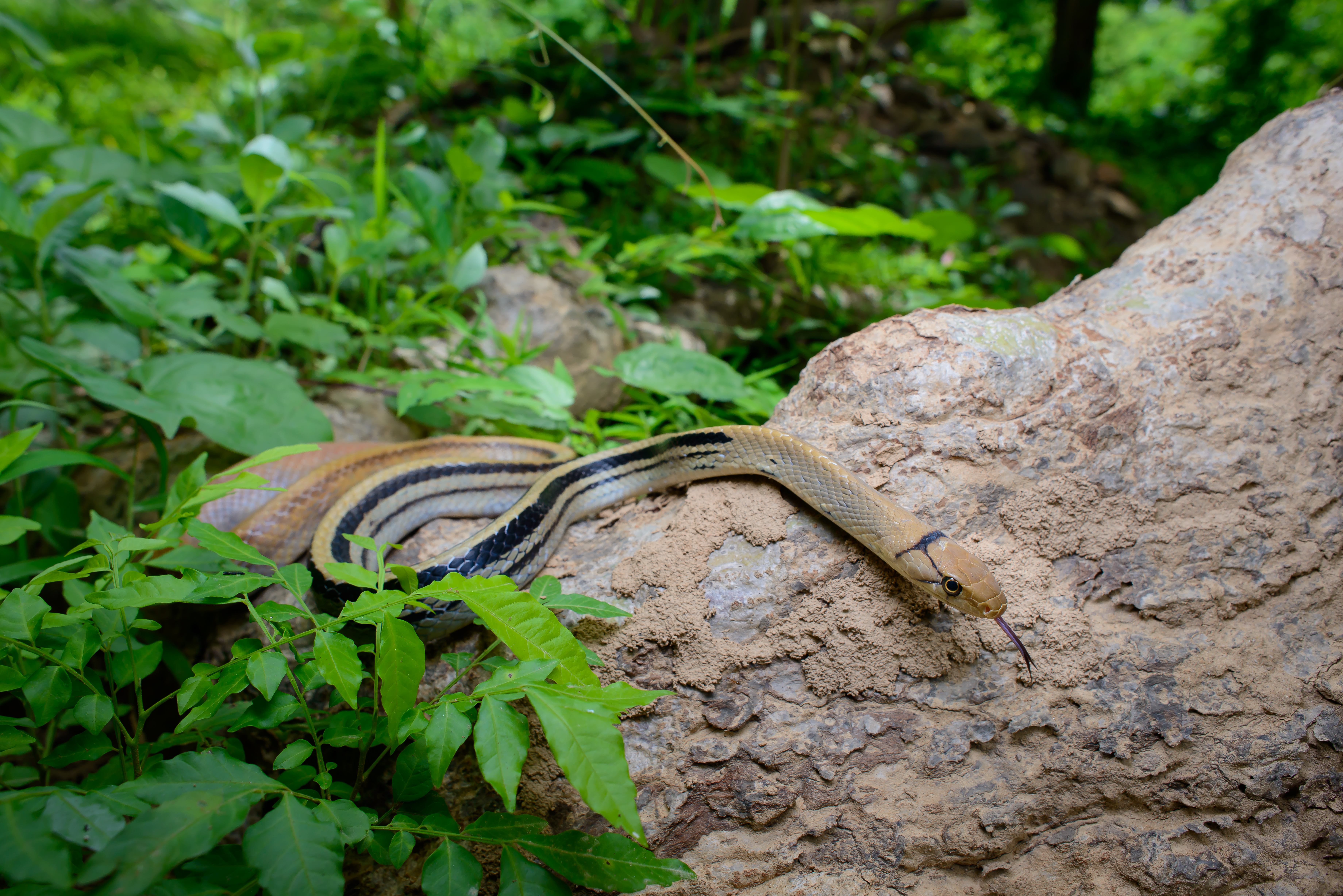
Coelognathus radiatus
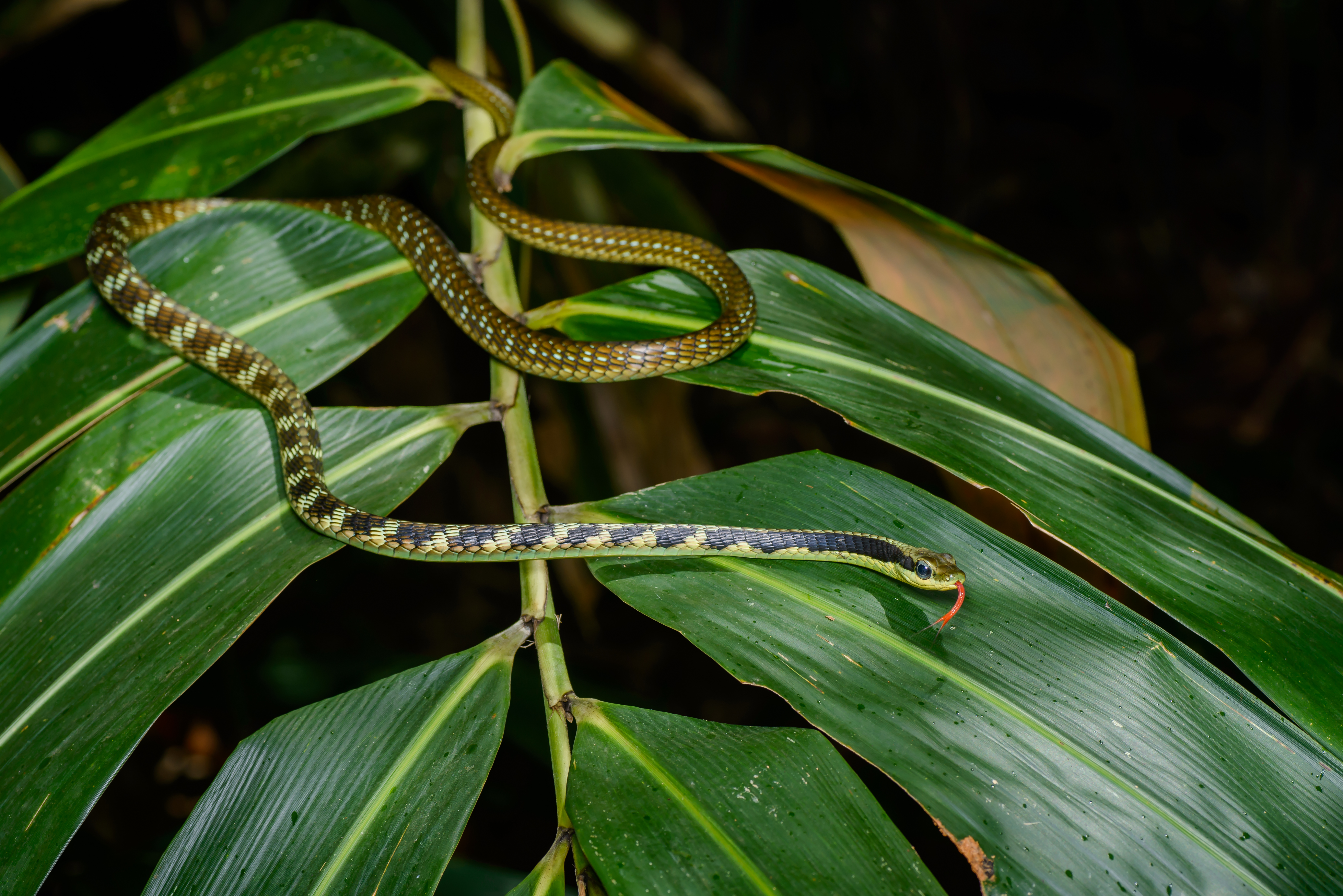
Dendrelaphis nigroserratus
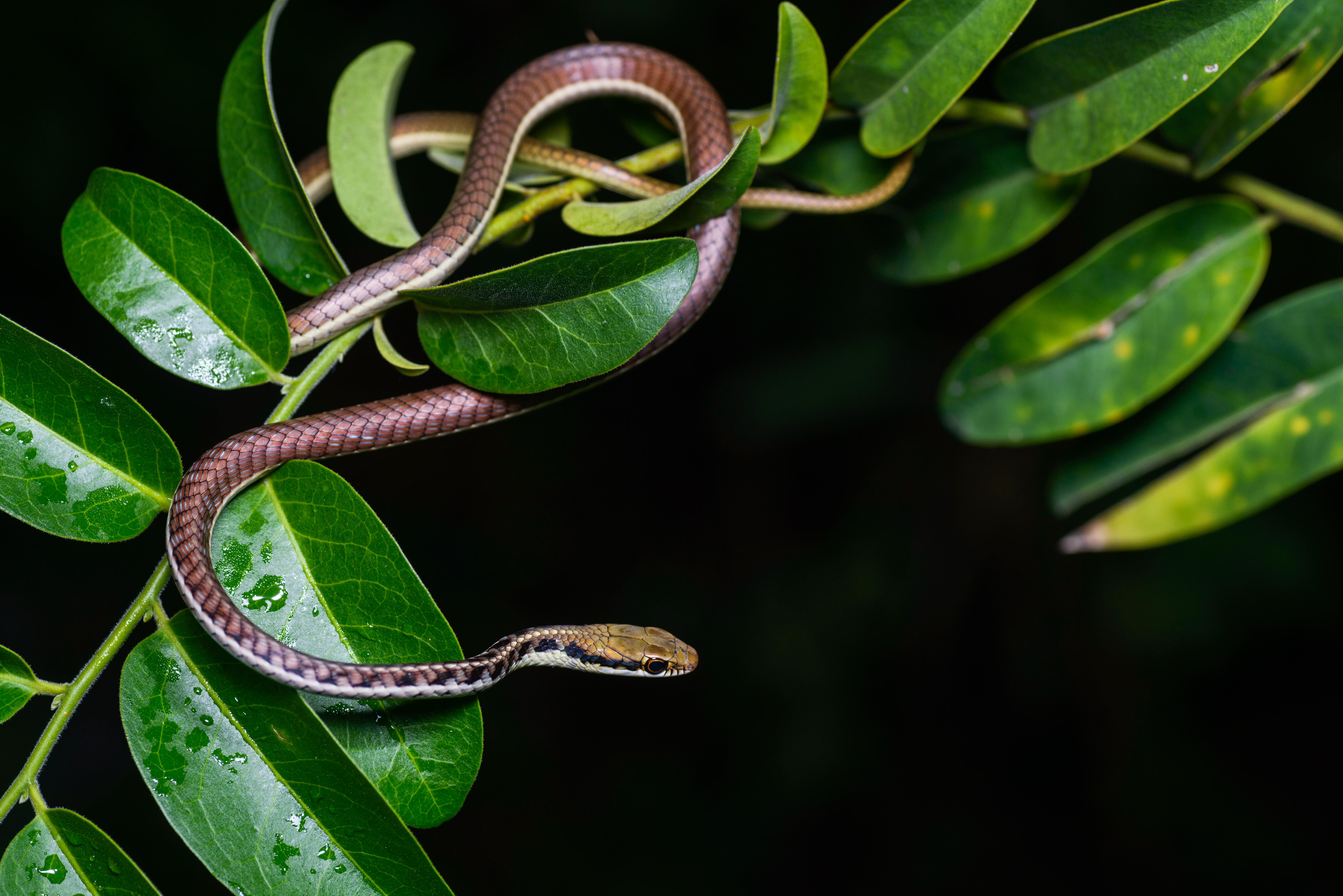
Dendrelaphis subocularis
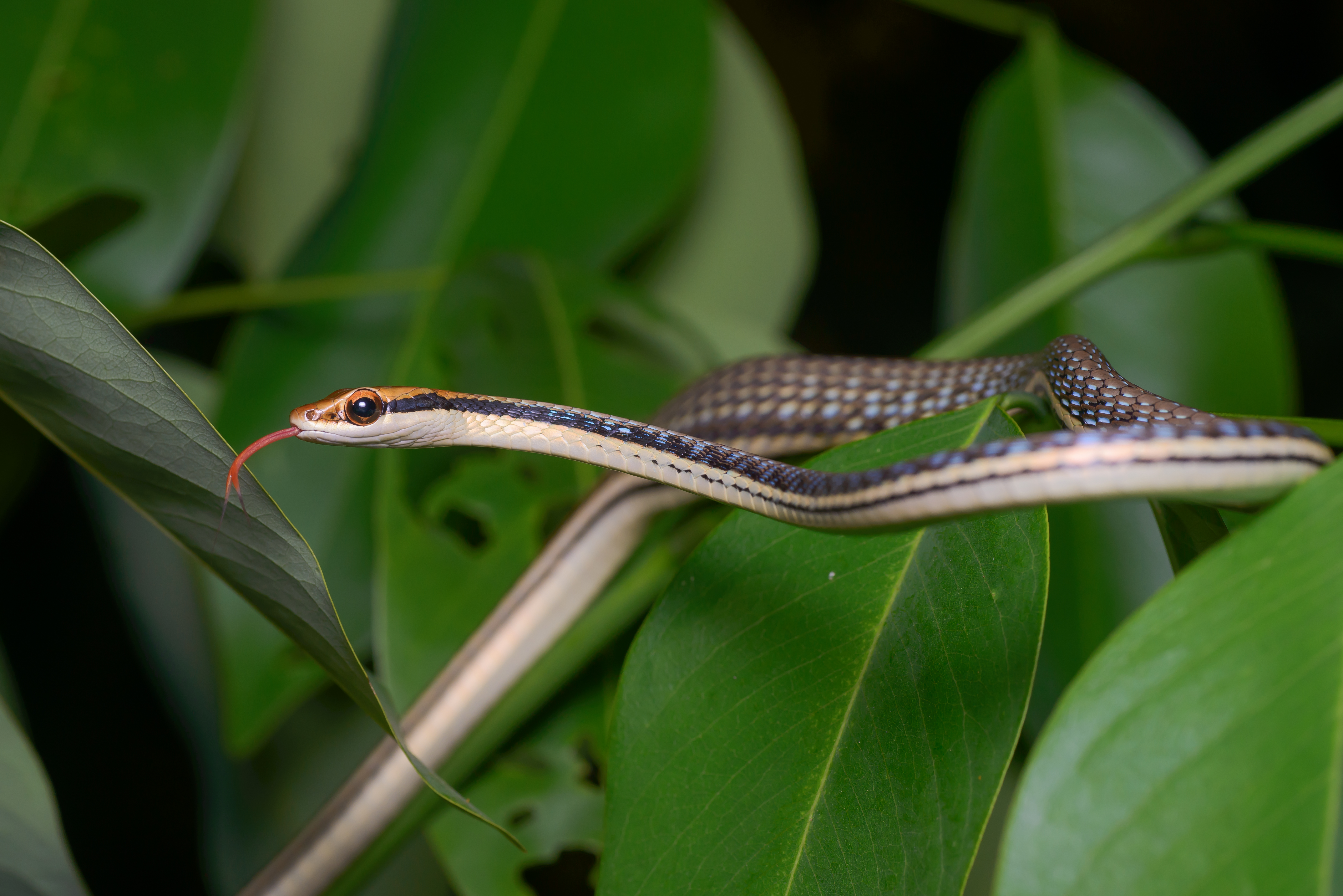
Dendrelaphis pictus
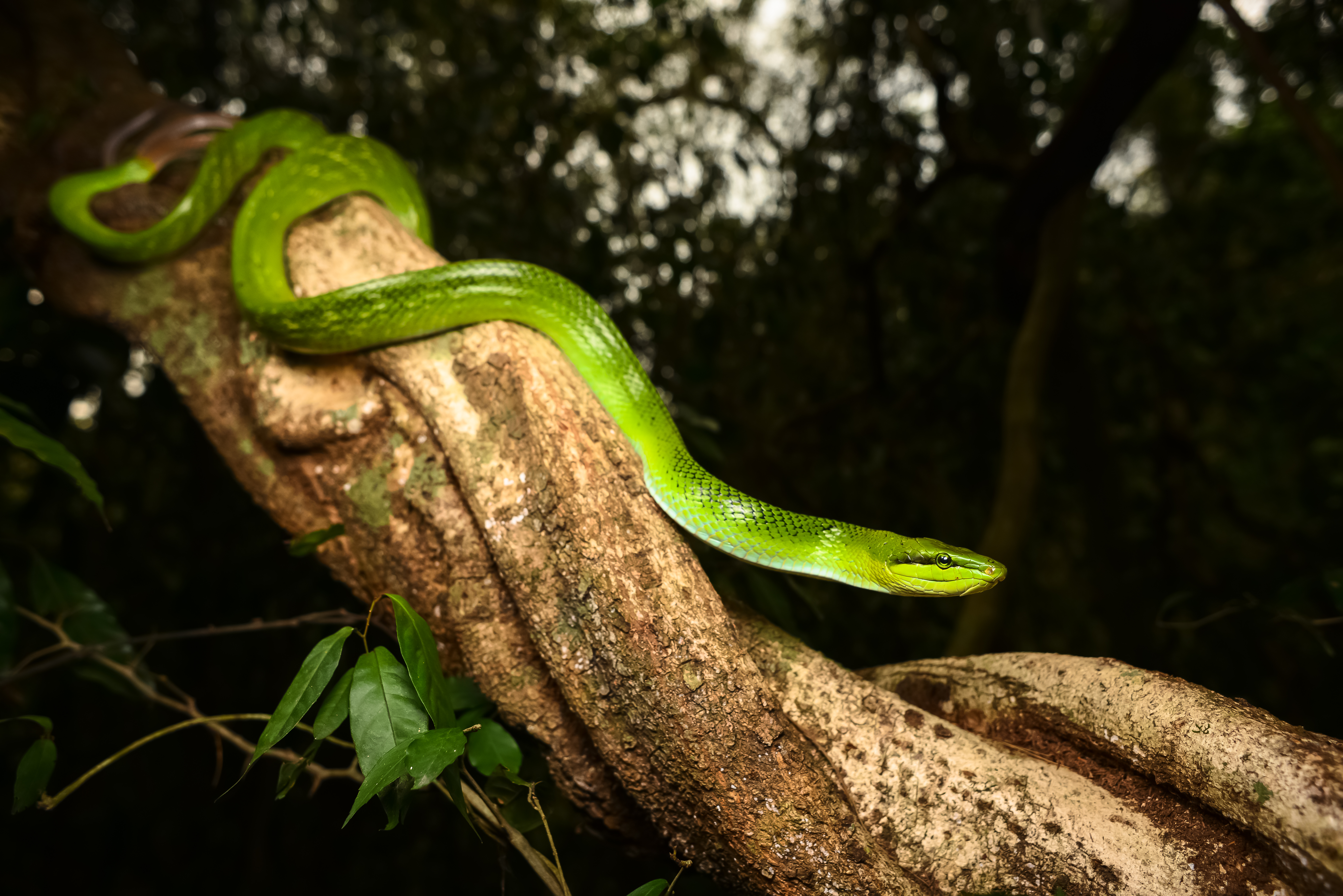
Serpent ratier à queue rouge Gonyosoma oxycephalum
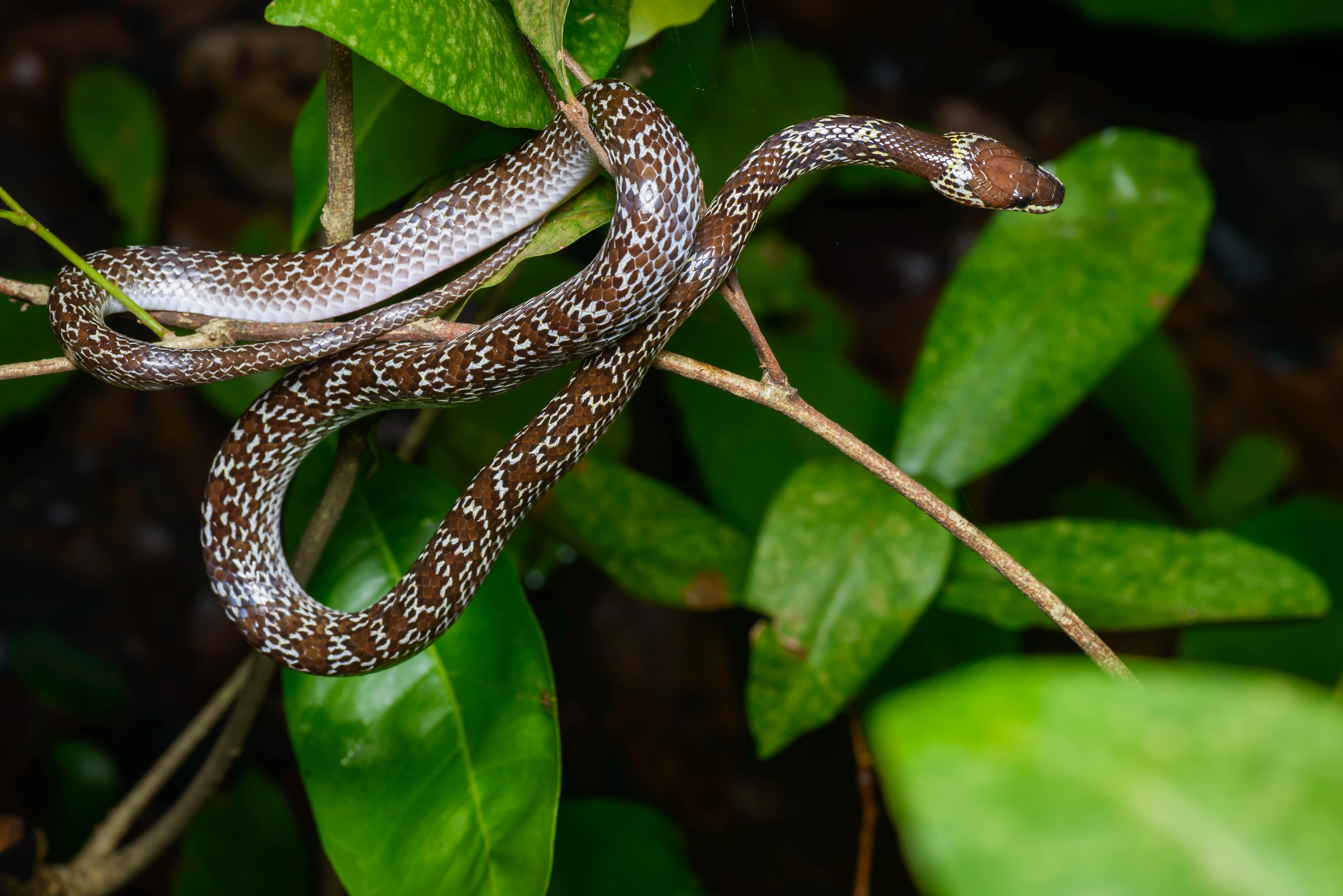
Lycodon capucinus
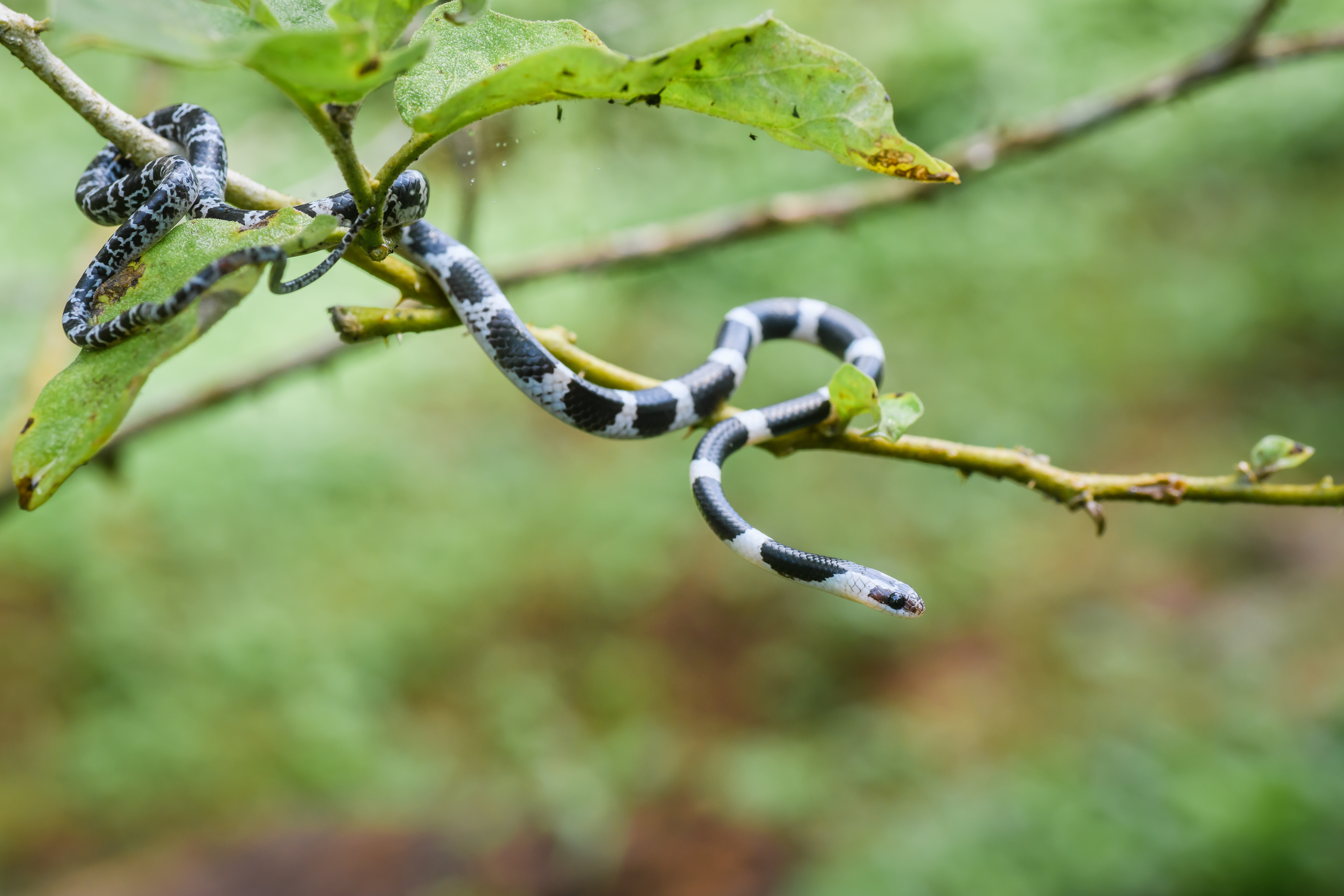
Lycodon davisonii
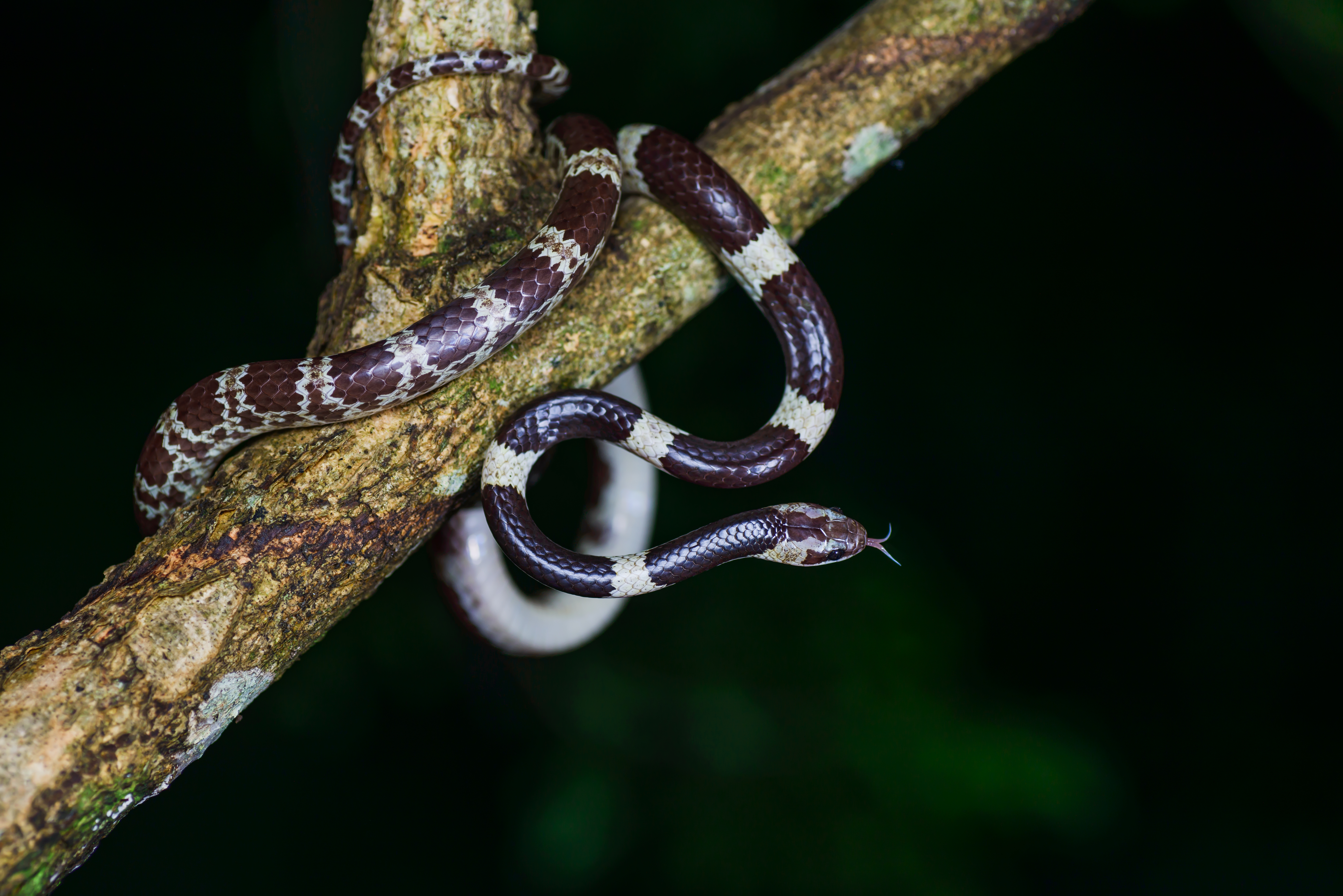
Lycodon davisonii couleur crémeuse
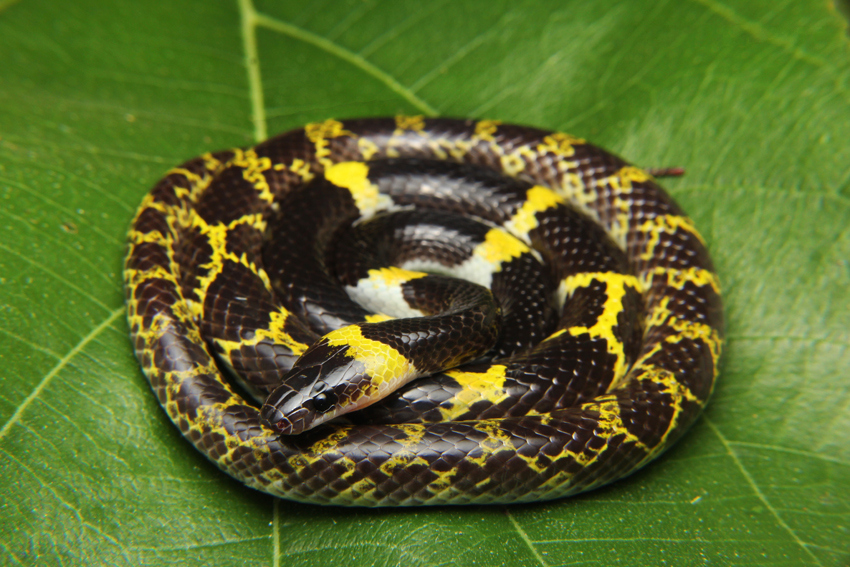
Lycodon laoensis
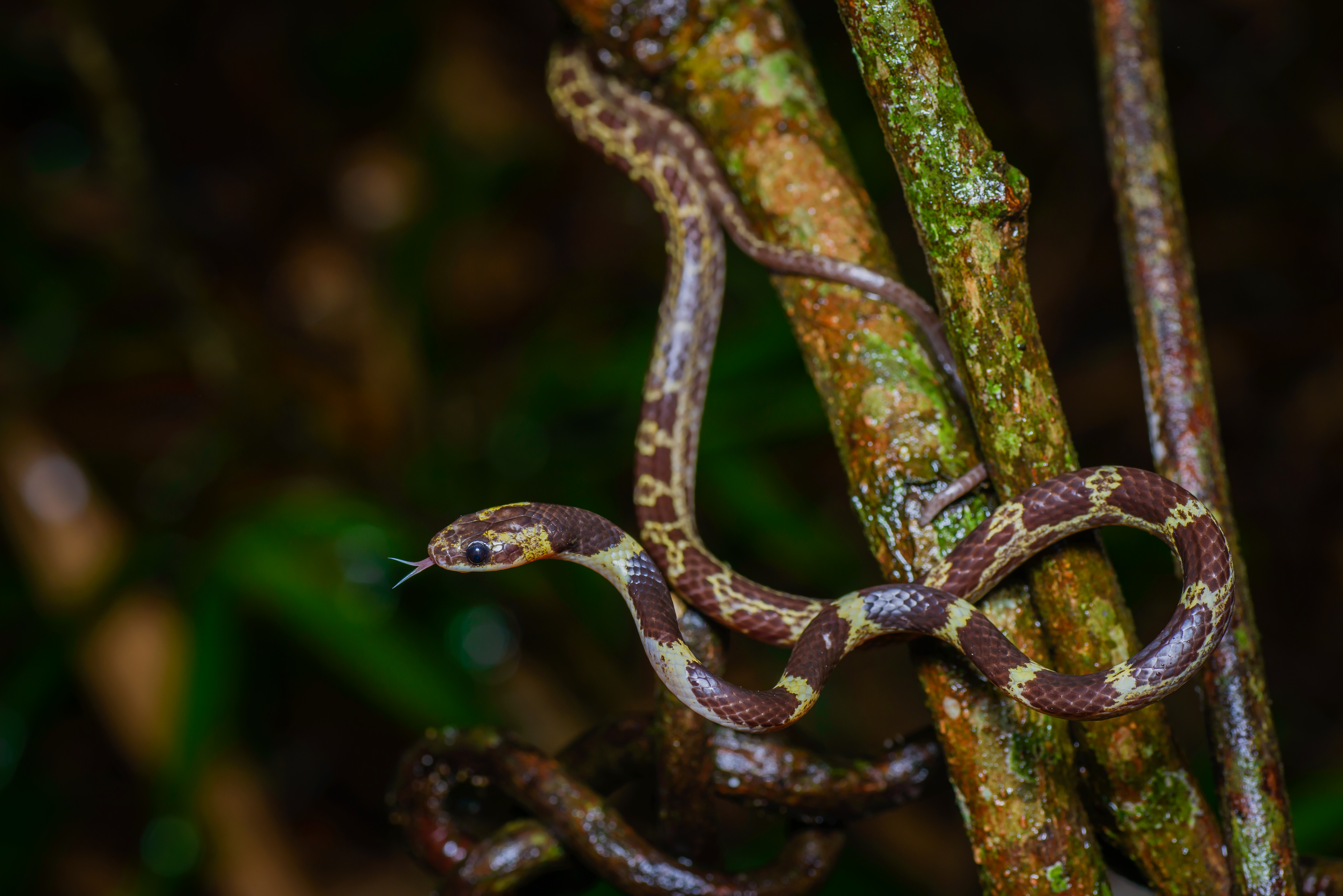
Lycodon subannulatus ou dryocalamus subannulatus
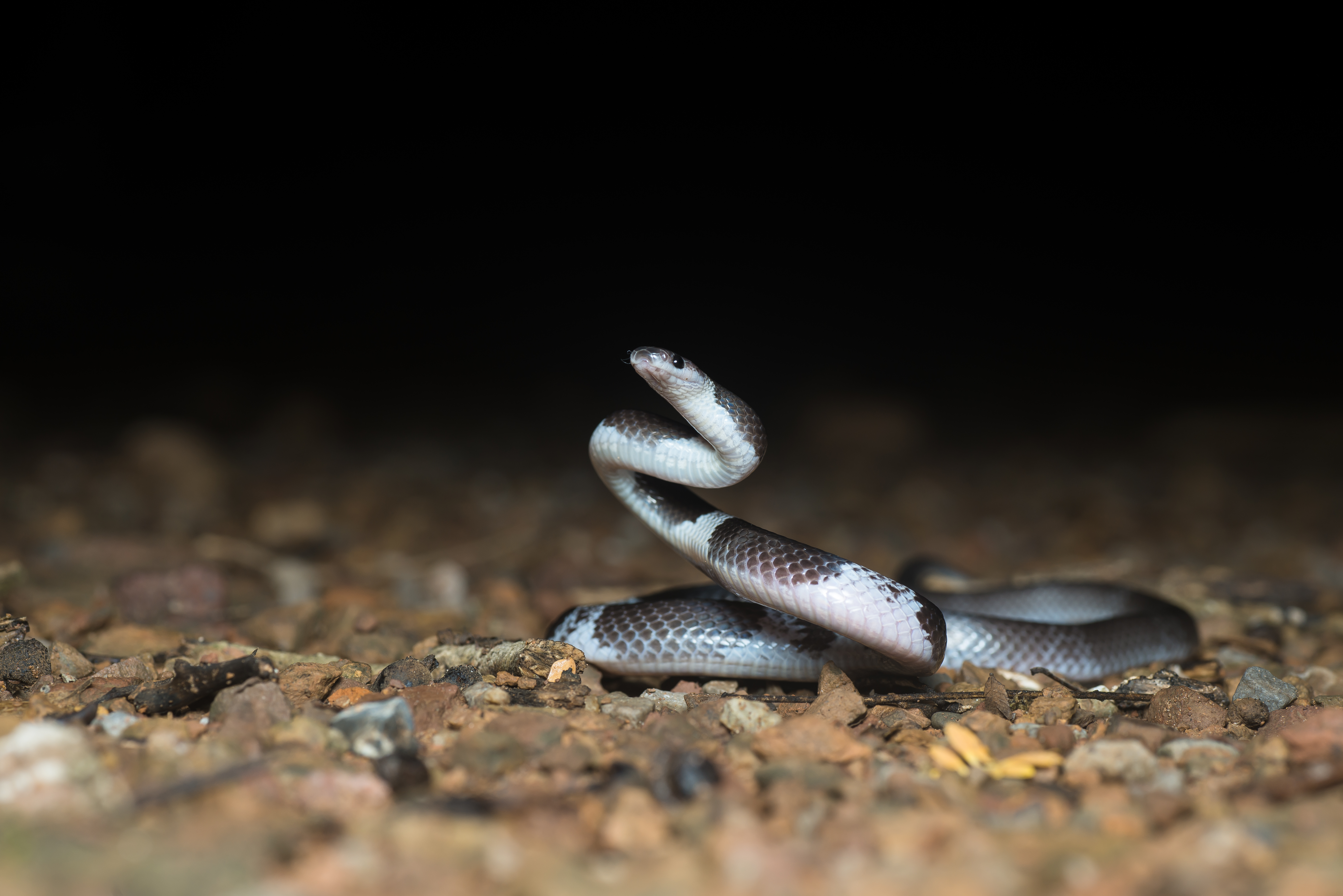
Lycodon subcinctus maculatus
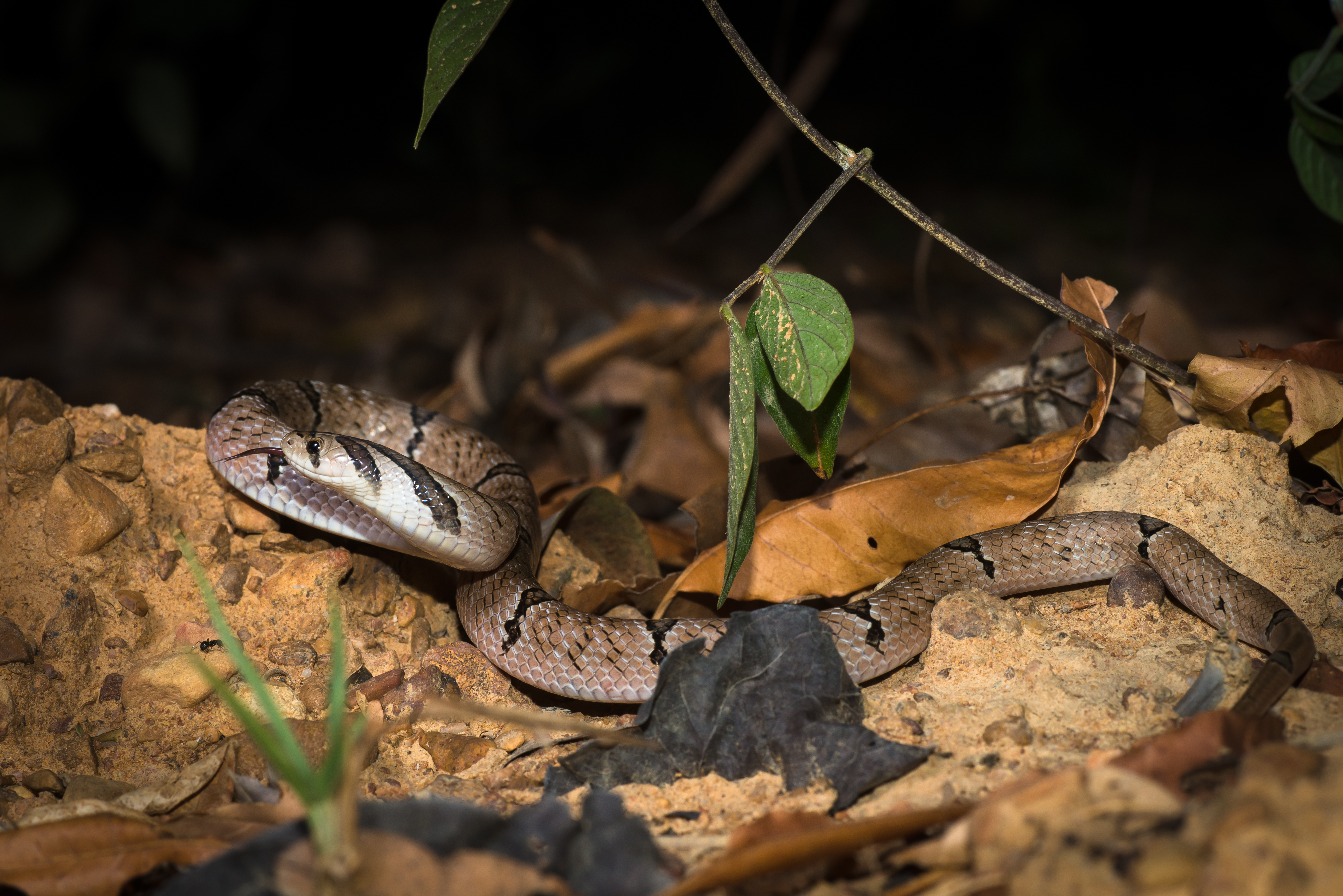
Oligodon fasciolatus
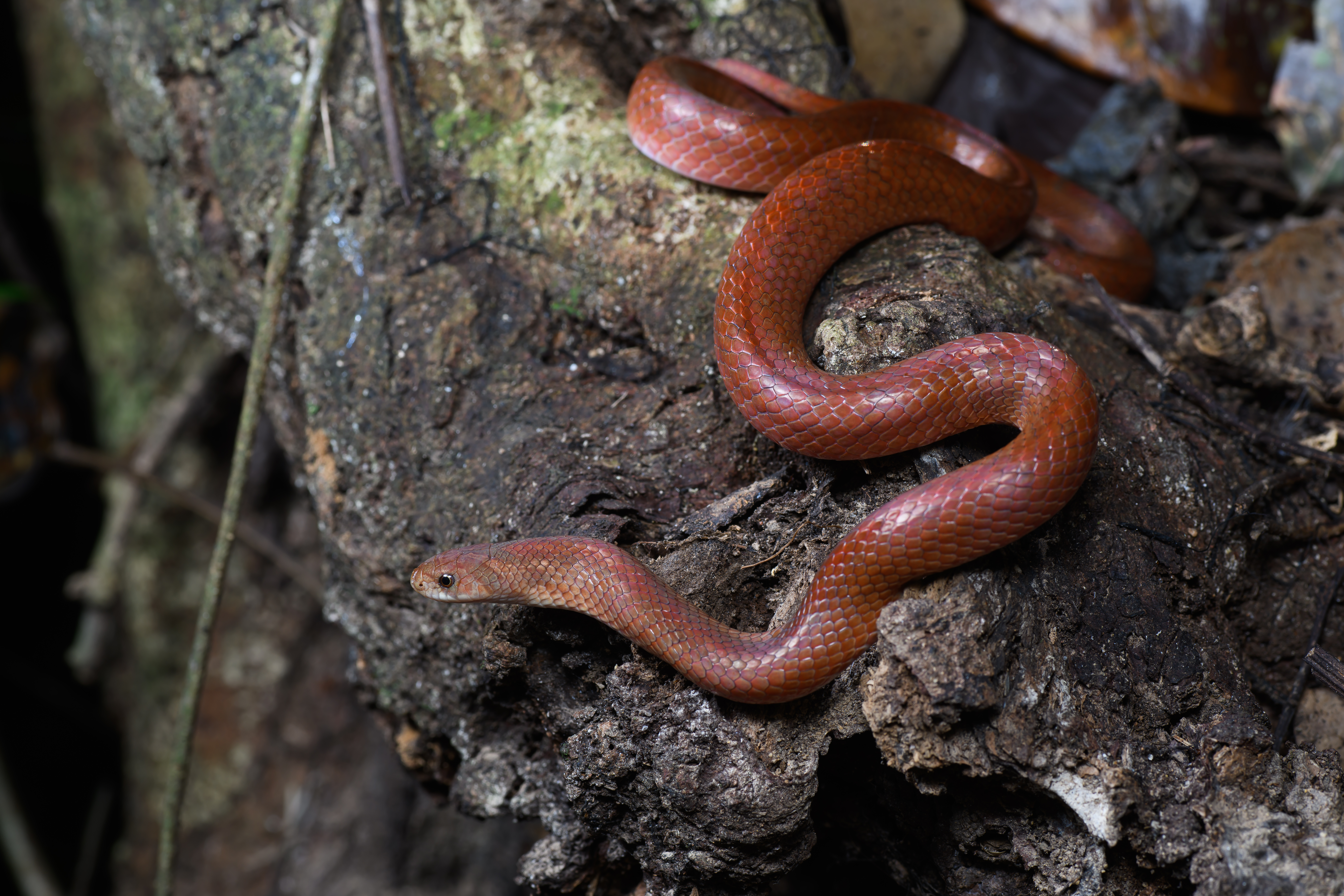
Oligodon huahin
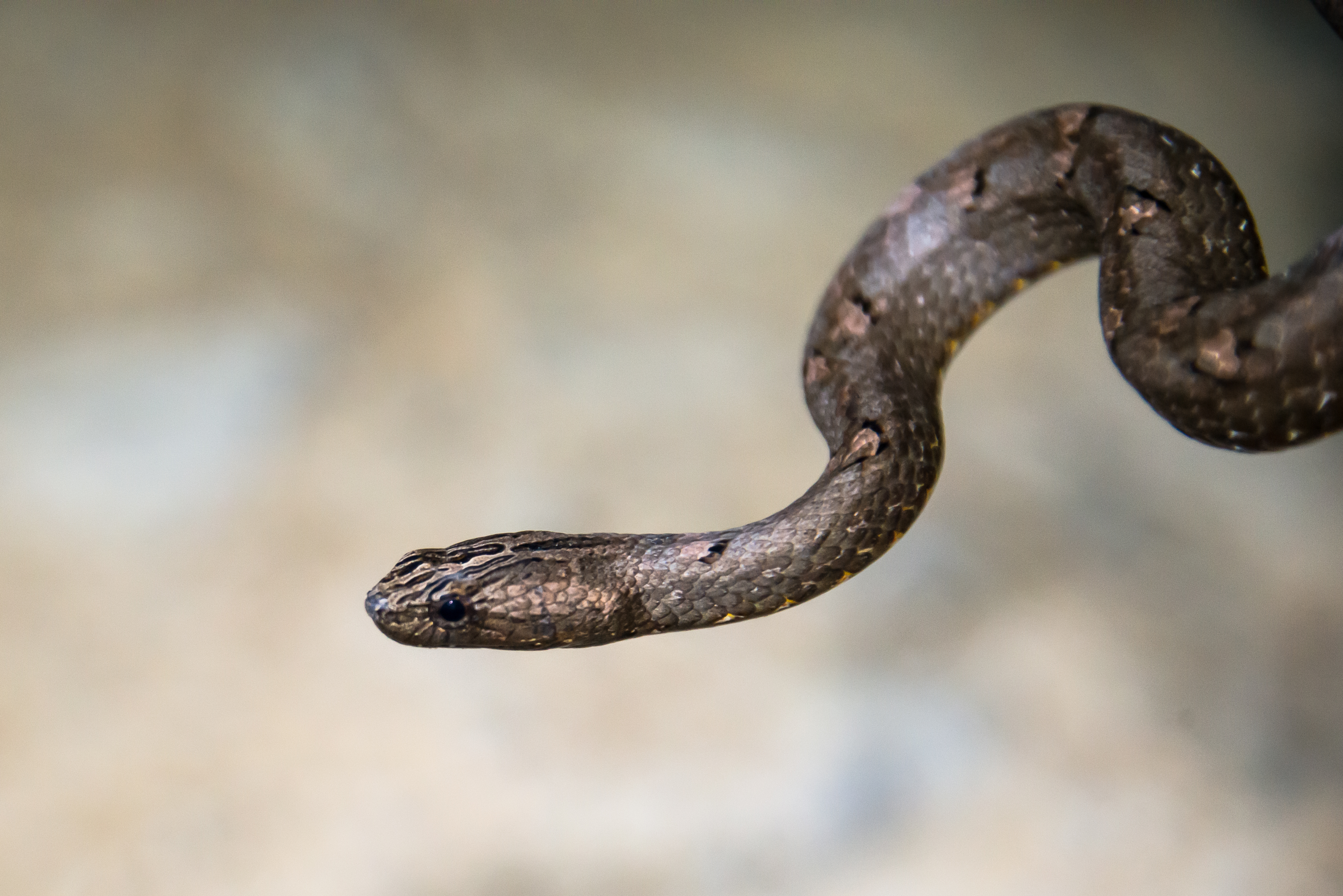
Psammodynastes pulverulentus

- famille des viperidae : crotale des arbres à lèvres blanches ou crotale des bambous trimeresurus albolabris et trimérésure des Pope trimeresurus popeiorum ; vipère de Malaisie calloselasme à lèvres roses ...

Viperidae
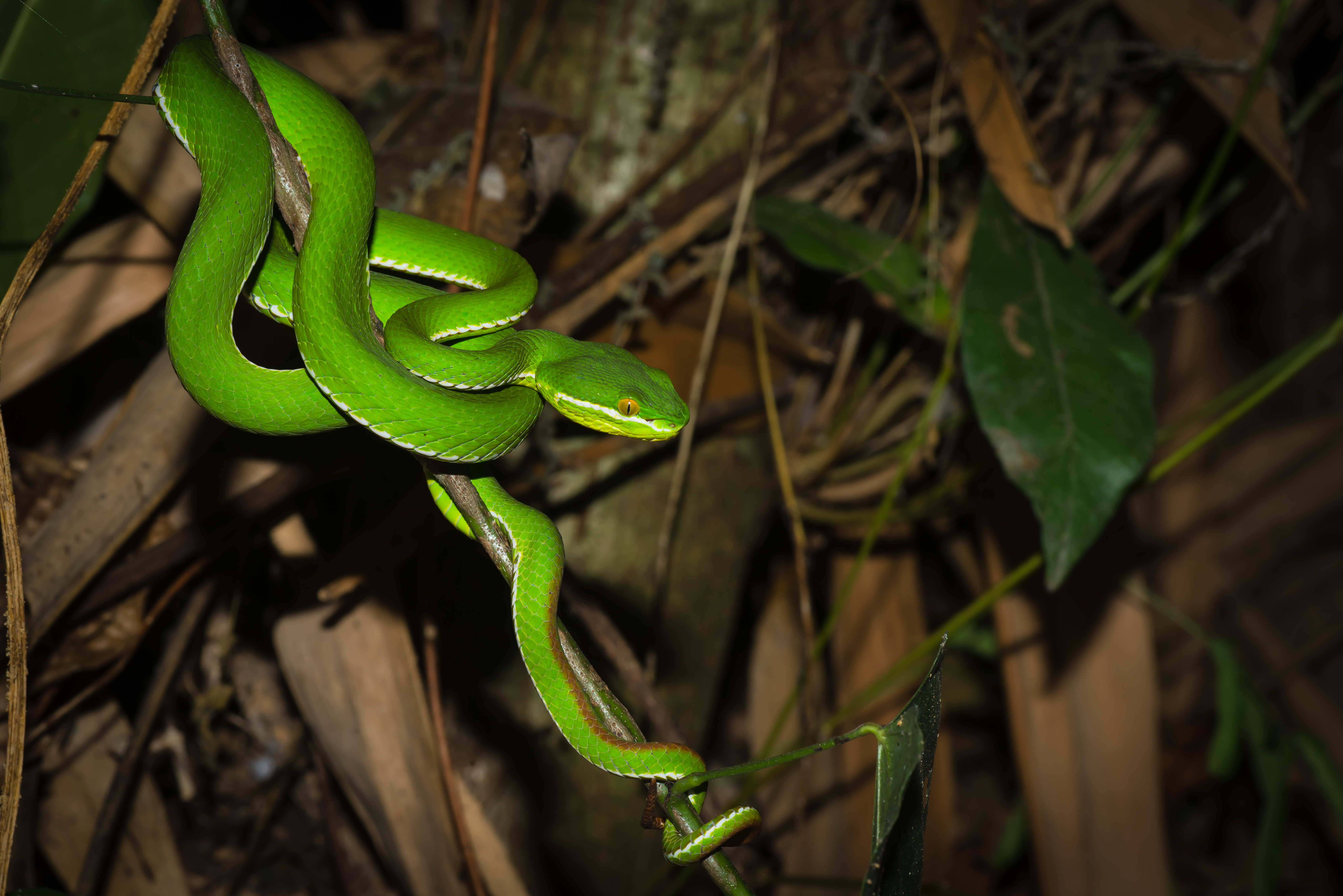
Crotale des bambous Trimeresurus albolabris (mâle)
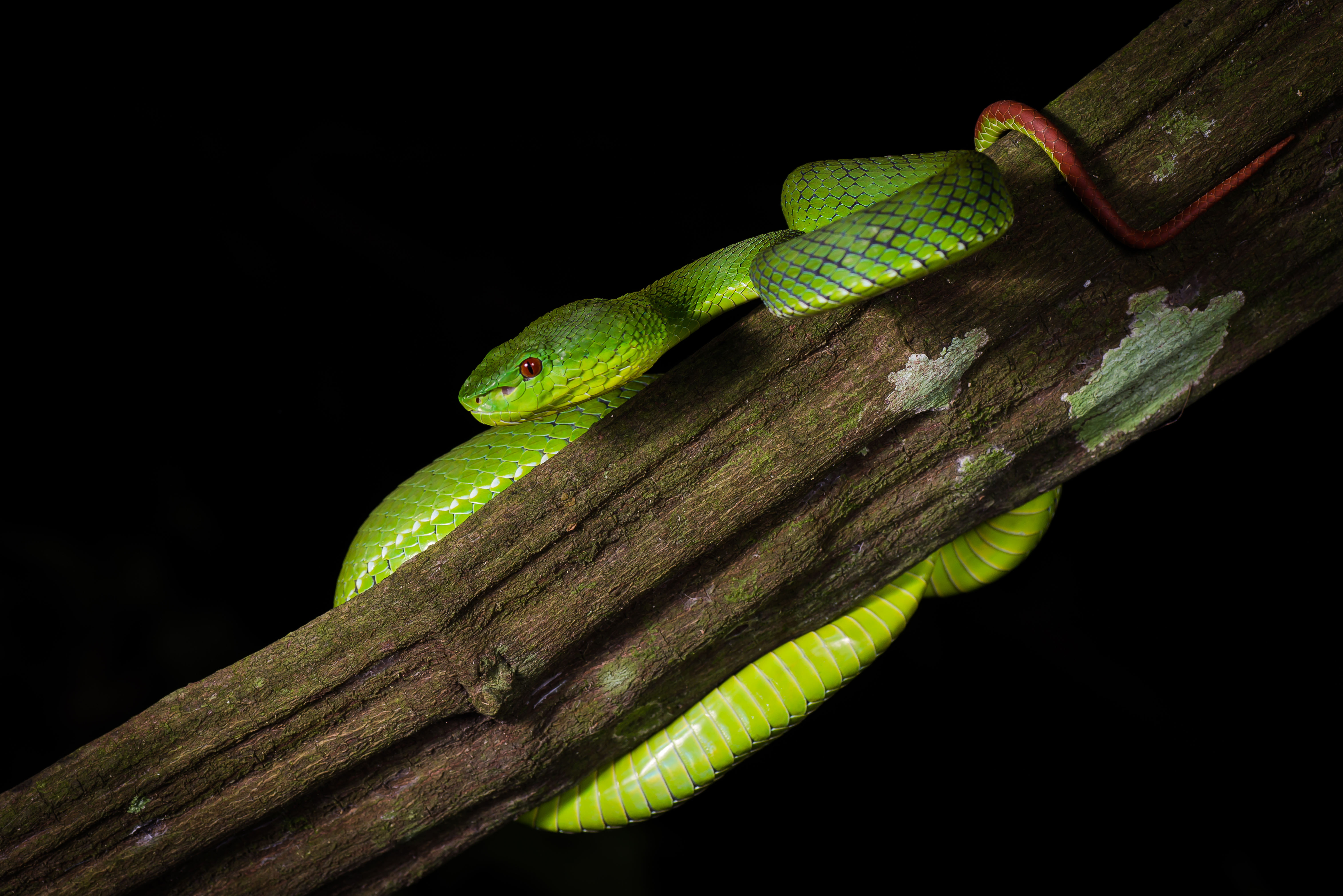
Trimérésure des Pope (femelle)
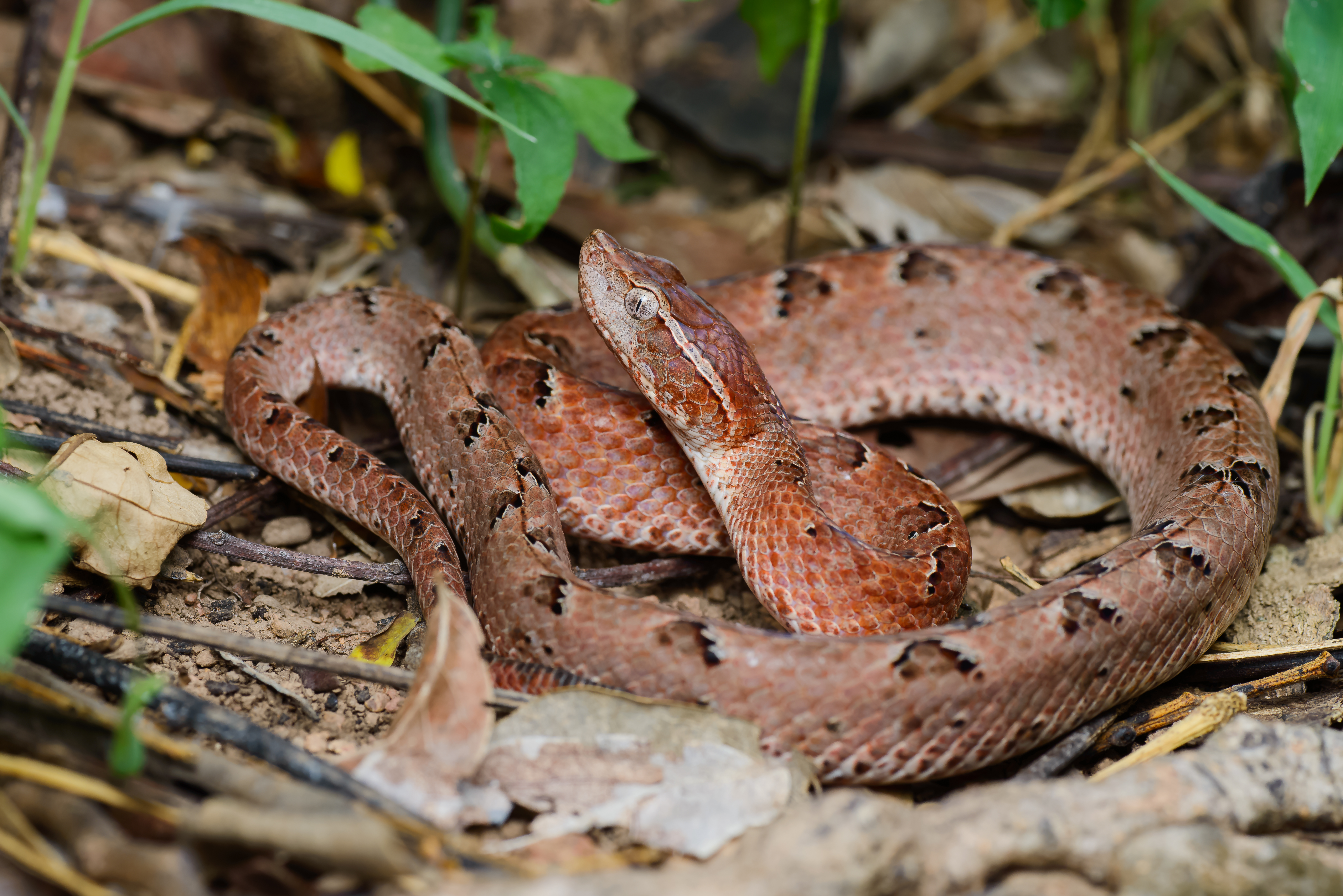
Vipère de Malaisie Calloselasme à lèvres roses

- famille des natricidae : rhabdophis chrisargos et rhabdophis subminiatus ; xenochrophis flavipunctatus, xenochrophis piscator et xenochrophis trianguligerus ...

Natricidae
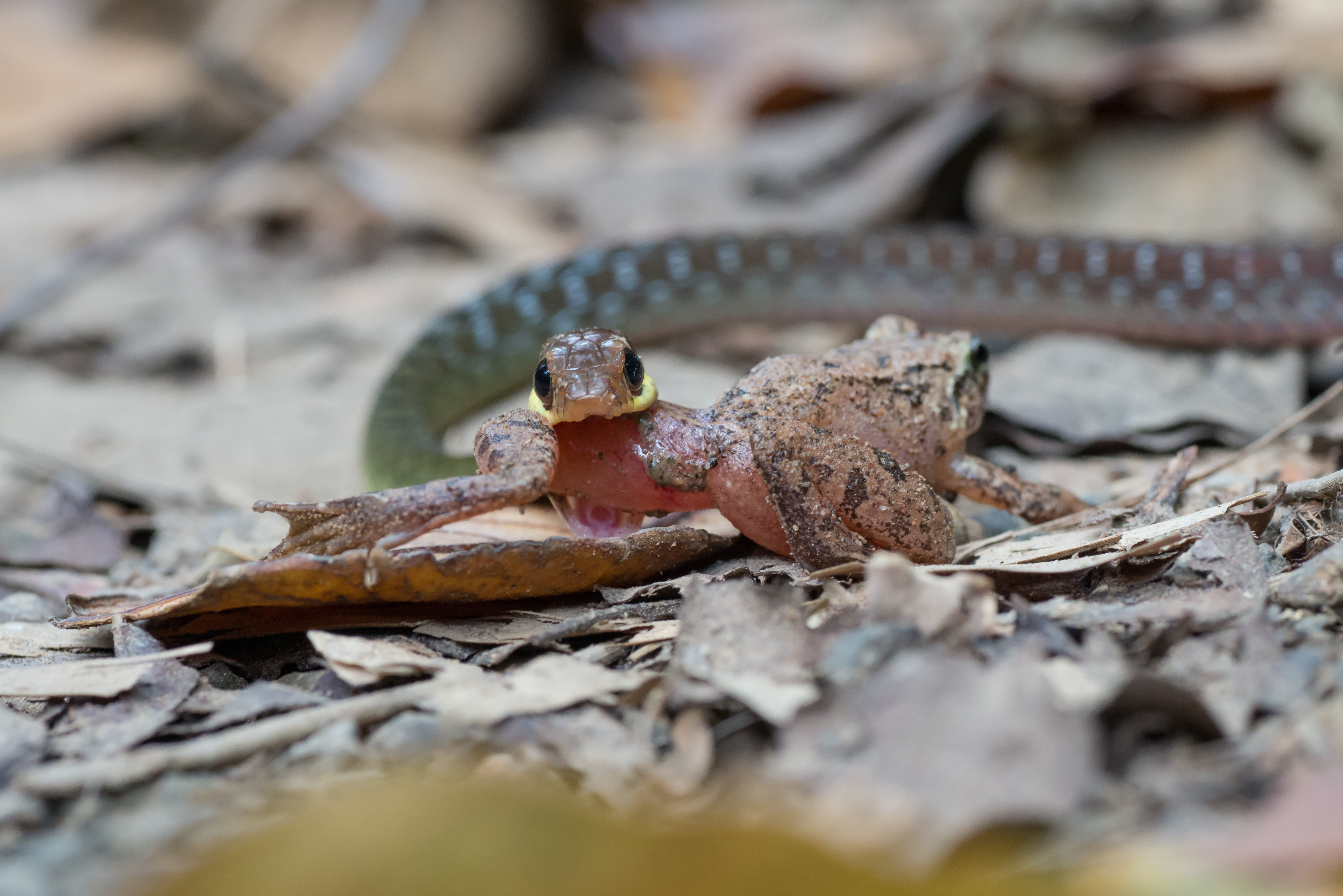
Rhabdophis chrysargos attrapant une grenouille à la patte
Rhabdophis subminiatus
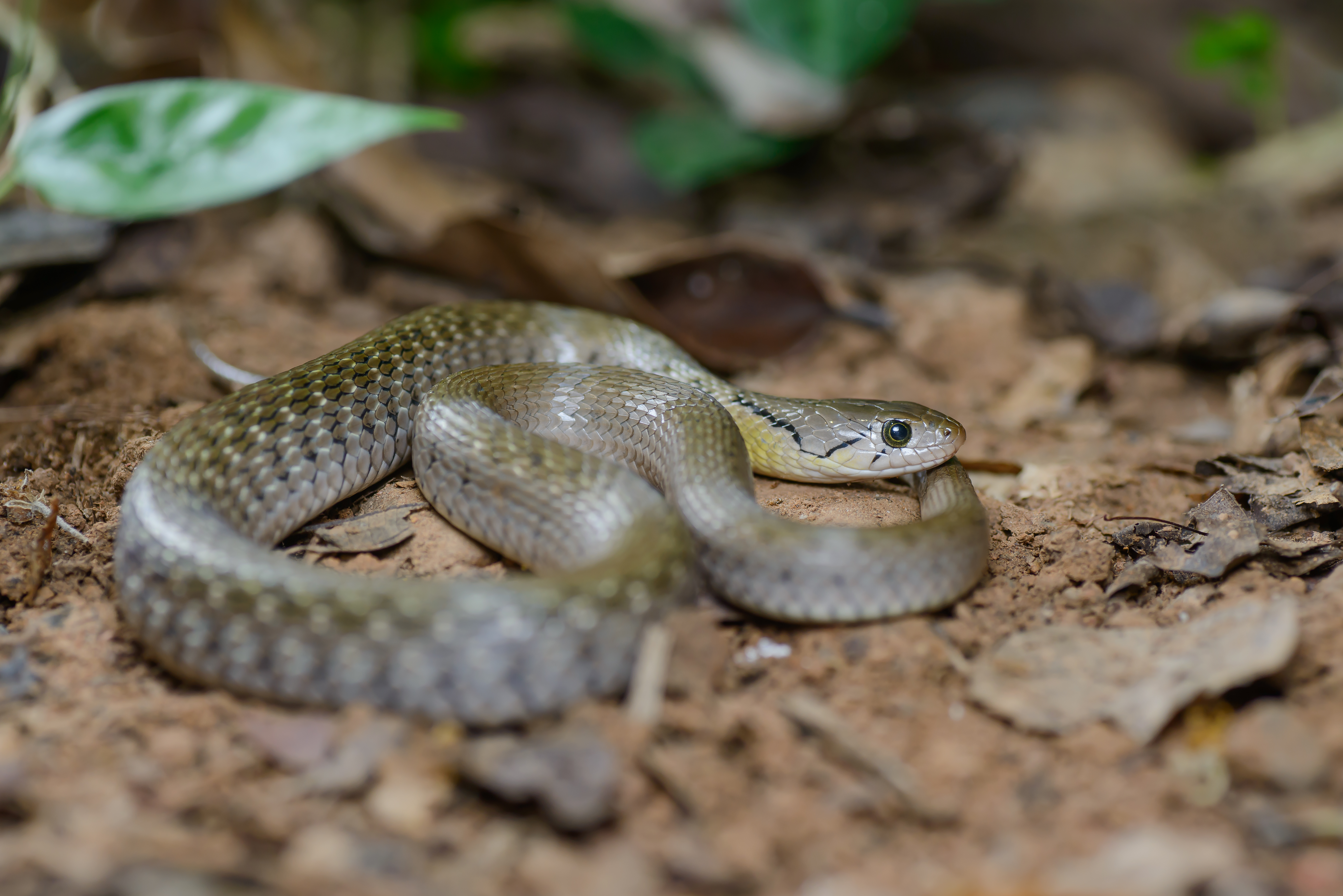
Xenochrophis flavipunctatus
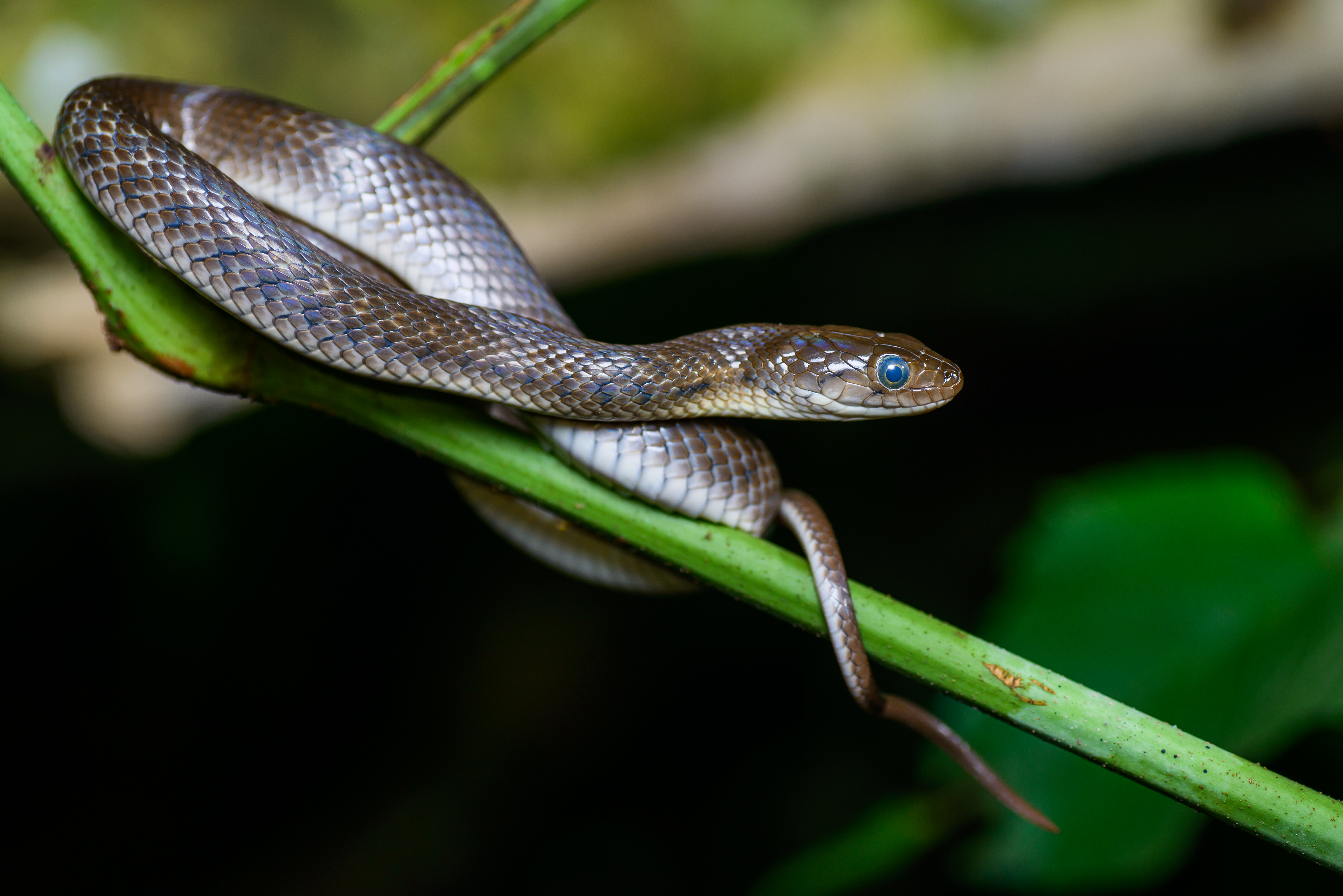
Xenochrophis piscator
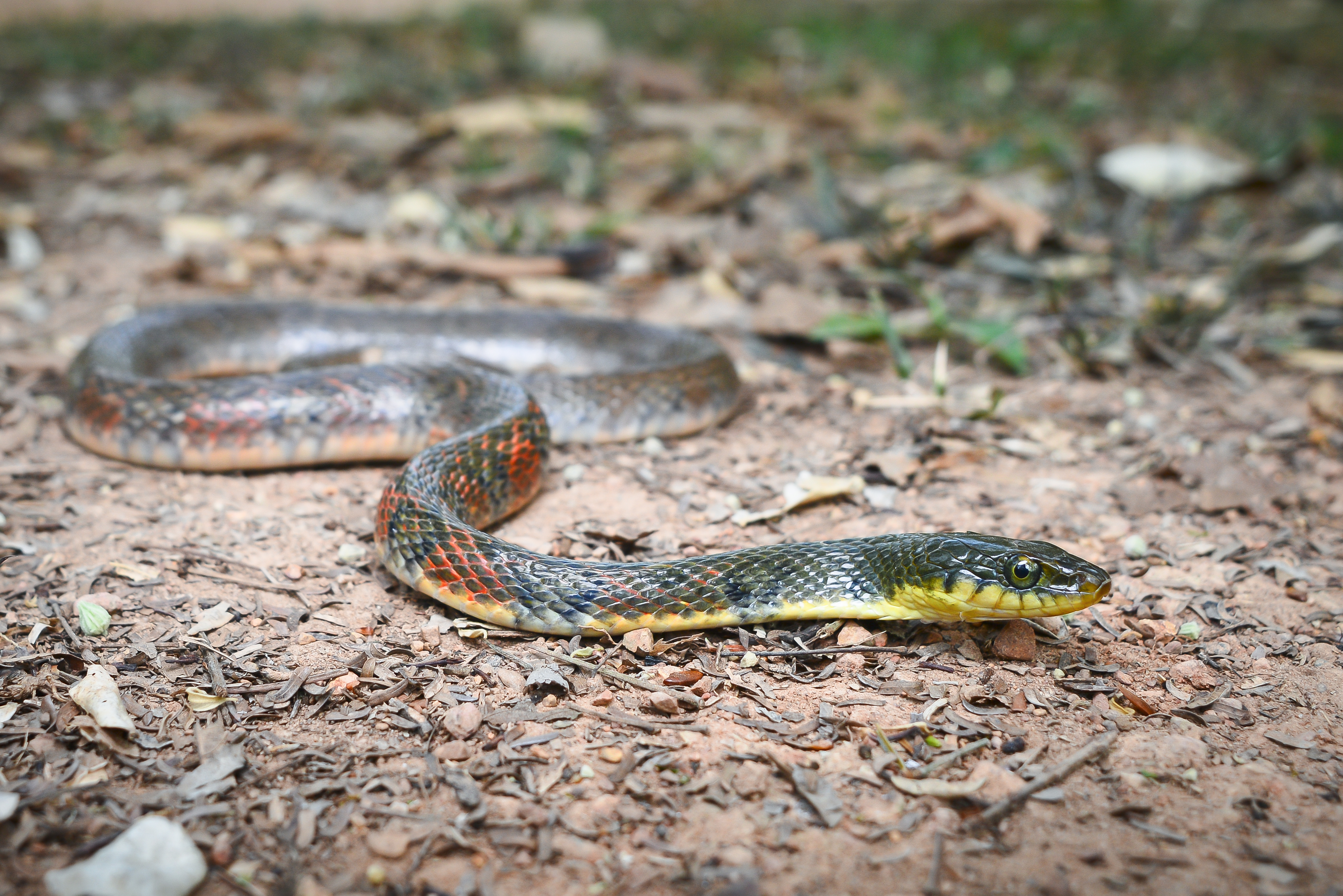
Xenochrophis trianguligerus

- autres serpents : pareas carinatus et pareas margaritophorus ; cylindrophis jodiae…

Serpents divers et variés ...
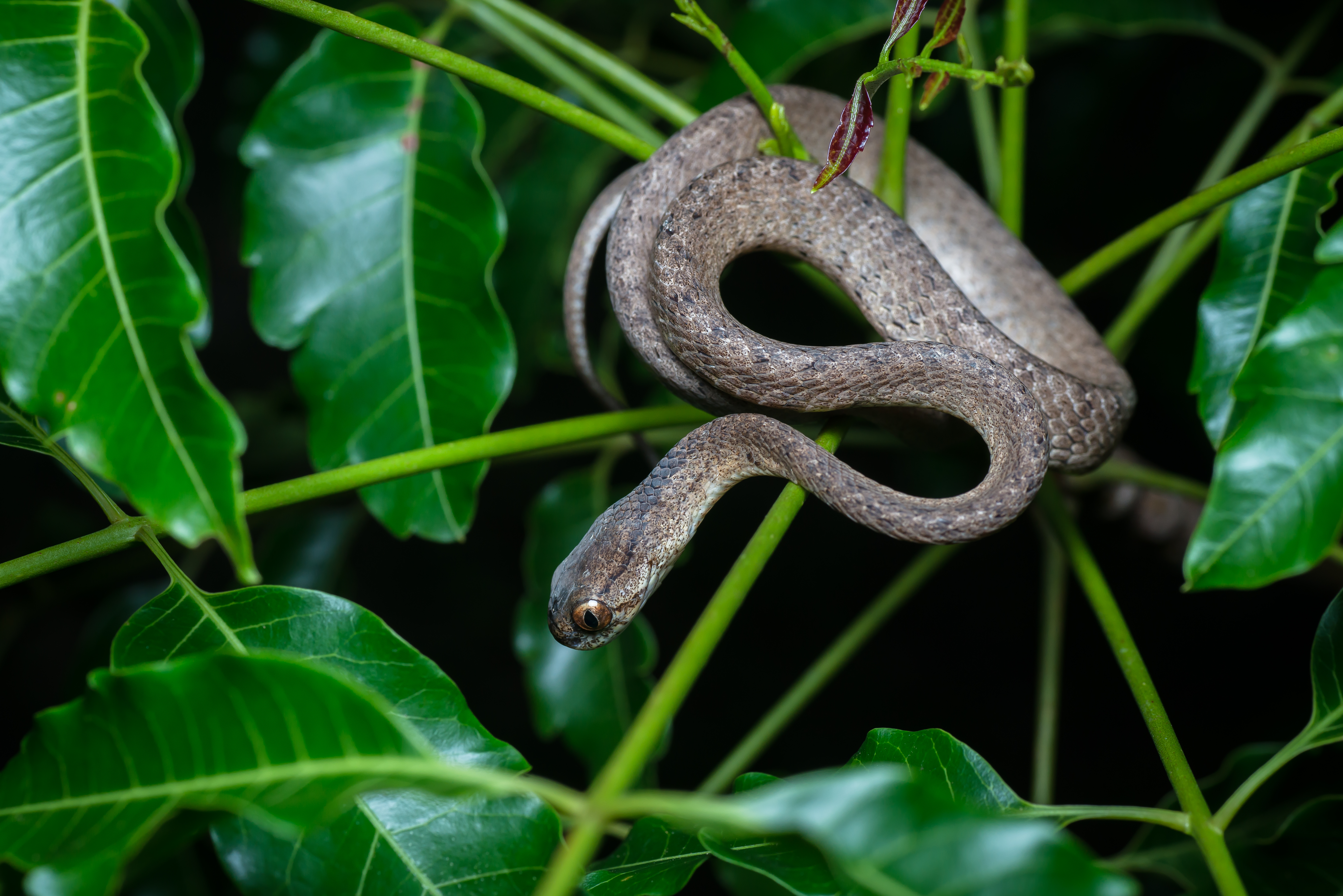
Pareas carinatus
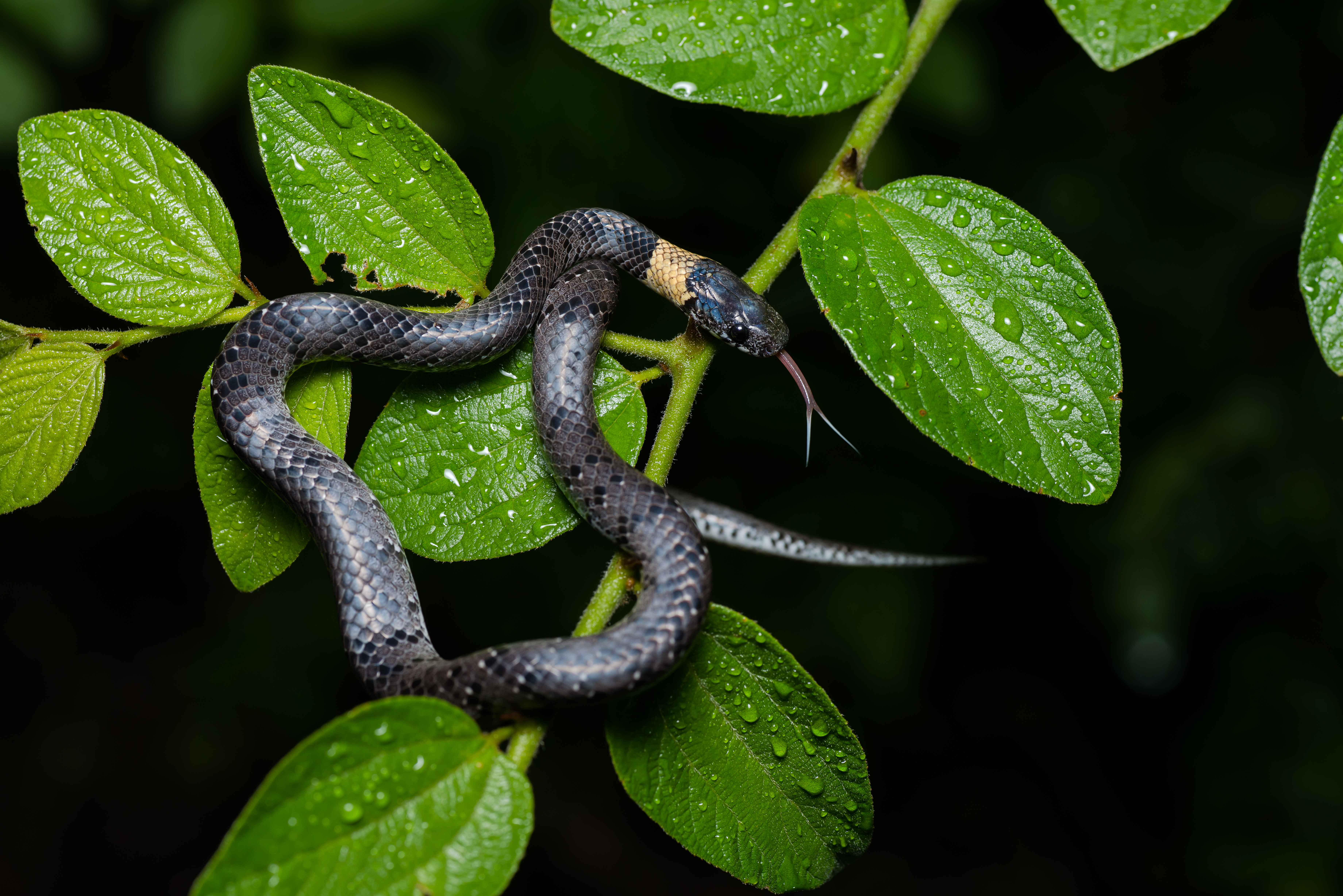
Pareas margaritophorus
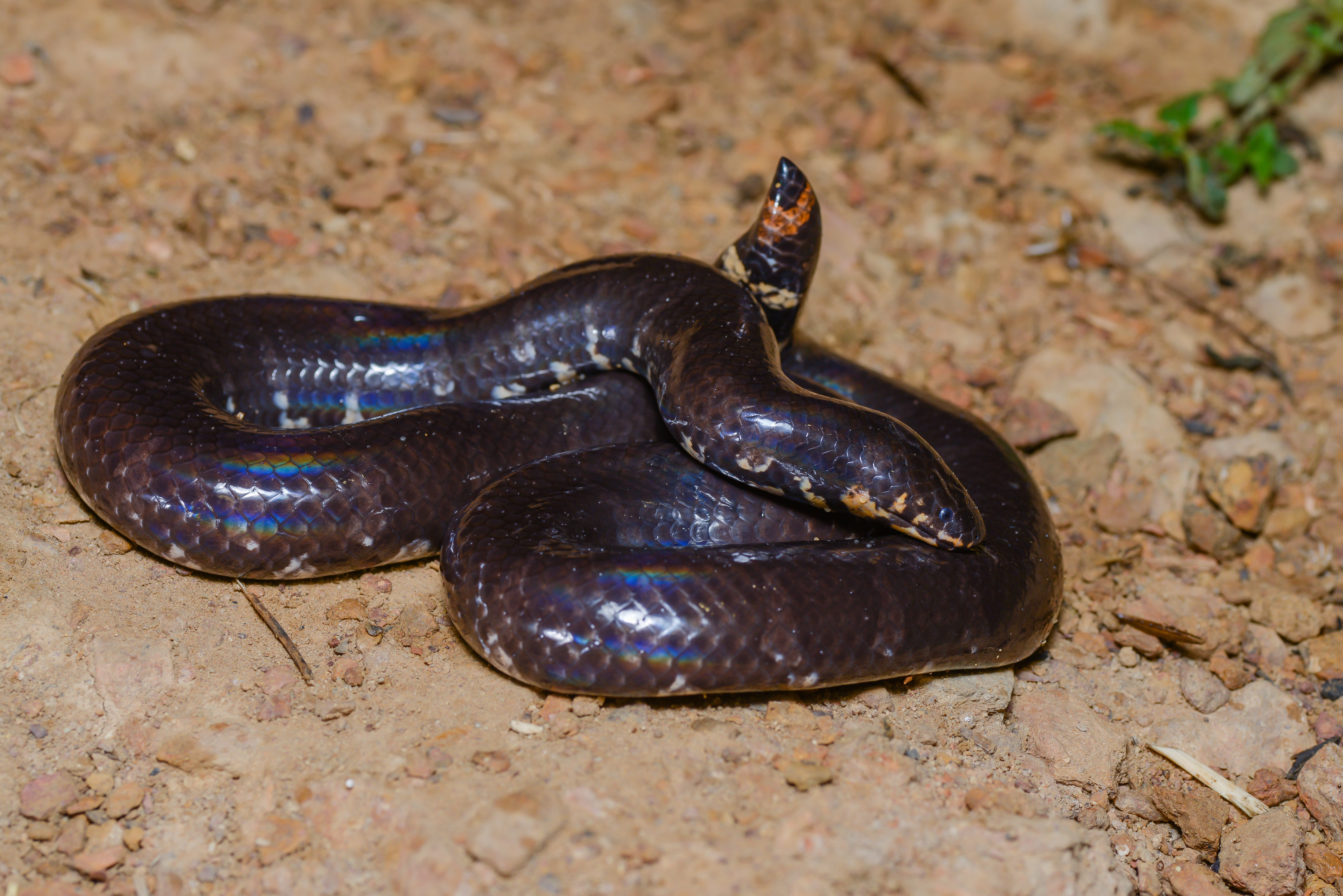
Cylindrophis jodiae

- cobra cracheur d'Indochine naja siamensis et cobras royaux ; pythons réticulés, pythons birmans et python sanguin ou python brongersmai etc.

... Cobras et Pythons
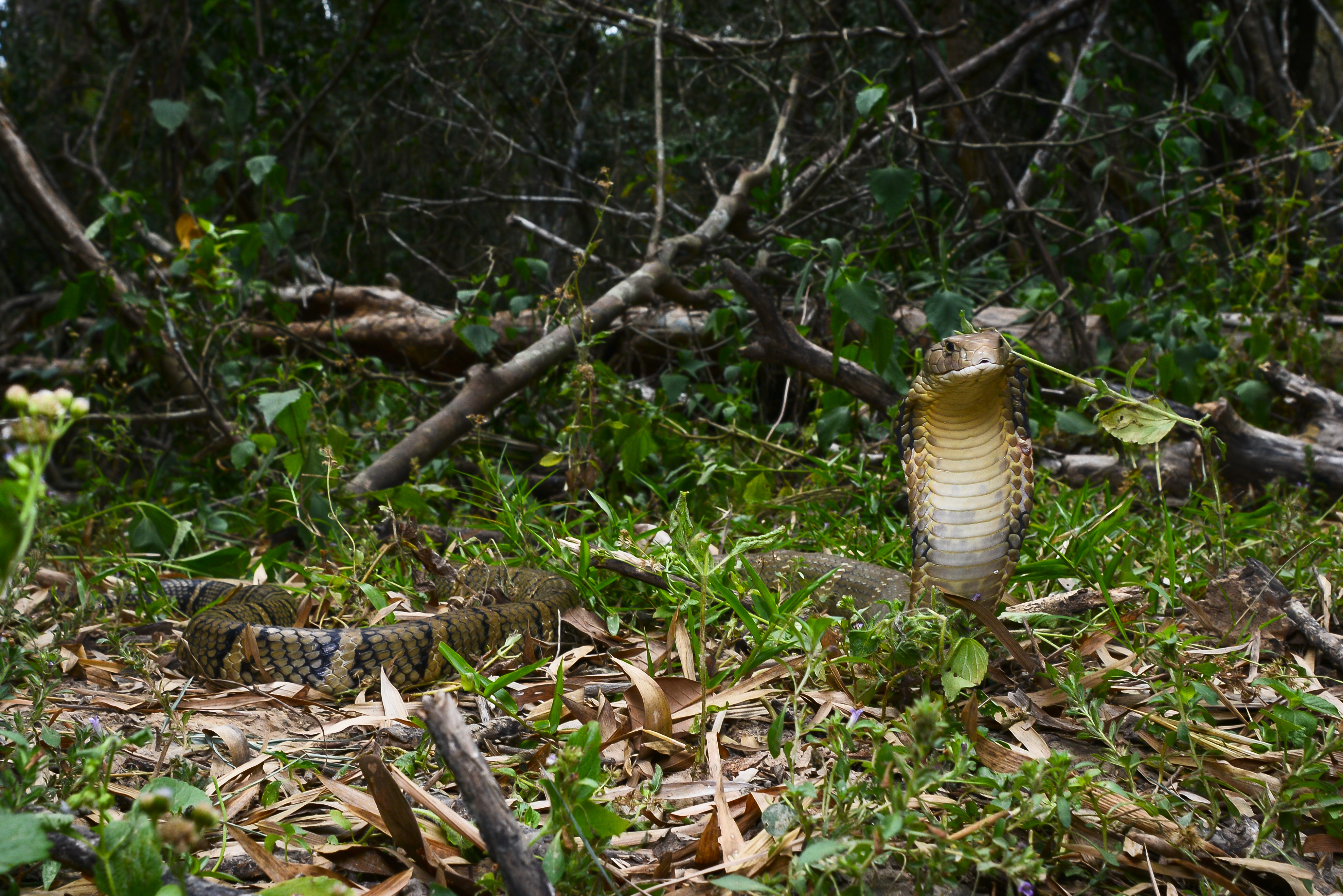
Cobra royal
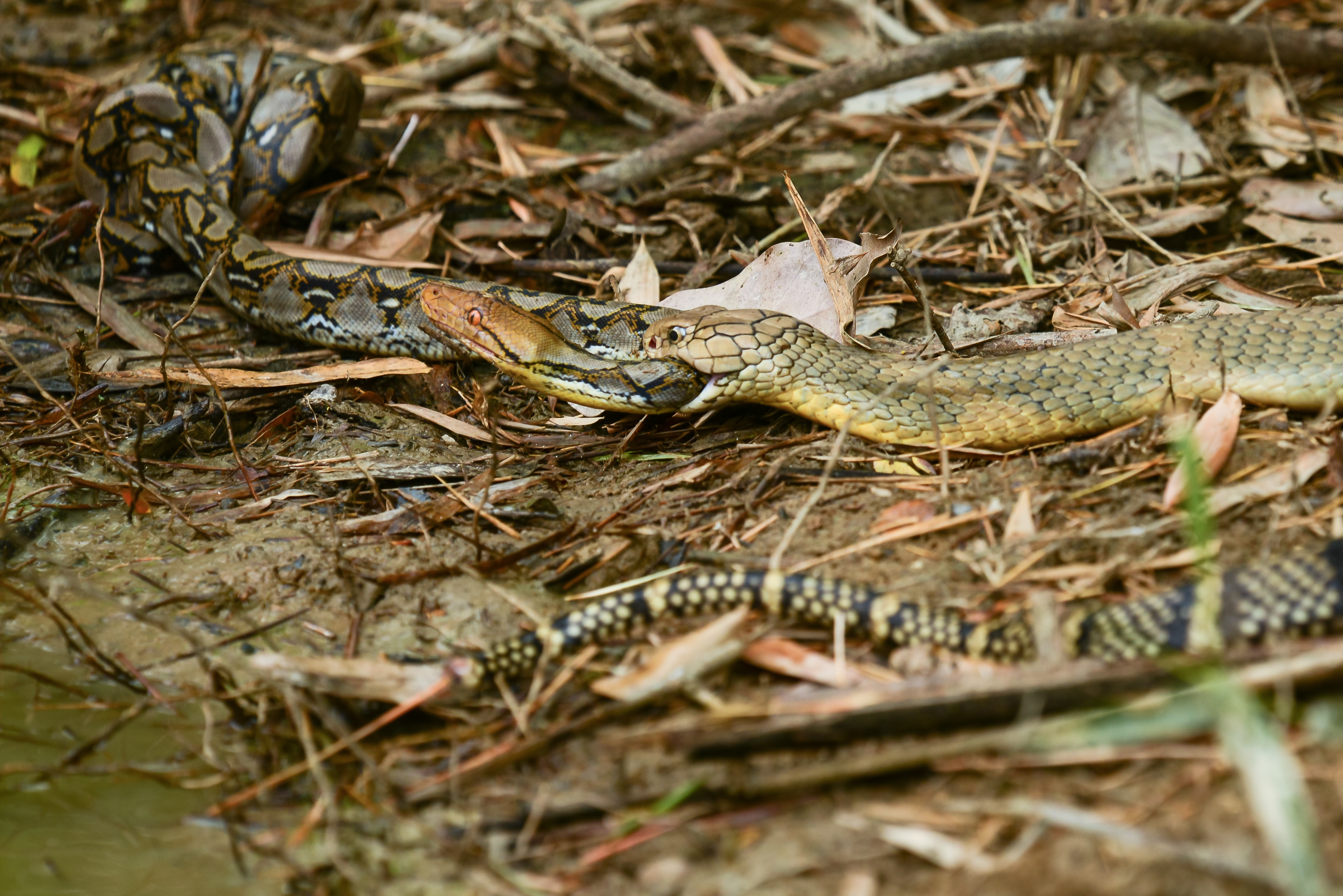
Cobra royal chassant un python réticulé
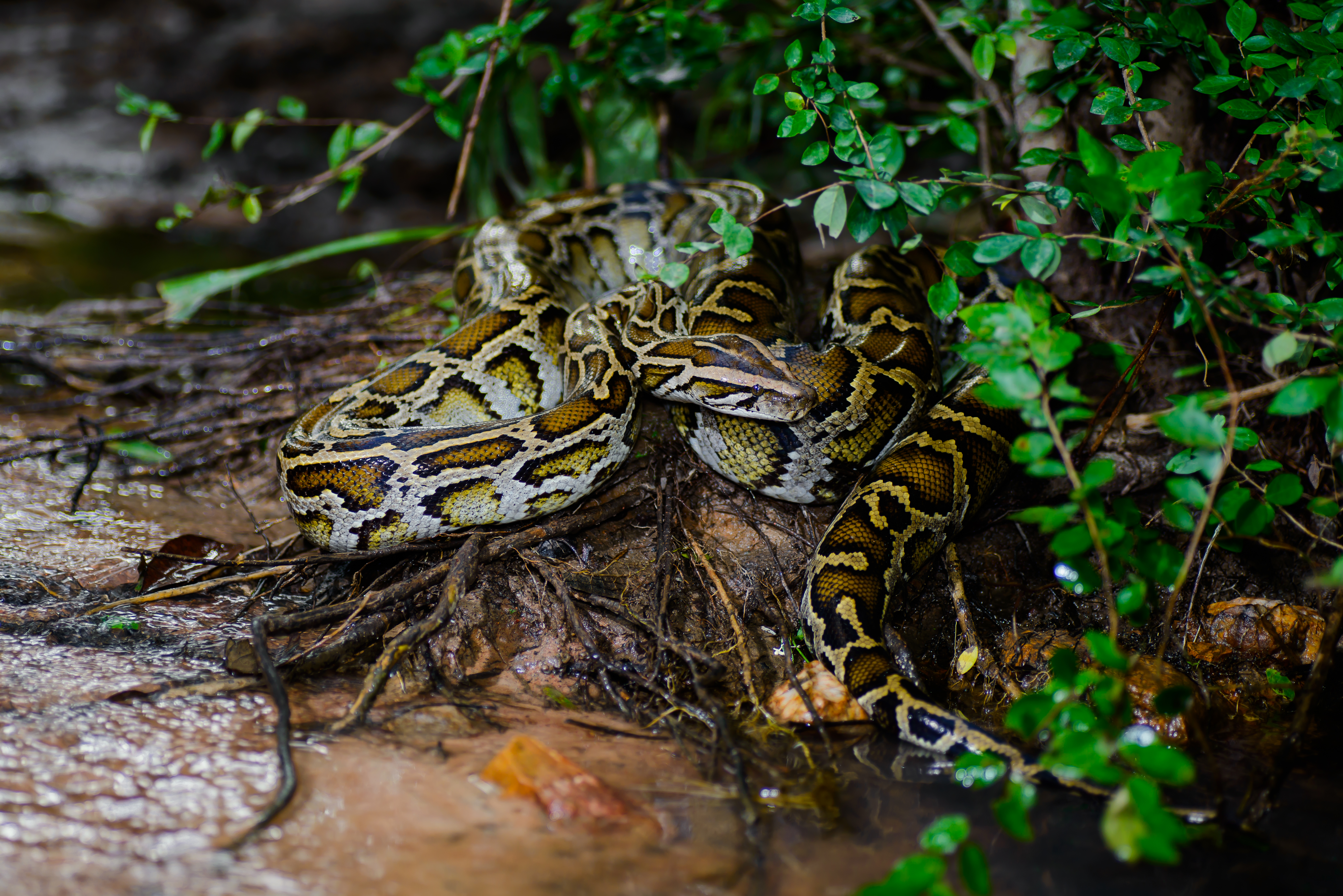
Python molure birman
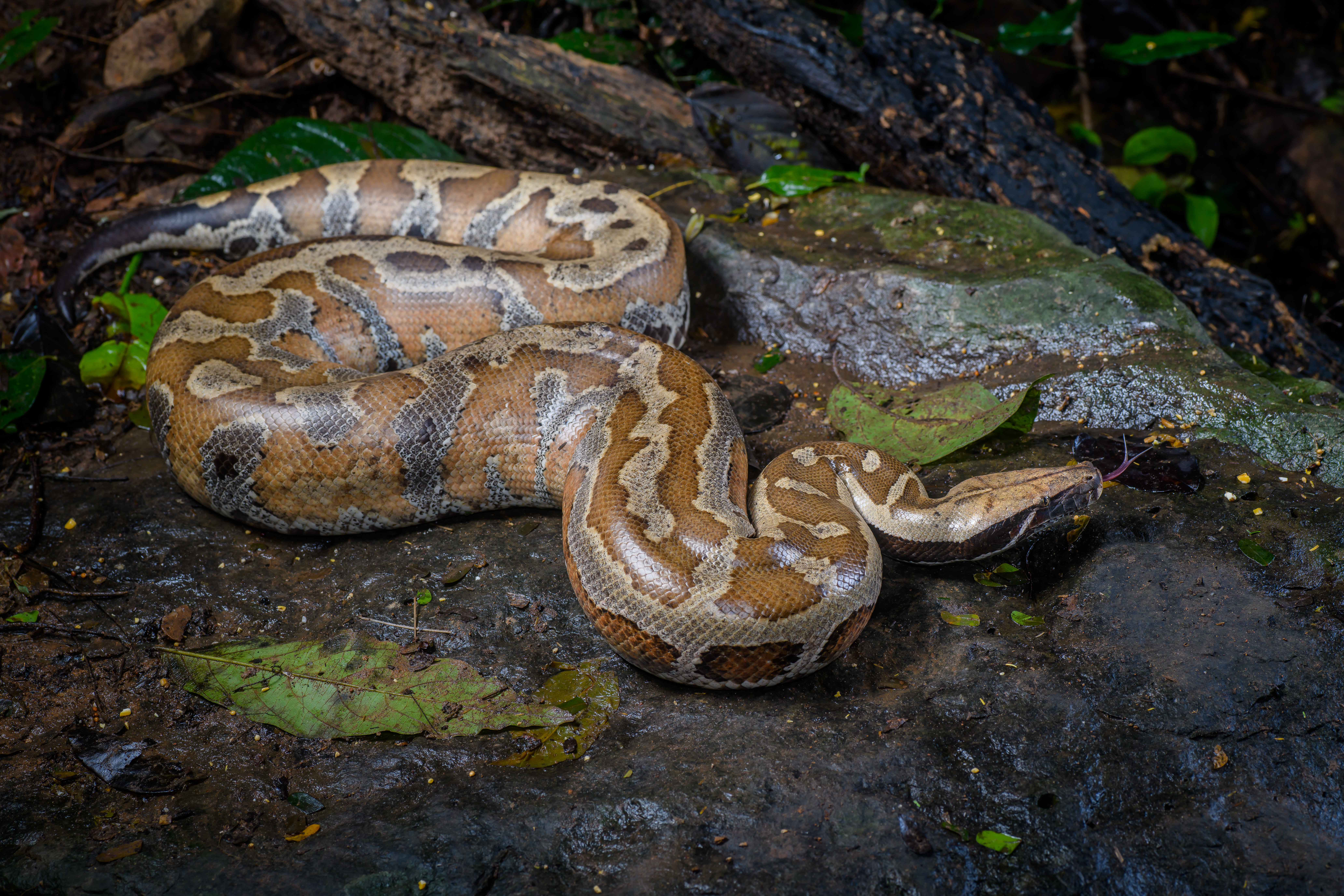
Python sanguin ou Python brongersmai

### 43 espèces d'amphibiens
On dénombre actuellement 43 espèces d'amphibiens dont de nombreuses grenouilles et crapauds : chiromantis vittatus (feihyla vittatus) et chiromantis nongkhorensis ; clinotarsus penelope ; hylarana erythraea et hylarana lateralis (pelophilax lateralis) ; limnonectes limborgi ; glyphoglossus guttulatus ; leptobrachium chapaense et leptobrachium smithi ; megophrys major ; rhacophorus rhodopus, theloderma pictum etc.

Crapauds et Grenouilles
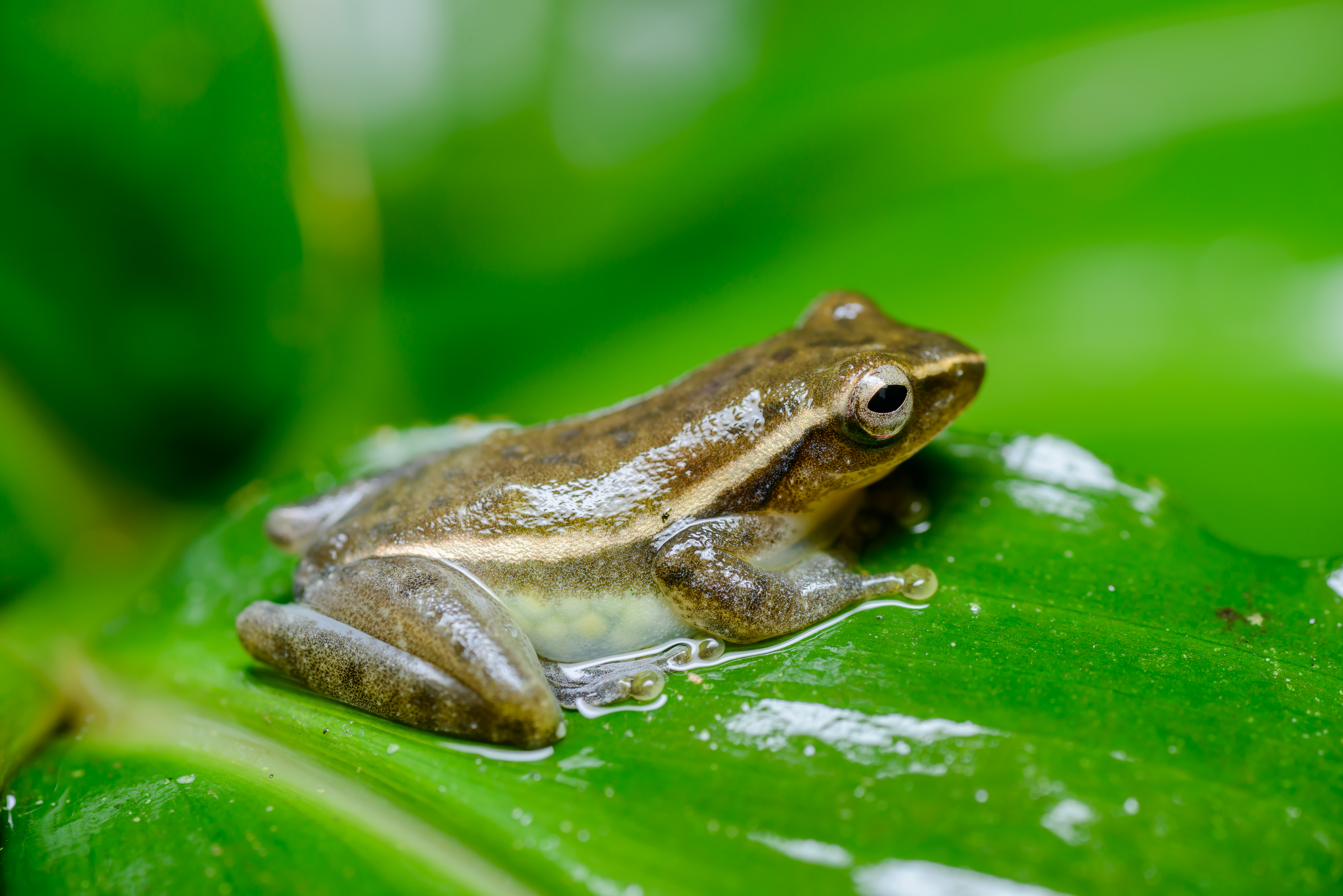
Chiromantis vittatus
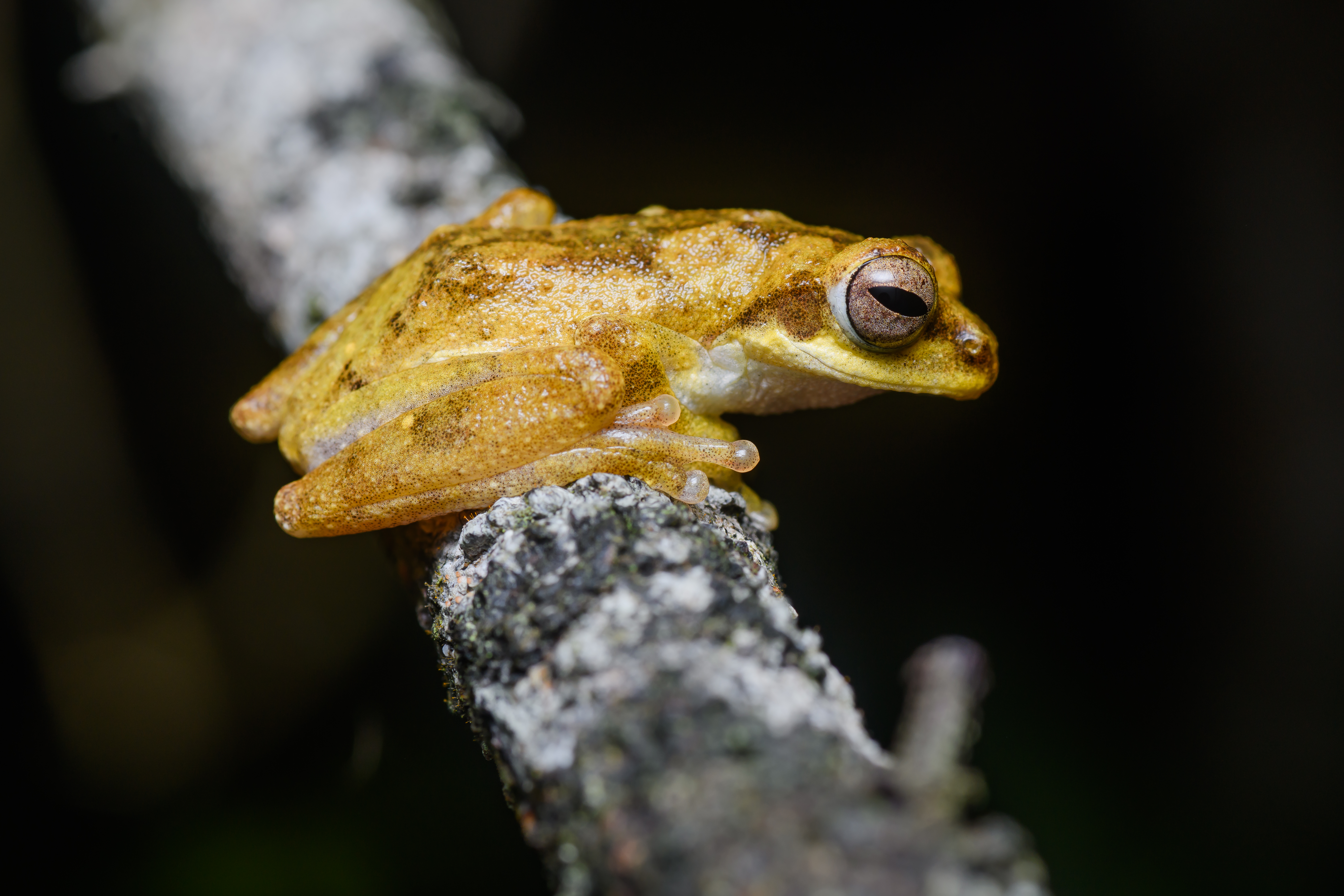
Chiromantis nongkhorensis
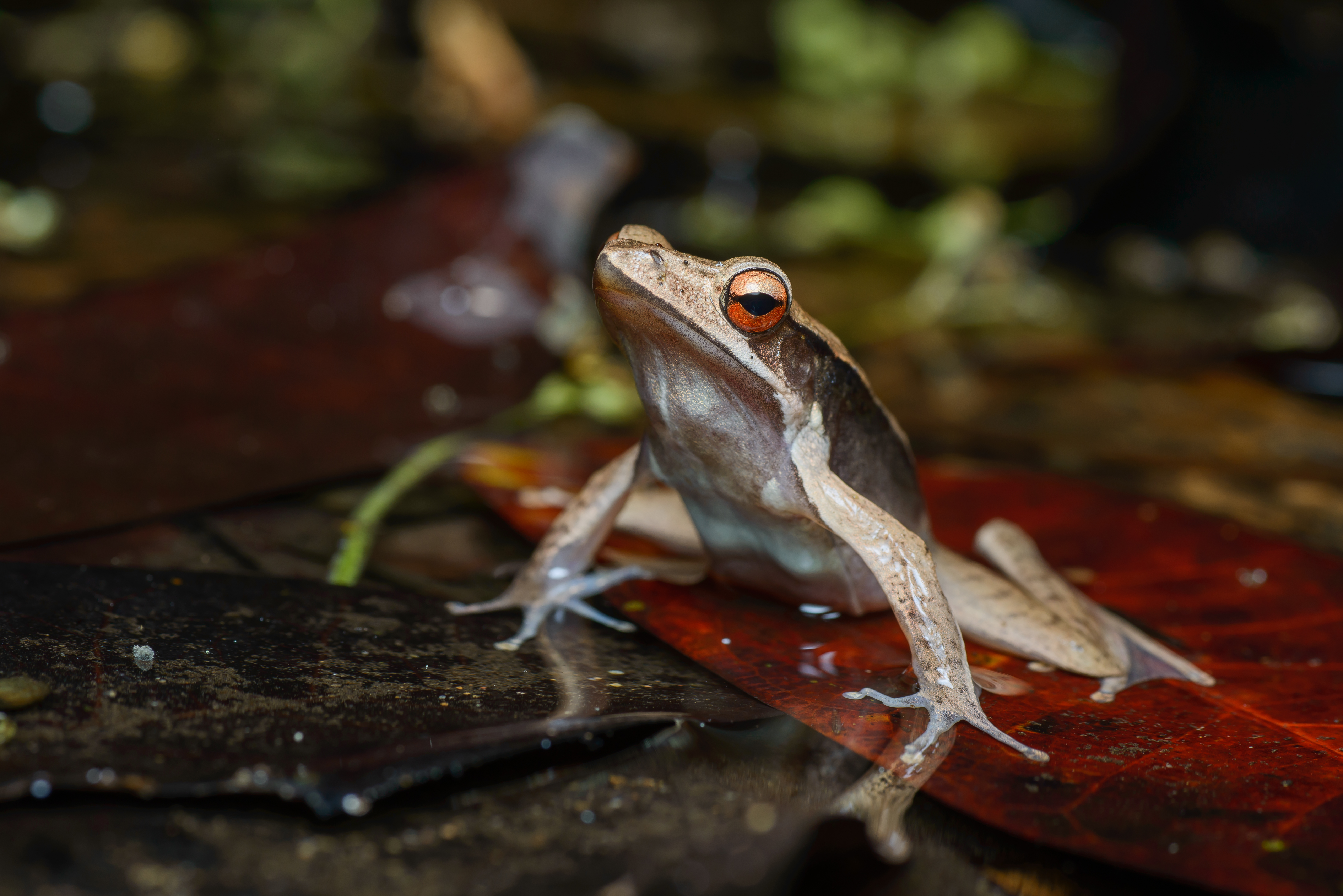
Clinotarsus penelope
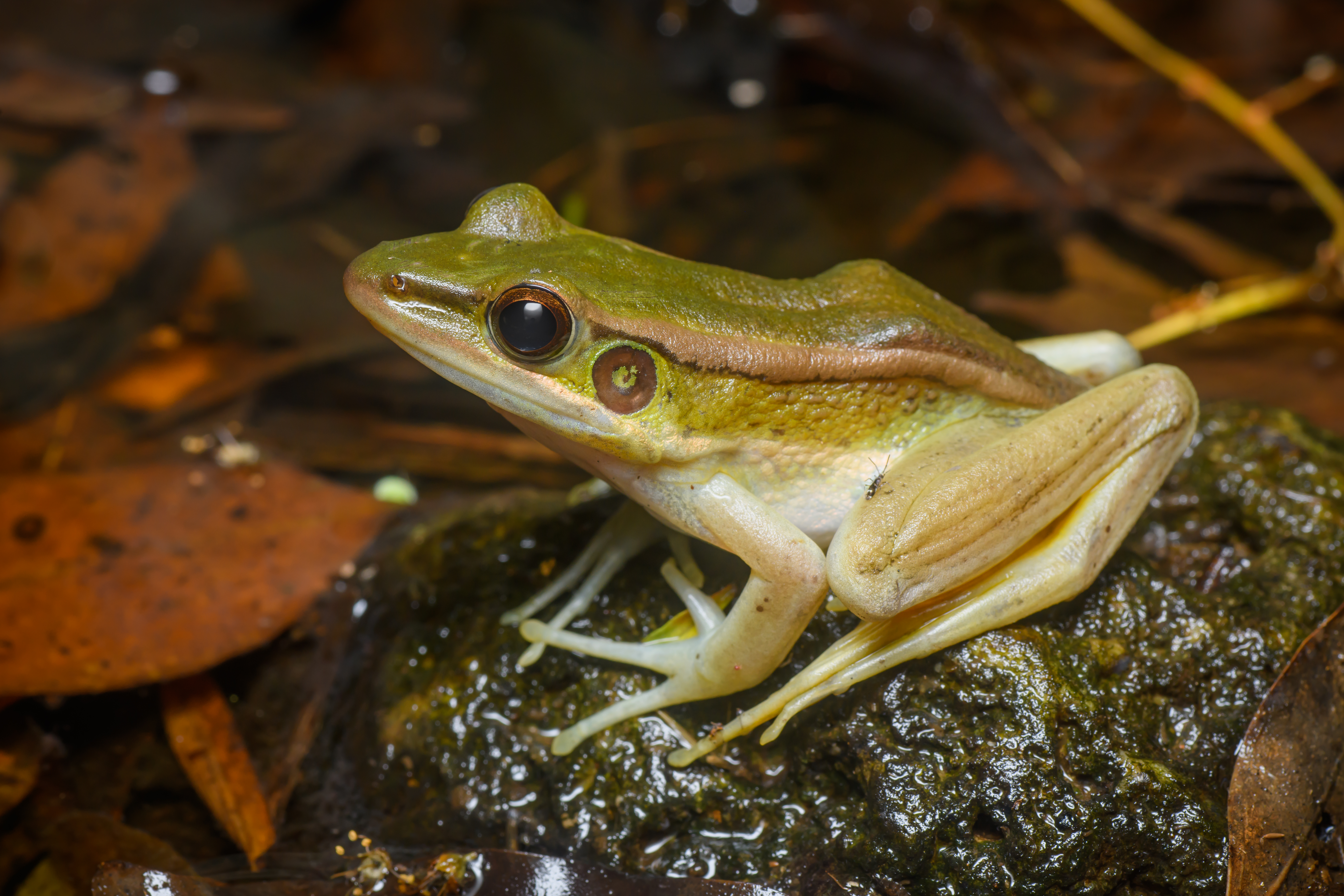
Hylarana erythrae
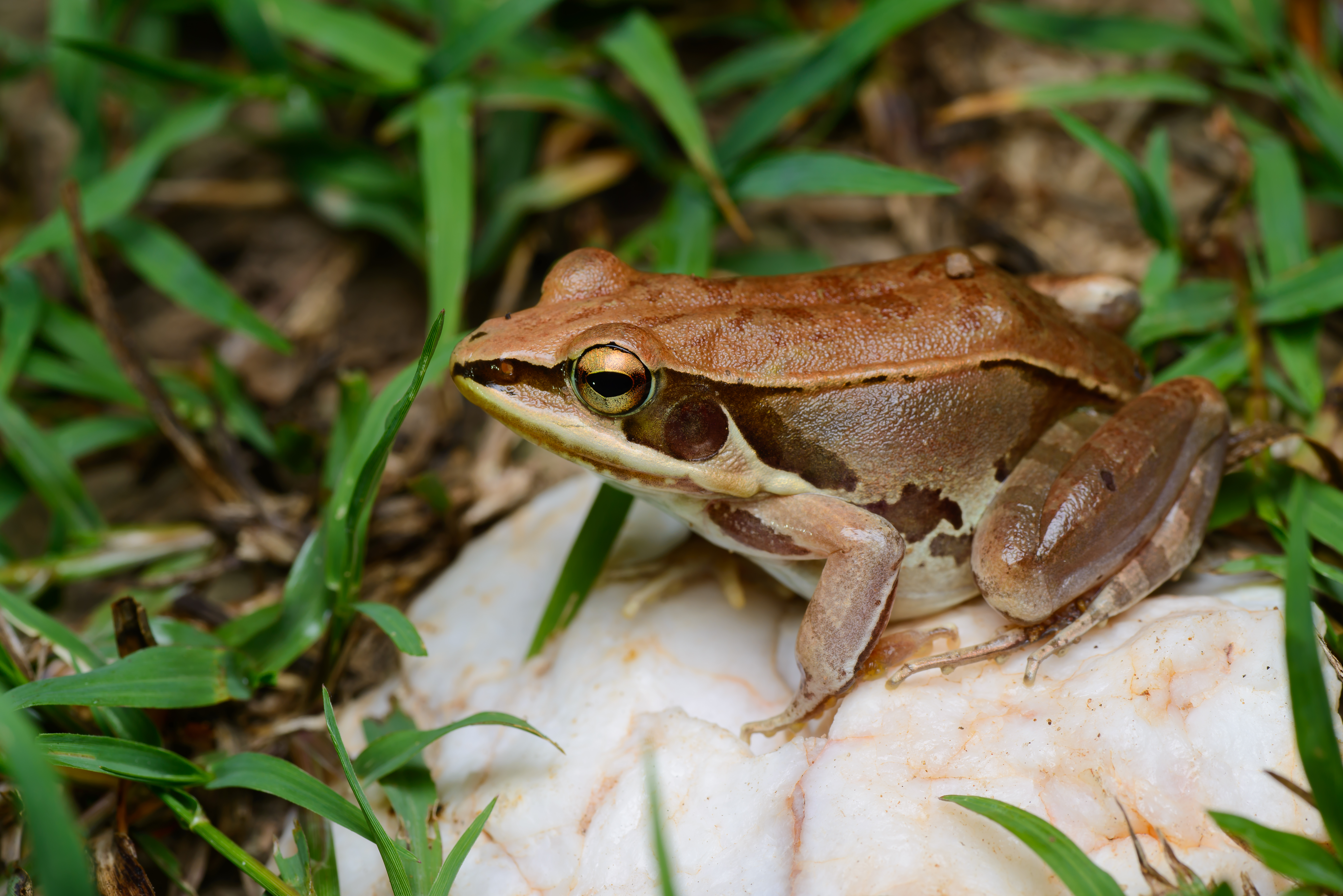
Hylarana lateralis (Pelophylax lateralis)
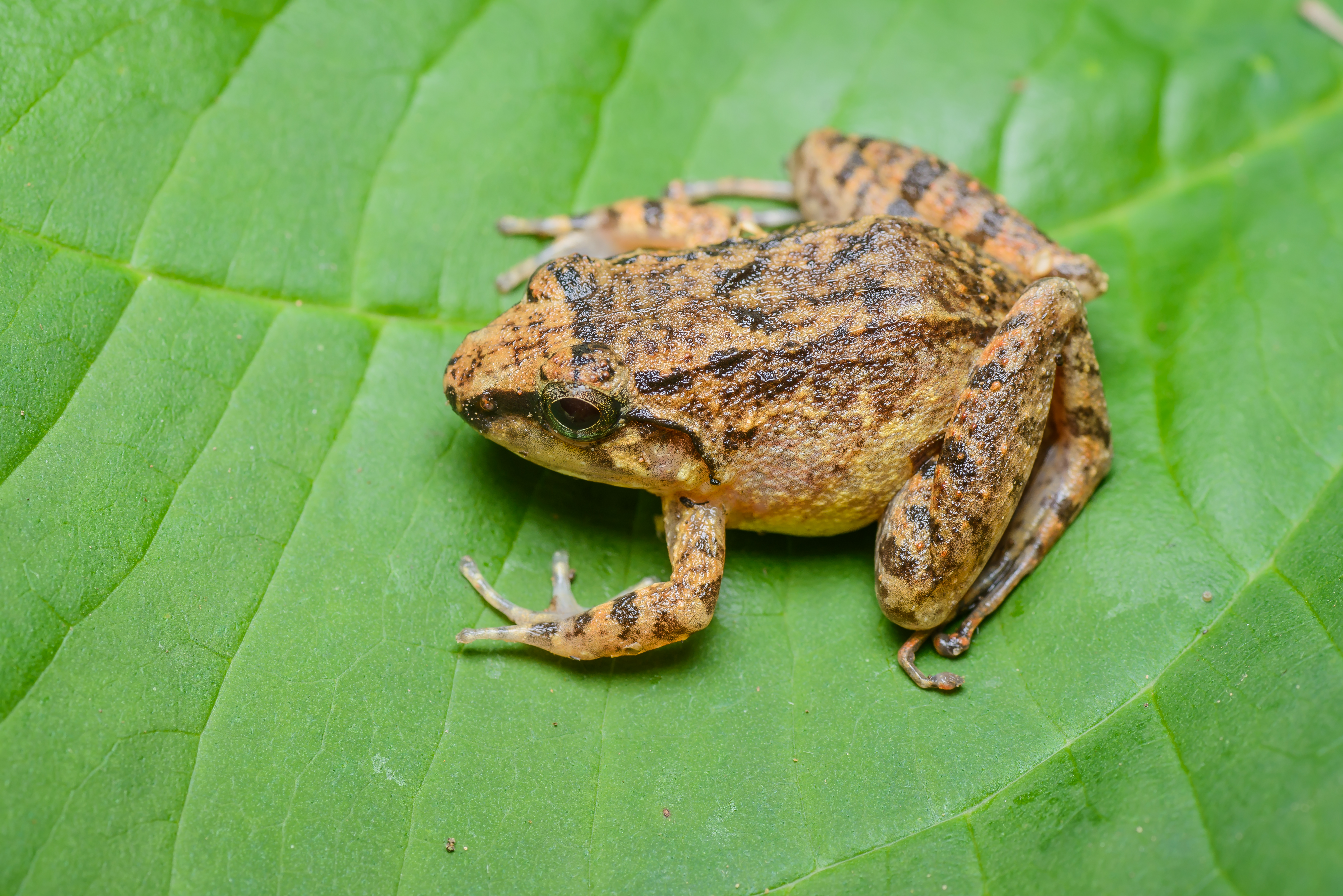
Limnonectes limborgi
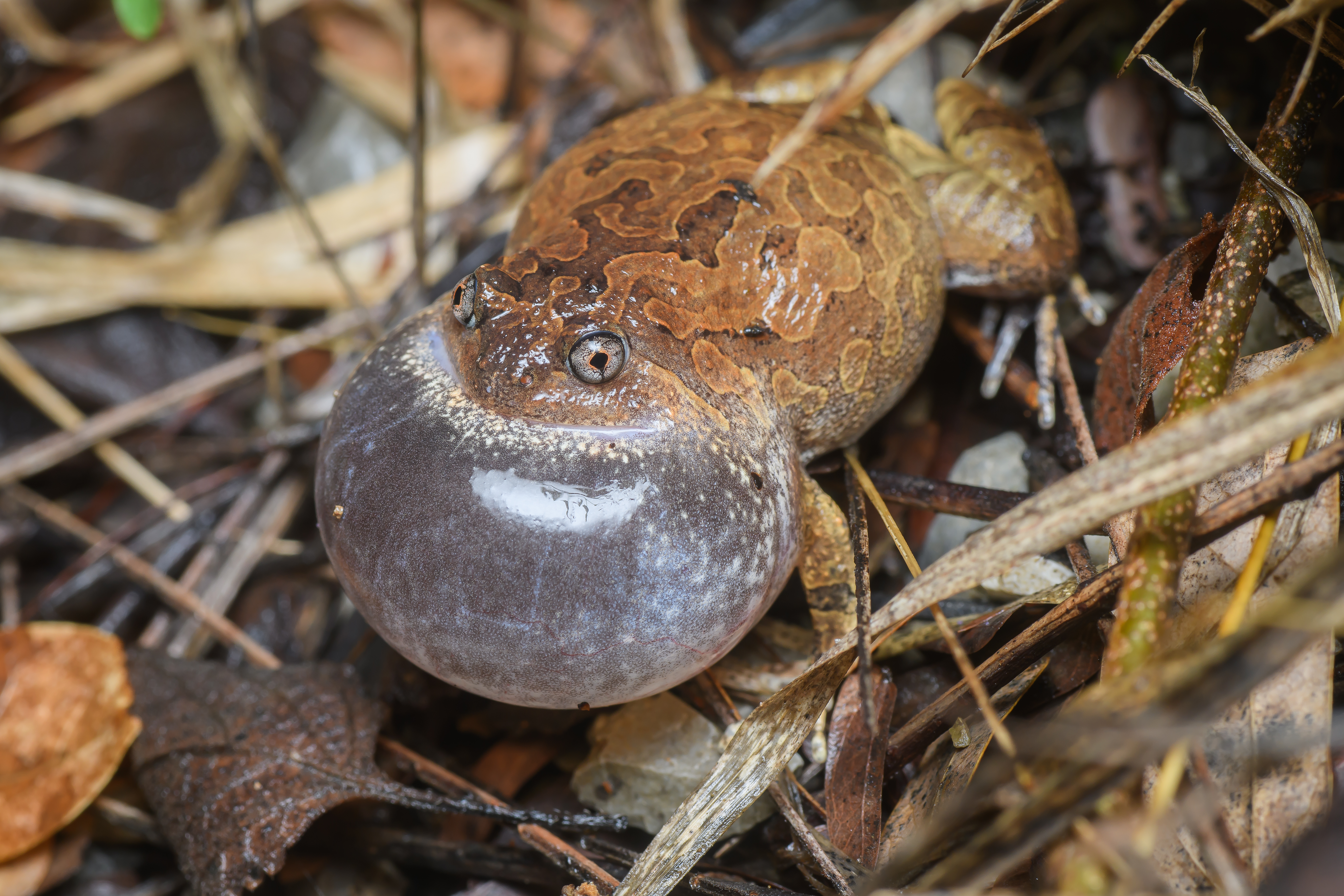
Glyphoglossus guttulatus coassant
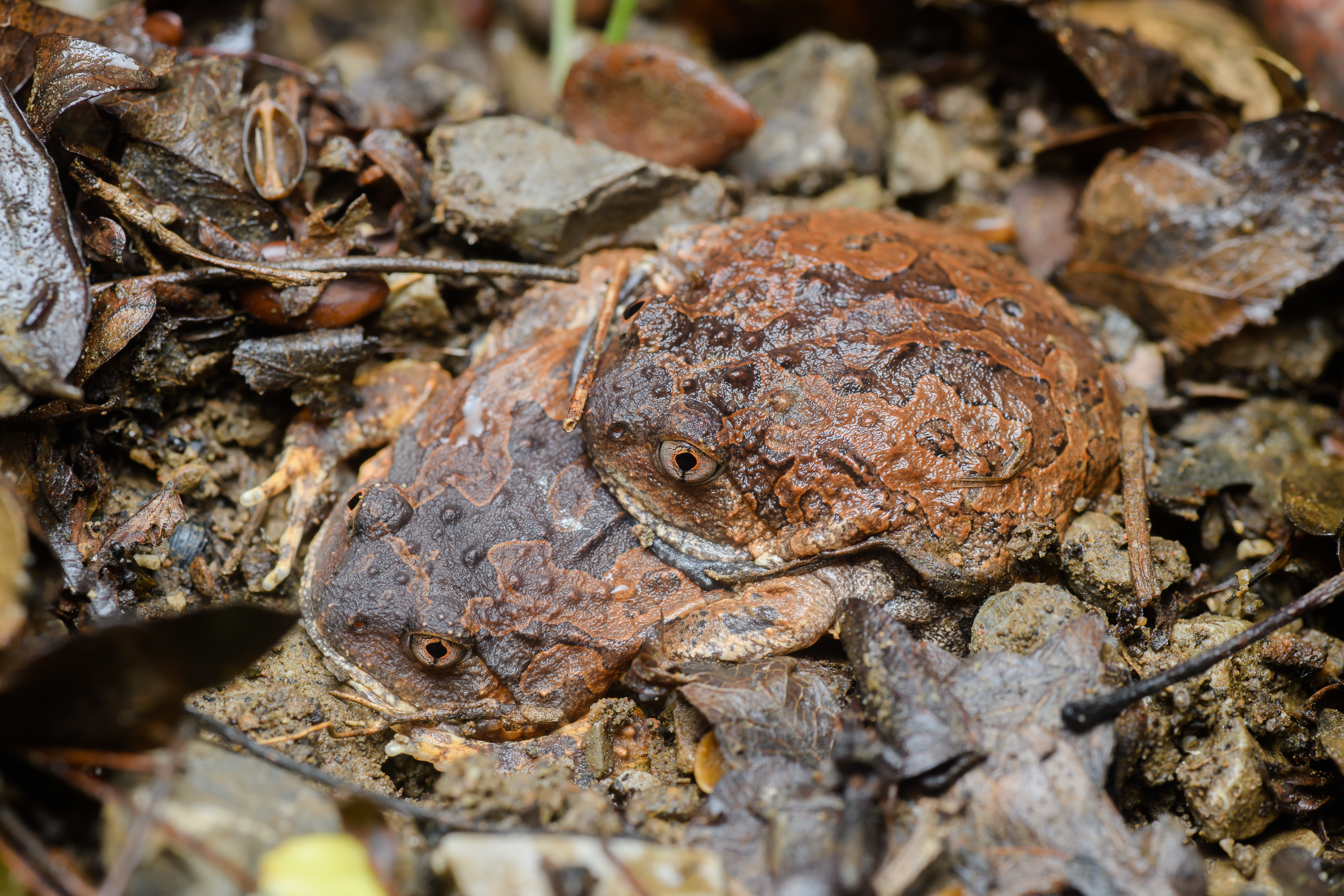
Glyphoglossus guttulatus
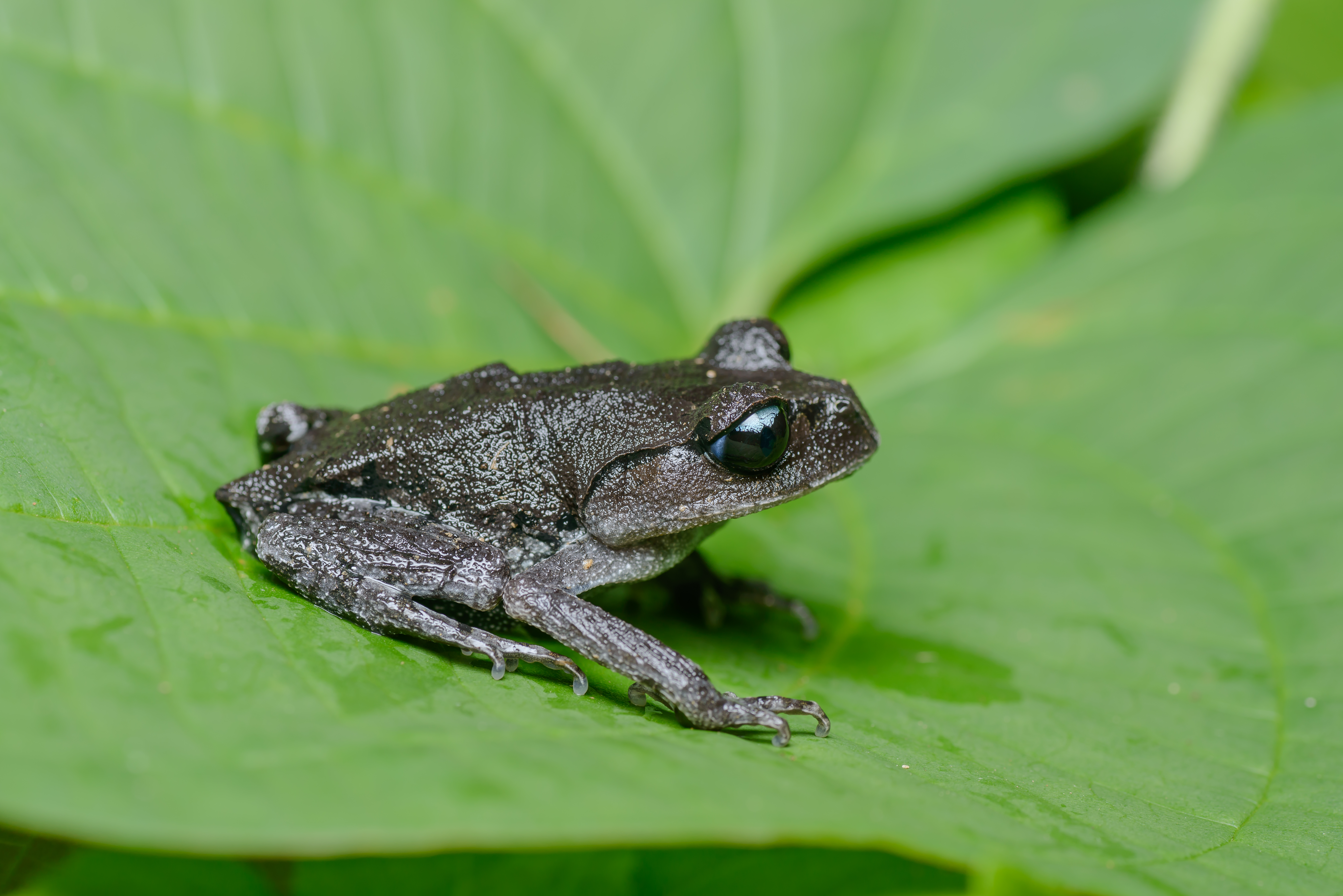
Leptobrachium chapaense
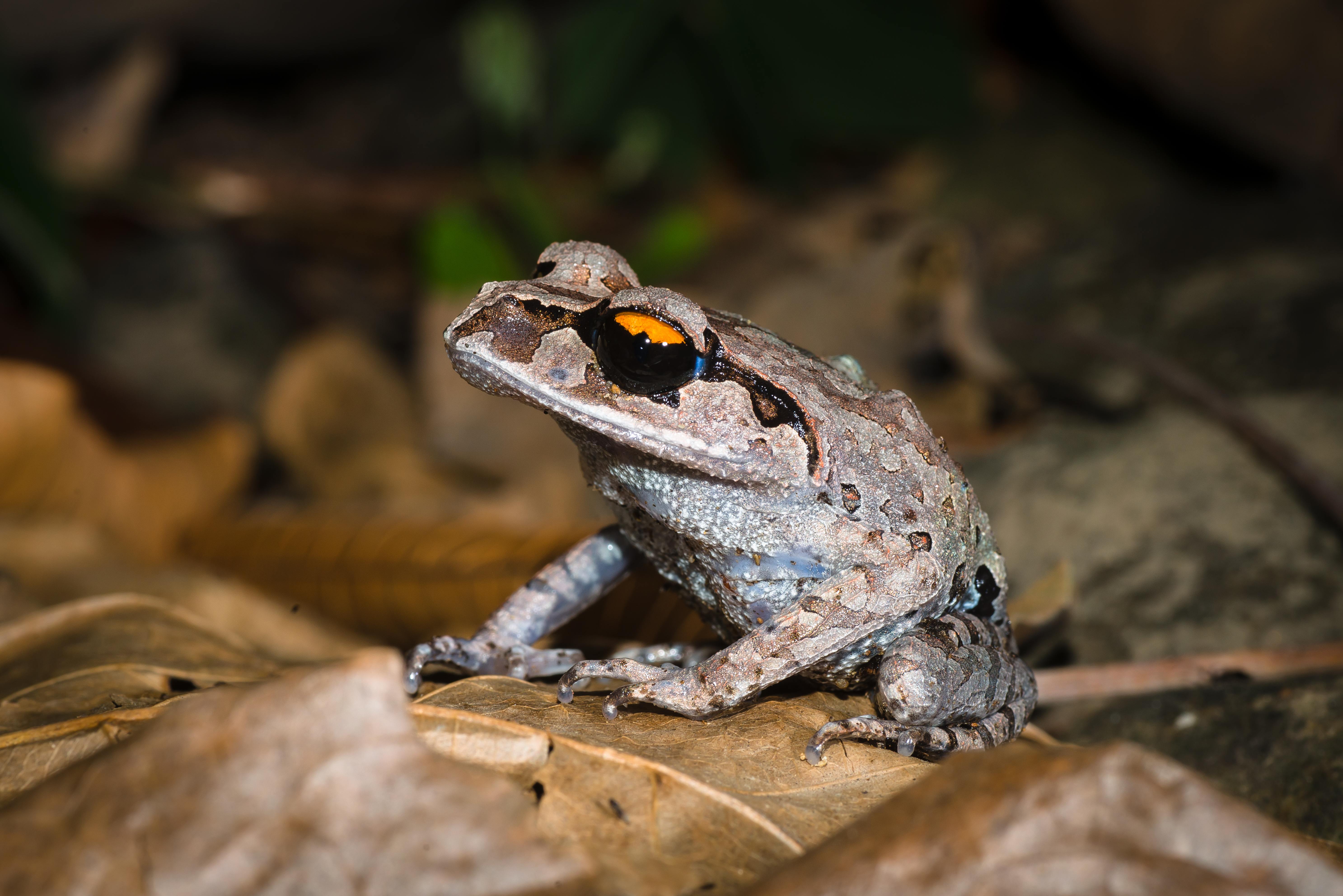
Leptabrachium smithi
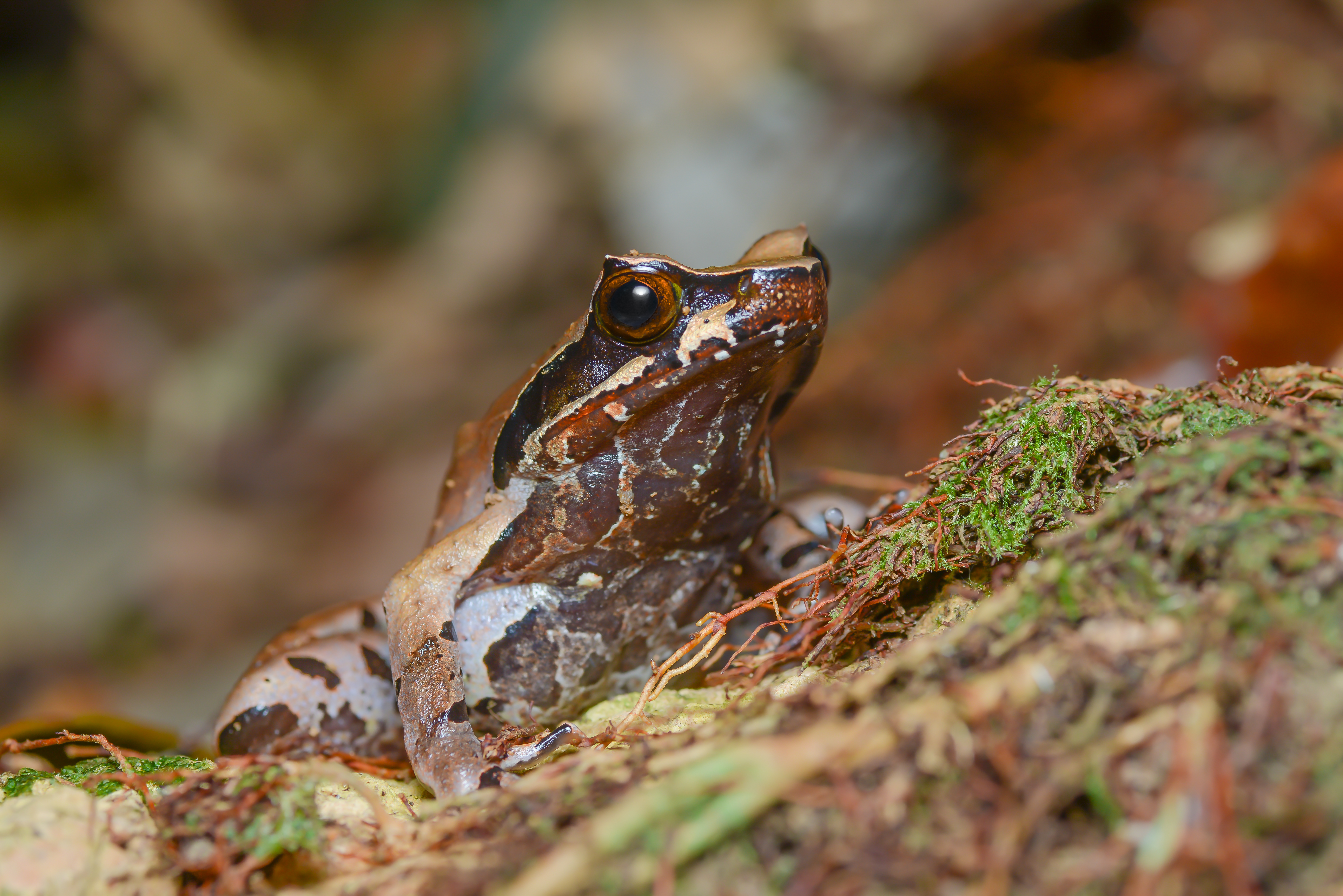
Megophrys major
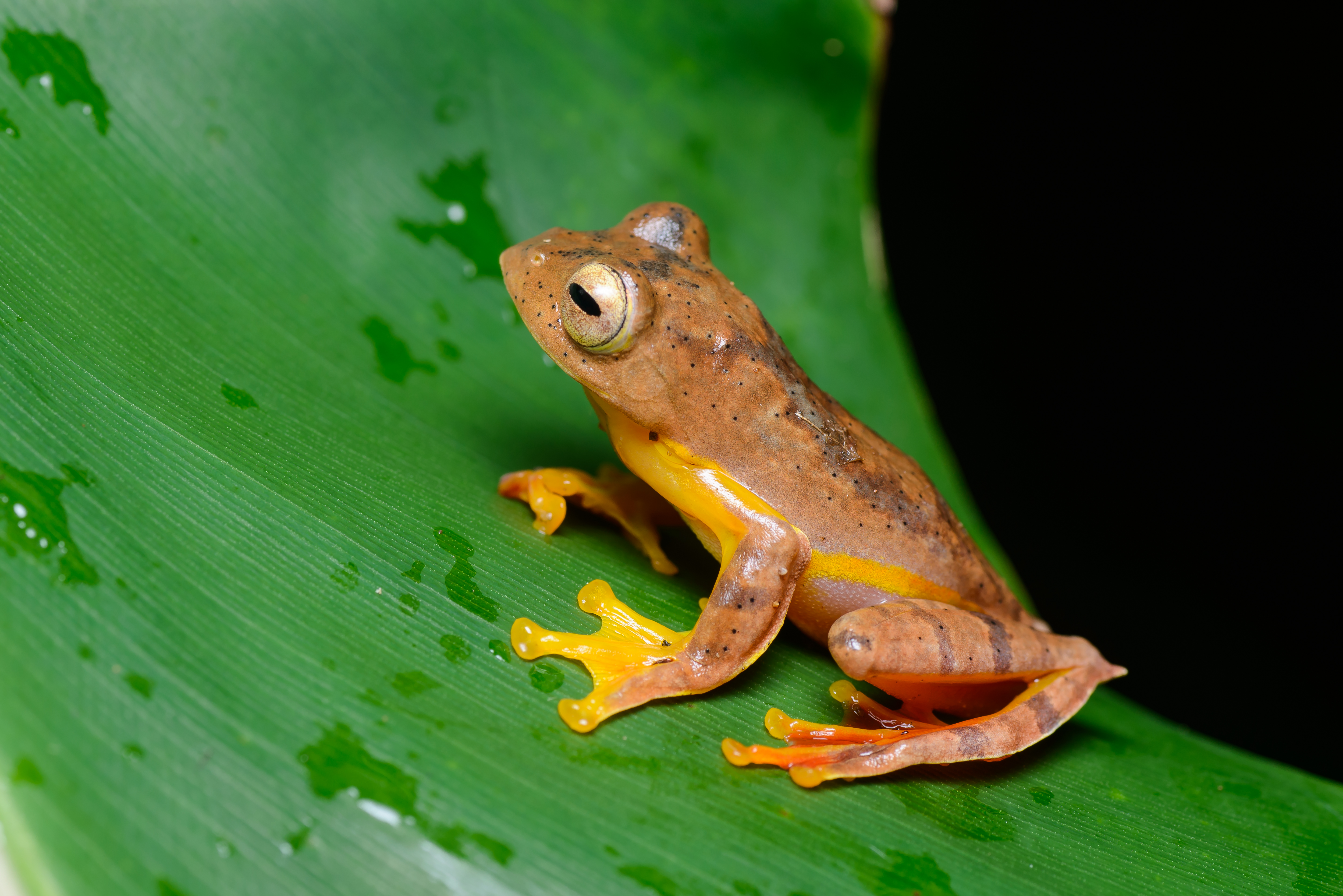
Rhacophorus rhodopus

### 34 espèces de poissons d'eau douce
Il y a des ambassidae parambassis siamensis ; des anabantidae anabas testudineus ; des belonidae xenentodon cancila ; des belontiidae trigogaster trichopterus et trigopsis vitatus ; des poissons-chats bagridae hemibagrus nemuru, hemibagrus wyckii, hemibagrus wyckoides, leocassis siamensis et mystus myticetus ; des poissons tête-de-serpent channidae channa gachua, channa micropeltes et channa striata ; des poissons-chats clariidae silure grenouille et clarias macrocephalus ; des cobitidae acantopsis thiemmedhi et syncrossus beauforti ; des cyprinidae parachela maculicauda, raiamas guttatus et rasbora aurotaenia etc.

### Des arthropodes, des vers, des insectes dont des papillons
Enfin les forêts du parc abritent :

#### Des arthropodes dont des araignées et des scorpions
Il y a de très nombreuses espèces d'araignées : gasteracantha arcuata et gasteracantha hasselti ; nephila pilipes ; haplopelma lividum (ou cyriopagopus lividis ou tarentule bleu cobalt ou tarentule thaïlandaise bleue..) ; leucauge ; hippasa holmerae et bien d'autres espèces surprenantes …

Il y a aussi le très petit scorpion scorpiops krachan...

Araignées
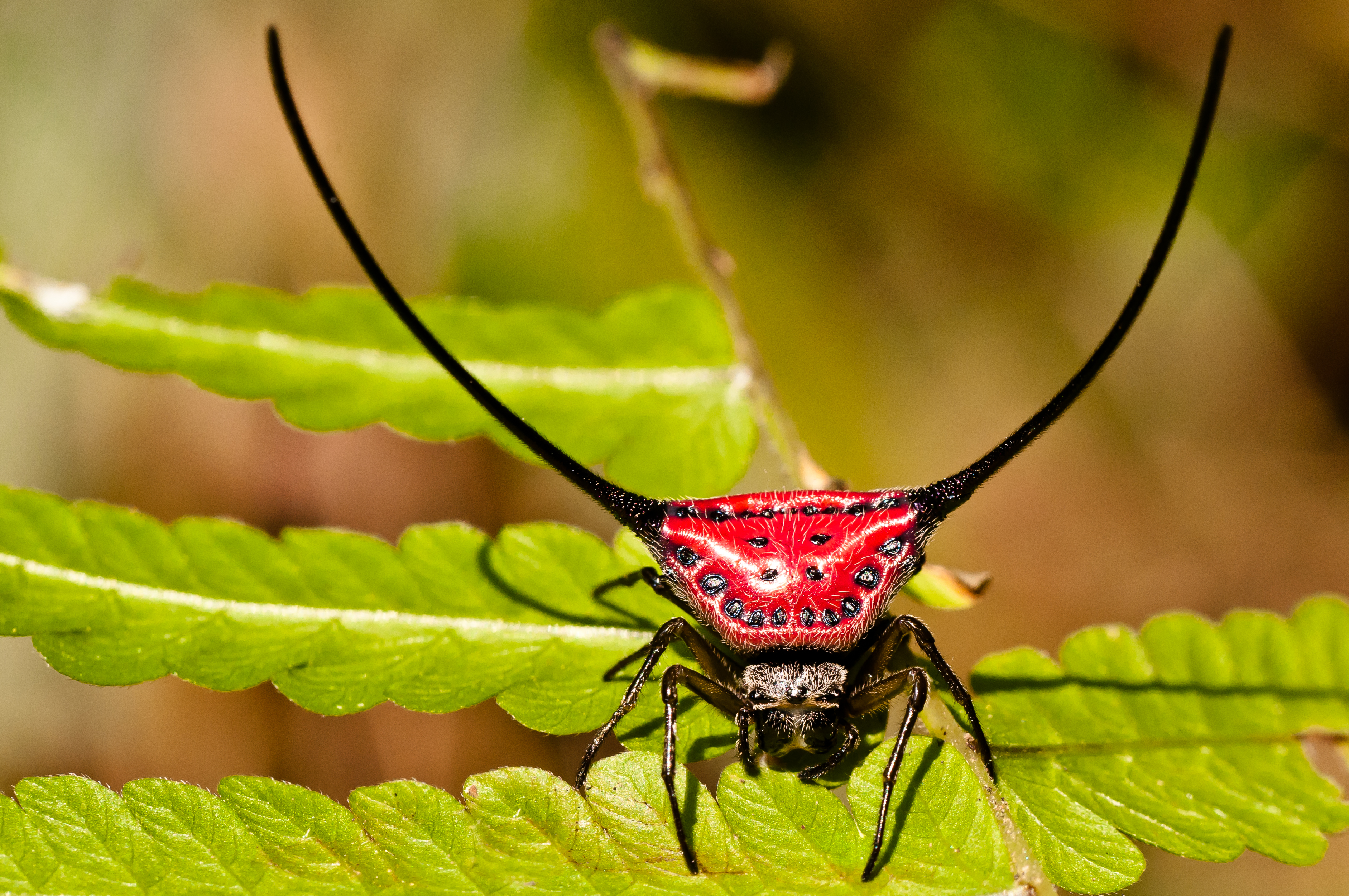
Gasteracantha arcuata (macracantha arcuata)
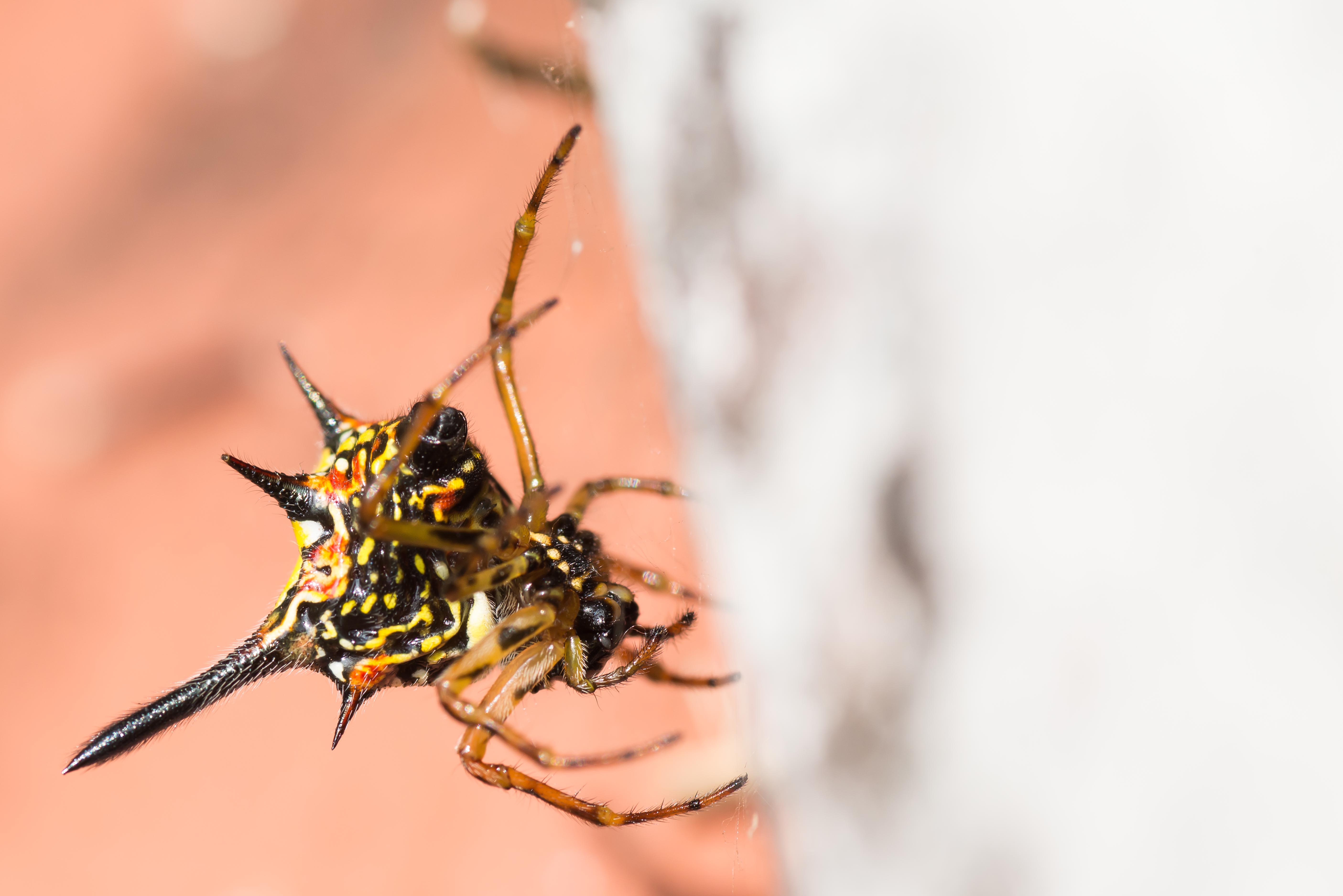
Gasteracantha hasselti
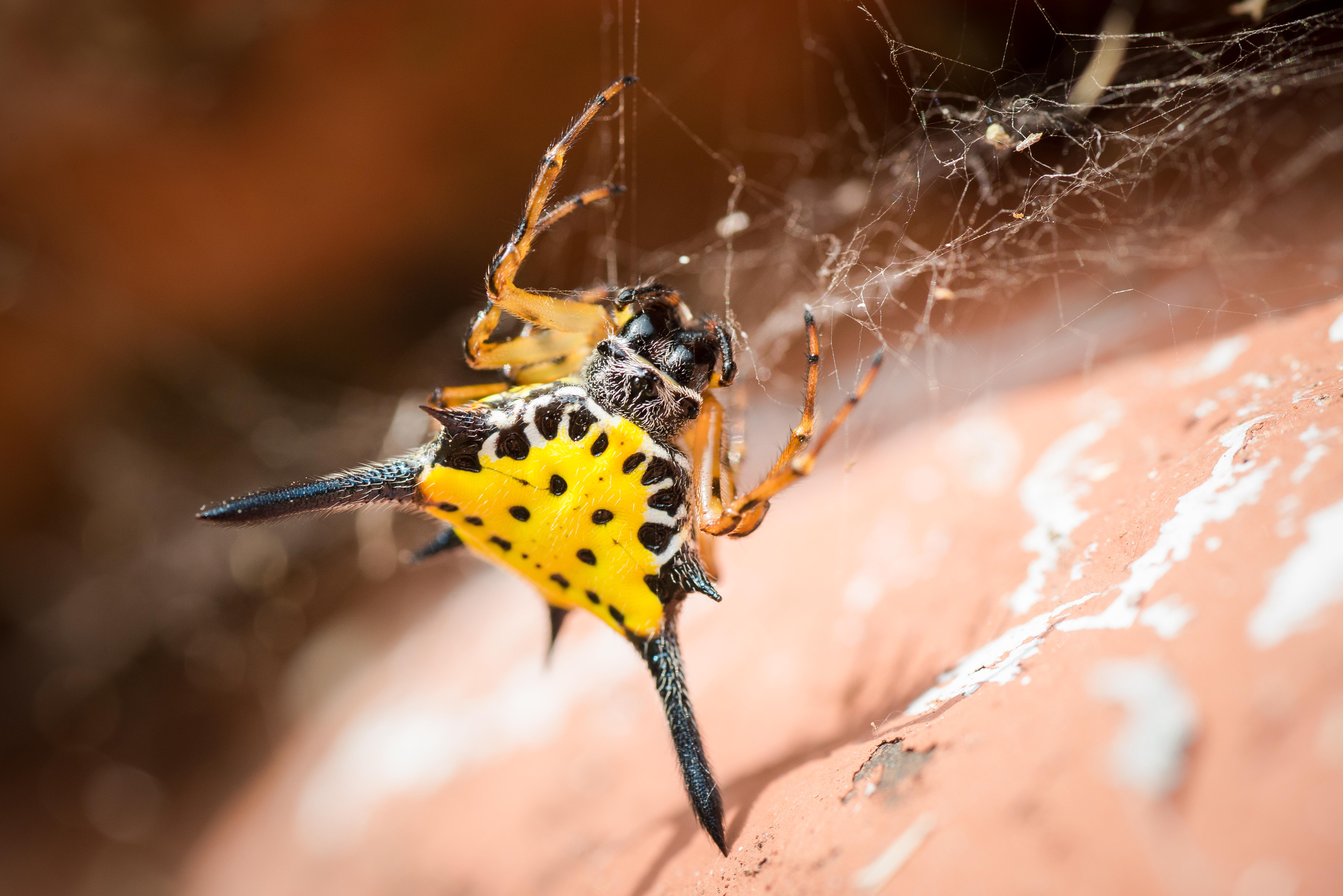
Gasteracantha hasselti
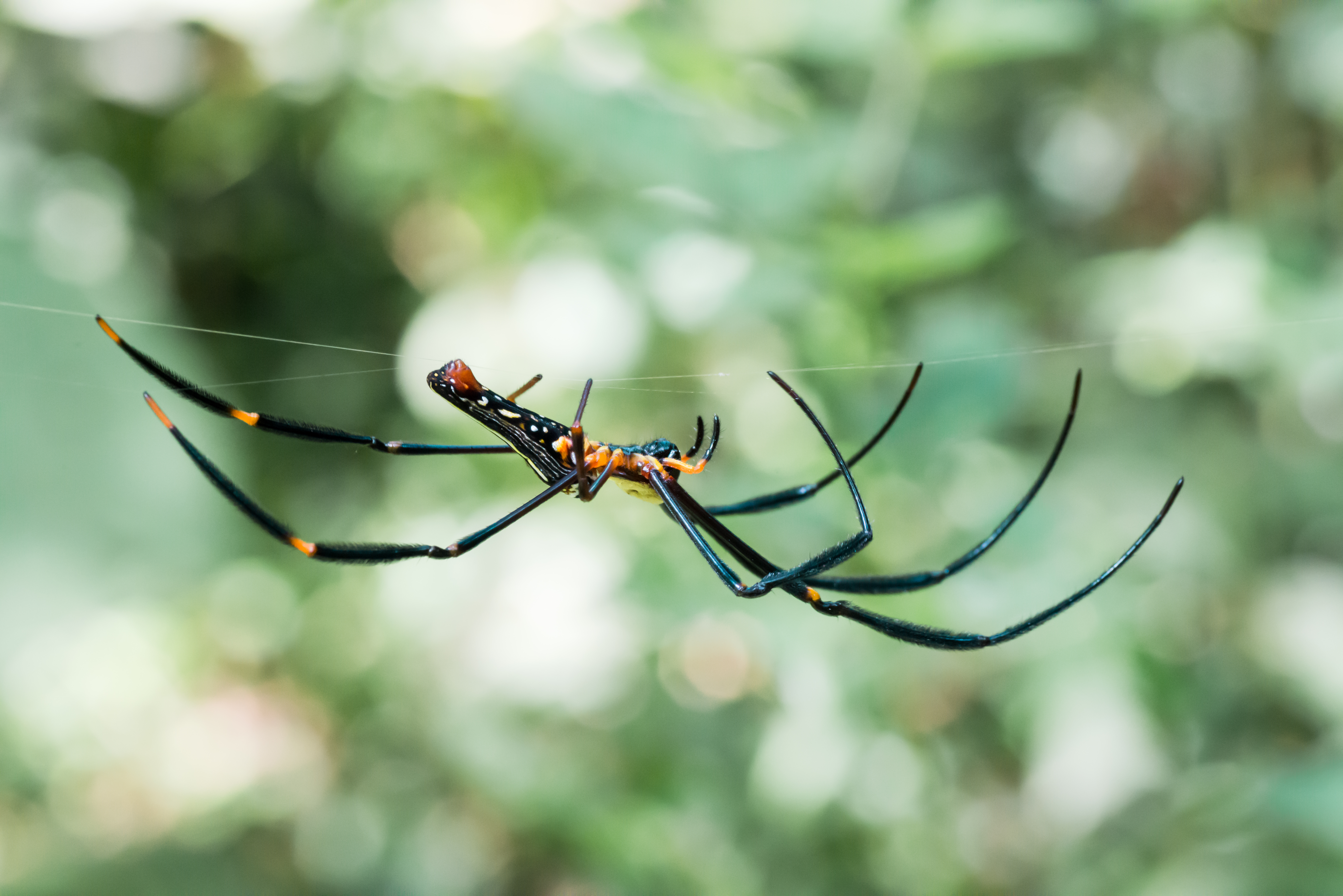
Nephila pilipes
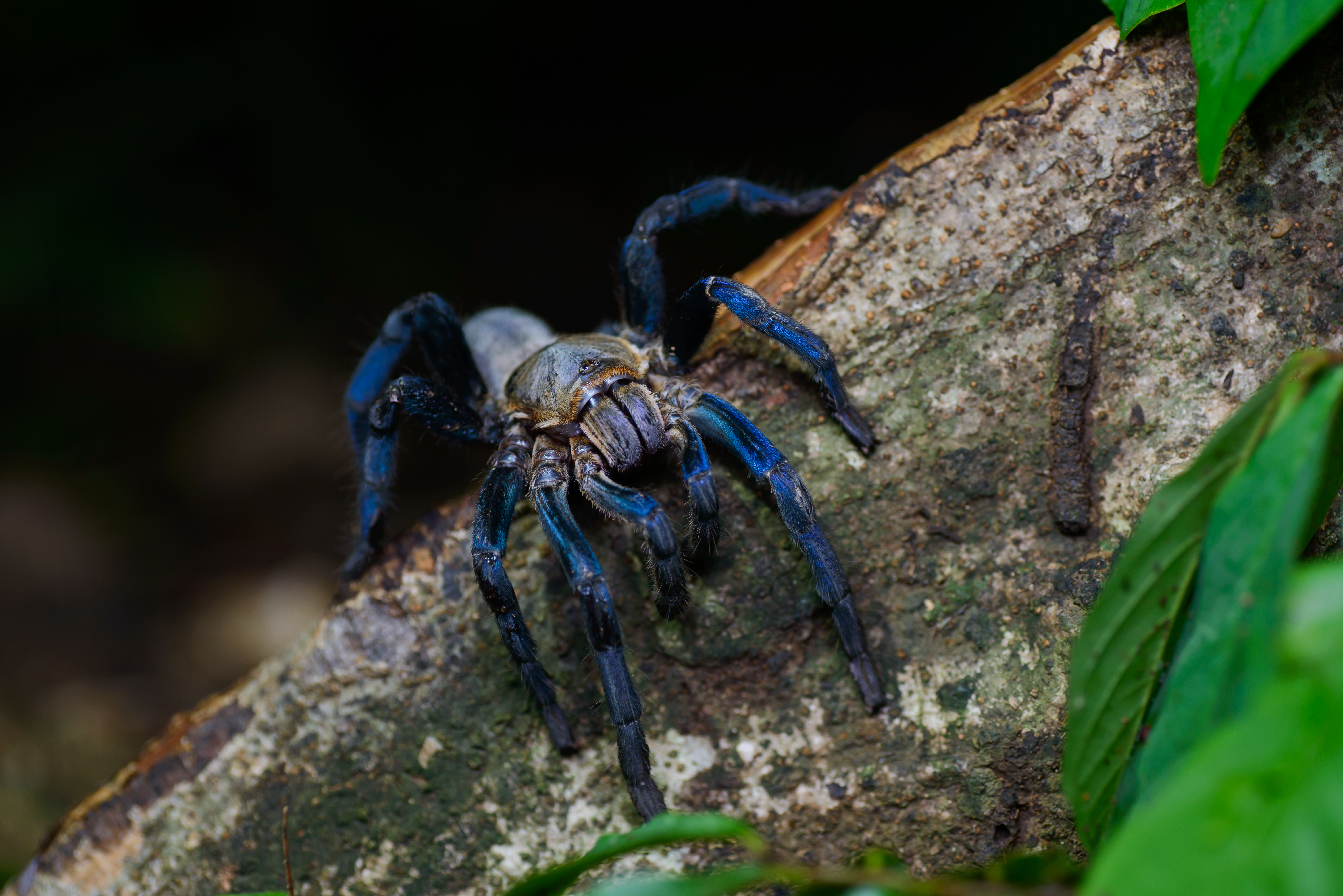
Tarentule bleu cobalt
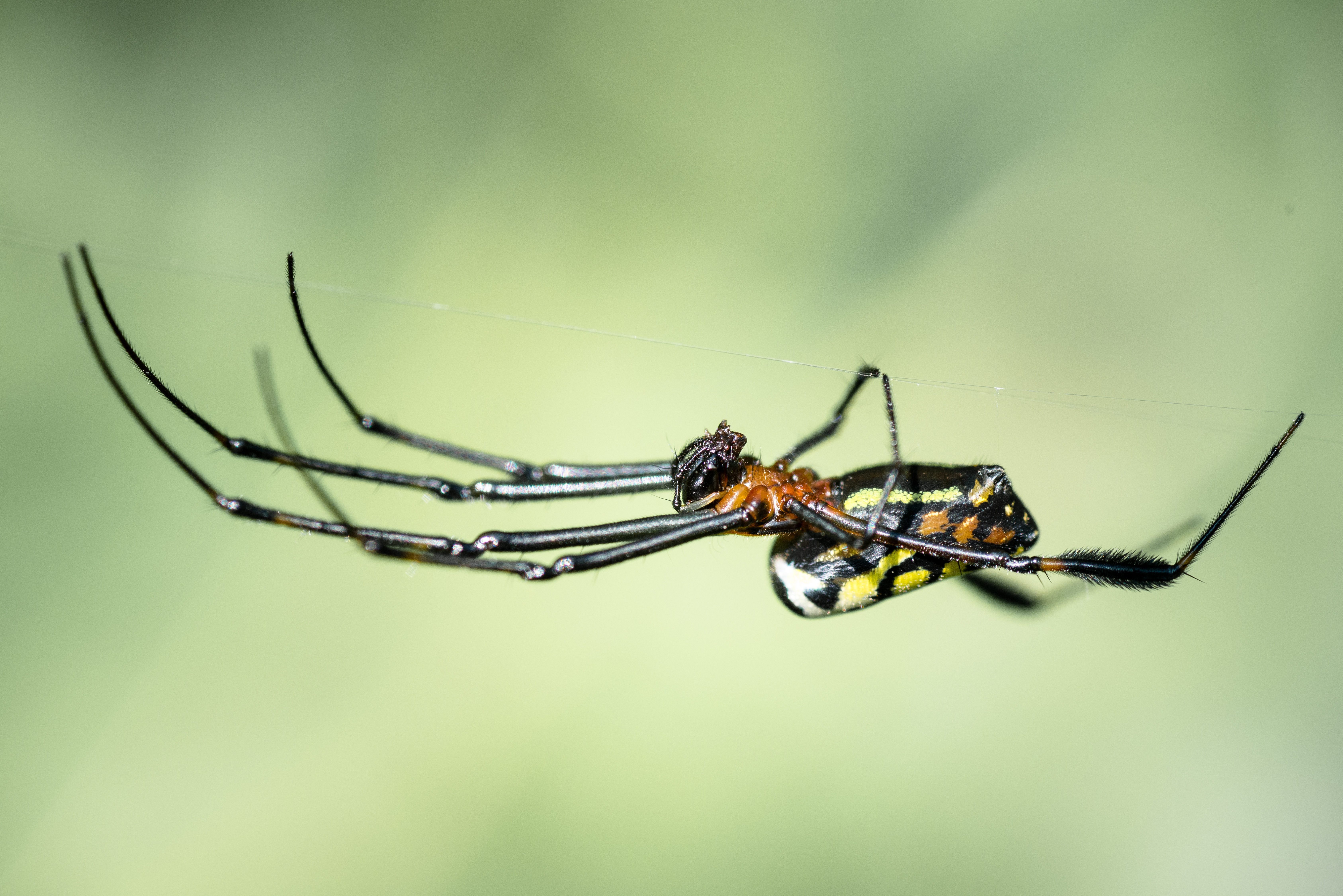
Leucauge
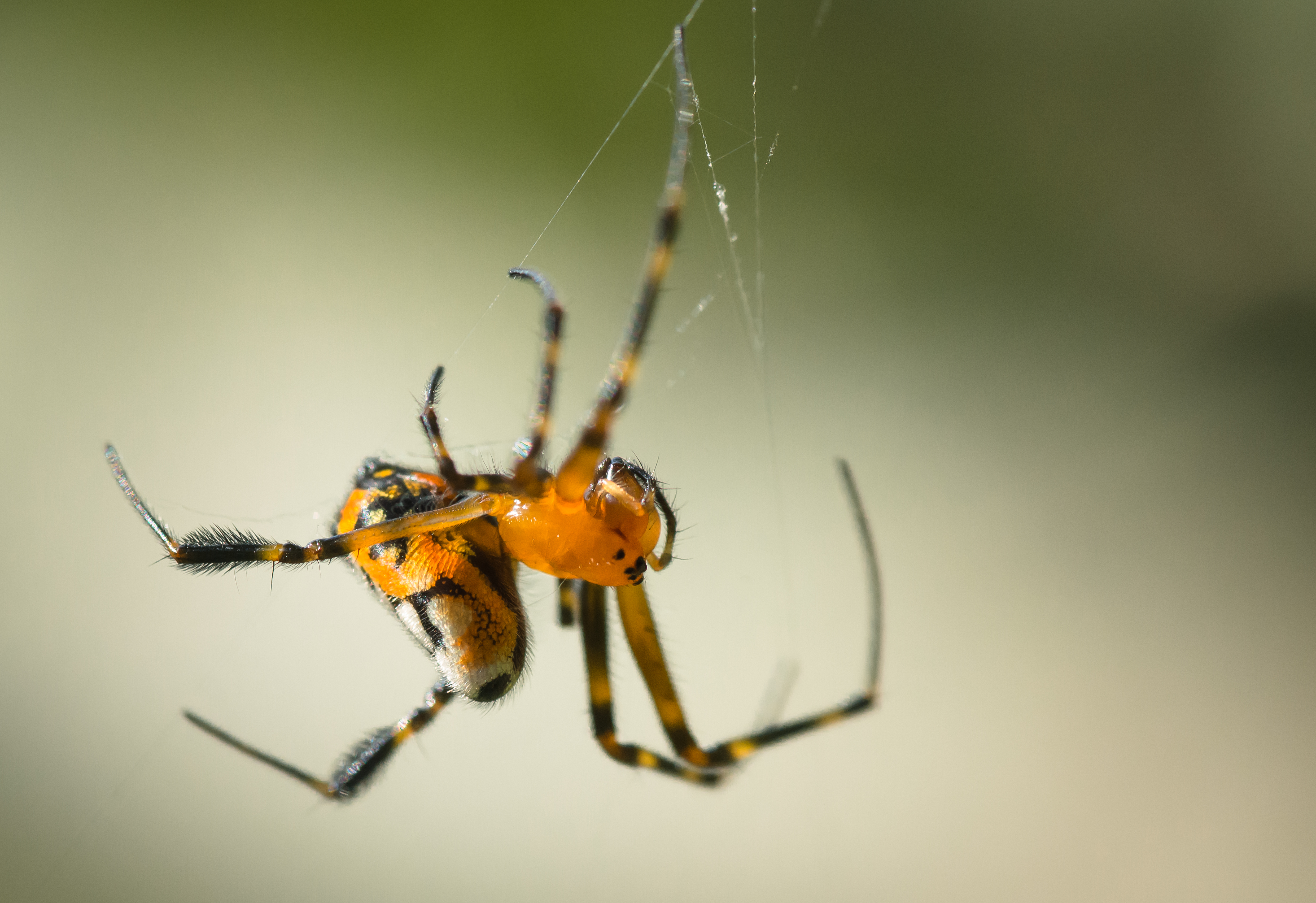
Leucauge
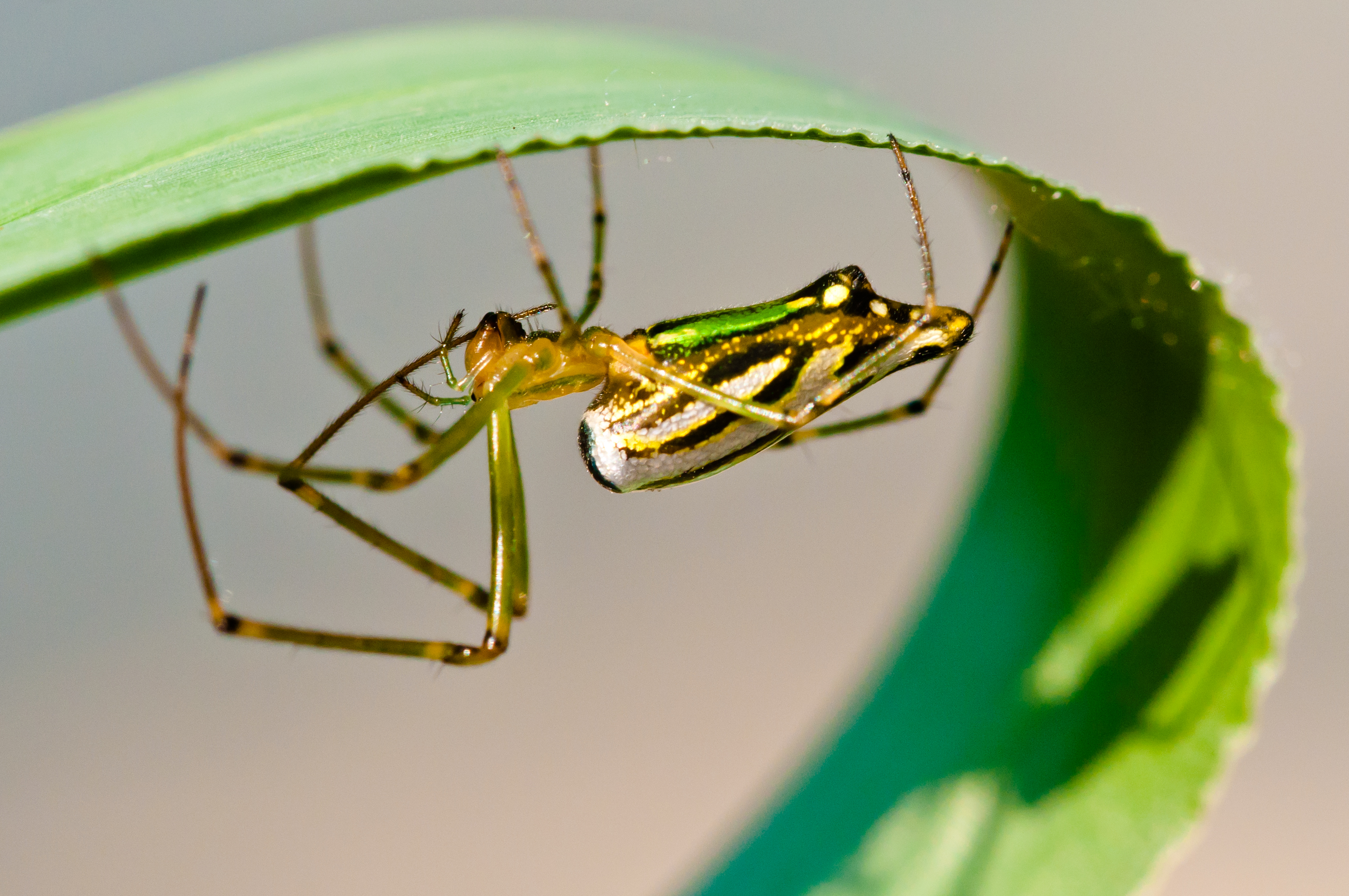
Leucauge decorata
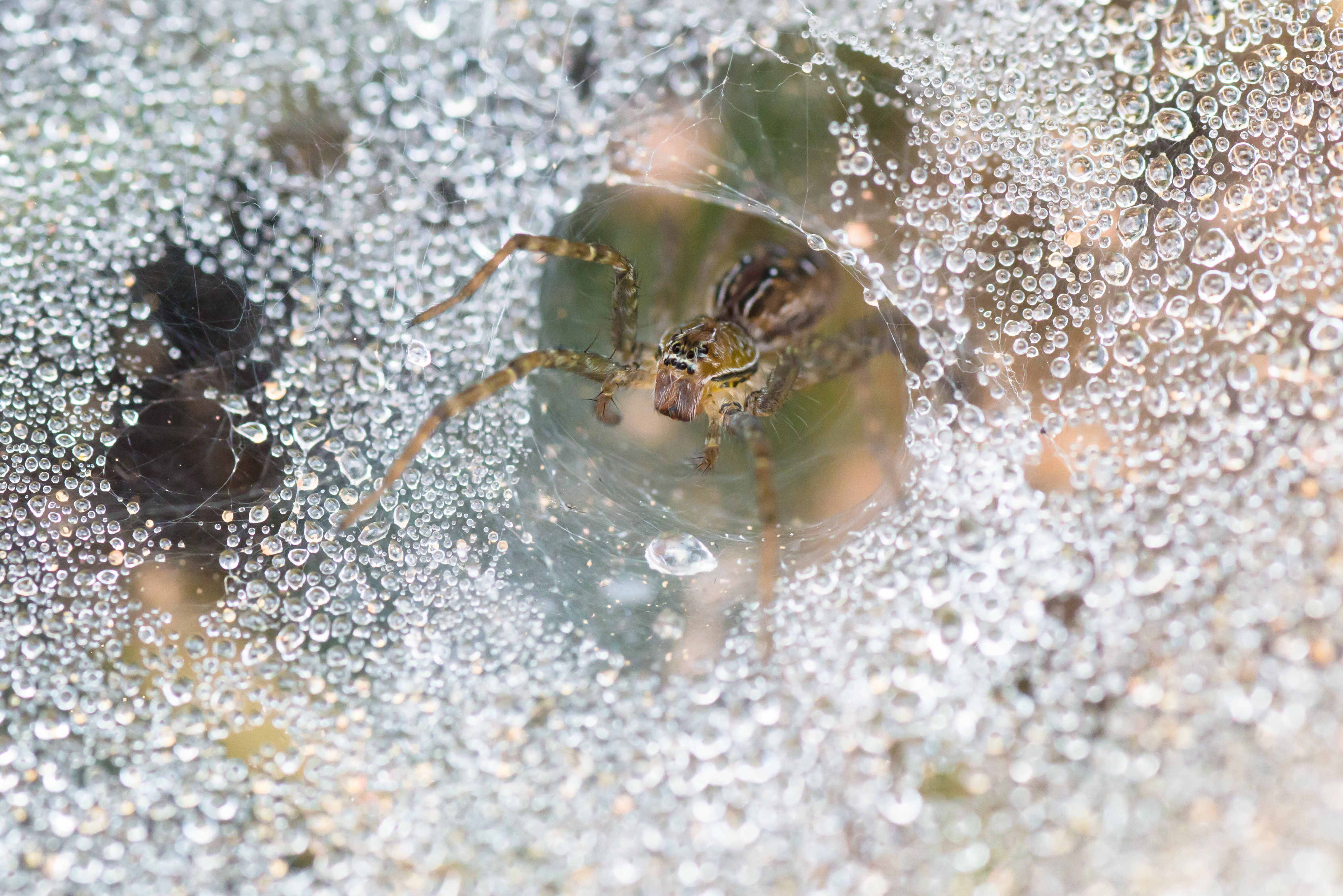
Hippasa holmerae
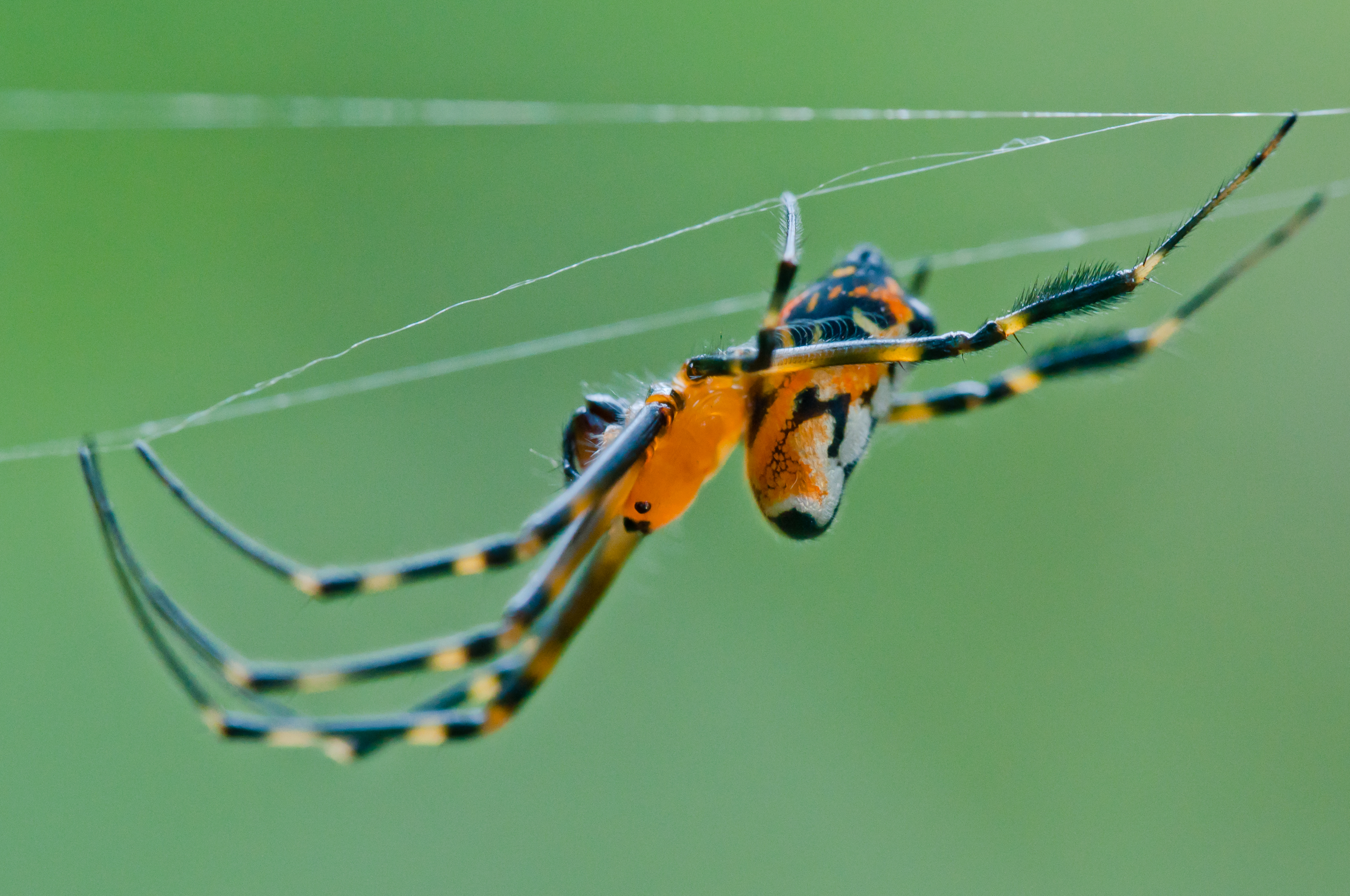
Araignée inconnue
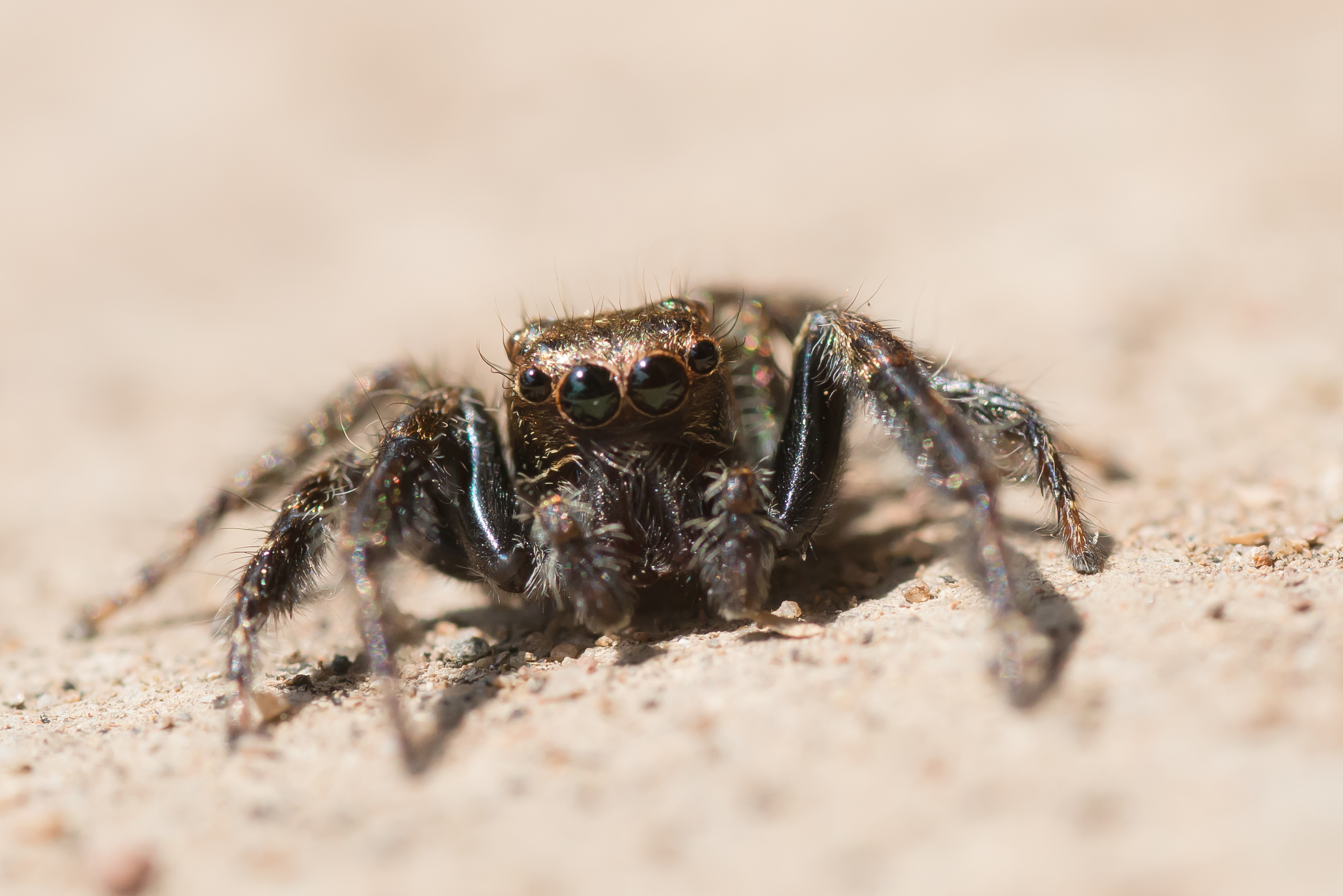
Araignée inconnue

#### Des vers …
La terre grouille de vers de toutes sortes ;

#### Des insectes …
La forêt bruit d'innombrables espèces d'insectes :
- fourmis ; termites ; abeilles solitaires (megachile) ;
- anisoptère (libellules) : brachythemis contaminata, camacinia gigantea …
- hémiptères (cicadelles) : pyros karenius et pyros spinolae … ; hémiptères (punaises) : dyscercus cingulatus, probergrothius nigricornis, reduviidae, synacus villicus …
- orthoptères (sauterelles et criquets) : erianthus serratus et erianthus versicolor …
- coléoptères (capricornes ou longicornes) : moechotypa delicatula ; coléoptères (autres) : neolucanus parryi ; coléoptères (scarabées) …
- euphaeidae : euphaea masoni
- etc.

Insectes
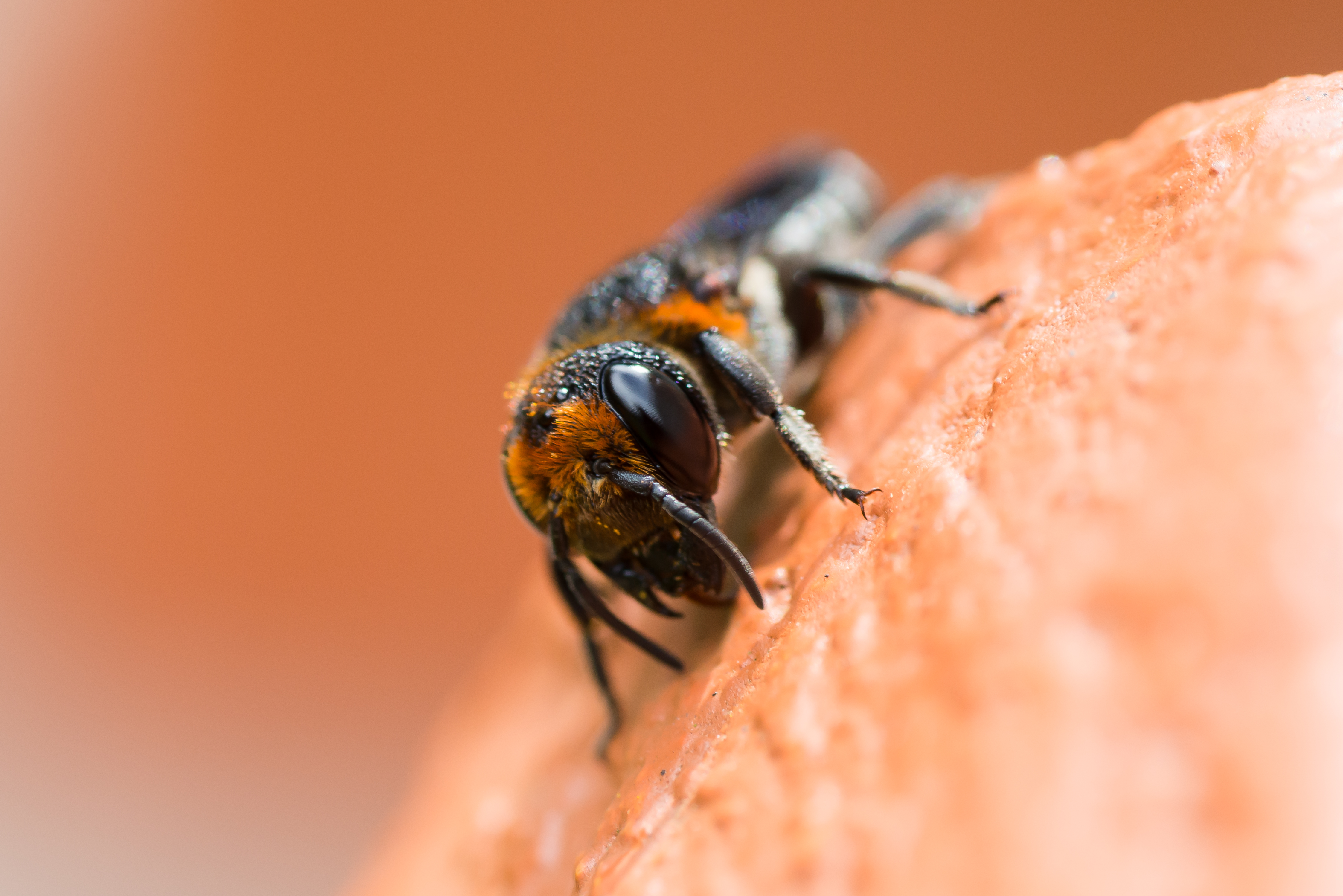
Abeille solitaire (Megachile)
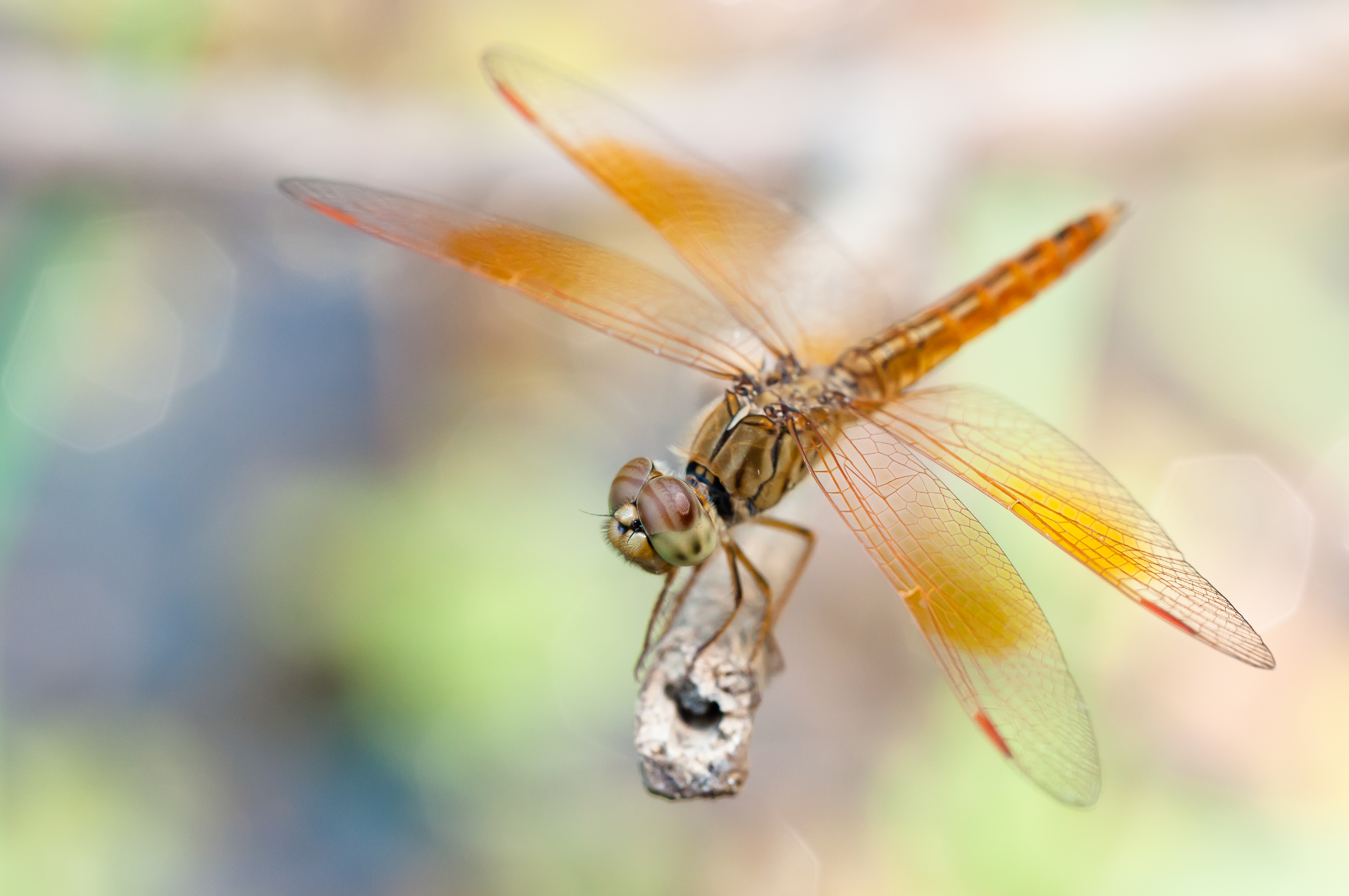
Brachythemis contaminata (anisoptères, libellules)
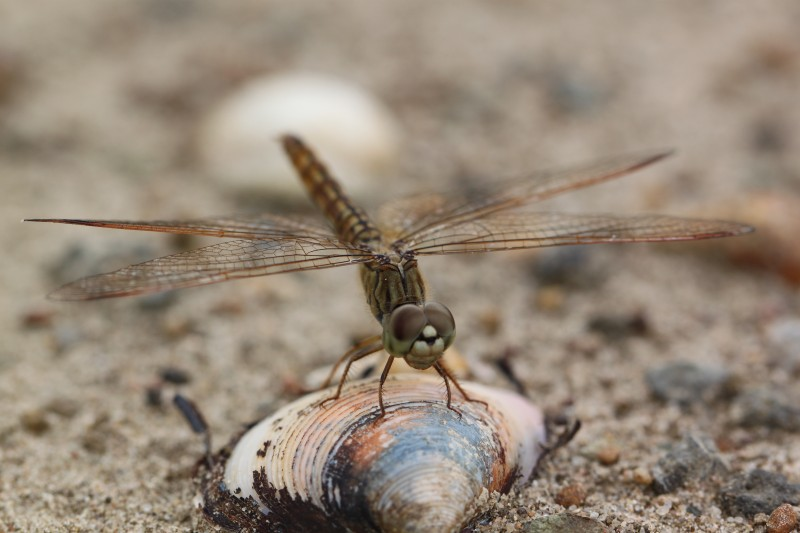
Brachythemis contaminata (anisoptères, libellules)
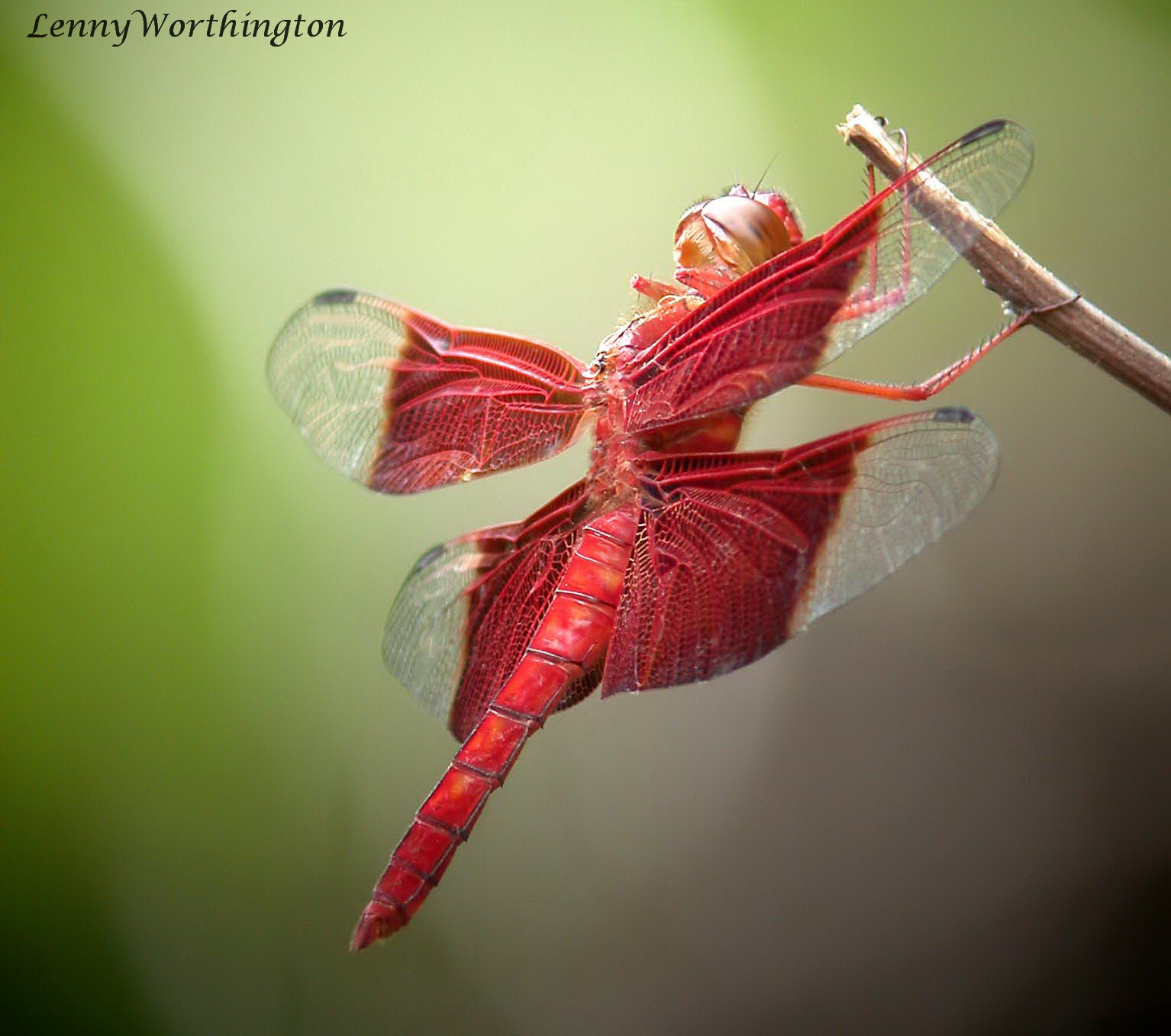
Camacinia gigantea (anisptères, libellules)
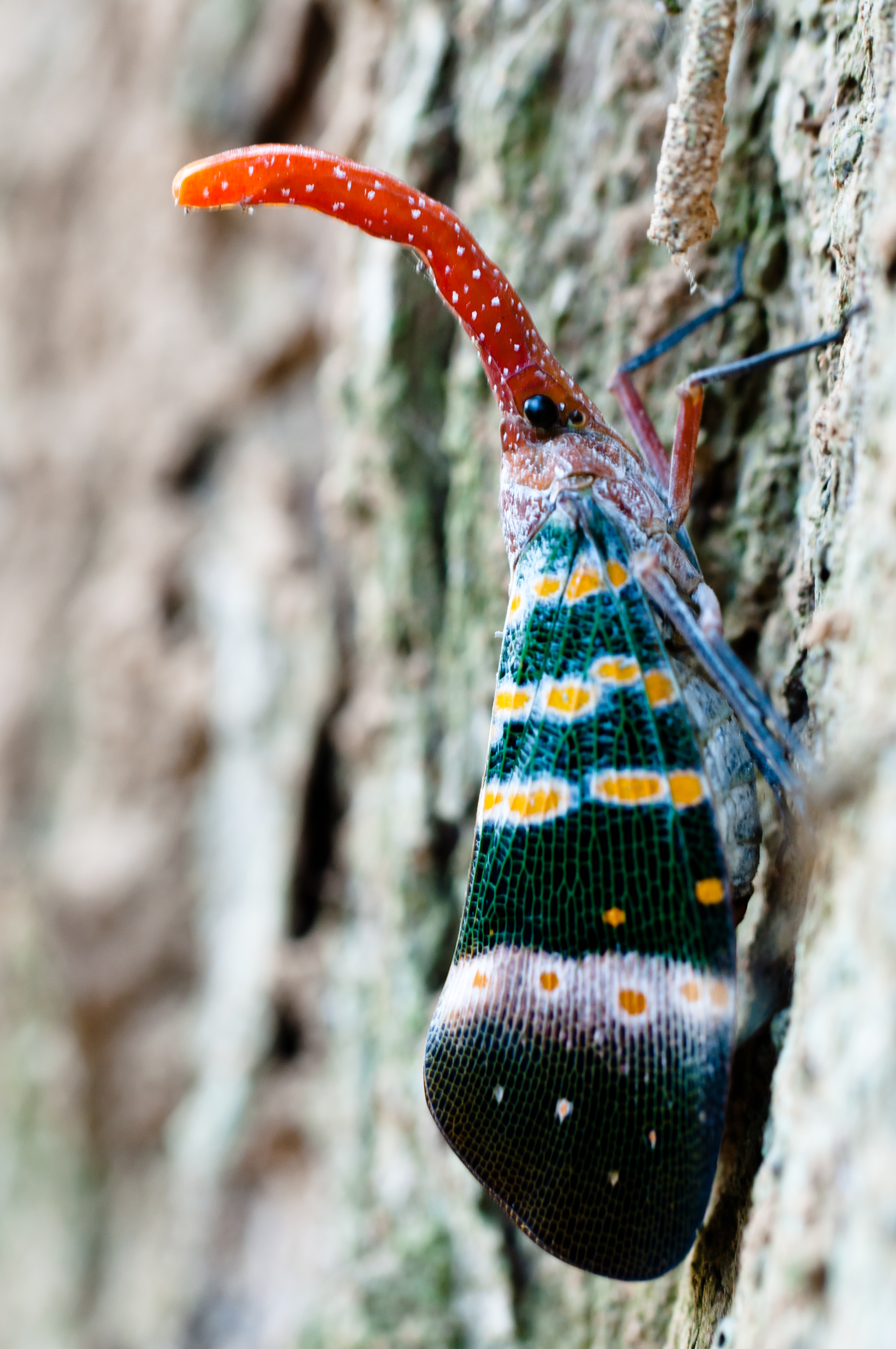
Pyrops karenius (hémiptères, cicadelles)
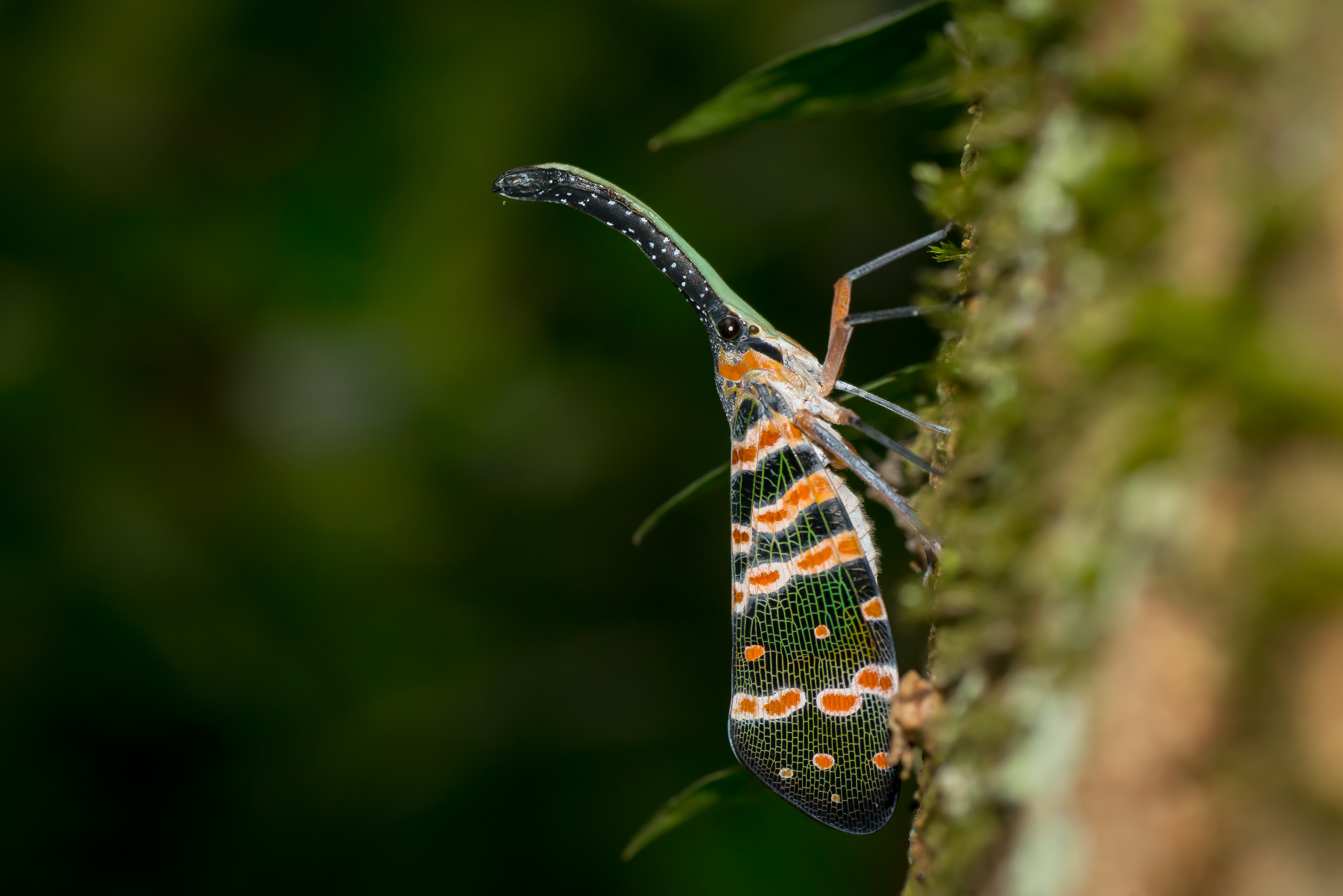
Pyrops spinolae (hémiptère, cicadelles)
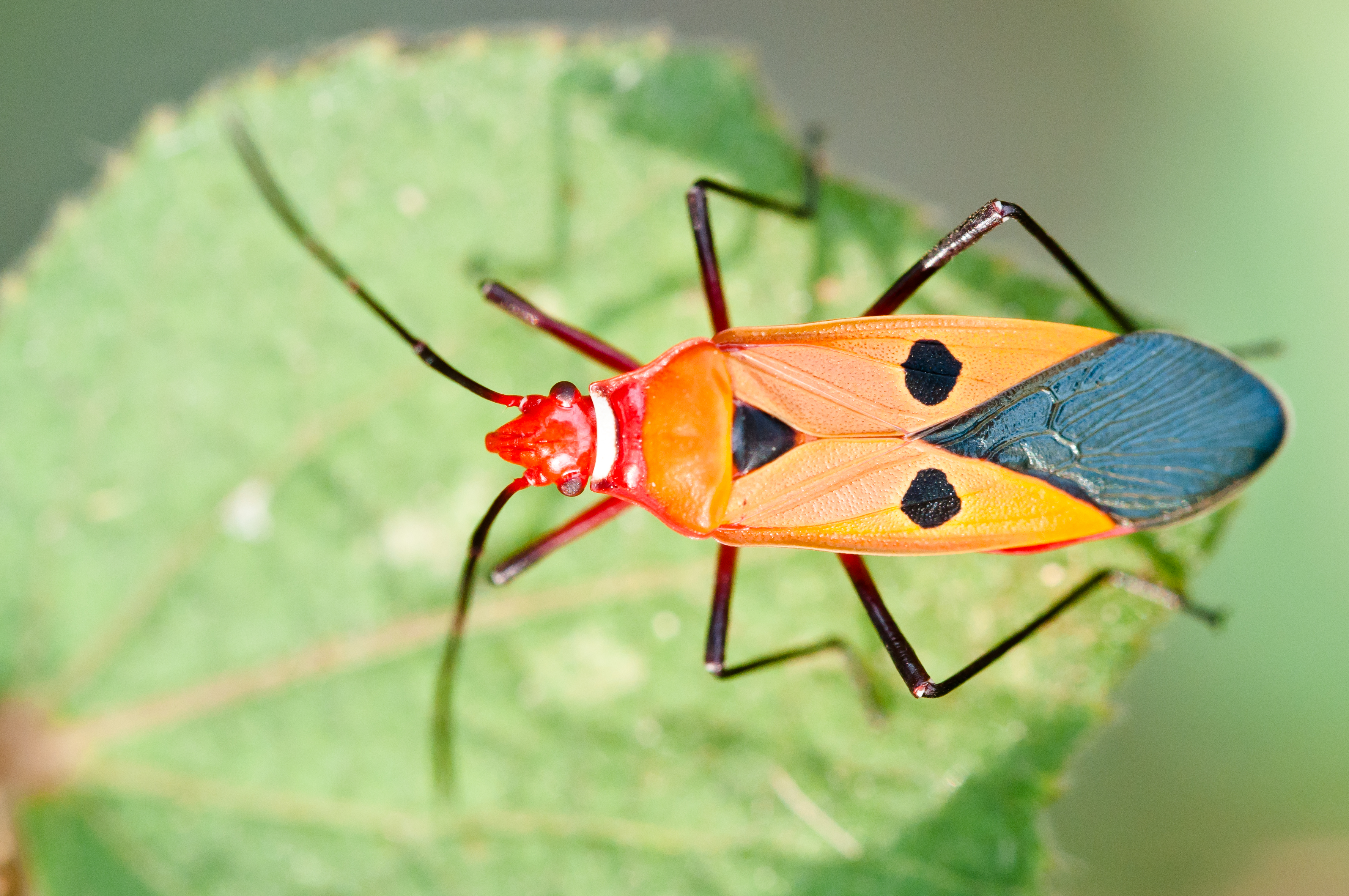
Dydercus cingulatus (vue de haut) (hémiptères, punaises)
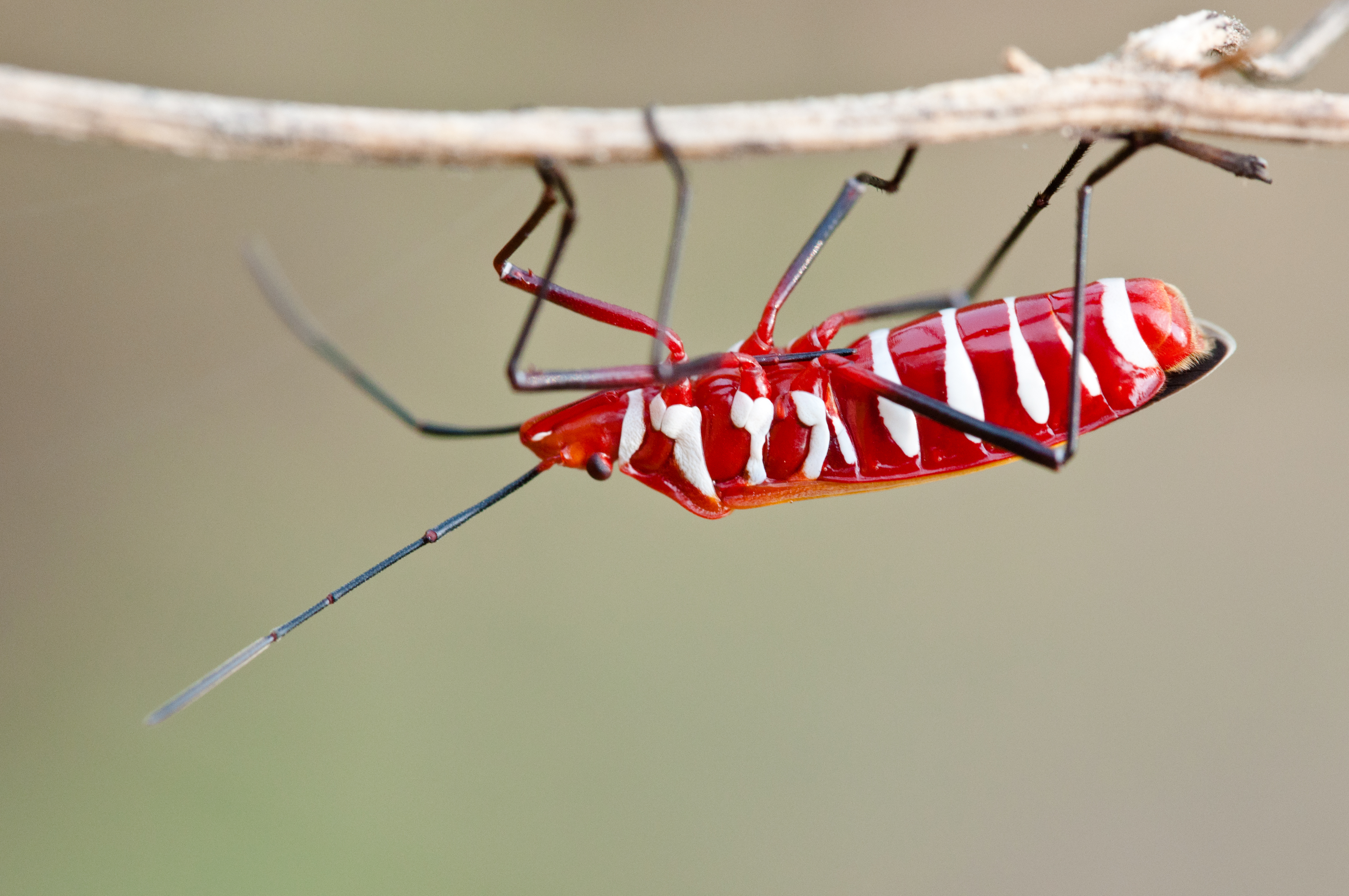
Dysdercus cingulatus (vue de côté) (hémiptères, punaises)
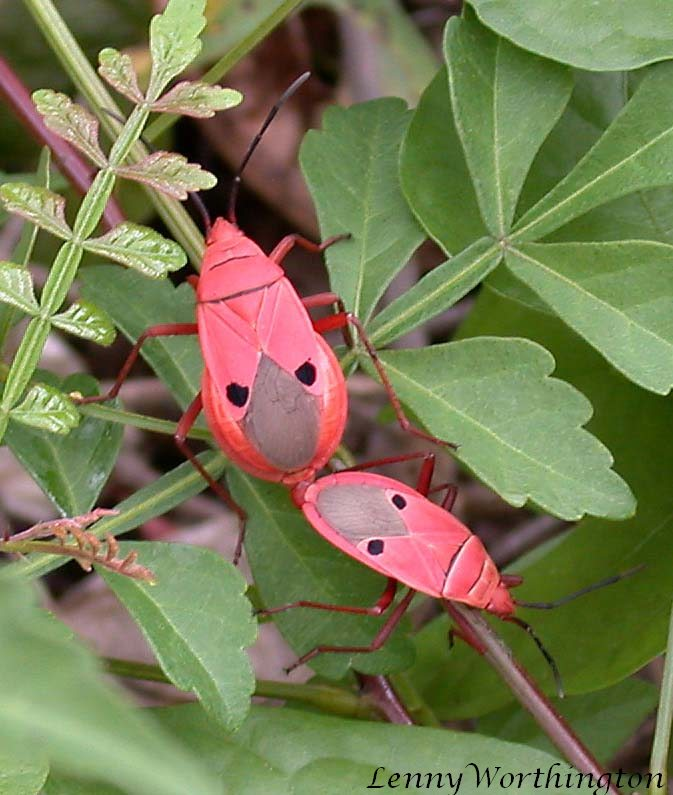
Probergrothius nigricornis (hémipthères, punaises)
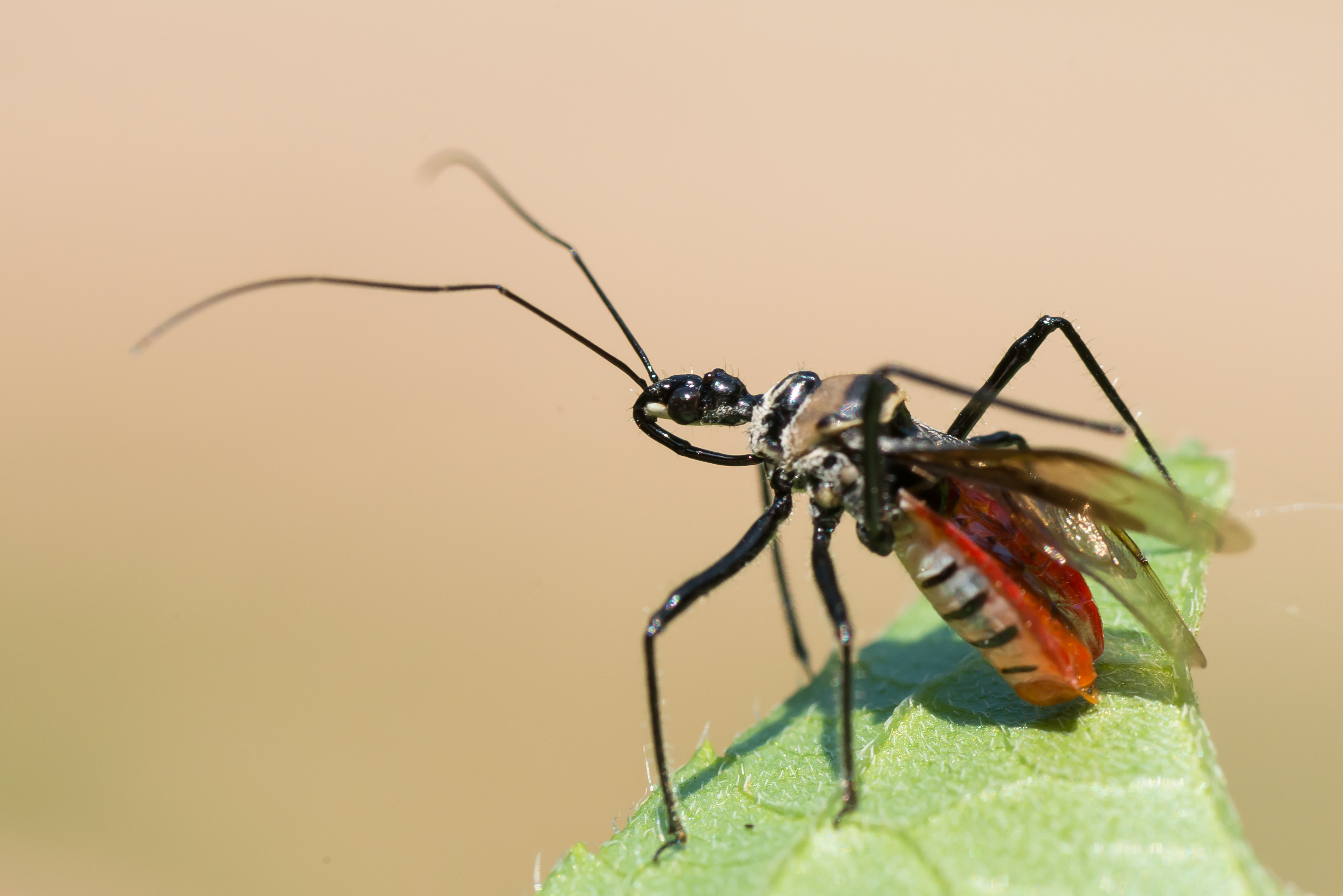
Reduviidae inconnu (hémiptères, punaises)
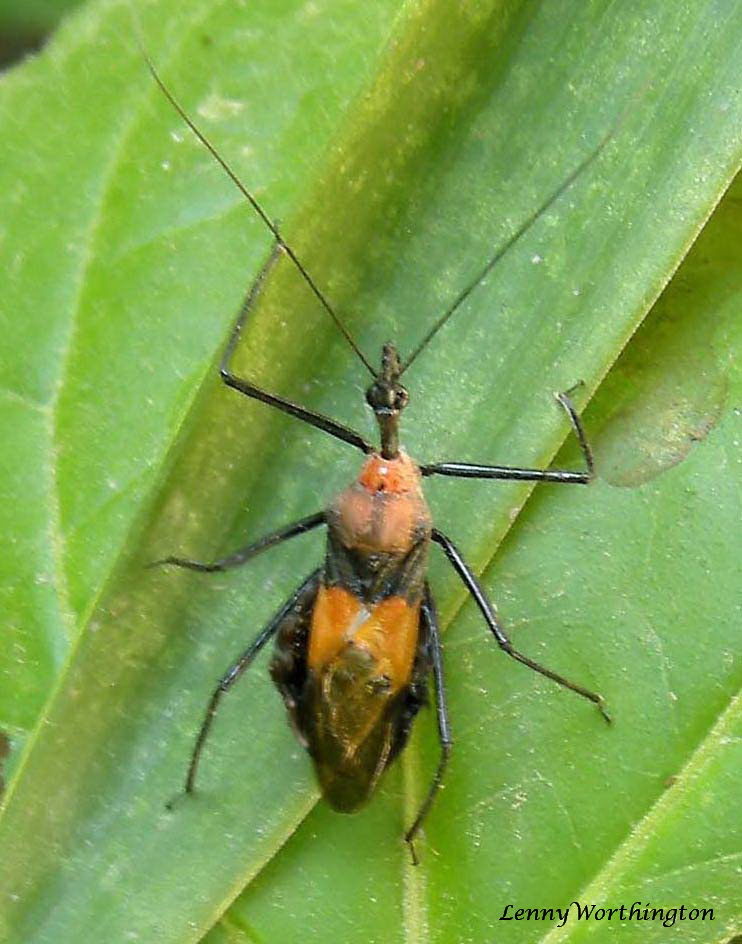
Sycanus villicus (hémiptères, punaises)
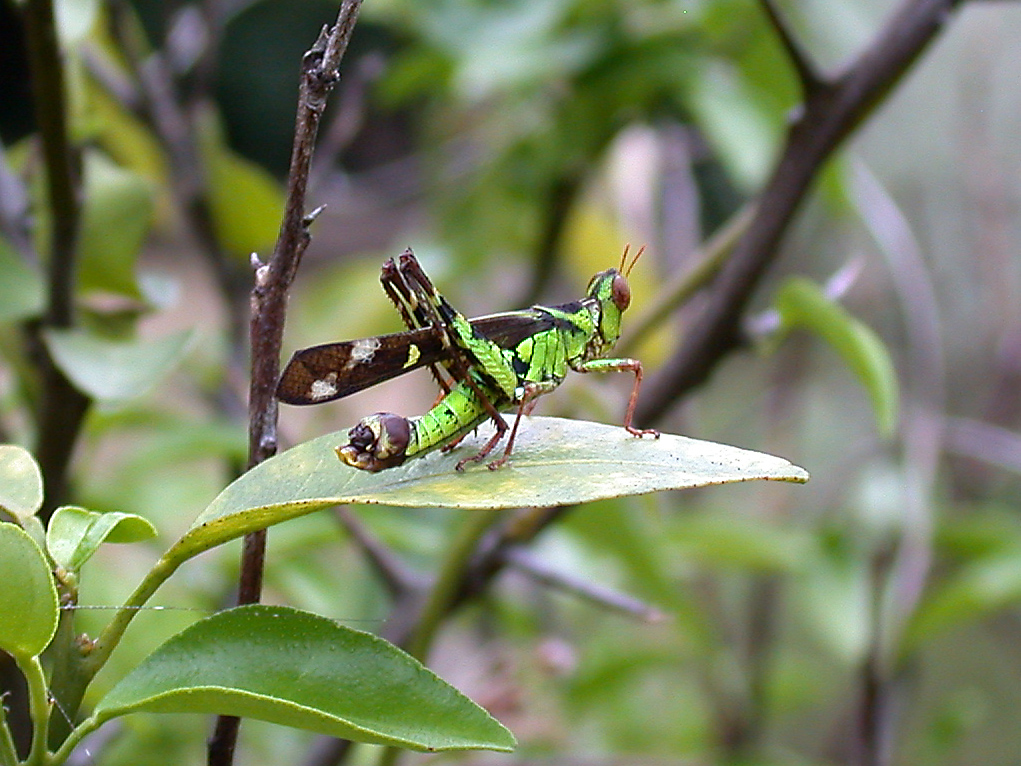
Erianthus serratus (orthoptères, sauterelles et criquets)
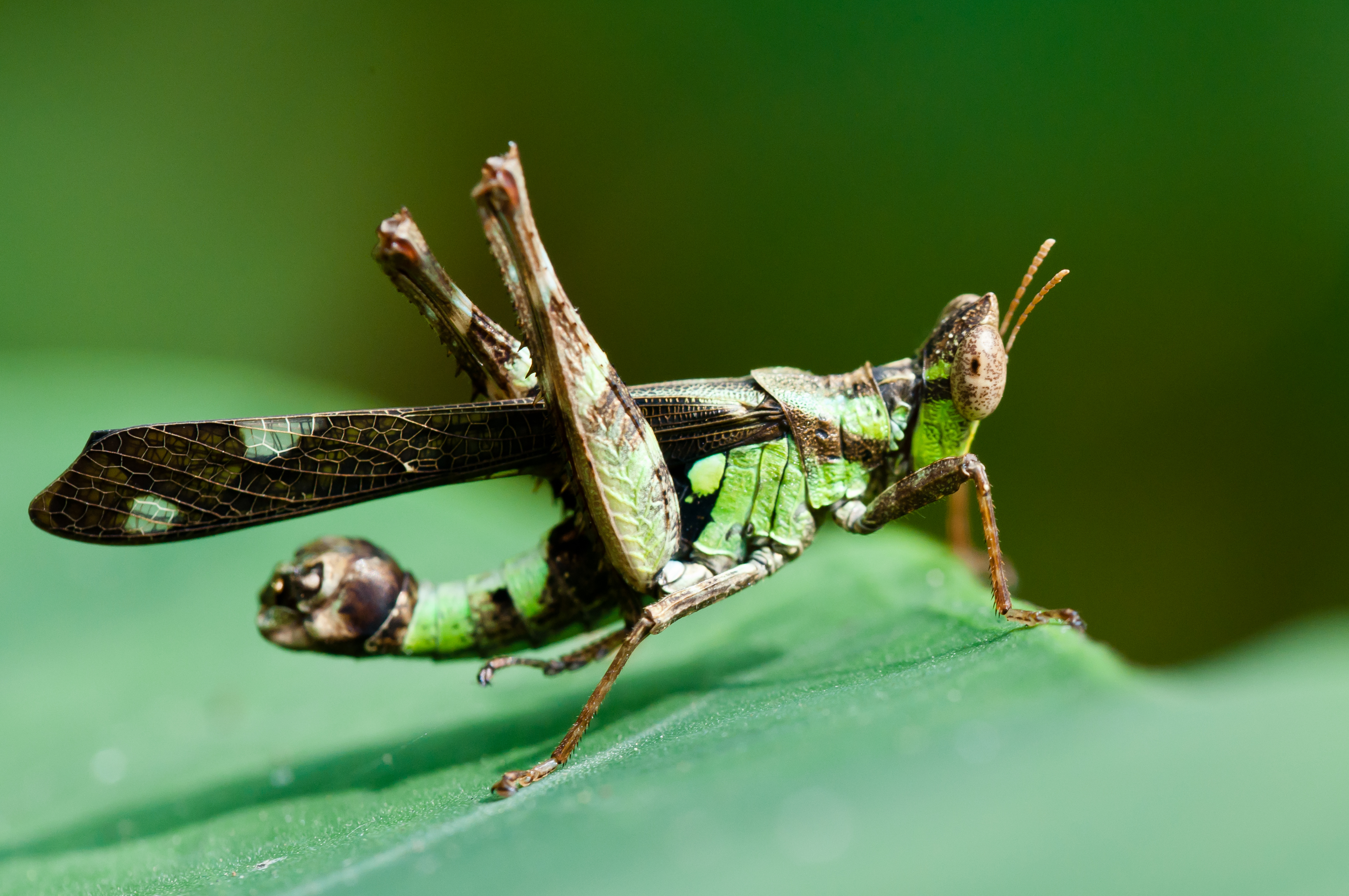
Erianthus versicolor (orthoptères, criquets et sauterelles)
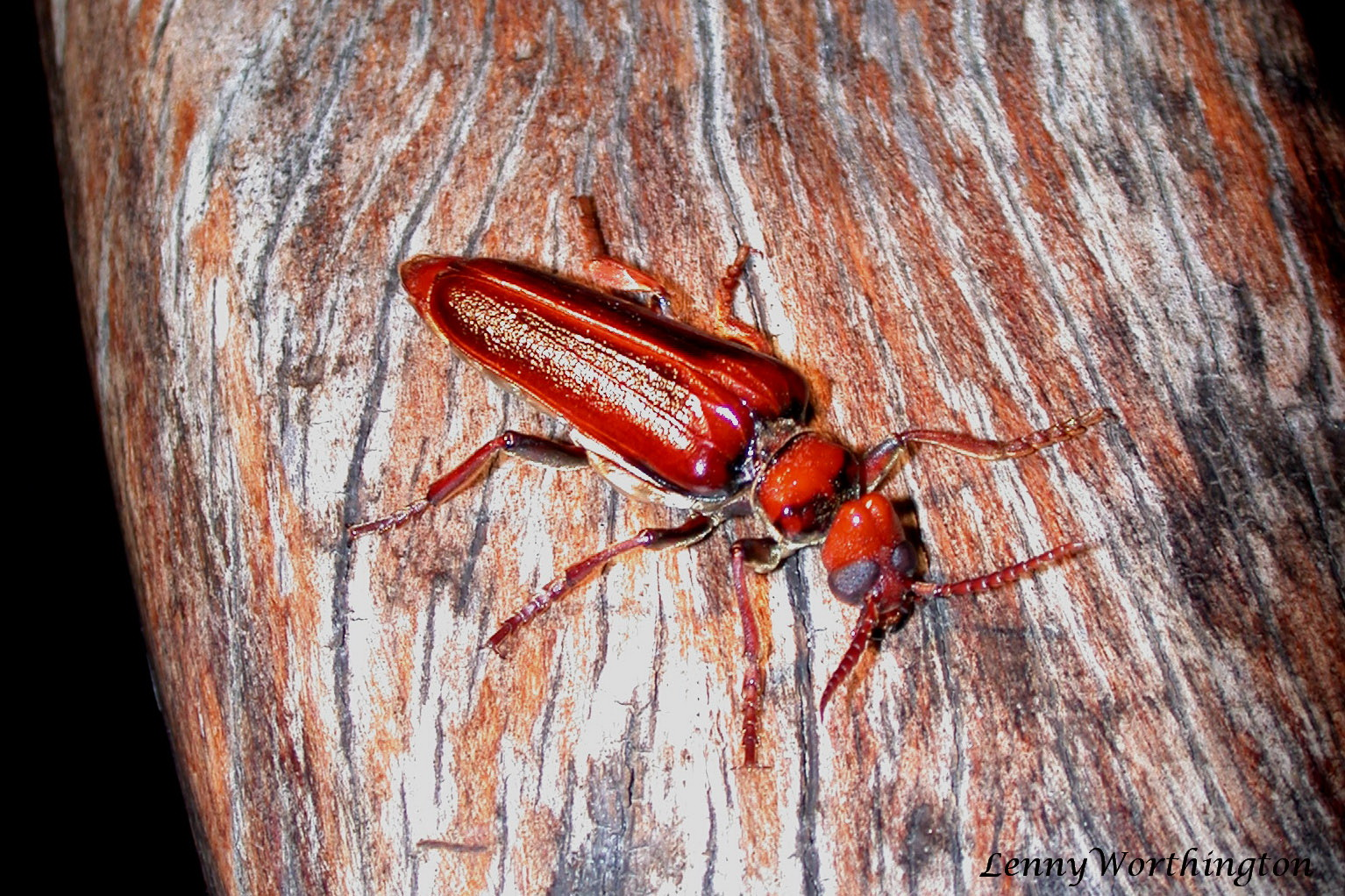
Eletica testacea (coléopthères, ténébrionides, meloidae)
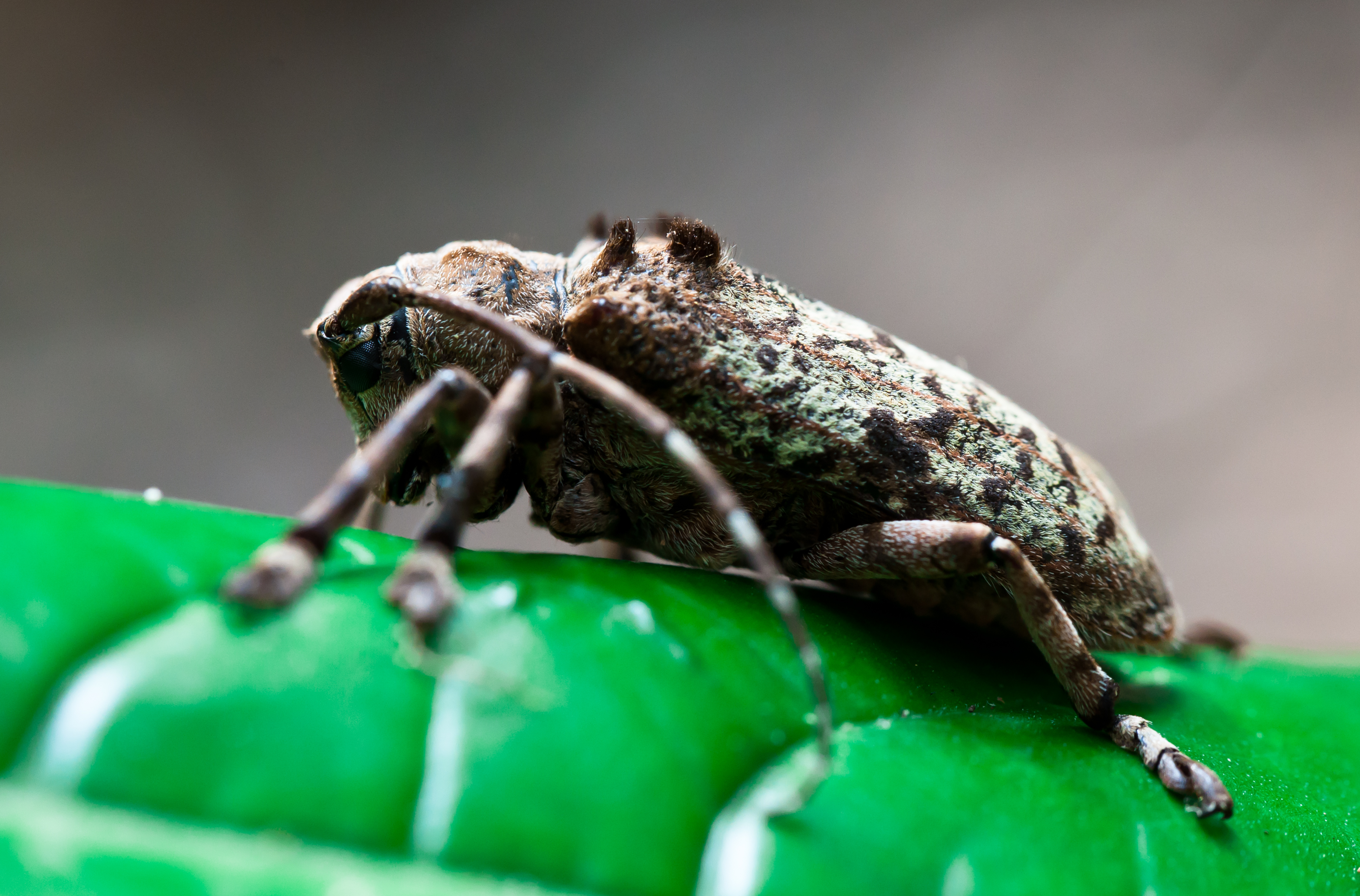
Moechotypa delicatula (coléoptères, capricornes ou longicornes)
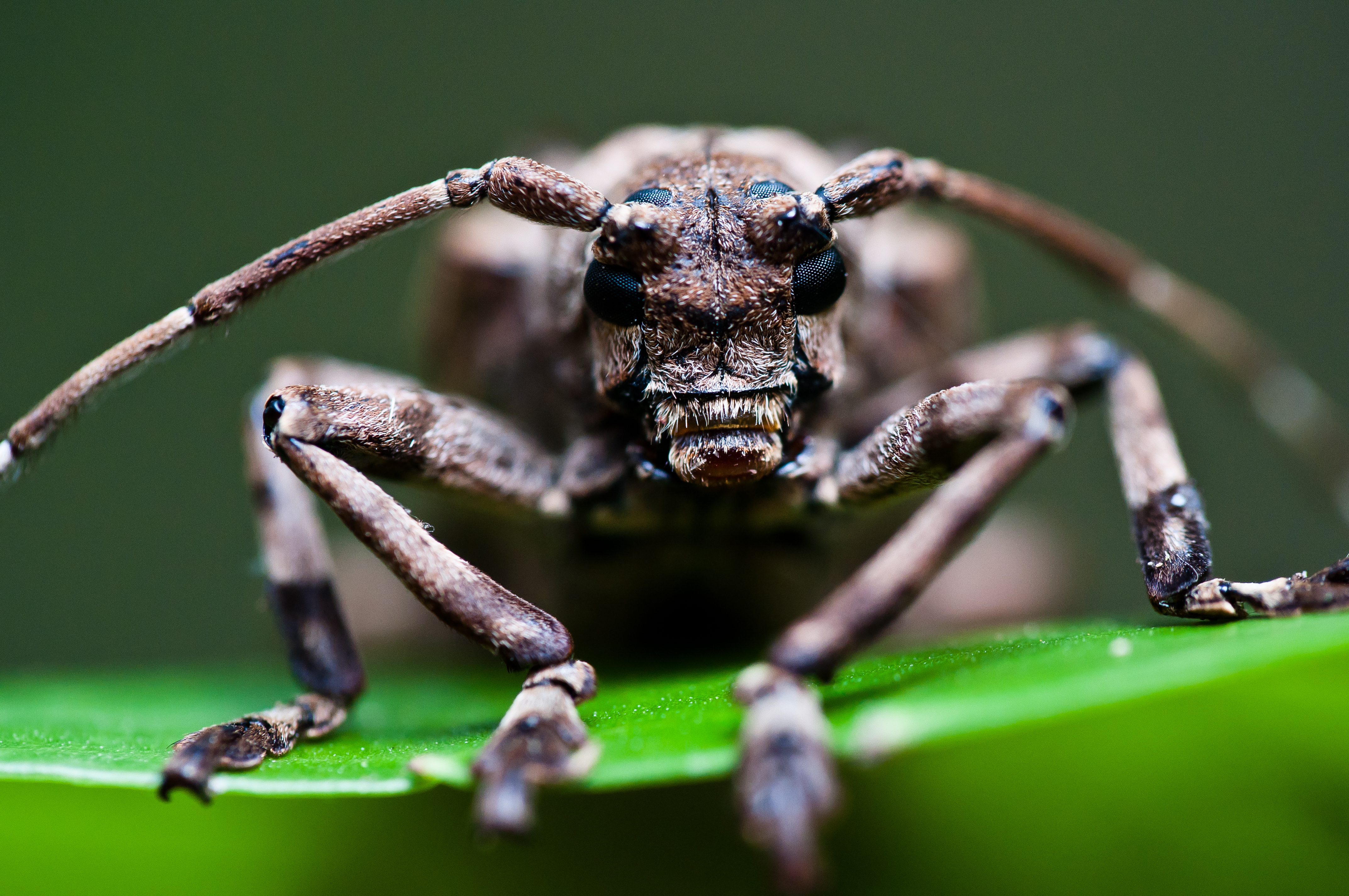
Moechotypa delicatula
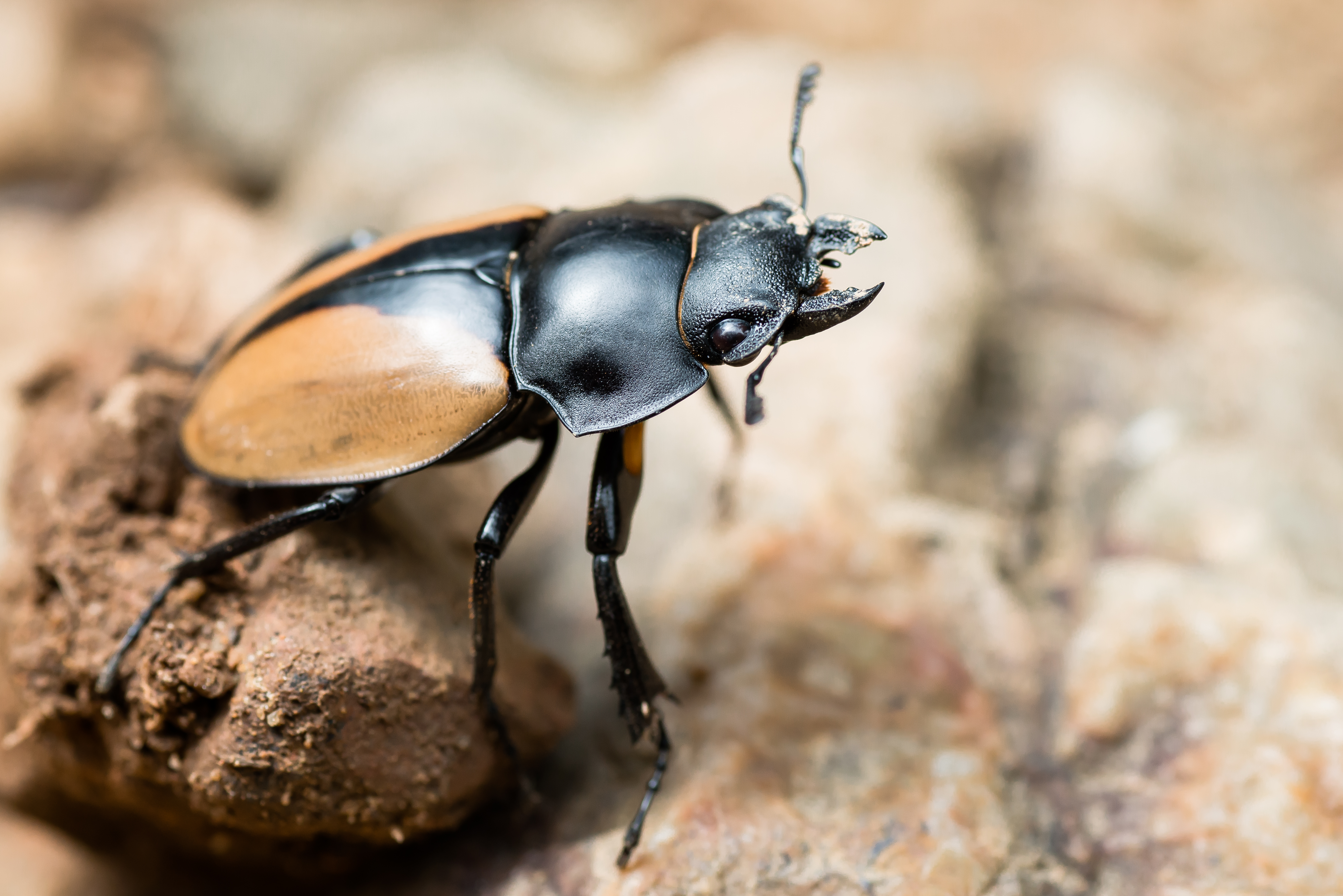
Neolucanus parryi (coléoptère)
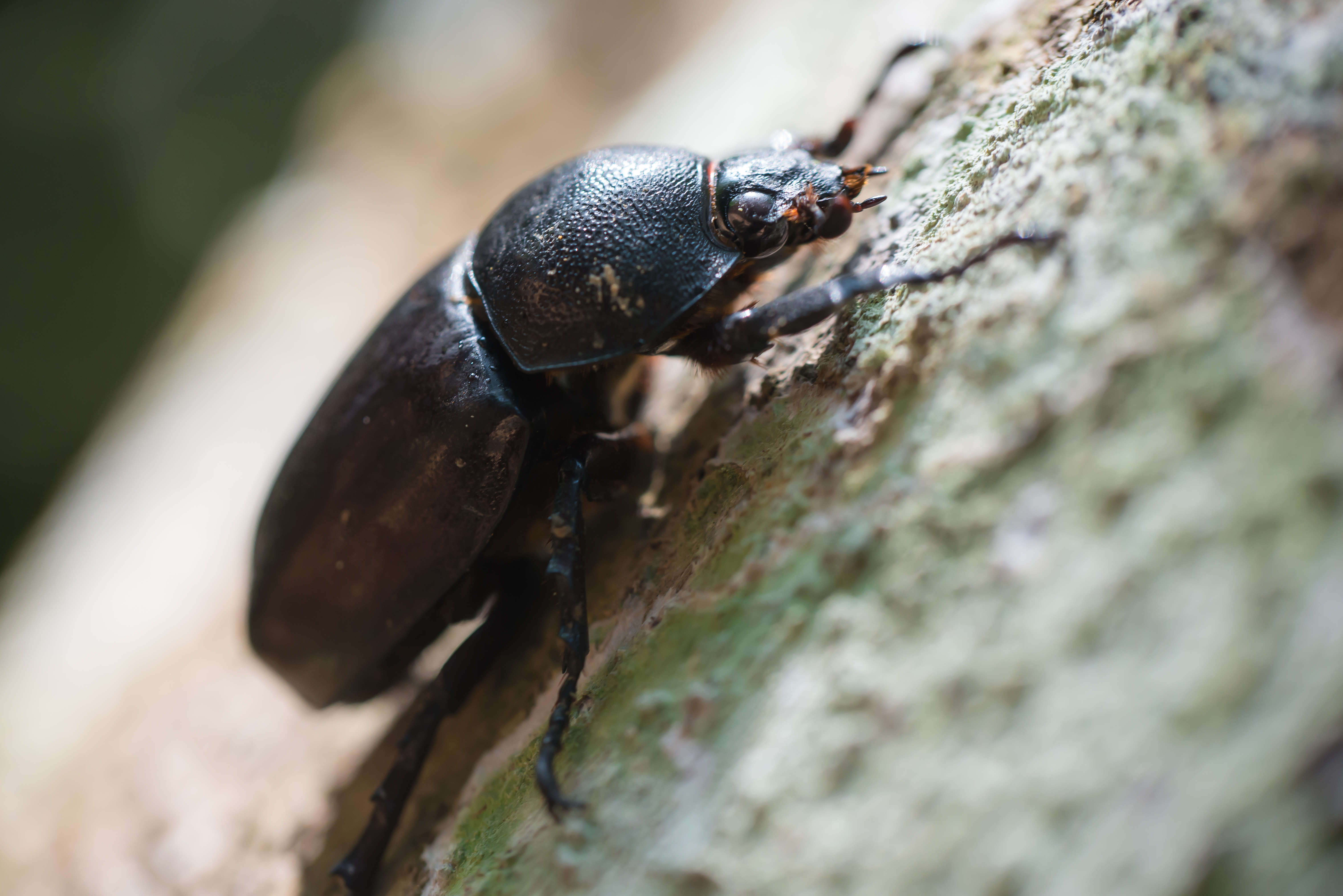
Scarabée (coléoptères) non identifié
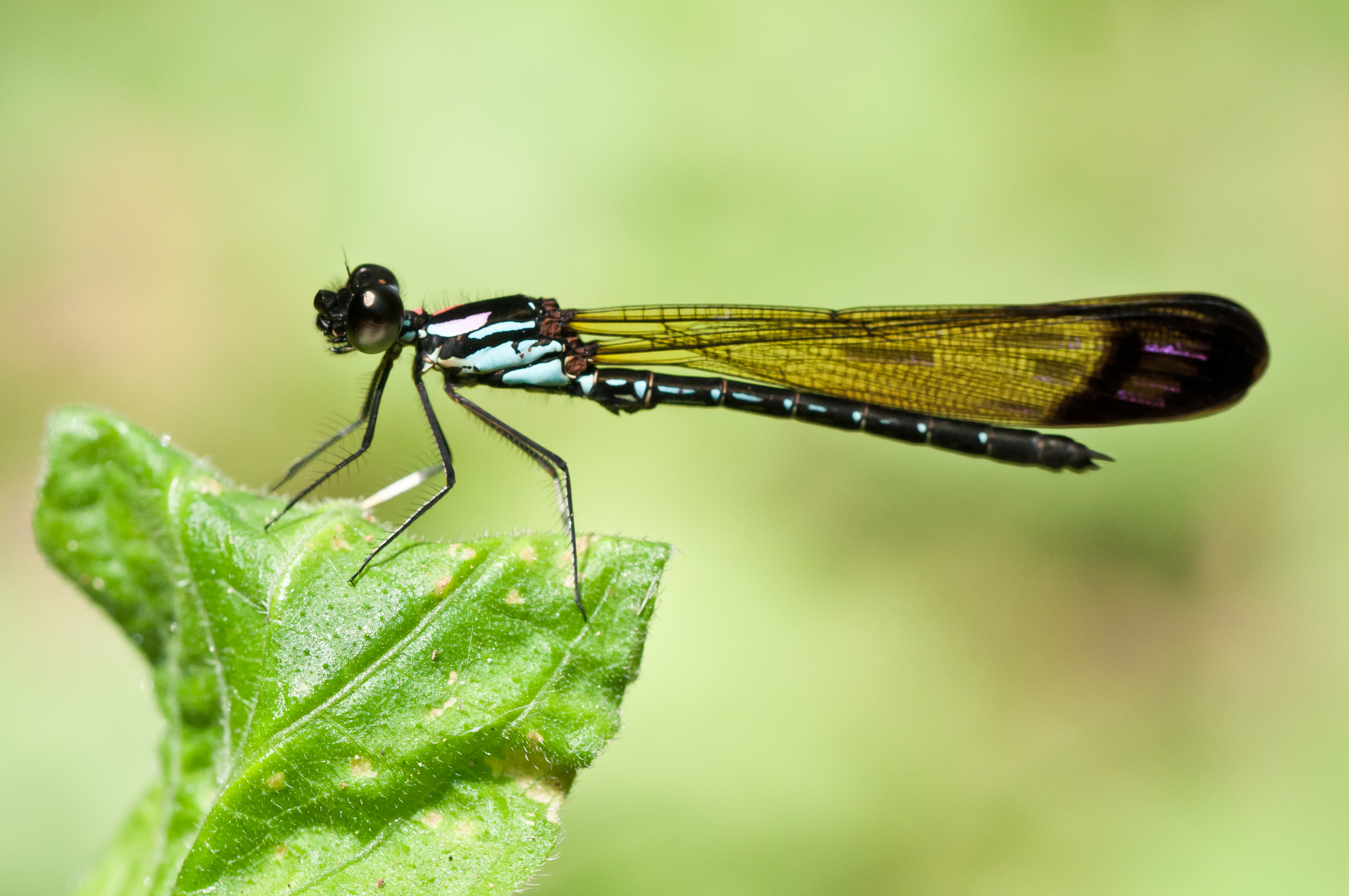
Euphaea masoni (femelle) (euphaeidae)
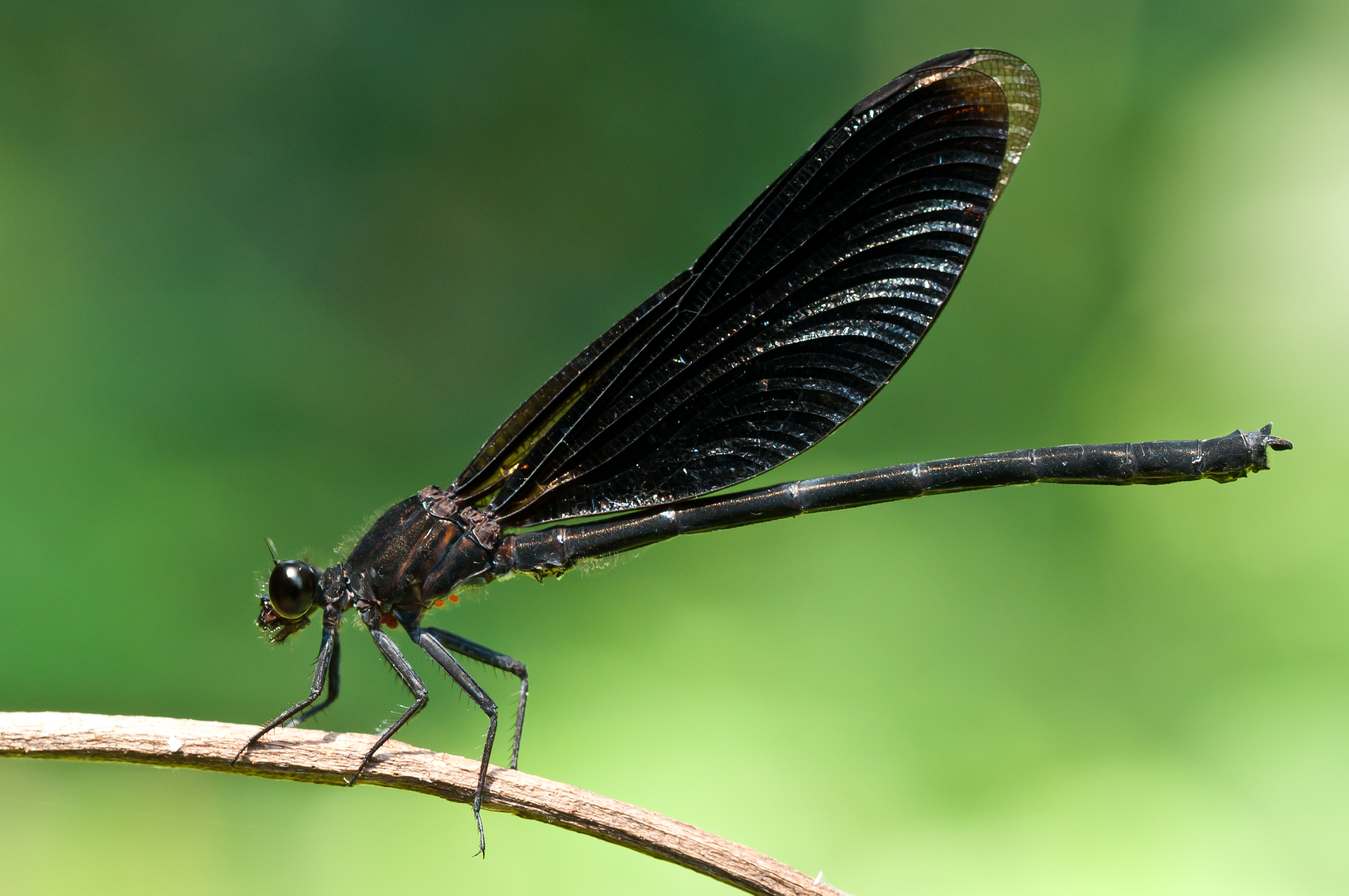
Euphaea masoni (mâle)

#### Des papillons …
Près de 300 espèces de splendides papillons (sur les 1300 espèces de Thaïlande) (insectes ; lépidoptères) dans les airs de la :
- famille des papilionidés : athyma ranga obsolescens, graphium aristeus hermocrates, graphium doson, voilier bleu graphium sarpedon, voilier lustré papilio paris …
- famille des lycénidés : anthene emolus goberus et anthene lycaenina miya, hypolycaena amasa, nacaduba kurava euplea…
- famille des nymphalidés : cirrochroa tyche mithila, cyrestis cocles earli, euploea modesta, Commandant moduza procris, parantica melaneus plataiston, parthenos sylvia, phalanta alcippe alcippoides, polyura athamas, Sorcier rhinopalpa polynice, tirumala septentrionis, vindula dejone erotella …
- famille des erebidae : amata sperbius …
- famille des sessidae : macroscelesia …
- famille des saturnidés : cricula trifenestra …
- etc.

La meilleure période pour admirer les papillons dans le parc national de Kaeng Krachan, c'est le mois de mai et le mois de juin, de 8 heures du matin à 2 heures de l'après-midi.

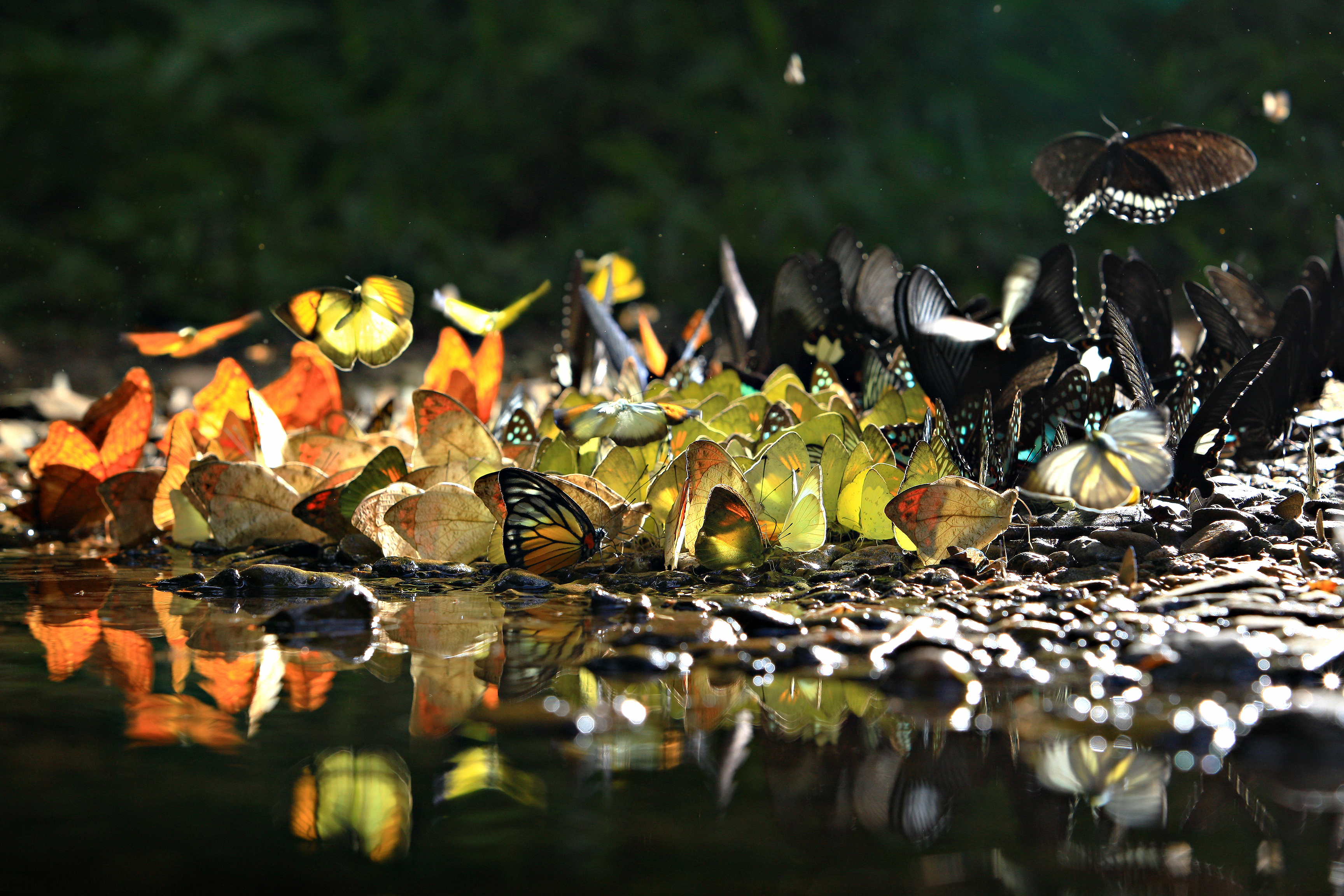
Nuée de papillons

Papillons
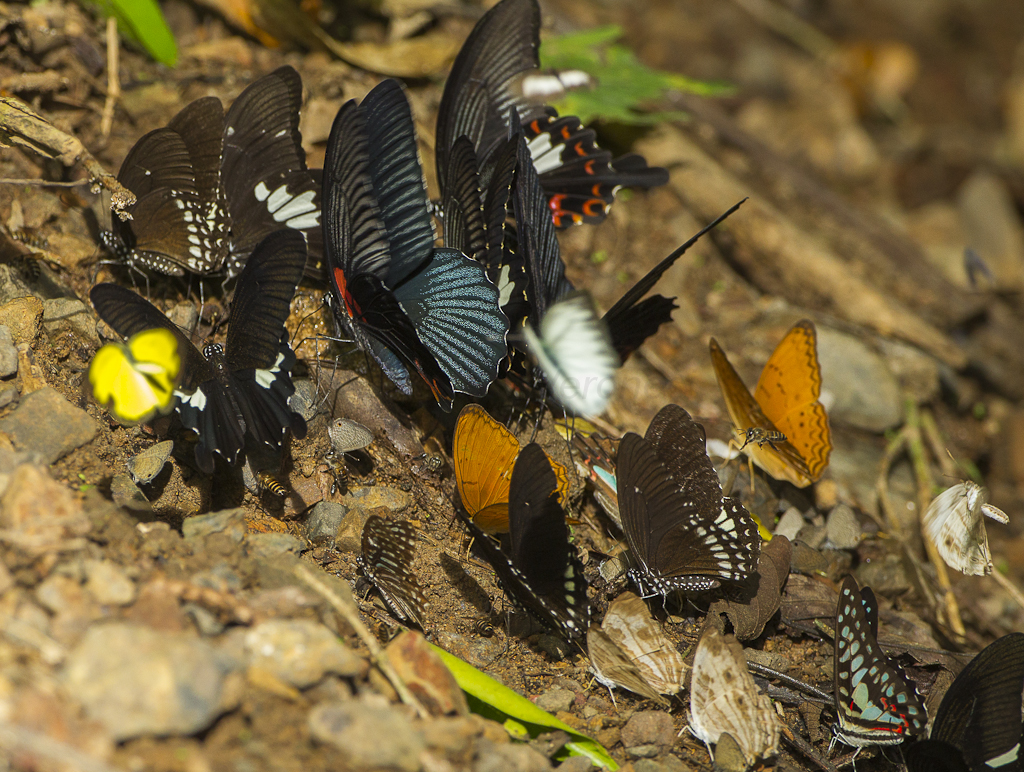
Papillons de Kaeng Krachan
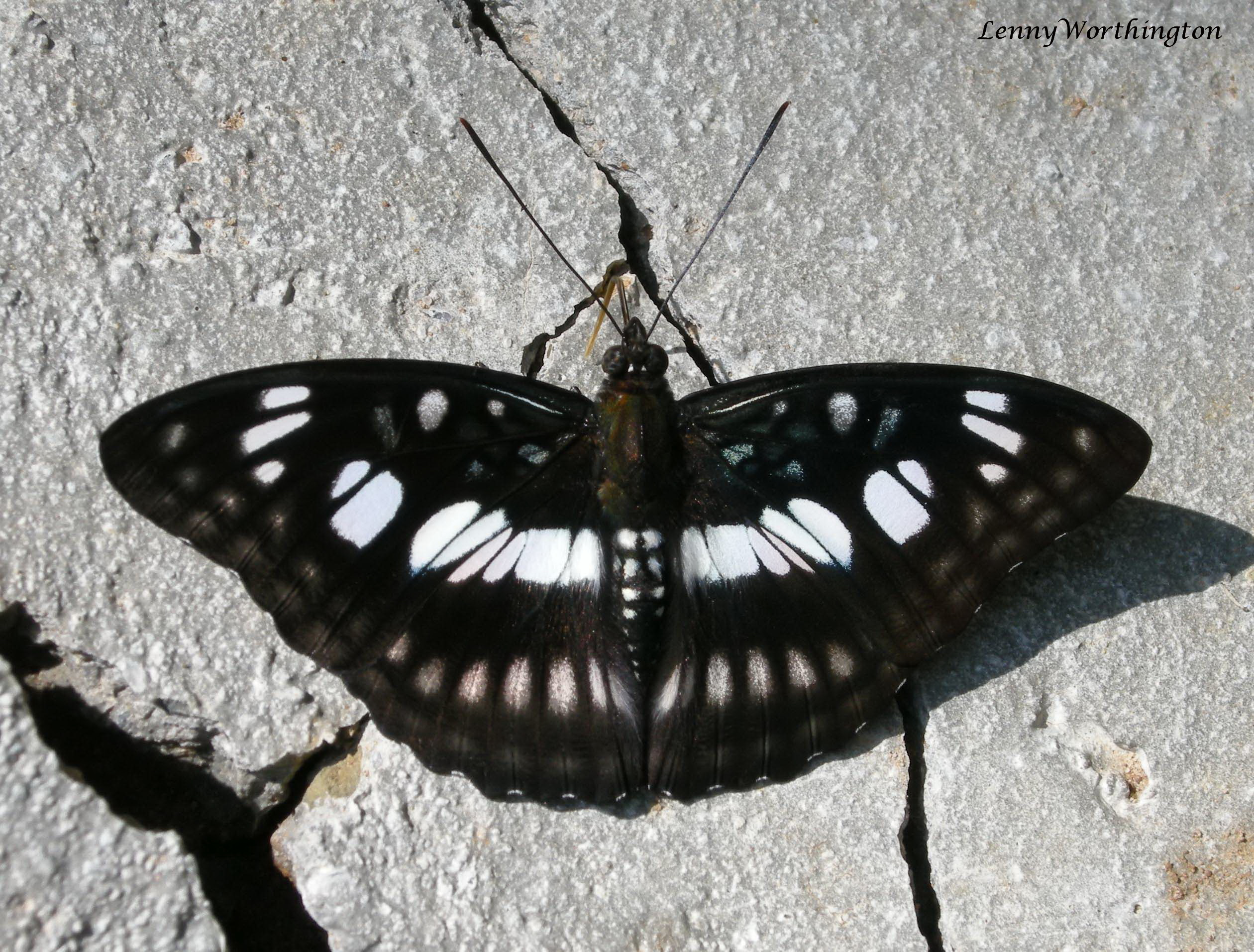
Athyma ranga obsolescens (Papilionidés)
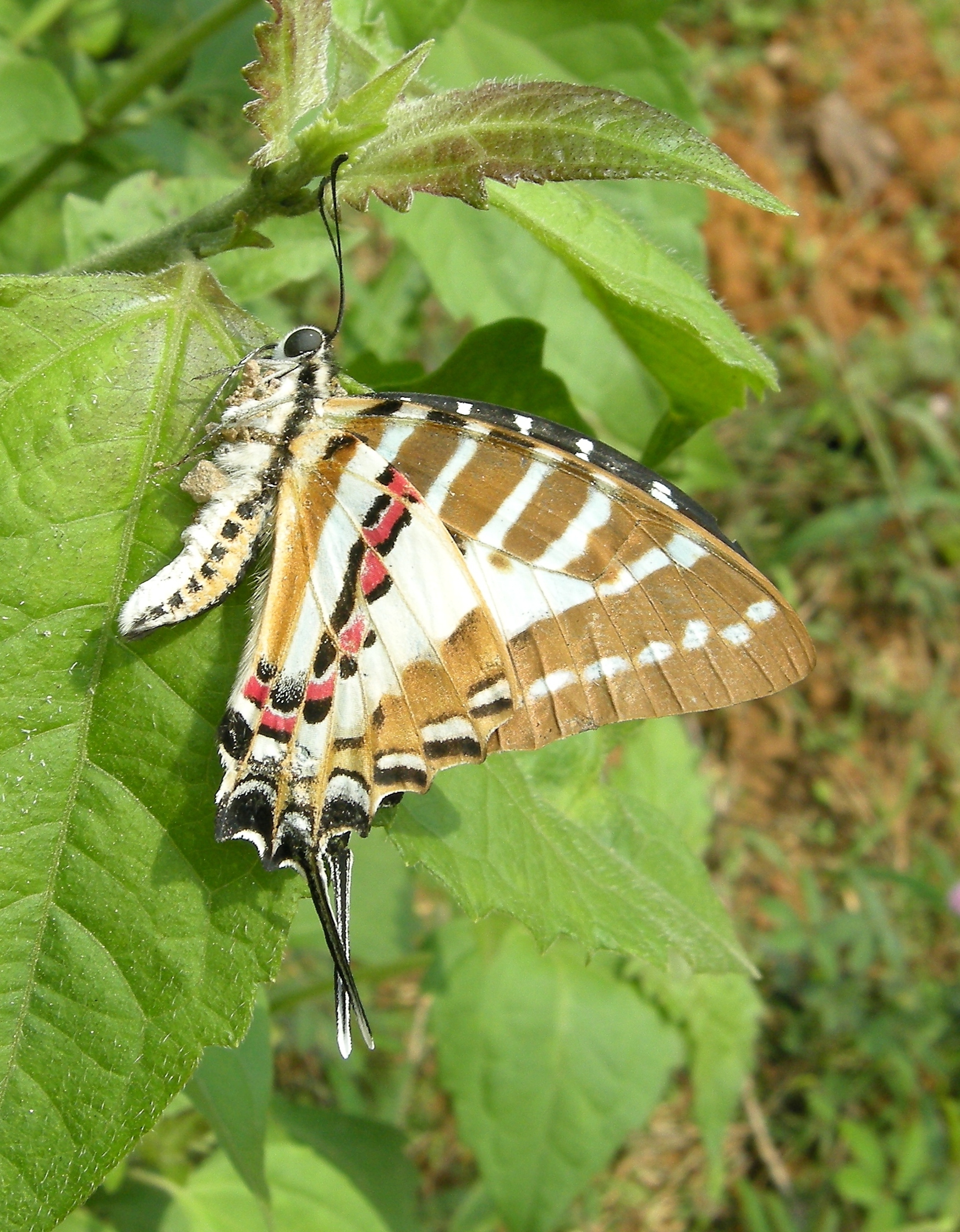
Graphium aristeus hermocrates (Pathysa aristeus hermocrates) (Papilionidés)
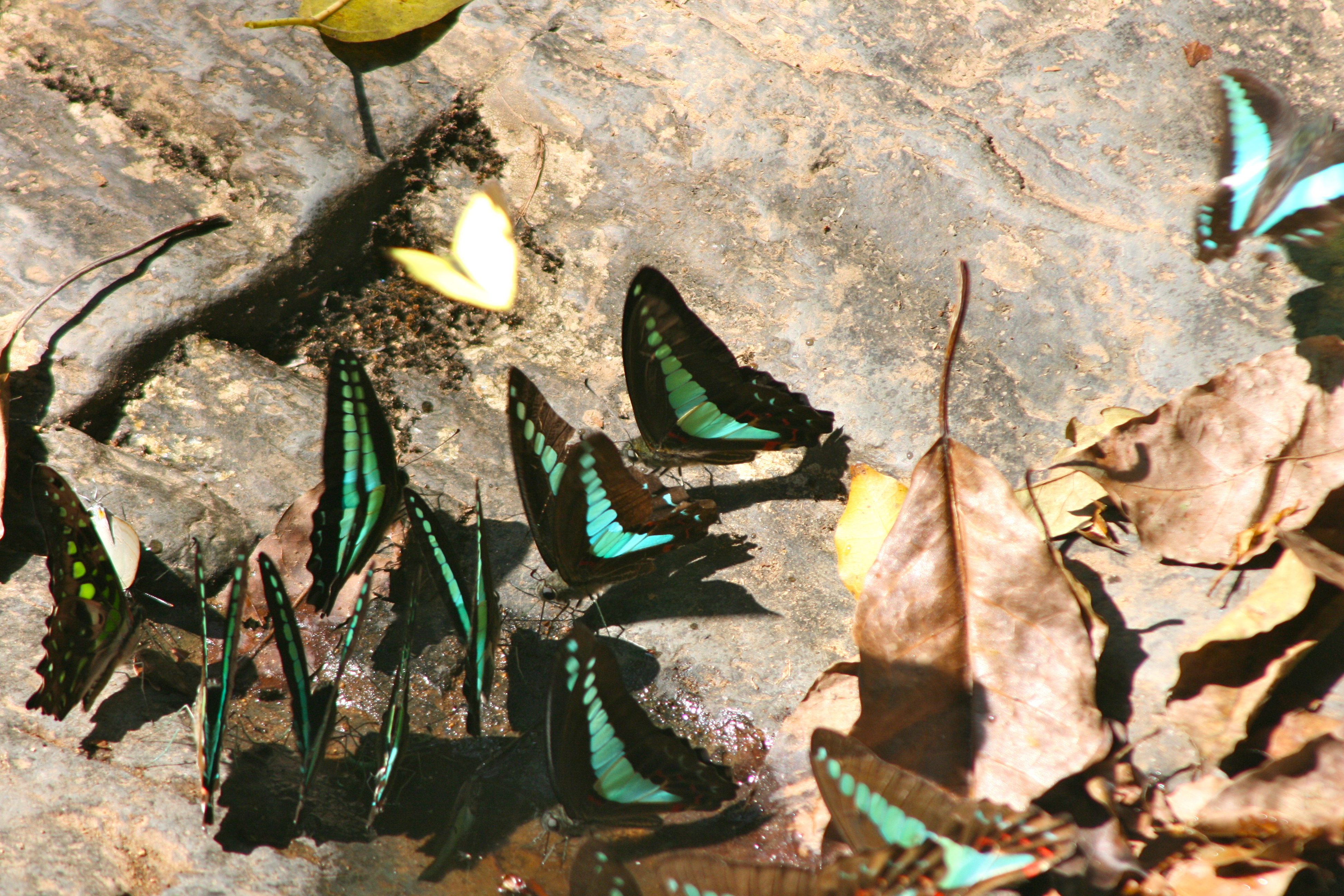
Voiliers bleus Graphium sarpedon (Papilionidés)
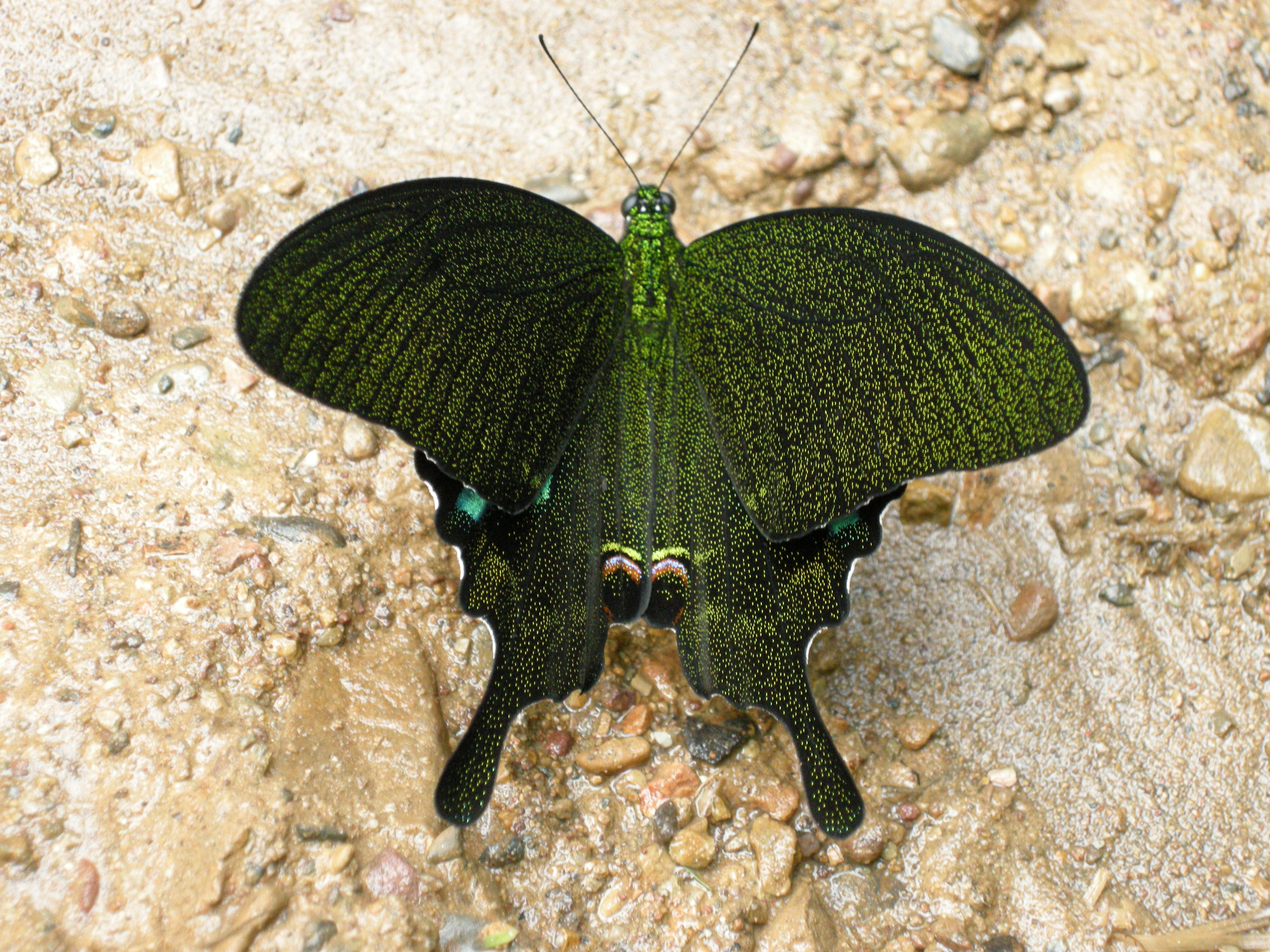
Voilier lustré Papilio paris (papilionidés)
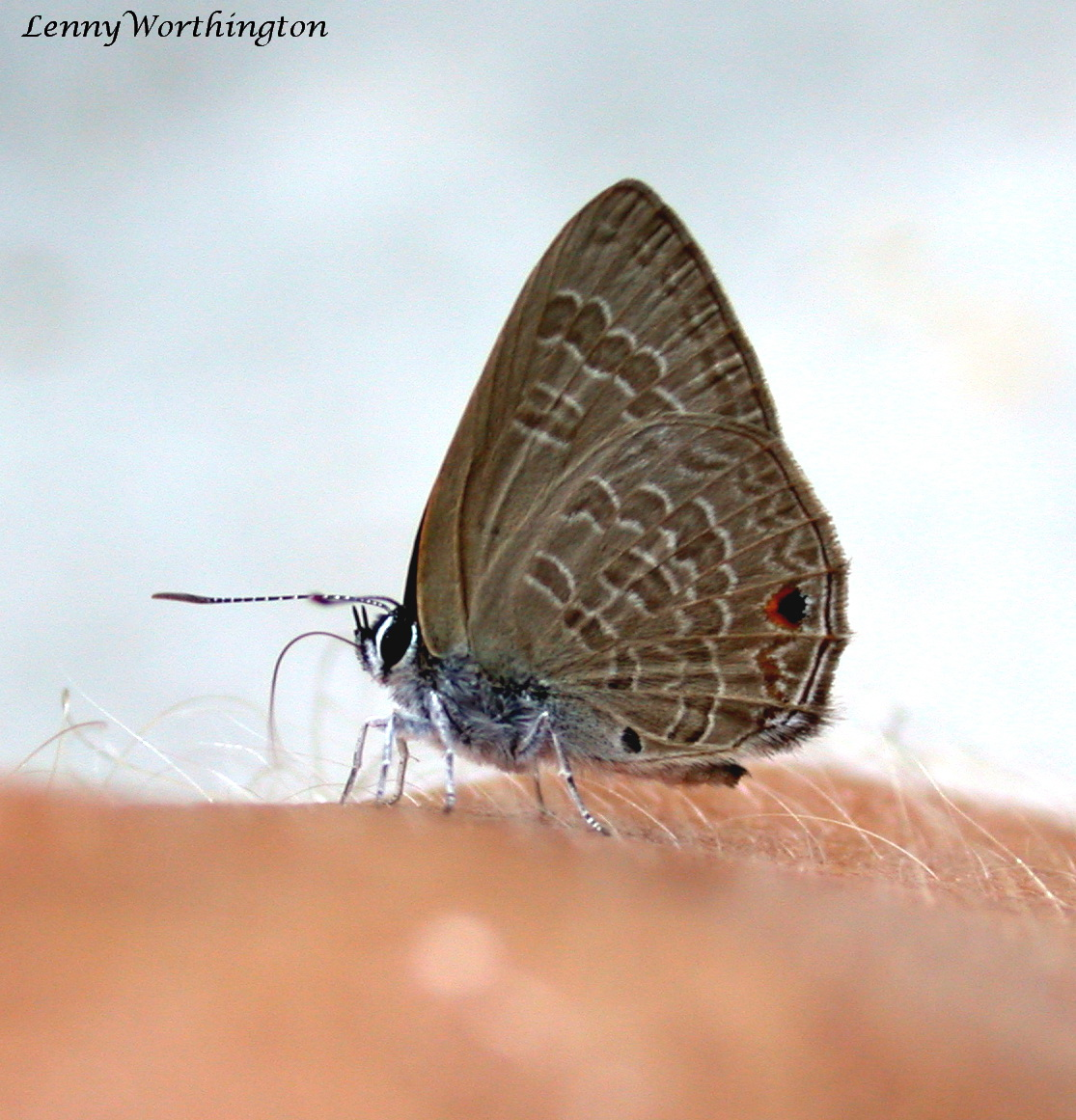
Anthene emolus goberus (Lycénidés)
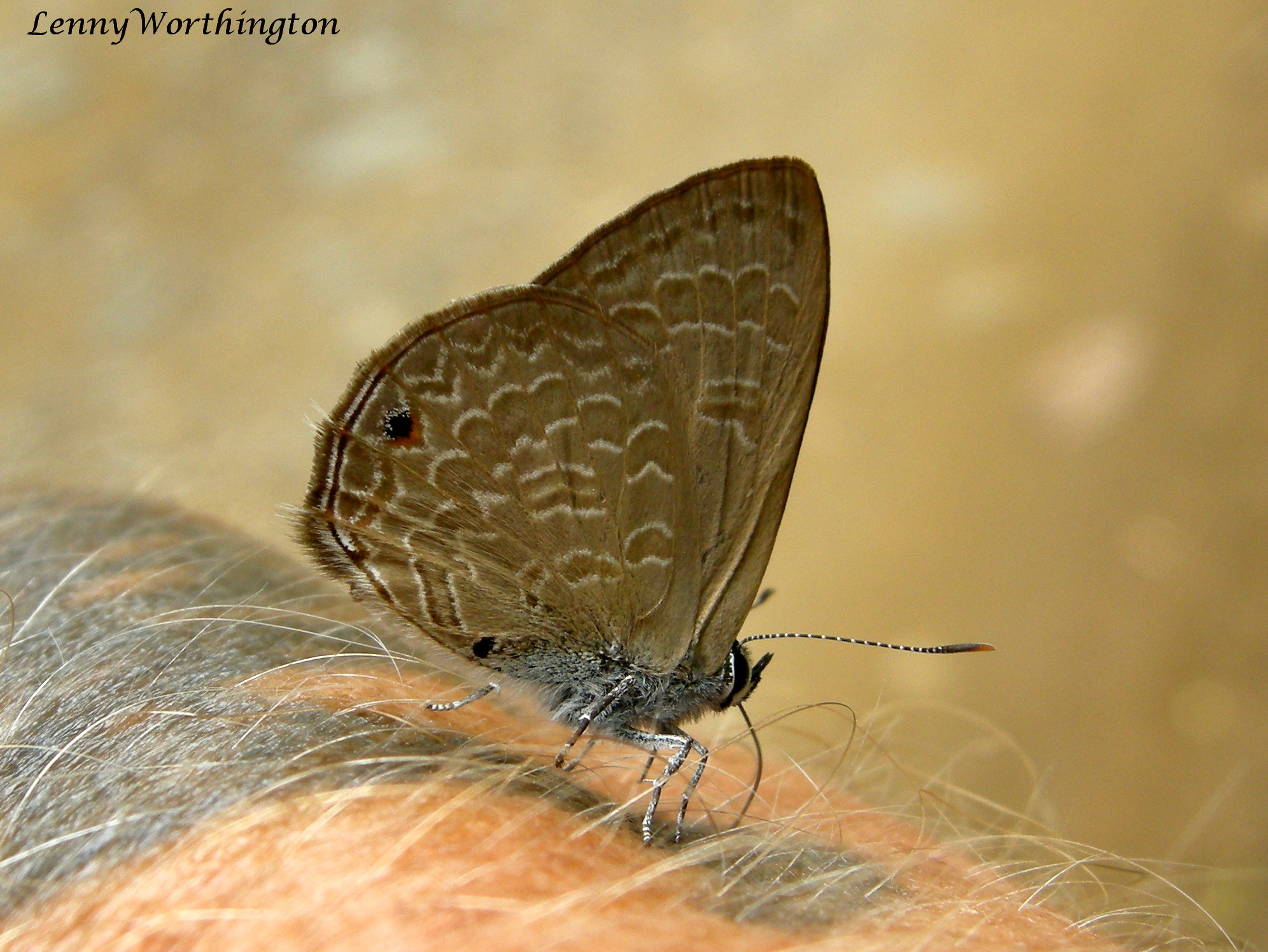
Anthene lycaenina miya (Lycénidés)
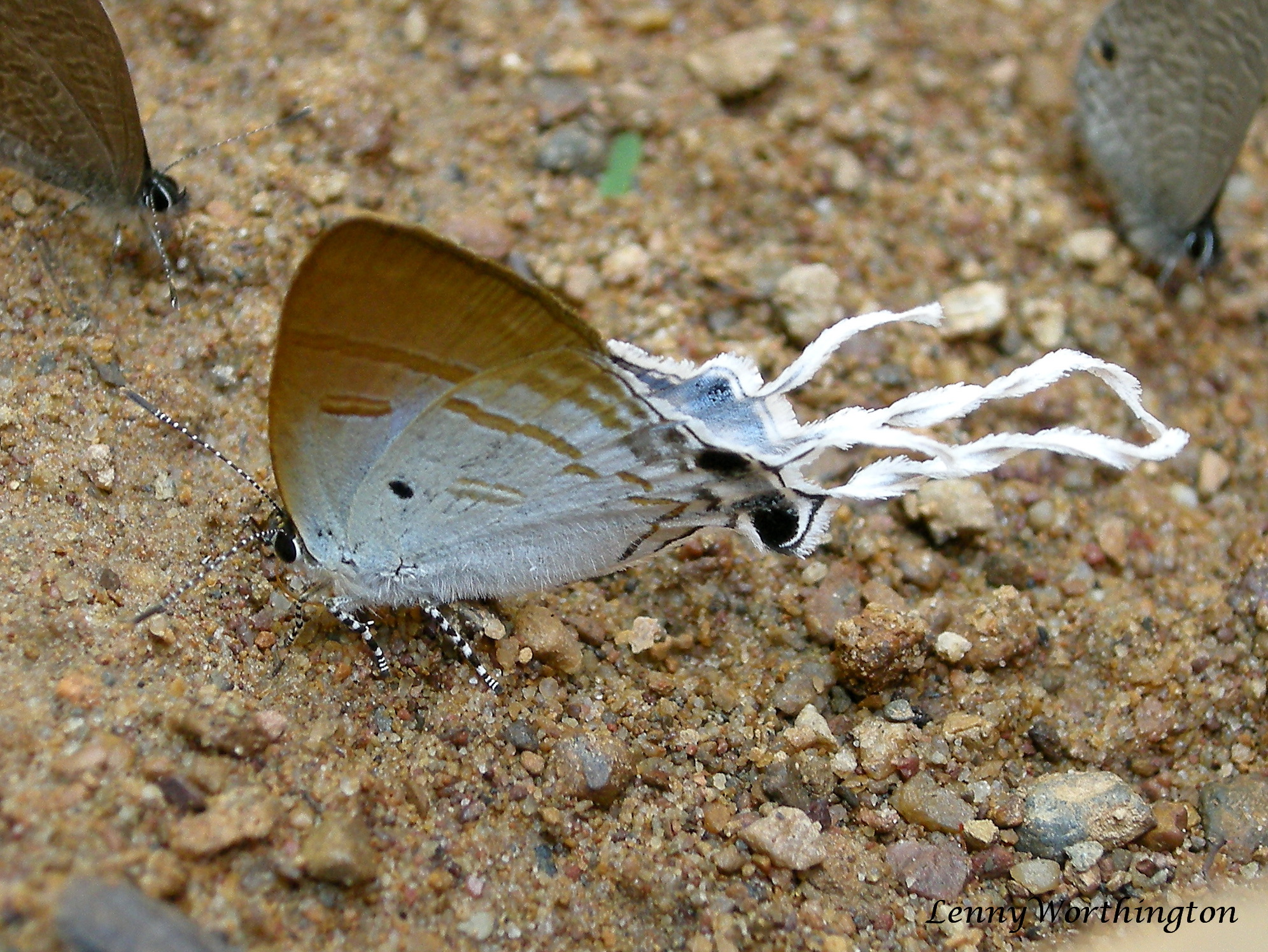
Hypolycaena amasa (Lycénidés)
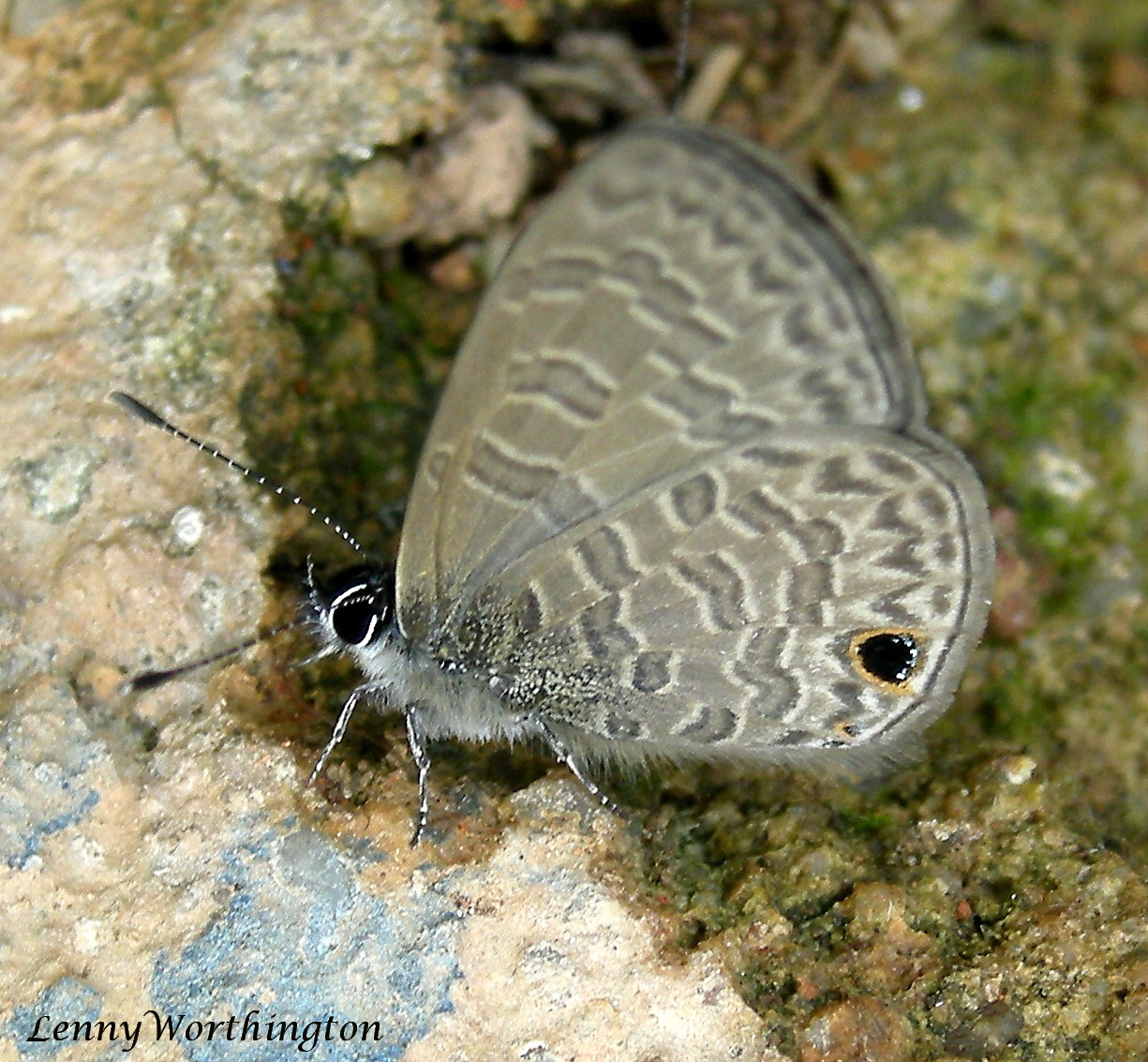
Nucaduba kurava euplea (Lycénidés)
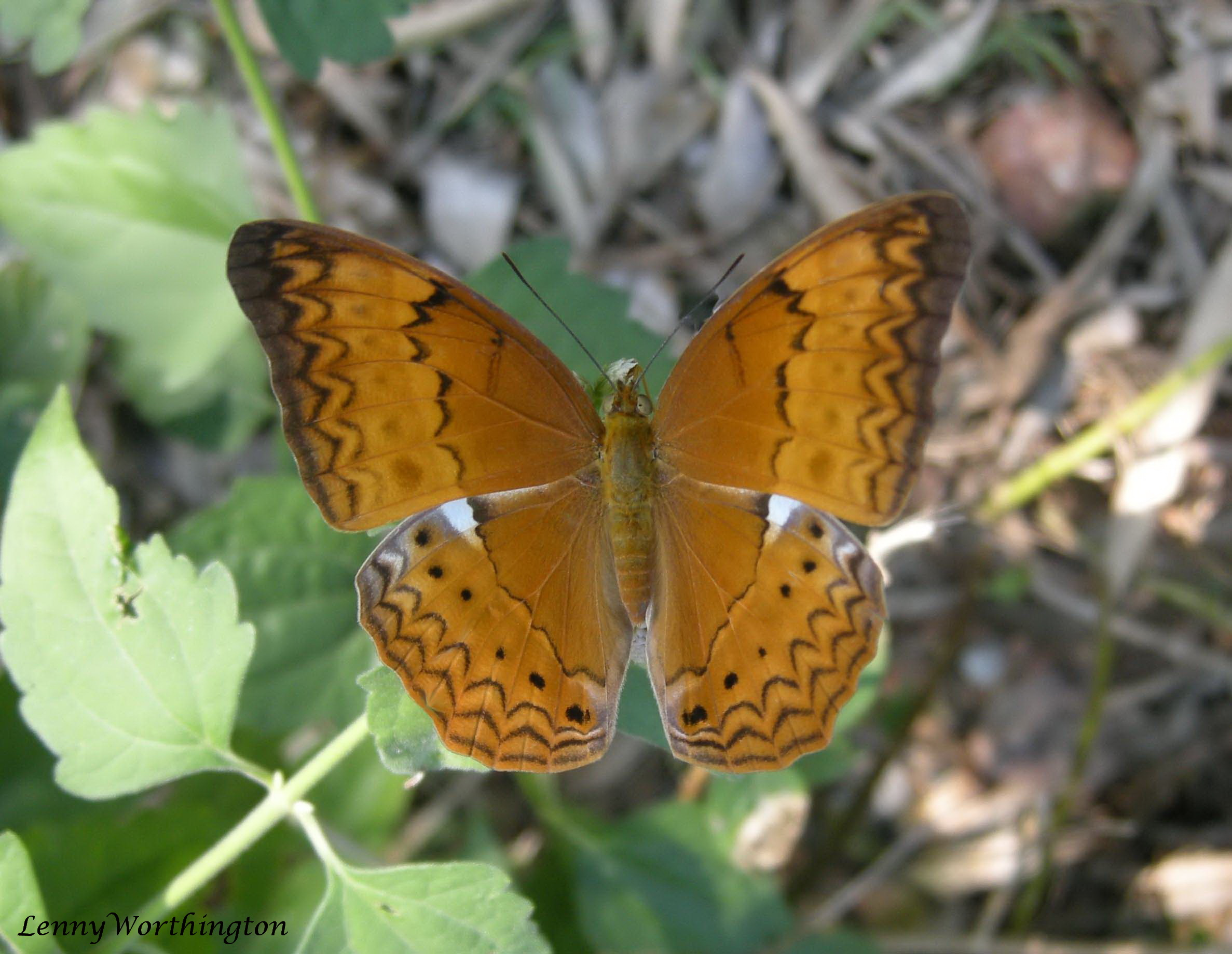
Cirrochroa tyche mithila (Nymphalidés)
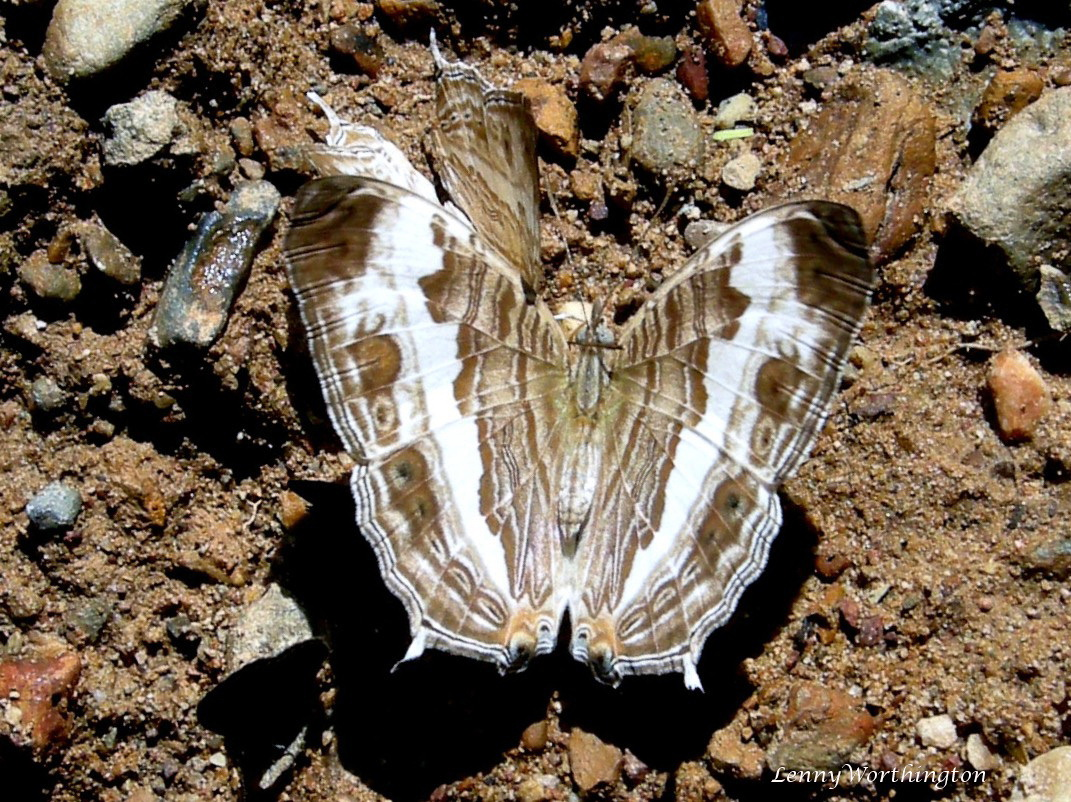
Cyrestis cocles earli (Nymphalidés)
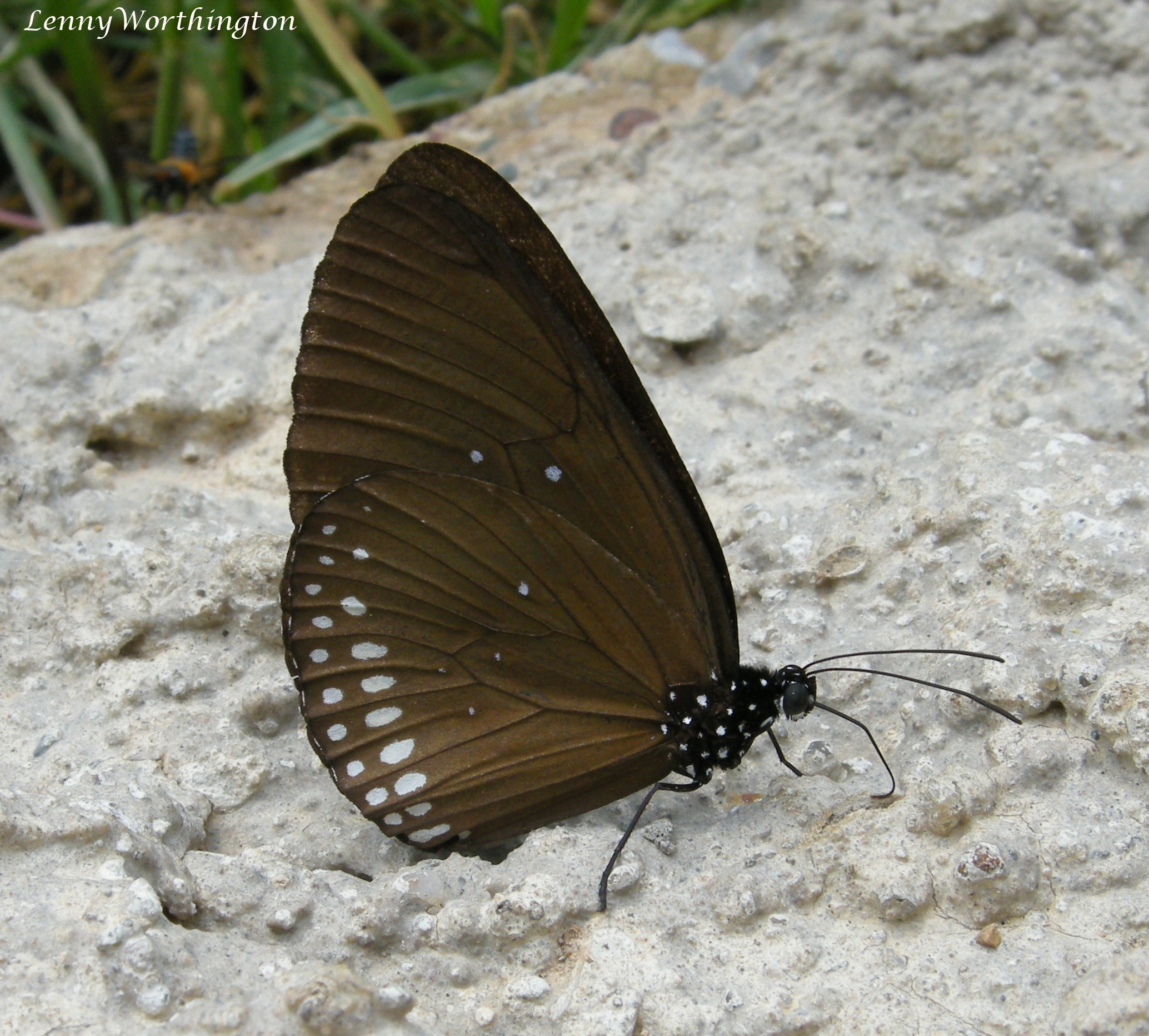
Euploea modesta (Nymphalidés)
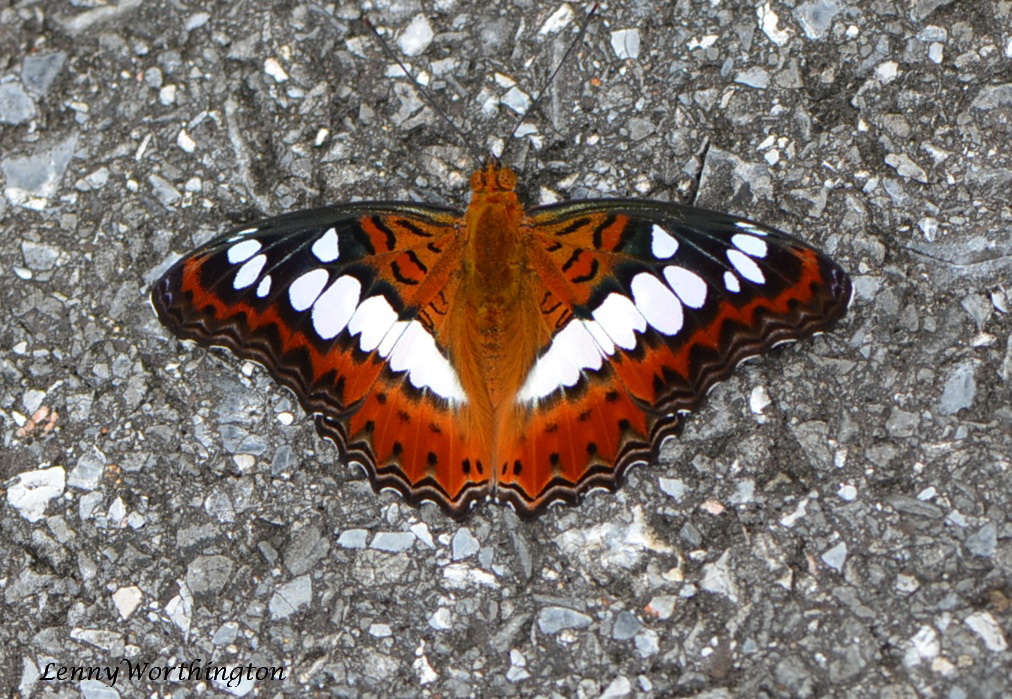
Commandant Moduza procris (Nymphalidés)
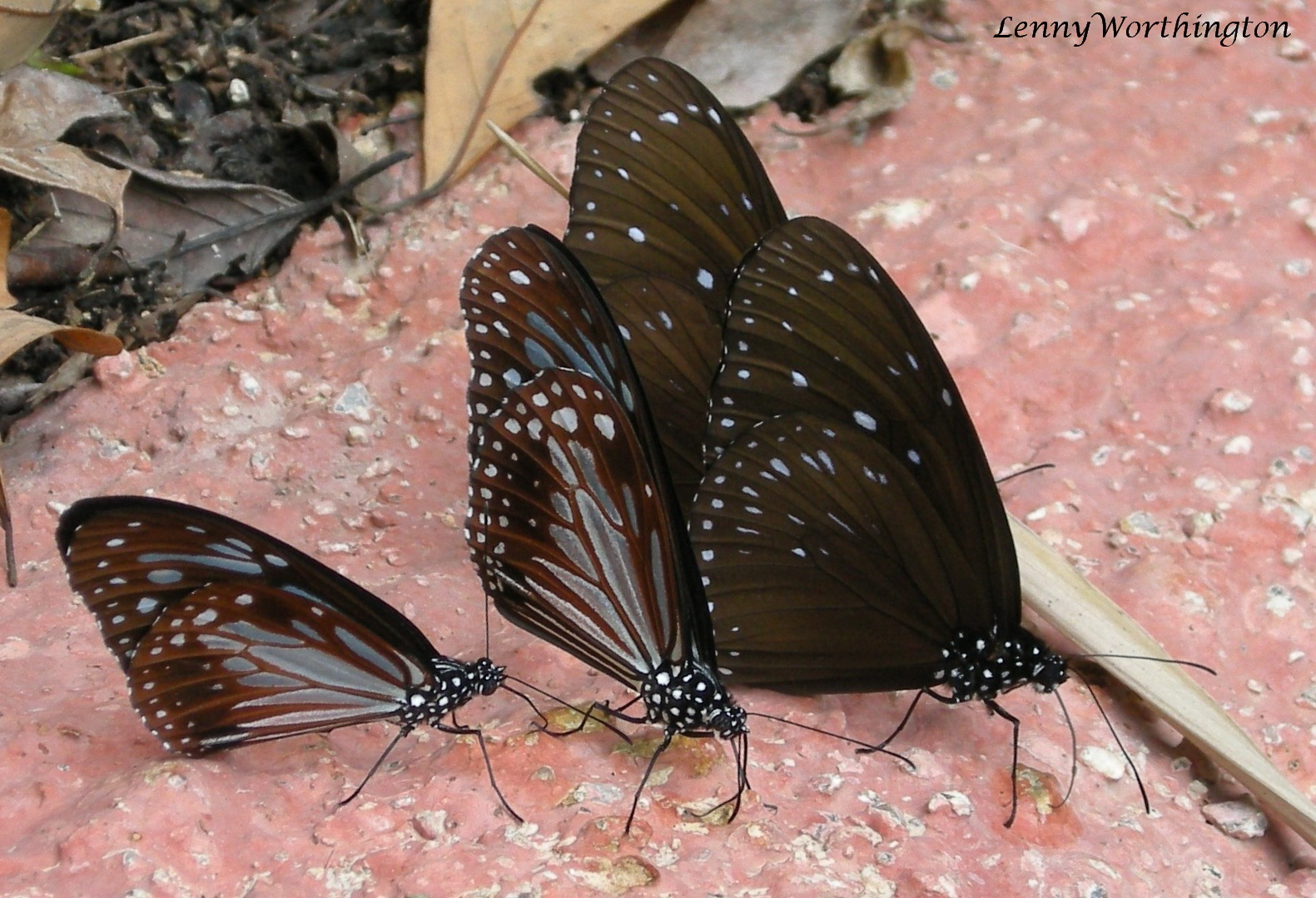
Parantica melaneus plataiston (Nymphalidés)
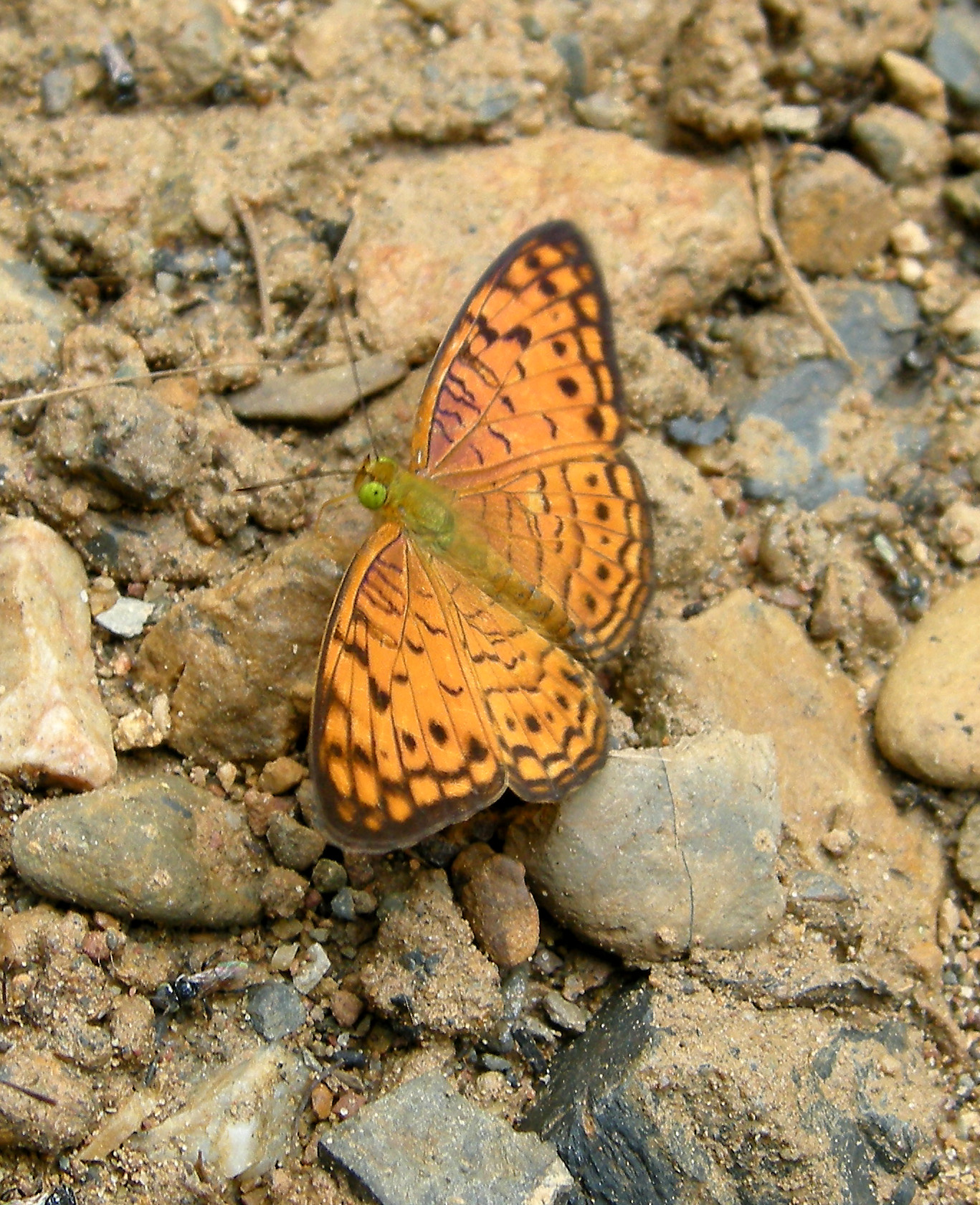
Phalanta alcippe alcippoides (Nymphalidés)
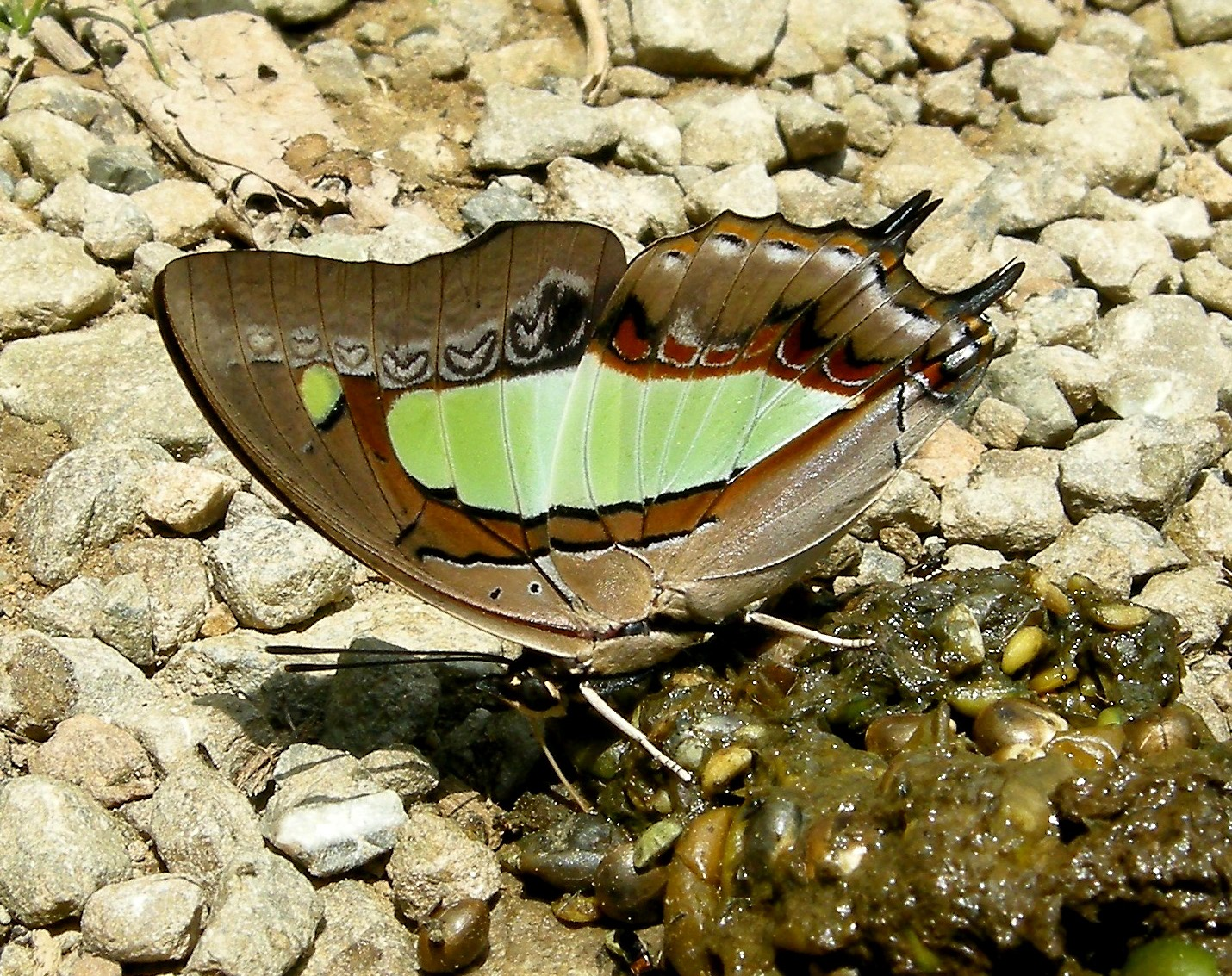
Polyura athamas (nymphalidés)
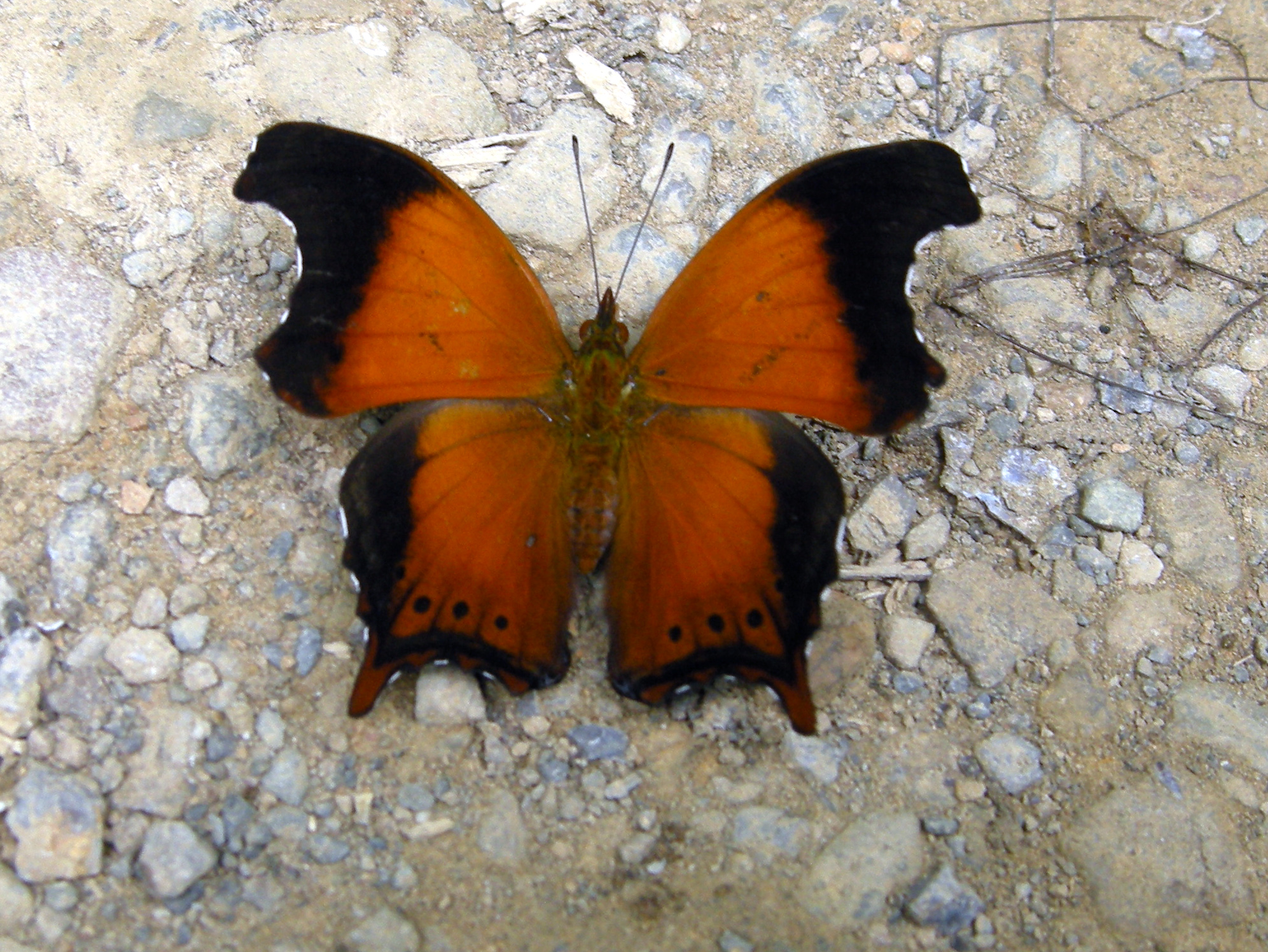
Sorcier Rhinopalpa polynice (Nymphalidés)
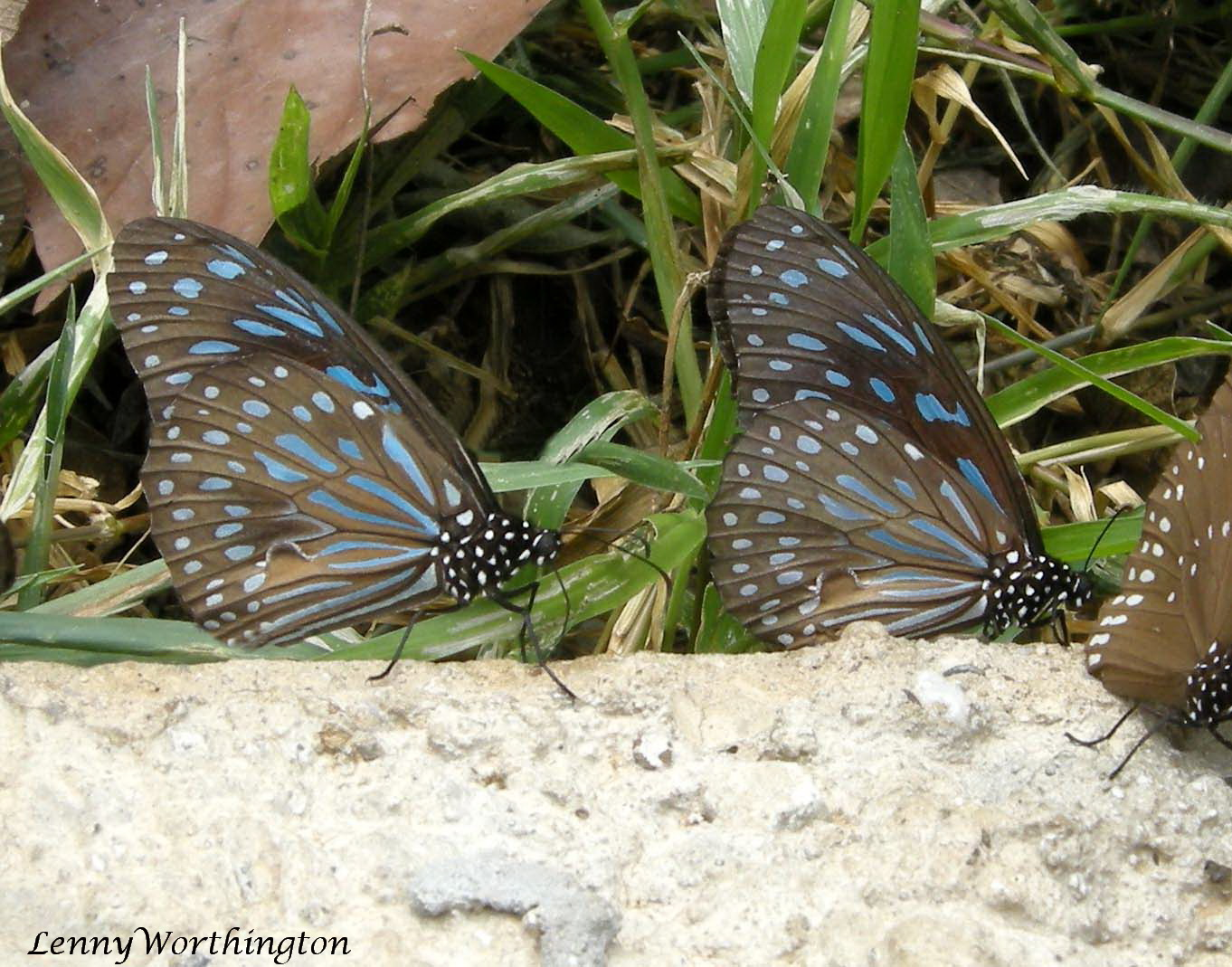
Tirumala septentrionis (Nymphalidés)
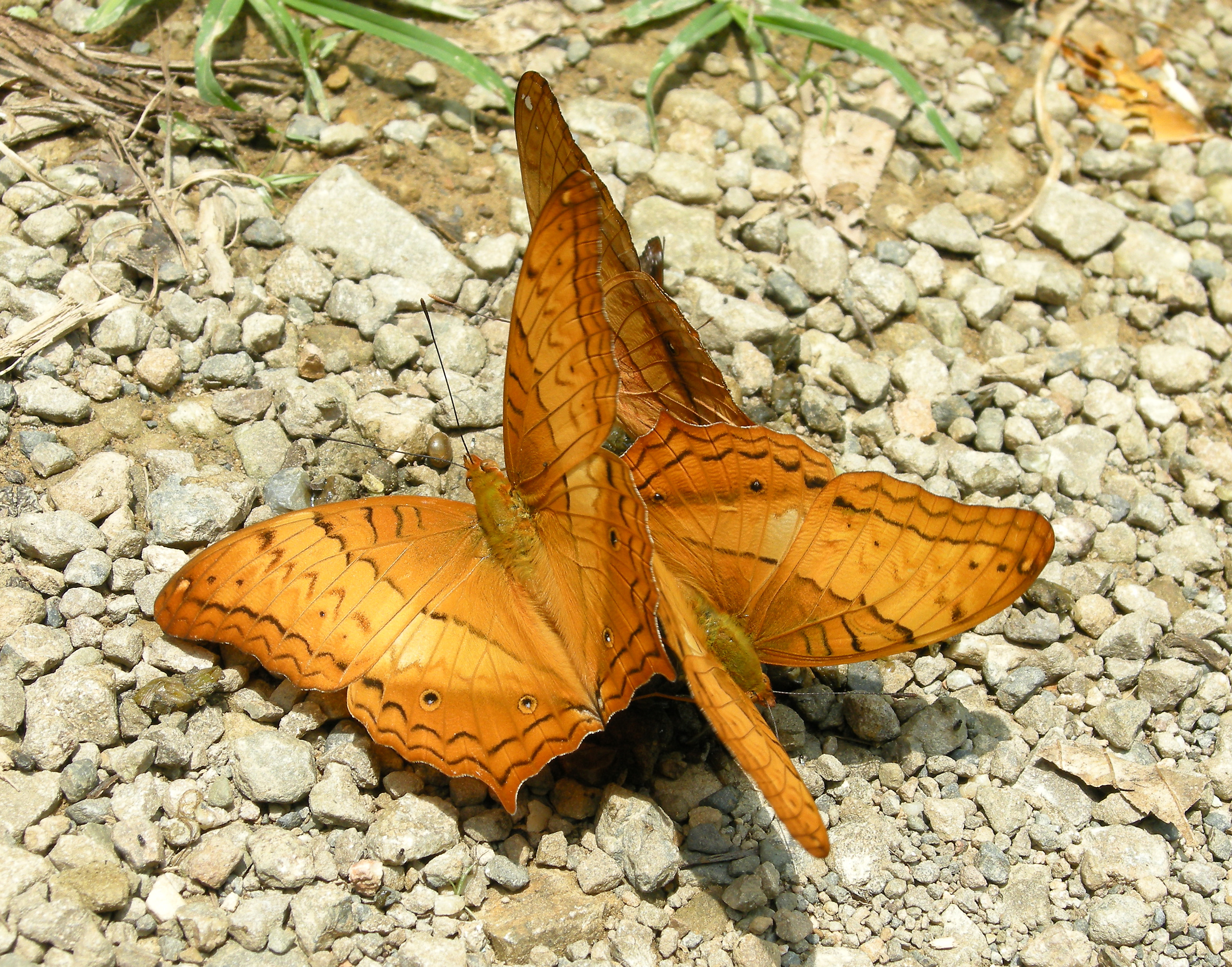
Vindula dejone erotella (nymphalidés)
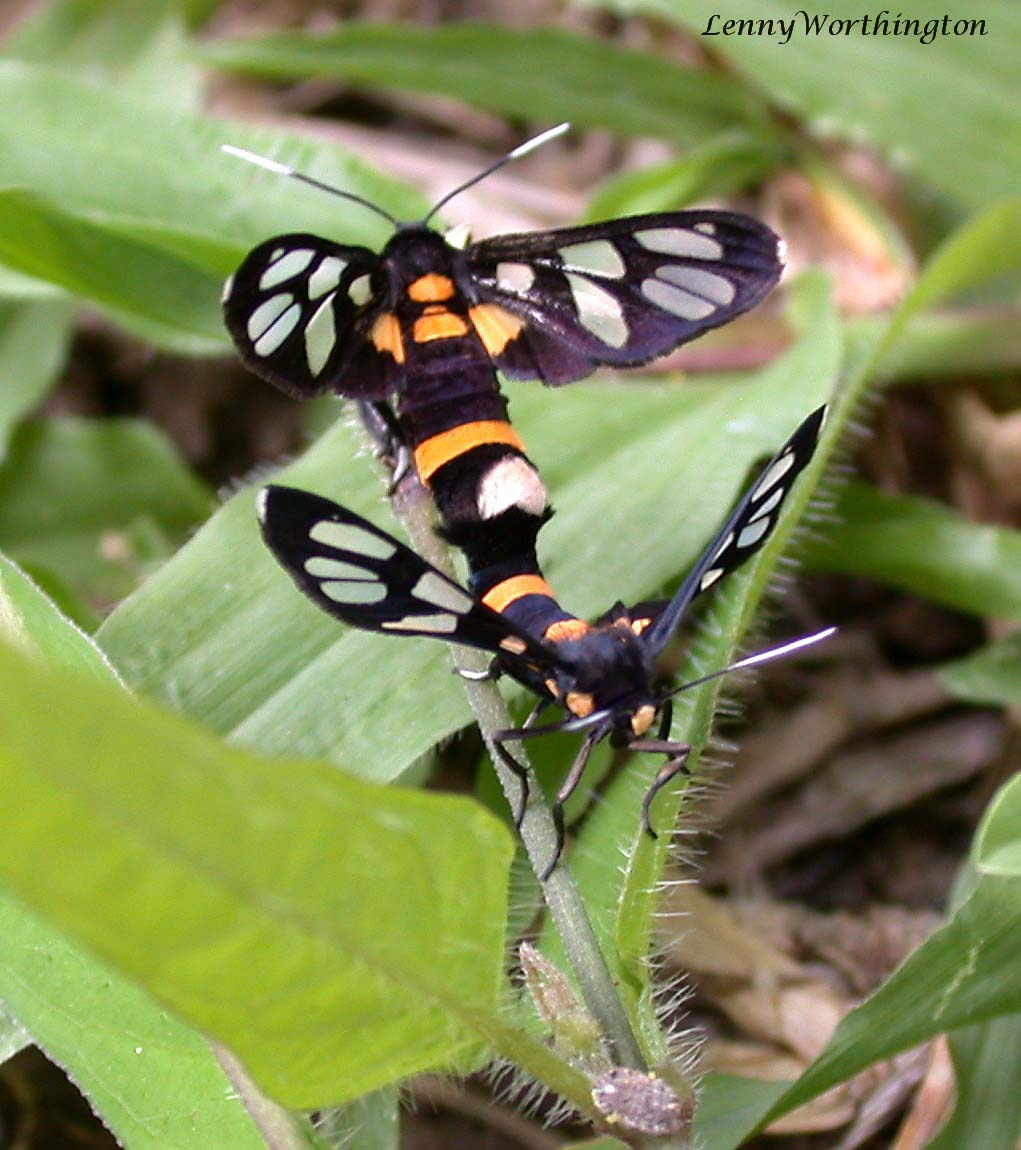
Amata sperbius (Erebidae)
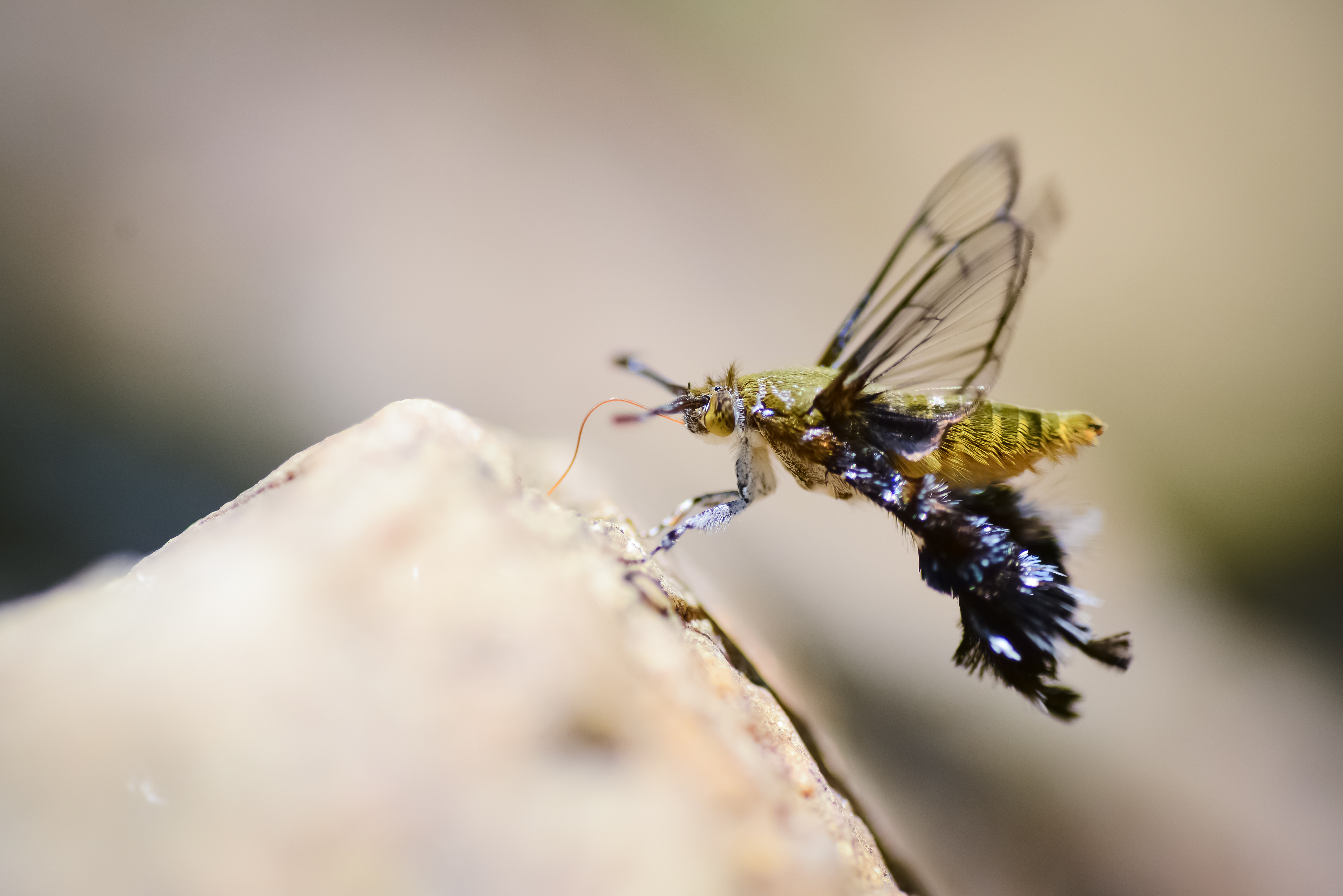
Macroscelesia (Sesiidae)
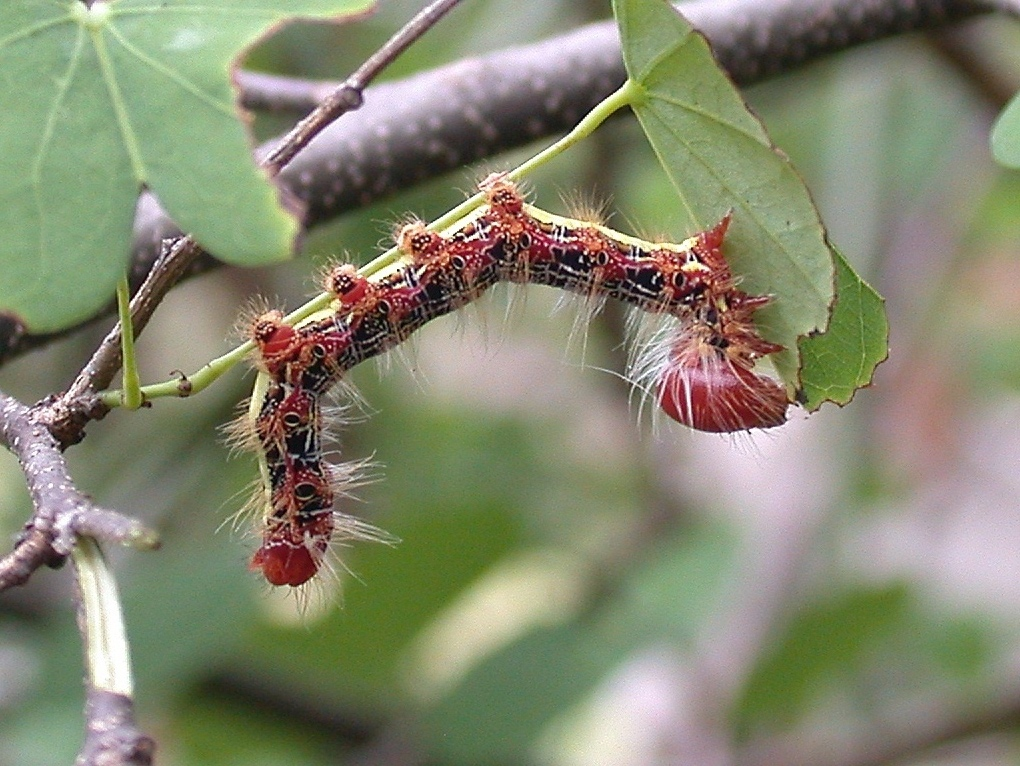
Chenille de Cricula trifenestrata (Saturnidés)

## Protection
Le complexe des forêts de Kaeng Krachan est inscrit sur la liste du patrimoine mondial de l'UNESCO le 26 juillet 2021.